# Histoire de l'architecture ottomane

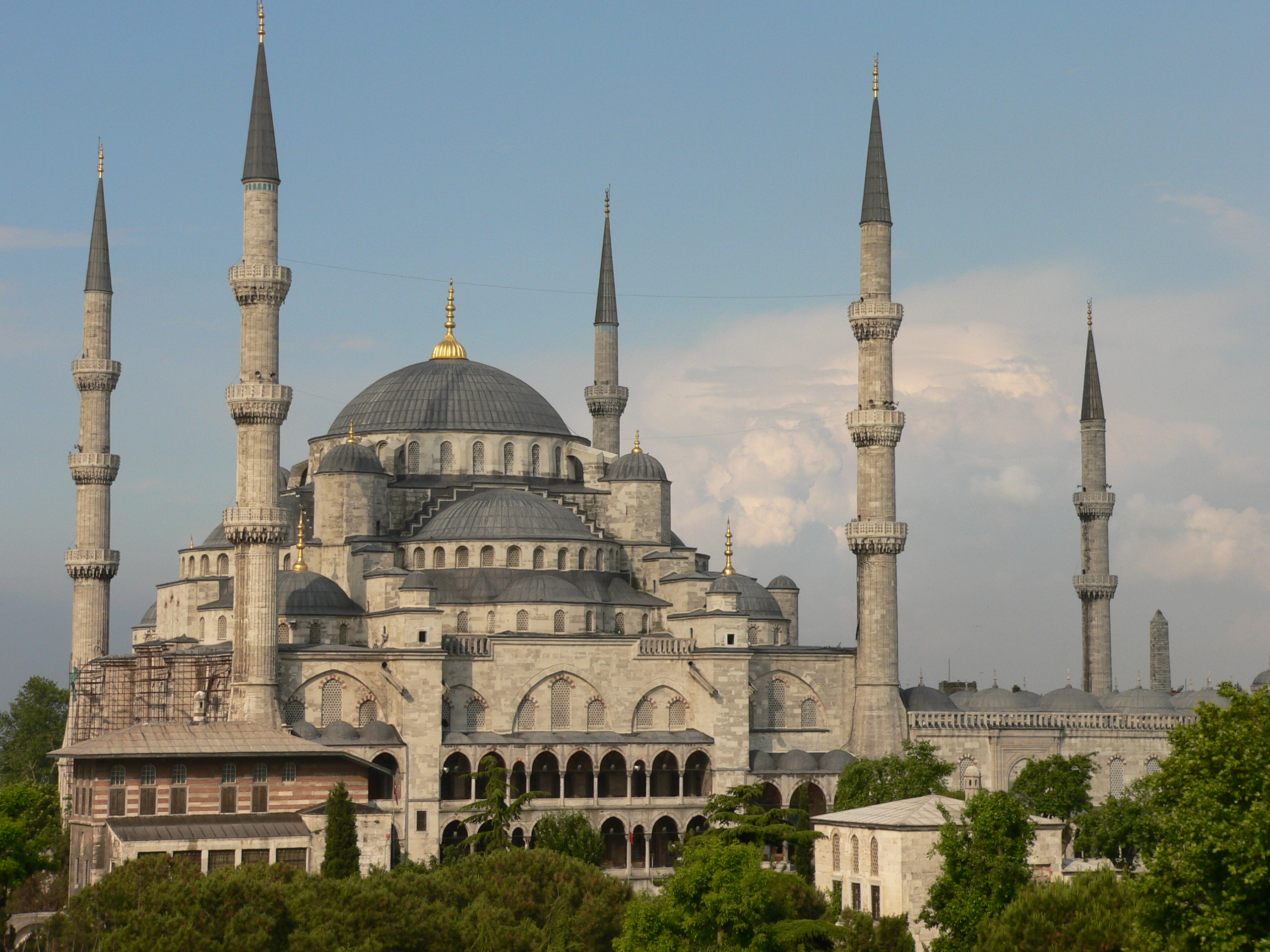
Mosquée bleue à Istanbul, un exemple du style classique de l'architecture ottomane, montrant l'influence byzantine.

L'histoire de l'architecture ottomane relate l'évolution historique de l'architecture de l'empire ottoman, lequel a émergé dans le nord-ouest de l'Anatolie au XIIIe siècle. L'architecture de l'empire s'est développée à partir de l'architecture turque seldjoukide antérieure, avec des influences byzantines et iraniennes ainsi que d'autres traditions architecturales du Moyen-Orient,,,,. L'architecture ottomane primitive a expérimenté plusieurs types de bâtiments sur une période couvrant les XIIIe et XVe siècles, évoluant progressivement vers le style ottoman classique des XVIe et XVIIe siècles. Ce style était un mélange de tradition turque indigène et d'influences de la basilique Sainte-Sophie, résultant en des mosquées monumentales centrées autour d'un haut dôme central avec un nombre variable de semi-dômes,,. L'architecte le plus important de la période classique est Mimar Sinan, dont les œuvres majeures comprennent la mosquée Şehzade, la mosquée Süleymaniye et la mosquée Selimiye,. La seconde moitié du XVIe siècle voit également l'apogée de certains arts décoratifs, notamment dans l'utilisation des carreaux d'Iznik.
À partir du XVIIIe siècle, l'architecture ottomane a été influencée par l'architecture baroque en Europe occidentale, ce qui a donné le style baroque ottoman. La mosquée Nuruosmaniye est l'un des exemples les plus importants de cette période. Le 19e siècle a vu plus d'influences importées d'Europe occidentale, apportées par des architectes tels que ceux de la famille Balyan. Le style Empire et les motifs néoclassiques ont été introduits et une tendance à l'éclectisme était évidente dans de nombreux types de bâtiments, tels que le palais de Dolmabaçe. Les dernières décennies de l'Empire ottoman ont vu le développement d'un nouveau style architectural appelé néo-ottoman ou renouveau ottoman, également connu sous le nom de premier mouvement architectural national, par des architectes tels que Mimar Kemaleddin et Vedat Tek.
Le patronage dynastique ottoman était concentré dans les capitales historiques de Bursa, Edirne et Istanbul (Constantinople), ainsi que dans plusieurs autres centres administratifs importants tels qu'Amasya et Manisa. C'est dans ces centres que se sont produits les développements les plus importants de l'architecture ottomane et que l'on trouve l'architecture ottomane la plus imposante. Les principaux monuments religieux étaient généralement des complexes architecturaux, connus sous le nom de külliye, qui avaient plusieurs composantes fournissant différents services et commodités. En plus d'une mosquée, ceux-ci pourraient comprendre une madrasa, un hammam, un imaret, un sebil, un marché, un caravansérail, une école primaire, ou autres. Les constructions ottomanes étaient abondantes en Anatolie et dans les Balkans (Roumélie), mais dans les provinces plus éloignées du Moyen-Orient et d'Afrique du Nord, les styles architecturaux islamiques plus anciens ont continué à avoir une forte influence et ont parfois été imprégnés de styles ottomans.

## Début de la période ottomane

### Premiers développements
Les premiers Ottomans s'établirent dans le nord-ouest de l'Anatolie près des frontières de l'Empire byzantin. Ce voisinage a favorisé les influences de l'architecture byzantine et d'autres vestiges antiques de la région, et il y  eut  des exemples d'expérimentation similaire chez les autres dynasties locales de la région. L'une des premières distinctions stylistiques qui a émergé était une tradition de conception de façades plus complètes devant les mosquées, en particulier sous la forme d'un portique avec des arcs et des colonnes. Les premiers édifices ottomans ont été construits à Söğüt, la première capitale ottomane, et à proximité de Bilecik, mais elles n'ont pas survécu dans leur forme originelle. Ils comprennent quelques petites mosquées et un mausolée construit à l'époque d Ertuğrul (fin du XIIIe siècle). Bursa a été capturé en 1326 par le chef ottoman Orhan. Elle a servi de capitale ottomane jusqu'en 1402, devenant un centre majeur de patronage et de construction. Orhan a également capturé İznik en 1331, la transformant en un autre centre de l'art ottoman. Au début de cette période, il y avait généralement trois types de mosquées : la mosquée à un seul dôme, la mosquée en T et la mosquée à plusieurs unités ou à plusieurs dômes.

#### Mosquées à dôme unique
La mosquée Hacı Özbek (1333) à İznik est la plus ancienne mosquée ottomane avec une inscription qui mentionne sa construction. C'est aussi le premier exemple d'une mosquée ottomane à dôme unique, consistant en une chambre carrée surmontée par un dôme. Il est construit en couches alternées de briques et de pierres de taille, une technique qui a probablement été copiée à partir d'exemples byzantins et qui a été reproduite dans d'autres structures ottomanes. Le dôme est recouvert de tuiles en terre cuite, ce qui était également une coutume de l'architecture ottomane primitive avant que les dômes ottomans ultérieurs ne soient recouverts de plomb. D'autres structures de l'époque d'Orhan ont été construites à İznik, Bilecik et à Bursa. Des mosquées à dôme unique ont continué à être construites après cela, comme l'exemple de la mosquée verte à Iznik (1378–1391), qui a été construite par un pacha ottoman. La mosquée verte d'Iznik est la première mosquée ottomane dont le nom de l'architecte (Hacı bin Musa) est connu. Le dôme principal couvre un espace carré et, par conséquent, la transition entre la base ronde du dôme et la chambre carrée en dessous est réalisée grâce à une série de sculptures triangulaires connues sous le nom de "triangles turcs", un type de pendentif qui était commun dans l'architecture seldjoukide d'Anatolie et au début de l'architecture ottomane. Un exemple d'une mosquée à dôme unique avec un dôme beaucoup plus grand peut être trouvé dans la mosquée Yildirim Bayezid à Mudurnu, qui date d'environ 1389. L'ambitieux dôme, d'un diamètre de 20 mètres, était comparable aux mosquées ottomanes beaucoup plus tardives, mais il devait être construit plus près du sol pour être stable. Au lieu de triangles turcs, la transition se fait par des trompes qui commencent bas le long des murs. 

Mosquées à dôme unique
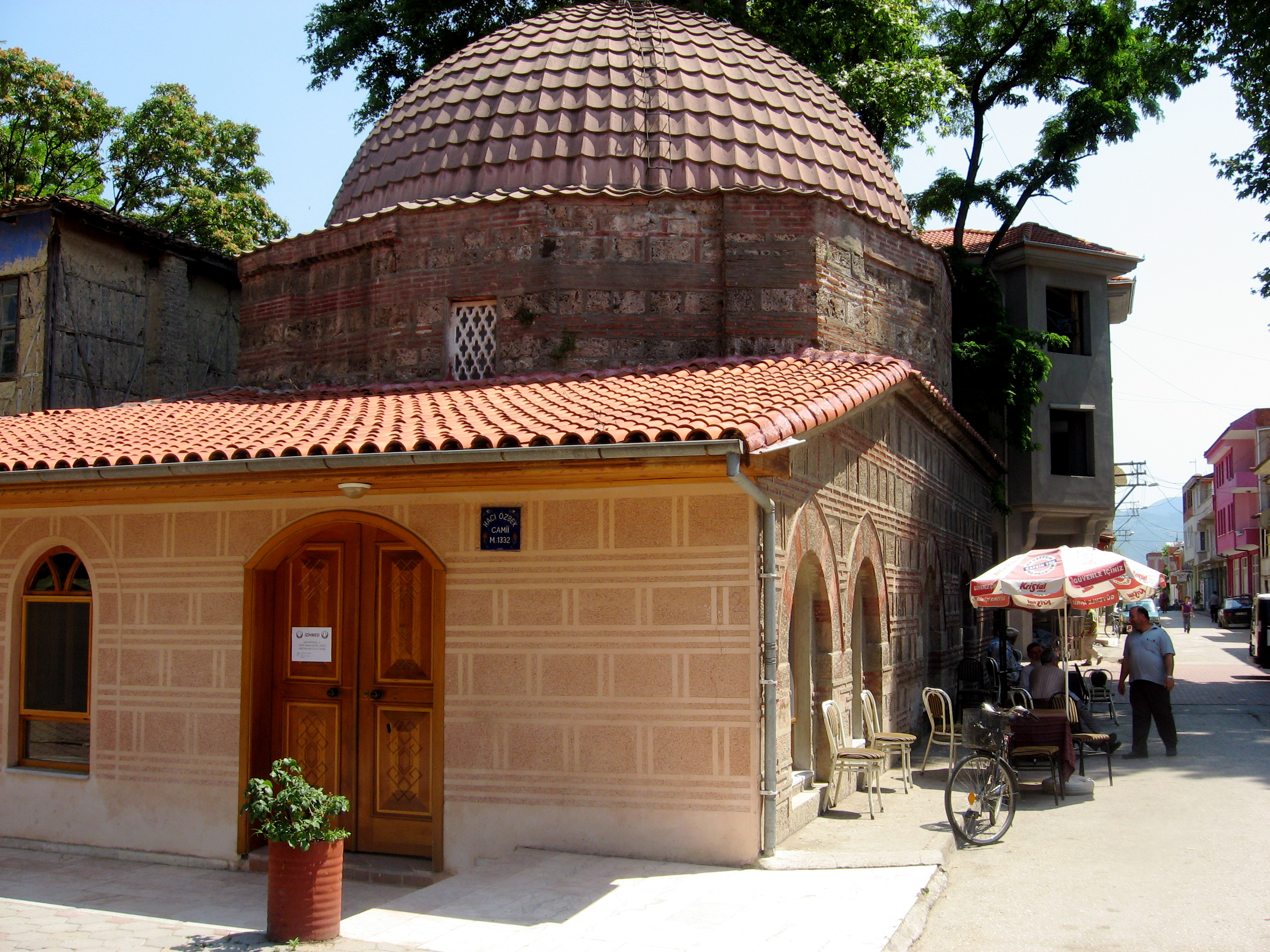
Mosquée Hacı Özbek à Iznik (1333)
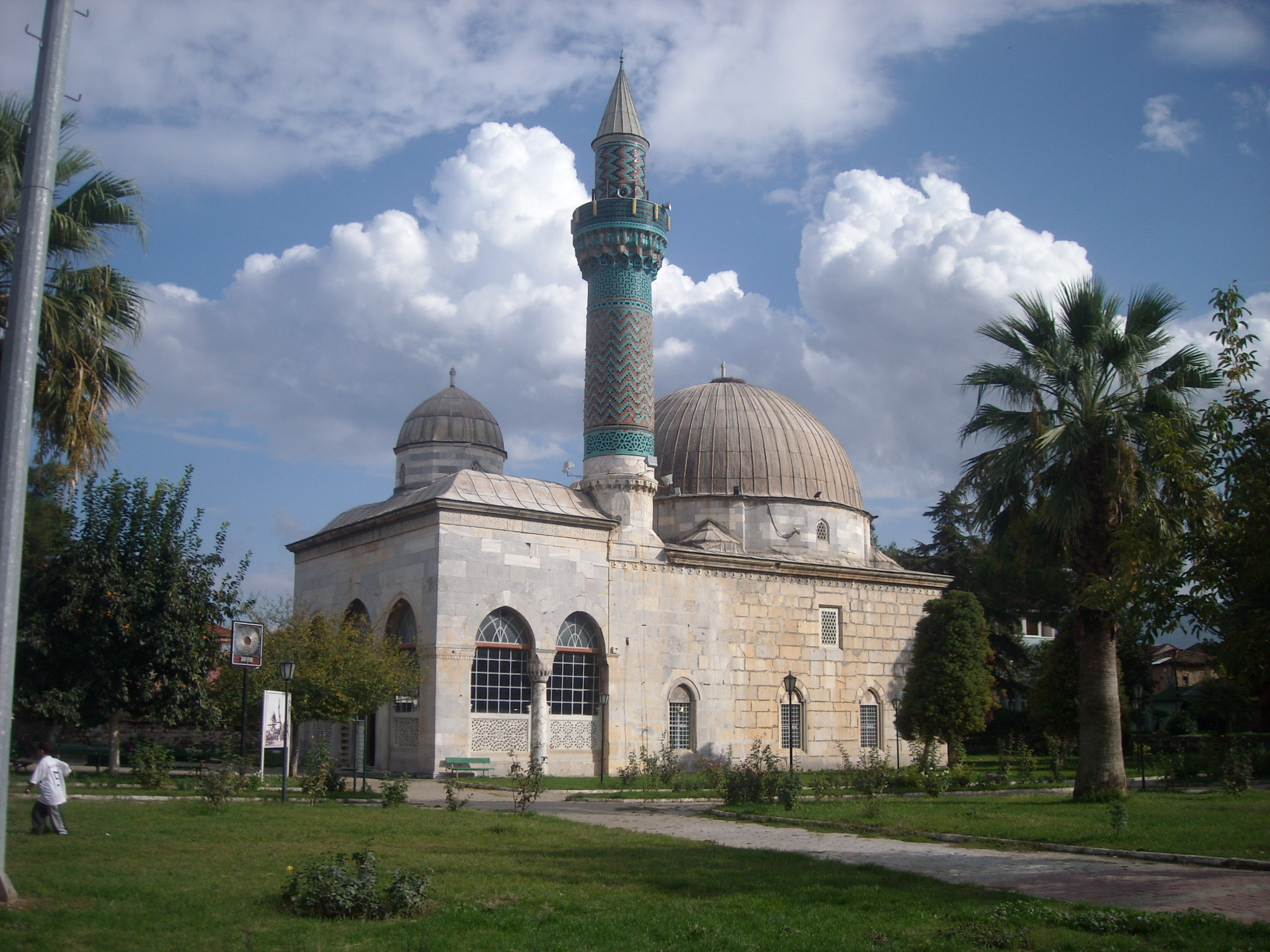
Mosquée verte à Iznik (1378–1391)
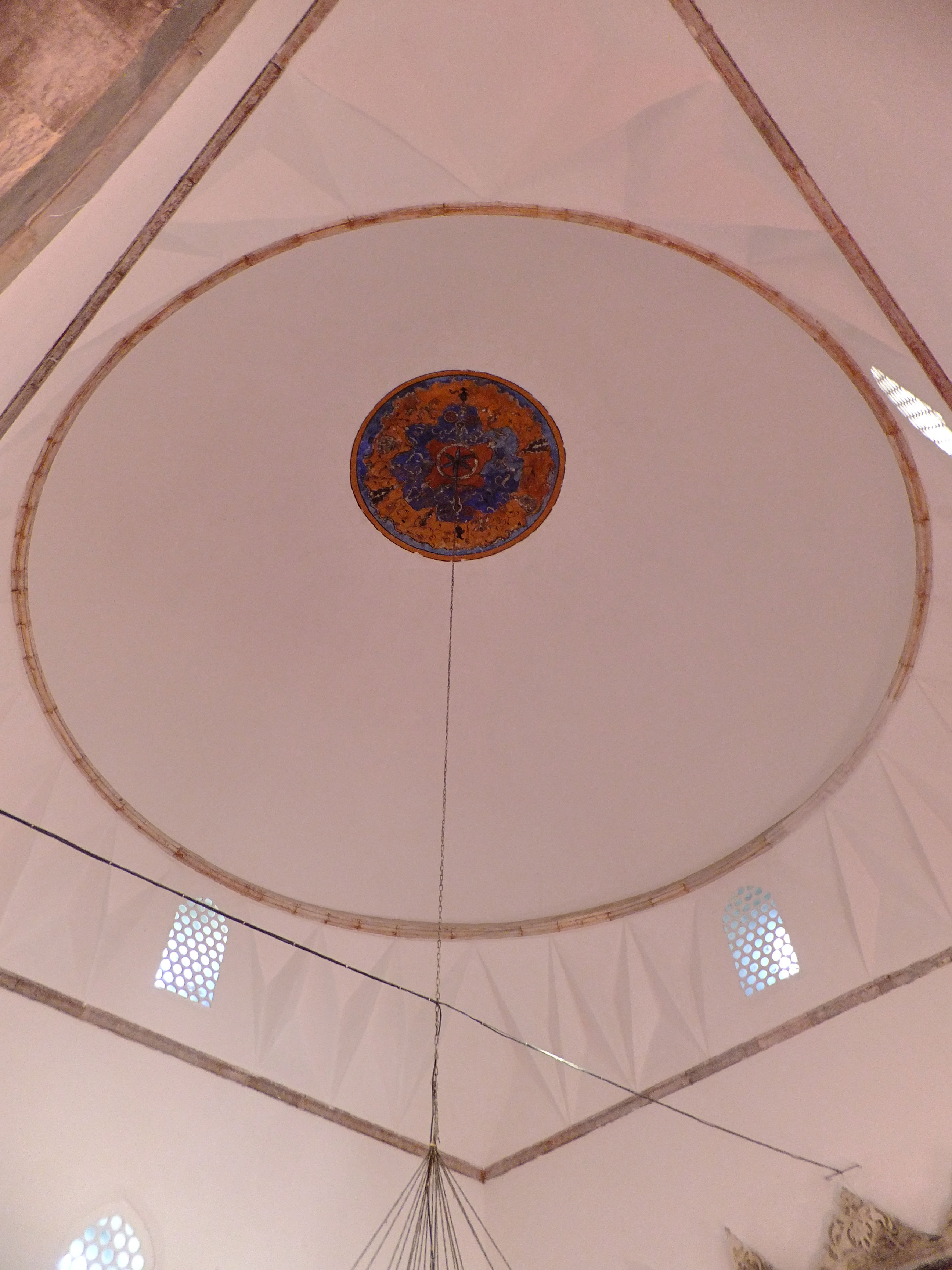
Intérieur de la mosquée verte : les "triangles turcs" forment la transition du dôme à la chambre carrée
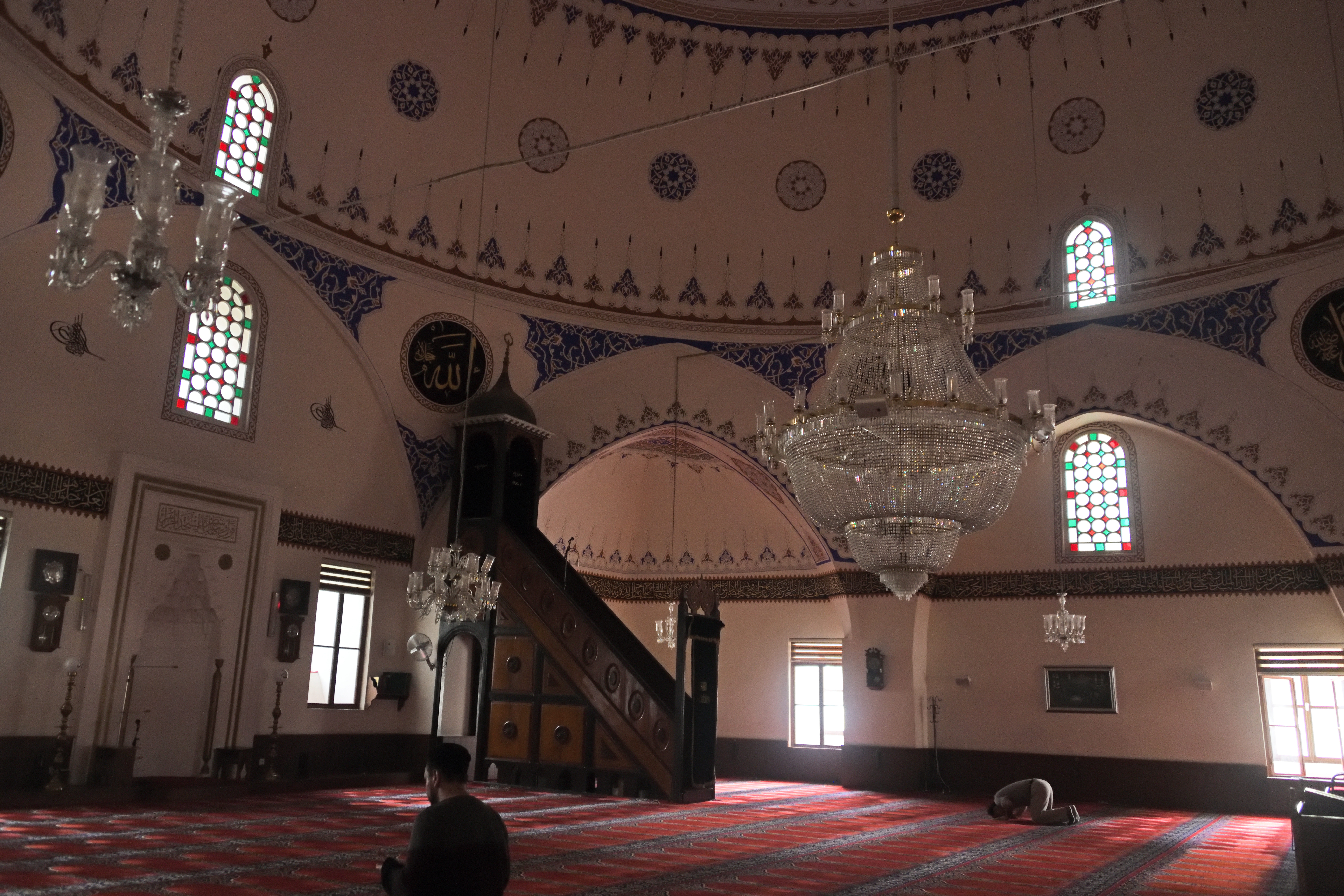
Intérieur de la mosquée Yildirim Bayezid à Mudurnu (vers 1389)

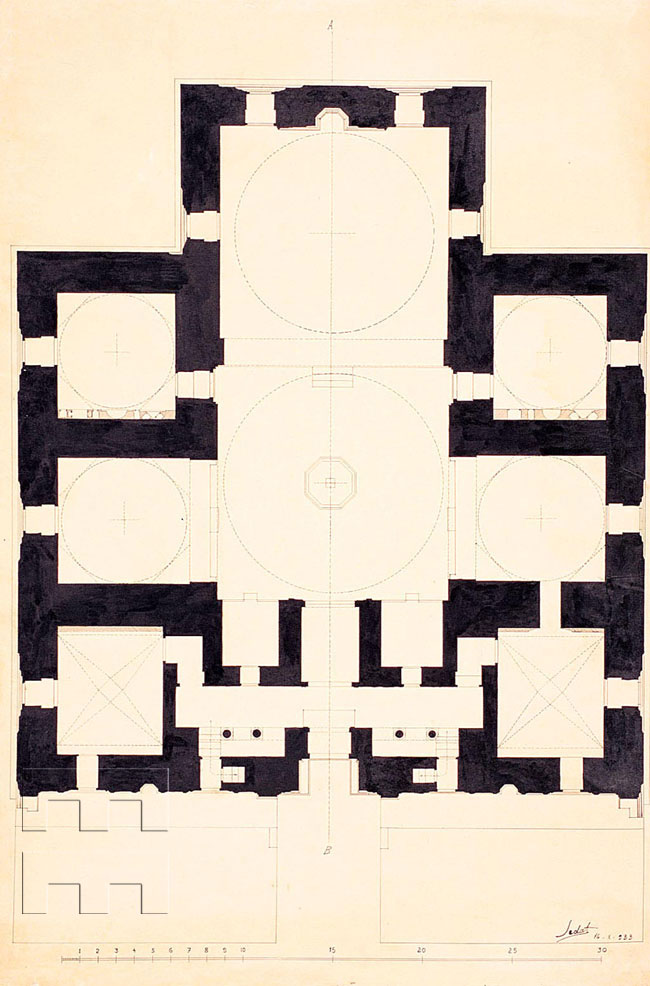
Exemple d'aménagement en "plan-T": le plan d'étage de la Mosquée Verte à Bursa

#### Mosquées en "T" ouzaviyes
En 1334-1335, Orhan a construit une mosquée à l'extérieur de la porte Yenişehir à İznik qui a disparu mais dont l'endroit a été excavé et étudié par les archéologues. Il s'agit d'un important premier exemple connu d'un type de bâtiment appelé zaviye (terme apparenté à l'arabe zawiya), mosquée en "T" ou mosquée "de type Bursa". Ce type de bâtiment se caractérise par une cour centrale, généralement recouverte d'un dôme, avec des iwans (salles voûtées ou voûtées ouvertes sur une cour) sur trois côtés, dont l'un est orienté vers la qibla (direction de la prière) et contient le mihrab (niche murale symbolisant la qibla). La façade avant comportait généralement un portique sur toute sa largeur. Les iwans sur le côté et les différentes autres pièces attachées à ces bâtiments ont peut-être servi à loger des étudiants soufis et des derviches voyageurs, puisque les confréries soufies étaient l'un des principaux soutiens des premiers Ottomans. Les variations de ce plan d'étage étaient le type le plus courant de structure religieuse majeure parrainée par les premières élites ottomanes. L'étiquette "type Bursa" vient du fait que plusieurs exemples de ce type ont été construits dans et autour de Bursa, y compris la mosquée Orhan Gazi (1339), la mosquée Hüdavendigar (Mourad Ier) (1366-1385), la mosquée Yildirim Bayezid Ier (achevée en 1395) et la mosquée verte construite par Mehmed Ier. La Mosquée Verte, commencée en 1412 et achevée en 1424, est remarquable pour sa vaste décoration de carreaux dans la technique cuerda seca. C'est le premier exemple de décoration avec des carreaux somptueux dans l'architecture ottomane. Ces mosquées faisaient toutes partie de complexes religieux plus vastes (külliye) qui comprenaient d'autres structures offrant des services tels que des madrasas (collèges islamiques), des hammams (bains publics) et des imarets (cuisines caritatives).

Des exemples notables de bâtiments en T au-delà de Bursa incluent la mosquée Firuz Bey à Milas, construite en 1394 par un gouverneur ottoman local, et le Nilüfer Hatun Imaret à Iznik, à l'origine un zaviye construit en 1388 en l'honneur de la mère du sultan Mourad Ier. La mosquée Firuz Bey se distingue par sa construction en pierre et sa décoration sculptée de haute qualité. Deux autres exemples de plan en T, la mosquée Beylerbeyi à Edirne (1428-1429) et la mosquée Yahşi Bey à Izmir (vers 1441-1442), sont tous deux importants en tant que structures de plan en T ultérieures avec des systèmes de toiture à décorations plus complexes. A l'intérieur des deux bâtiments, les iwans latéraux habituels sont remplacés par des salles séparées accessibles par des portes depuis l'espace central. En conséquence, les prières n'avaient probablement lieu que dans l'iwan orienté qibla, démontrant que les zaviye n'étaient souvent pas conçus comme de simples mosquées mais avaient plutôt des fonctions plus complexes. Dans les deux bâtiments, la iwan-qibla est de forme semi-octogonale et est recouverte d'un demi-dôme. De grandes sculptures de muqarnas, des rainures ou d'autres sculptures géométriques décorent les dômes et les demi-dômes. 

Mosquées et bâtiments en plan-T
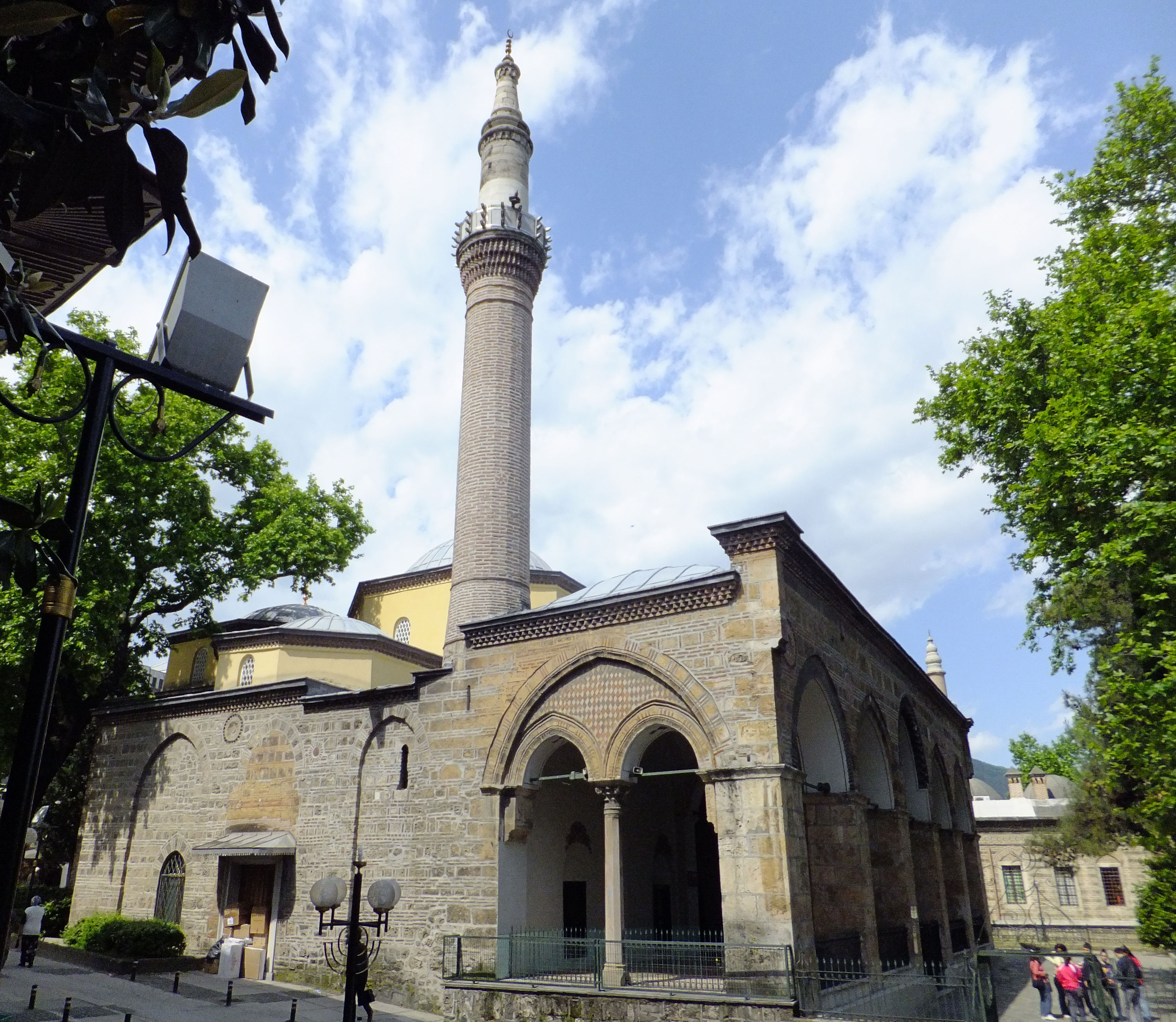
Mosquée Orhan Gazi à Bursa (1339) : portique extérieur et avant
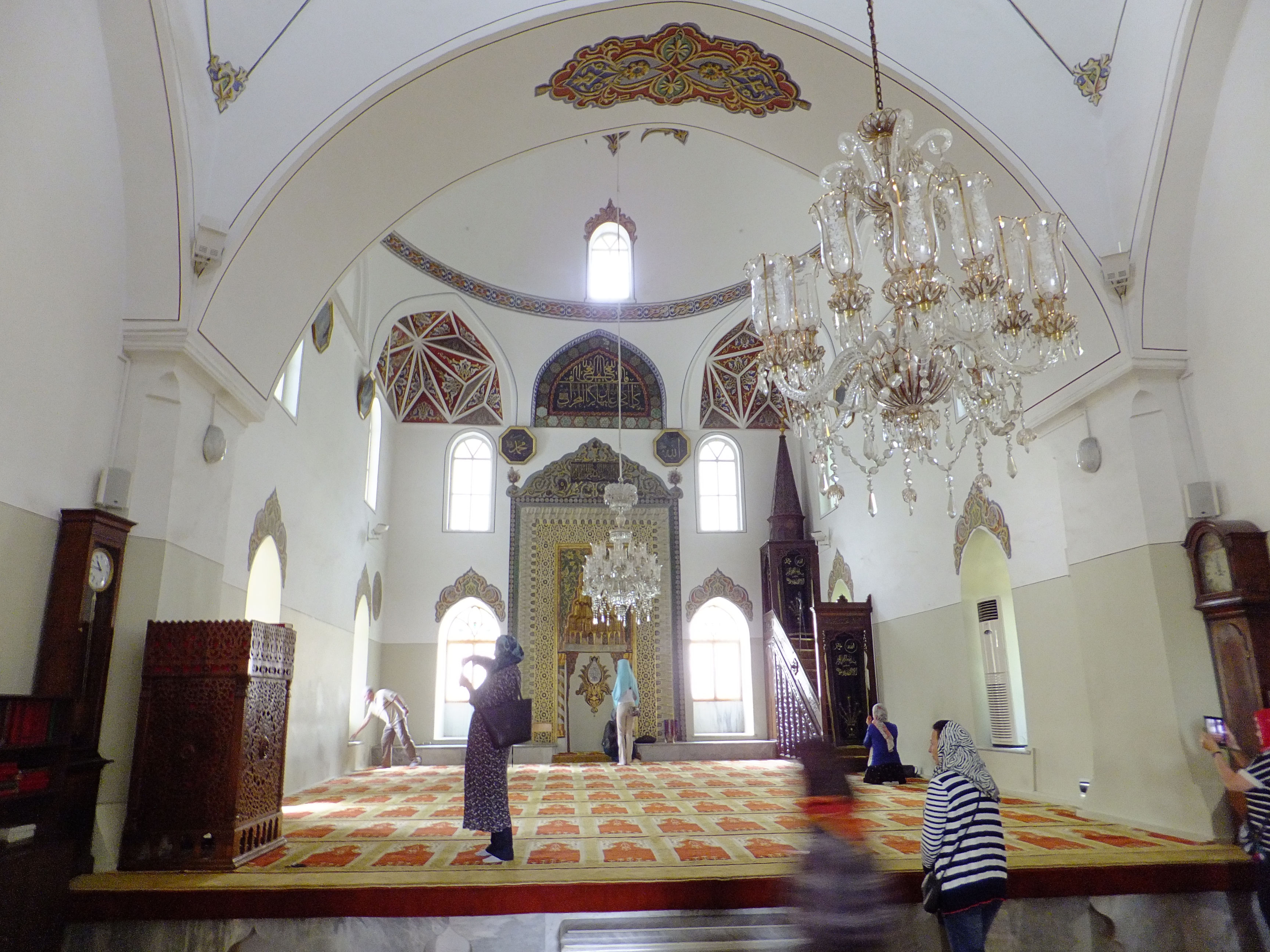
Mosquée Orhan Gazi : salle de prière intérieure, vue vers la qibla
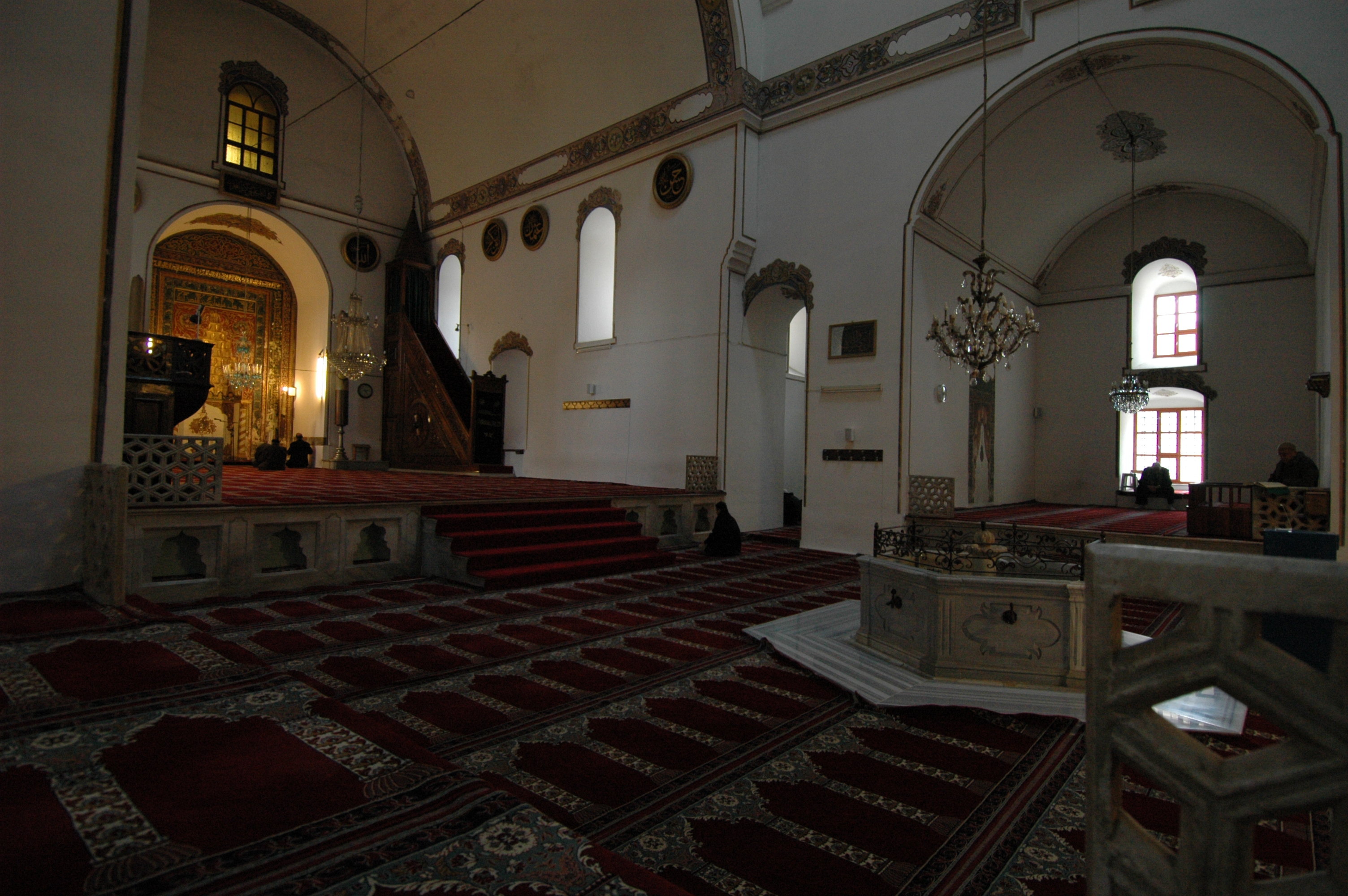
Mosquée Hüdavendigar à Bursa (1366-1385) : intérieur de la salle de prière
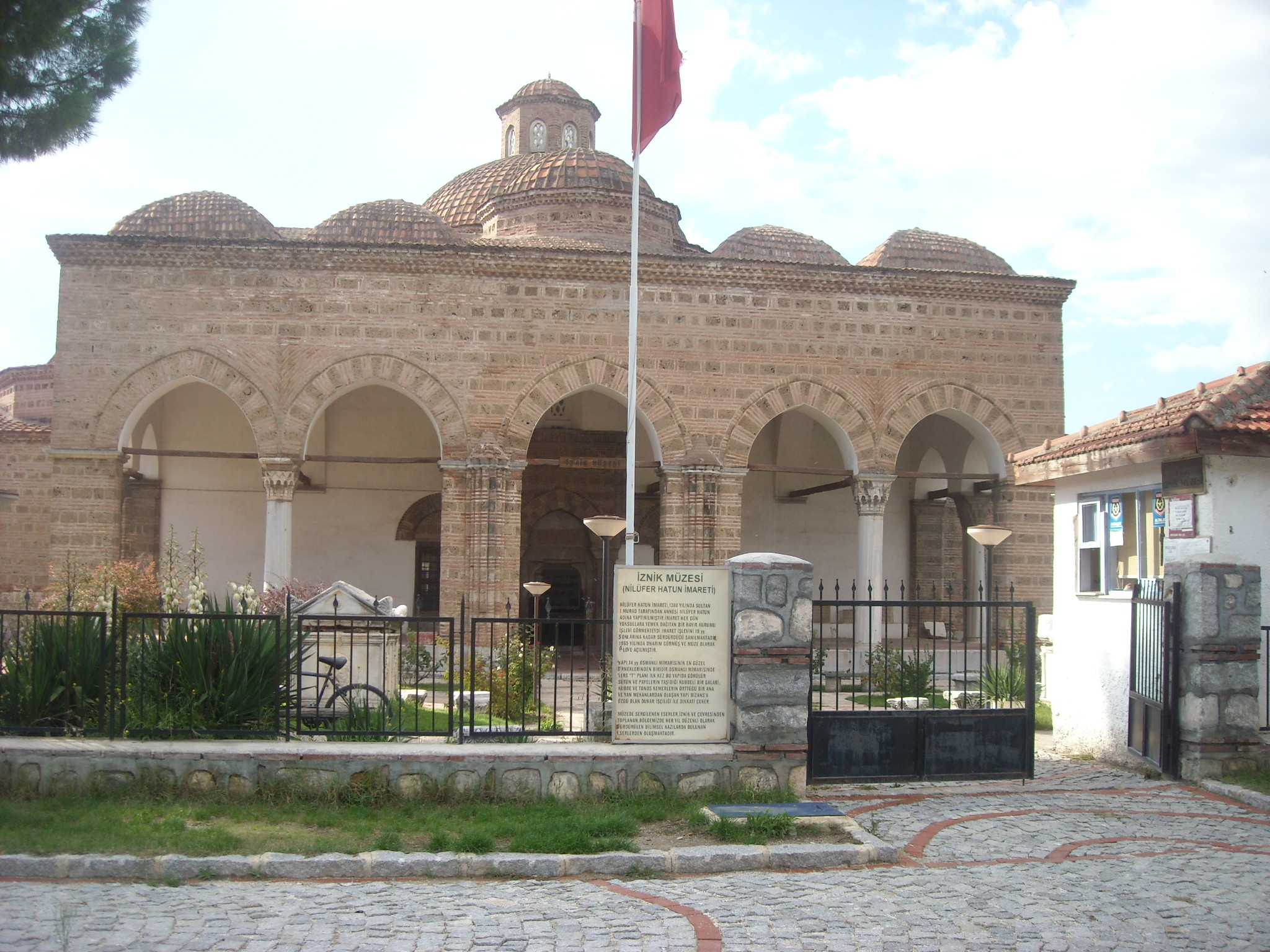
Nilüfer Hatun Imaret à Iznik (1388)
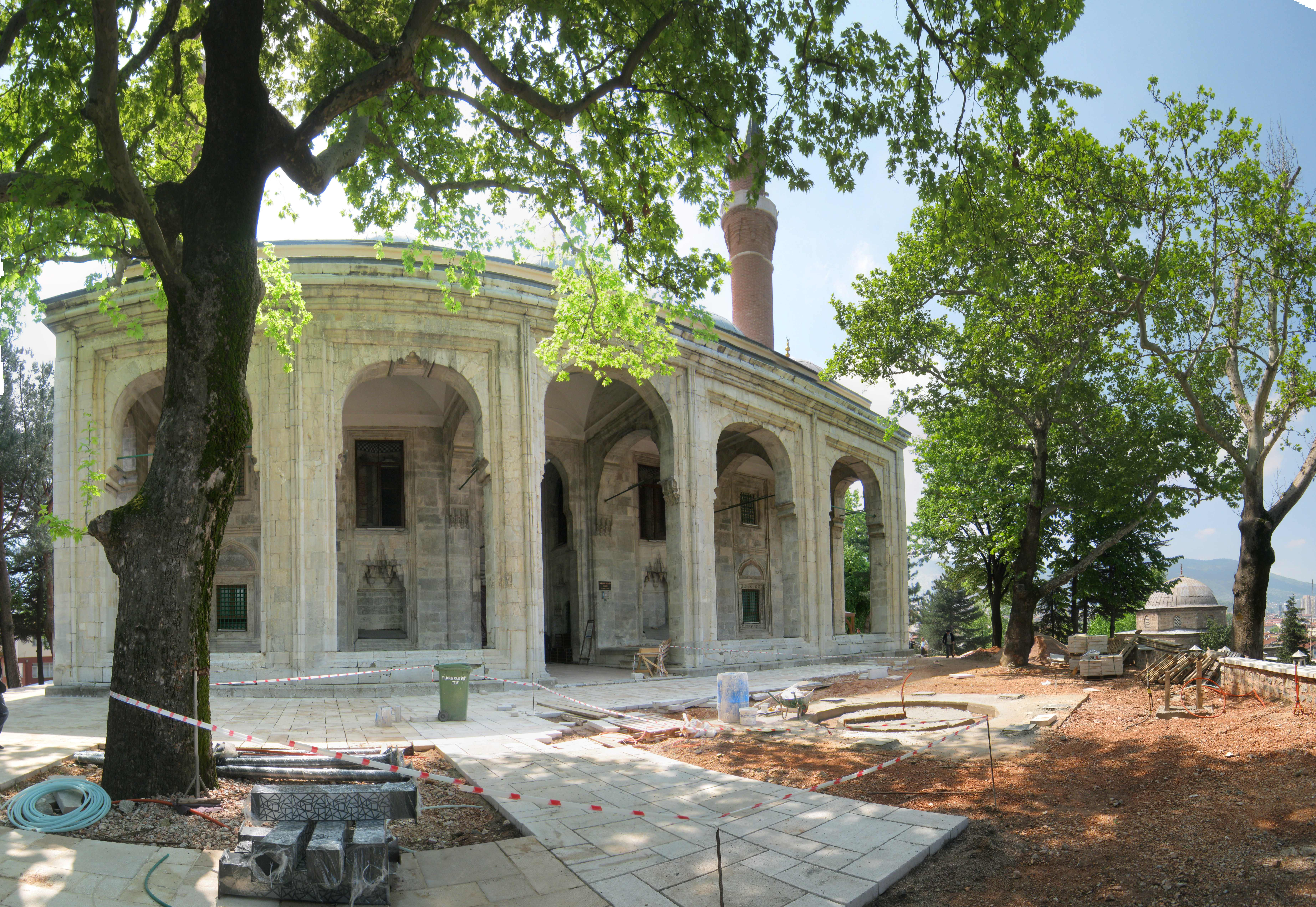
Mosquée Yıldırım Bayezid I à Bursa (1395) : extérieur et portique
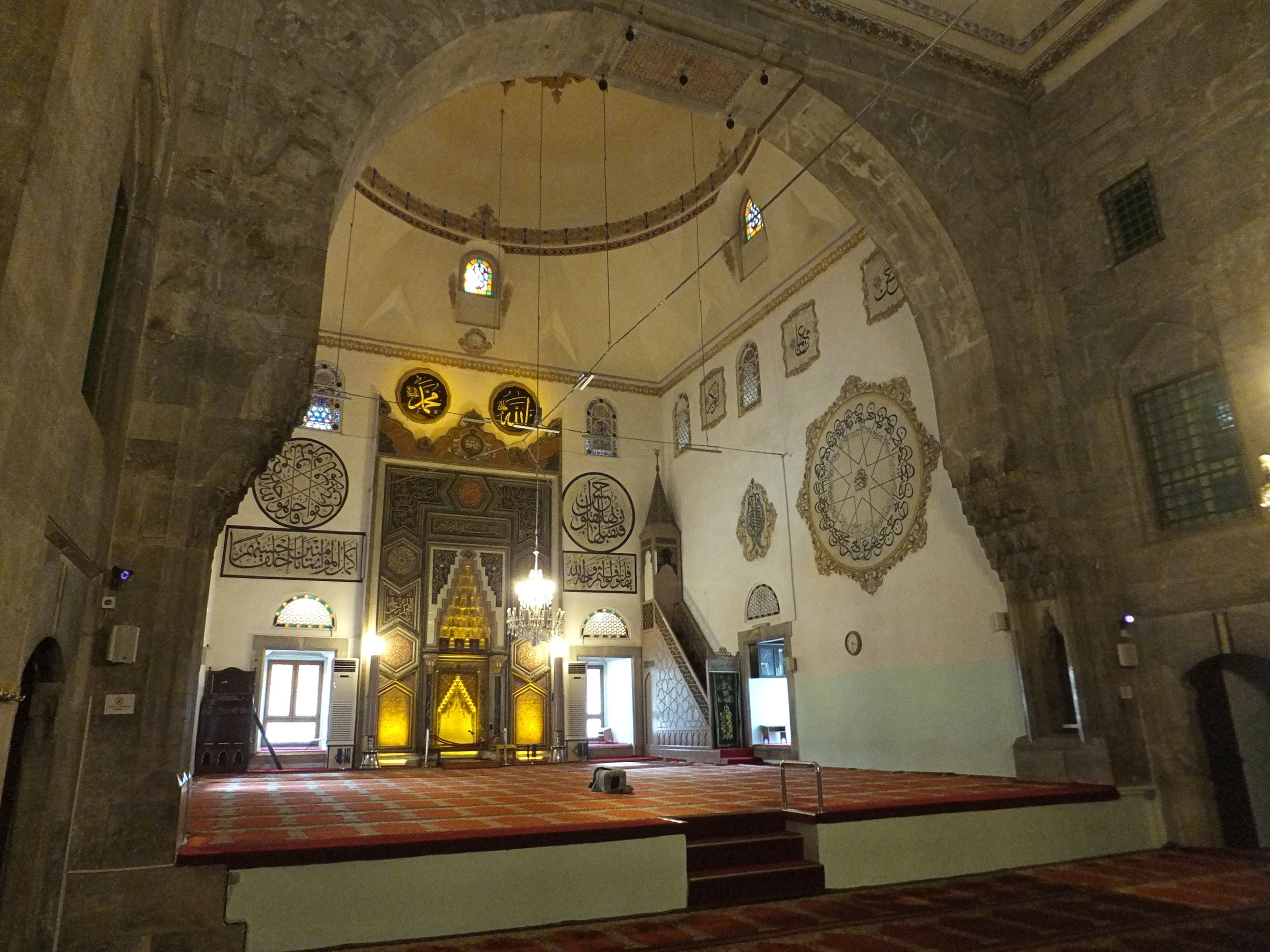
Mosquée Yıldırım Bayezid Ier : vue intérieure vers la qibla iwan
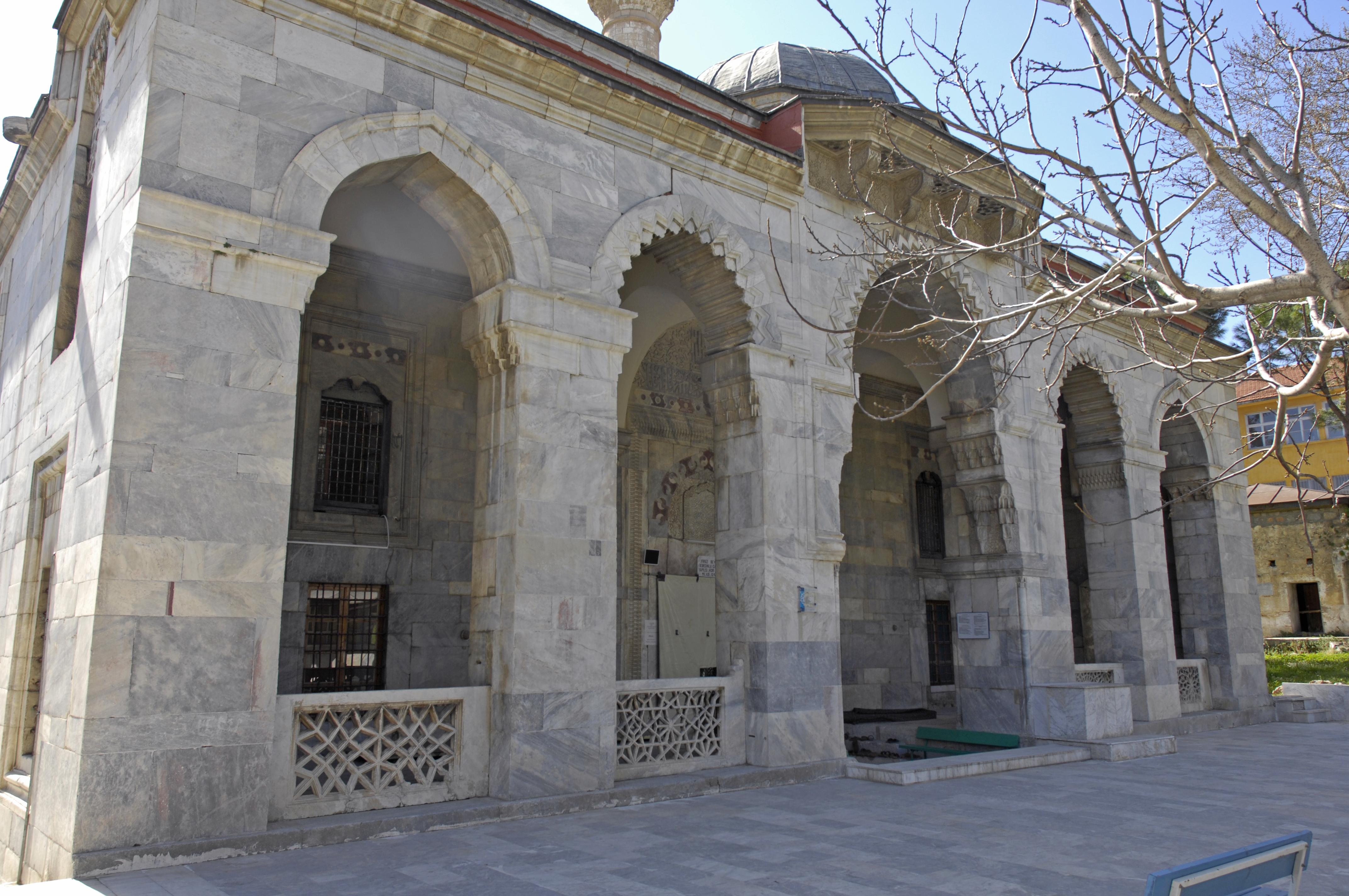
Mosquée Firuz Bey à Milas (1394) : façade extérieure
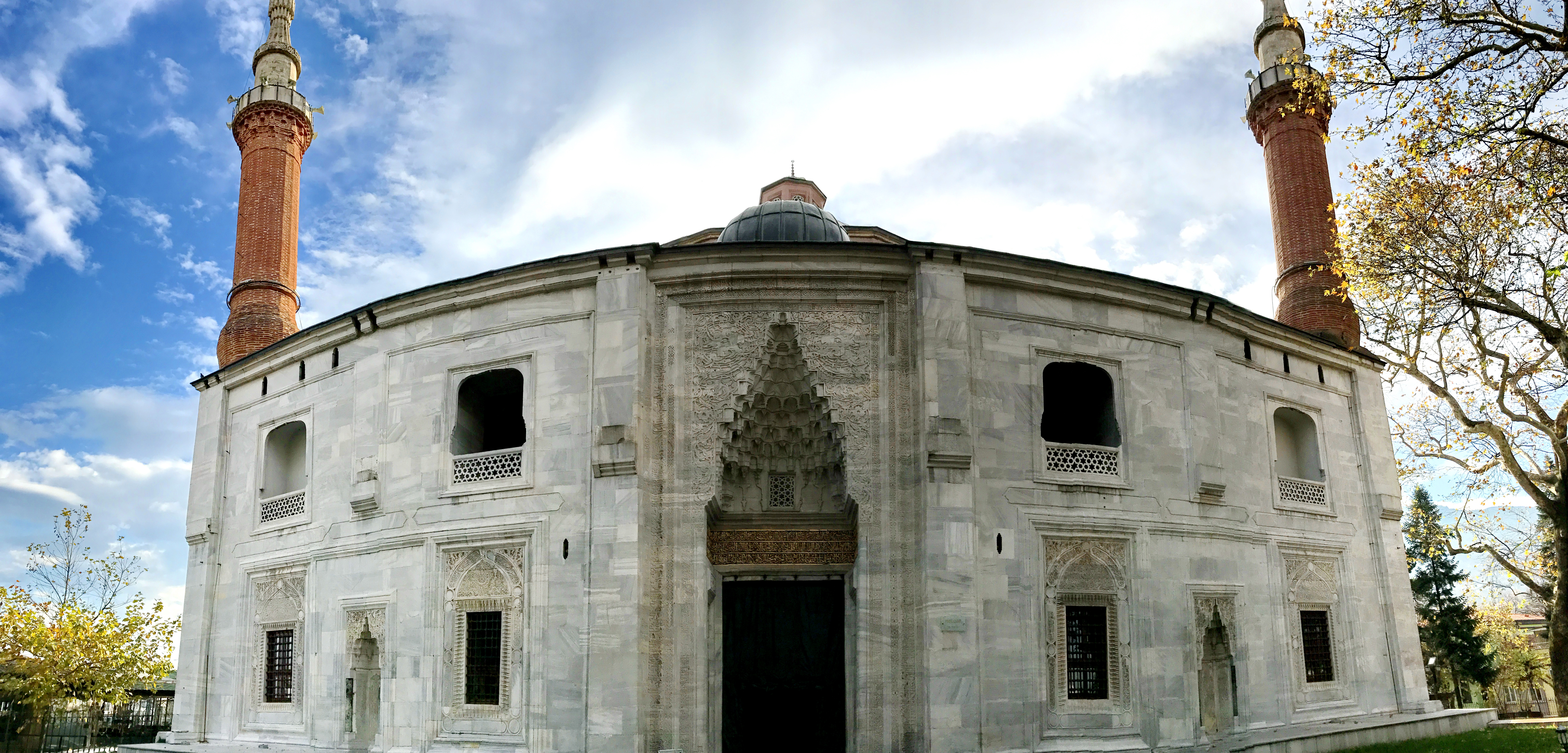
Mosquée verte de Bursa (1412-1424) : façade extérieure et portail d'entrée
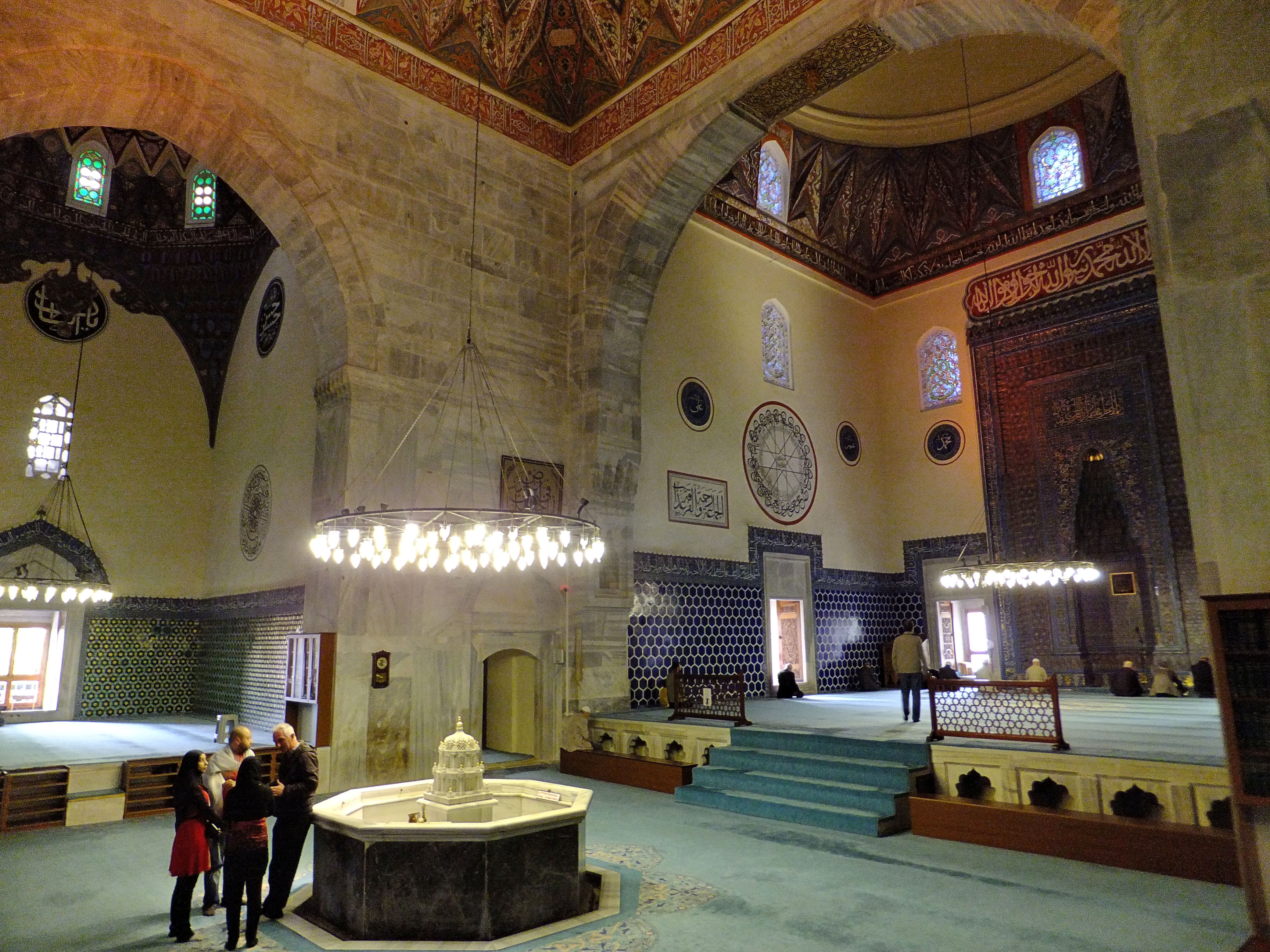
Mosquée verte : intérieur
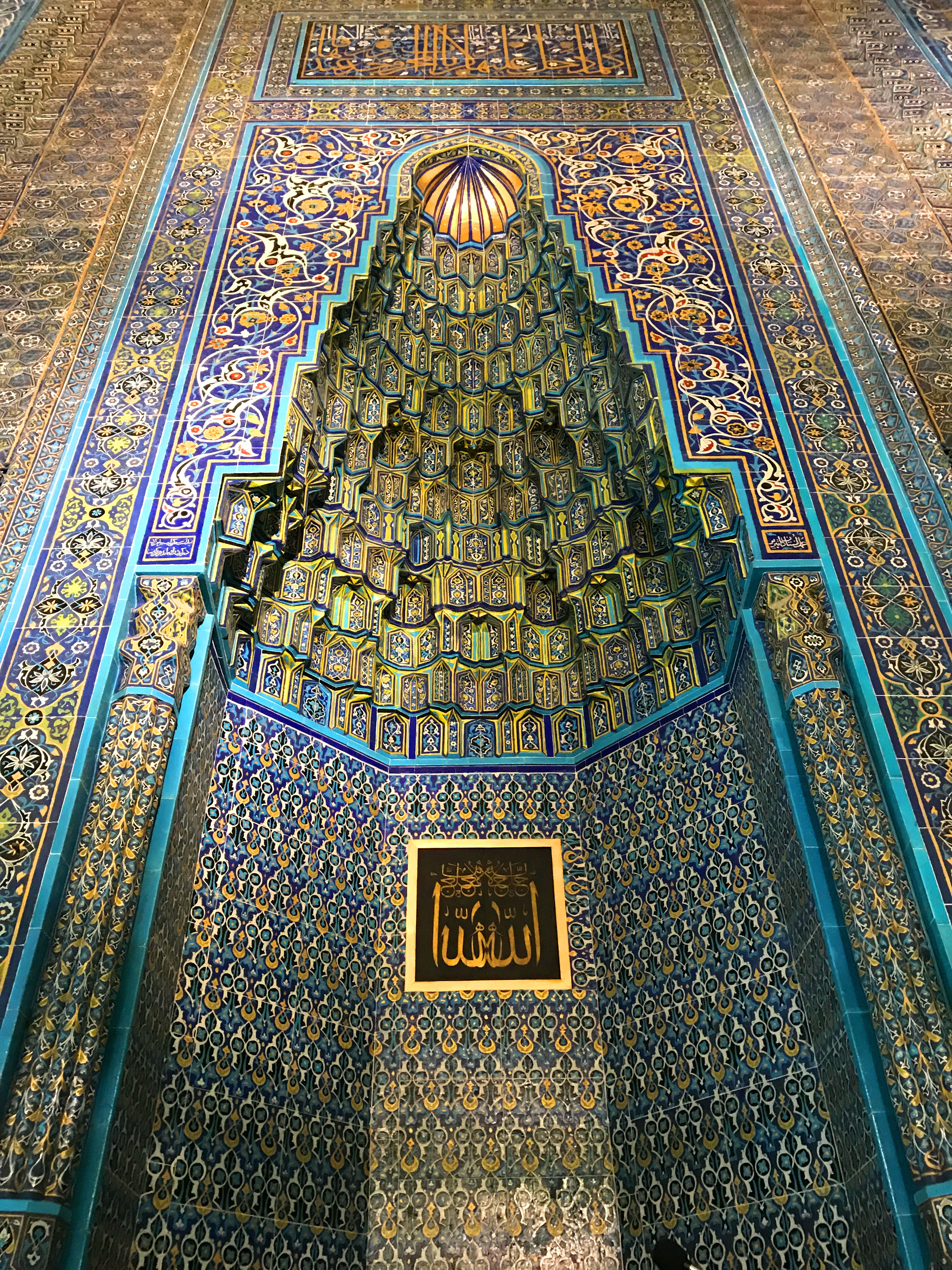
Mosquée verte : mihrab et décoration de tuiles
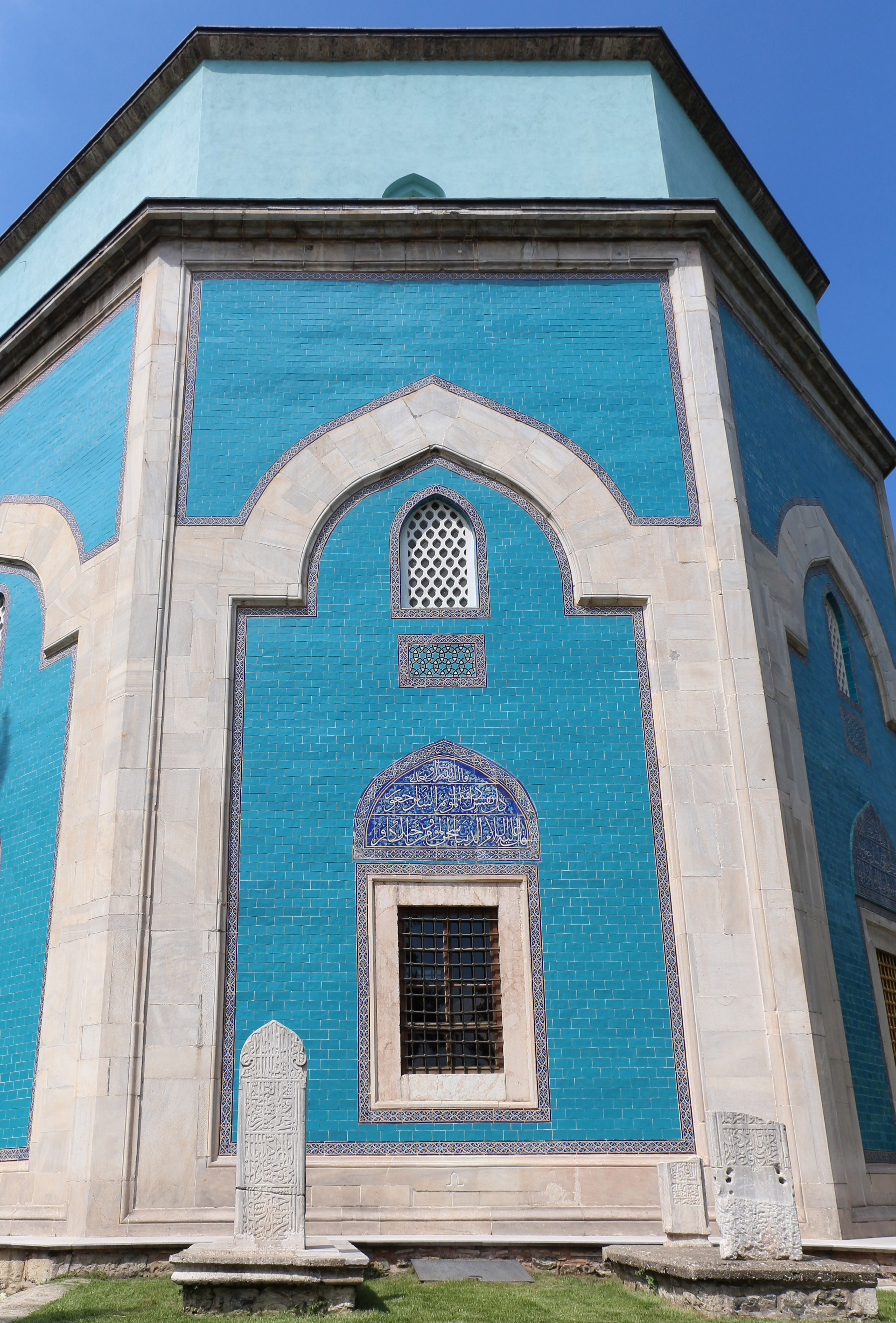
Tombe verte à Bursa (1412-1424), partie du complexe de la mosquée verte
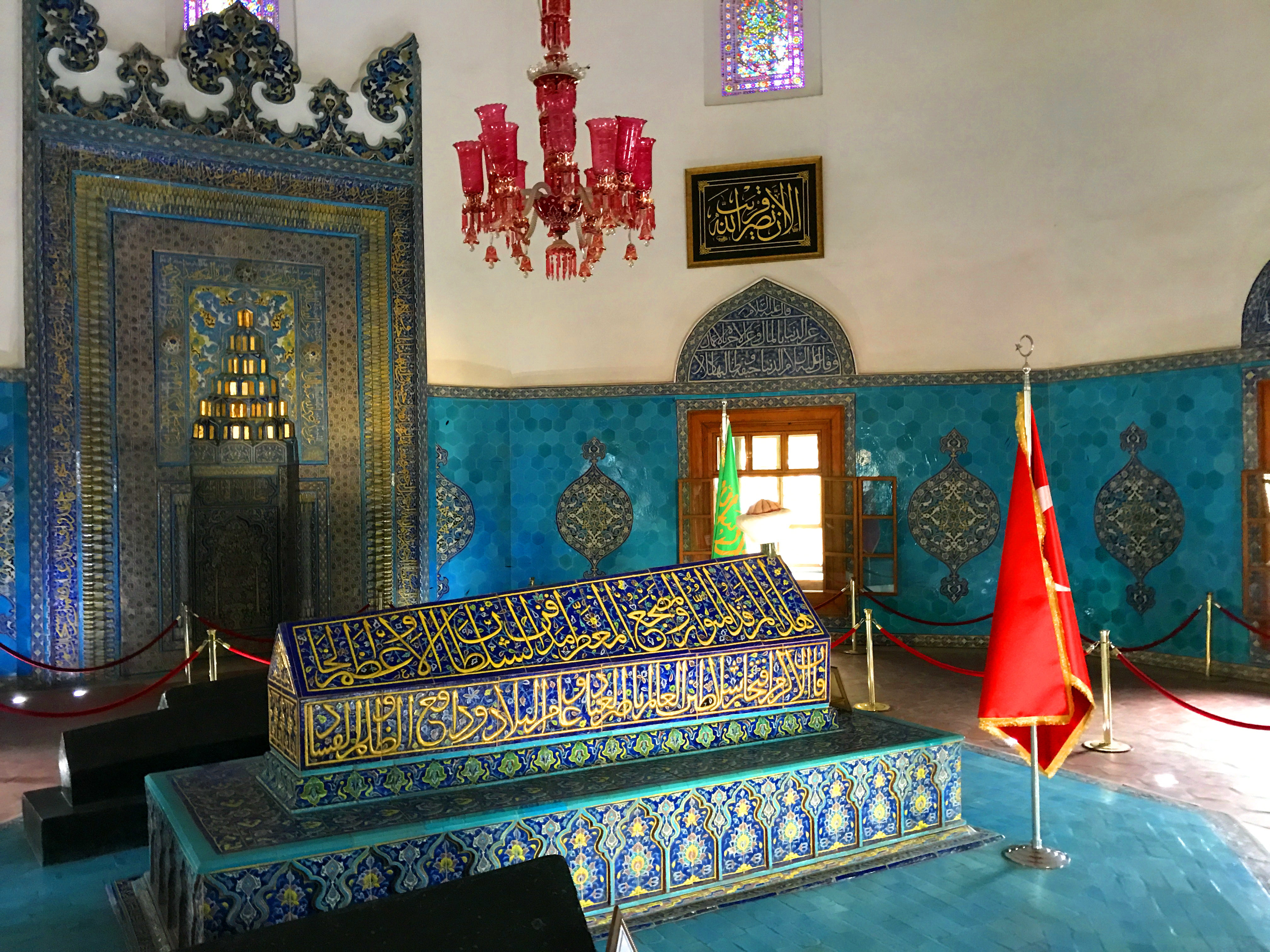
Intérieur du tombeau vert
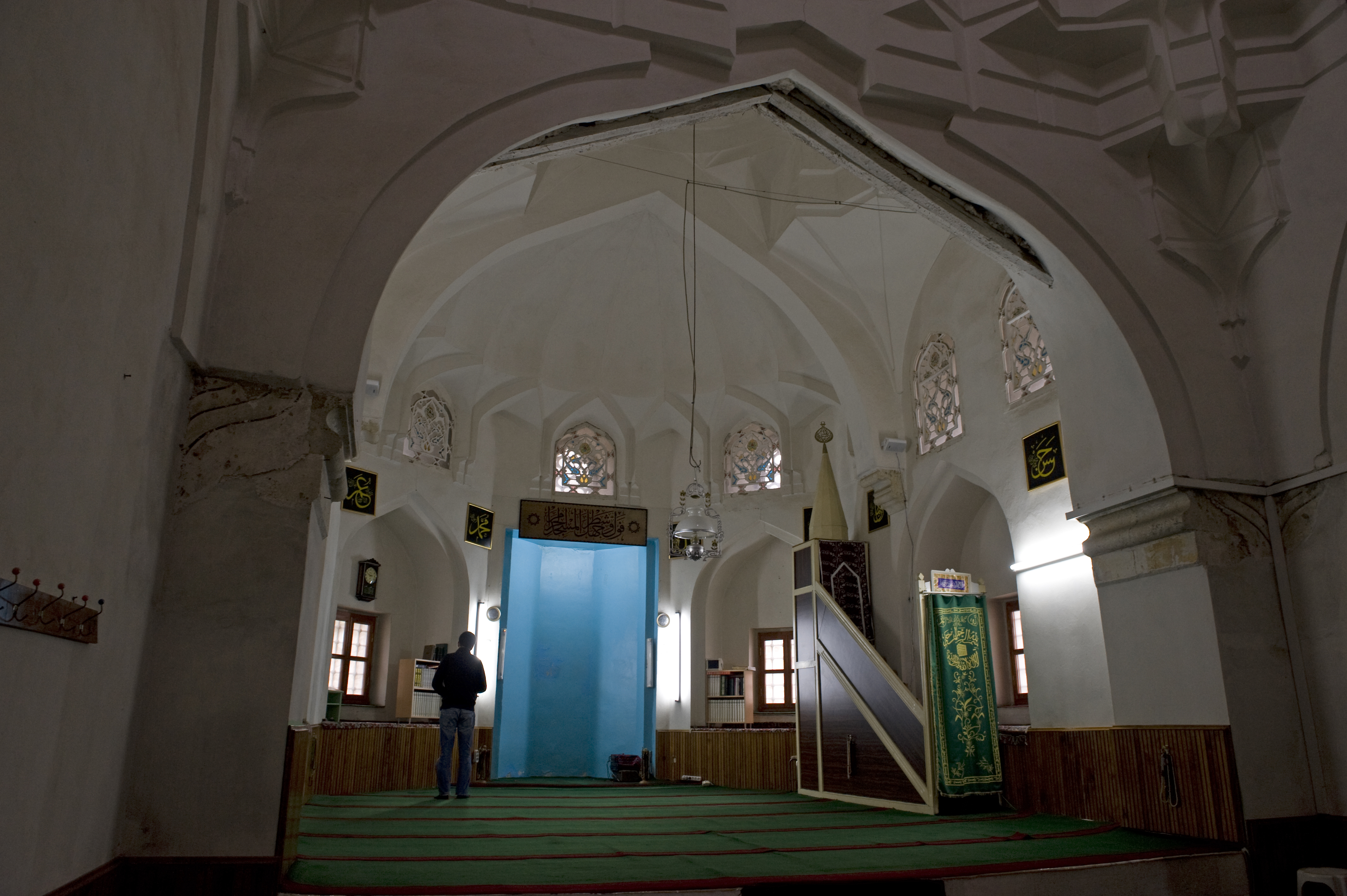
Mosquée Beylerbeyi à Edirne (1428-1429): vue intérieure de la qibla iwan

#### Bâtiments à dômes multiples
La mosquée la plus insolite de cette période est celle connue actuellement sous le nom de Grande Mosquée de Bursa ou Ulu Cami. Commandée par Bayezid Ier et financée par le butin obtenu lors de sa victoire à la bataille de Nicopolis en 1396, la mosquée fut terminée quelques années plus tard en 1399-1400. C'est une mosquée à plusieurs dômes, composée d'une grande salle hypostyle divisée en vingt travées égales insérées dans une grille rectangulaire de quatre par cinq, chacune couverte par un dôme soutenu par des piliers en pierre. Le dôme au-dessus de la baie médiane de la deuxième rangée a un oculus et son sol est occupé par une fontaine, jouant un rôle similaire au sahn (cour) dans les mosquées d'autres régions. Le minbar (chaire) de la mosquée est l'un des plus beaux exemples des premiers minbars ottomans en bois fabriqués selon la technique kündekari, caractérisée par des morceaux de bois assemblés sans clous ni colle. Ses surfaces sont décorées d'inscriptions, de motifs floraux (arabesques) et de motifs géométriques.
Après la défaite désastreuse de Bayezid Ier en 1402 à la bataille d'Ankara contre Tamerlan, la capitale fut déplacée à Edirne en Thrace. Une autre mosquée principale à plusieurs dômes y fut commencée par Suleyman Çelebi en 1403 et terminée par Mehmed Ier en 1414. Elle est connue aujourd'hui sous le nom de Vieille Mosquée (Eski Cami). Elle est légèrement plus petite que la grande mosquée de Bursa, composée d'un plan d'étage carré divisé en neuf baies en forme de dôme soutenues par quatre piliers. C'était la dernière grande mosquée à plusieurs dômes construite par les Ottomans (à quelques exceptions près, dont la mosquée tardive de Piyale Pasha). Dans les périodes ultérieures, le type de bâtiment à plusieurs dômes a été adapté pour être utilisé plutôt pour des bâtiments non religieux. Un exemple en est donné par le badistan - une sorte de hall commercial au centre d'un bazar -  érigé à Bursa pendant le règne de Bayezid Ier. Un badistan similaire fut construit à Edirne par Mehmed Ier entre 1413 et 1421.

Mosquées et constructions à dômes multiples
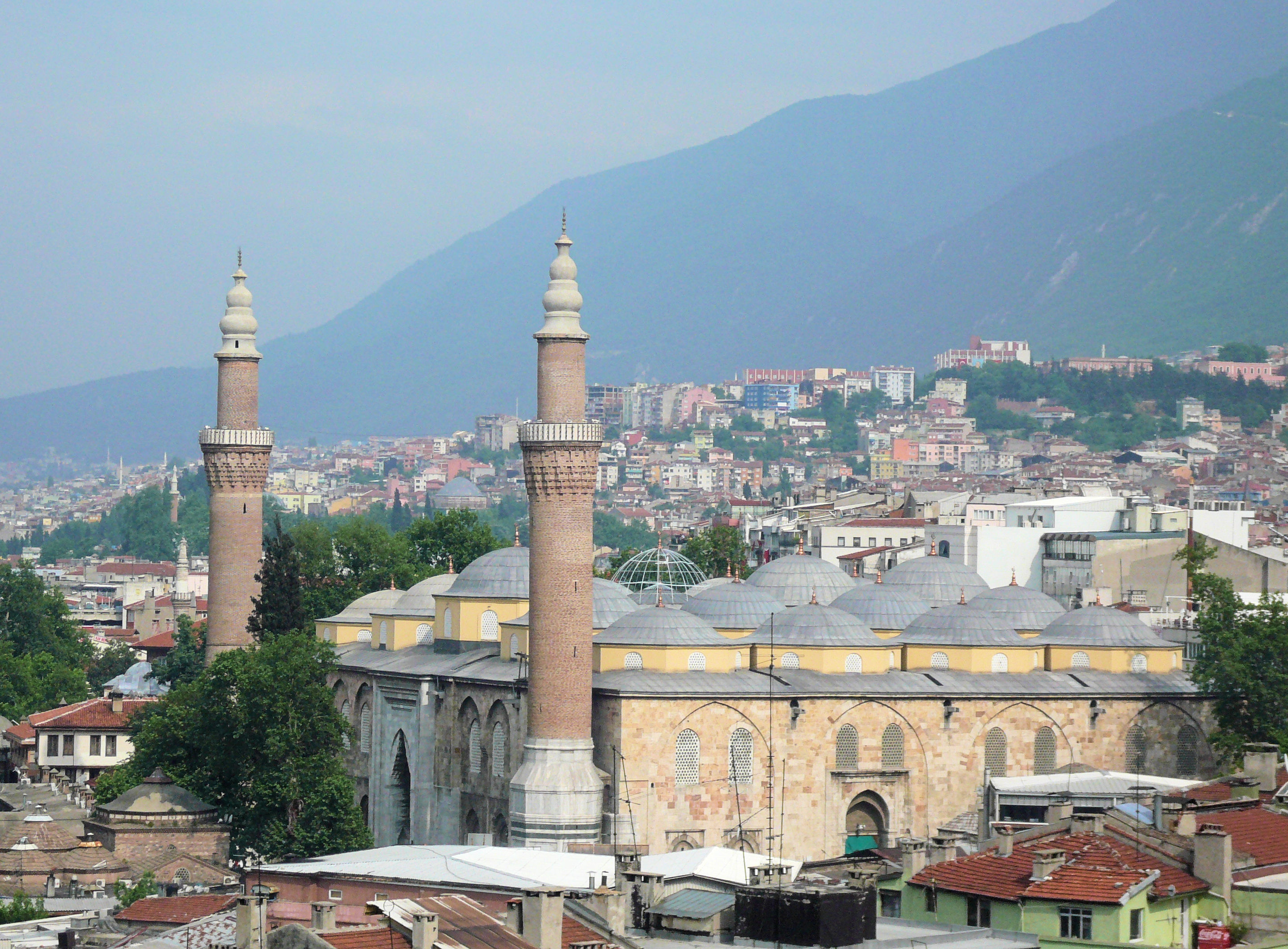
Grande Mosquée de Bursa (1396–1400)
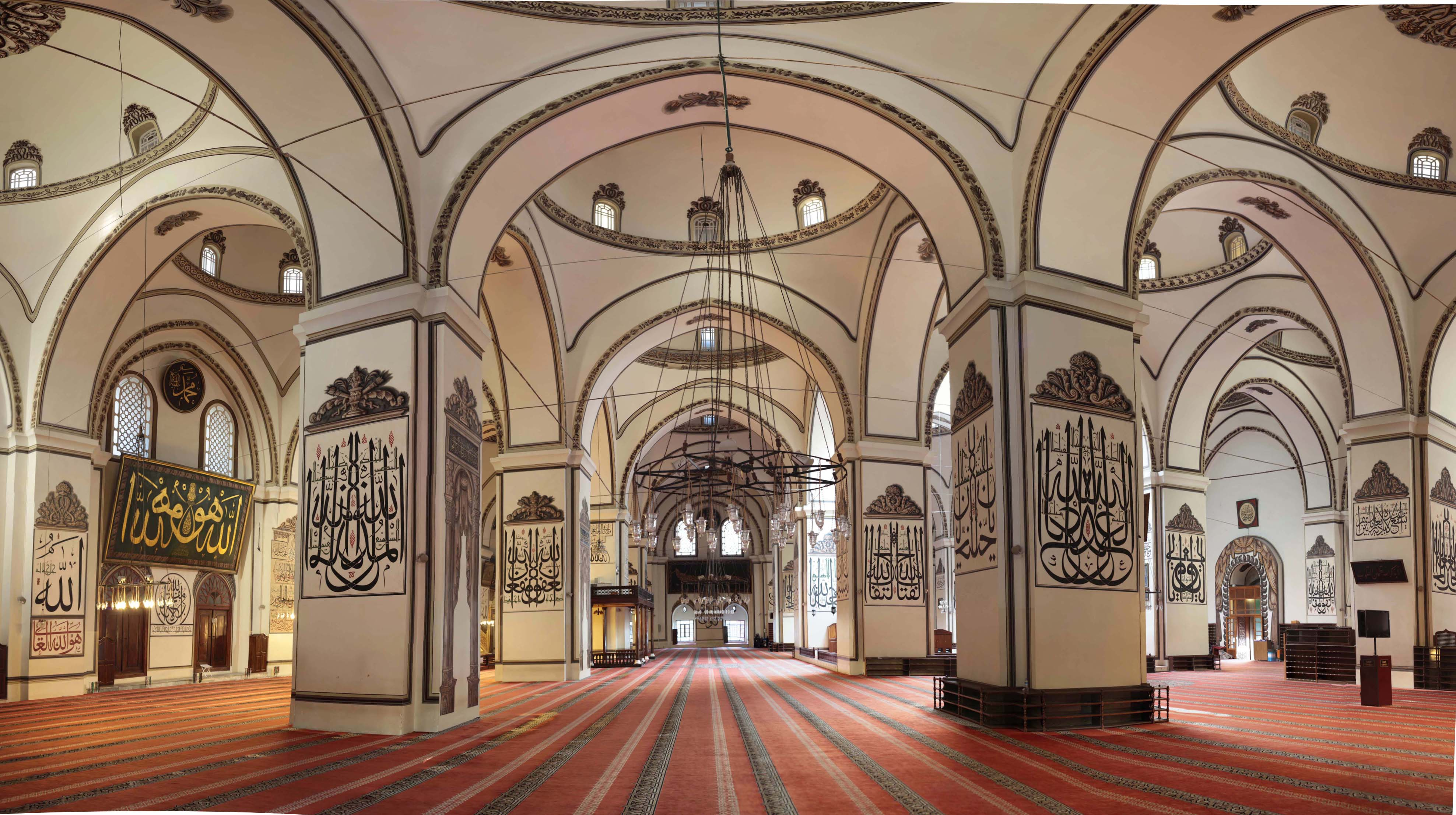
Intérieur de la Grande Mosquée de Bursa
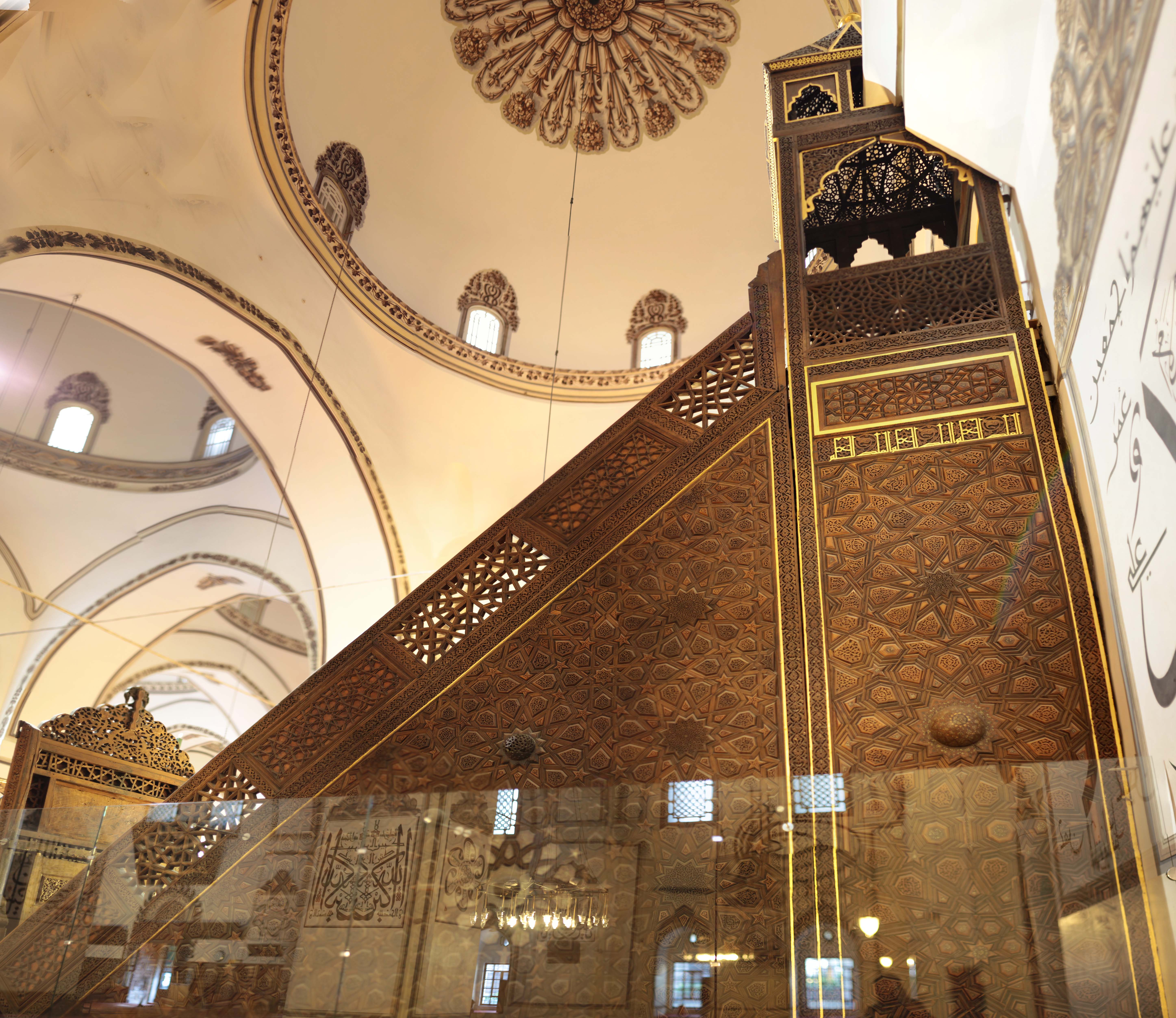
Minbar en bois de la Grande Mosquée de Bursa
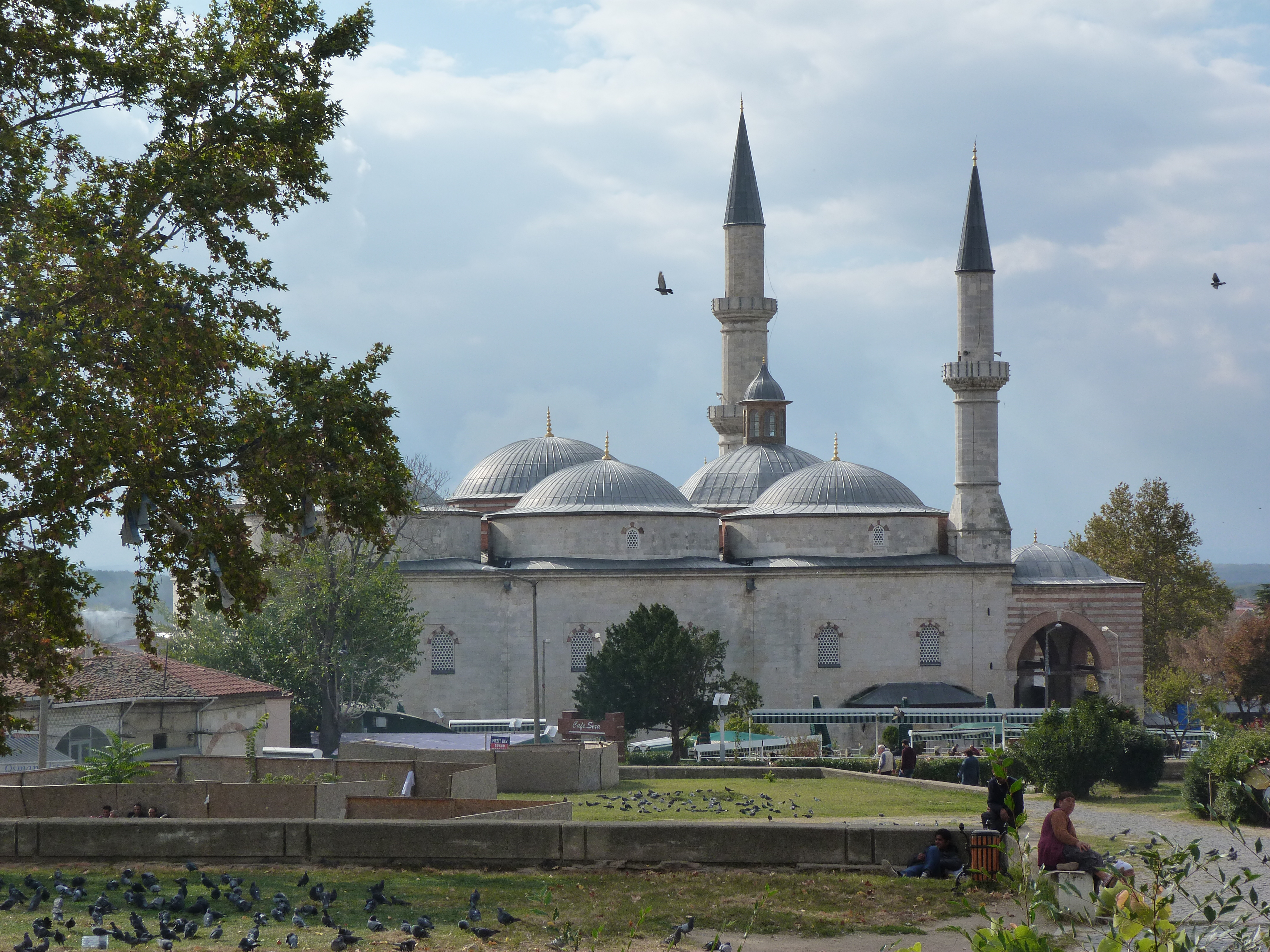
Ancienne mosquée d'Edirne (1403–1414)
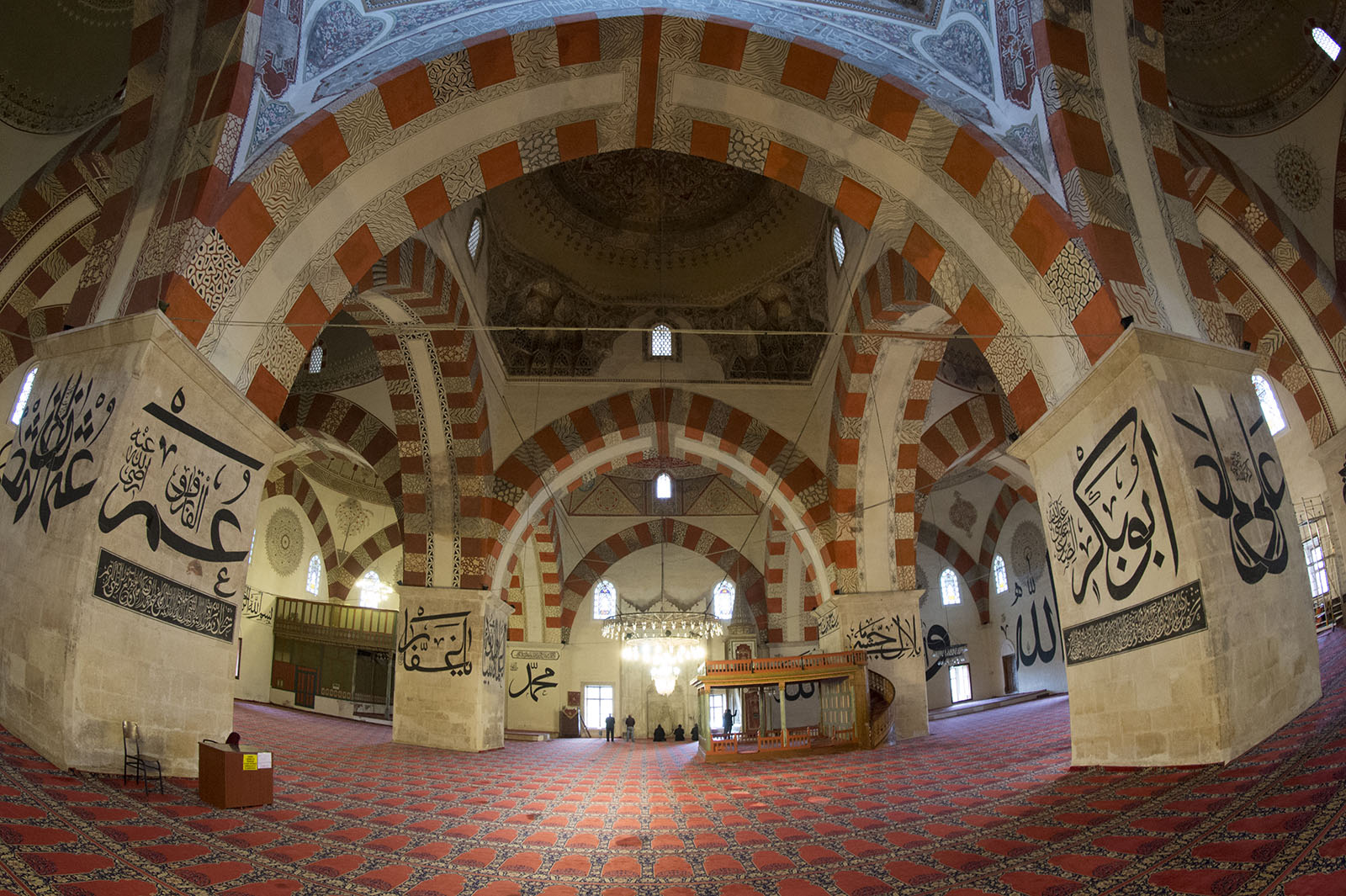
Intérieur de l'ancienne mosquée d'Edirne
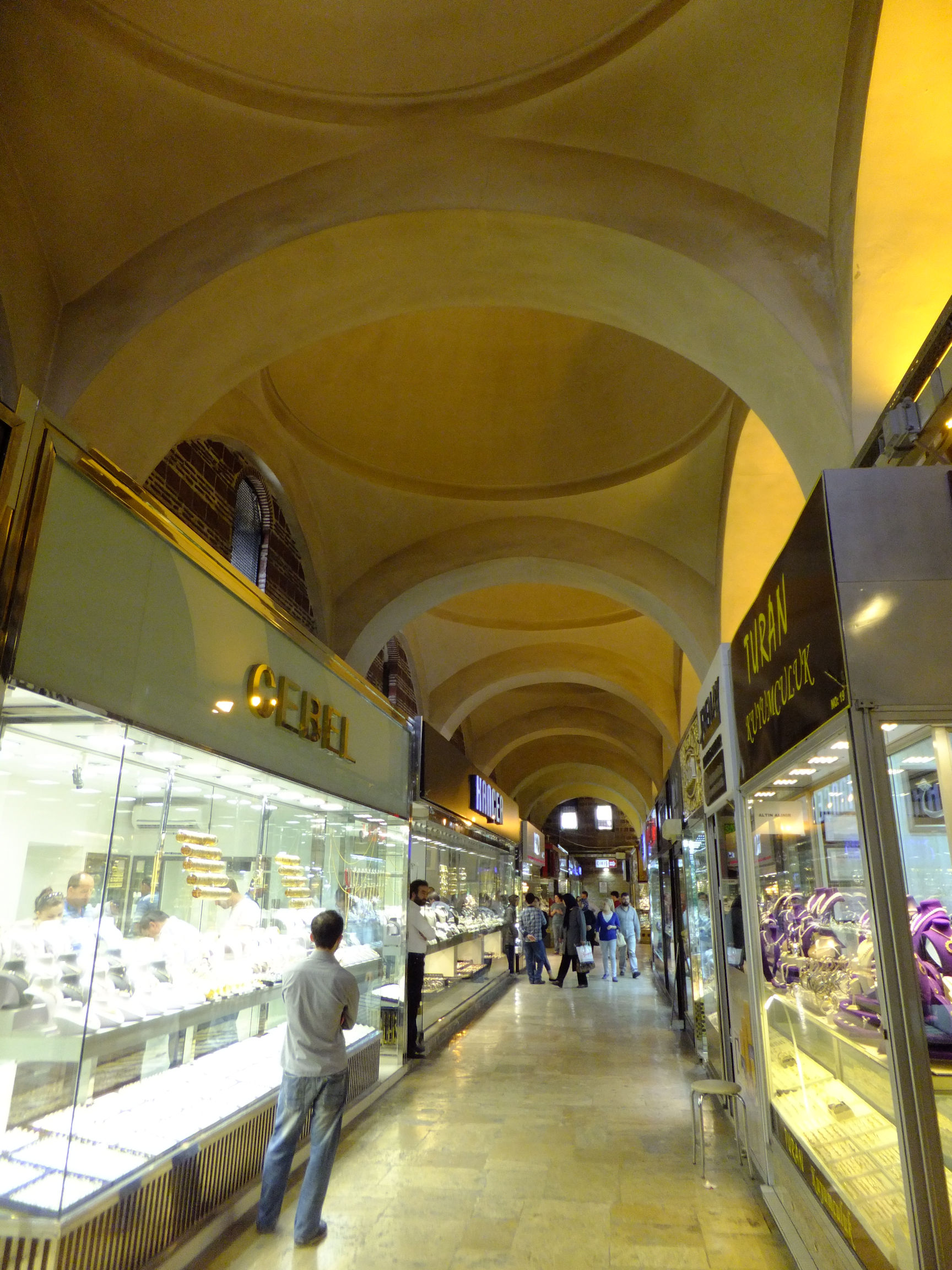
Intérieur du Bedesten de Bursa (avec des magasins modernes)
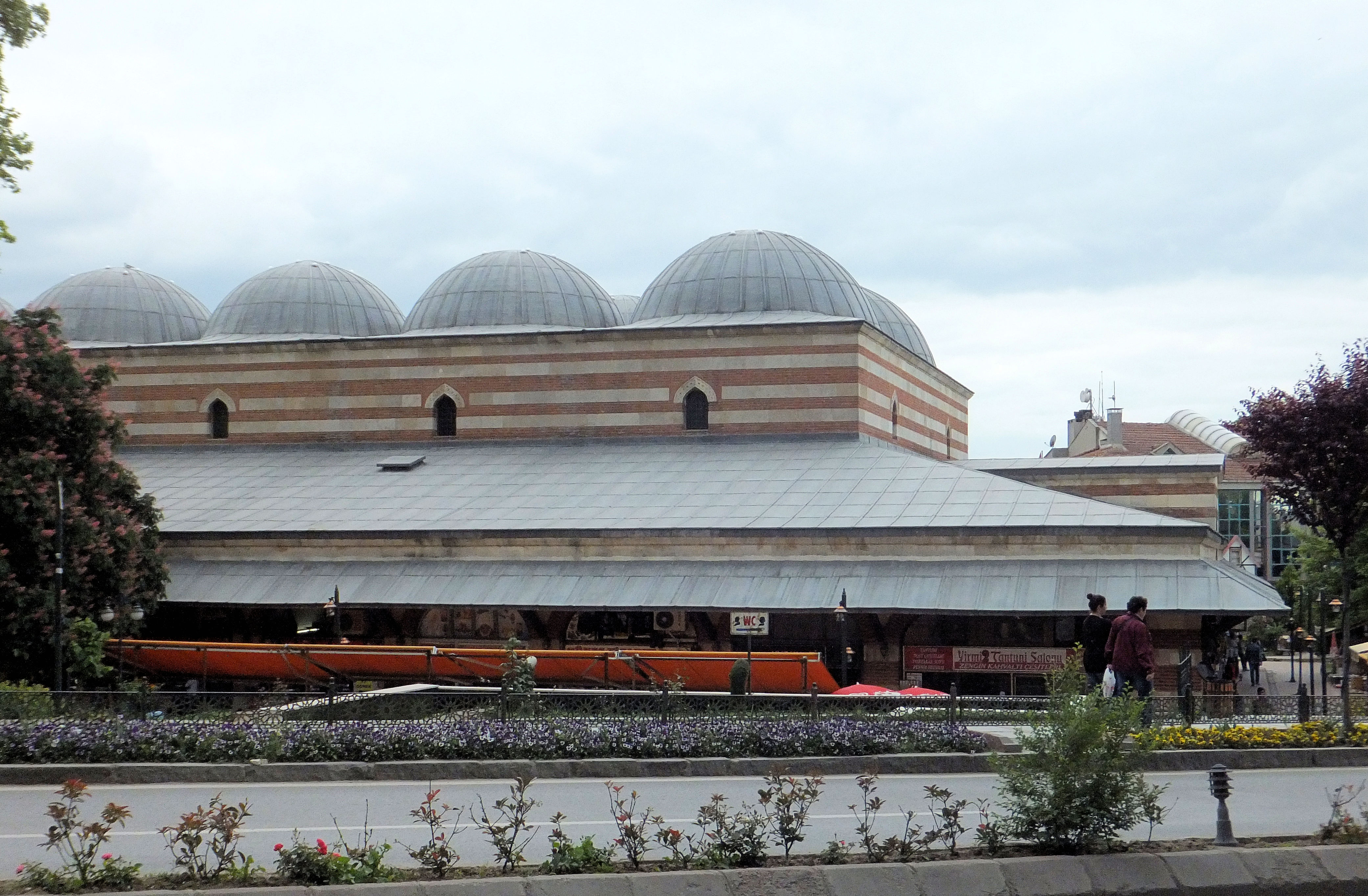
Vue extérieure du Bedesten d'Edirne

### Mourad II et la mosquée Üç Şerefeli
La période de Mourad II (entre 1421 et 1451) a vu la continuation de certaines traditions et l'introduction de nouvelles innovations. Bien que la capitale soit à Edirne, Mourad fit construire son complexe funéraire (le Complexe Muradiye) à Bursa entre 1424 et 1426. Il comprenait une mosquée (fortement restaurée au XIXe siècle), une madrasa, un imaret et un mausolée. Son cimetière s'est transformé en une nécropole royale lorsque des mausolées ultérieurs y ont été construits, bien que Mourad II y ait été le seul sultan inhumé. Le mausolée de Mourad II est unique parmi les tombes royales ottomanes car son dôme central a une ouverture vers le ciel et le mausolée de son fils a été construit directement à côté, selon les dernières volontés du sultan. La madrasa du complexe est l'une des plus accomplies sur le plan architectural de cette période et l'une des rares du genre de cette période à survivre. Celle-ci a une cour carrée avec une fontaine centrale (chadirvan) entourée d'un portique en forme de dôme, derrière lequel se trouvent des salles voûtées. Sur le côté sud-est de la cour se trouve une grande salle de classe en forme de dôme (dershane), dont la façade d'entrée (face à la cour) présente une décoration en tuiles. Durant la période de Mourad II, Edirne a vu la construction d'un autre zaviye pour les soufis en 1435, maintenant connu comme la Mosquée Mouradiye. Il reprend le plan de type Bursa et présente également une riche décoration en carreaux similaire à la mosquée verte de Bursa, ainsi que de nouveaux carreaux bleus et blancs reflétant des influences chinoises.
La mosquée la plus importante de cette période est la mosquée Üç Şerefeli, commencée par Mourad II en 1437 et terminée en 1447. Elle a une conception très différente des mosquées précédentes. Le plan d'étage est presque carré mais est divisé entre une cour rectangulaire et une salle de prière rectangulaire. La cour a une fontaine centrale et est entourée d'un portique d'arcs et de dômes, avec un portail central décoré menant à la cour de l'extérieur et un autre menant de la cour à la salle de prière. La salle de prière est centrée autour d'un immense dôme qui couvre la majeure partie de la partie centrale de la salle, tandis que les côtés de la salle sont couverts par des paires de dômes plus petits. Le dôme central, de 24 mètres de diamètre (ou 27 mètres selon Kuban), est beaucoup plus grand que tout autre dôme ottoman construit auparavant. À l'extérieur, cela se traduit par un exemple précoce de l'effet visuel de "cascade de dômes" vu dans les mosquées ottomanes ultérieures, bien que l'arrangement général soit décrit par Sheila Blair et Jonathan Bloom comme n'ayant pas encore atteint un véritable accomplissement en comparaison avec le style des mosquées ultérieures. La mosquée a un total de quatre minarets, disposés autour des quatre coins de la cour. Son minaret sud-ouest était le plus haut minaret ottoman construit à cette époque et comporte trois balcons, d'où dérive le nom de la mosquée.

La forme générale de la mosquée Üç Şerefeli, avec sa salle de prière à dôme central, sa cour à arcades avec fontaine, ses minarets et ses hauts portails d'entrée, préfigurait les caractéristiques de l'architecture ultérieure des mosquées ottomanes. Ce style a été décrit comme un "carrefour de l'architecture ottomane", marquant le point culminant de l'expérimentation architecturale avec différents arrangements spatiaux pendant la période des Beyliks et des premiers Ottomans. Kuban le décrit comme la "dernière étape de l'architecture ottomane primitive", tandis que le plan du dôme central et le caractère " modulaire " de sa conception signalaient la direction de la future architecture ottomane à Istanbul. 

Complexes de Mourad II
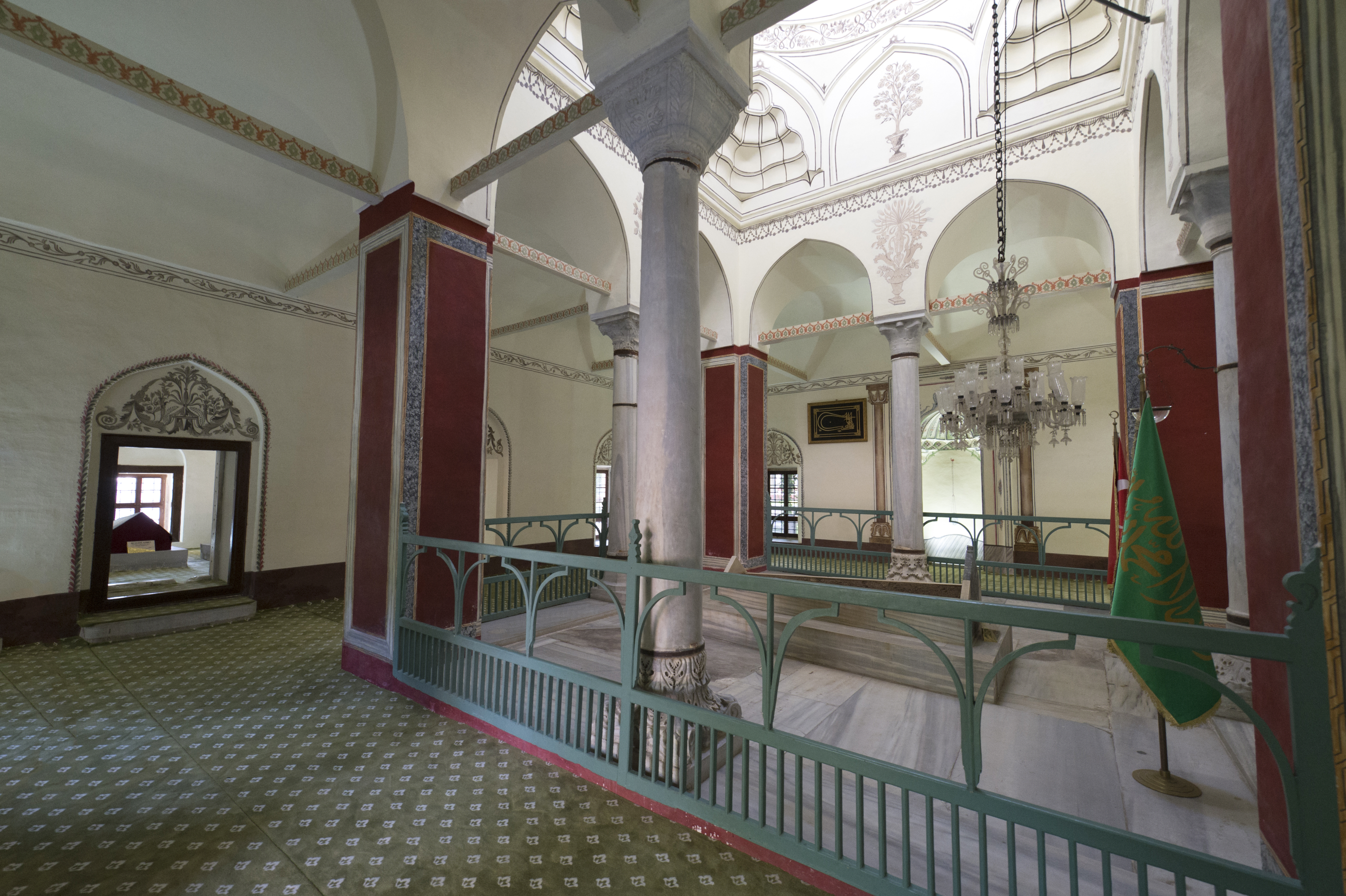
Tombeau de Mourad II au complexe Muradiye à Bursa (vers 1426)
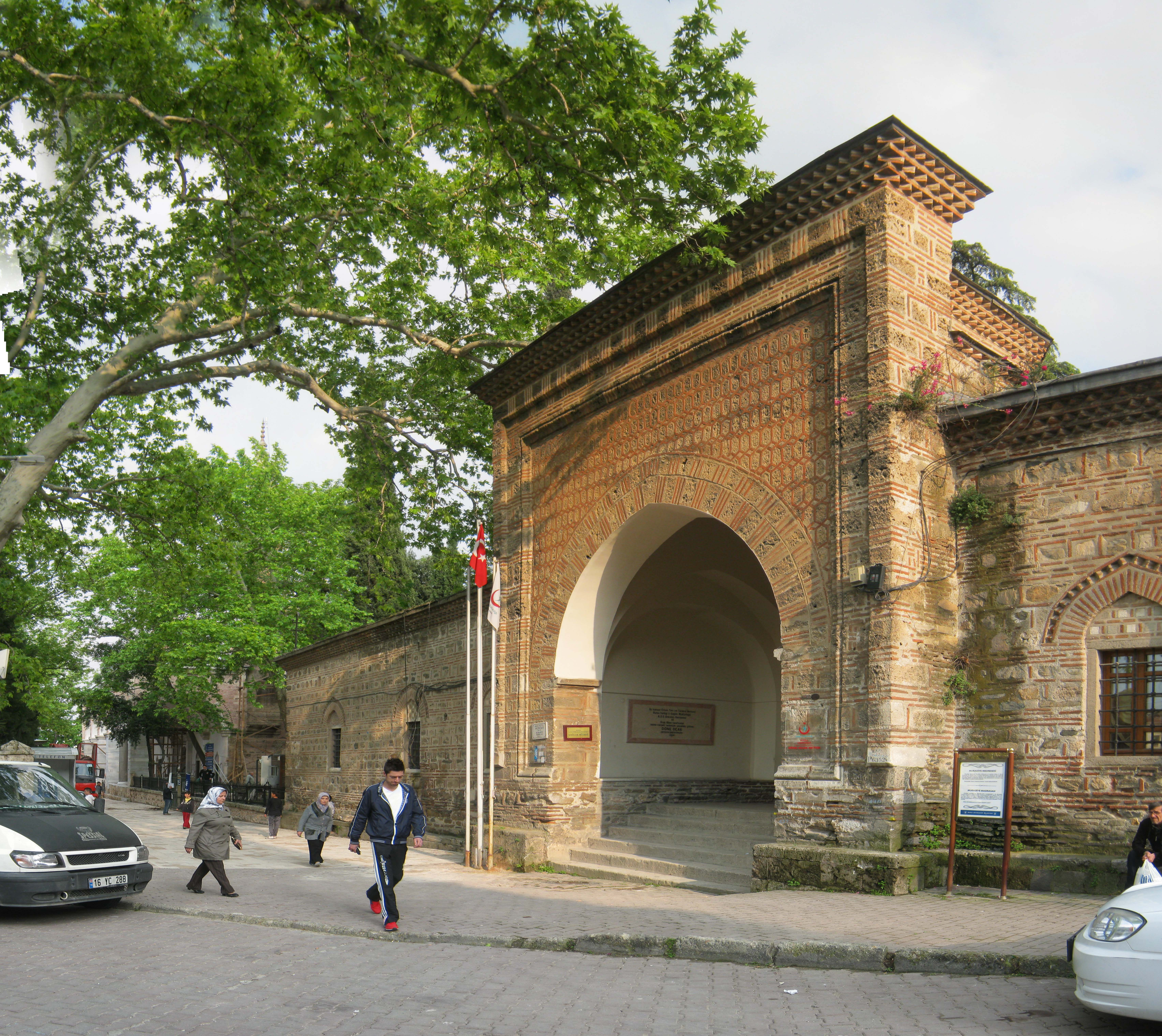
Entrée du Mourad II Medrese à Bursa (vers 1426)
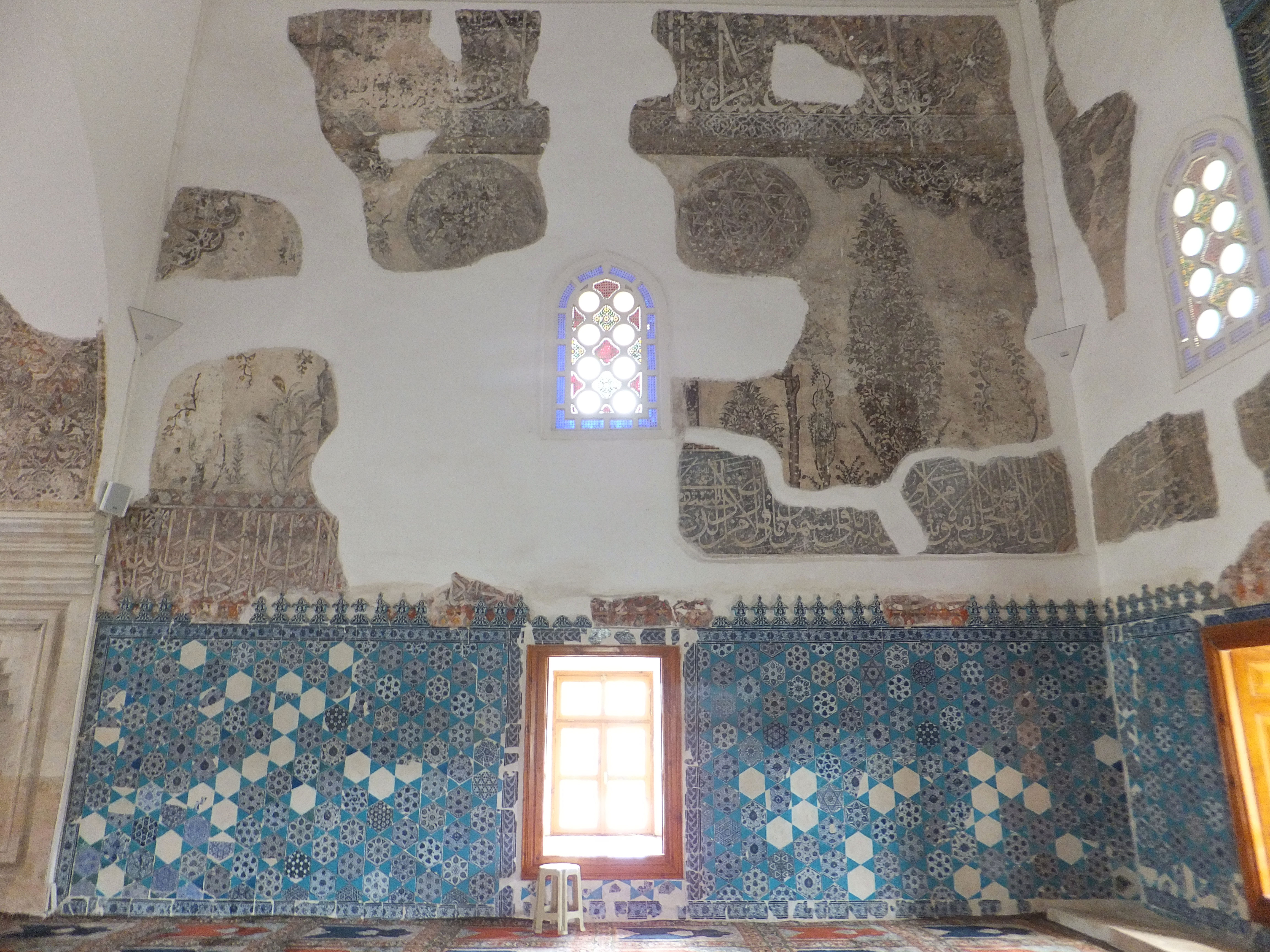
Vestiges de décoration de carreaux et de fresques de la mosquée Mourad II à Edirne (vers 1435)
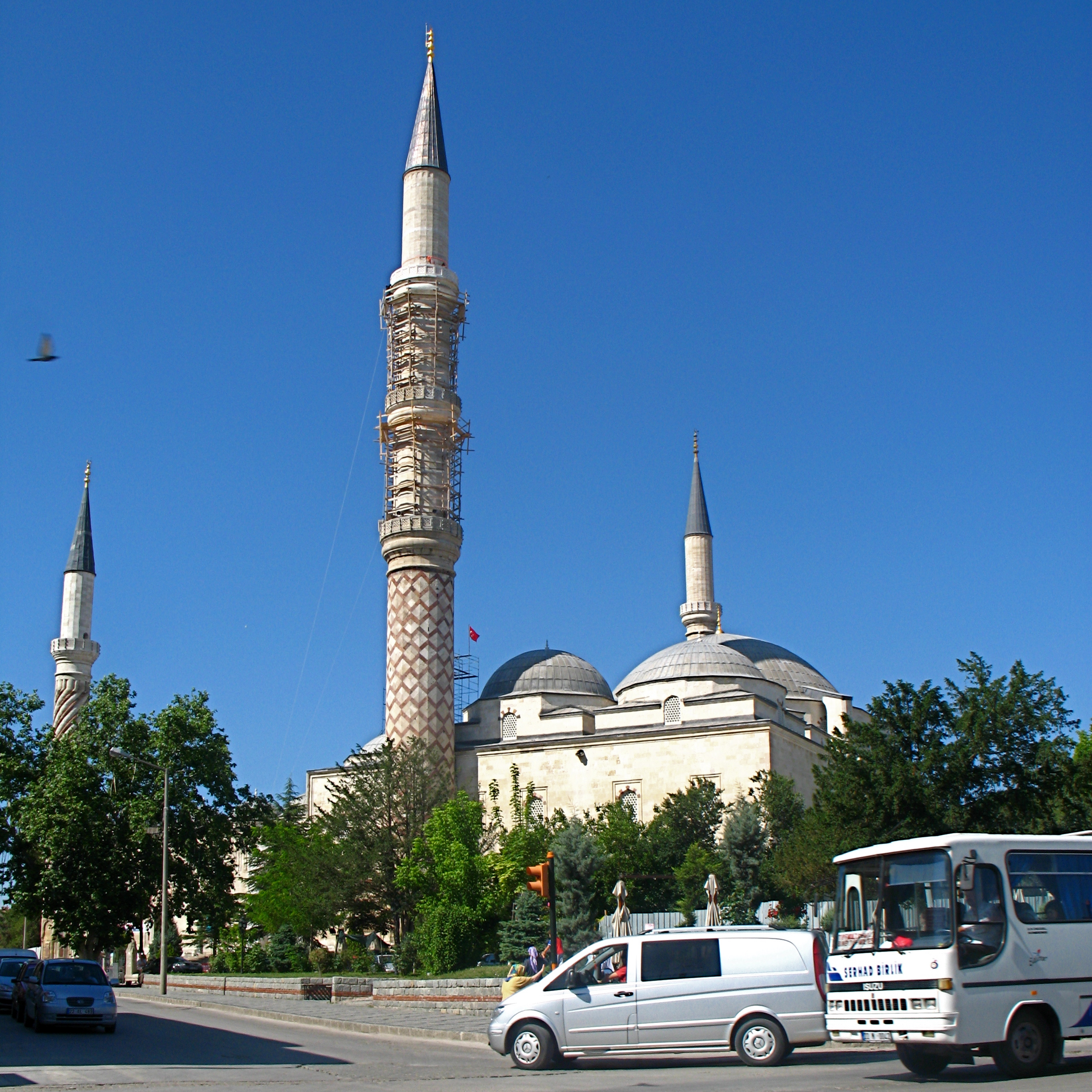
Mosquée Üç Şerefeli à Edirne (1437-1447): extérieur
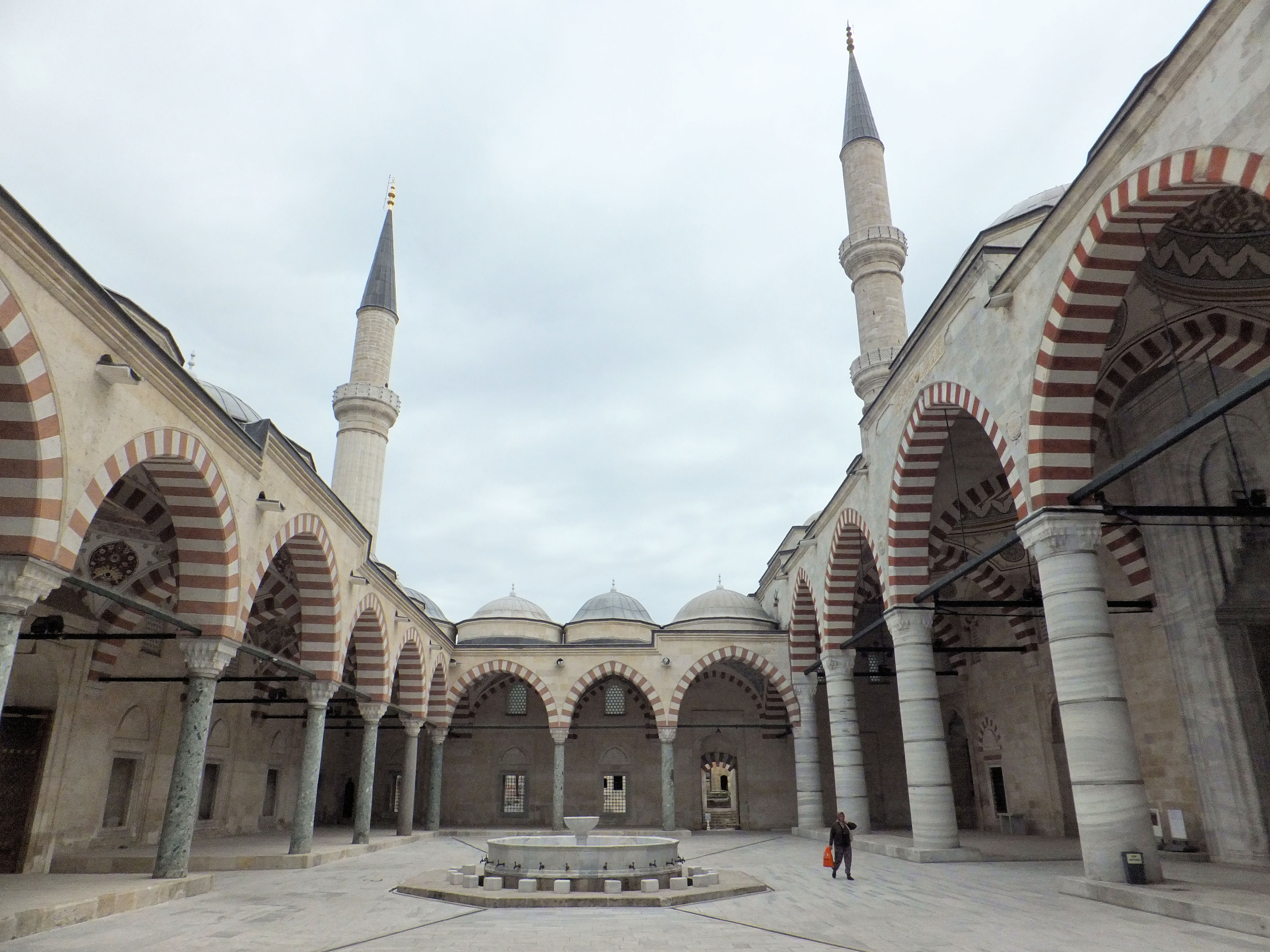
Mosquée Üç Şerefeli : cour
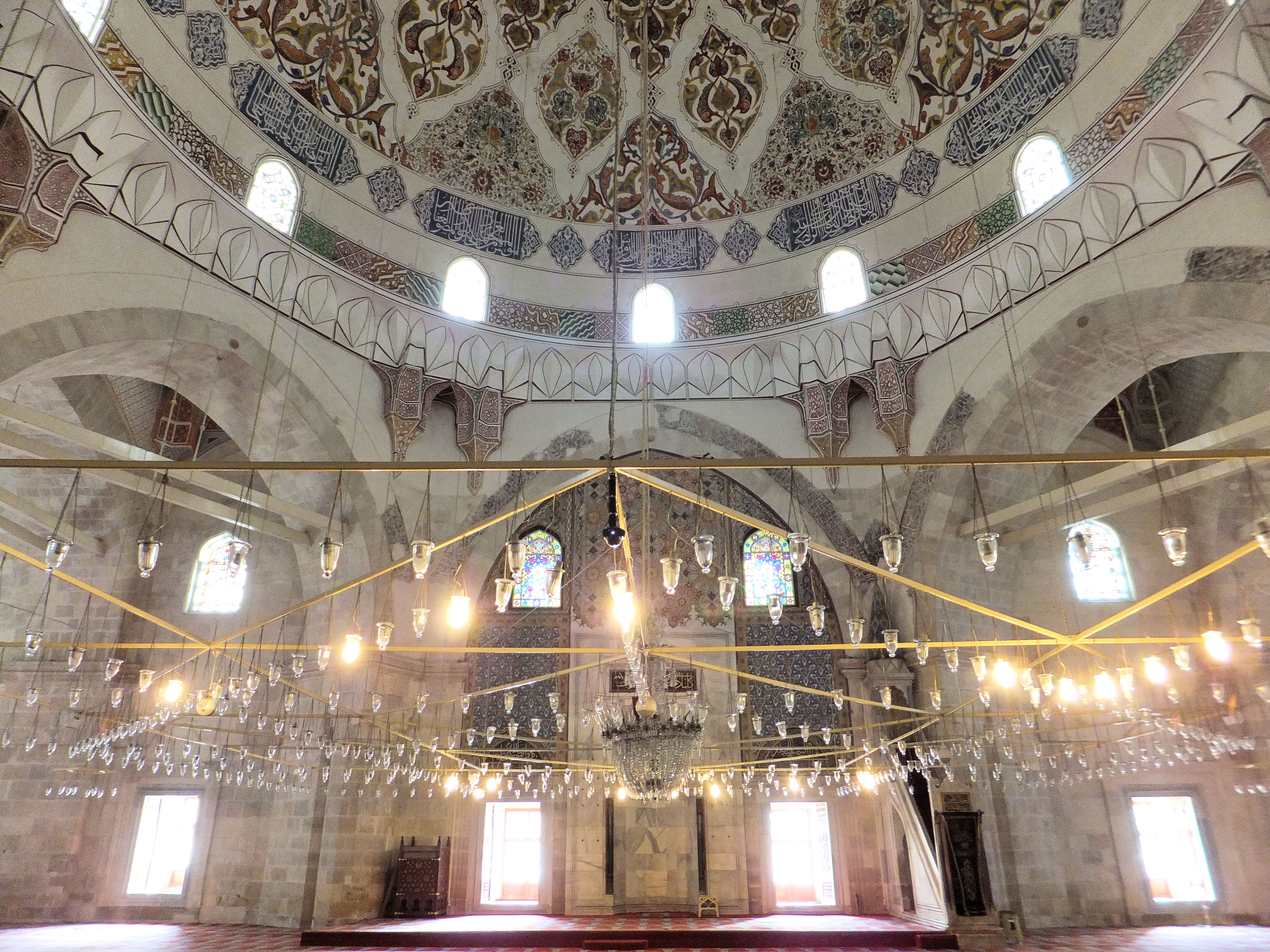
Mosquée Üç Şerefeli : intérieur

### Mehmed II fonde la Constantinople ottomane

Rumeli Hisarı sur la rive du Bosphore

Mehmed II succéda temporairement à son père en 1444 et puis définitivement en 1451. Il est également connu sous le nom de Fatih (le Conquérant) après sa victoire sur les chrétiens et la conquête de Constantinople en 1453, mettant fin aux dernières possessions de l'Empire byzantin. Mehmed était fortement intéressé par les cultures turque, persane et européenne et parrainait des artistes et des écrivains à sa cour. Avant la conquête de 1453, sa capitale est restée à Edirne, où il a achevé un nouveau palais pour lui-même en 1452–53. Il a fait de vastes préparatifs pour le siège, y compris la construction d'une grande forteresse connue sous le nom de Rumeli Hisarı sur la rive ouest du Bosphore, commencée en 1451-52 et achevée peu avant le siège en 1453. Celle-ci était située en face d'une ancienne forteresse sur la rive orientale connue sous le nom d'Anadolu Hisarı, construite par Bayezid I dans les années 1390 pour un siège antérieur, et a été conçue pour couper les communications avec la ville à travers le Bosphore. Rumeli Hisarı reste l'une des fortifications ottomanes médiévales les plus impressionnantes. Il se compose de trois grosses tours rondes reliées par des courtines, au plan irrégulier adapté à la topographie du site. Une petite mosquée a été construite à l'intérieur de l'enceinte fortifiée. Les tours avaient autrefois des toits coniques, mais ceux-ci ont disparu au XIXe siècle.

Après la conquête de Constantinople, l'un des premiers édifices érigés dans la ville fut un palais, connu sous le nom de Vieux Palais (Eski Saray), construit en 1455 sur le site de ce qui est aujourd'hui le campus principal de l'Université d'Istanbul. A la même période, Mehmed II construit une autre forteresse, le Yedikule ("Sept Tours"), à l'extrémité sud des murs de terre de la ville, dans le but d'abriter et protéger la trésorerie. Celle-ci fut achevée en 1457-1458. Contrairement à Rumeli Hisarı, il a un tracé régulier en forme d'étoile à cinq branches, peut-être d'inspiration italienne. Afin de revitaliser le commerce, Mehmed construit le premier bedesten (badistan) à Istanbul entre 1456 et 1461, diversement connu sous le nom de Bedesten intérieur (Iç Bedesten), Vieux Bedesten (Eski Bedesten ou Bedesten-i Atik), ou Bedesten des Bijoutiers (Cevahir Bedesteni),. Un second bedesten, le Sandal Bedesten, également connu sous le nom de Petit Bedesten (Küçük Bedesten) ou Nouveau Bedesten (Bedesten-i Cedid), a été construit par Mehmed une douzaine d'années plus tard,. Ces deux bedestens, chacun composé d'une grande salle à plusieurs dômes, forment le noyau originel de ce qui est aujourd'hui le Grand Bazar, qui s'est développé autour d'eux au fil des générations,. Le Tahtakale Hammam à proximité, le plus ancien hammam (bains publics) de la ville, date également de cette époque. Les seuls autres hammams documentés de la ville qui datent de l'époque de Mehmet II sont le Mahmut Pacha Hamam (partie du complexe de la mosquée Mahmut Pacha) construit en 1466 et le Gedik Ahmet Pacha Hamam construit vers 1475. 

Premiers bâtiments ottomans d'Istanbul sous Mehmed II
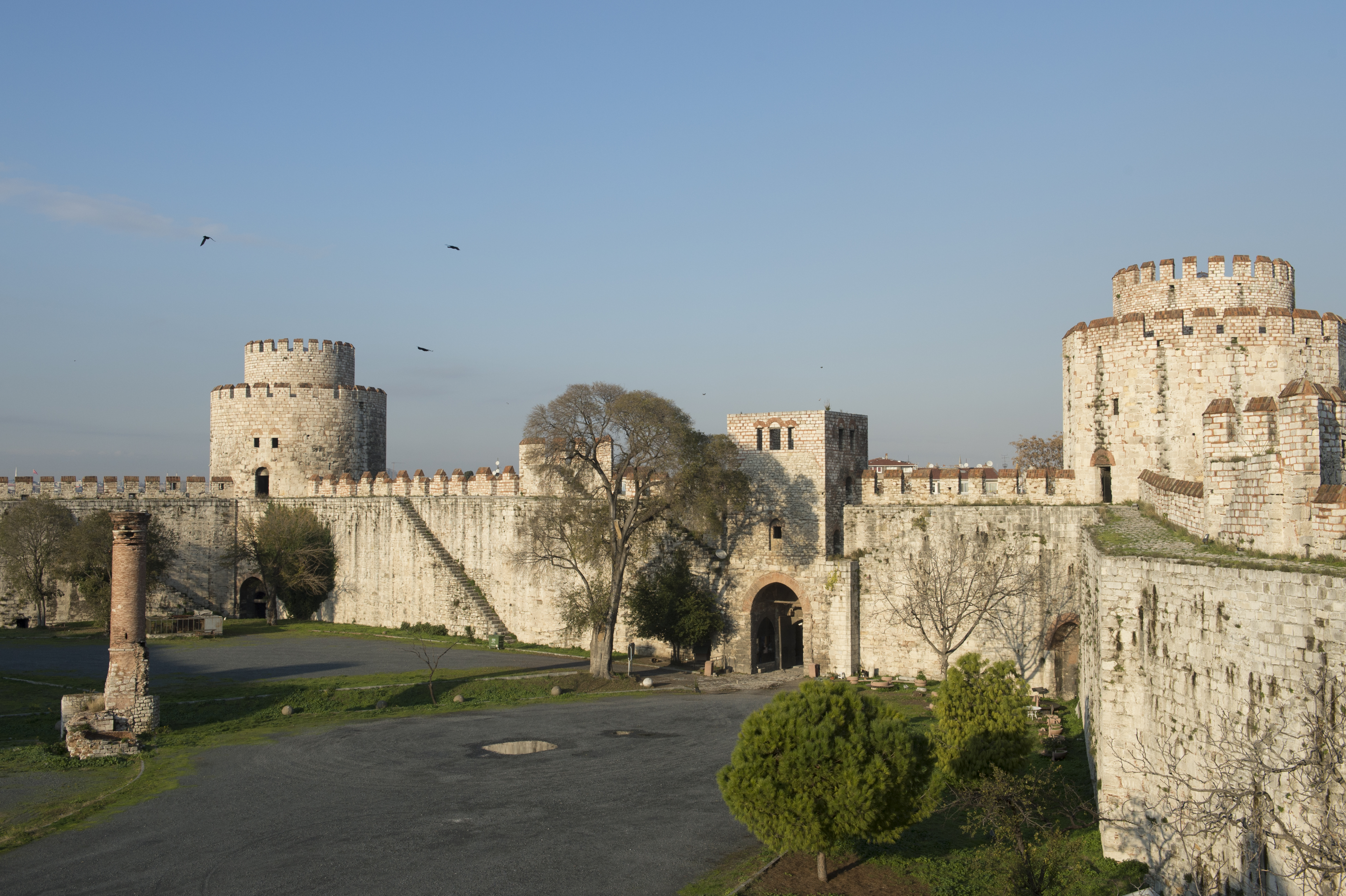
Forteresse de Yedikule à Istanbul (vers 1458)
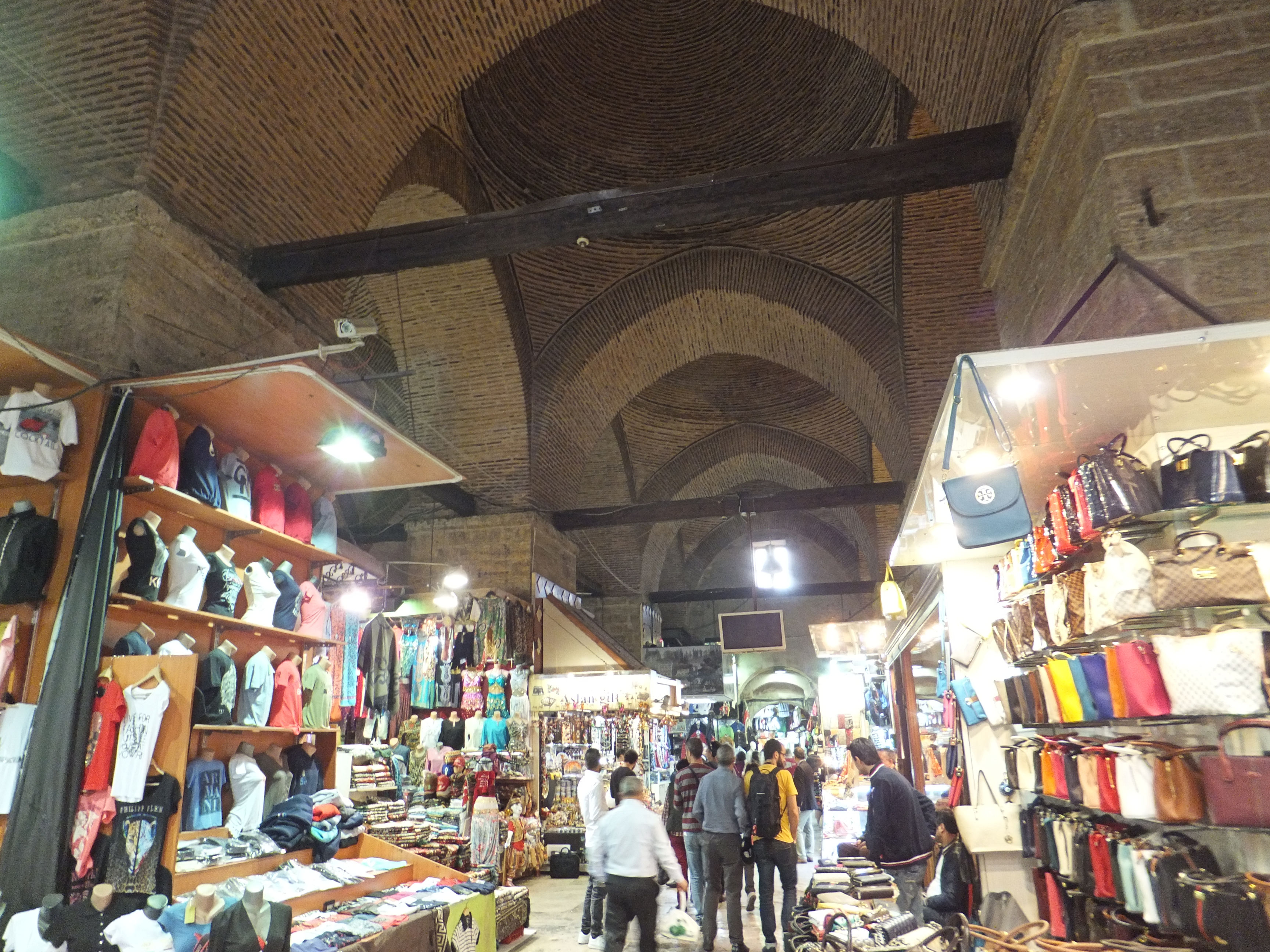
Intérieur de la sandale Bedesten dans le Grand Bazar, Istanbul
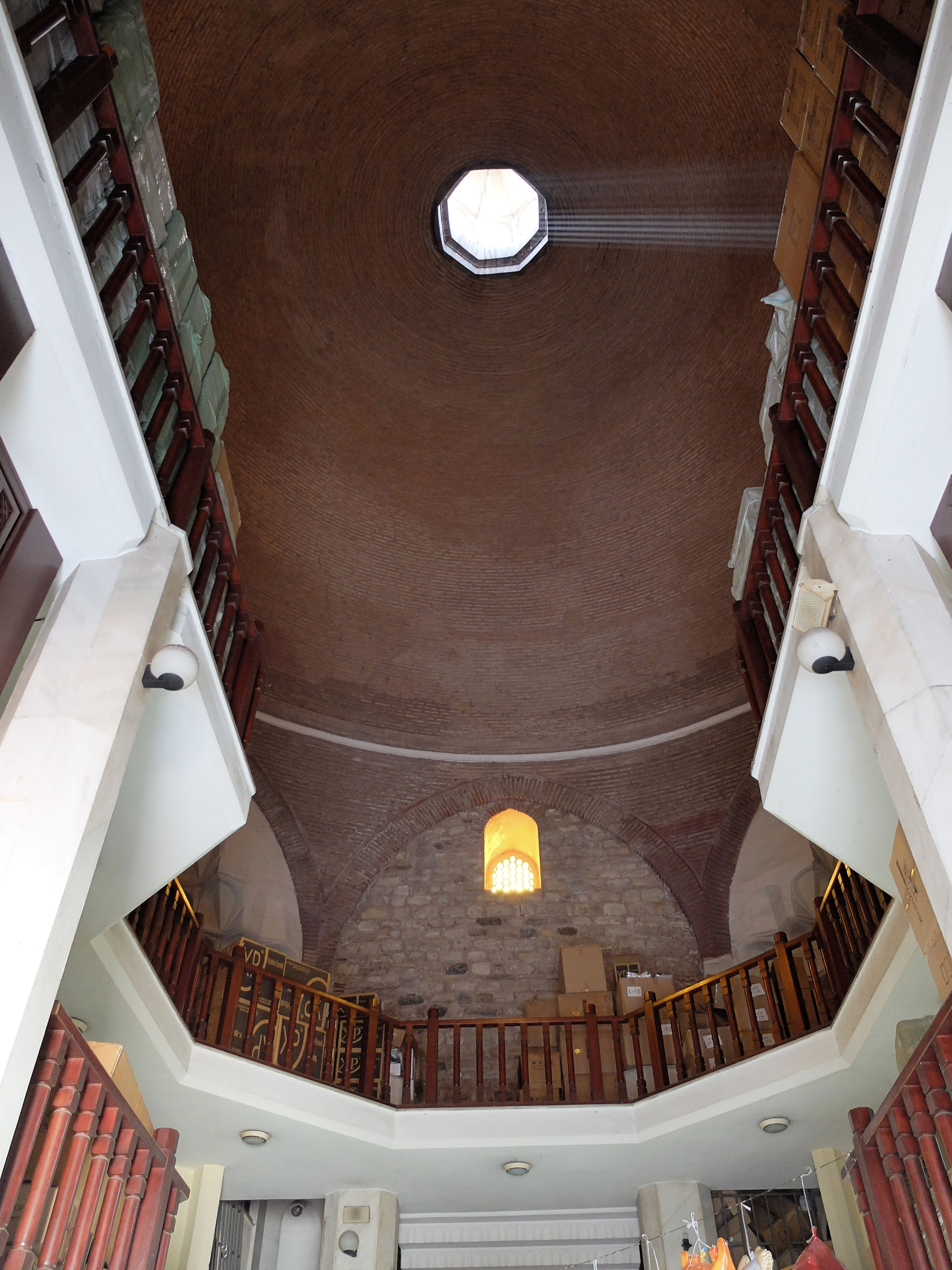
Intérieur du Tahtakale Hamam (le dôme est d'origine mais les balcons sont modernes)
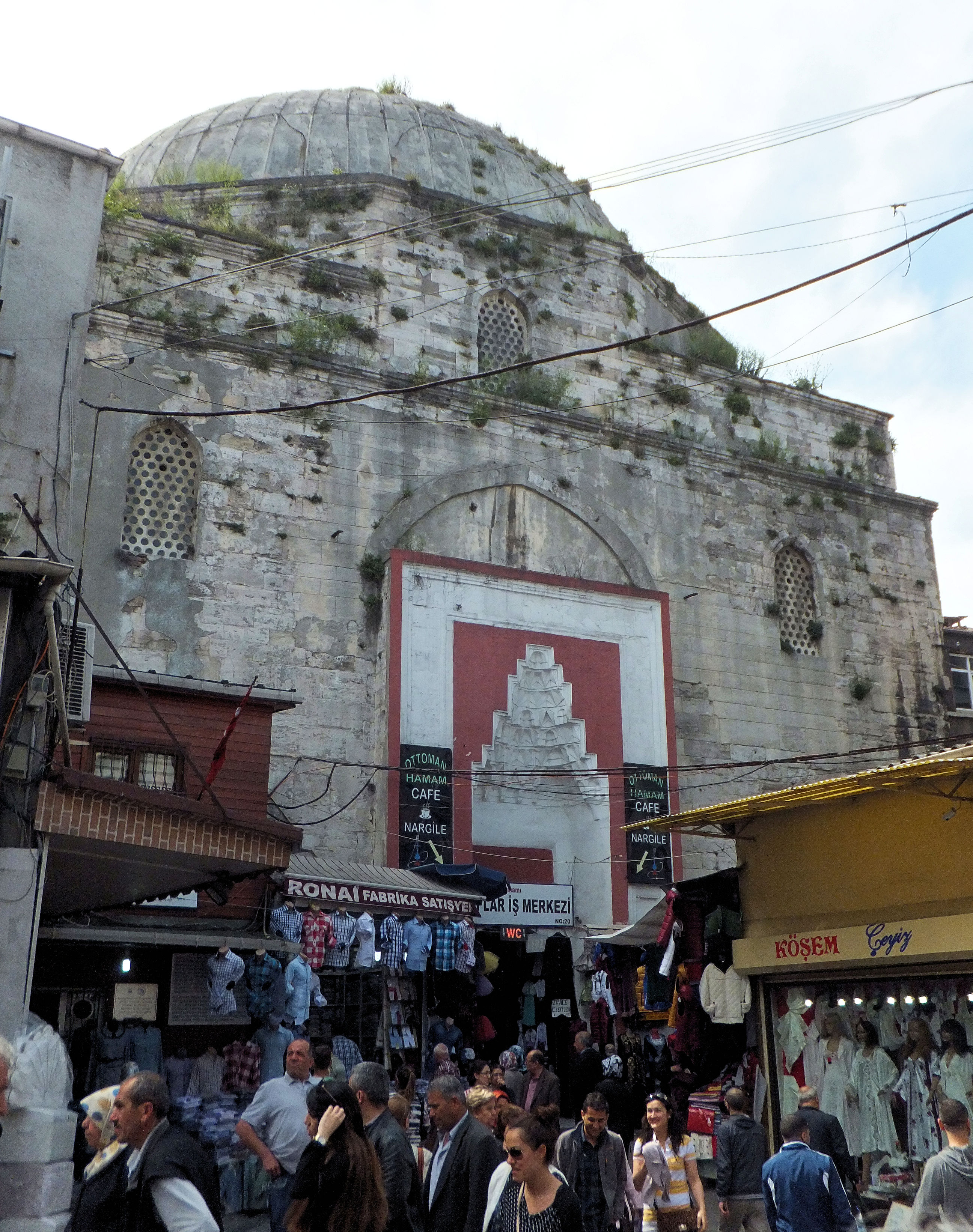
Hamam Mahmut Pacha, Istanbul (1466)
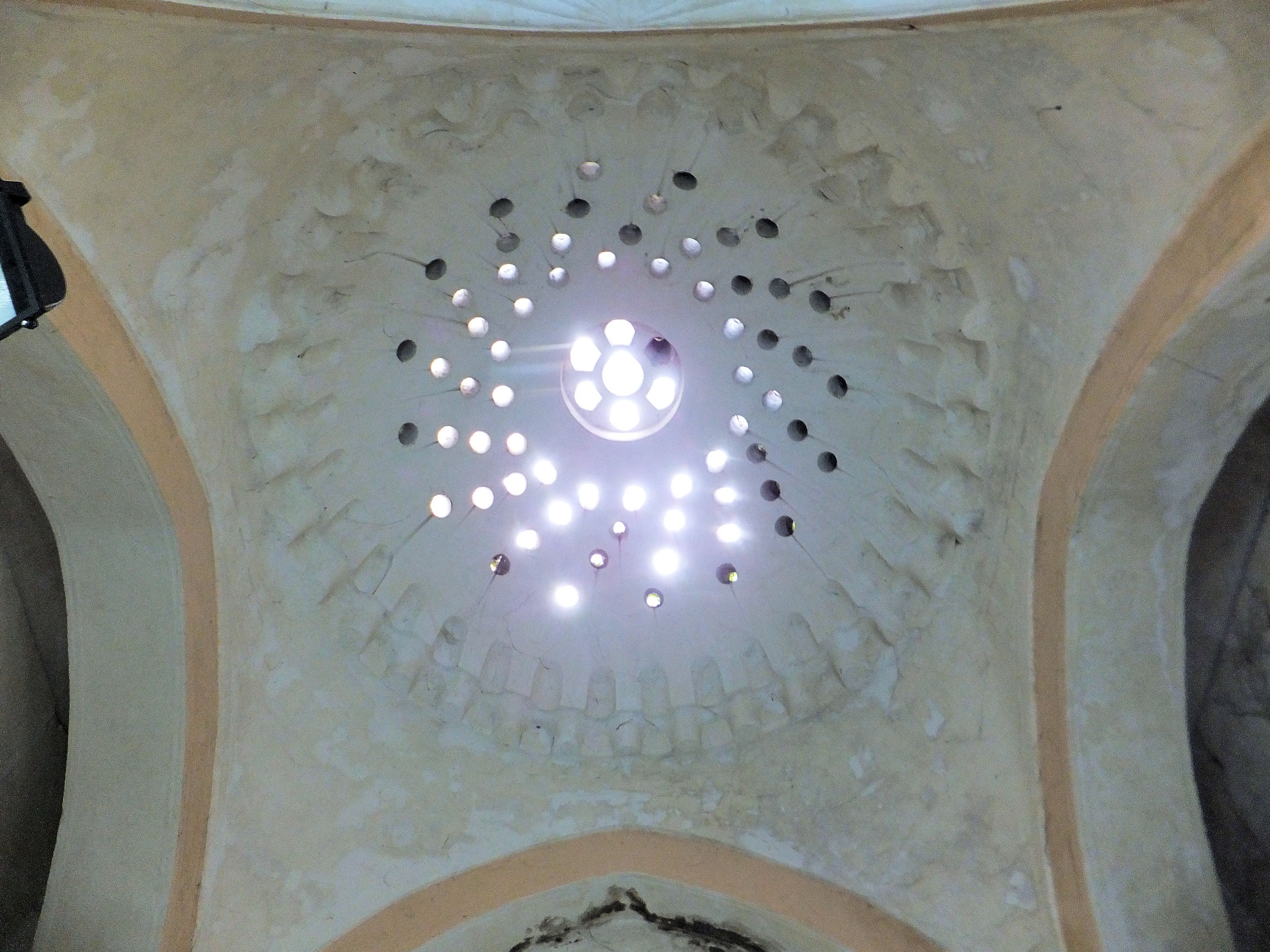
Mahmut Pacha Hamam : intérieur du dôme

En 1459, Mehmed II commence la construction d'un deuxième palais, connu sous le nom de Nouveau Palais (Yeni Saray) et plus tard sous le nom de Palais de Topkapi ("Palais de la porte des canons"), sur le site de l'ancienne acropole de Byzance, une colline surplombant le Bosphore. Le palais a été principalement aménagé entre 1459 et 1465. Initialement, il est resté principalement un palais administratif, tandis que la résidence du sultan est restée au Vieux Palais. Il n'est devenu une résidence royale qu'au XVIe siècle, lorsque la section du harem a été construite. Le palais a été modifié à plusieurs reprises au cours des siècles suivants par différents dirigeants, le palais représentant aujourd'hui une accumulation de styles et de périodes différents. Son plan d'ensemble apparaît très irrégulier, composé de plusieurs cours et enclos à l'intérieur d'une enceinte délimitée par un mur d'enceinte. La disposition apparemment irrégulière du palais était en fait le reflet d'une organisation hiérarchique claire des fonctions et des résidences privées, les zones les plus intérieures étant réservées à l'intimité du sultan et de son cercle le plus intime. Parmi les structures aujourd'hui qui datent de l'époque de Mehmet se trouve le kiosque Fatih ou pavillon de Mehmed II, situé sur le côté est de la troisième cour et construit en 1462–1463. Il se compose d'une série de chambres en forme de dôme précédées d'un portique à arcades du côté du palais. Il se dresse au sommet d'une lourde sous-structure construite à flanc de colline surplombant le Bosphore. Ce niveau inférieur servait également à l'origine de trésorerie. La présence de murs de fondation et de sous-structures fortement construits comme celui-ci était une caractéristique commune de la construction ottomane dans ce palais ainsi que dans d'autres complexes architecturaux. Bab-ı Hümayun, l'entrée extérieure principale du parc du palais, date de l'époque de Mehmed II selon une inscription qui donne la date de 1478-1479, mais elle a été recouverte de marbre neuf au XIXe siècle. Kuban soutient également que le Babüsselam (Porte du Salut), la porte de la Deuxième Cour flanquée de deux tours, date de l'époque de Mehmed II. Dans les jardins extérieurs du palais, Mehmed II a commandé trois pavillons construits dans trois styles différents. Un pavillon était de style ottoman, un autre de style grec et un troisième de style persan. De ceux-ci, seulement le pavillon persan, connu comme le Kiosque Tuilé (Çinili Köşk), a survécu. Il a été achevé en septembre ou octobre 1472 et son nom dérive de sa riche décoration en carreaux, y compris la première utilisation de carreaux banna'i d'inspiration iranienne à Istanbul. La disposition voûtée et cruciforme de l'intérieur du bâtiment est également basée sur des précédents iraniens, tandis que l'extérieur est précédé d'un grand portique. Bien que l'on ne sache pas grand-chose sur les constructeurs, ils étaient probablement d'origine iranienne, car des documents historiques indiquent la présence de tailleurs de tuiles du Khorasan. 

Architecture palaciale de Mehmed II
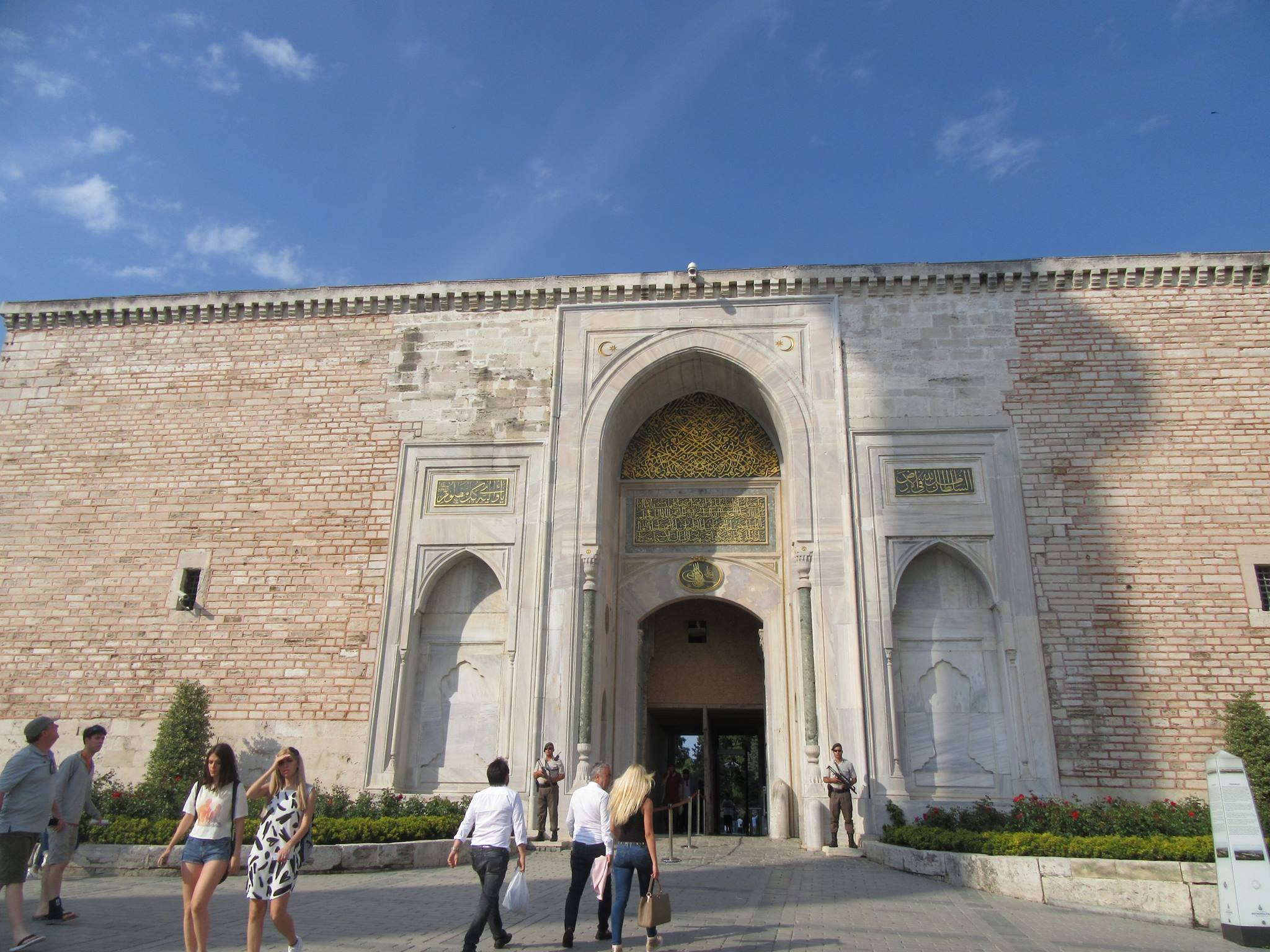
Bab-ı Hümayun, la porte extérieure du palais de Topkapi (1478-1479, avec des rénovations ultérieures)
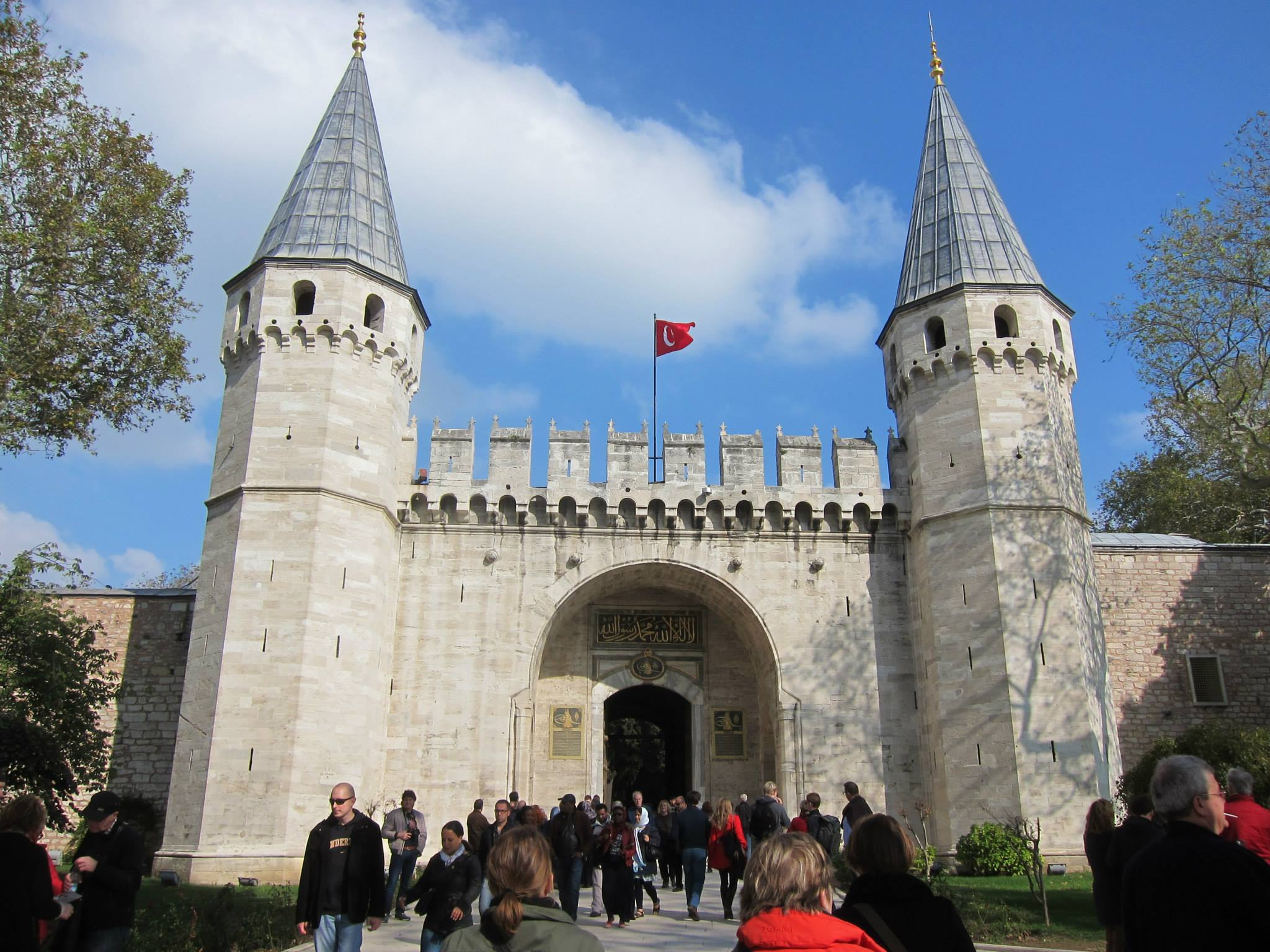
Babüsselam, la porte de la deuxième cour du palais de Topkapi
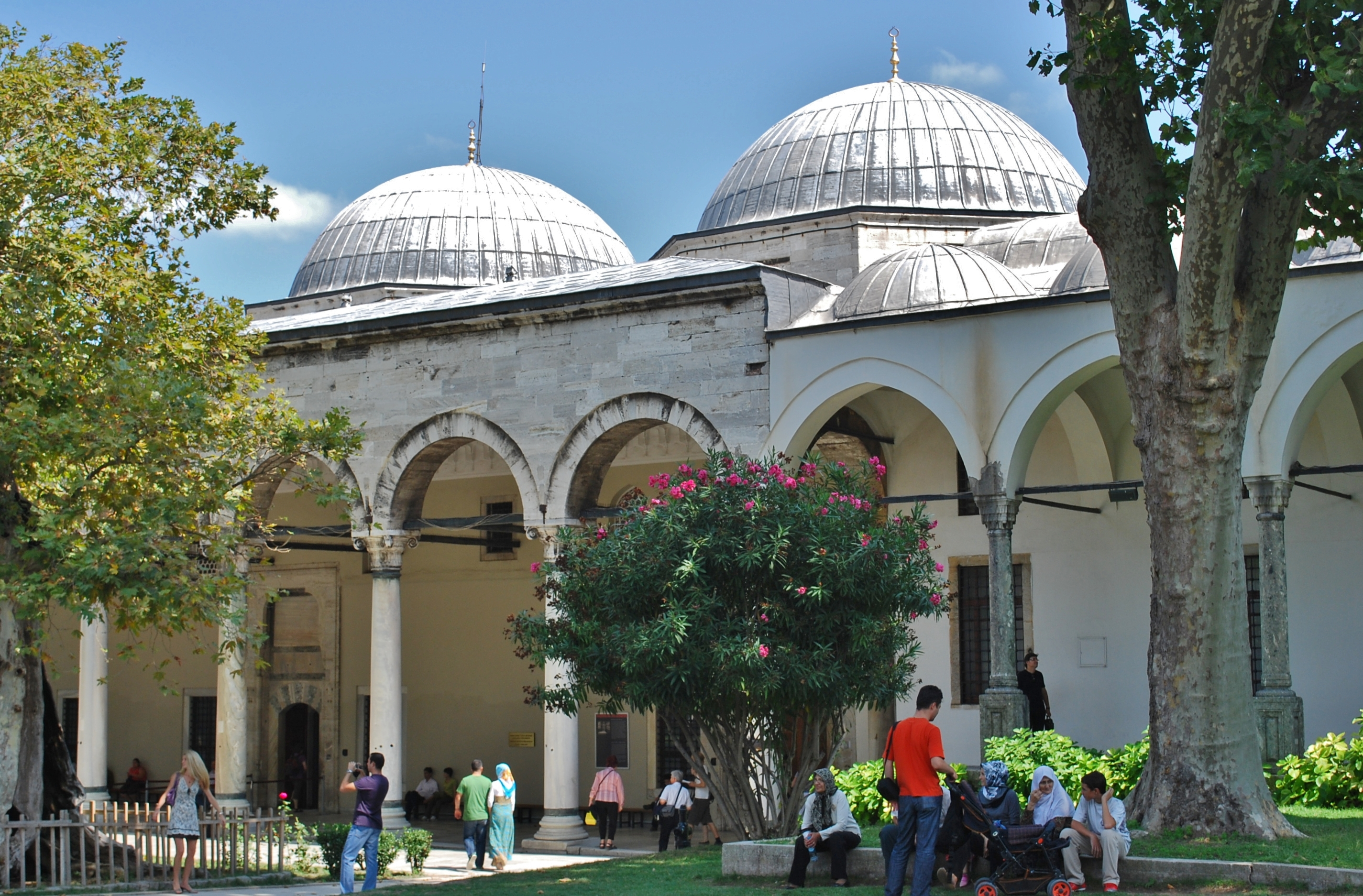
Kiosque Fatih dans la troisième cour du palais de Topkapi (1462–1463)
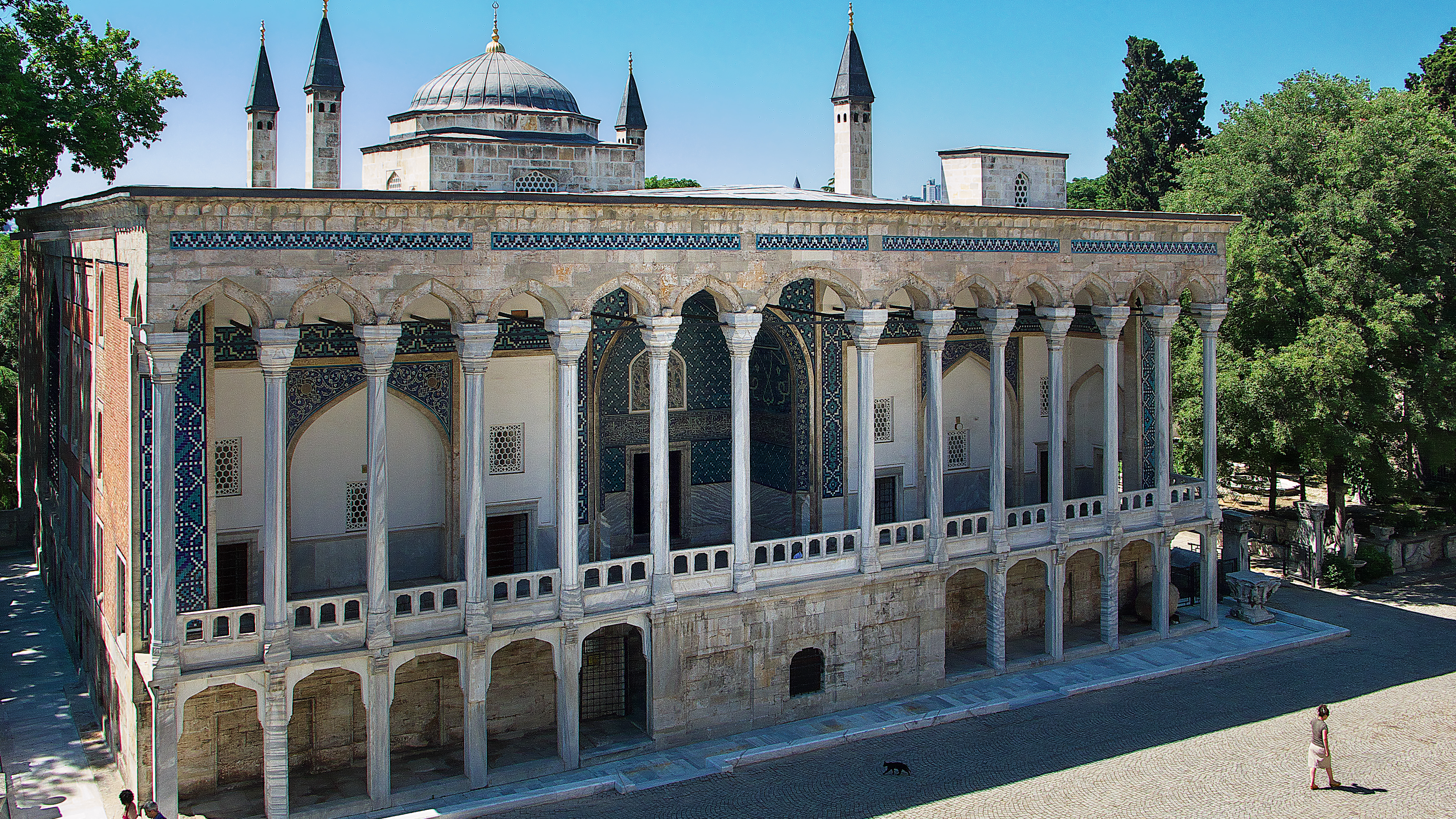
Kiosque carrelé dans les jardins extérieurs du palais de Topkapi (1472)
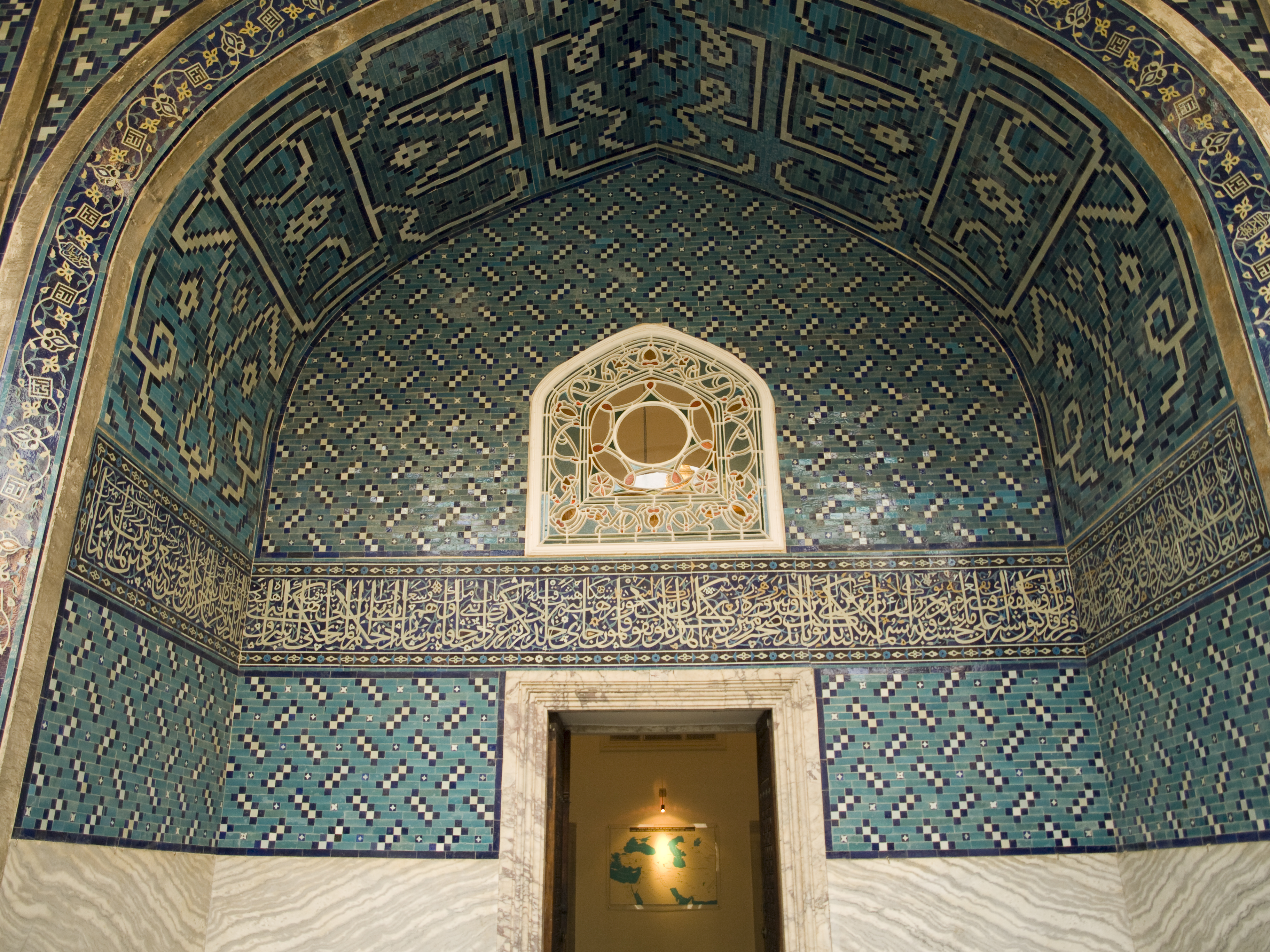
Décoration de carreaux du kiosque carrelé

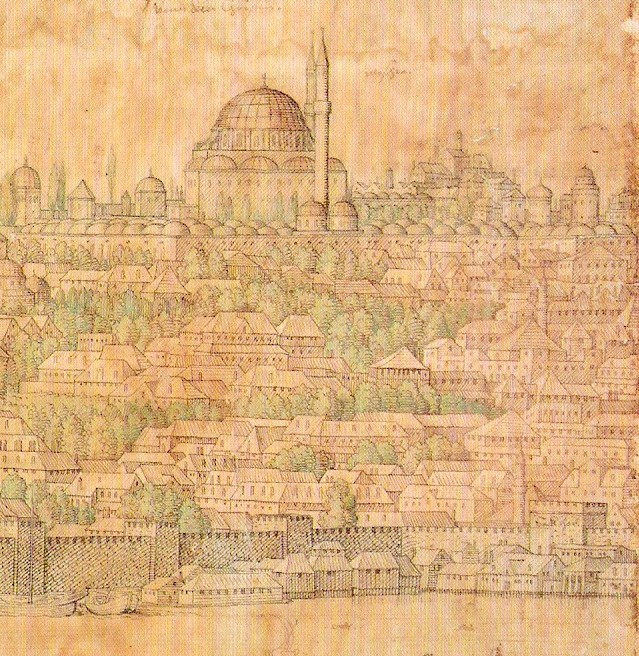
Illustration du XVIe siècle montrant la mosquée Fatih originale (en haut)

La plus grande contribution de Mehmed à l'architecture religieuse a été le complexe de la mosquée Fatih à Istanbul, construit de 1463 à 1470. Il faisait partie d'un très grand külliye qui comprenait également un tabhane (maison d'hôtes pour voyageurs), un imaret, un darüşşifa (hôpital), un caravansérail (auberge pour marchands ambulants), un mektep (école primaire), une bibliothèque, un hammam, des boutiques, un cimetière avec le mausolée du fondateur et huit madrasas avec leurs annexes. Toutes ces structures n'ont pas survécu jusqu'à nos jours. Les bâtiments ignoraient largement toute topographie existante et étaient disposés selon une disposition fortement symétrique sur une vaste terrasse carrée avec la mosquée monumentale en son centre. L'architecte du complexe de la mosquée était Usta Sinan, connu sous le nom de Sinan l'Ancien. Il était situé sur la quatrième colline d'Istanbul, qui était jusque-là occupée par l'église byzantine en ruine des Saints Apôtres. Malheureusement, une grande partie de la mosquée a été détruite par un tremblement de terre en 1766, ce qui l'a amenée à être en grande partie reconstruite par Moustafa III sous une forme considérablement modifiée peu de temps après. Dans l'ensemble, seuls les murs et les portiques de la cour de la mosquée et l'entrée en marbre de la salle de prière ont survécu de la mosquée d'origine. La forme du reste de la mosquée a dû être reconstruite par des savants en utilisant des sources historiques et des illustrations. La conception reflétait probablement la combinaison de la tradition de l'église byzantine (en particulier la basilique Sainte-Sophie) avec la tradition ottomane qui avait évolué depuis les premières mosquées impériales de Bursa et d'Edirne. S'appuyant sur les idées établies par la première mosquée Üç Şerefeli, la mosquée se composait d'une cour rectangulaire avec une galerie environnante menant à une salle de prière en forme de dôme. La salle de prière se composait d'un grand dôme central avec un demi-dôme derrière (côté qibla) et flanqué d'une rangée de trois dômes plus petits de chaque côté.

### Le règne de Bayezid II

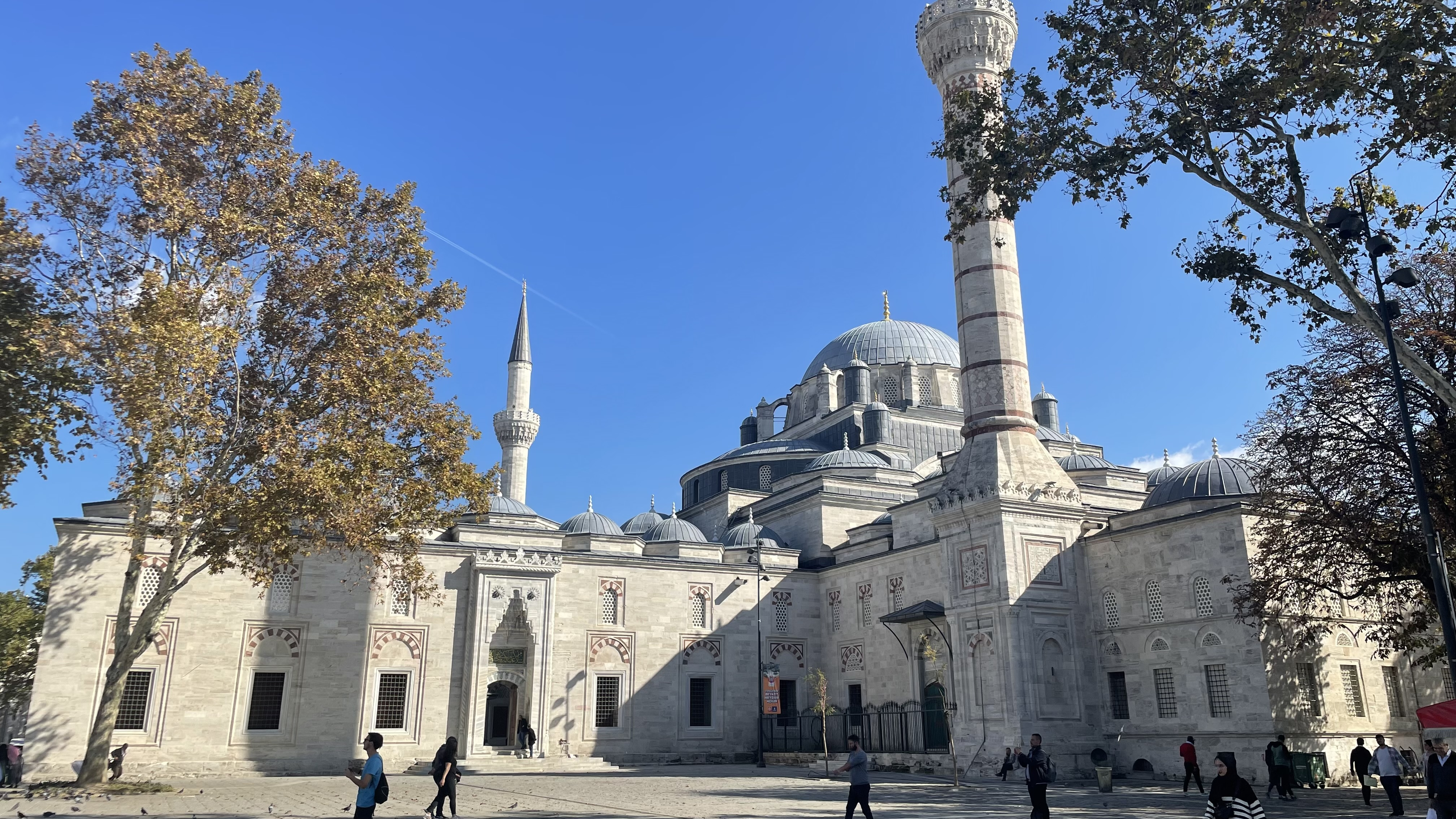
Mosquée Bayezid II à Istanbul

Après Mehmed II, le règne de Bayezid II (1481-1512) est à nouveau marqué par un vaste mécénat architectural, dont les deux exemples les plus remarquables et les plus influents sont le complexe Bayezid II à Edirne et la mosquée Bayezid II à Istanbul. Alors qu'il s'agissait d'une période d'expérimentation supplémentaire, la mosquée de Bayezid II à Amasya, achevée en 1486, était toujours basée sur le plan de type Bursa, représentant la dernière et la plus grande mosquée impériale de ce style. Doğan Kuban considère les constructions de Bayzezid II comme constituant également des tentatives délibérées d'urbanisme, prolongeant l'héritage du complexe de la mosquée Fatih à Istanbul.
Le Complexe Bayezid II à Edirne est un complexe (külliye) de bâtiments comprenant une mosquée, une darüşşifa, un imaret, une madrasa, un tımarhane (asile pour malades mentaux), deux tabhanes, une boulangerie, des latrines, et d'autres services, tous reliés ensemble sur le même site. Il a été commandé par Bayezid II en 1484 et achevé en 1488 sous la direction de l'architecte Hayrettin. Les différentes structures du complexe ont des plans d'étage relativement simples mais strictement géométriques, construits en pierre avec des toits recouverts de plomb, avec seulement une décoration clairsemée sous forme de pierre colorée alternée autour des fenêtres et des arcs. Cela a été décrit comme une "esthétique architecturale classique ottomane à un stade précoce de son développement". La mosquée se trouve au cœur du complexe. Il possède une austère salle de prière carrée couverte d'une grande coupole haute. La salle est précédée d'une cour rectangulaire avec une fontaine et une arcade qui l'entoure. Le darüşşifa, dont la fonction était la principale motivation derrière la construction du complexe par Bayezid, a deux cours intérieures qui mènent à une structure avec un plan d'étage hexagonal avec de petites salles en forme de dôme disposées autour d'un dôme central plus grand.

La mosquée Bayezid II à Istanbul a été construite entre 1500 et 1505 sous la direction de l'architecte Ya'qub ou Yakubshah (bien que Hayrettin soit également mentionné dans certains documents). Il faisait également partie d'un complexe plus vaste, qui comprenait une madrasa (servant aujourd'hui de musée d'art calligraphique turc), un hammam monumental (le Bayezid II Hamam), des hospices, un imaret, un caravansérail et un cimetière autour du mausolée du sultan. La mosquée elle-même, le plus grand bâtiment, se compose de nouveau d'une cour menant à la salle de prière carrée. Cependant, la salle de prière utilise désormais deux demi-dômes alignés avec le dôme central principal, tandis que les allées latérales sont chacune couvertes par quatre dômes plus petits. Par rapport aux mosquées précédentes, cela se traduit par un effet de « cascade de dômes » beaucoup plus sophistiqué pour le profil extérieur du bâtiment, reflétant probablement les influences de la basilique Sainte-Sophie et de la mosquée Fatih d'origine (maintenant disparue). La mosquée est l'aboutissement de cette période d'exploration architecturale sous Bayezid II et la dernière étape vers le style ottoman classique. L'arrangement délibéré d'éléments architecturaux ottomans établis dans une conception fortement symétrique est un aspect qui dénote cette évolution. 

Complexes de Bayezid II
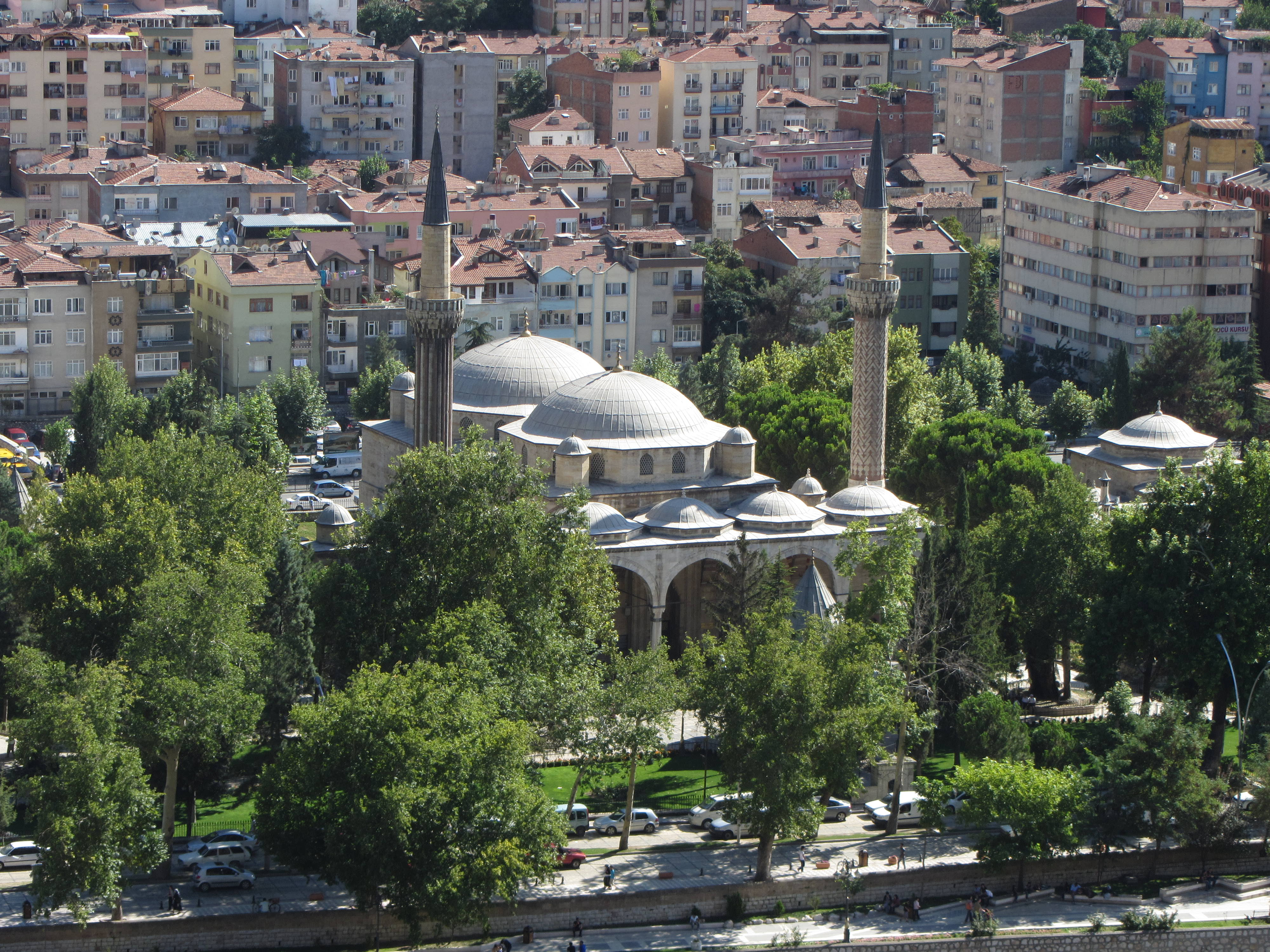
Mosquée Bayezid II à Amasya (1486)
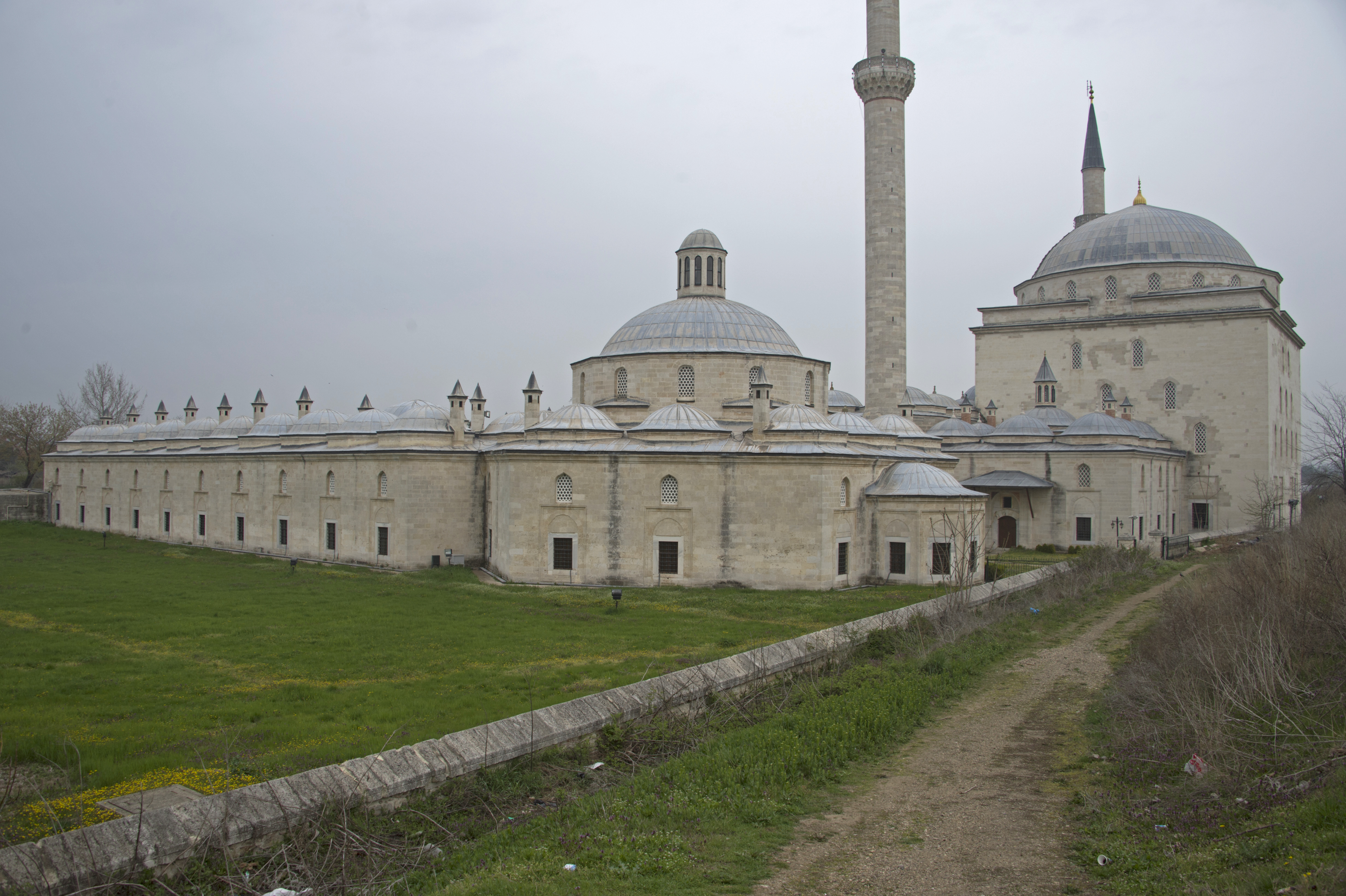
Complexe Bayezid II à Edirne (1484–1488)
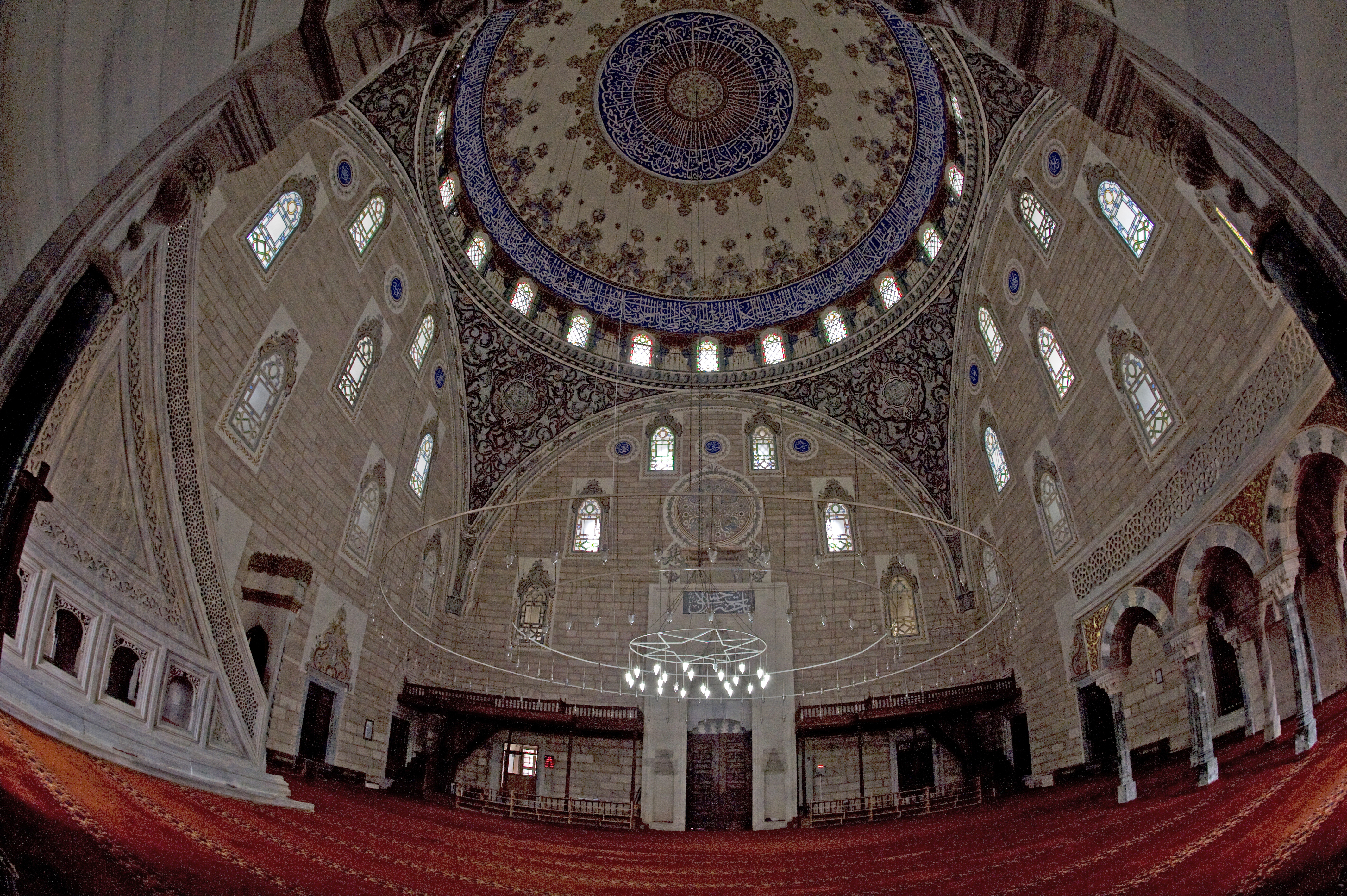
Intérieur de la mosquée du complexe Bayezid II à Edirne
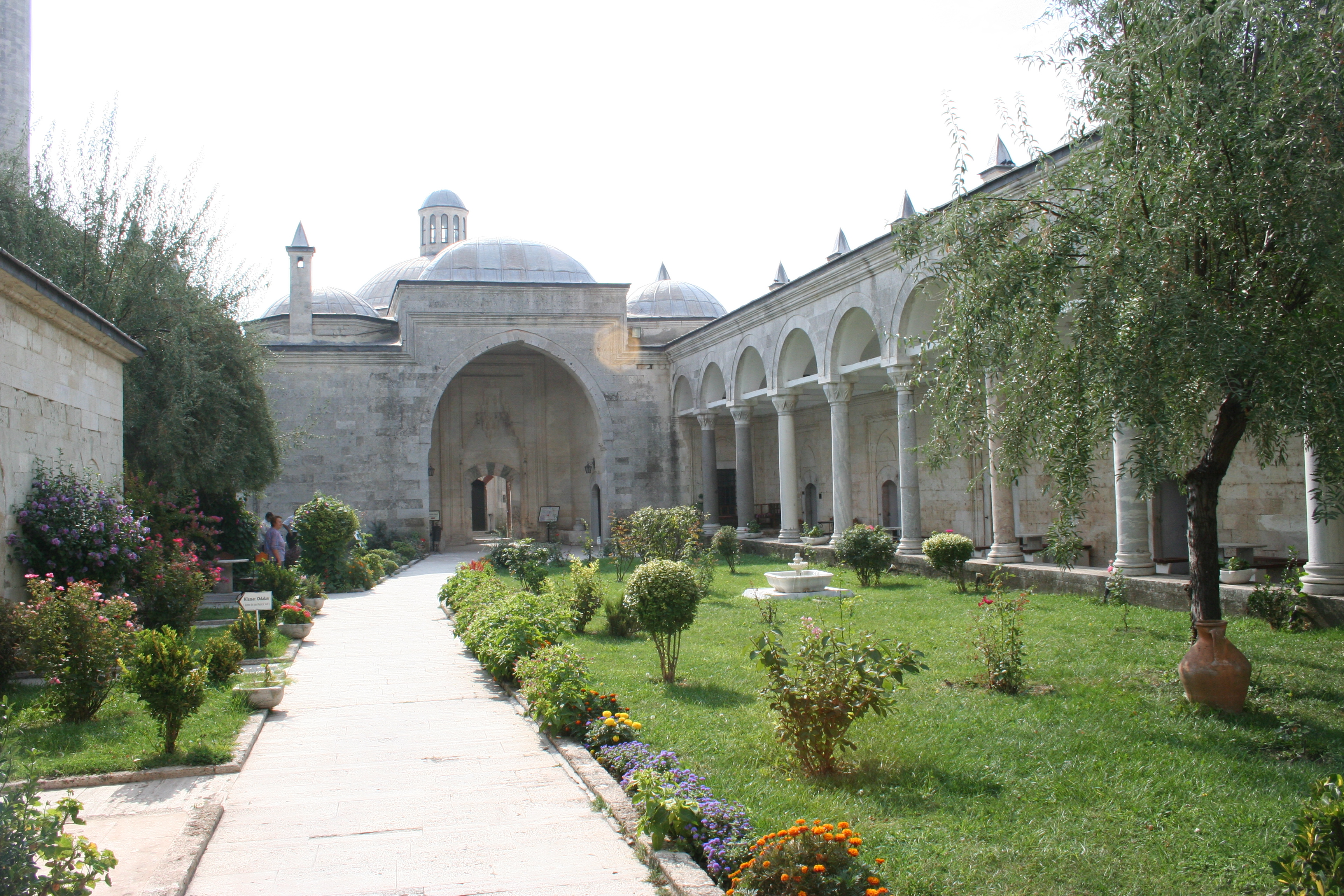
Cour intérieure de la darüşşifa du complexe Bayezid II à Edirne
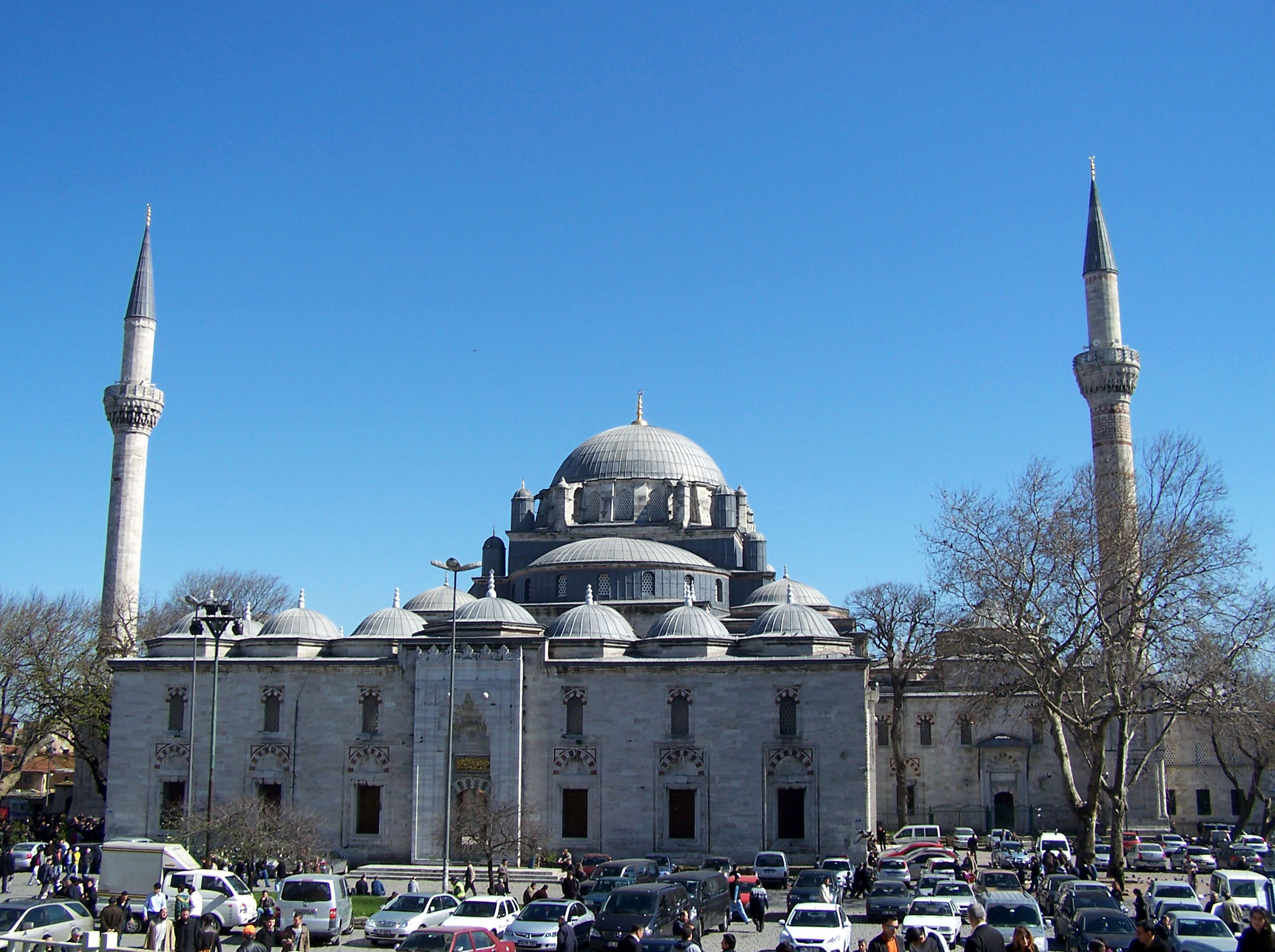
Mosquée Bayezid II à Istanbul (1500-1505)
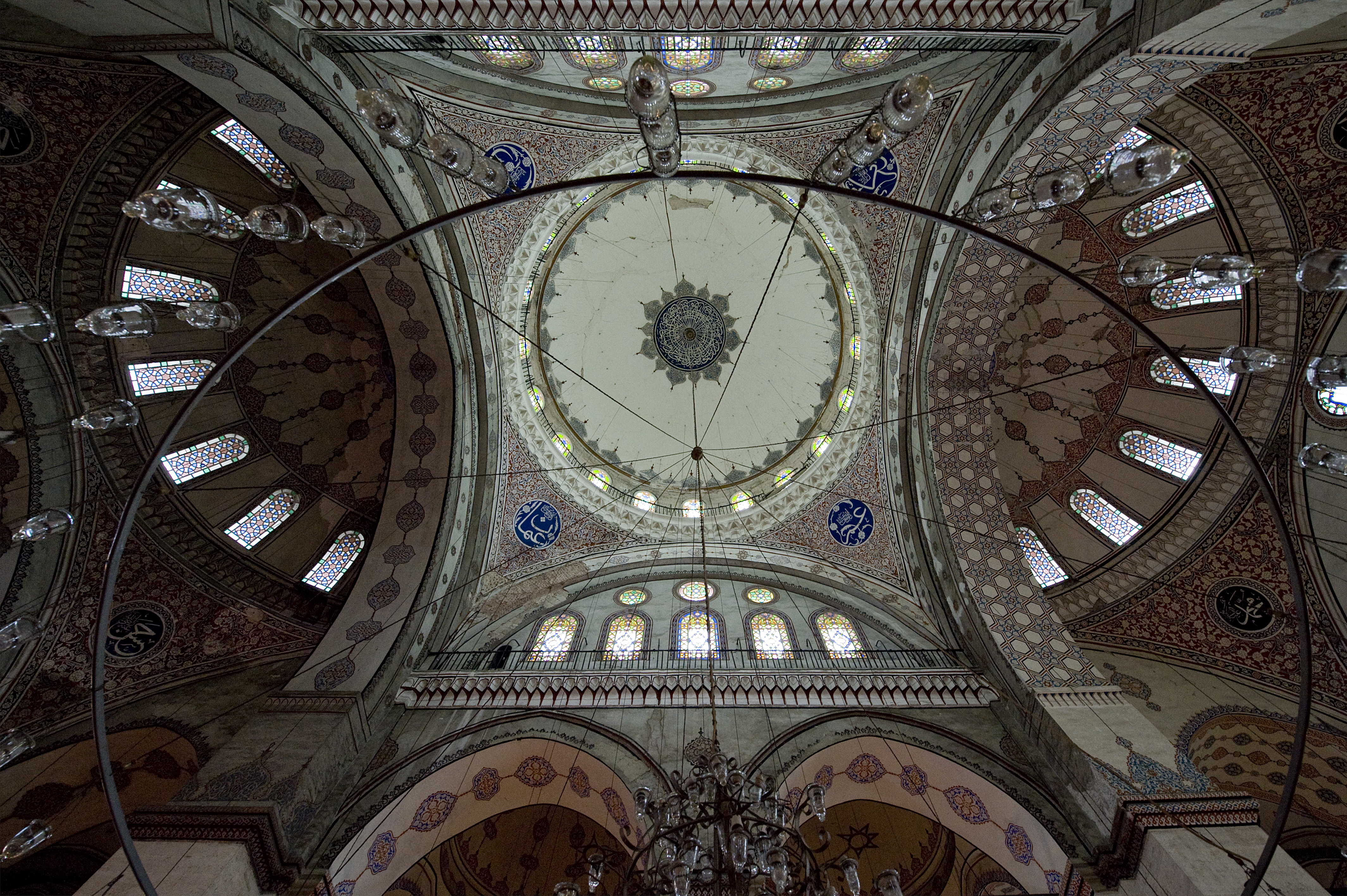
Mosquée Bayezid II à Istanbul : intérieurs du dôme
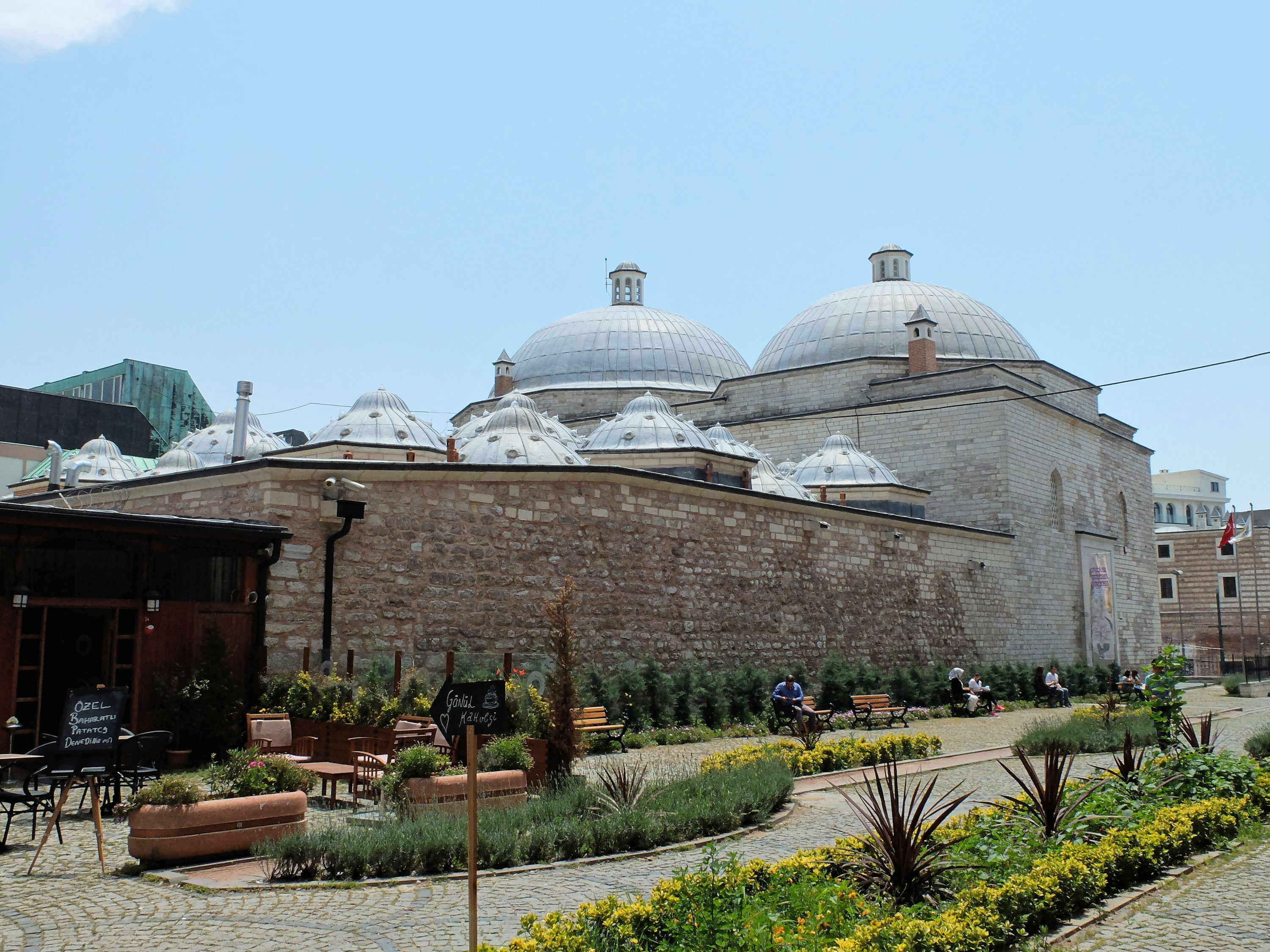
Hammam de Bayezid II, partie du complexe Bayezid II à Istanbul

## Période classique
Le début de la période classique est fortement associé aux œuvres de Mimar Sinan,. Au cours de cette période, la bureaucratie de l'État ottoman, dont les fondations ont été posées à Istanbul par Mehmet II, est devenue de plus en plus élaborée et la profession d'architecte s'est davantage institutionnalisée. Le long règne de Soliman le Magnifique est également reconnu comme l'apogée du développement politique et culturel ottoman, avec un vaste patronage dans l'art et l'architecture par le sultan, sa famille et ses hauts fonctionnaires. Le maître architecte de la période classique, Mimar Sinan, a été l'architecte en chef de la cour (mimarbaşi) de 1538 jusqu'à sa mort en 1588. Sinan s'est crédité de la conception de plus de 300 bâtiments, bien qu'une autre estimation de son travaux le met à près de 500. On lui attribue la conception de bâtiments jusqu'à Buda (aujourd'hui Budapest) et La Mecque. Sinan n'était probablement pas présent pour superviser directement les projets loin de la capitale, donc dans ces cas, ses conceptions étaient très probablement exécutées par ses assistants ou par des architectes locaux,. Dans cette période, l'architecture ottomane, en particulier sous l'œuvre et l'influence de Sinan, a vu une nouvelle unification et harmonisation des divers éléments et influences architecturaux que l'architecture ottomane avait précédemment absorbés mais qui n'avaient pas encore été harmonisés en un collectif. ensemble. L'architecture ottomane utilisait un ensemble limité de formes générales - telles que des dômes, des demi-dômes et des portiques à arcades - qui se répétaient dans chaque structure et pouvaient être combinées d'un nombre limité de façons. L'ingéniosité d'architectes à succès tels que Sinan réside dans les tentatives prudentes et calculées pour résoudre les problèmes d'espace, de proportion et d'harmonie. Cette période est également remarquable pour le développement de la décoration de carreaux d'Iznik dans les monuments ottomans, le pic artistique de ce médium commençant dans la seconde moitié du XVIe siècle,.

### Premiers bâtiments du règne de Suleiman
Entre les règnes de Bayezid II et Soliman, le règne de Selim I a vu relativement peu d'activités de construction. Le complexe de la mosquée Yavuz Selim à Istanbul, dédié à Selim et contenant sa tombe, a été achevé après sa mort par Suleiman en 1522. Il a très probablement été fondé par Suleiman aussi, bien que la date exacte de la fondation ne soit pas connue. La mosquée est calquée sur la mosquée de Bayezid II à Edirne, consistant en une grande chambre à dôme unique. La mosquée est parfois attribuée à Sinan mais elle n'a pas été conçue par lui et l'architecte responsable n'est pas connu. D'autres complexes architecturaux notables avant la carrière d'architecte de Sinan, à la fin du règne de Selim I ou au début du règne de Suleiman, sont la mosquée Hafsa Sultan ou Sultaniye à Manisa (vers 1522), la mosquée Fatih Pacha à Diyarbakir (achevé en 1520 ou 1523) et le complexe Çoban Mustafa Pacha à Gebze (1523-1524).

Avant d'être nommé architecte en chef de la cour, Sinan était un ingénieur militaire qui a aidé l'armée lors de ses campagnes. Son premier grand projet non militaire fut le complexe de la mosquée Hüsrev Pacha à Alep, l'un des premiers grands monuments ottomans de cette ville. Sa mosquée et sa madrasa ont été achevées en 1536-1537, bien que l'achèvement de l'ensemble du complexe soit daté par une inscription de 1545, date à laquelle Sinan s'était déjà déplacé vers Istanbul. Après sa nomination en tant qu'architecte en chef de la cour en 1538, la première commission de Sinan pour la famille de Suleiman fut le complexe Haseki Hürrem à Istanbul, daté de 1538-1539. Il a également construit le tombeau de Hayrettin Barbaros dans le quartier de Beşiktaş en 1541. 

Premières réalisations du règne de Soliman le Magnifique (avant 1545)
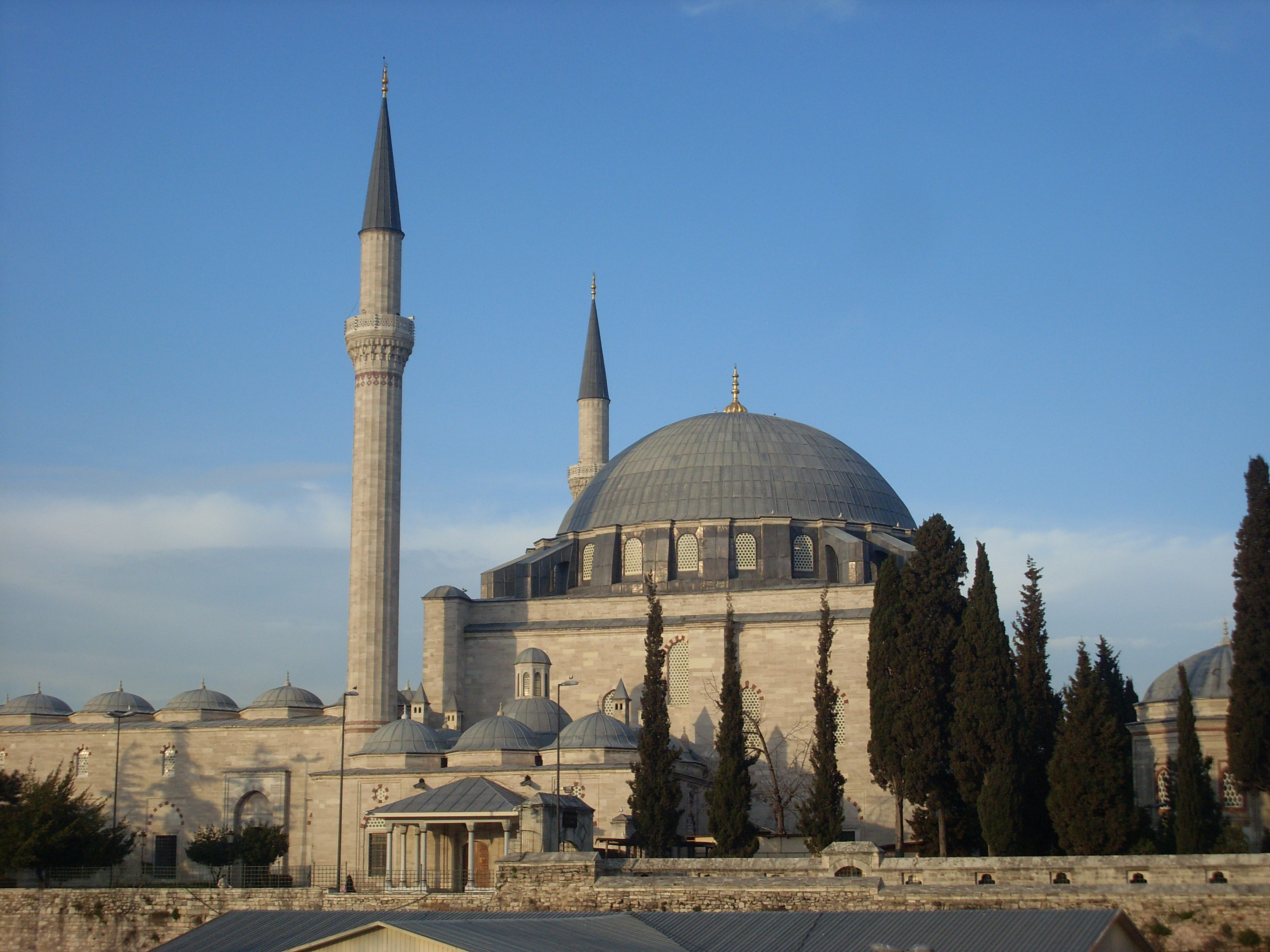
Mosquée Yavuz Selim I à Istanbul (1522), conçue par un architecte inconnu
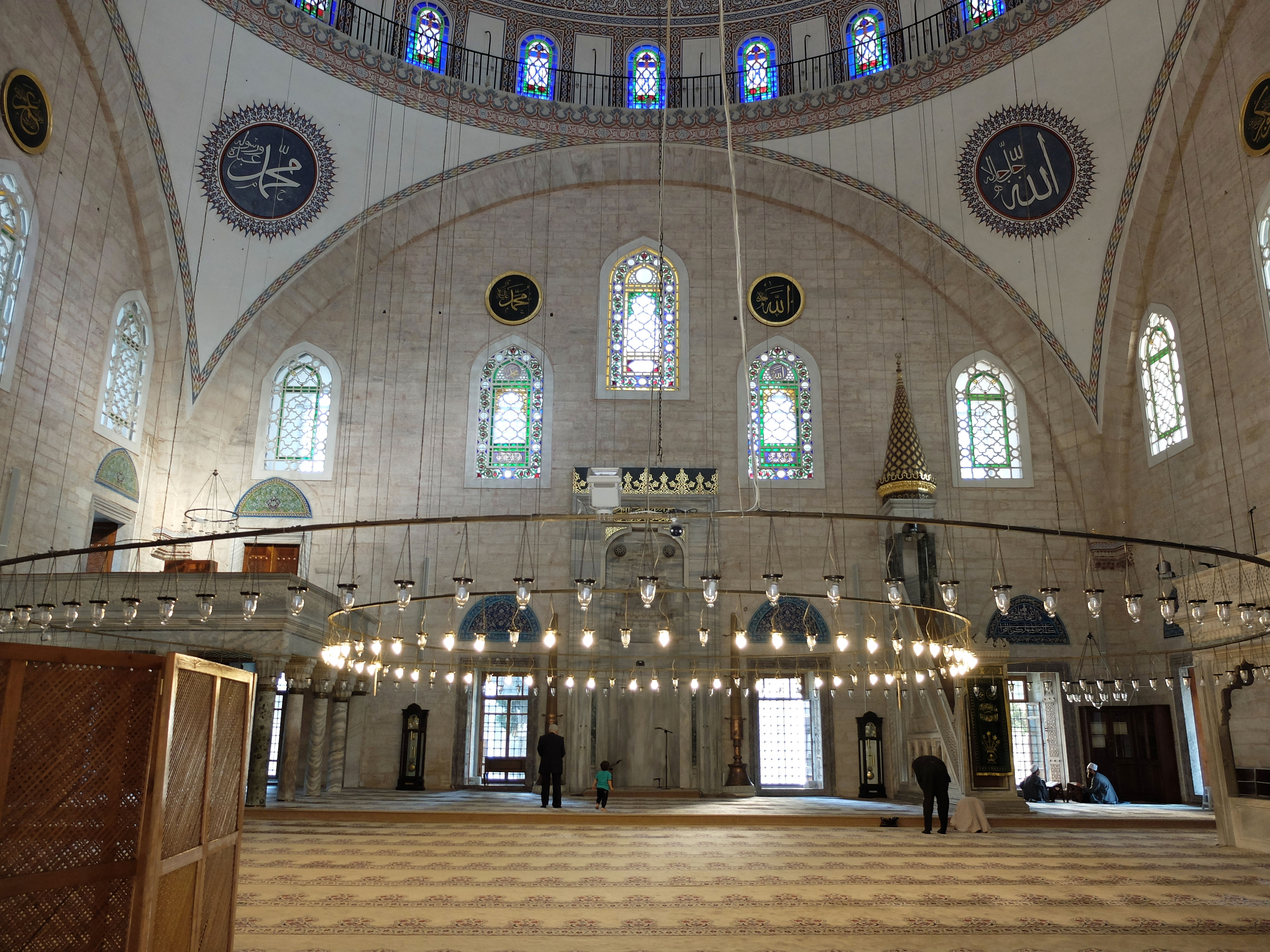
Intérieur de la mosquée Yavuz Selim I
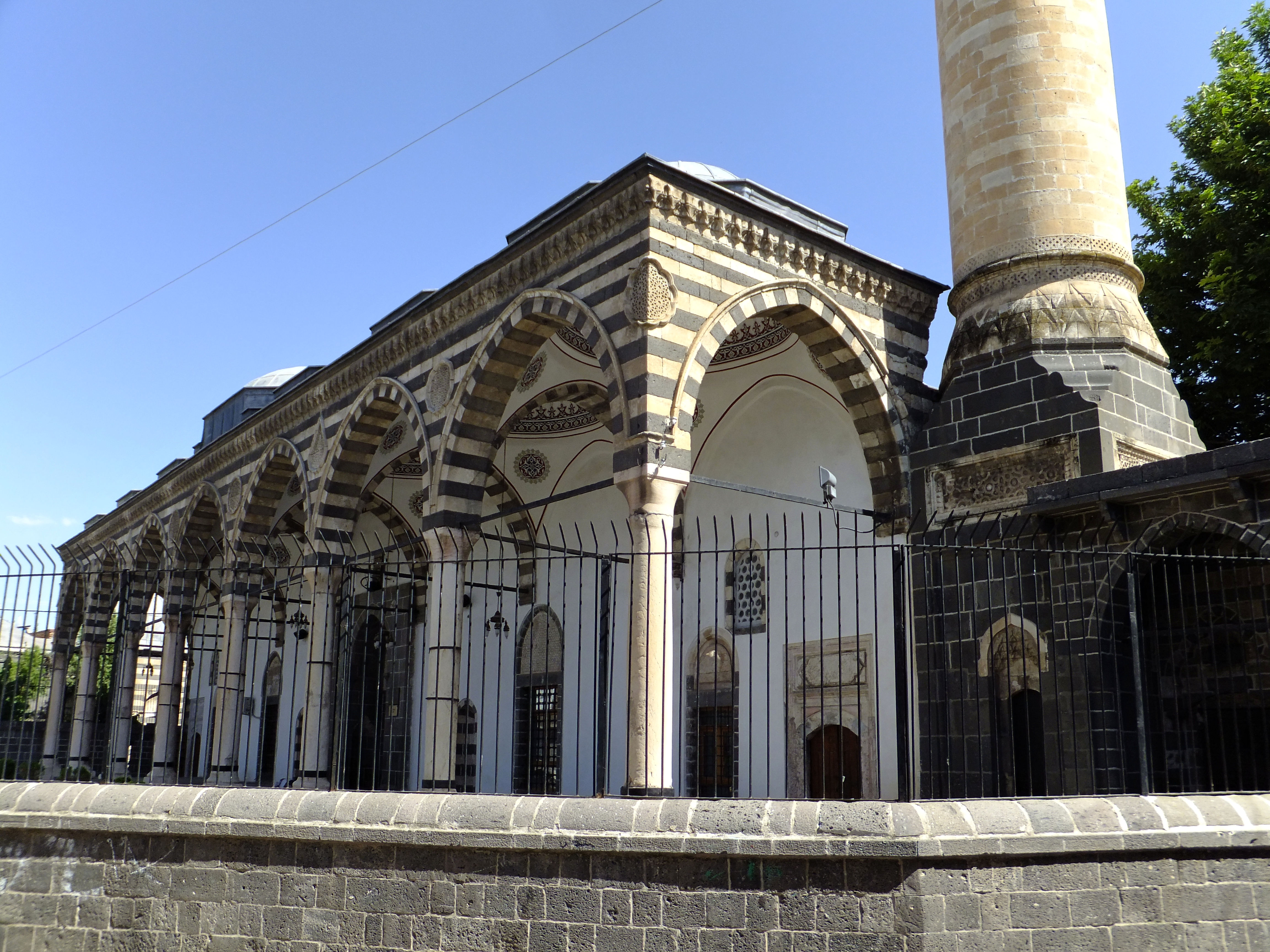
Mosquée Fatih Pacha à Diyarbakir (1520 ou 1523)
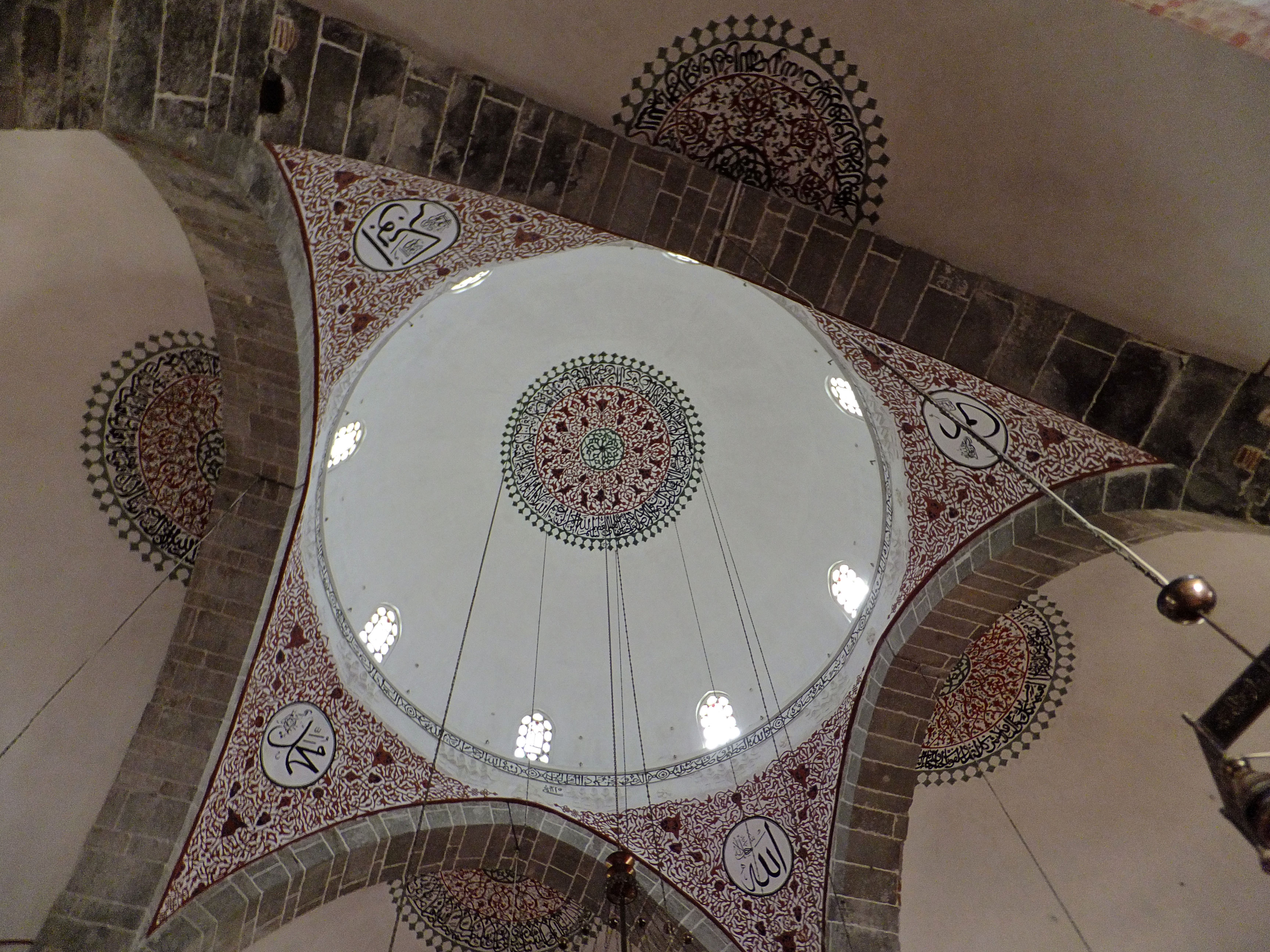
Intérieur de la mosquée Fatih Pacha, vue sur le dôme
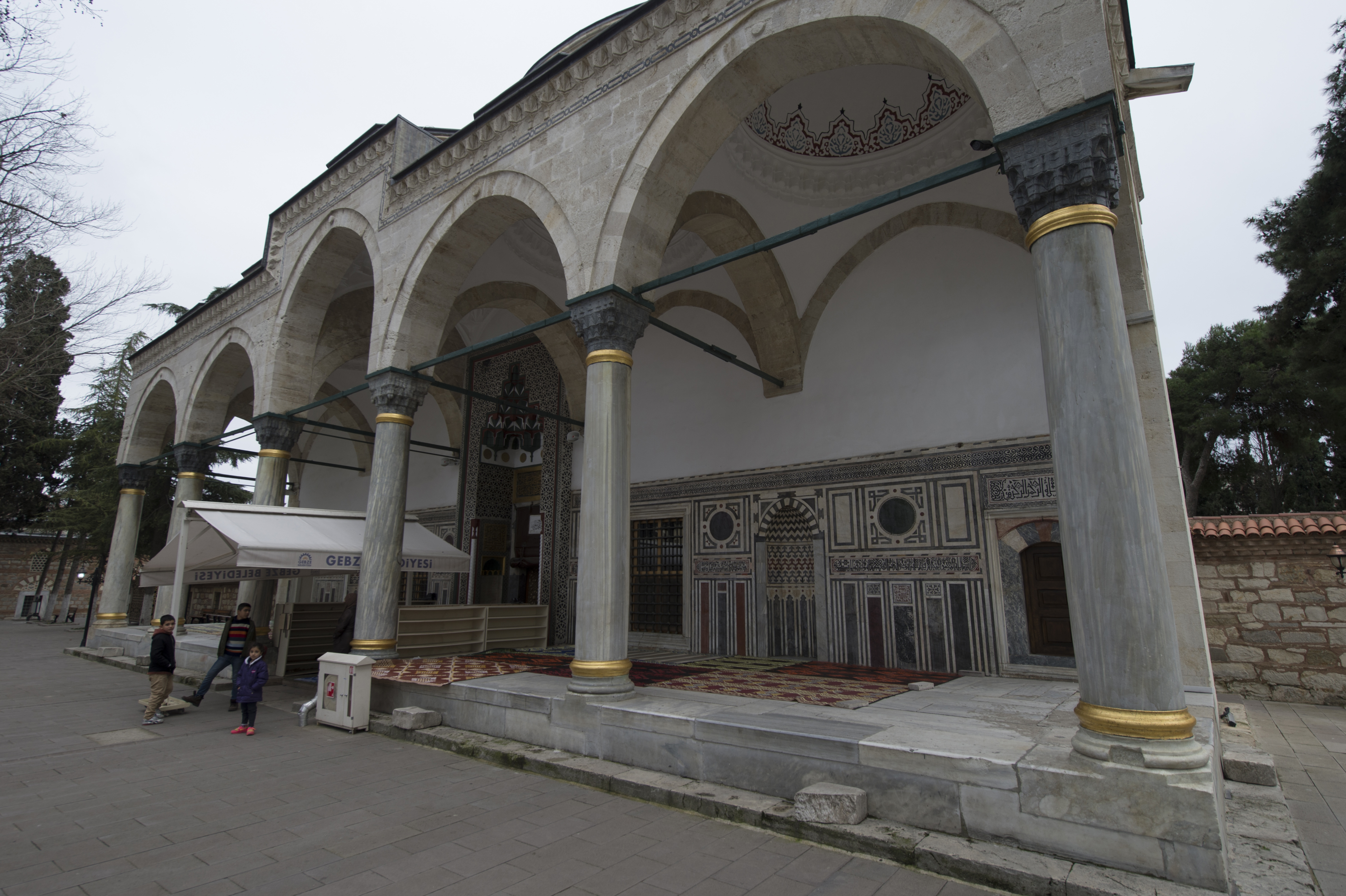
Mosquée Çoban Mustafa Pacha à Gebze (1523-1524)
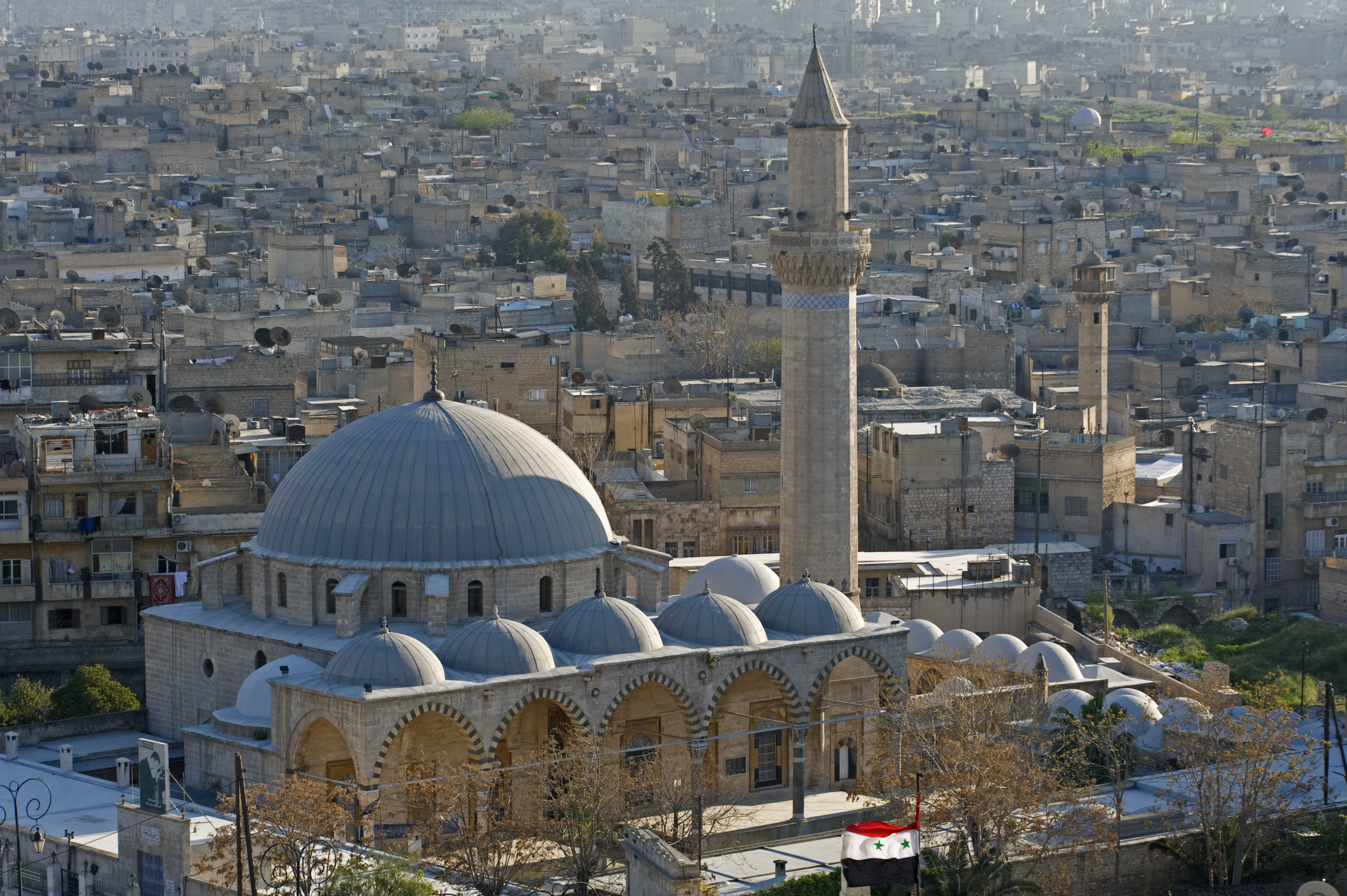
Mosquée Hüsrev Pacha à Alep (1536-1537) (photographiée avant les récents dégâts de la guerre civile syrienne )
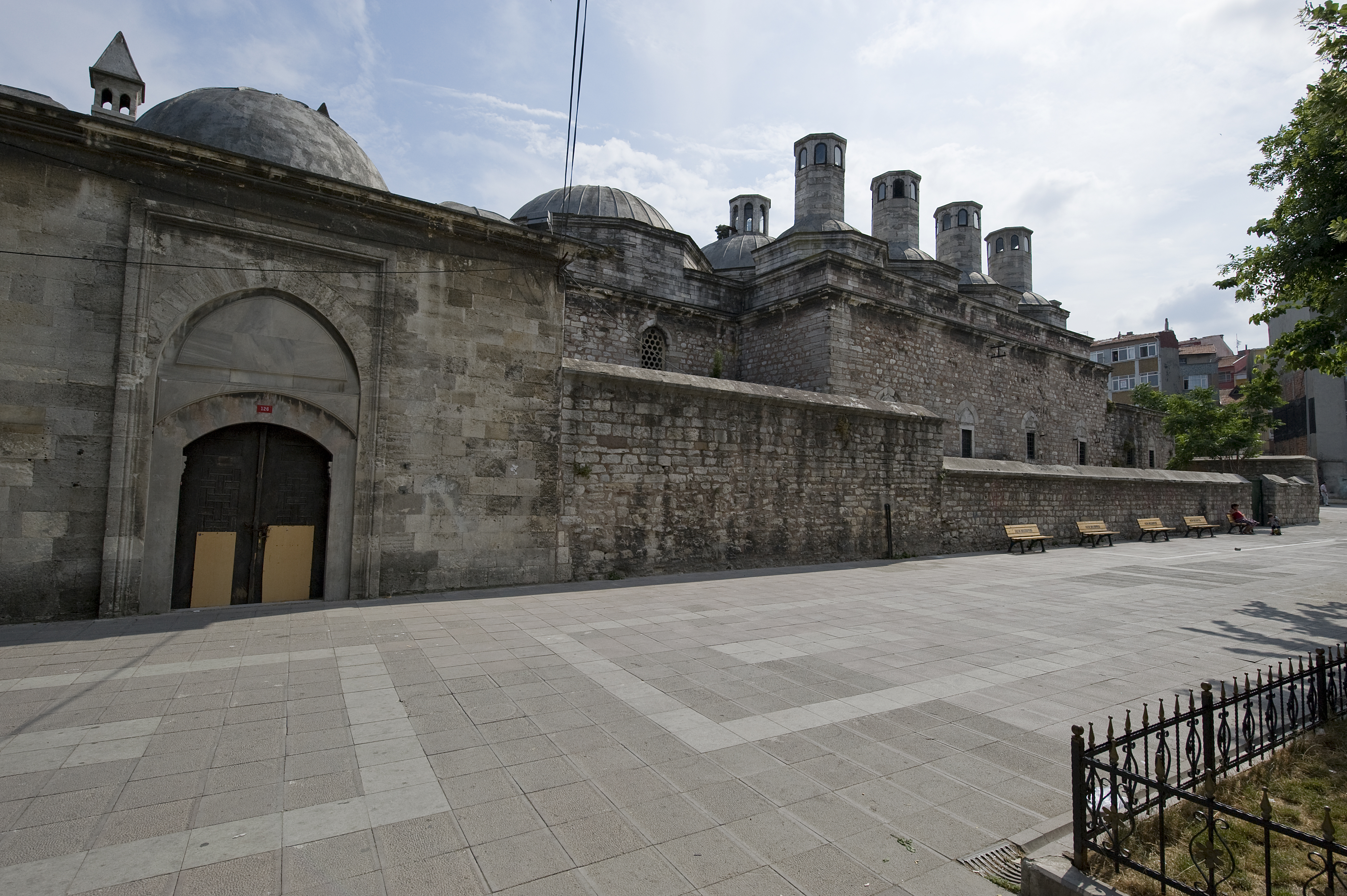
Complexe Haseki Hürrem Sultan à Istanbul (1538-1539), conçu par Sinan
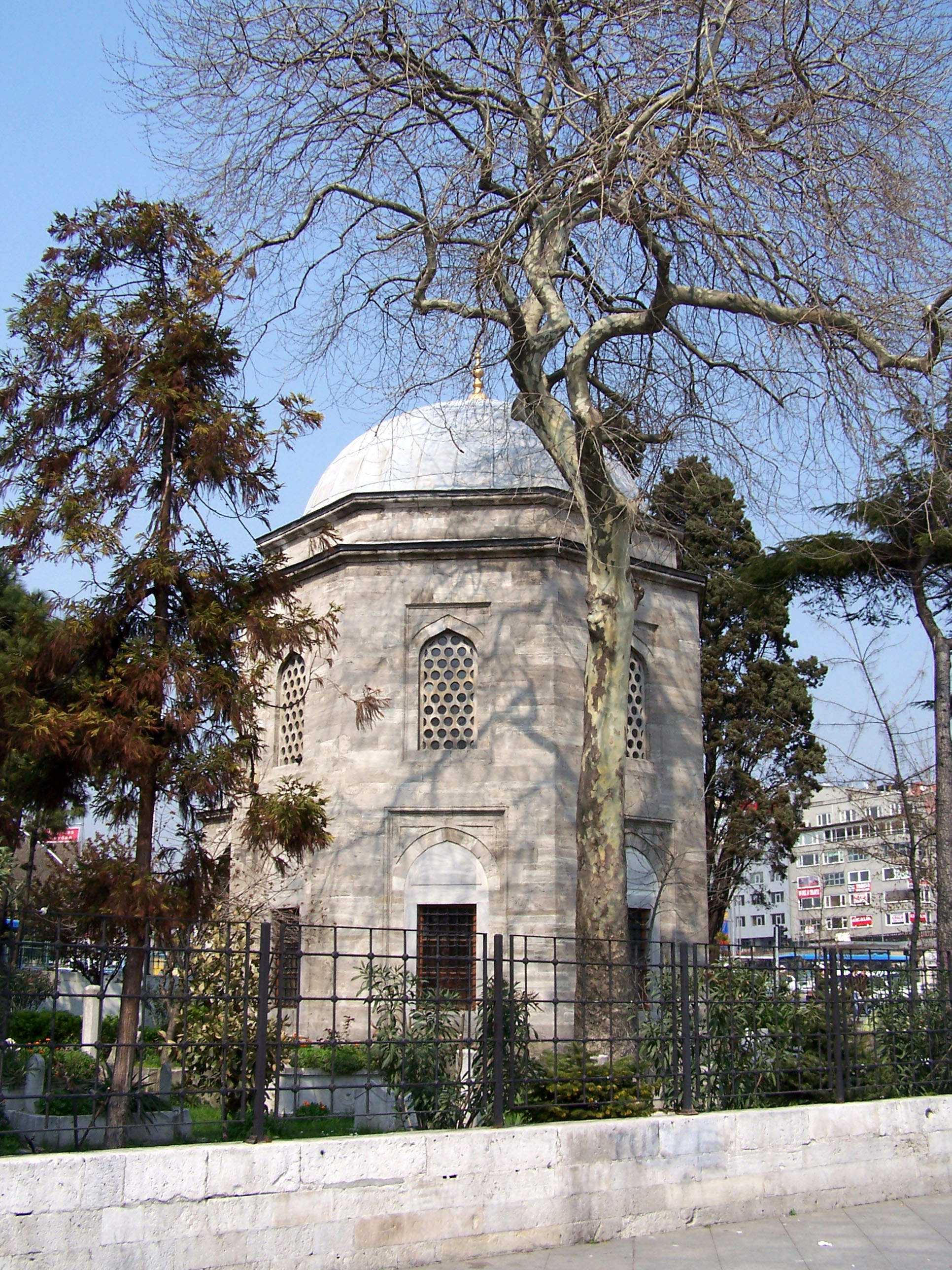
Tombe de Hayreddin Barbaros à Beşiktaş (1541), conçue par Sinan

### La mosquée Şehzade et certaines des premières œuvres de Sinan

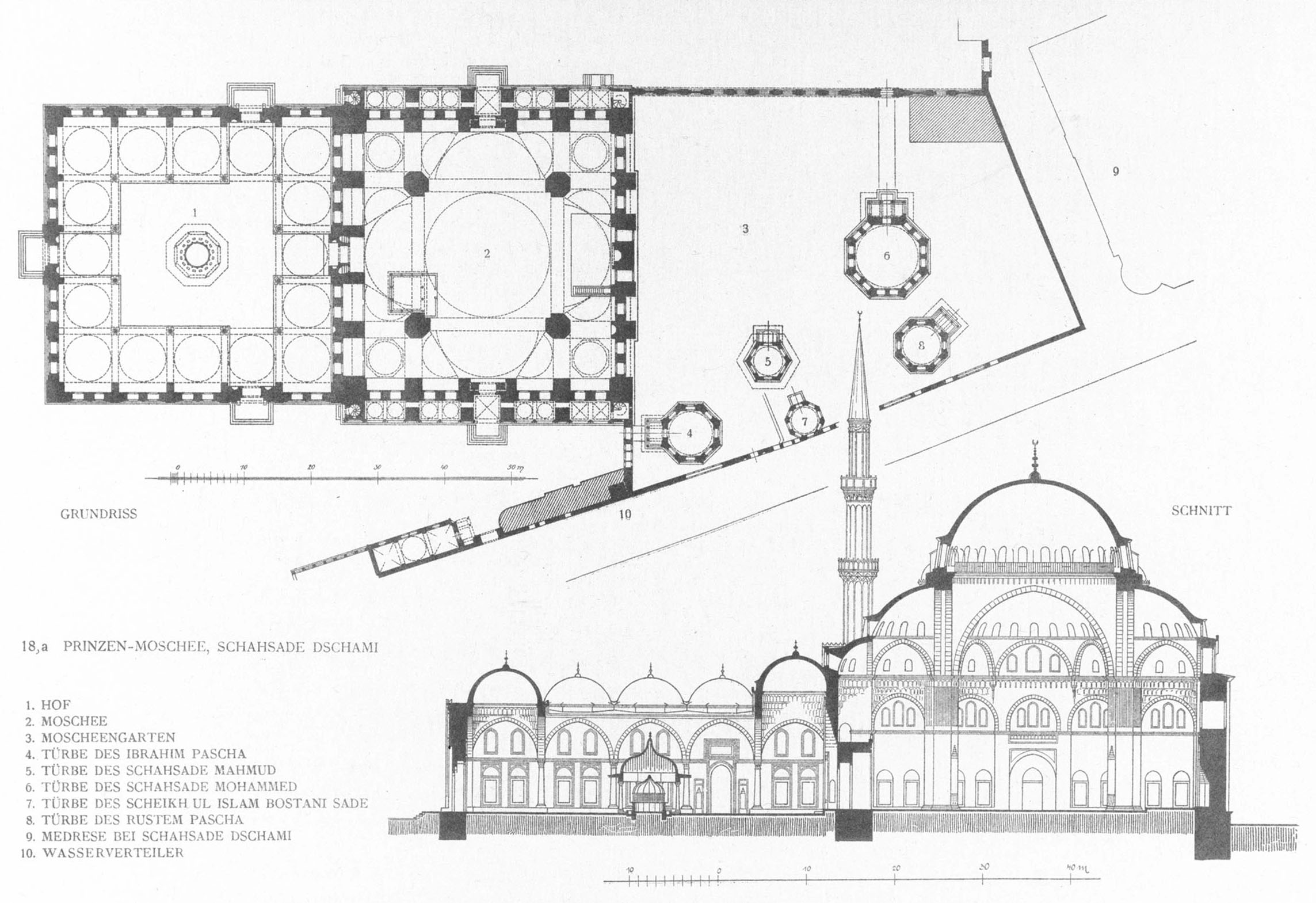
Plan d'étage et élévation de la mosquée Şehzade (dessins de Cornelius Gurlitt)

La première grande commande de Sinan fut le complexe de la mosquée Şehzade, que Suleiman dédia à Şehzade Mehmed, son fils décédé en 1543. Le complexe de la mosquée fut construit entre 1545 et 1548. Comme tous les külliye impériaux, il comprenait plusieurs bâtiments., dont la mosquée était l'élément le plus important. La mosquée a un plan d'étage rectangulaire divisé en deux carrés égaux, avec un carré occupé par la cour et l'autre occupé par la salle de prière. Deux minarets se dressent de part et d'autre à la jonction de ces deux places. La salle de prière se compose d'un dôme central entouré de demi-dômes sur quatre côtés, avec des dômes plus petits occupant les coins. De plus petits demi-dômes remplissent également l'espace entre les dômes d'angle et les principaux demi-dômes.
Cette conception représente l'aboutissement des bâtiments précédents en forme de dôme et de semi-dôme de l'architecture ottomane, apportant une symétrie complète à la disposition du dôme. Une première version de cette conception, à plus petite échelle, avait été utilisée avant Sinan dès 1520 ou 1523 dans la mosquée Fatih Pacha à Diyarbakir. Alors qu'une disposition en forme de croix avait une signification symbolique dans l'architecture chrétienne, dans l'architecture ottomane, elle était purement axée sur l'élévation et la mise en valeur du dôme central. Les premières innovations de Sinan sont également évidentes dans la façon dont il a organisé les supports structurels du dôme. Au lieu de faire reposer le dôme sur des murs épais tout autour (comme c'était auparavant courant), il a concentré les supports porteurs dans un nombre limité de contreforts le long des murs extérieurs de la mosquée et dans quatre piliers à l'intérieur de la mosquée elle-même aux coins du dôme. Cela a permis aux murs entre les contreforts d'être plus minces, ce qui a permis d'avoir plus de fenêtres d'apporter ainsi plus de lumière. Sinan a également déplacé les murs extérieurs vers l'intérieur, près du bord intérieur des contreforts, de sorte que ces derniers étaient moins visibles à l'intérieur de la mosquée. À l'extérieur, il a ajouté des portiques en forme de dôme le long des façades latérales du bâtiment qui ont encore obscurci les contreforts et ont donné à l'extérieur un plus grand sens de la monumentalité. Même les quatre piliers à l'intérieur de la mosquée ont reçu des formes irrégulières afin de leur donner une apparence moins pesante.

La conception de base de la mosquée Şehzade, avec son dôme symétrique et sa disposition à quatre demi-dômes, s'est avérée populaire auprès des architectes ultérieurs et a été répétée dans les mosquées ottomanes classiques après Sinan (par exemple, la mosquée Sultan Ahmet, la nouvelle mosquée d'Eminönü et la reconstruction de la mosquée Fatih au 18e siècle). On le trouve même dans la mosquée Muhammad Ali du XIXe siècle au Caire. Malgré cet héritage et la symétrie de sa conception, Sinan considérait la mosquée Sehzade comme son travail "d'apprenti" et n'en était pas satisfait. Pendant le reste de sa carrière il n'a pas répété sa disposition dans aucun de ses autres travaux. Il a plutôt expérimenté d'autres conceptions qui semblaient viser un espace intérieur complètement unifié et des moyens de souligner la perception du visiteur du dôme principal à l'entrée d'une mosquée. L'un des résultats de cette logique était que tout espace qui n'appartenait pas à l'espace central en forme de dôme était réduit à un rôle minimal, subordonné, voire totalement absent. 

Şehzade Mosque complex in Istanbul (1545–1548)
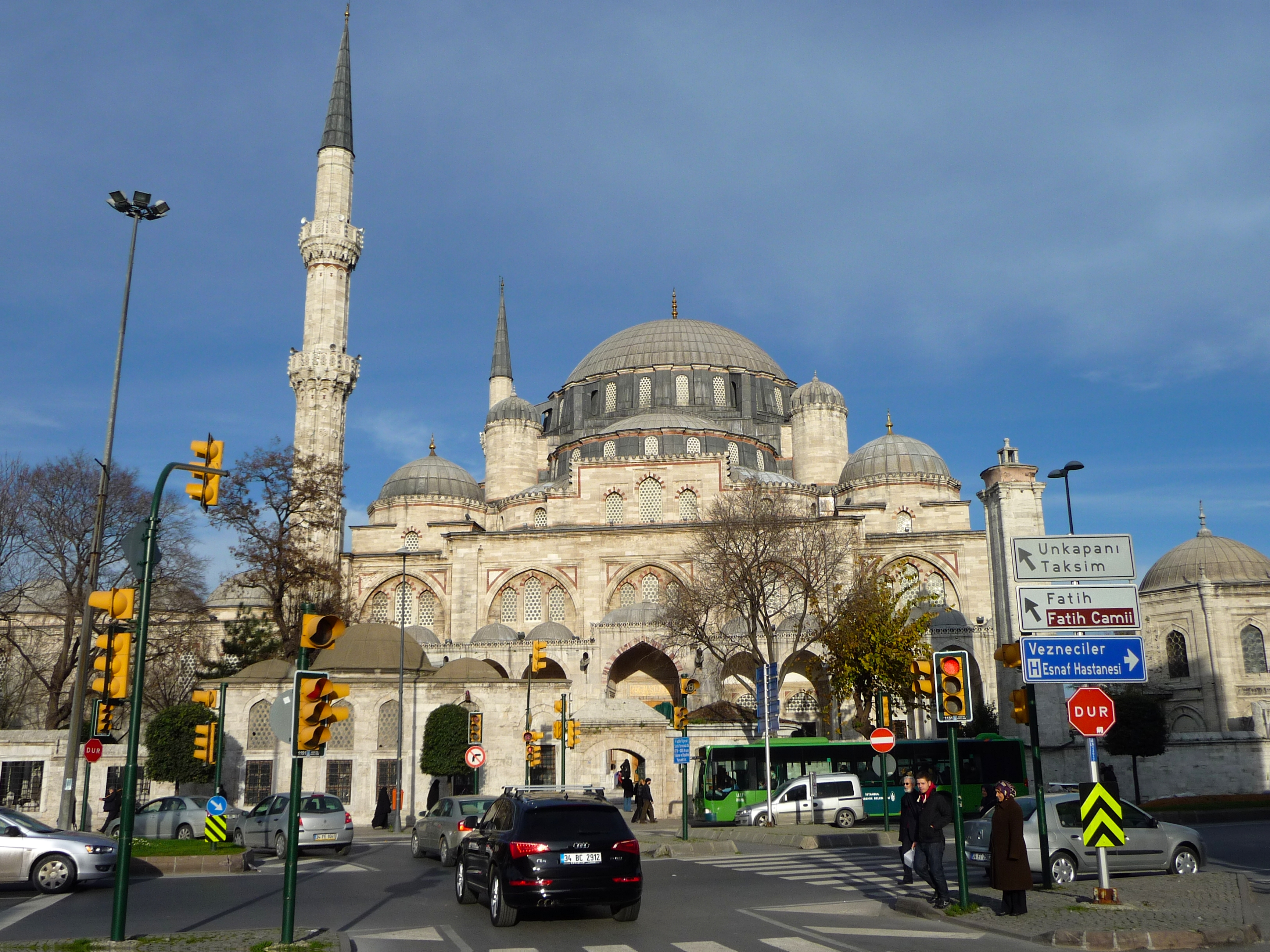
Mosquée Sehzade
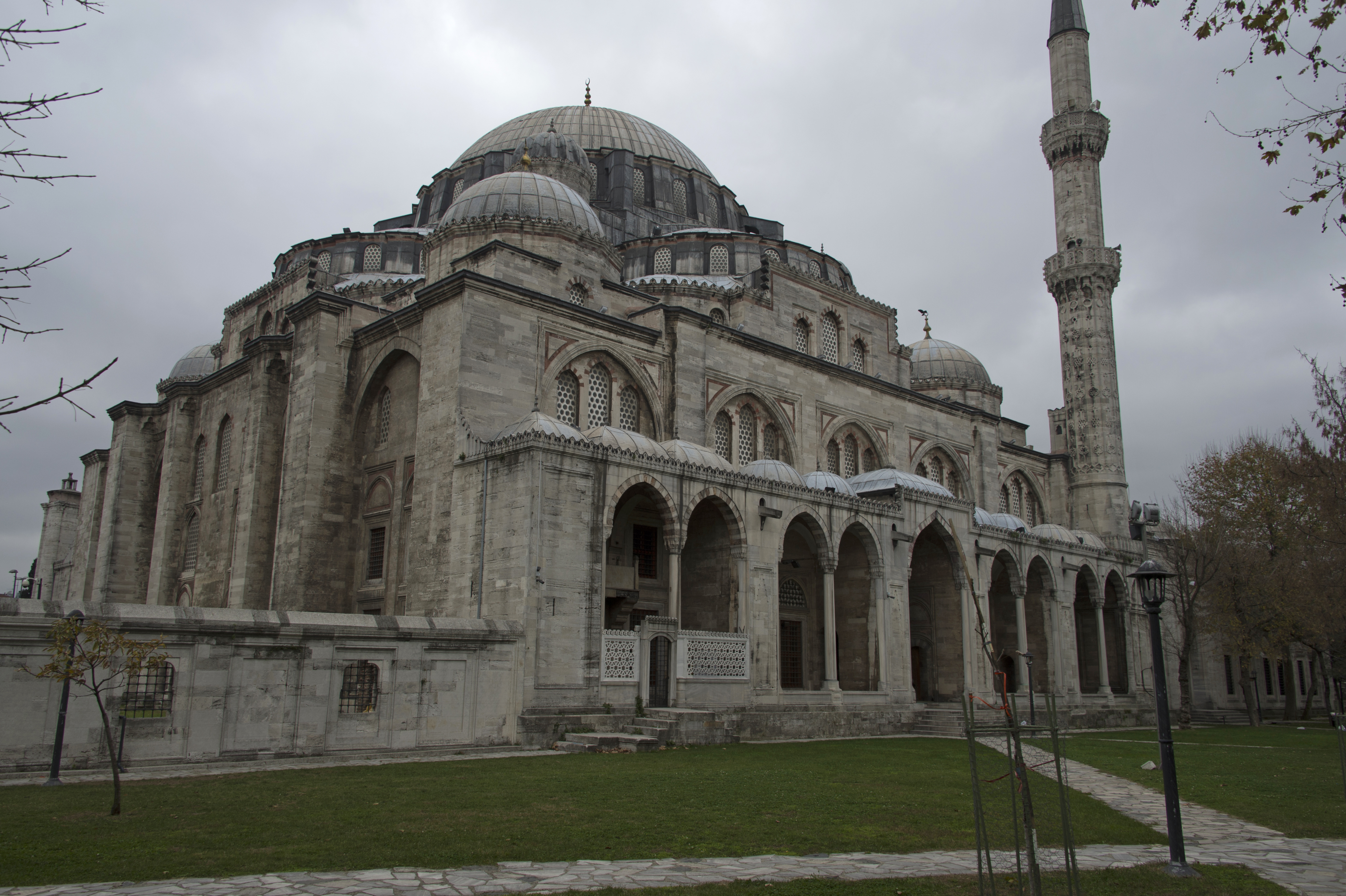
Mosquée Şehzade : vue de l'extérieur et un des portiques latéraux
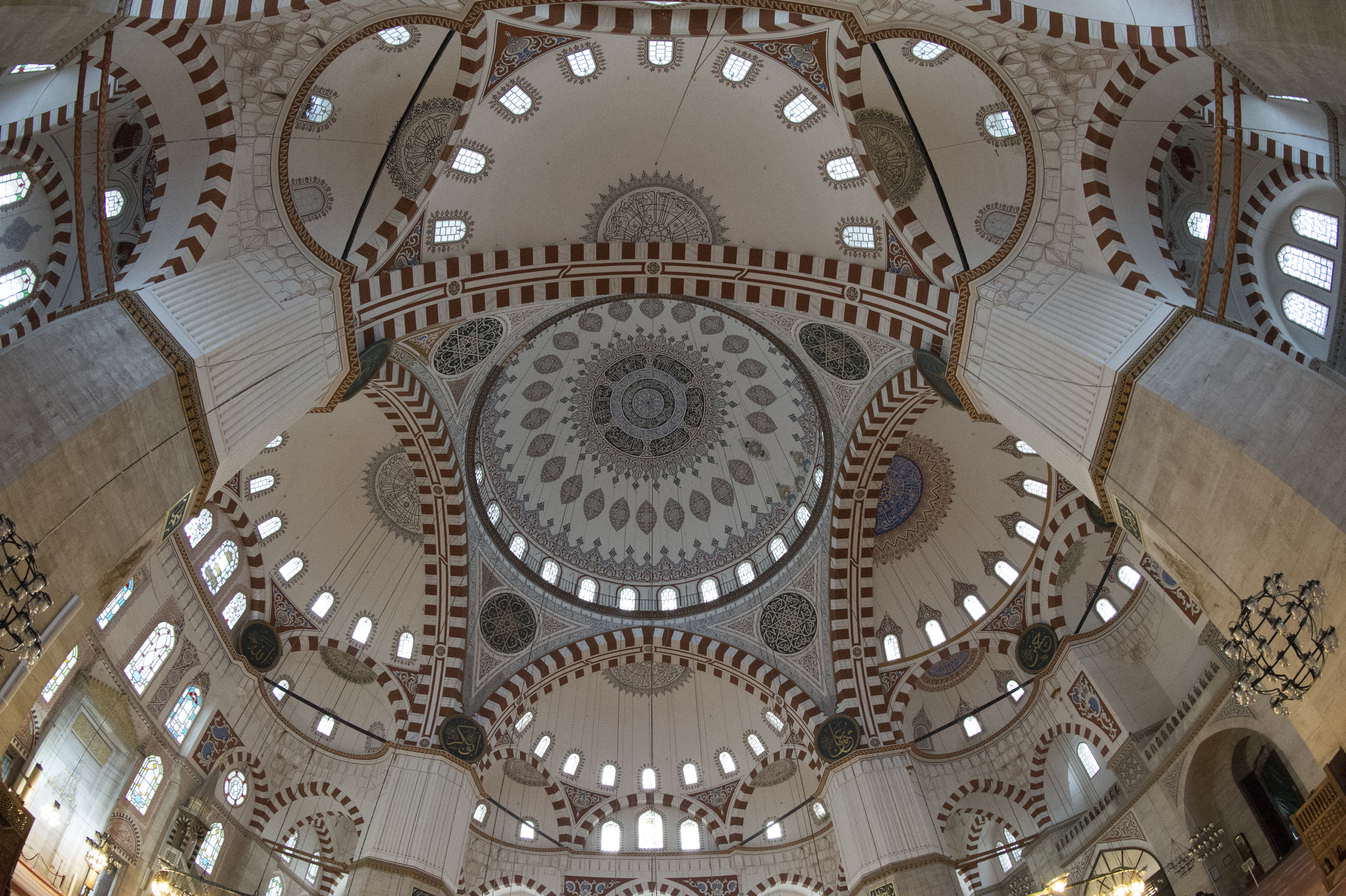
Intérieur de la mosquée Şehzade
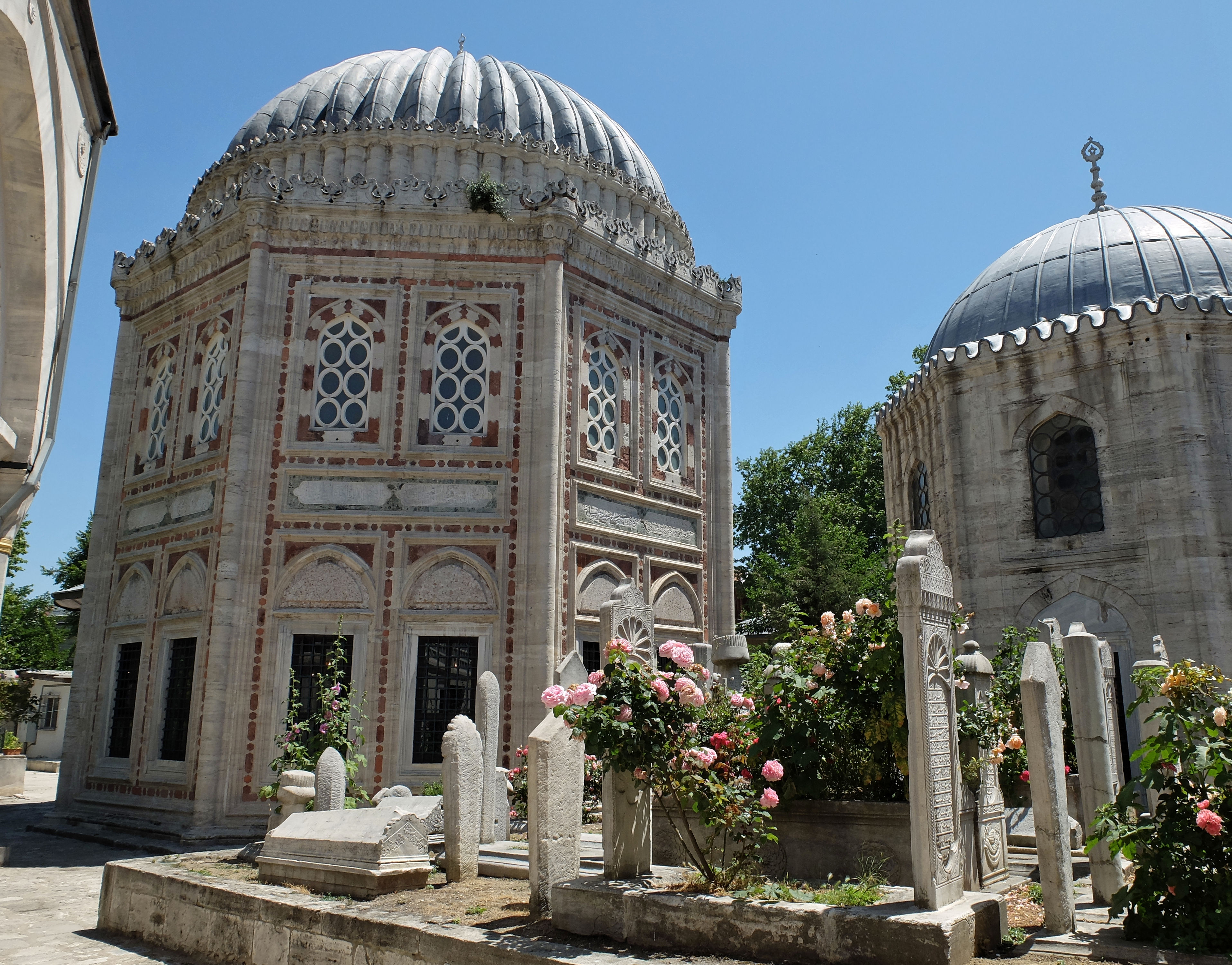
Cimetière du complexe, y compris le tombeau de Şehzade Mehmed

À peu près au même moment que la construction de la mosquée Şehzade, Sinan a également construit la mosquée Mihrimah Sultan (également connue sous le nom de mosquée Iskele) pour l'une des filles de Suleiman, Mihrimah Sultan. Cette oeuvre a été achevée en 1547-1548 et est située à Üsküdar, de l'autre côté du Bosphore. Elle se distingue par son large "double porche ", avec un portique intérieur entouré d'un portique extérieur au bout d'un toit en pente. Cette caractéristique s'est avérée populaire pour certains clients et a été répétée par Sinan dans plusieurs autres mosquées. Un exemple est la mosquée Rüstem Pacha à Tekirdağ (1552-1553). Un autre exemple est la Takiyya Sulaymaniyya à Damas, dont la partie ouest (la mosquée et un hospice) a été construite en 1554-1559. Ce complexe est également un exemple important d'une mosquée conçue par Sinan loin d'Istanbul, et présentant des influences syriennes locales telles que l'utilisation de la maçonnerie ablaq. Pour Rüstem Pacha, grand vizir et gendre de Suleiman, Sinan a également construit la Madrasa Rüstem Pacha à Istanbul (1550), avec un plan d'étage octogonal, et plusieurs caravansérails dont le Rüstem Pacha Han à Galata (1550), le Rüstem Pacha Han à Ereğli (1552), le Rüstem Pacha Han à Edirne (1554) et le Taş Han à Erzurum (entre 1544 et 1561). À Istanbul, Sinan a également construit le Hamam Haseki Hürrem près de Sainte-Sophie en 1556-1557, l'un des hammams les plus célèbres qu'il a conçus, lequel comprend deux sections de taille égale pour les hommes et les femmes. Entre 1554 et 1564, il fut également chargé de moderniser le système d'approvisionnement en eau de la ville, pour lequel il construisit plusieurs aqueducs impressionnants dans la forêt de Belgrad et développa l'ancien système byzantin d'approvisionnement en eau. L'un des assistants de Sinan, Hayruddin, était responsable de la construction du Stari Most, un pont à travée unique à Mostar (aujourd'hui en Bosnie-Herzégovine) qui est considéré comme l'un des monuments ottomans les plus impressionnants des Balkans. Il a été construit à l'origine entre 1557 et 1566,.

Autres travaux de Sinan lors de sa période initiale
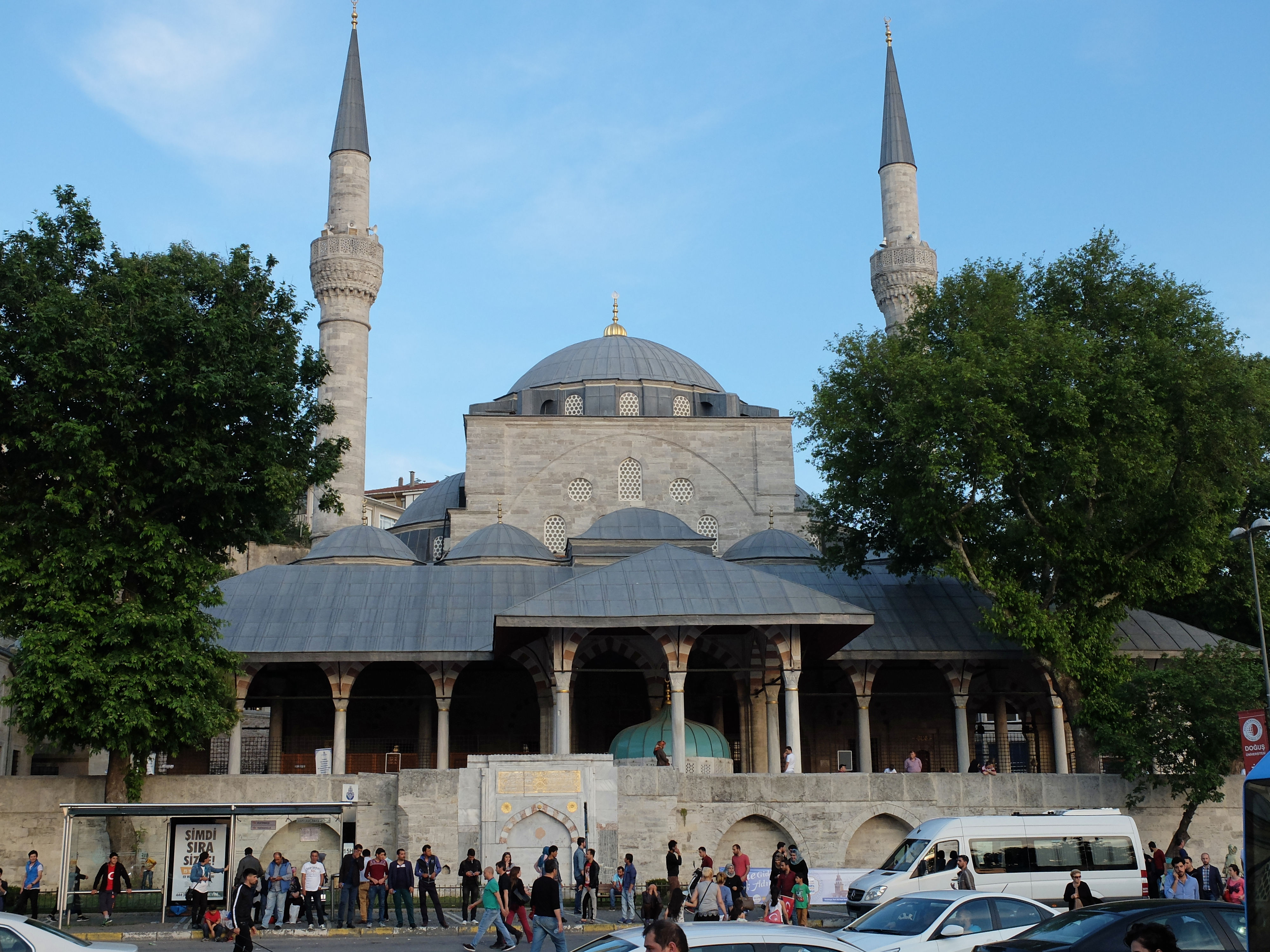
Mosquée Mihrimah Sultan à Üsküdar (1547-1548)
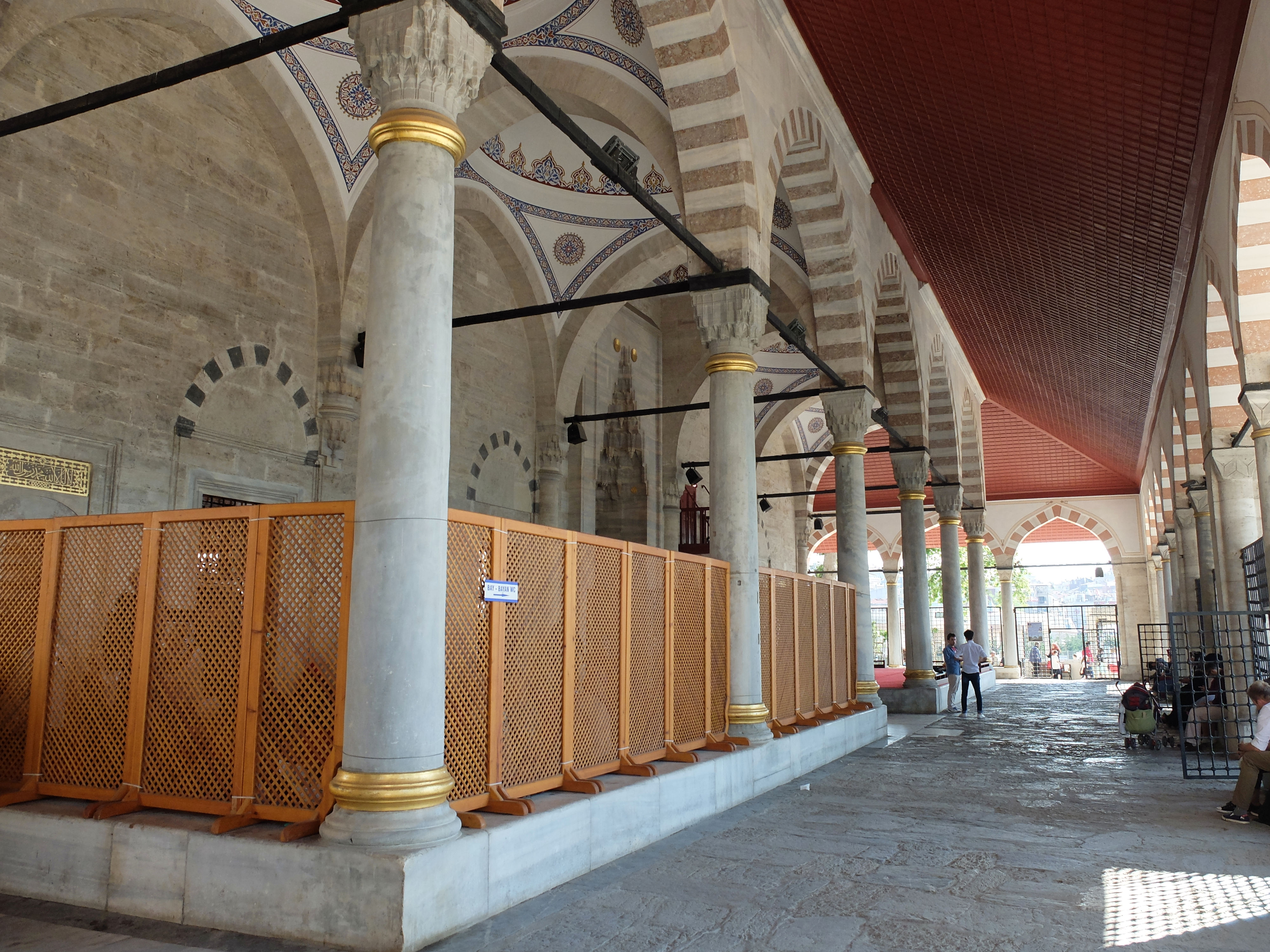
Double porche devant la mosquée Mihrimah Sultan
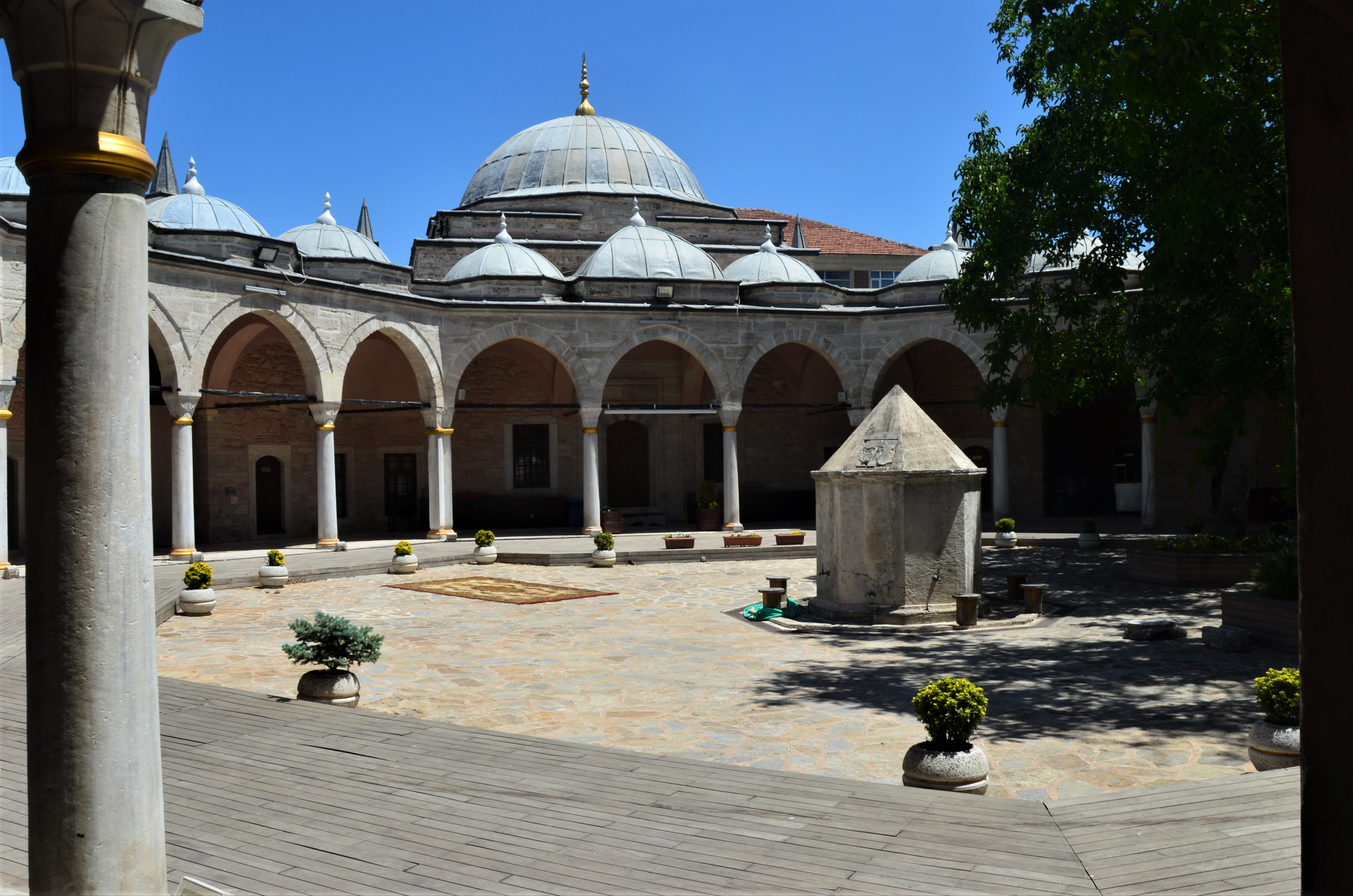
Rüstem Pacha Medrese à Istanbul (1550)
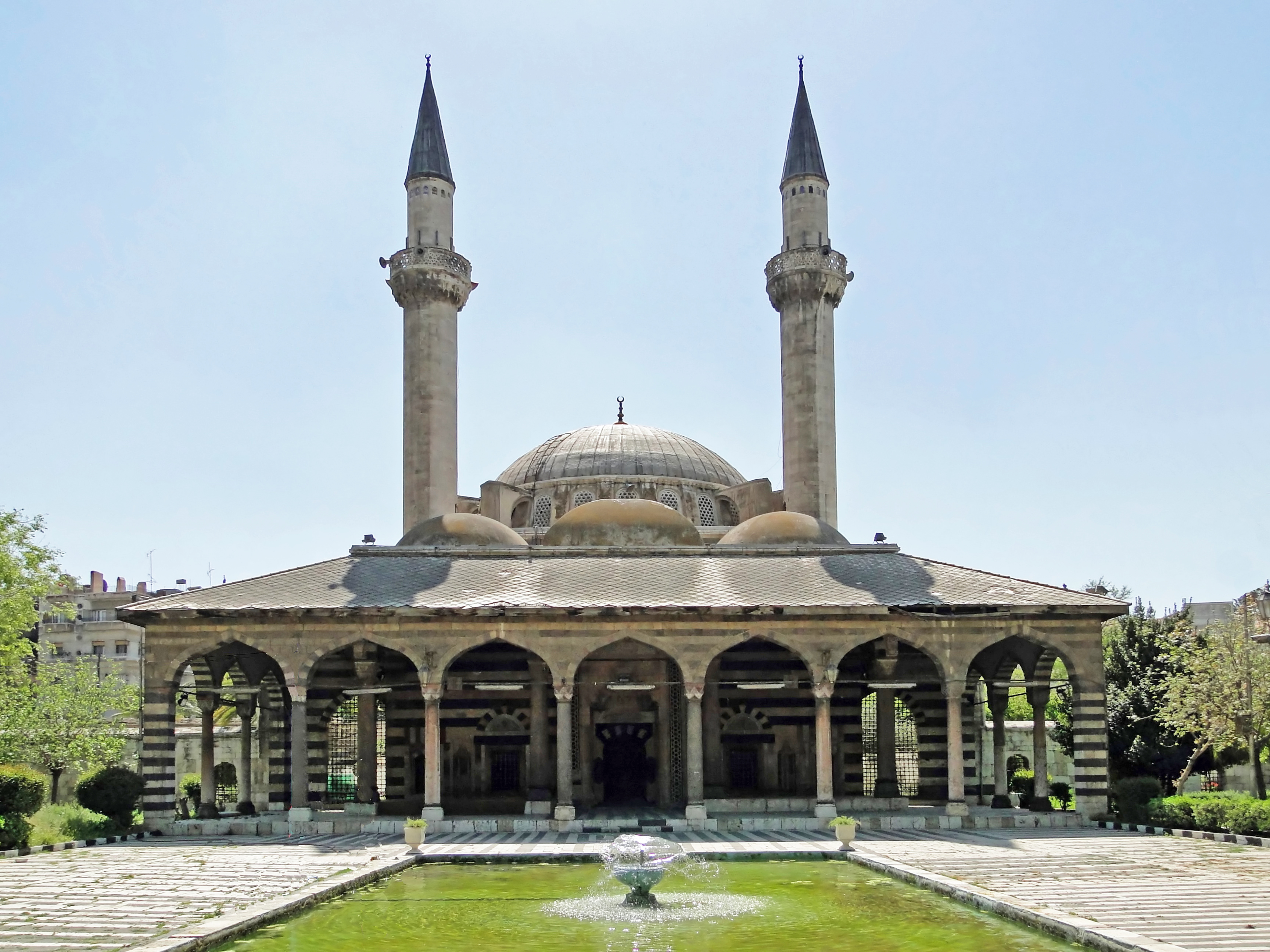
Mosquée de la Sulaymaniyya Takiyya à Damas (1554-1559)
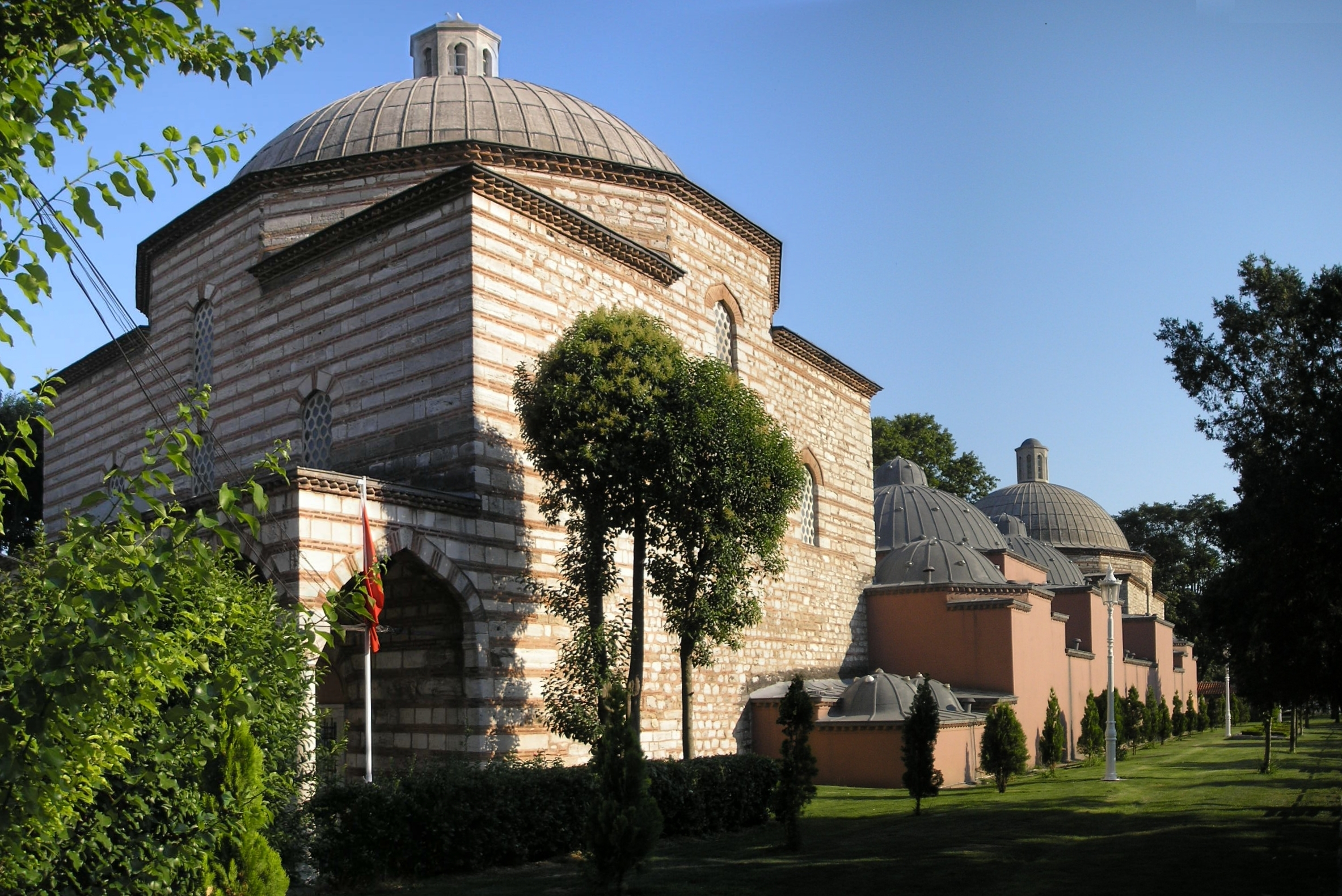
Hammam Haseki Hürrem à Istanbul (1556-1557)
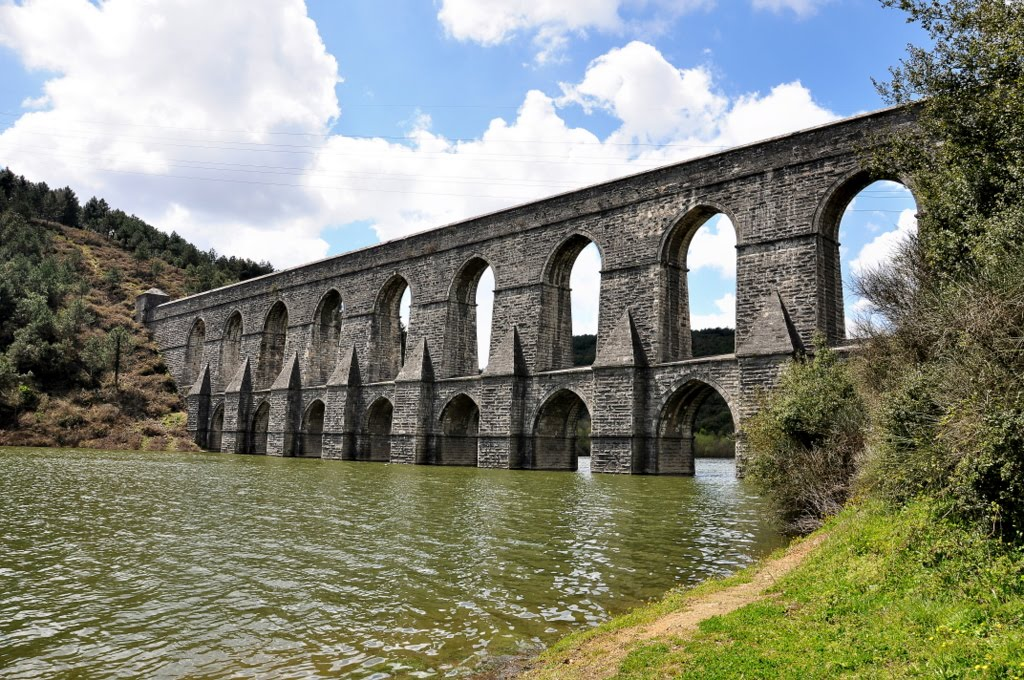
Aqueduc de Güzelce près d'Istanbul (entre 1554 et 1564)
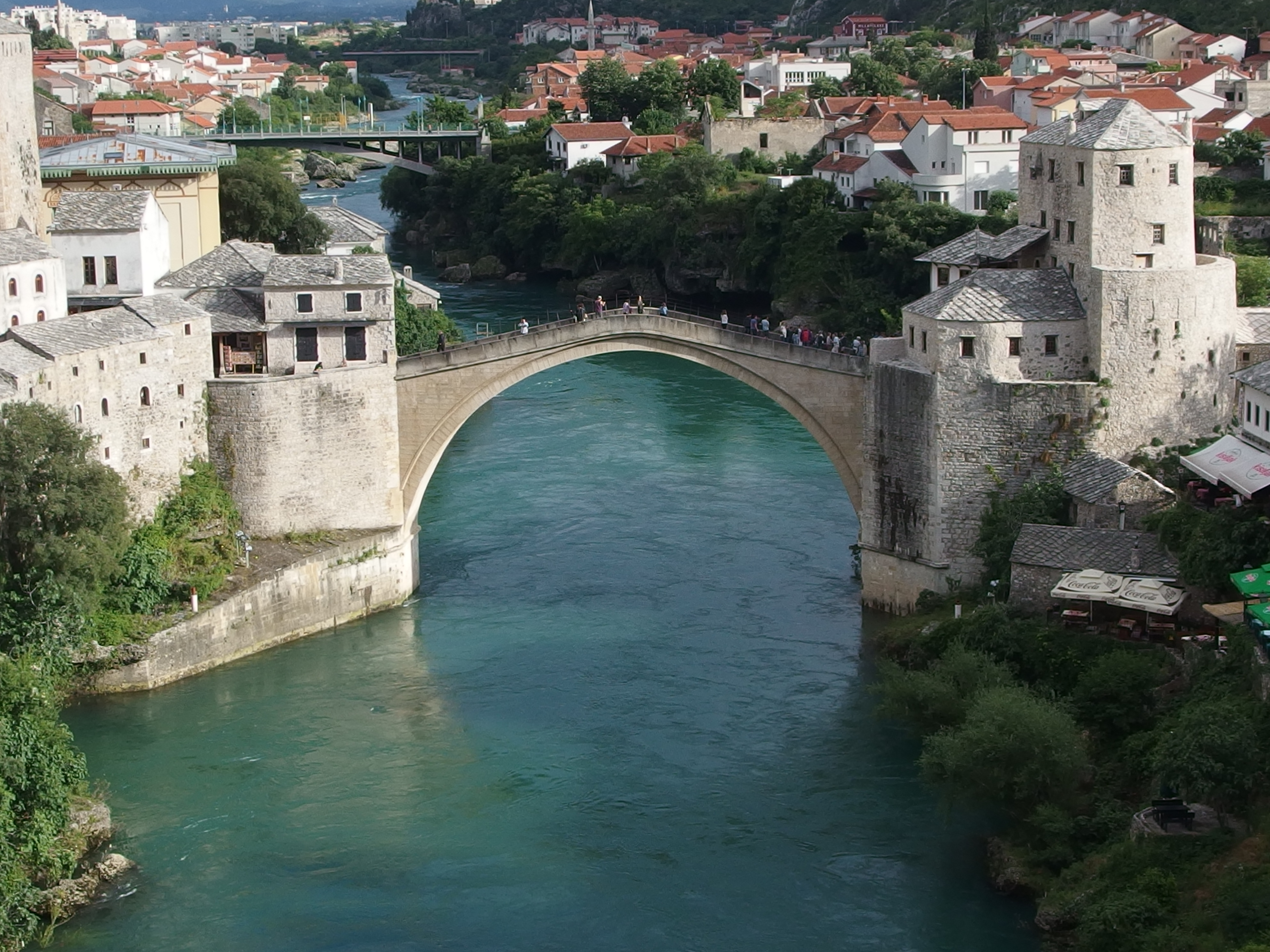
Stari Most à Mostar (1555-1566), construit par l'assistant de Sinan Mimar Hayruddin

### Le complexe Süleymaniye
En 1550, Sinan a commencé la construction du complexe Süleymaniye, un complexe religieux et caritatif monumental dédié à Suleiman dont la construction fut terminée en 1557. À l'instar de l'ancien complexe Fatih, il se compose de nombreux bâtiments disposés autour de la mosquée principale au centre, sur un site occupant le sommet d'une colline à Istanbul. Les bâtiments comprenaient la mosquée elle-même, quatre madrasas générales, une madrasa spécialisée pour la médecine, une madrasa spécialisée pour les hadiths (darülhadis), un mektep (école coranique pour enfants), un darüşşifa (hôpital), un caravansérail, un tabhane (maison d'hôtes), un imaret (cuisine publique), un hammam, des rangées de boutiques et un cimetière avec deux mausolées. Afin d'adapter le site perché, Sinan a dû commencer par poser des fondations solides et des murs de soutènement pour former une large terrasse. La disposition générale des bâtiments est moins strictement symétrique que le complexe de Fatih, car Sinan a choisi de l'intégrer de manière plus flexible dans le tissu urbain préexistant. Grâce à son architecture raffinée, ses dimensions, sa position dominante sur l'horizon de la ville et son rôle symbolisant la puissance du règne de Suleiman, le complexe de la mosquée Süleymaniye est l'un des symboles les plus importants de l'architecture ottomane et est souvent considéré par les érudits comme la plus magnifique mosquée d'Istanbul.
La mosquée elle-même a une forme similaire à celle de l'ancienne mosquée Bayezid II : un dôme central précédé et suivi de demi-dômes, avec des dômes plus petits couvrant les côtés. La réutilisation d'un aménagement de mosquée plus ancien est quelque chose que Sinan ne faisait pas normalement. Doğan Kuban a suggéré que cela était peut-être dû à une demande de Suleiman. En particulier, le bâtiment reproduit la disposition du dôme central de la basilique Sainte-Sophie et cela peut être interprété comme un désir de Suleiman d'imiter la structure de la basilique Sainte-Sophie, démontrant comment cet ancien monument a continué à détenir un énorme pouvoir symbolique dans la culture ottomane. Néanmoins, Sinan a utilisé des innovations similaires à celles qu'il utilisait auparavant dans la mosquée Şehzade : il a concentré les supports porteurs dans un nombre limité de colonnes et de piliers, ce qui a permis d'avoir plus de fenêtres dans les murs et de minimiser les séparations physiques à l'intérieur de la mosquée. Les façades extérieures de la mosquée sont caractérisées par des portiques au niveau du sol, de larges arcs dans lesquels des ensembles de fenêtres sont encadrés, et des dômes et des demi-dômes qui culminent progressivement vers le haut - de manière à peu près pyramidale - jusqu'à la grande coupole centrale.

le complexe Süleymaniye à Istanbul (1550–1557)
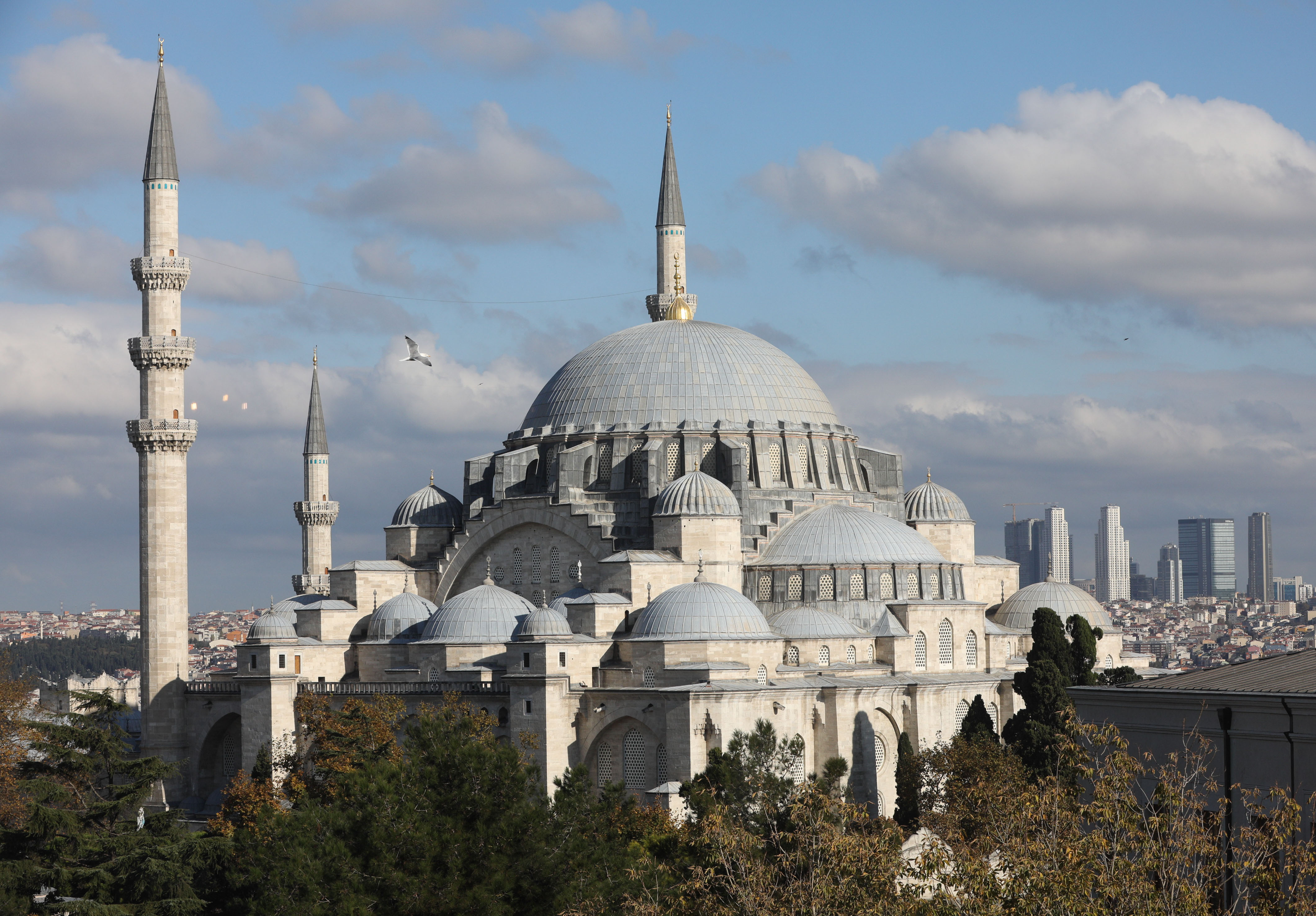
Mosquée Süleymaniye
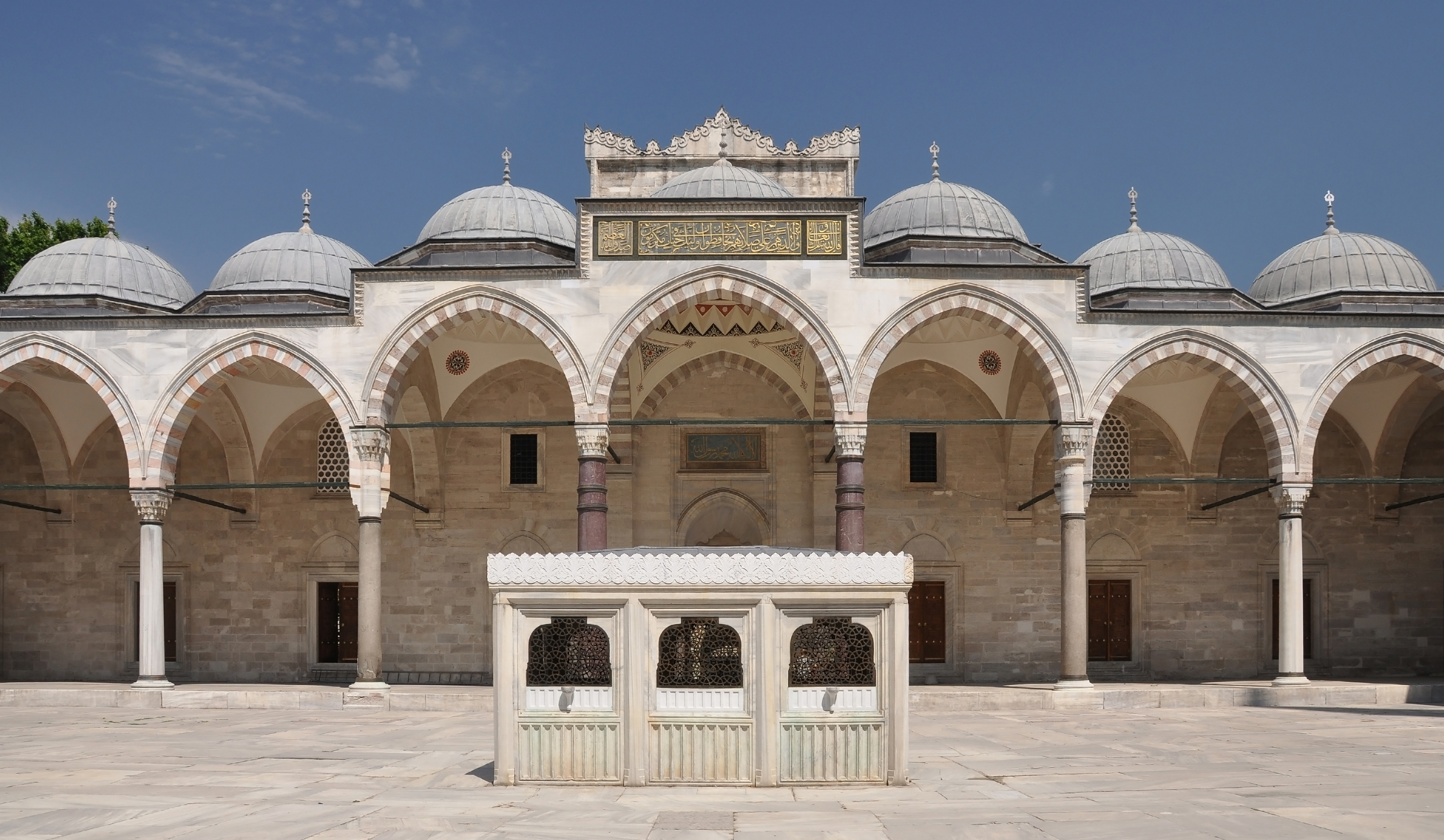
Cour de la mosquée Süleymaniye
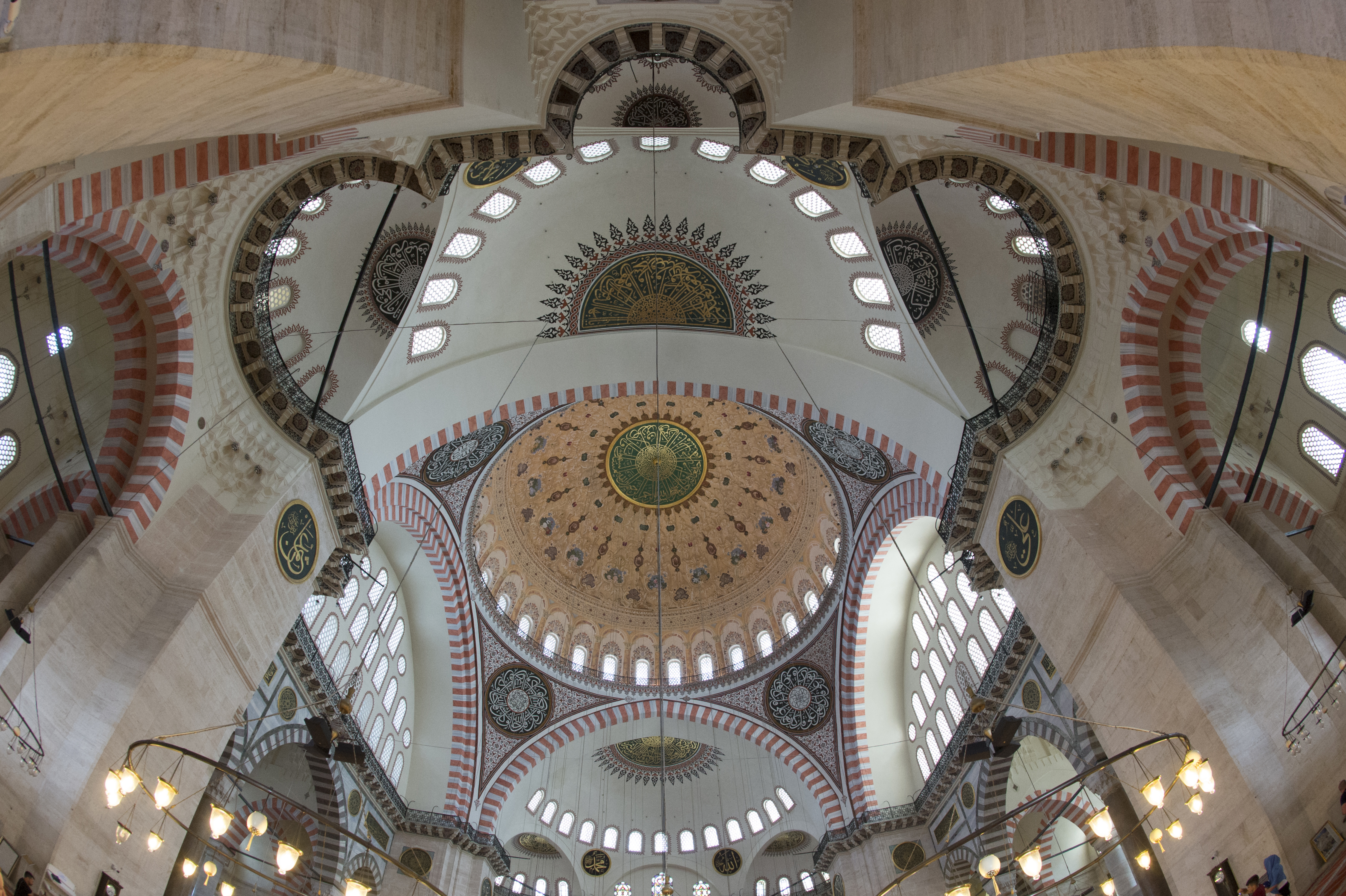
Intérieur de la mosquée Süleymaniye
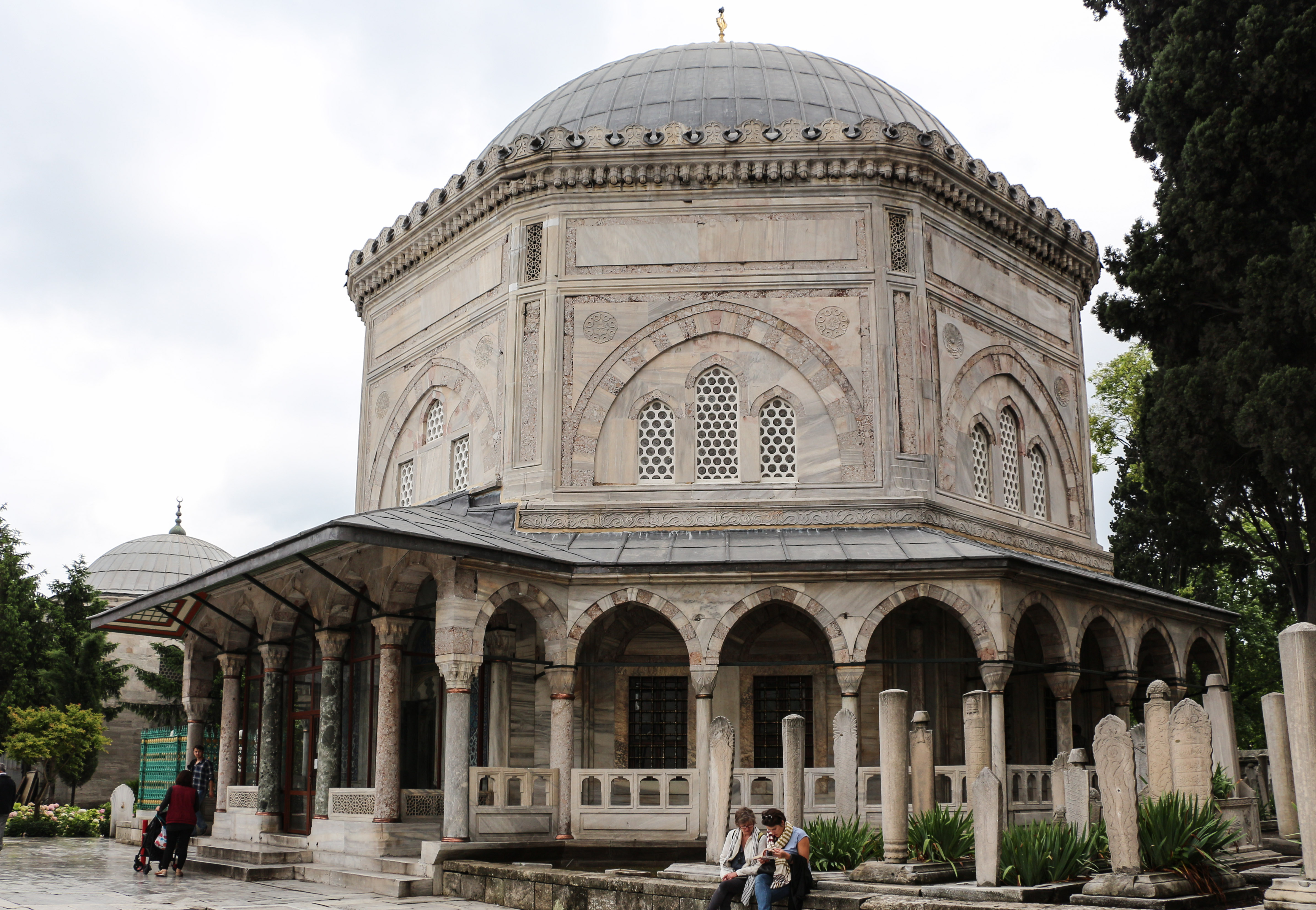
Tombe de Suleyman dans le cimetière derrière la mosquée Süleymaniye
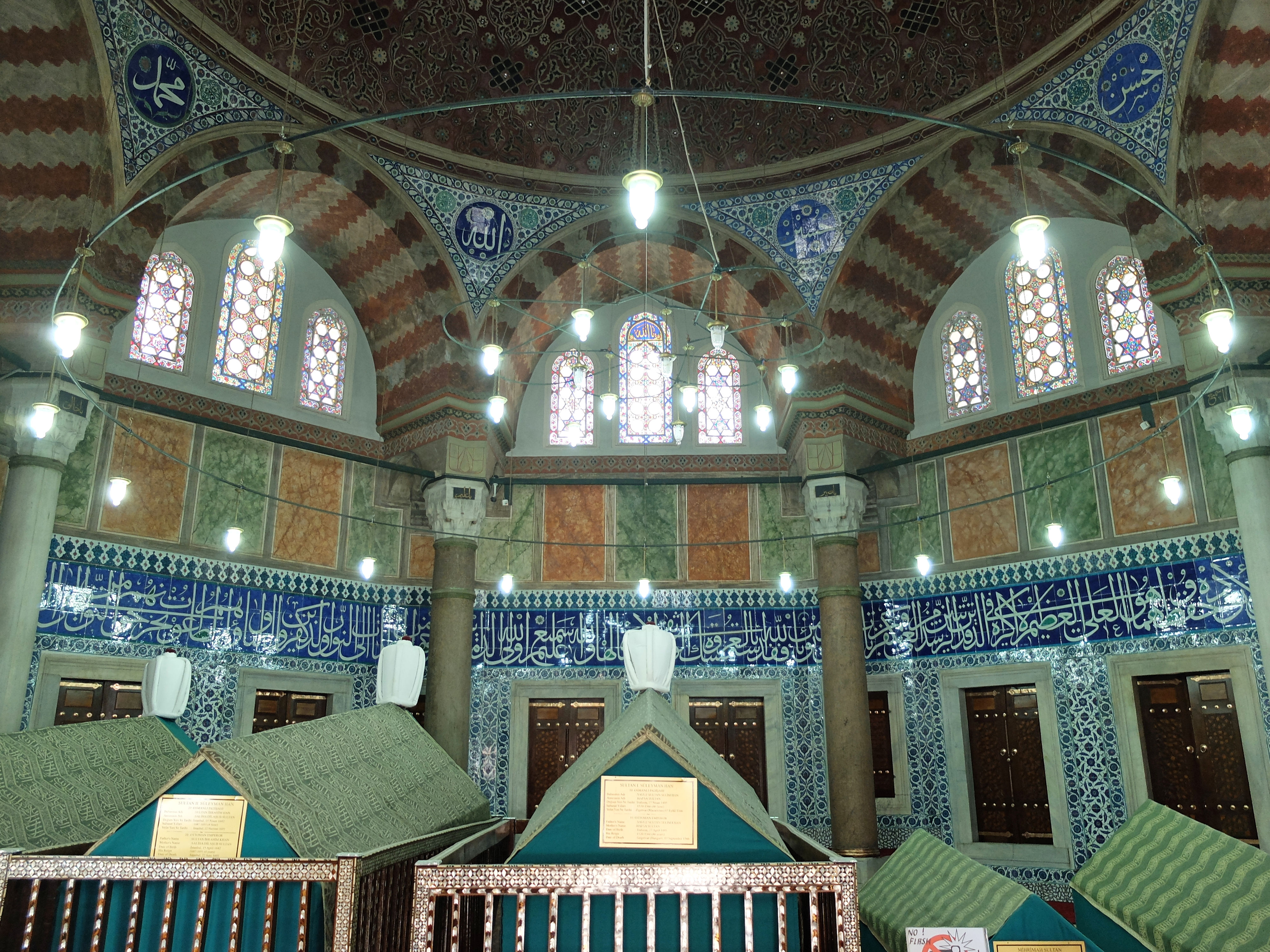
Intérieur du tombeau de Soliman
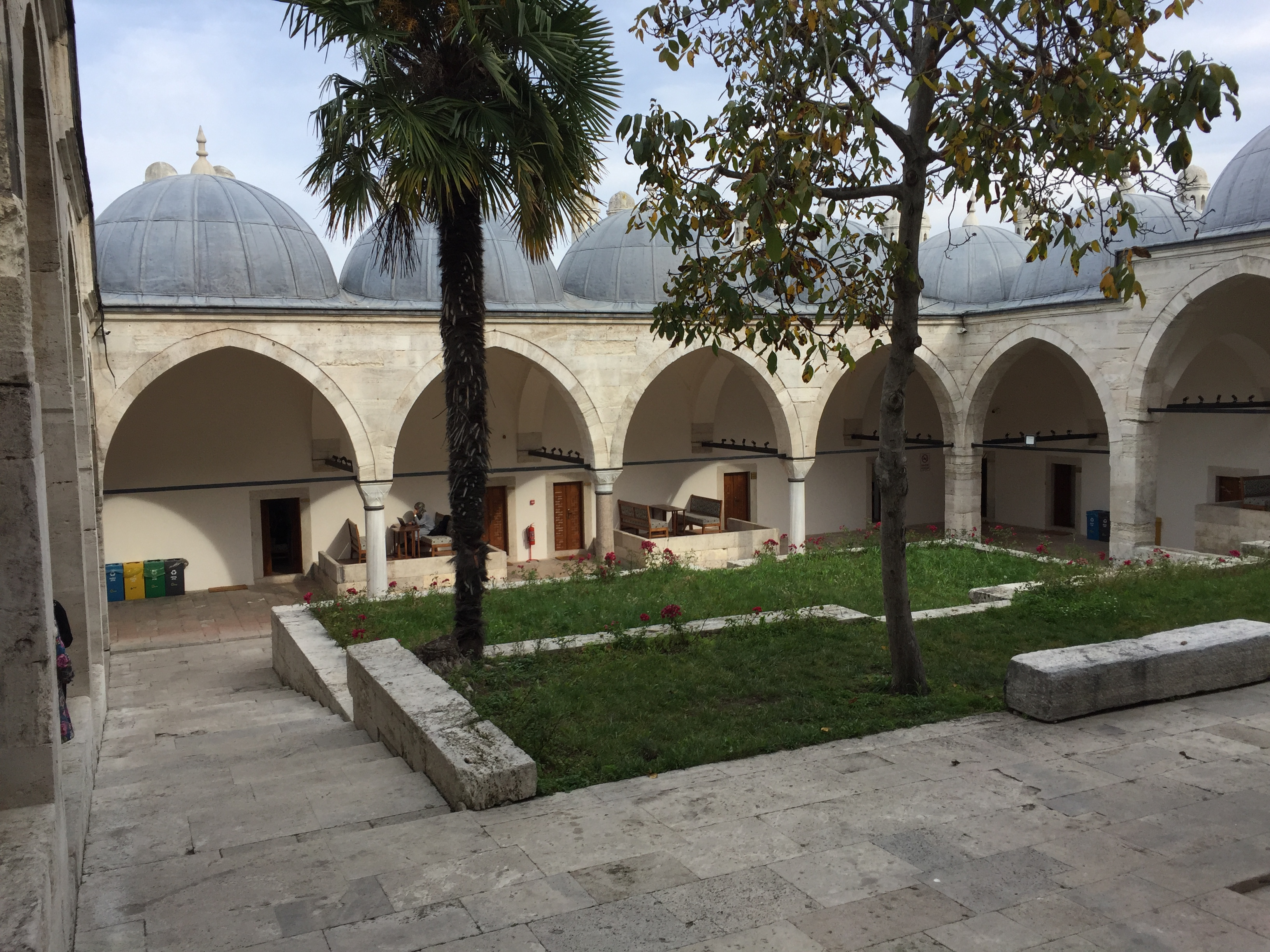
Salis Medrese, l'une des madrasas du complexe Süleymaniye

Après avoir conçu le complexe Süleymaniye, Sinan semble s'être concentré sur l'expérimentation de l'espace à dôme unique. Dans les années 1550 et 1560, il a expérimenté une conception de « baldaquin octogonal » pour le dôme principal, dans lequel le dôme repose sur un tambour octogonal soutenu par un système de huit piliers ou contreforts. Cela peut être vu dans la première mosquée Hadim Ibrahim Pacha (1551) et la dernière mosquée Rüstem Pacha (1561), toutes deux à Istanbul. La mosquée Rüstem Pacha, l'une des mosquées les plus remarquables de la ville, est élevée au sommet d'une plate-forme artificielle dont la sous-structure est occupée par des magasins et un entrepôt voûté qui a fourni des revenus pour l'entretien de la mosquée. Le plus célèbre encore, le portique extérieur de la mosquée et les murs de son intérieur sont recouverts d'un large éventail de carreaux d'Iznik, sans précédent dans l'architecture ottomane. Sinan maintenait généralement une décoration limitée et subordonnée à l'architecture globale, cette exception est donc peut-être le résultat d'une demande du riche mécène, le grand vizir Rüstem Pacha.
À Lüleburgaz, Sinan a conçu sa première mosquée avec une structure "baldaquin carré", où le dôme repose sur un système de support à disposition carrée (sans les demi-dômes de la conception de la mosquée Şehzade). La mosquée faisait partie d'un complexe religieux et commercial construit pour le vizir Sokollu Mehmed Pacha commencé en 1559-1560 et achevé en 1565-1566 ou en 1569-1571. Le complexe a été conçu pour servir de relais (ou menzil) pour les voyageurs et les commerçants et il comprenait une mosquée, une madrasa, un caravansérail, un hammam et un mektep (école primaire), qui est centrée autour d'une rue marchande (arasta). Des complexes similaires ont été construits sur de nombreuses routes commerciales à travers l'empire à cette époque. Peu de temps après, la fille du sultan Mihrimah a parrainé une seconde mosquée, la mosquée Mihrimah Sultan dans le quartier d'Edirnekapı à Istanbul, construite entre 1562 et 1565. Ici, Sinan a utilisé une structure à baldaquin carrée plus grande, avec un dôme reposant sur quatre contreforts d'angle, remplissant les murs entre les contreforts d'une multitude de fenêtres qui introduisaient une quantité inhabituelle de lumière à l'intérieur.

Pendant une grande partie de sa carrière, Sinan a également expérimenté des variantes d'un design à « baldaquin hexagonal », un design peu courant dans l'architecture mondiale. Il a utilisé ce modèle dans la mosquée Sinan Pacha (1553-1555) à Beşiktaş, la mosquée Kara Ahmed Pacha (1554) dans l'ouest d'Istanbul, la mosquée Molla Çelebi (vers 1561-1562) à Beyoğlu, la mosquée Sokollu Mehmed Pacha (1571) dans le quartier de Kadırga et la mosquée Atik Valide (1583) à Üsküdar. La mosquée Sokollu Mehmed Pacha à Kadırga est l'une des conceptions les plus abouties de sa fin de carrière et avec ce type de configuration. Dans cette mosquée, il a complètement intégré pour la première fois les colonnes de soutien du baldaquin hexagonal dans les murs extérieurs, créant ainsi un espace intérieur unifié. L'intérieur de la mosquée est également remarquable pour le revêtement de carreaux d'Iznik sur le mur autour du mihrab et sur les pendentifs du dôme principal, créant l'une des meilleures compositions de décoration de carrelage datant de cette période. 

Mosquées de style hexagonal, carré ou octogonal conçues par Sinan
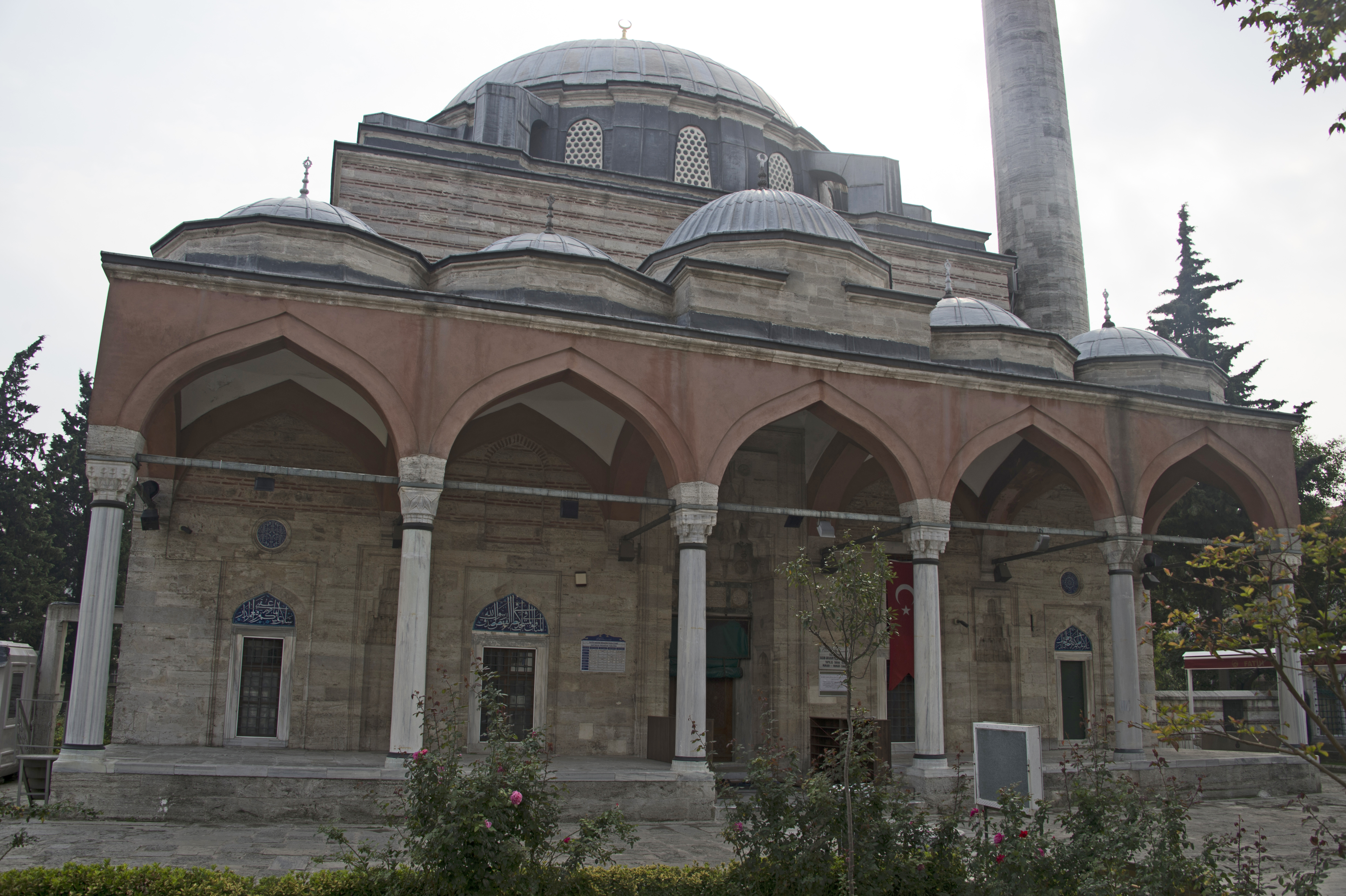
Mosquée Hadim Ibrahim à Istanbul (1551)
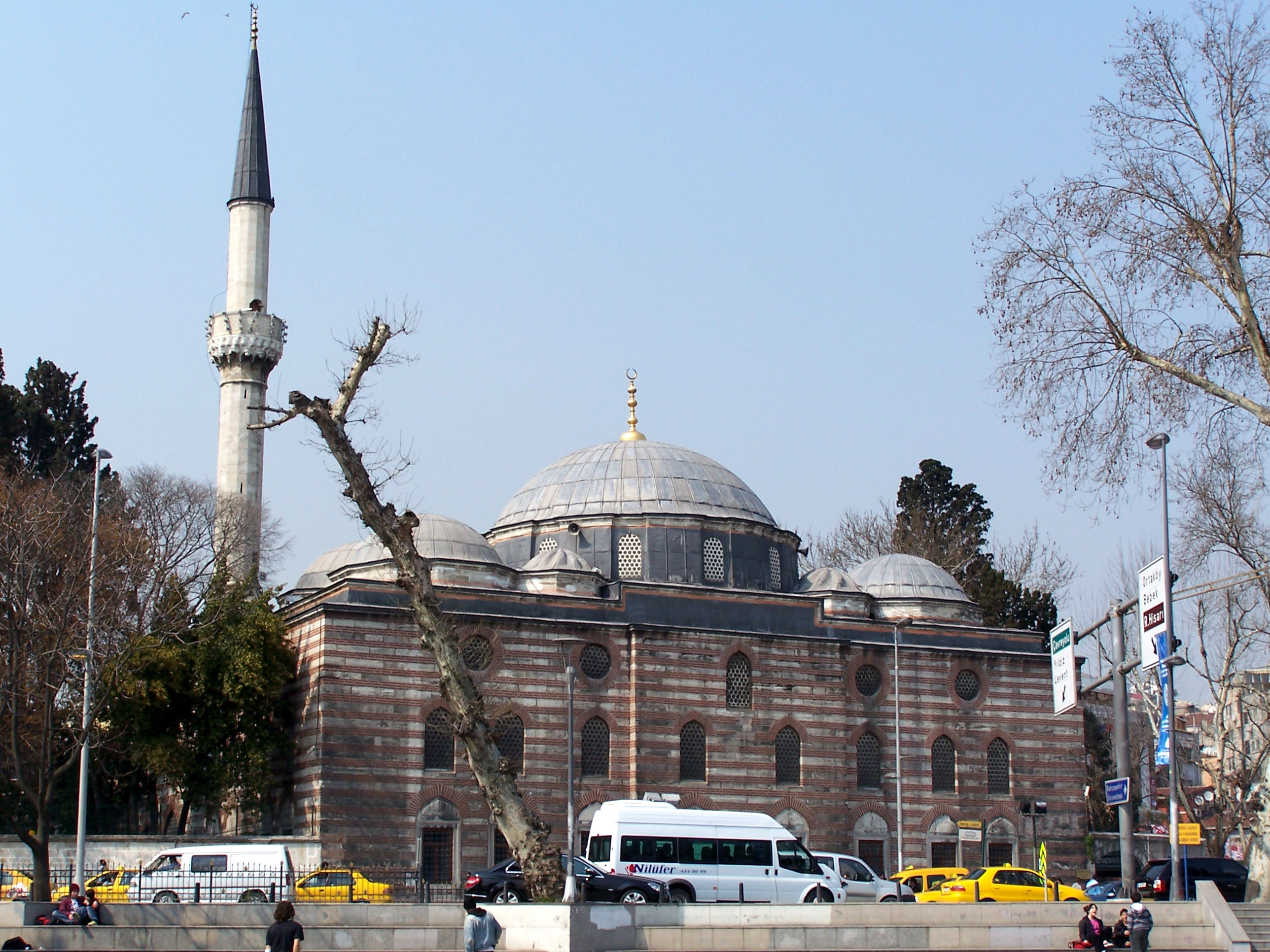
Mosquée Sinan Pacha à Istanbul (1553-1555)
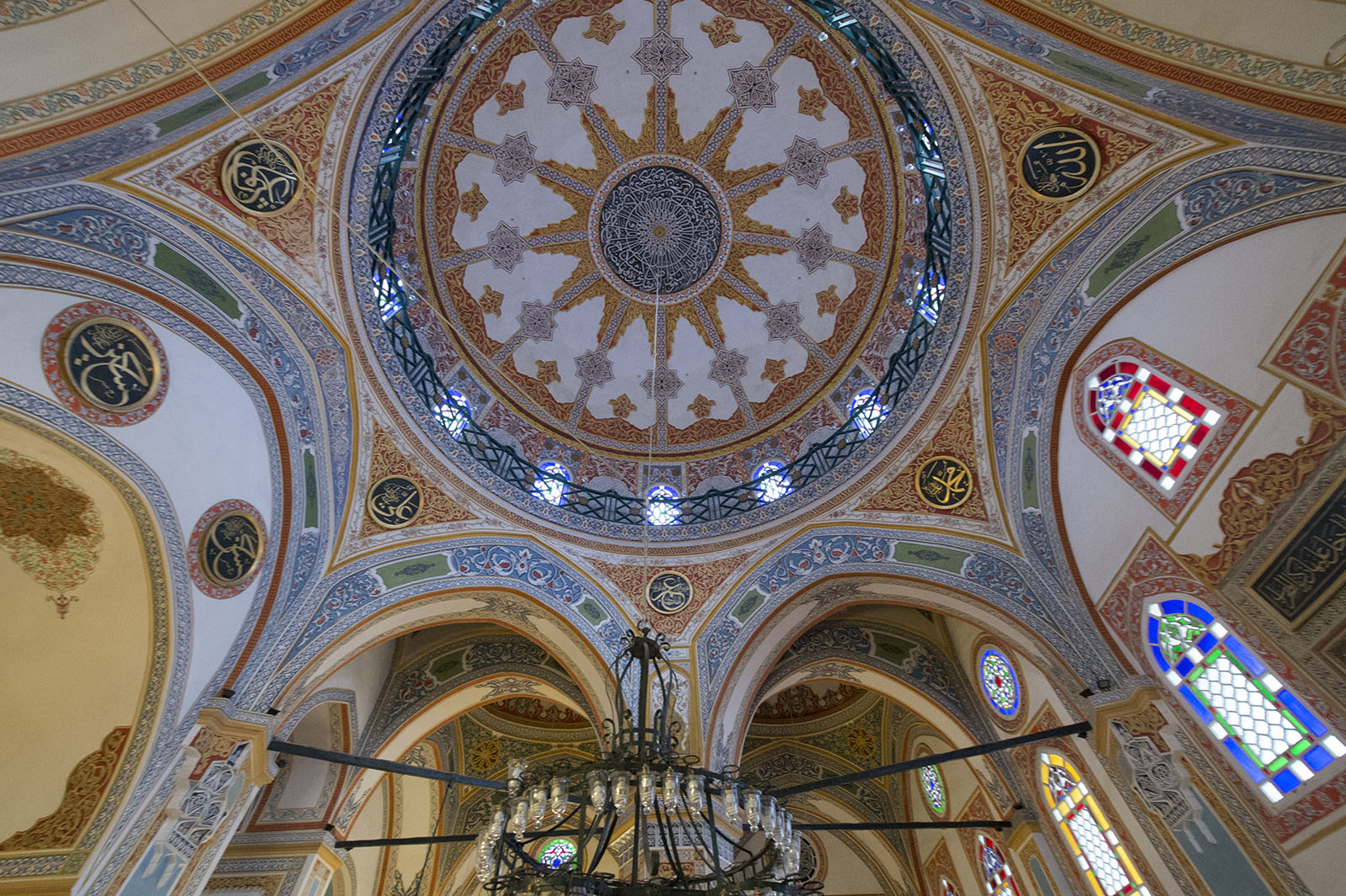
Mosquée Sinan Pacha : vue du dôme central, regardant vers le côté
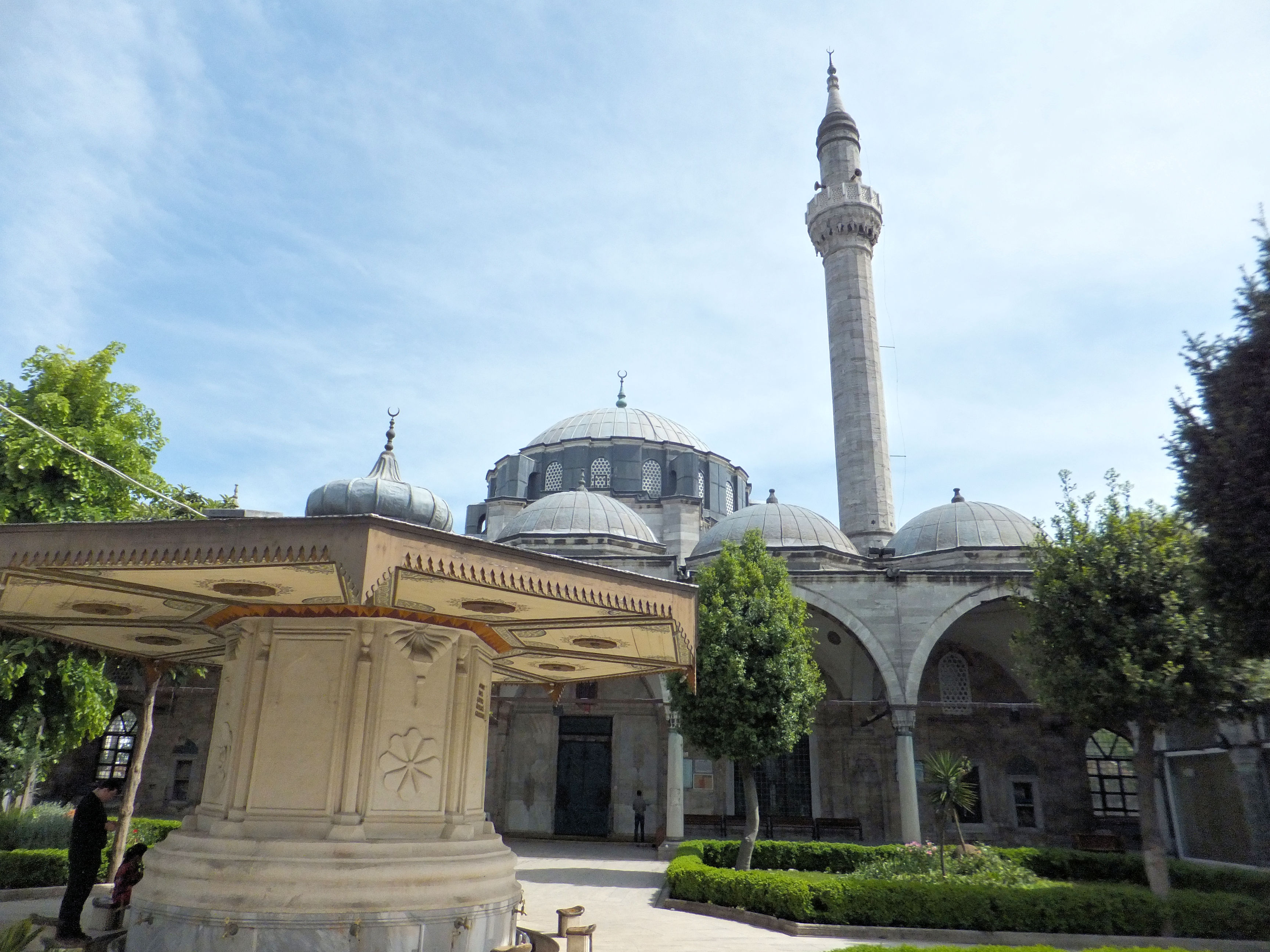
Mosquée Kara Ahmet Pacha à Istanbul (1554)
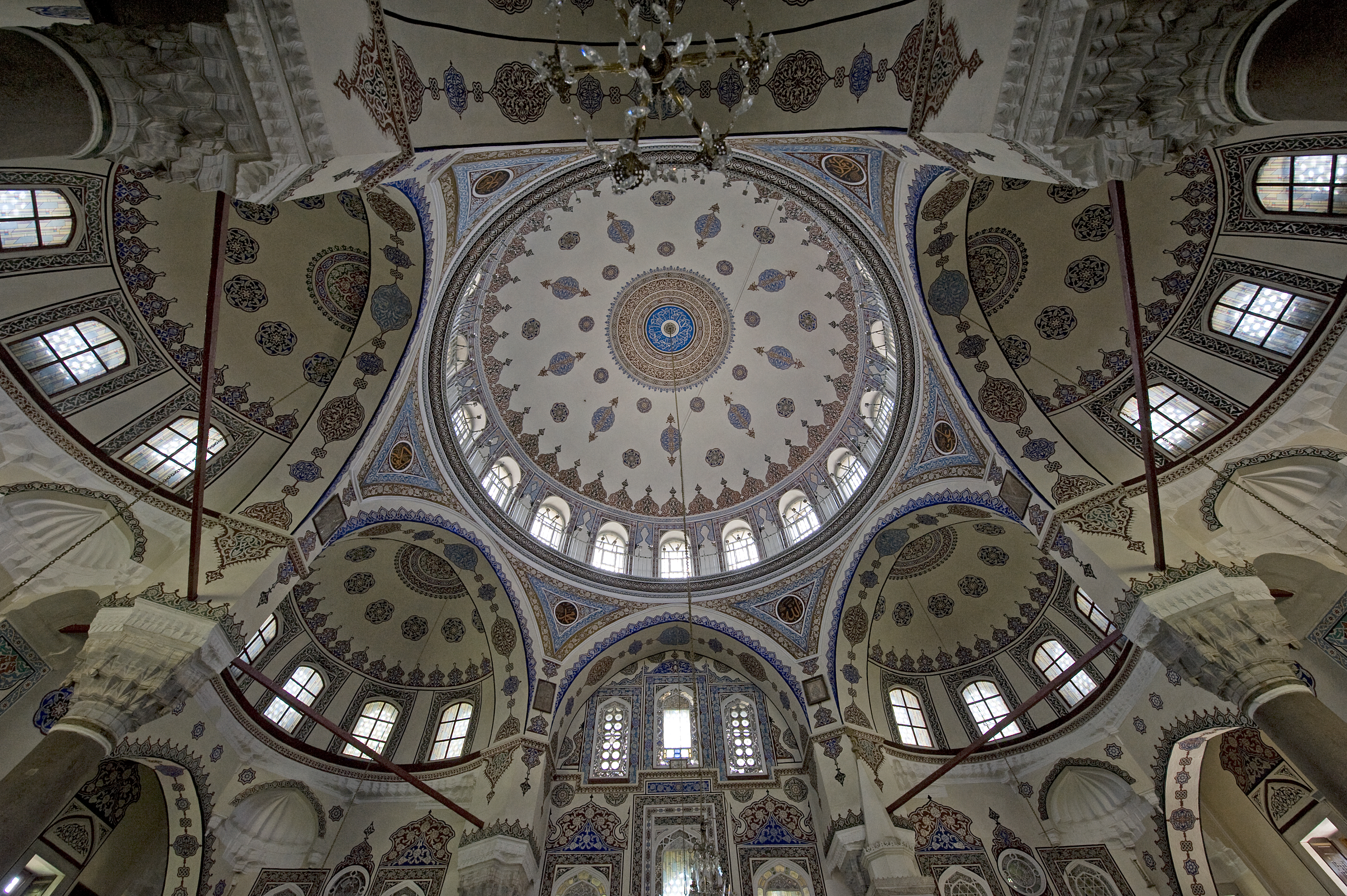
Intérieur de la mosquée Kara Ahmet Pacha
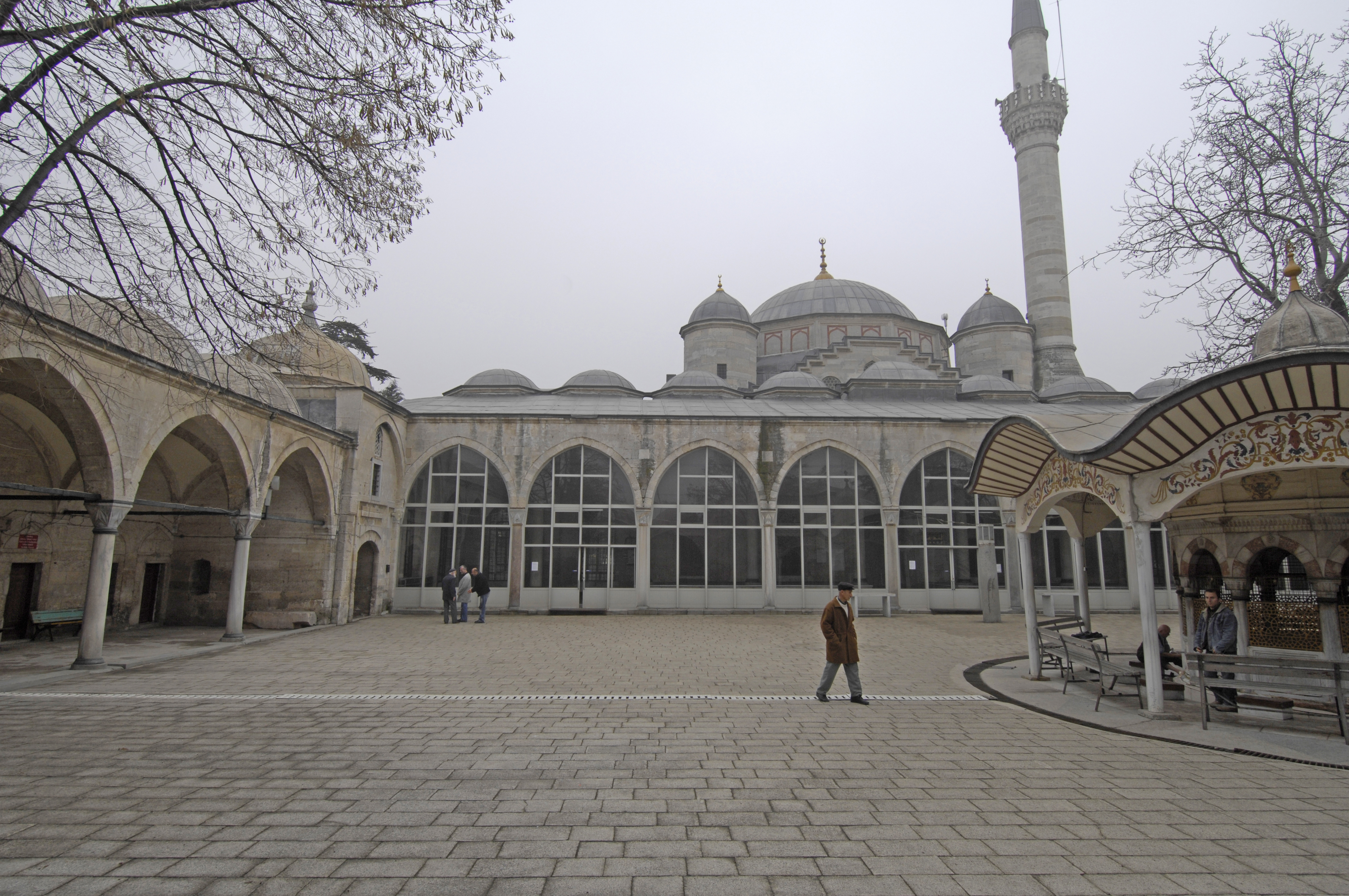
Complexe Sokollu Mehmed Pacha à Lüleburgaz, Turquie, fondé vers 1560 : vue sur la mosquée et la cour de la madrasa
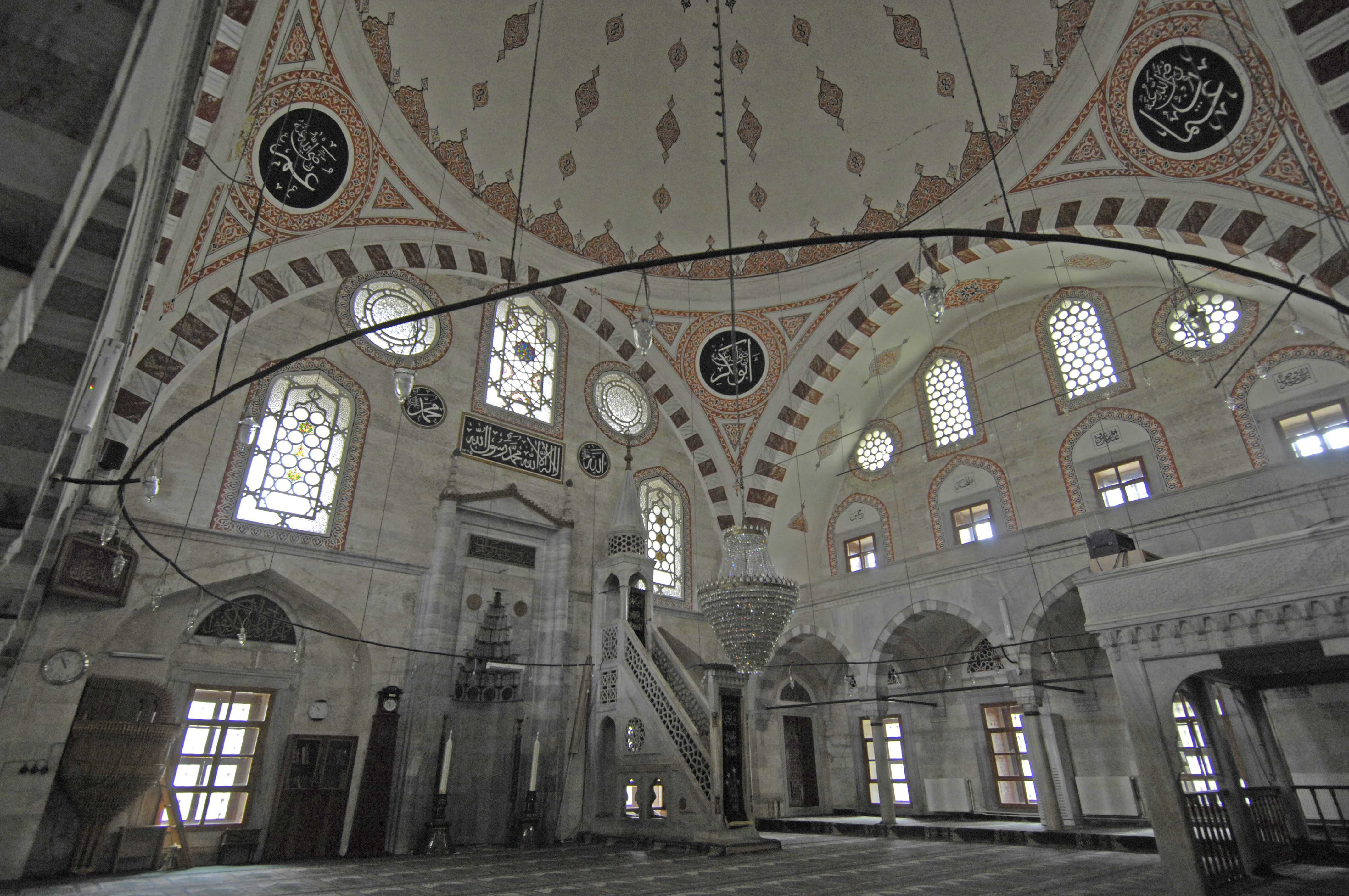
Complexe Sokollu Mehmed Pacha à Lüleburgaz : intérieur de la mosquée
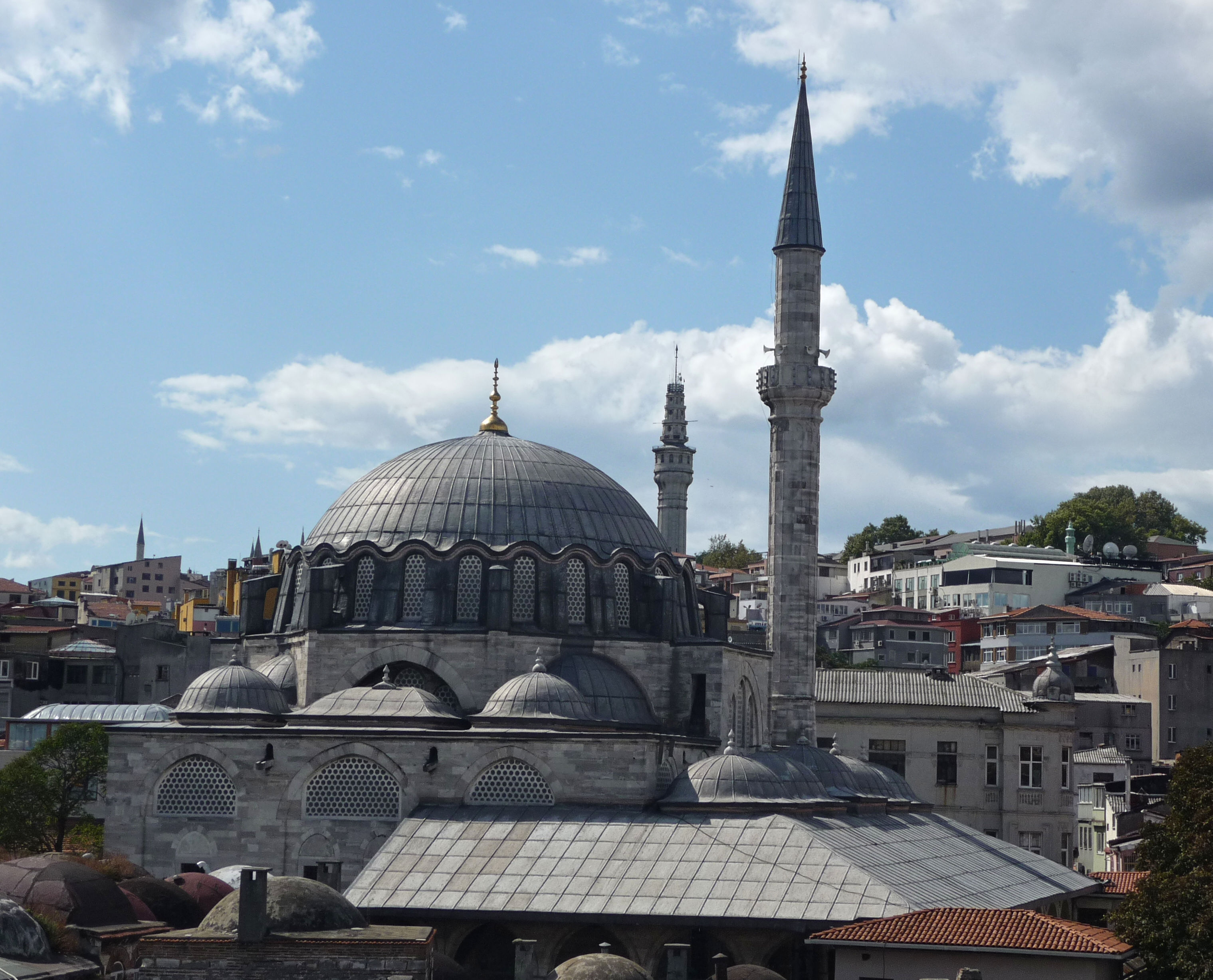
Mosquée Rüstem Pacha à Istanbul (vers 1561)
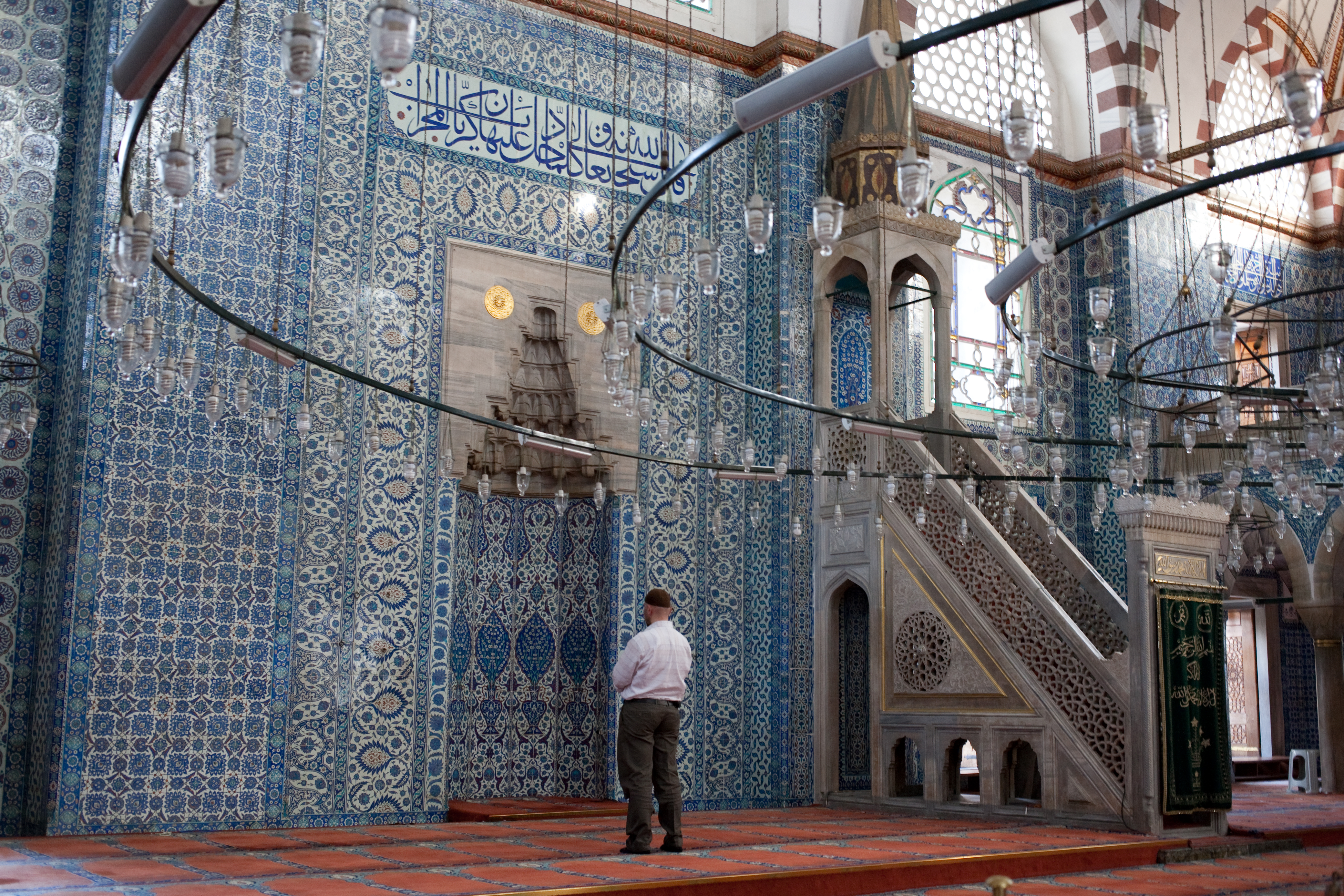
Intérieur de la mosquée Rüstem Pacha, avec décoration en carreaux d'Iznik
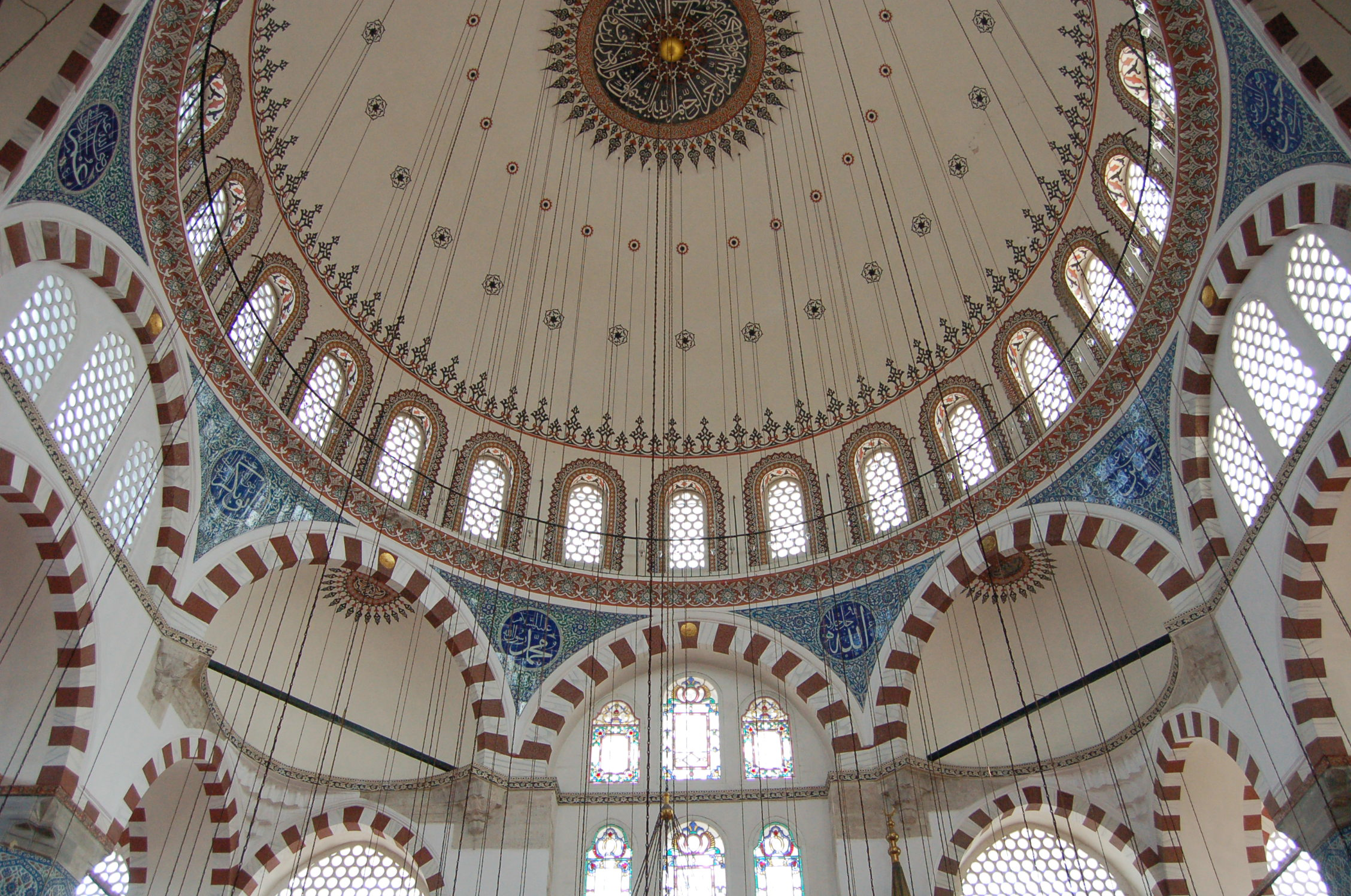
Intérieur de la mosquée Rüstem Pacha, vue sur le dôme
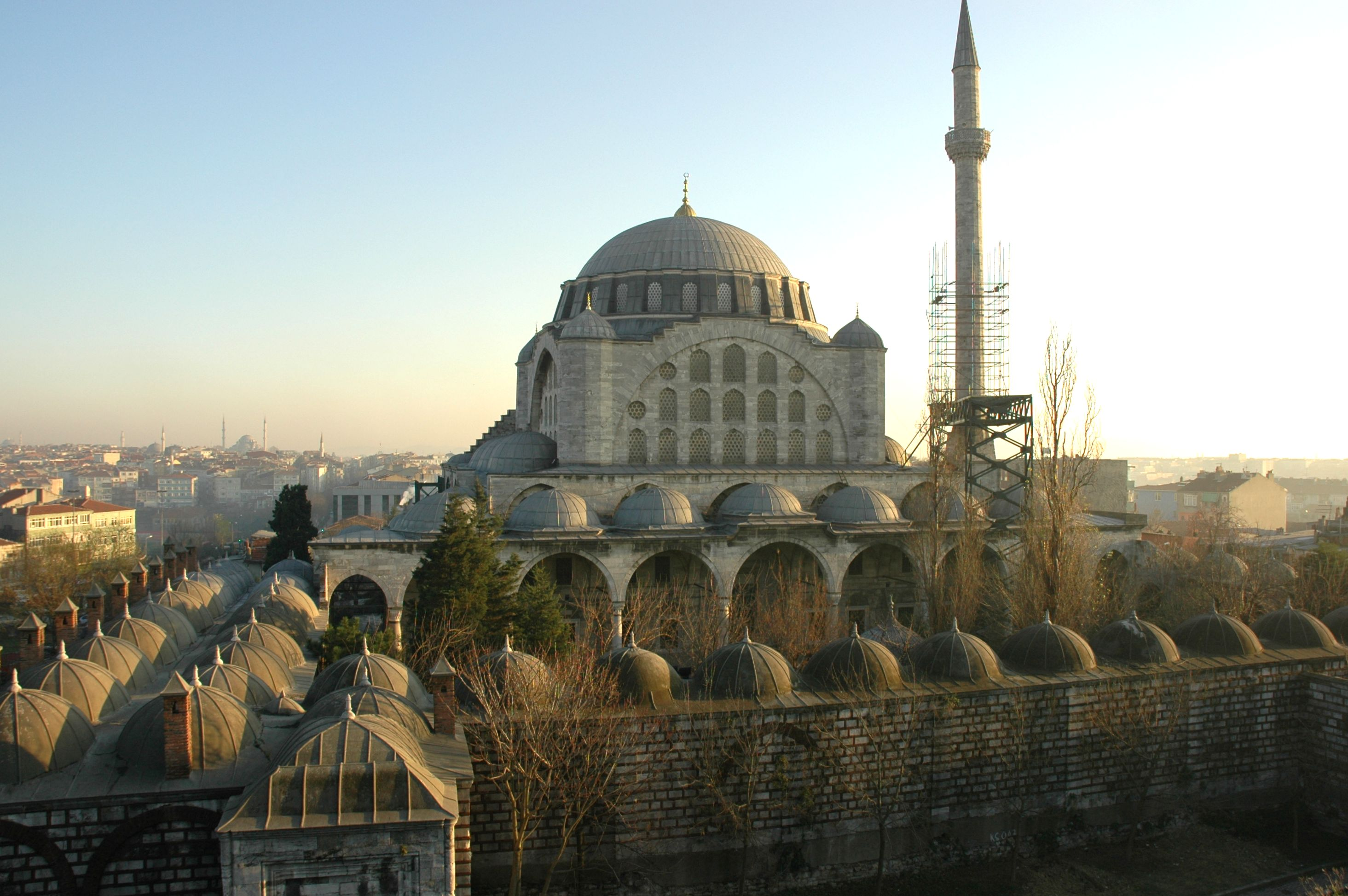
Mosquée Mihrimah Sultan à Istanbul (1565)
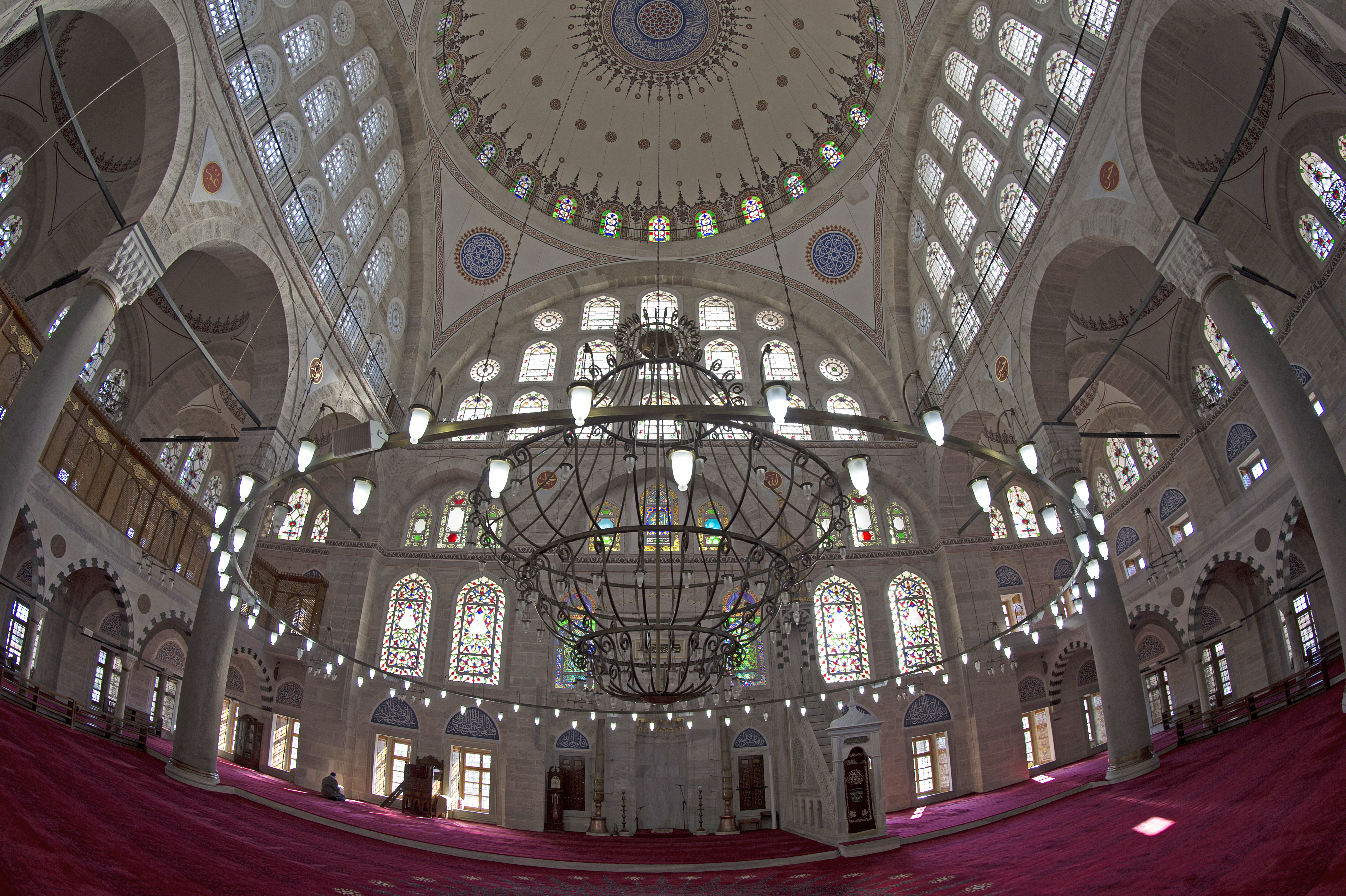
Intérieur de la mosquée Mihrimah Sultan
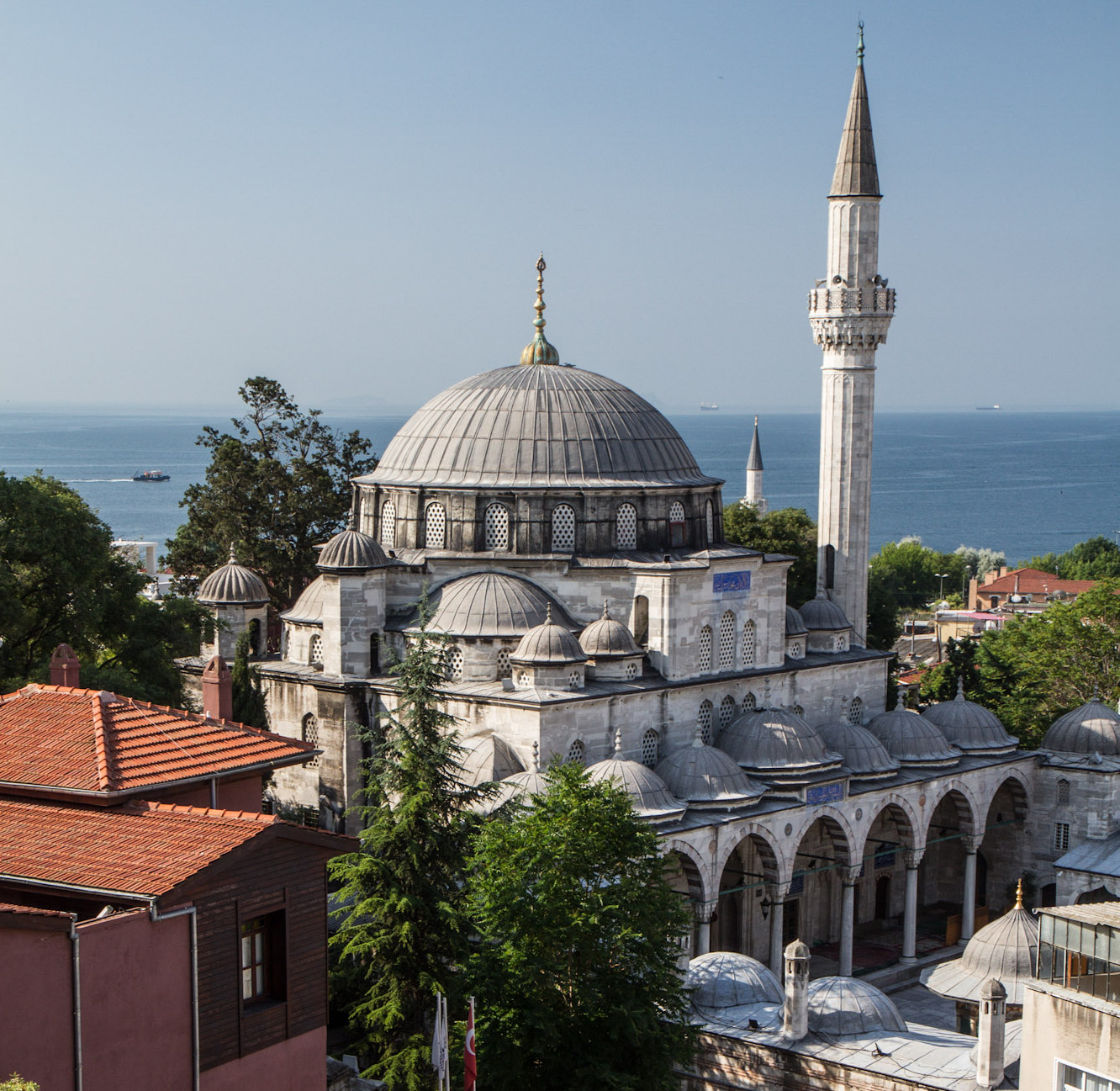
Mosquée Sokollu Mehmed Pacha à Istanbul (1571)
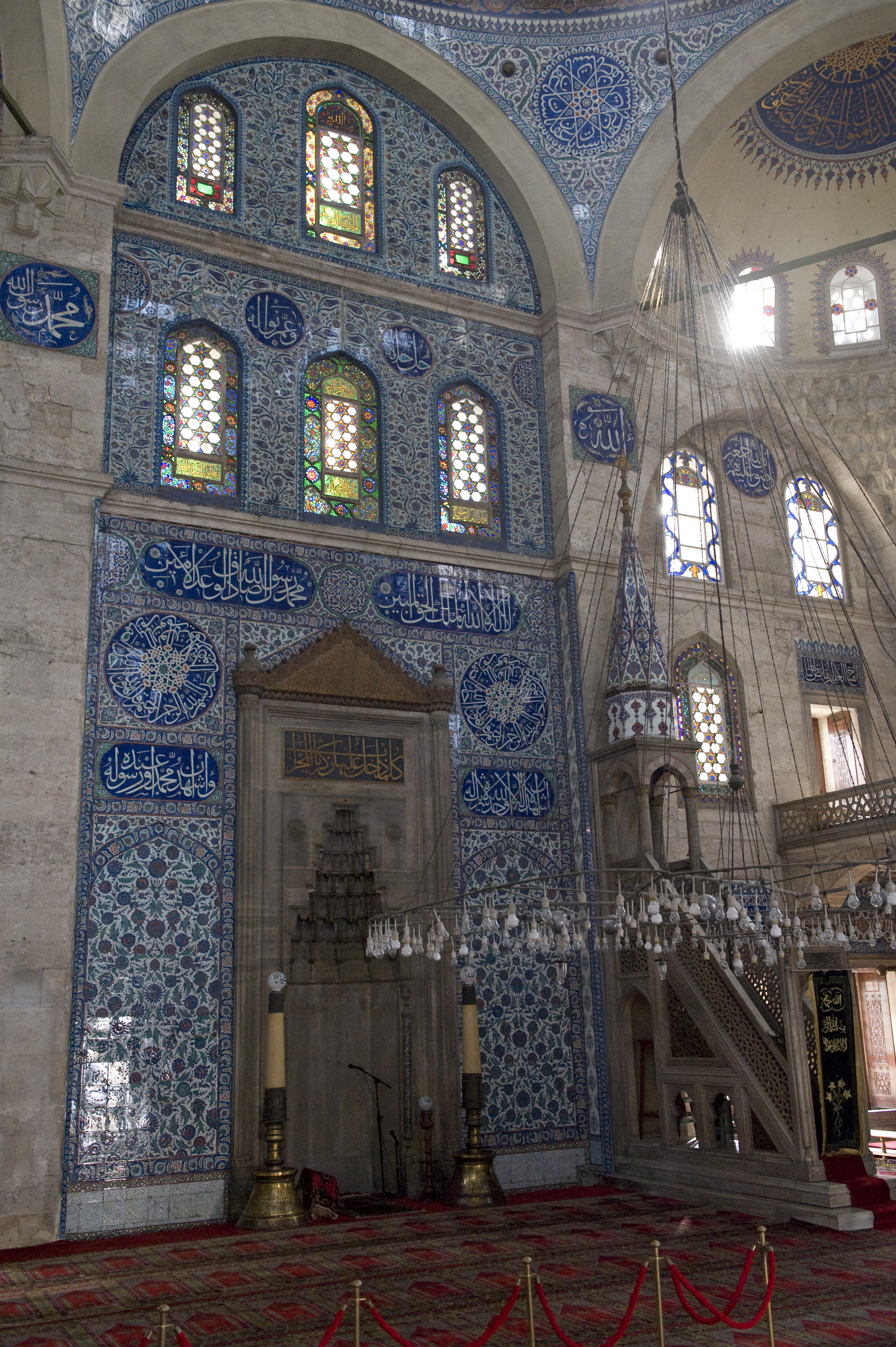
Mosquée Sokollu Mehmed Pacha à Istanbul : vue de l'intérieur et du mihrab

### La mosquée Selimiye et les œuvres tardives de Sinan
Le chef-d'œuvre de Sinan est la mosquée Selimiye à Edirne, qui a été commencée en 1568 et achevée en 1574 (ou peut-être 1575). Il forme l'élément majeur d'un autre complexe impérial de bâtiments. Le bâtiment de la mosquée se compose de deux parties égales : une cour rectangulaire et une salle de prière rectangulaire. L'intérieur de la salle de prière est remarquable pour être complètement dominé par un seul dôme massif, dont la vue n'est pas entravée par les éléments structurels vus dans d'autres grandes mosquées à dôme avant cela. Cette conception est l'aboutissement des expériences spatiales de Sinan, utilisant le baldaquin octogonal comme méthode la plus efficace pour intégrer le dôme rond avec la salle rectangulaire en dessous en minimisant l'espace occupé par les éléments de support du dôme. Le dôme est soutenu sur huit piliers massifs qui sont en partie autonomes mais étroitement intégrés aux murs extérieurs. Des contreforts extérieurs supplémentaires sont dissimulés dans les murs de la mosquée, permettant aux murs intermédiaires d'être percés d'un grand nombre de fenêtres. Quatre trompes en demi-dôme occupent les angles mais elles sont beaucoup plus petites en proportion du dôme principal. Sinan a également fait bon usage des espaces entre les piliers et les contreforts en les remplissant d'une galerie surélevée à l'intérieur et de portiques en arc à l'extérieur. Les galeries surélevées à l'intérieur ont aidé à éliminer le peu d'espace au niveau du sol qui existait au-delà de la structure à baldaquin centrale en forme de dôme, garantissant ainsi que le dôme dominait la vue de n'importe où un visiteur pouvait se tenir debout. Les biographies de Sinan font l'éloge du dôme pour sa taille et sa hauteur, qui est approximativement du même diamètre que le dôme principal de Sainte-Sophie et légèrement plus haut ; la première fois que cela avait été réalisé dans l'architecture ottomane. Le mihrab, sculpté dans le marbre, est placé dans une abside en retrait et légèrement surélevée faisant saillie vers l'extérieur du reste de la mosquée, lui permettant d'être éclairée par des fenêtres sur trois côtés. Les murs de chaque côté du mihrab sont décorés d'excellents carreaux d'Iznik, tout comme le balcon privé du sultan pour les prières dans le coin est de la mosquée. Le minbar de la mosquée est parmi les plus beaux exemples des minbars en pierre qui étaient alors devenus courants dans l'architecture ottomane. Les surfaces de pierre sont décorées d'arcatures, de motifs géométriques ajourés et d'arabesques sculptées.

Mosquée Selimiye à Edirne (1568–1574)
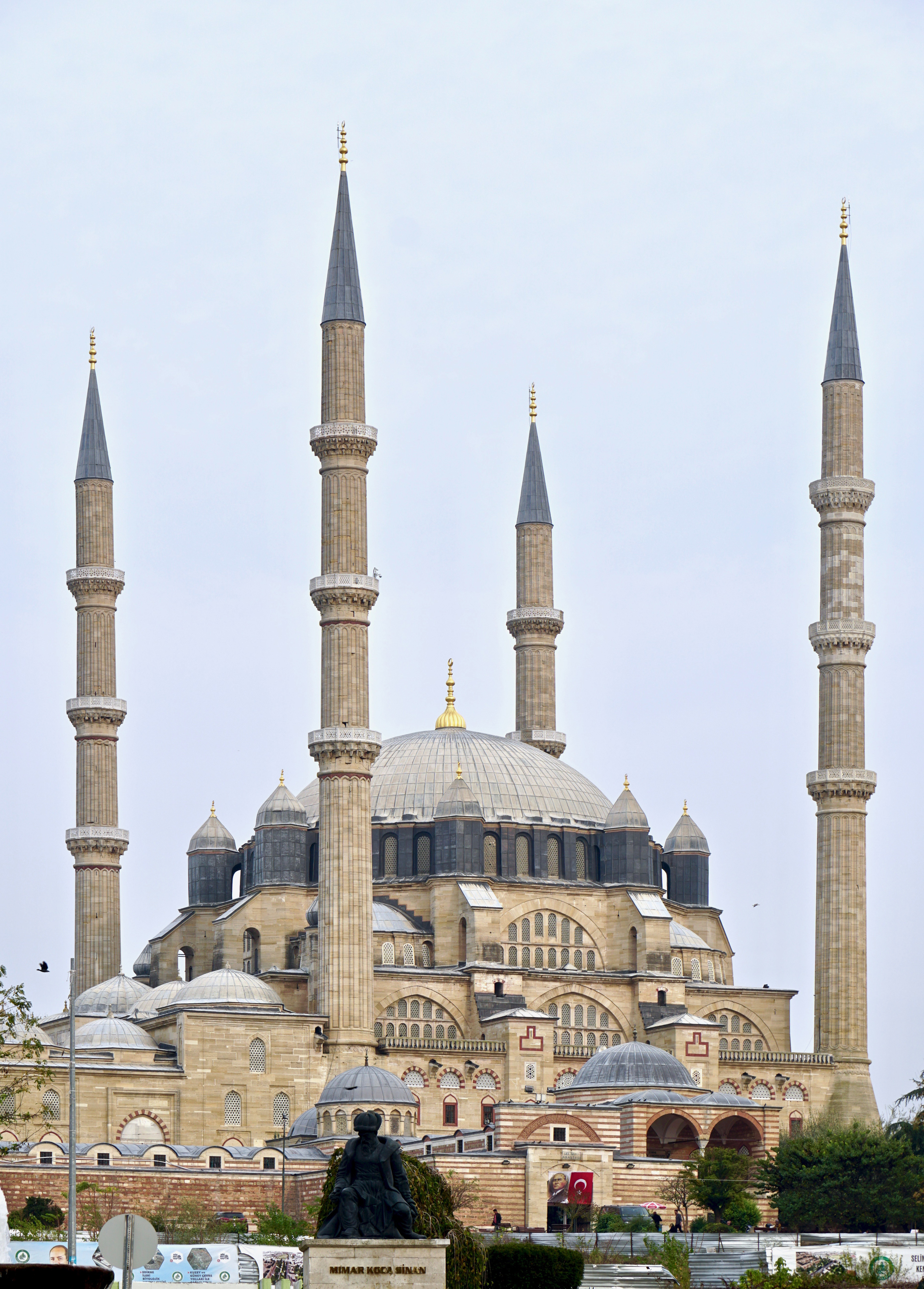
Mosquée Selimiye
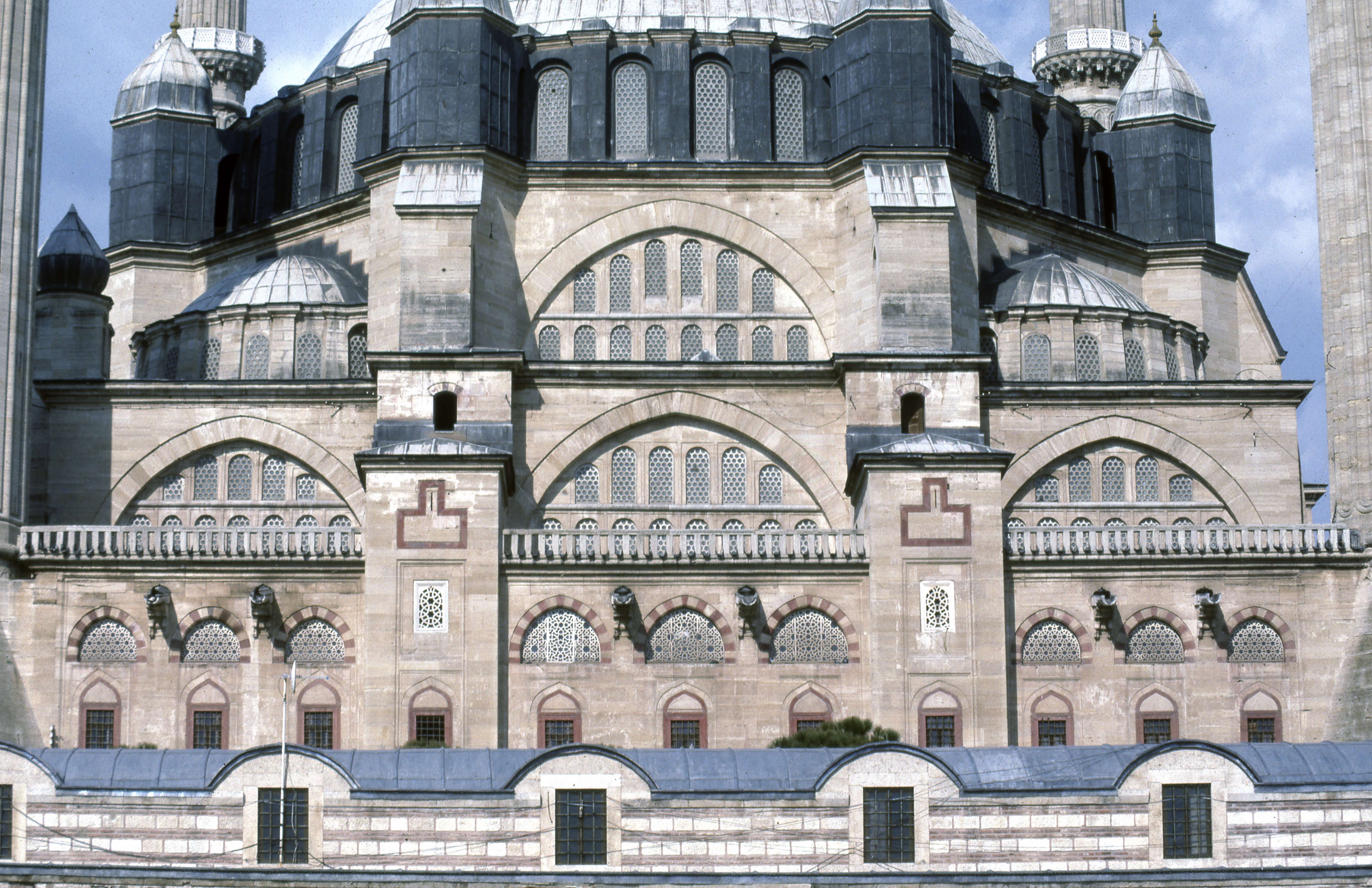
Contreforts et progression verticale à l'extérieur de la mosquée
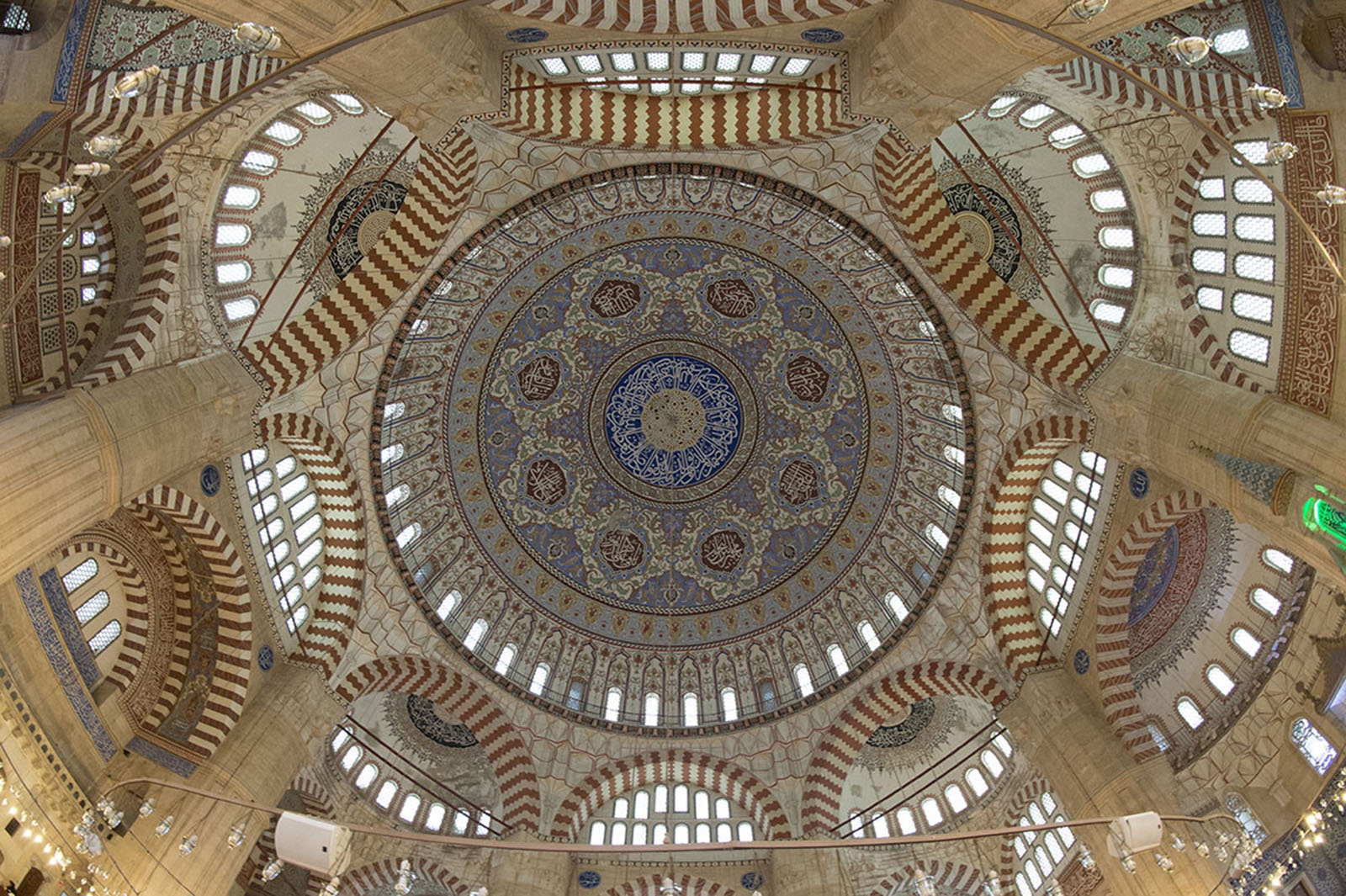
Intérieur de la mosquée Selimiye, vue sur le dôme
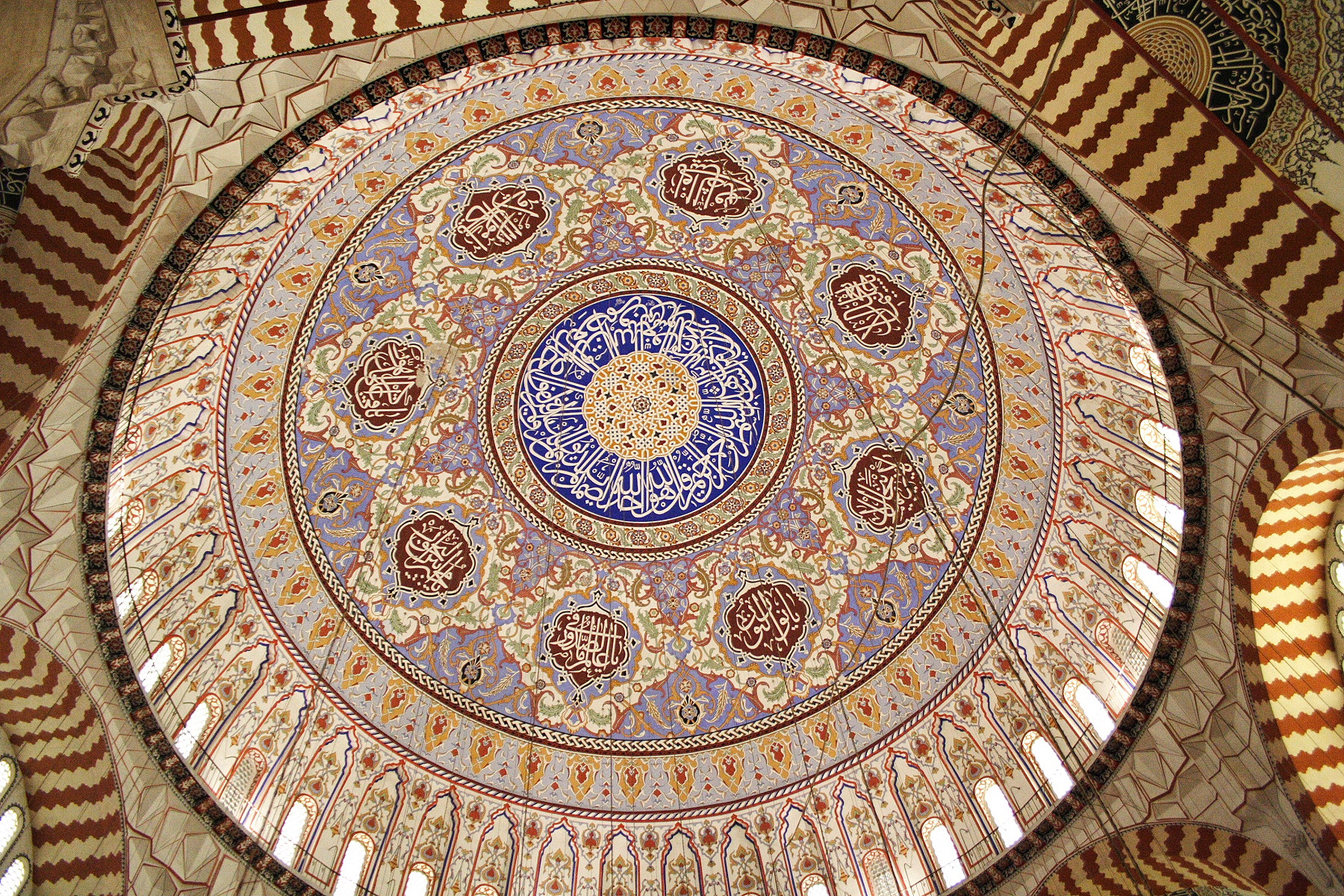
Intérieur de la mosquée Selimiye, vue du dôme (détail)
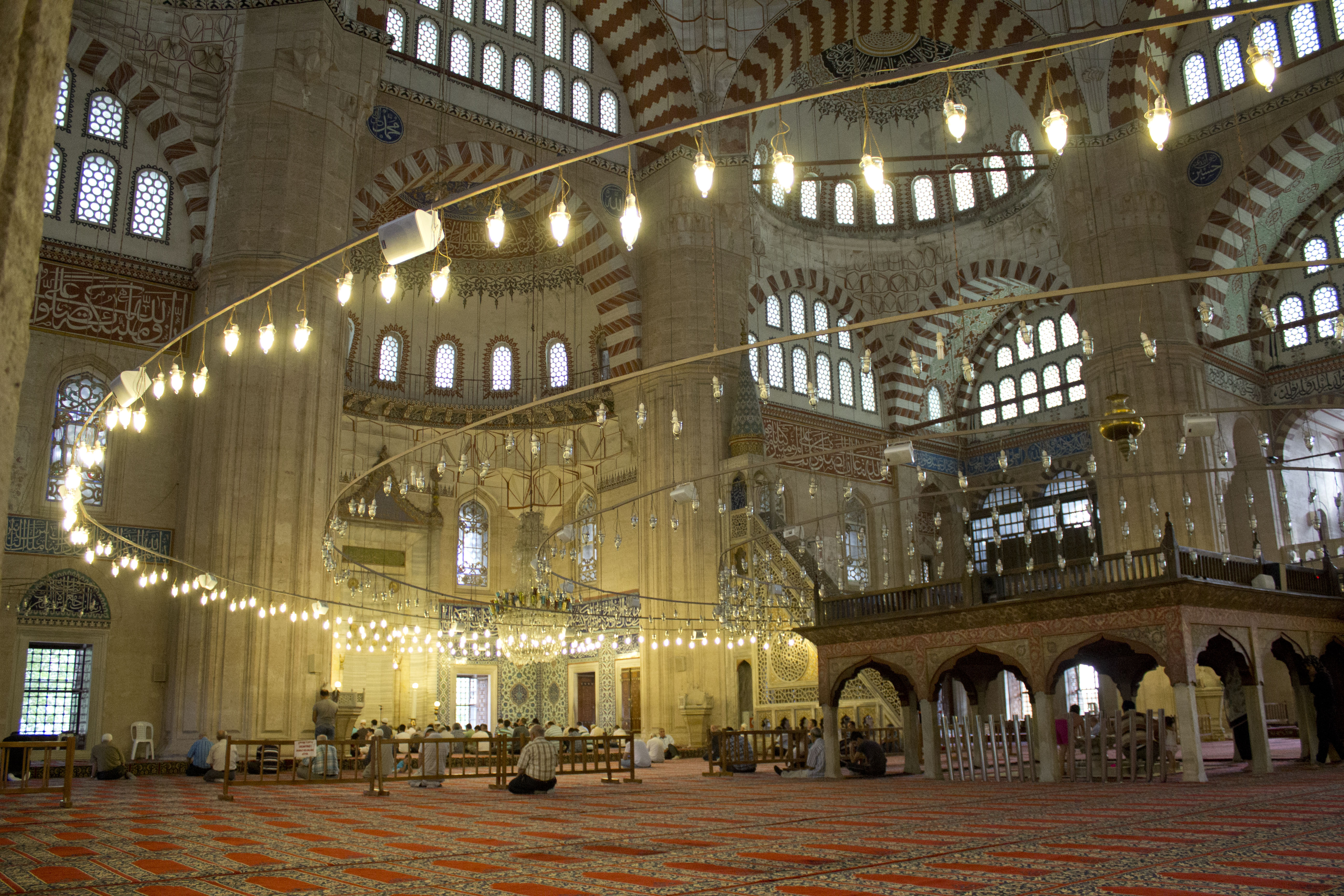
Intérieur de la mosquée Selimiye, vue au niveau du sol
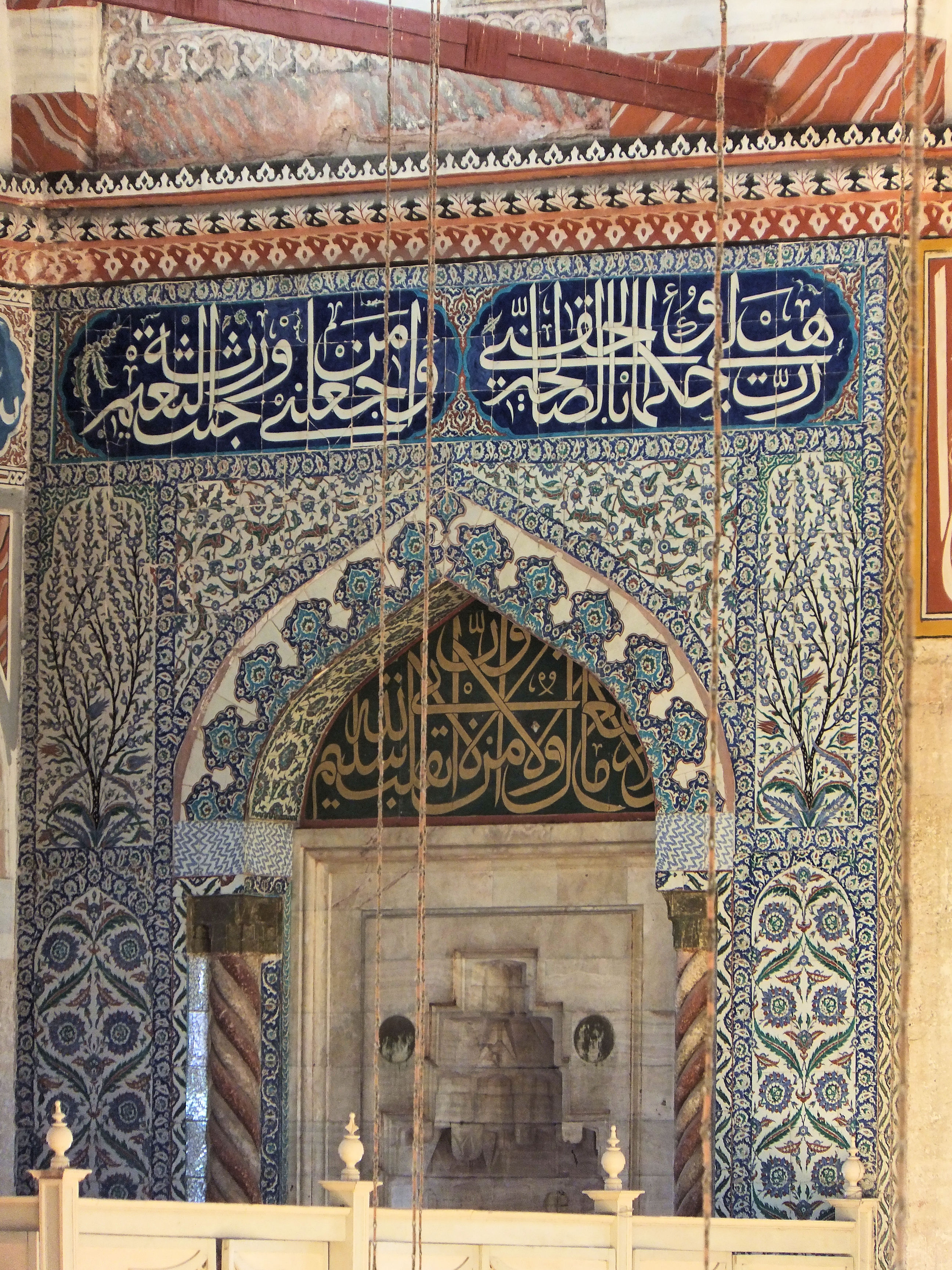
Loge du sultan à l'intérieur de la mosquée
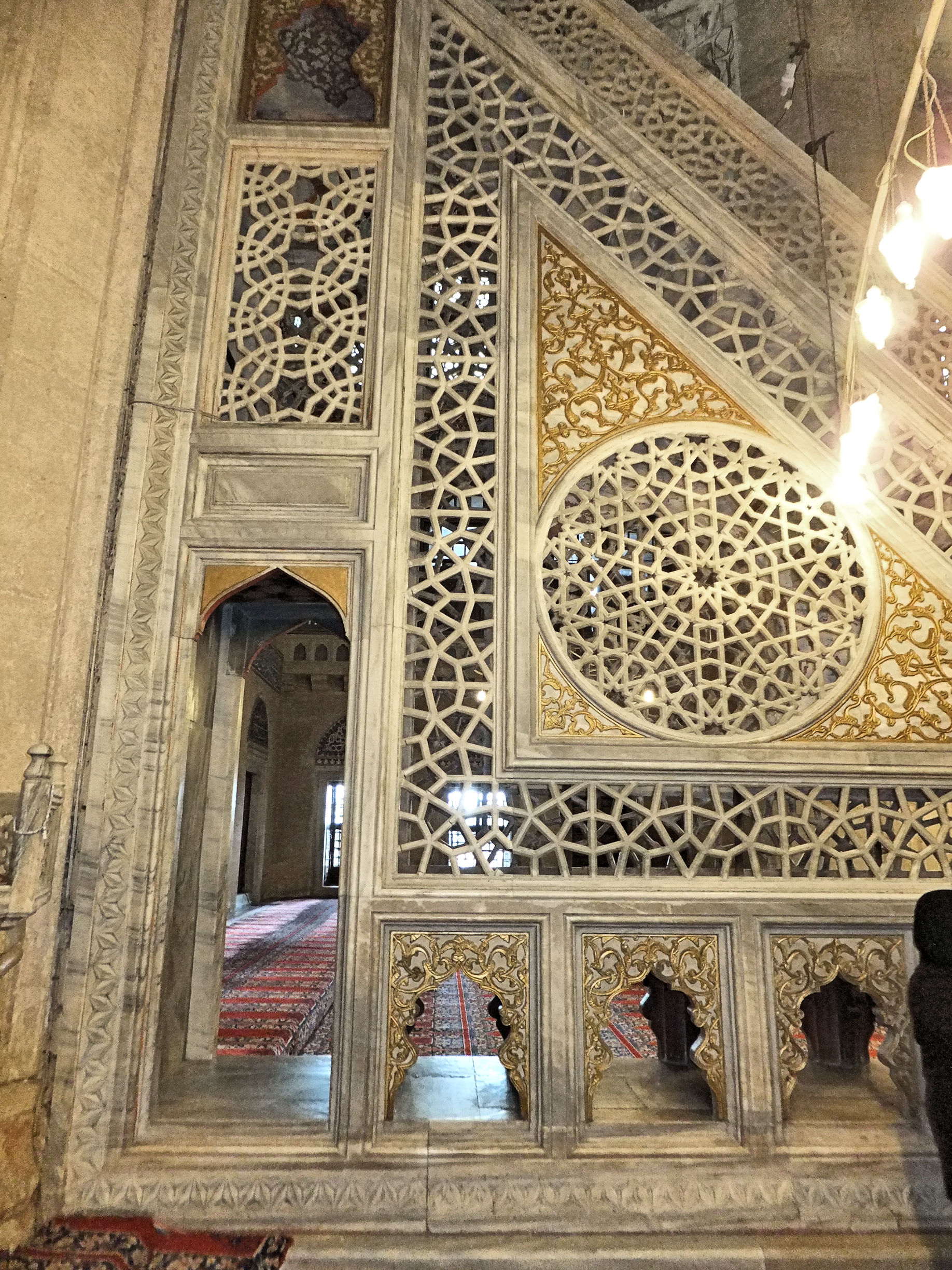
Détails du minbar en pierre, y compris la décoration géométrique ajourée

Dans l'enceinte de Sainte-Sophie, Sinan a construit le tombeau de Selim II, l'un des plus grands mausolées à dôme ottoman, en 1576-1577. Dans le palais de Topkapı, l'une de ses œuvres les plus remarquables, la chambre ou pavillon de Mourad III, a été construite en 1578. En 1580, il a construit le complexe Şemsi Pacha, une petite mosquée, une tombe et un complexe medrese au bord de l'eau à Üsküdar, qui est considérée comme l'une des meilleures petites mosquées qu'il a conçues. En 1580-1581, il construisit le complexe Kılıç Ali Pacha dans le quartier de Tophane. Remarquablement, cette mosquée est une version miniature de la basilique Sainte-Sophie. Il est encore une fois possible que cette copie inhabituelle d'un monument antérieur ait été une demande du mécène, Kılıç Ali Pacha.
La dernière commande monumentale de Sinan était la mosquée Atik Valide, fondée par Nurbanu Sultan à la limite sud d'Üsküdar. C'était le plus grand complexe de külliye et de mosquée construit par Sinan après la Süleymaniye. Il a été achevé en 1583, à la mort de Nurbanu, mais Sinan a probablement commencé à y travailler dans les années 1570. Il se compose de nombreuses structures à travers un site tentaculaire. Contrairement aux complexes Fatih et Süleymaniye antérieurs, et malgré le grand espace disponible, il n'y a eu aucune tentative de créer une conception unifiée ou symétrique dans l'ensemble du complexe. Cela peut suggérer que Sinan ne considérait pas cette caractéristique comme nécessaire à la conception d'un complexe de mosquée idéal.

Parmi les dernières œuvres de Sinan avant sa mort figurent la mosquée Muradiye à Manisa, construite entre 1583 et 1585 sous la supervision de ses assistants Mahmud et Mehmed Agha, ainsi que la modeste mosquée Ramazan Efendi à Istanbul, construite en 1586. À sa mort en 1588, Sinan a été enterré dans une tombe qu'il a conçue pour lui-même à un coin de rue à côté du complexe Süleymaniye à Istanbul. 

Dernières oeuvres de Sinan (après 1574)
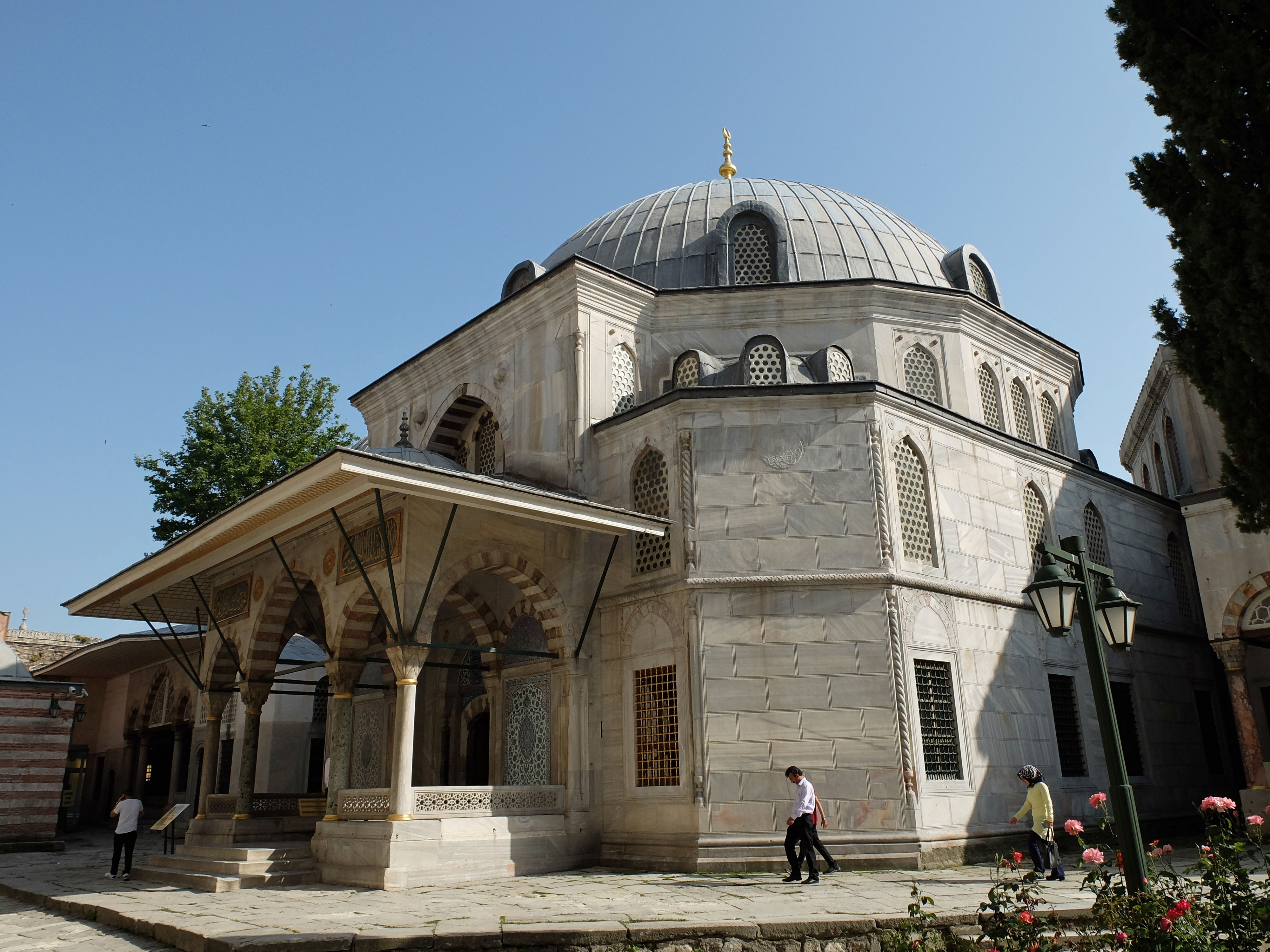
Tombeau de Sélim II (1576-1577)
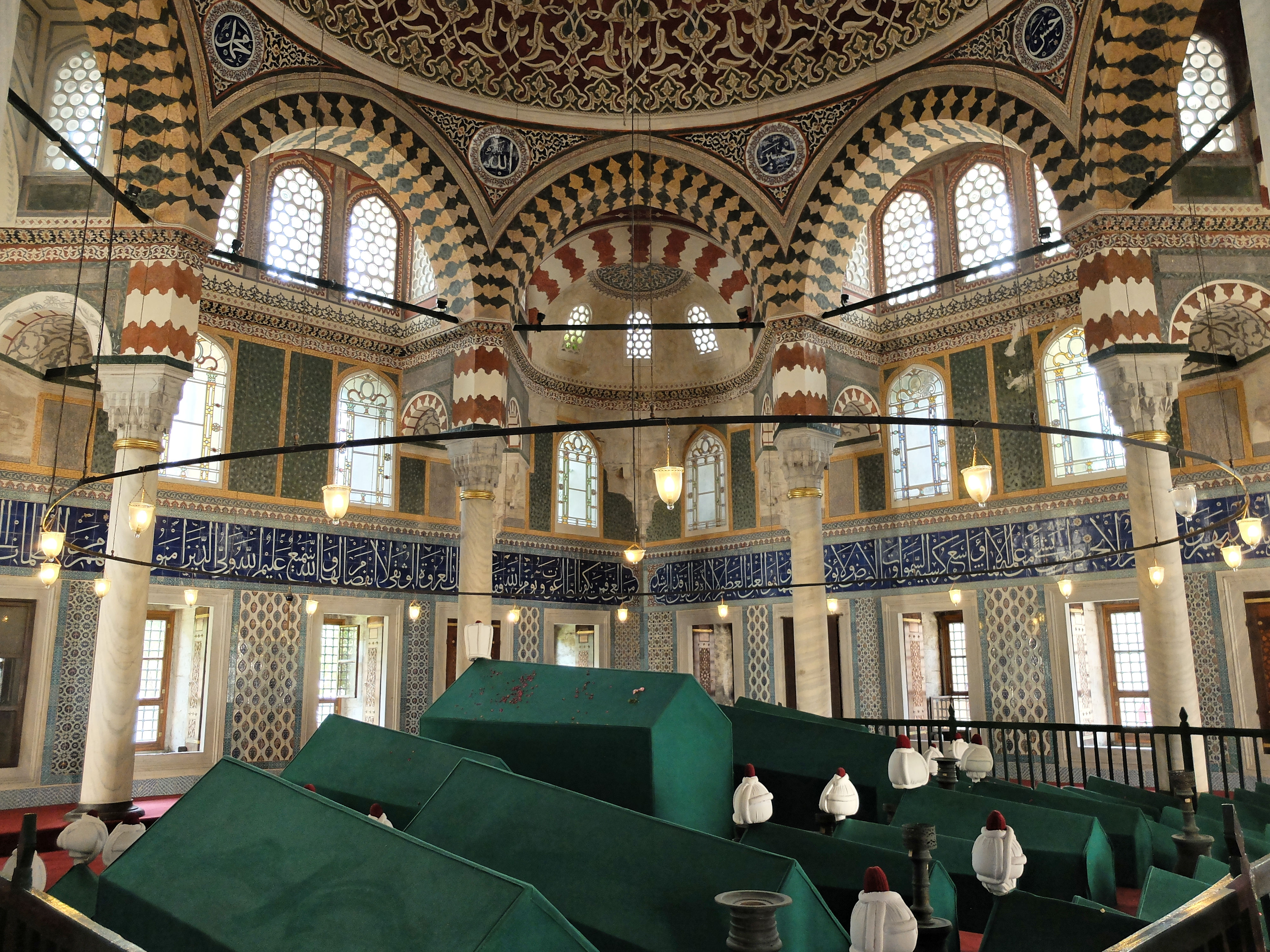
Intérieur du tombeau de Selim II
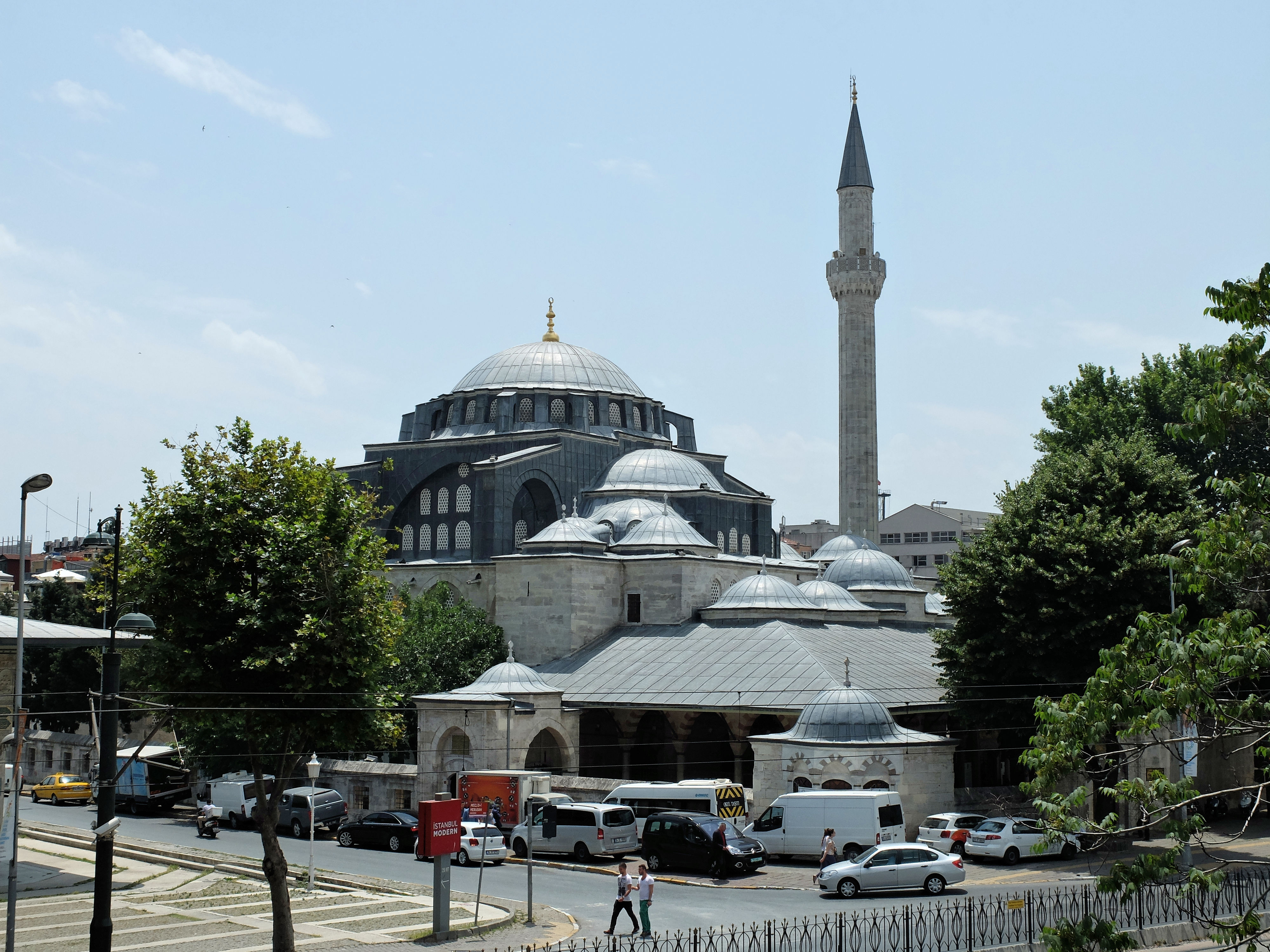
Mosquée Kılıç Ali Pacha à Istanbul (1580-1581)
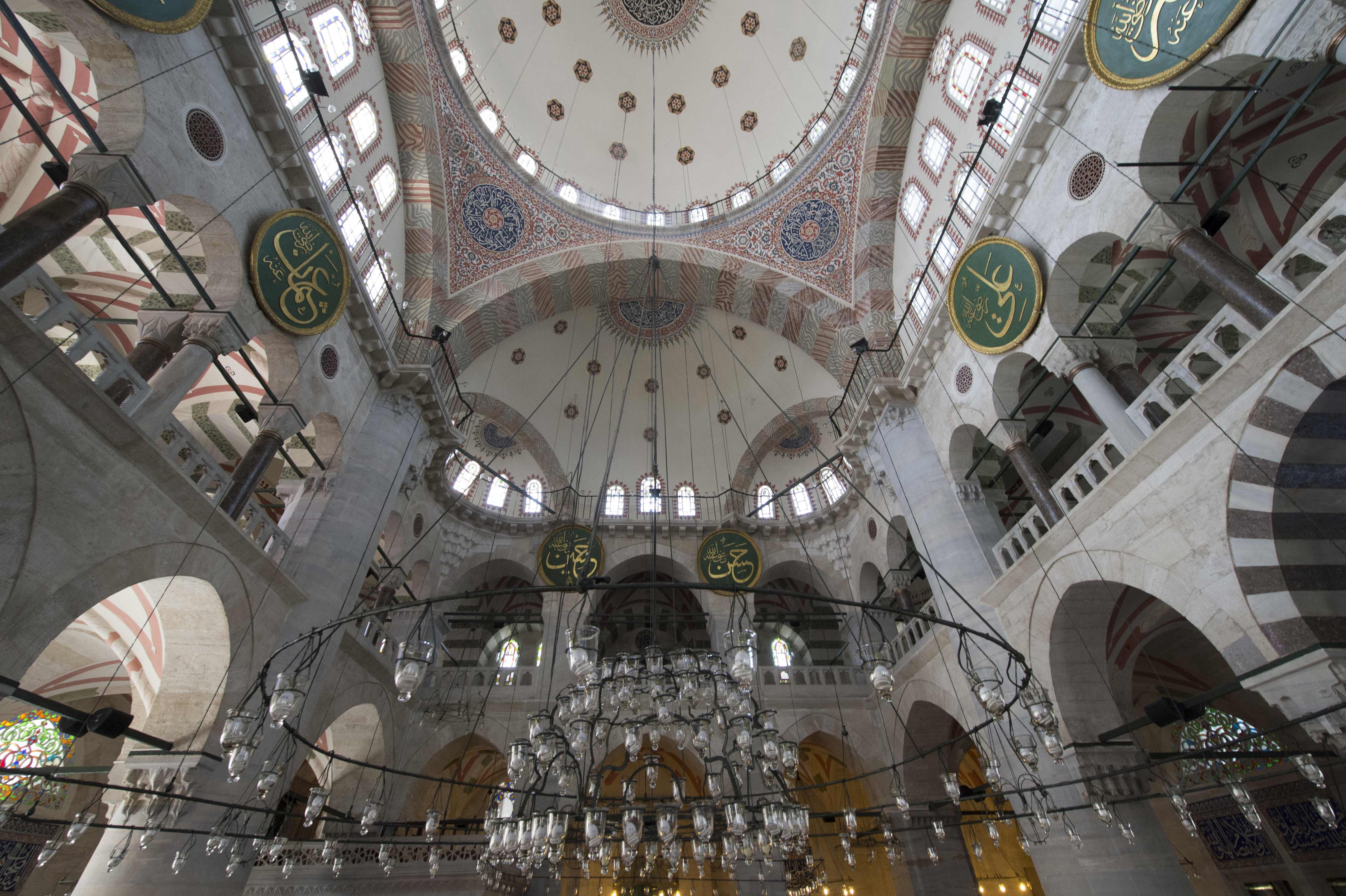
Intérieur de la mosquée Kılıç Ali Pacha
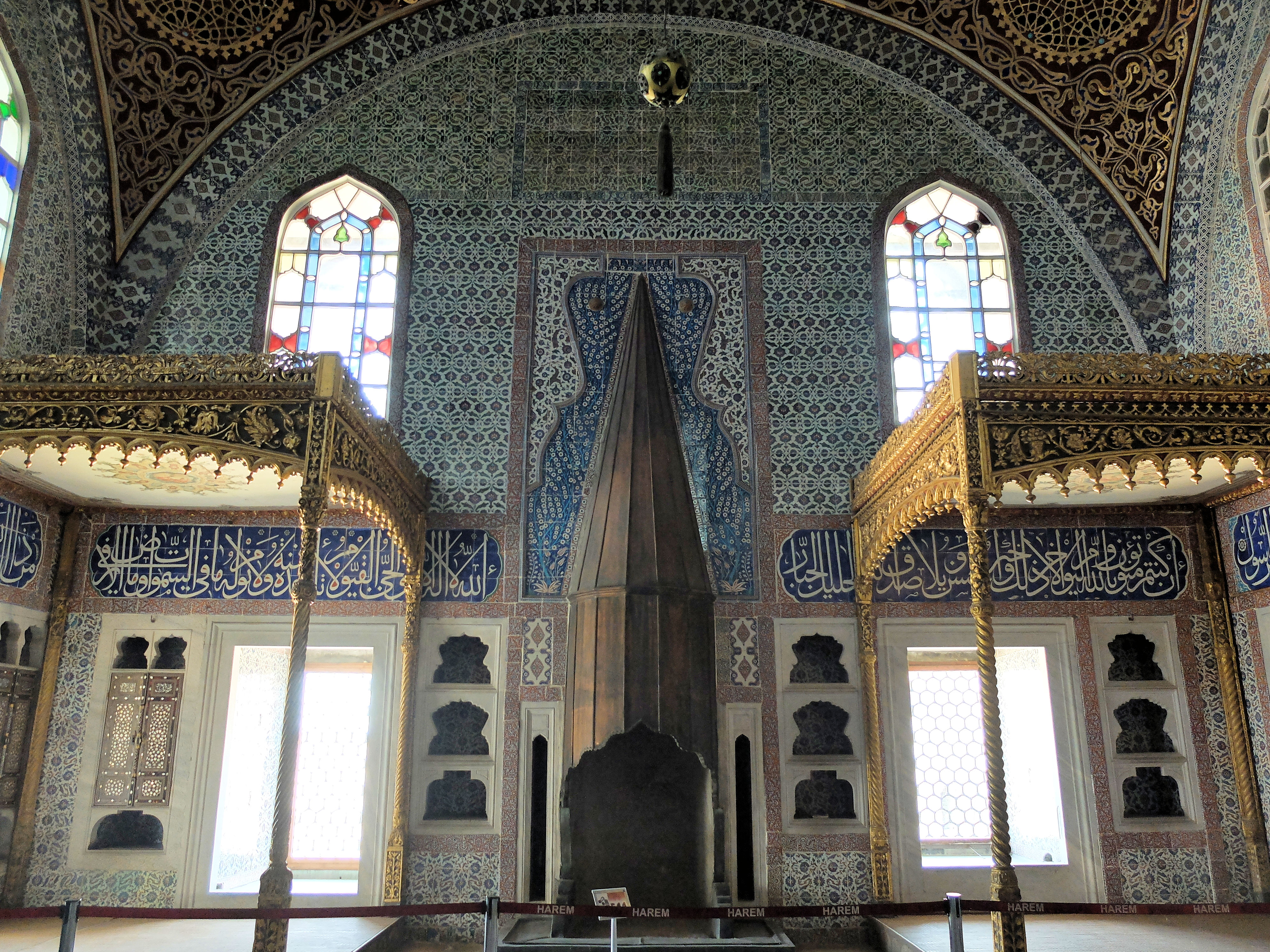
Chambre de Mourad III au palais de Topkapı (1578)
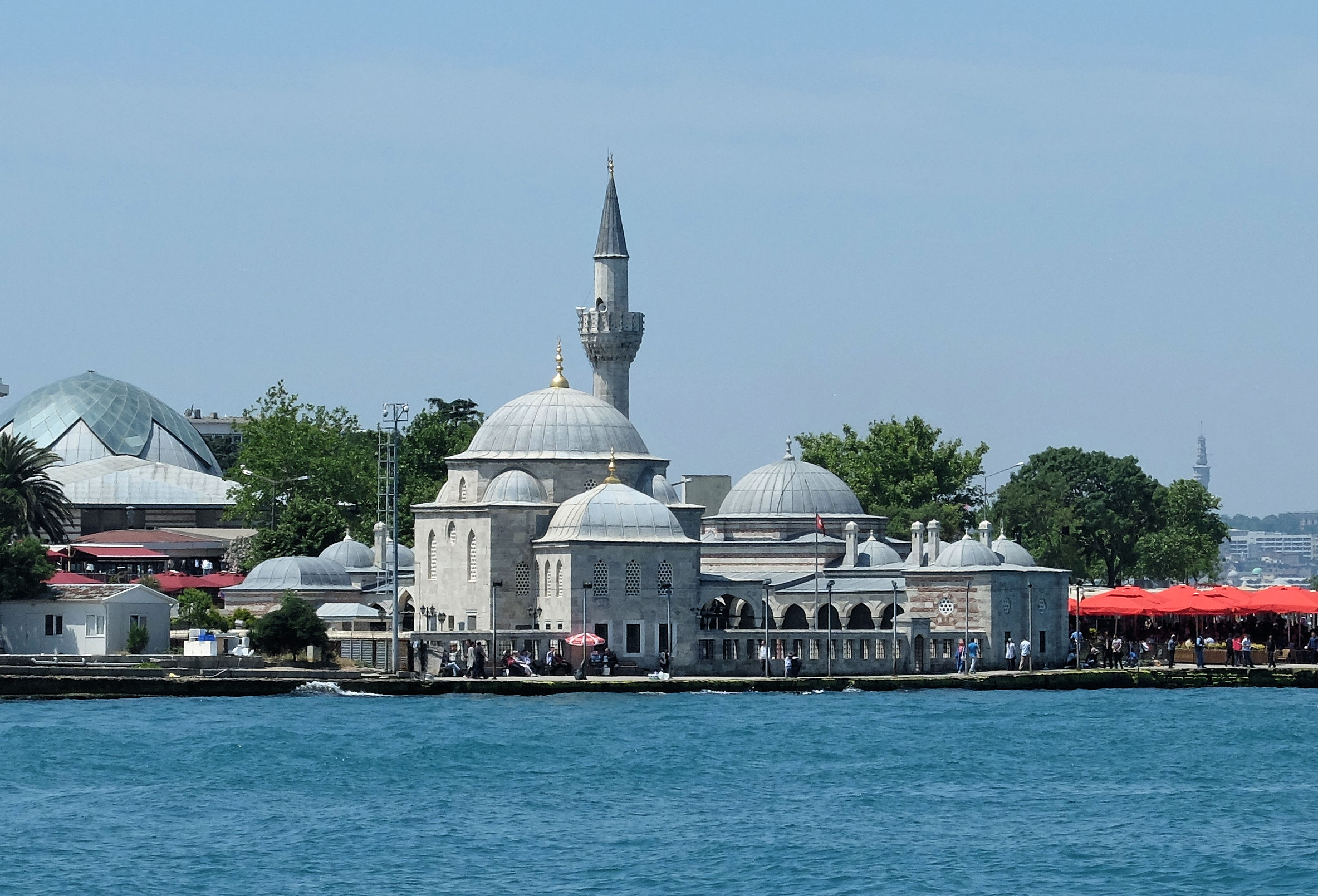
Complexe Şemsi Paşa à Istanbul (1580), sur la rive d'Üsküdar
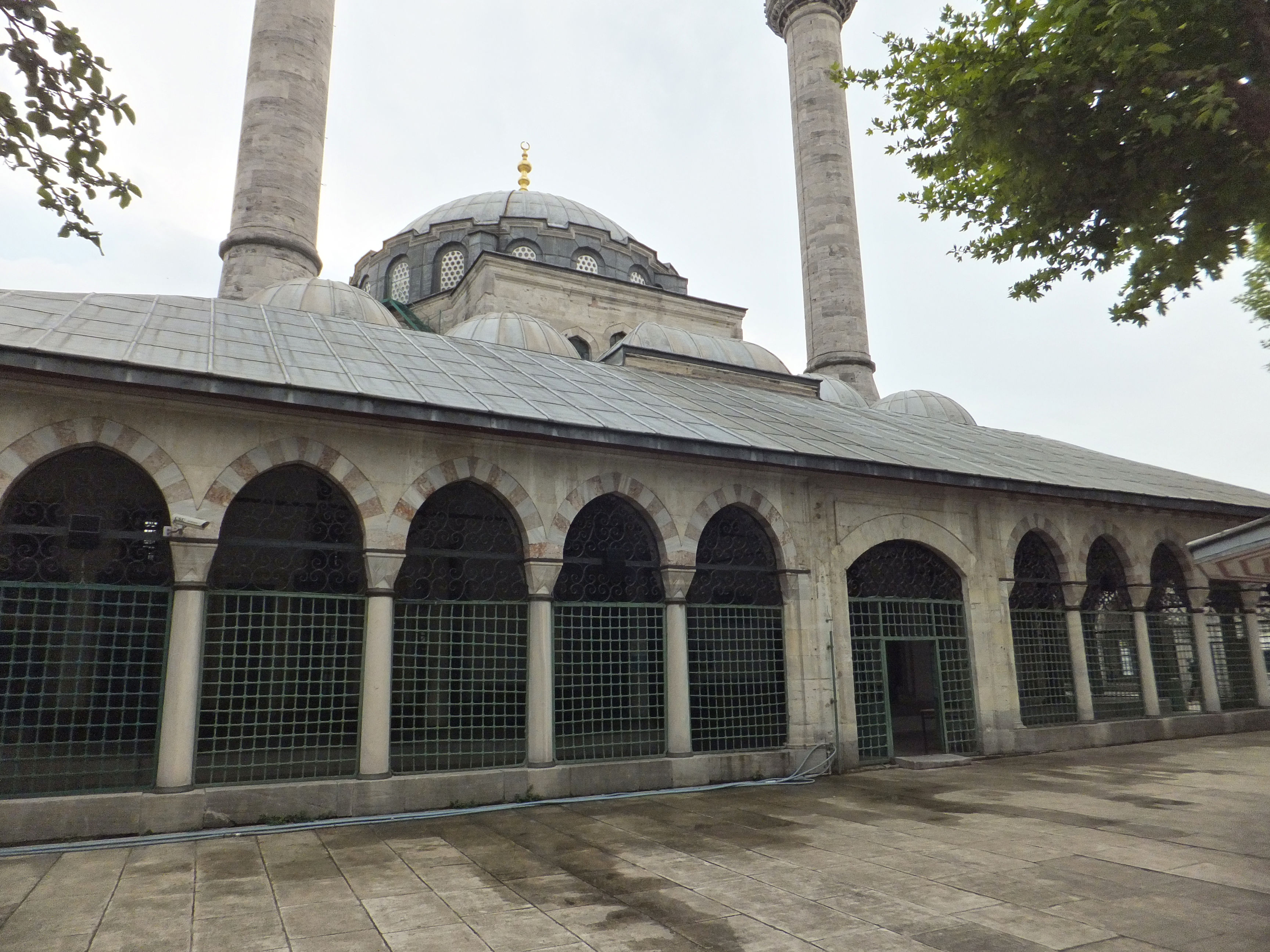
Mosquée Atik Valide à Istanbul (achevée en 1584)
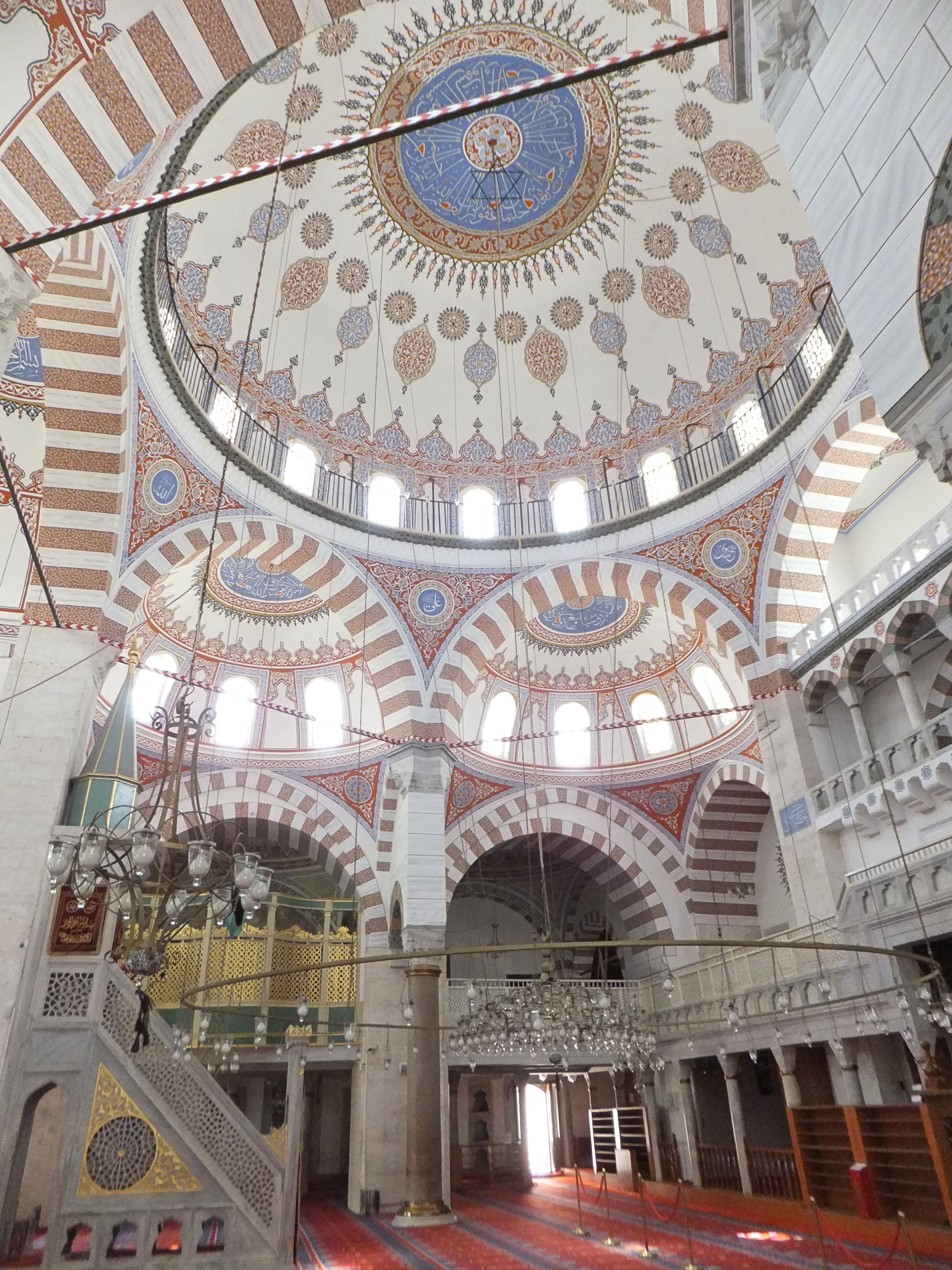
Intérieur de la mosquée Atik Valide
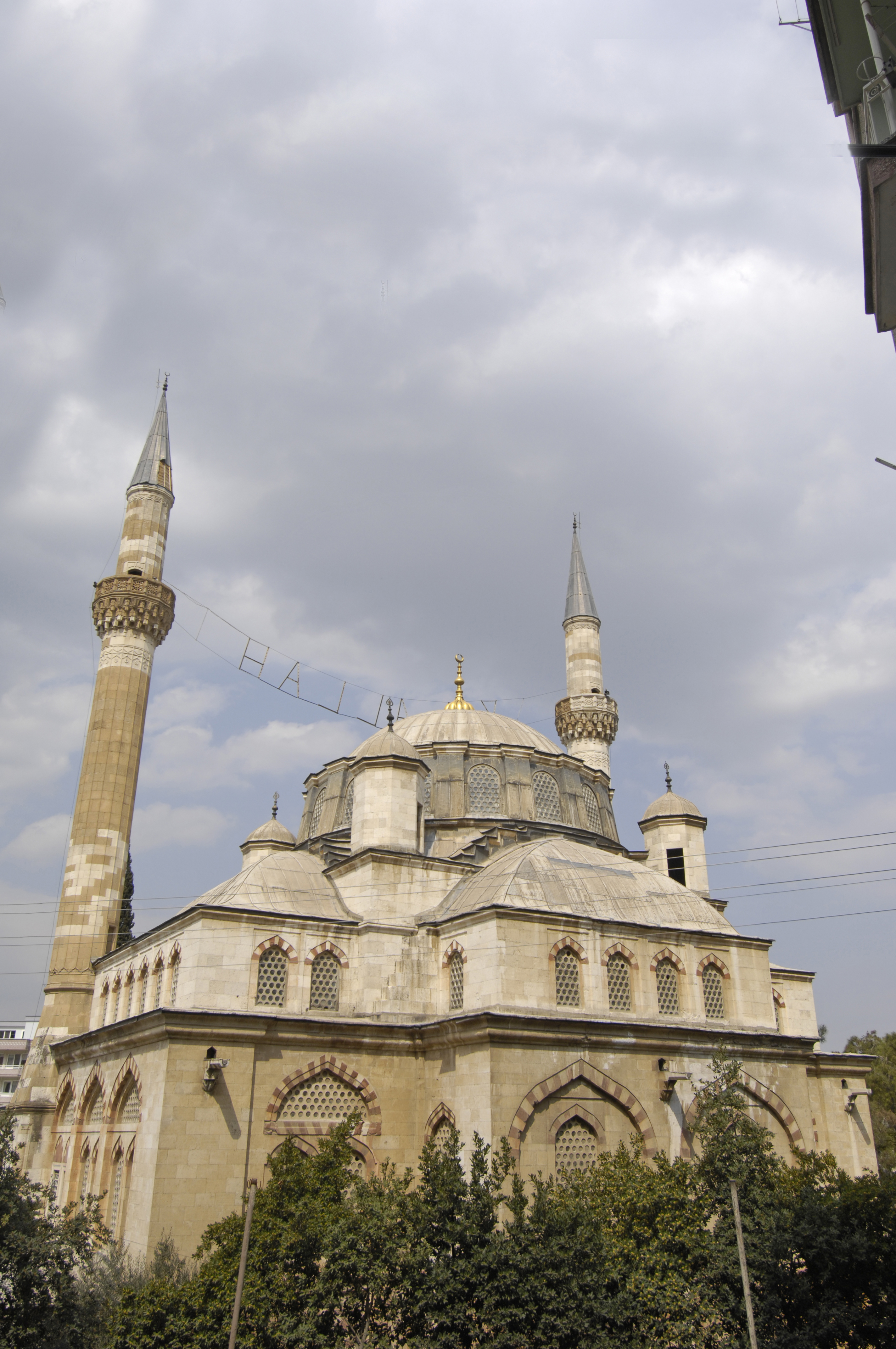
Mosquée Mourad III à Manisa (1585)
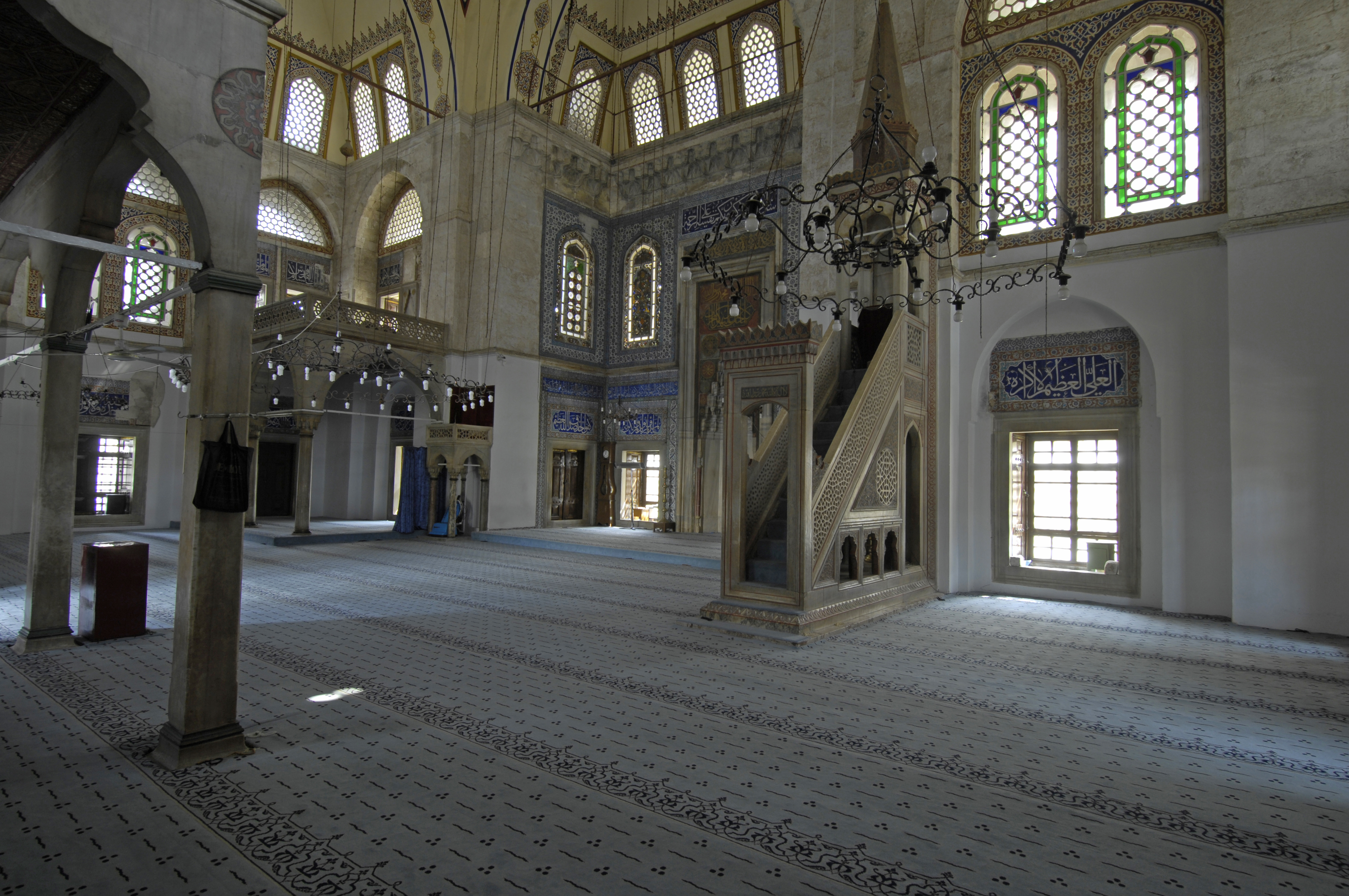
Intérieur de la mosquée Mourad III

### Architecture classique après Sinan
Après Sinan, le style classique est devenu moins créatif et plus répétitif par rapport aux périodes antérieures. Davud Agha a succédé à Sinan comme architecte en chef. Parmi ses œuvres les plus remarquables, toutes à Istanbul, figurent la mosquée Cerrahpaşa (1593), le complexe Koca Sinan Pacha sur Divanyolu (1593), le complexe Gazanfer Ağa Medrese (1596) et le tombeau de Mourad III (achevé en 1599). Certains chercheurs soutiennent que la mosquée Nışançı Mehmed Pacha (1584–1589), dont l'architecte est inconnu, devrait lui être attribuée en fonction de sa date et de son style. Sa conception est considérée comme très aboutie et il se peut qu'elle soit l'une des premières mosquées à être précédée d'une cour-jardin. Davud Agha était l'un des rares architectes de cette période à afficher un grand potentiel et à créer des conceptions qui allaient au-delà des conceptions de Sinan, mais malheureusement, il mourut de la peste juste avant la fin du XVIe siècle. Après cela, les deux plus grandes mosquées construites au XVIIe siècle ont toutes deux été calquées sur la forme de l'ancienne mosquée Şehzade : la mosquée Sultan Ahmet et la nouvelle mosquée d'Eminönü.
La mosquée Sultan Ahmed, également connue sous le nom de mosquée bleue, a été commencée en 1609 et achevée en 1617. Elle a été conçue par l'apprenti de Sinan, Mehmed Agha. La taille, l'emplacement et la décoration de la mosquée suggèrent qu'elle était destinée à rivaliser avec la basilique Sainte-Sophie voisine. Le plus grand complexe comprend un marché, une madrasa et la tombe d'Ahmed Ier, tandis que d'autres structures n'ont pas survécu. Dans la salle de prière de la mosquée, le dôme central est flanqué de quatre demi-dômes, tout comme la mosquée Şehzade, avec des demi-dômes supplémentaires plus petits s'ouvrant à partir de chaque demi-dôme plus grand. Les quatre piliers soutenant le dôme central sont massifs et plus imposants que dans les mosquées de Sinan. Les murs inférieurs sont richement décorés de tuiles d'Iznik : les archives historiques rapportent que plus de 20 000 tuiles ont été achetées à cet effet. À l'extérieur, Mehmed Agha a choisi d'obtenir un profil "plus doux" avec la cascade de dômes et les divers éléments incurvés, différant de la juxtaposition plus dramatique de dômes et d'éléments verticaux vus dans les mosquées classiques antérieures de Sinan. C'est aussi la seule mosquée ottomane à avoir six minarets. Après la mosquée Sultan Ahmed, aucune autre grande mosquée impériale dédiée à un sultan n'a été construite à Istanbul jusqu'au milieu du XVIIIe siècle. Des mosquées ont continué à être construites et dédiées à d'autres membres de la famille dynastique, mais la tradition des sultans construisant leurs propres mosquées monumentales était passée de mode.
Certains des meilleurs exemples de l'architecture ottomane du début du XVIIe siècle sont le kiosque de Revan (1635) et le kiosque de Bagdad (1639) du palais de Topkapı, construits par Mourad IV pour commémorer ses victoires contre les Safavides. Les deux sont de petits pavillons élevés sur des plates-formes surplombant les jardins du palais. Tous deux sont harmonieusement décorés à l'intérieur et à l'extérieur avec des carreaux à dominante bleue et blanche et des volets richement incrustés.
La nouvelle mosquée ou mosquée Yeni Valide à Eminönü a été initialement commencée par l'architecte Davud Agha en 1597, parrainé par Safiye Sultan. Cependant, la mort de Davud Agha un an ou deux après, suivie de la mort de Safiye Sultan en 1603, provoqua l'abandon de la construction. Elle ne fut reprise qu'à l'initiative de Hatice Turhan Sultan en 1661 et achevée en 1663. Le complexe comprend la mosquée, un mausolée pour Hatice Turhan, un pavillon privé pour le sultan et la famille royale, et un marché couvert connu sous le nom de marché égyptien (Mısır Çarşısı ; connu aujourd'hui sous le nom de bazar aux épices). Sa cour et son intérieur sont richement décorés de carreaux d'Iznik ou de Kütahya, ainsi que de muqarnas sculptés dans la pierre et de motifs végétaux rumi. Le complexe de la mosquée Yeni Valide, du même nom, construit en 1708-1711 à Üsküdar, était l'un des derniers grands monuments construits dans le style classique à Istanbul avant la montée du style de la période des tulipes.

Architecture classique post-Sinan
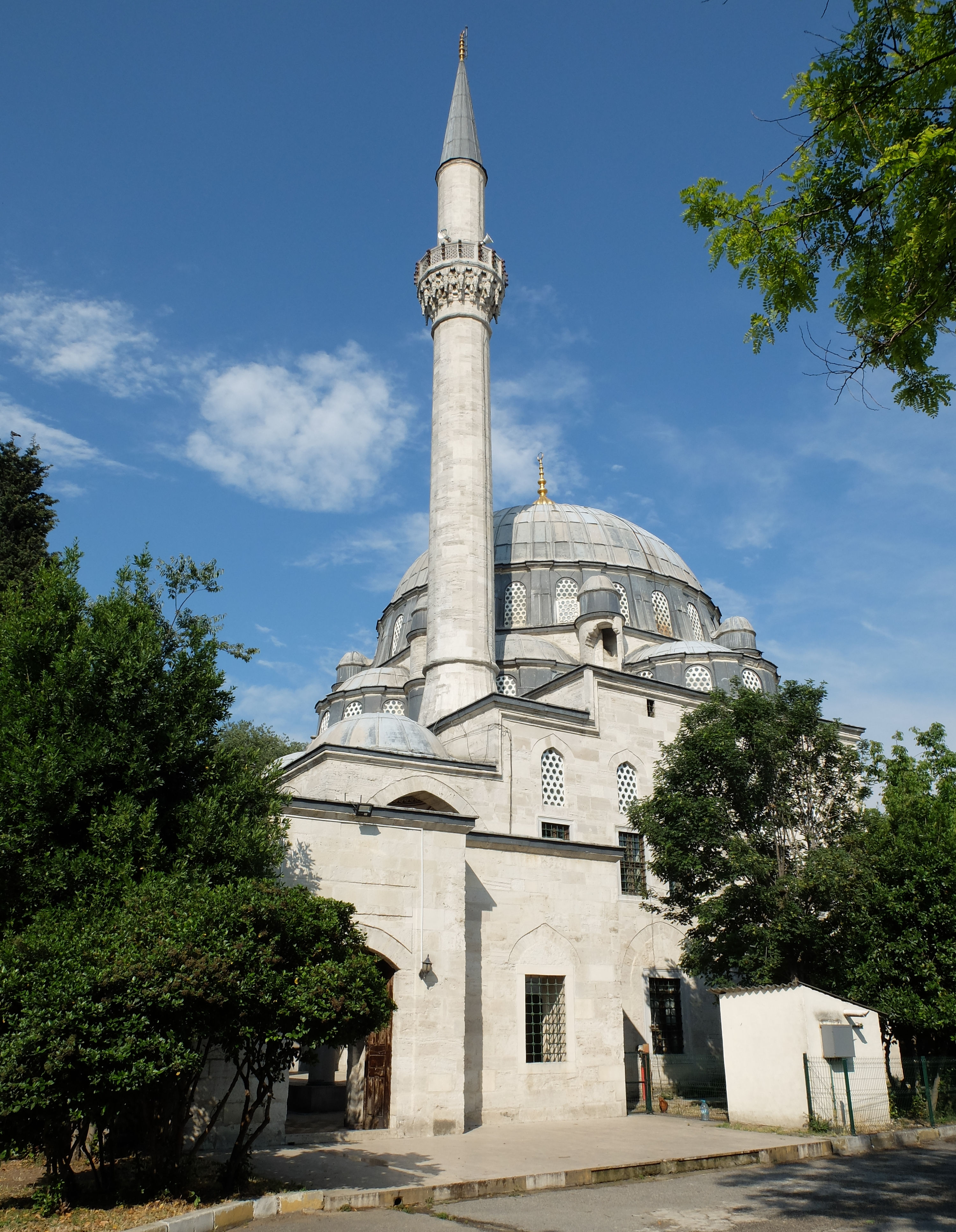
Mosquée Nişancı Mehmed Pacha, Istanbul (vers 1589)
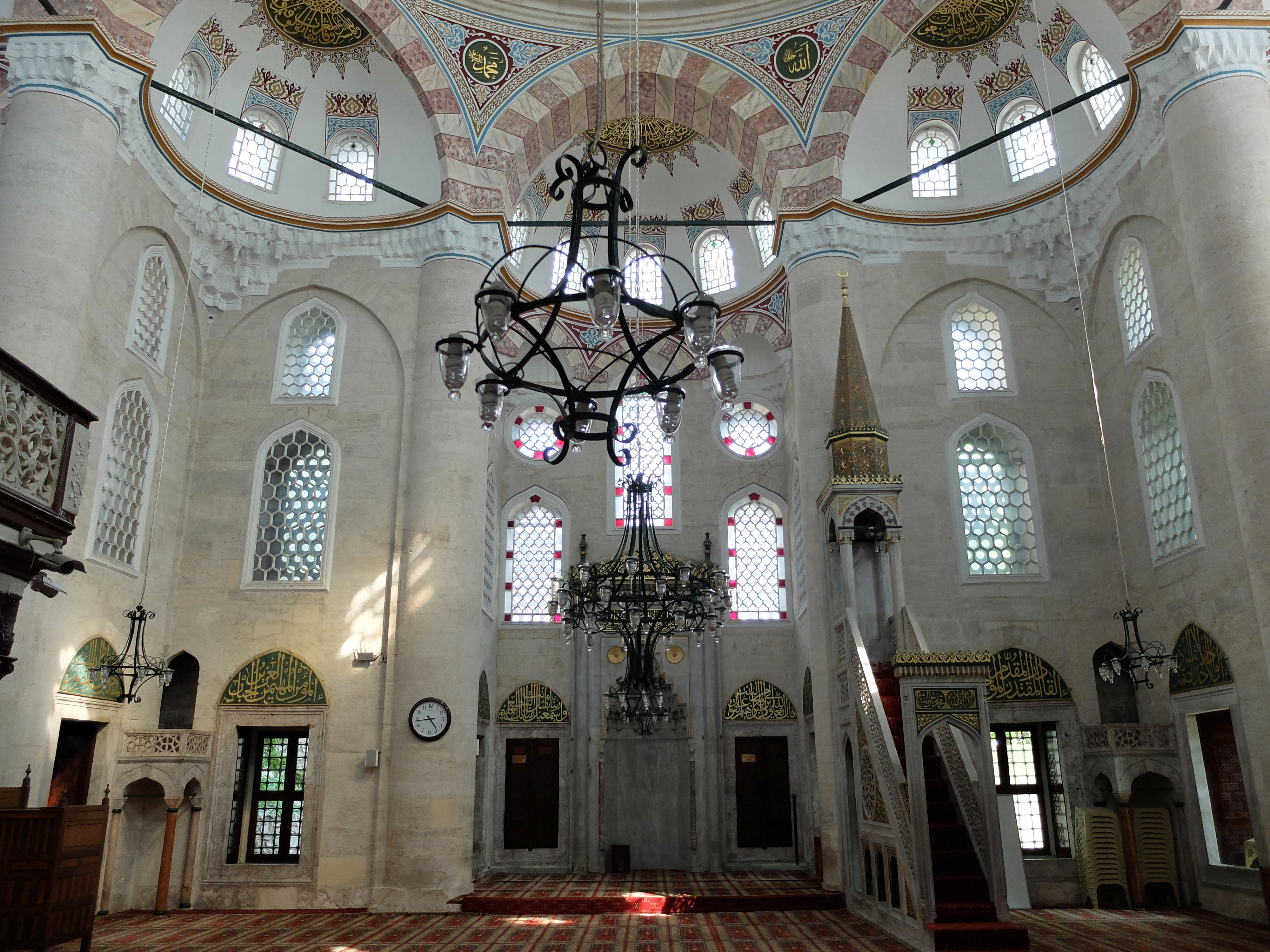
Intérieur de la mosquée Nişancı Mehmed Pacha
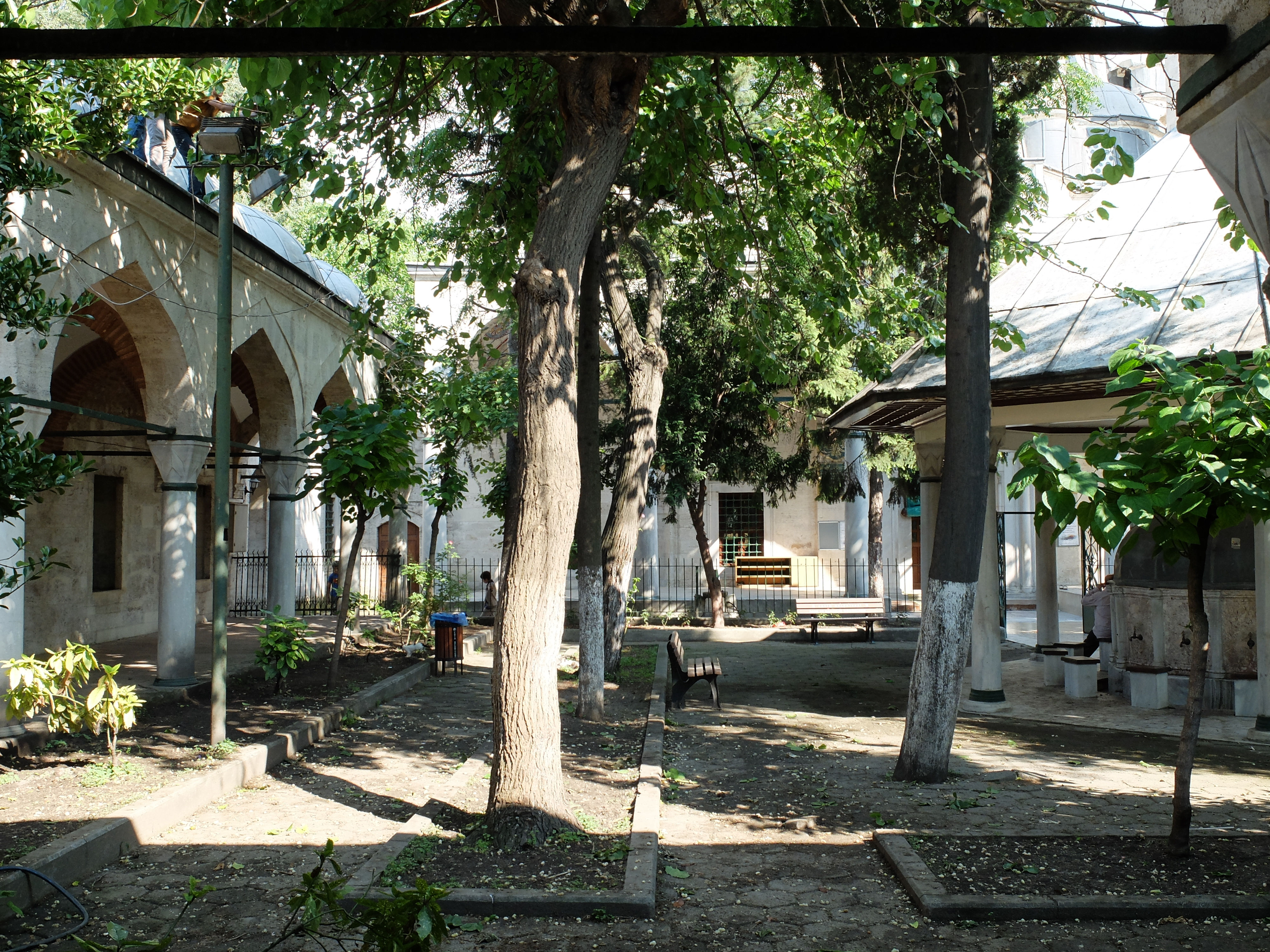
Cour-jardin de la mosquée Nişancı Mehmed Pacha
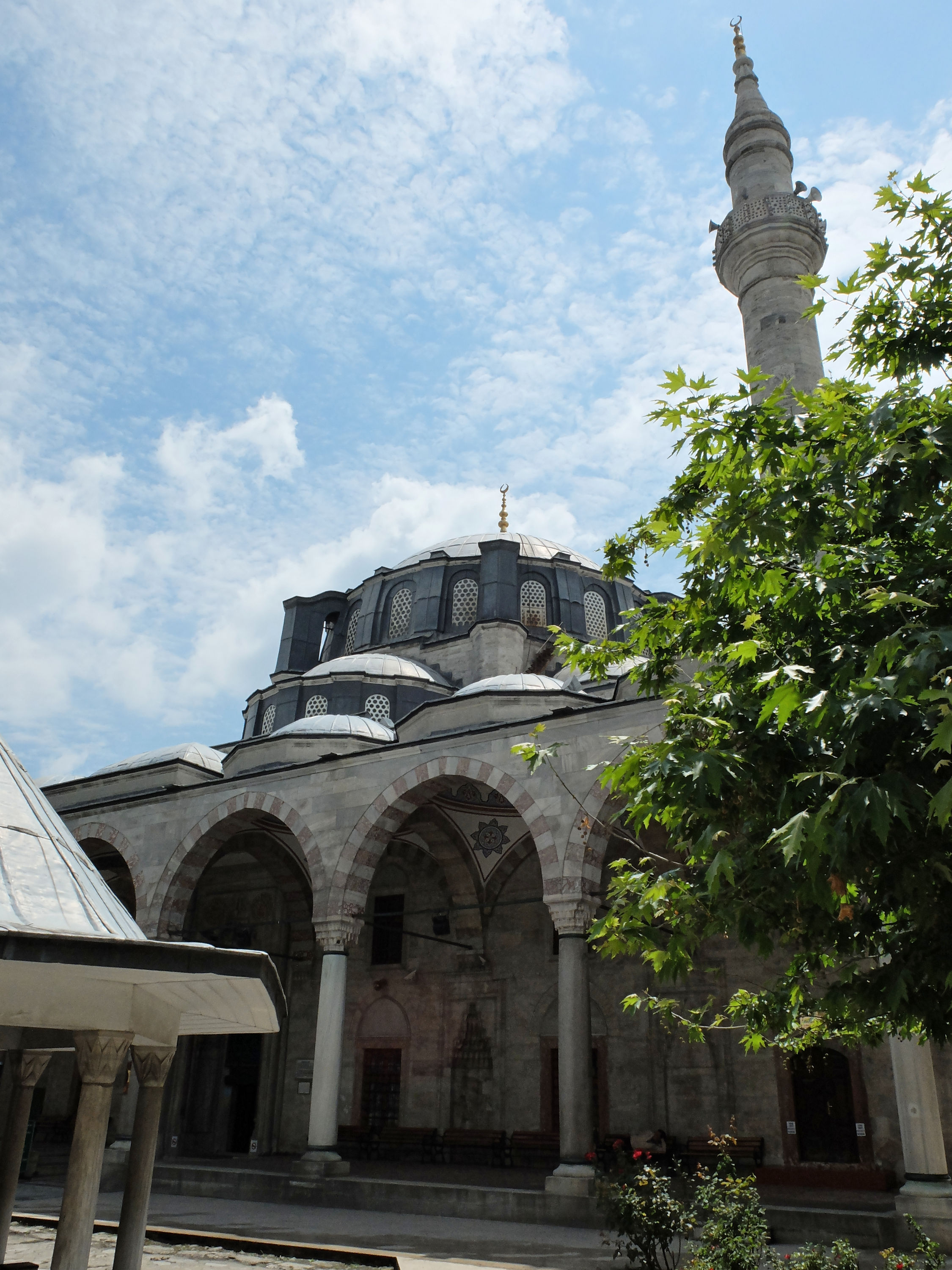
Mosquée Cerrah Pacha, Istanbul (1593)
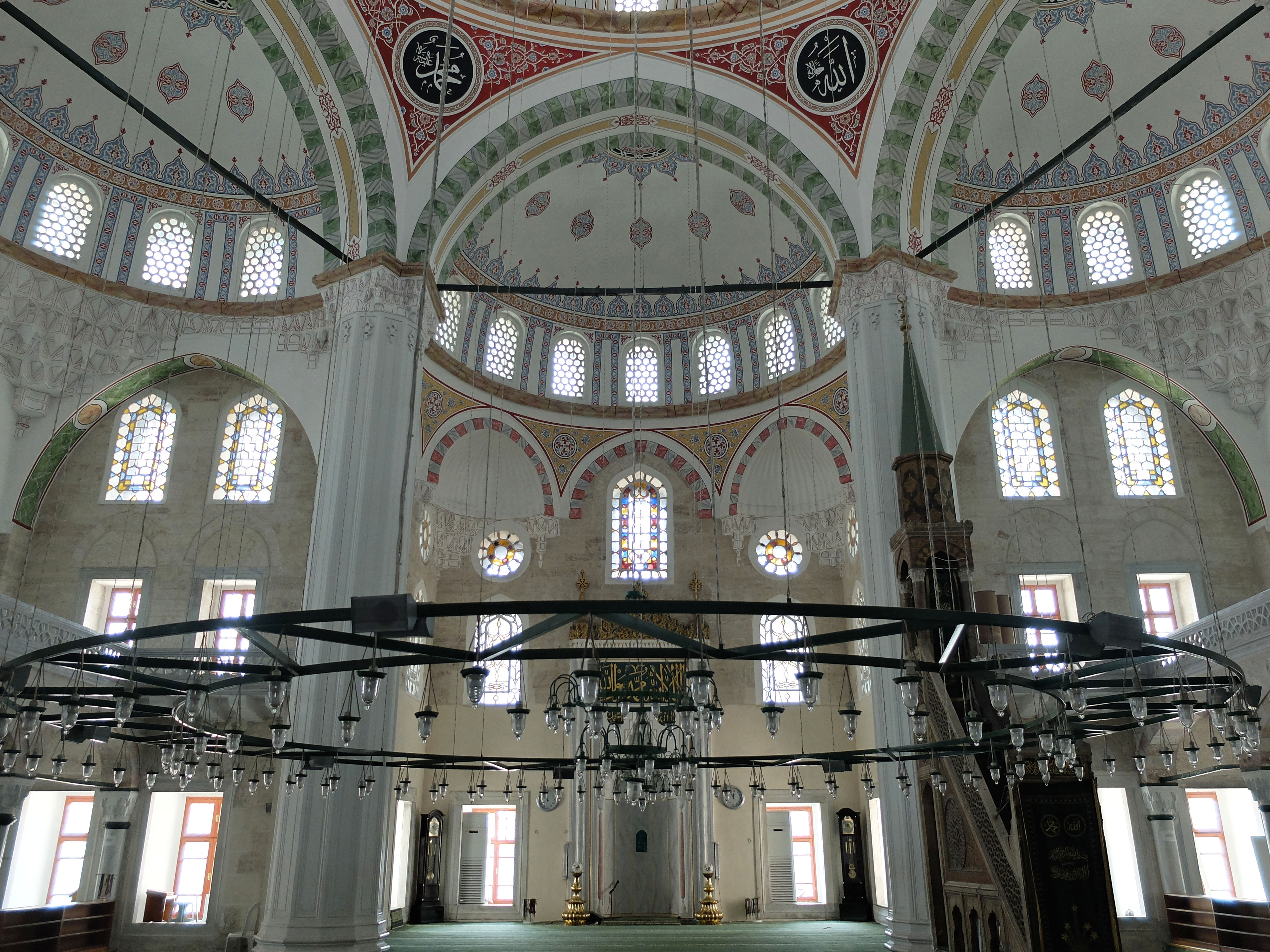
Intérieur de la mosquée Cerrah Pacha
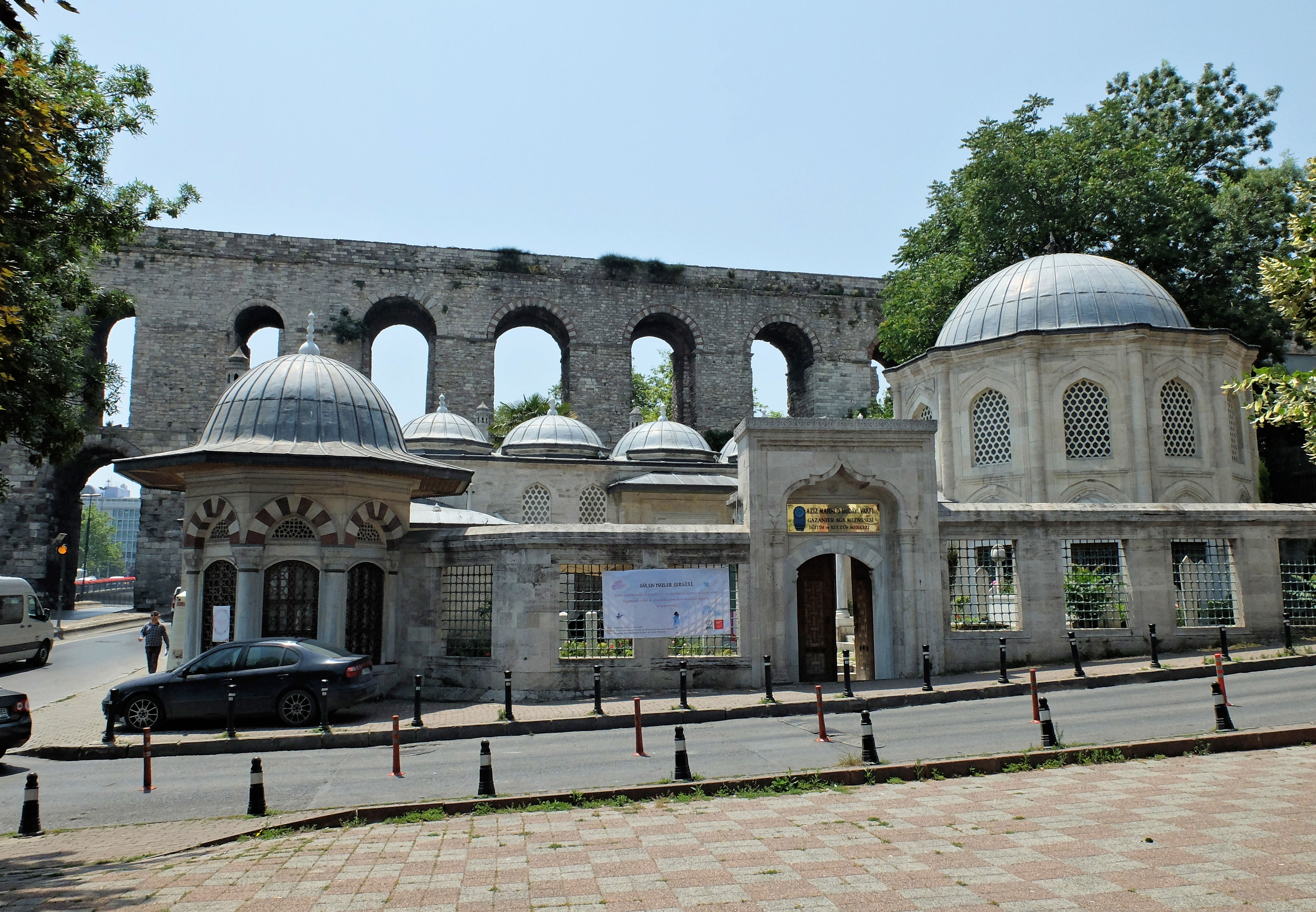
Gazanfer Ağa Medrese, Istanbul (1596)
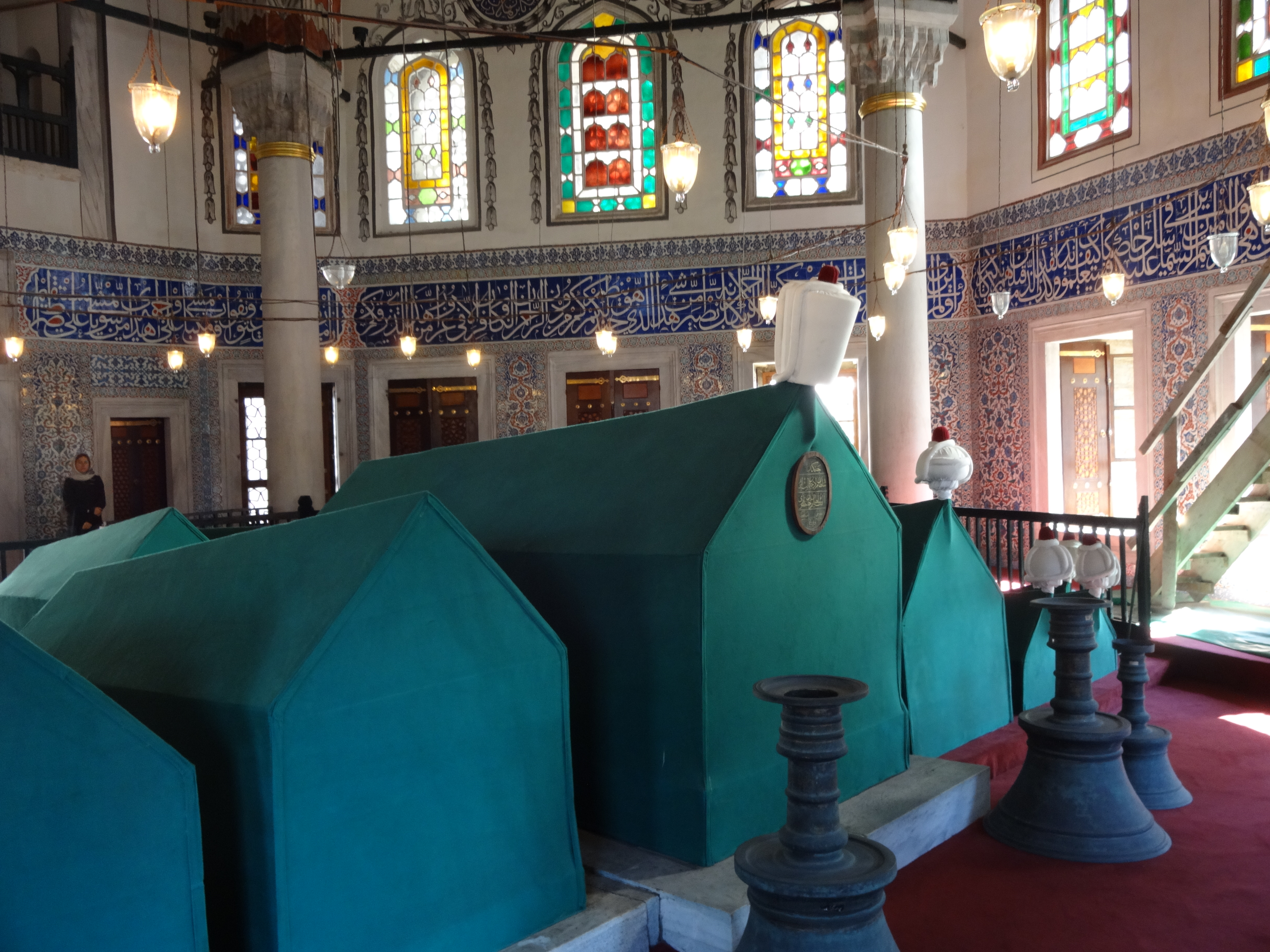
Tombe de Mourad III, Istanbul (1599)
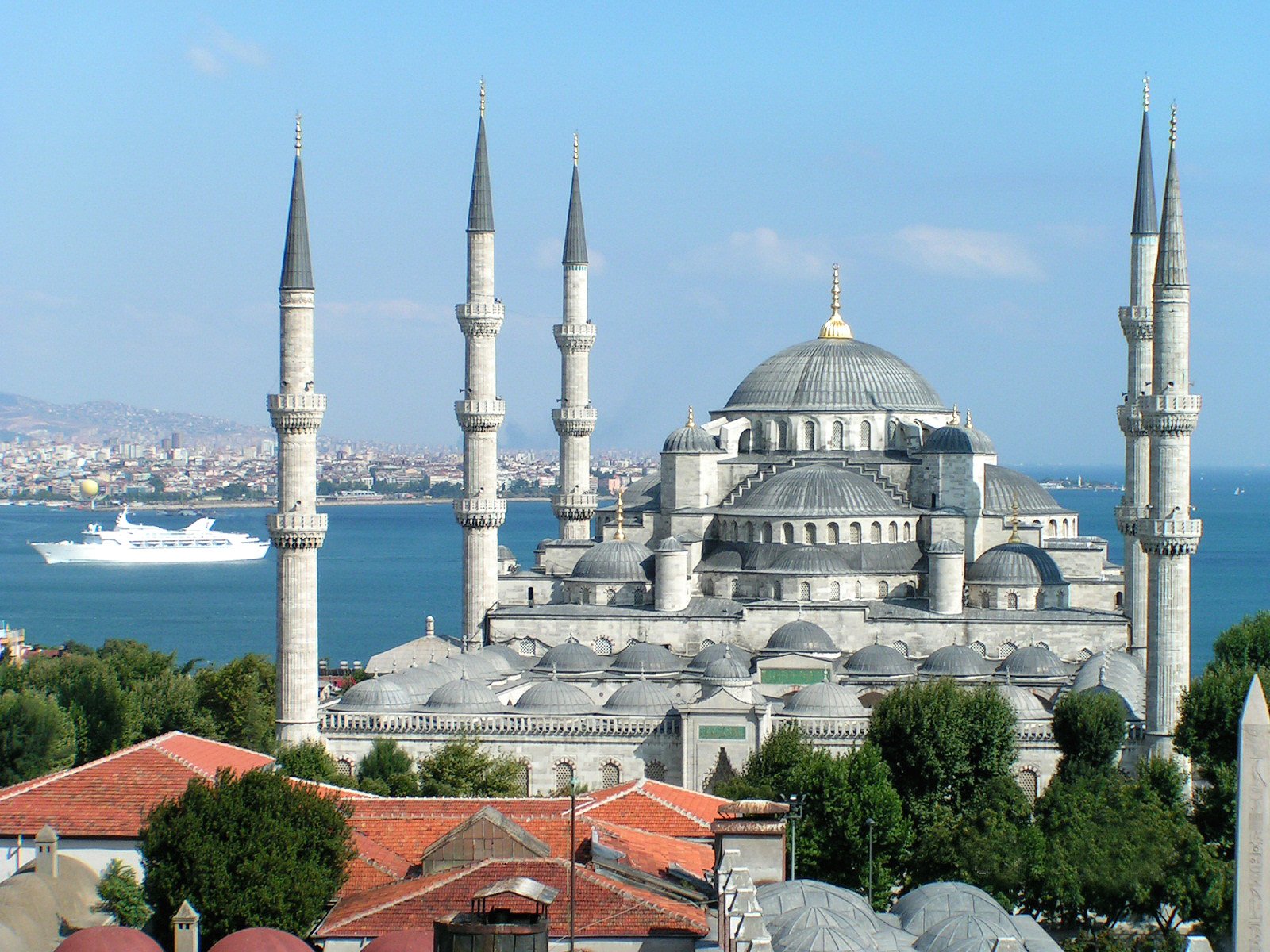
Mosquée du Sultan Ahmed à Istanbul (1609-1617)
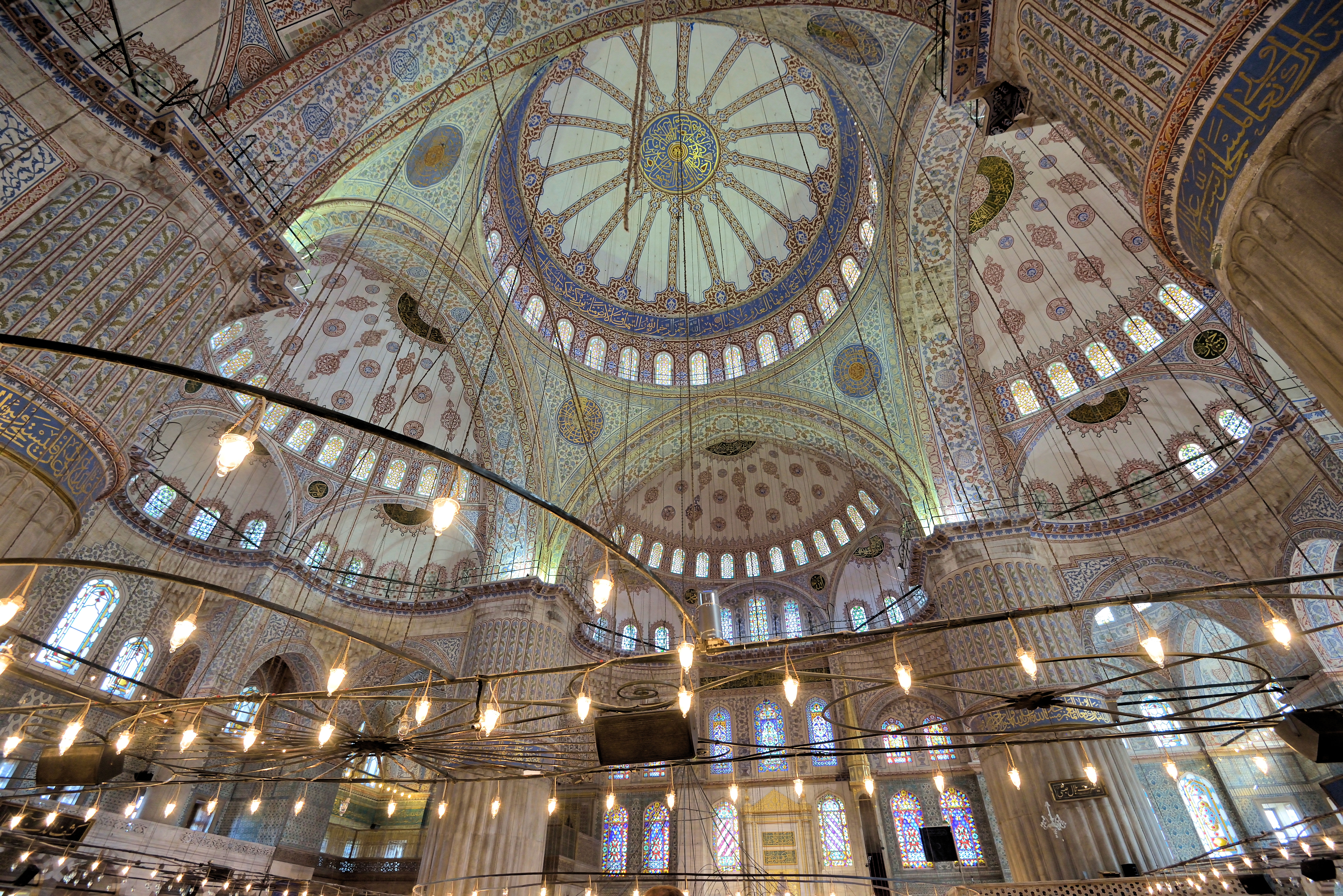
Intérieur de la mosquée Sultan Ahmed
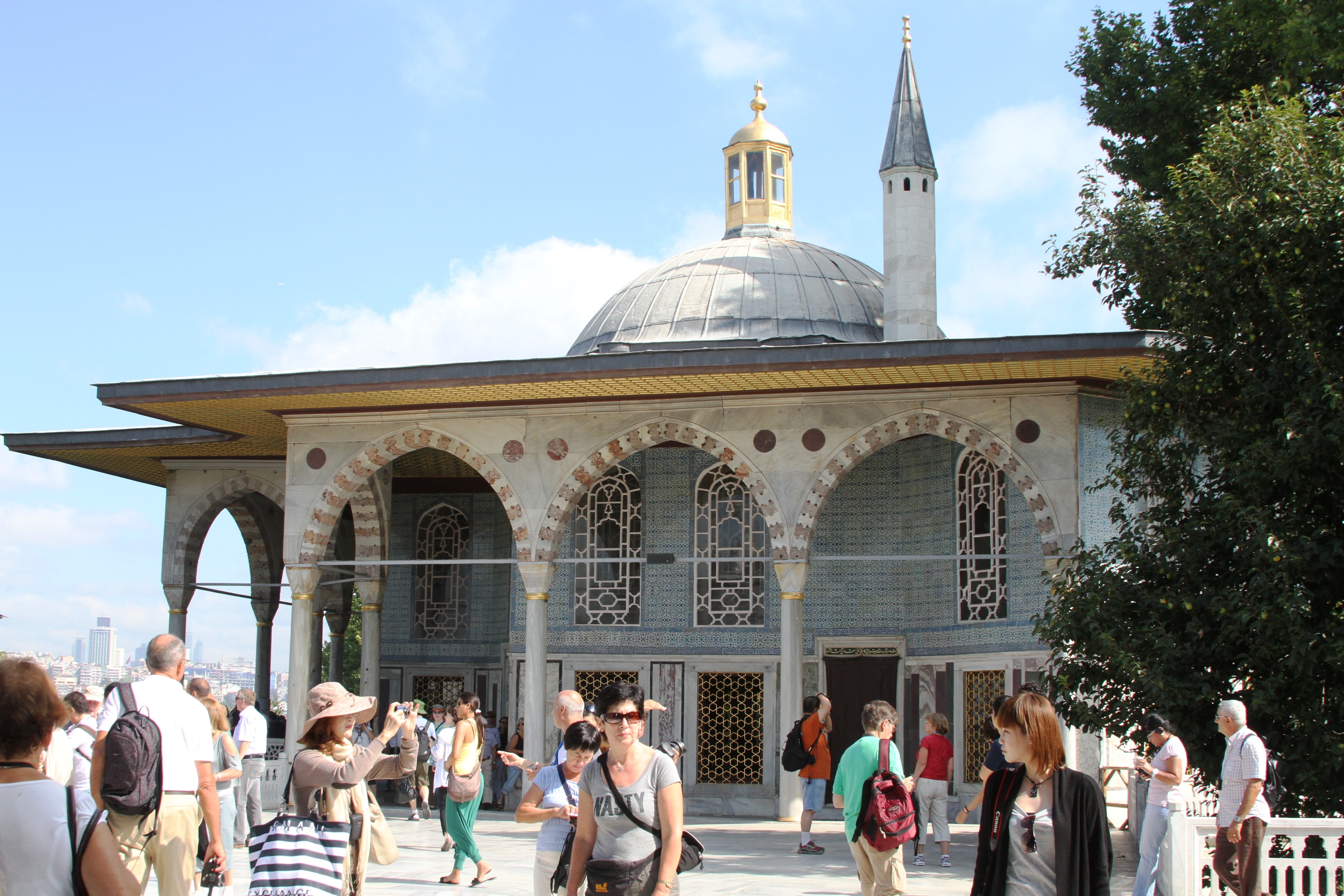
Kiosque de Bagdad au palais de Topkapı (1639)
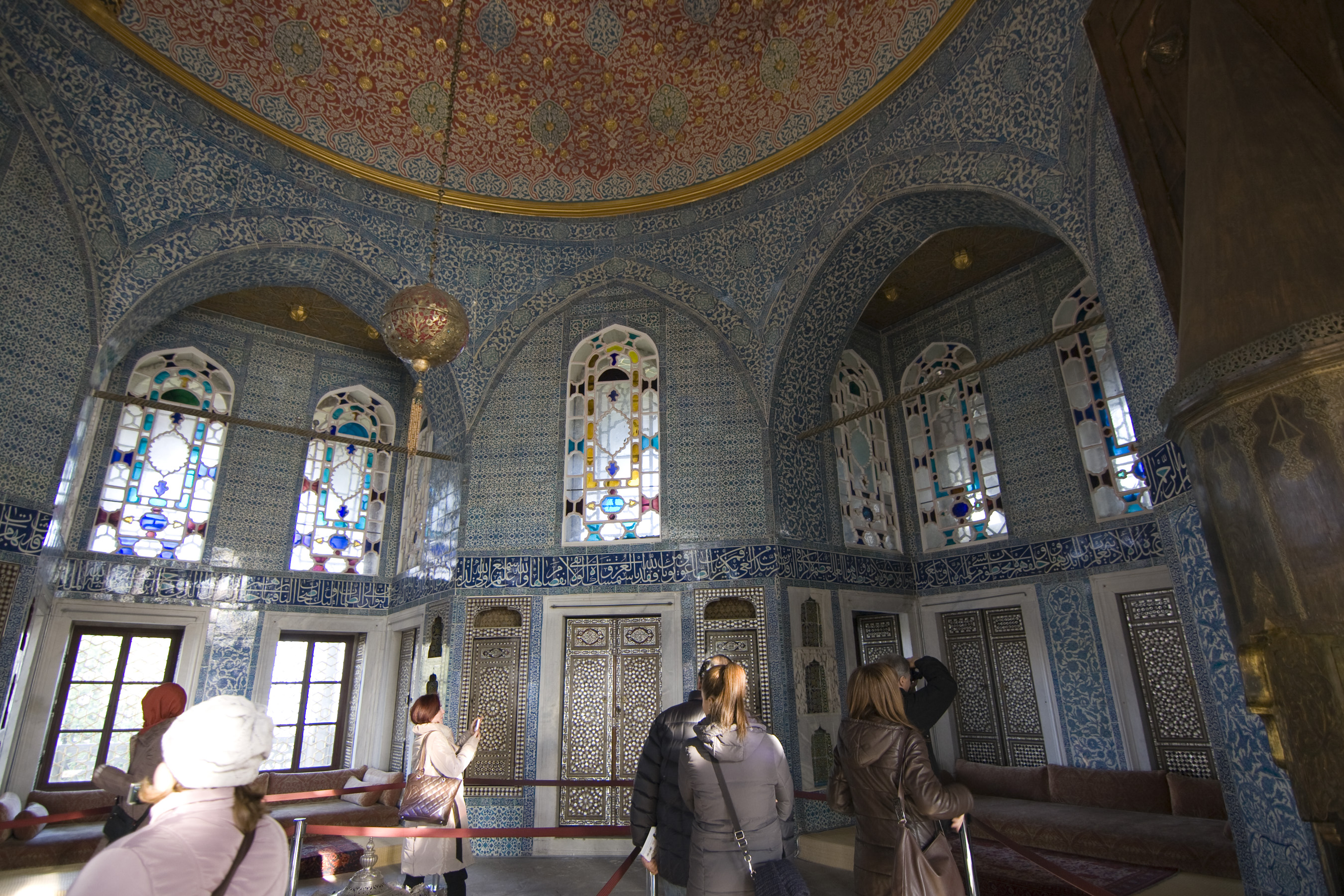
Intérieur du kiosque de Bagdad
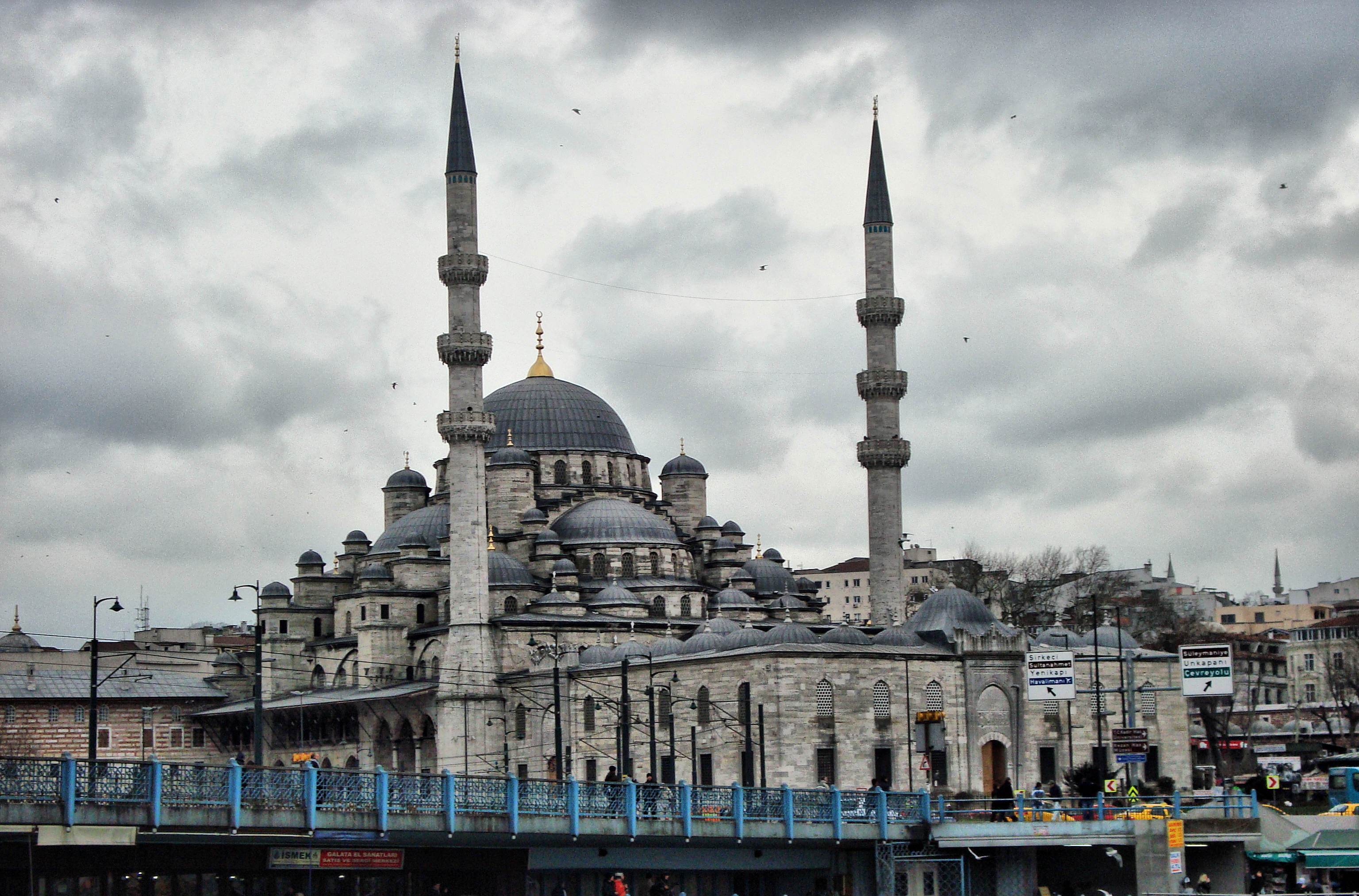
Nouvelle mosquée (Yeni Cami) à Istanbul (achevée en 1663)
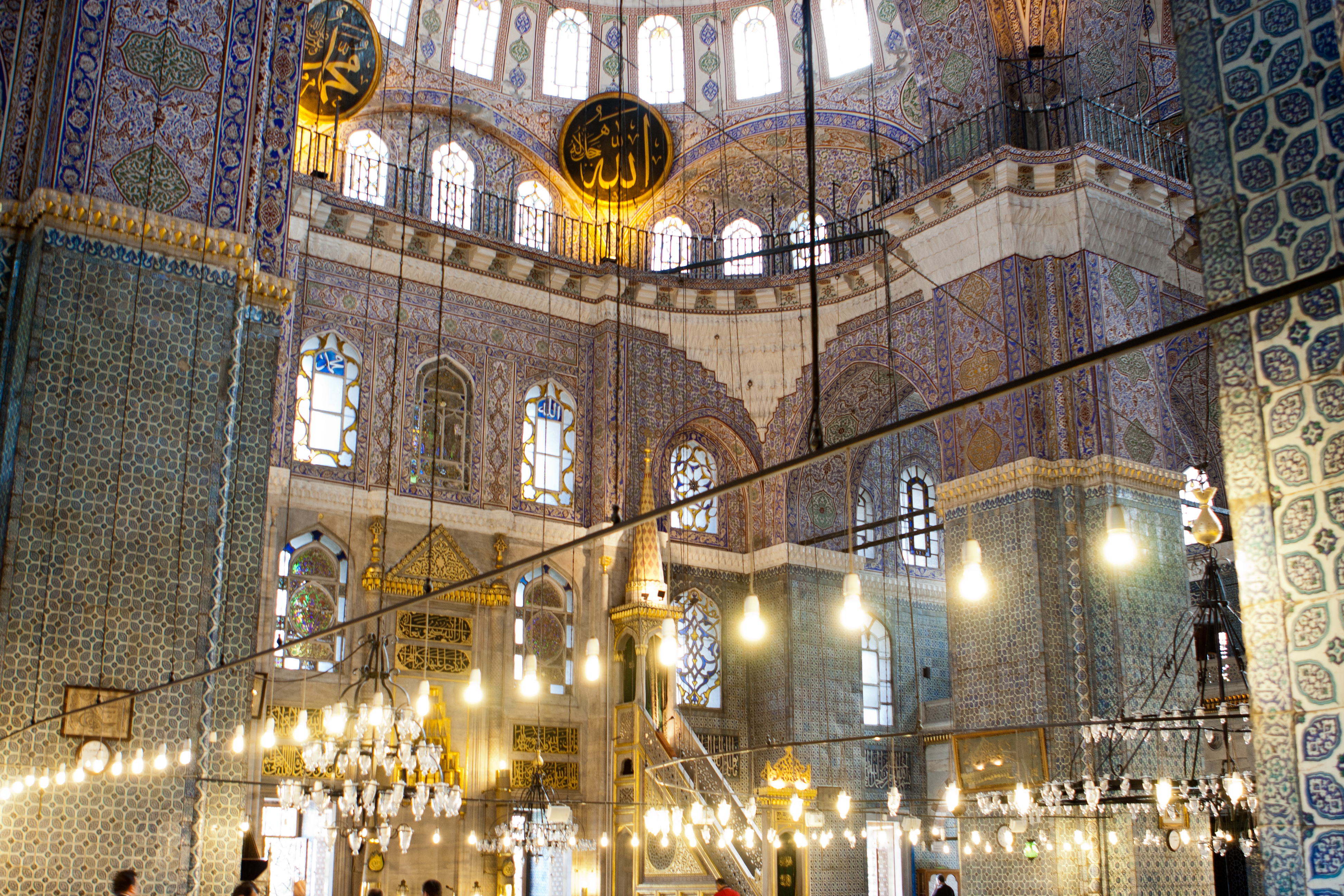
Intérieur de la nouvelle mosquée
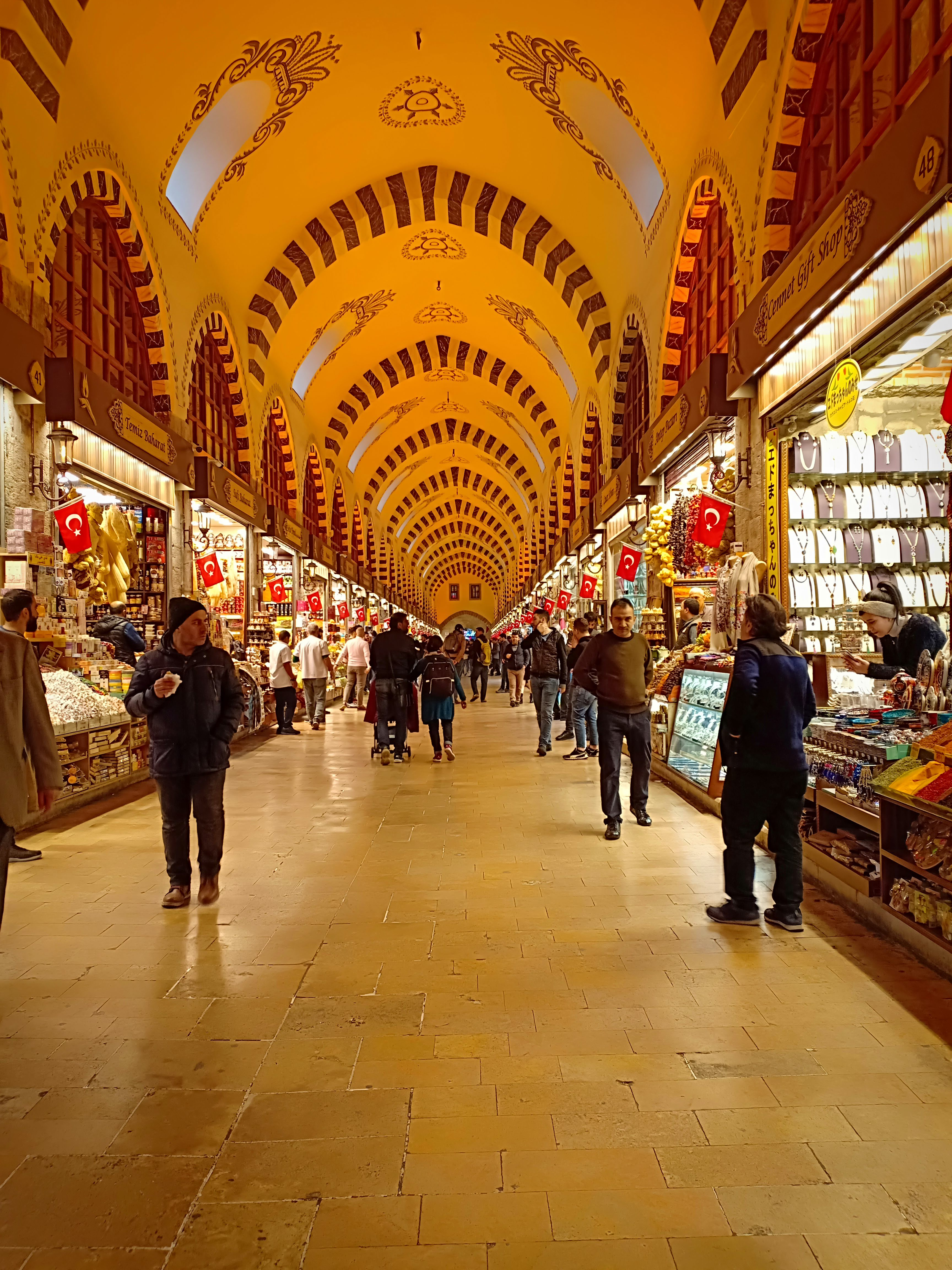
Bazar égyptien (bazar aux épices) à Istanbul, construit dans le cadre du complexe de la nouvelle mosquée
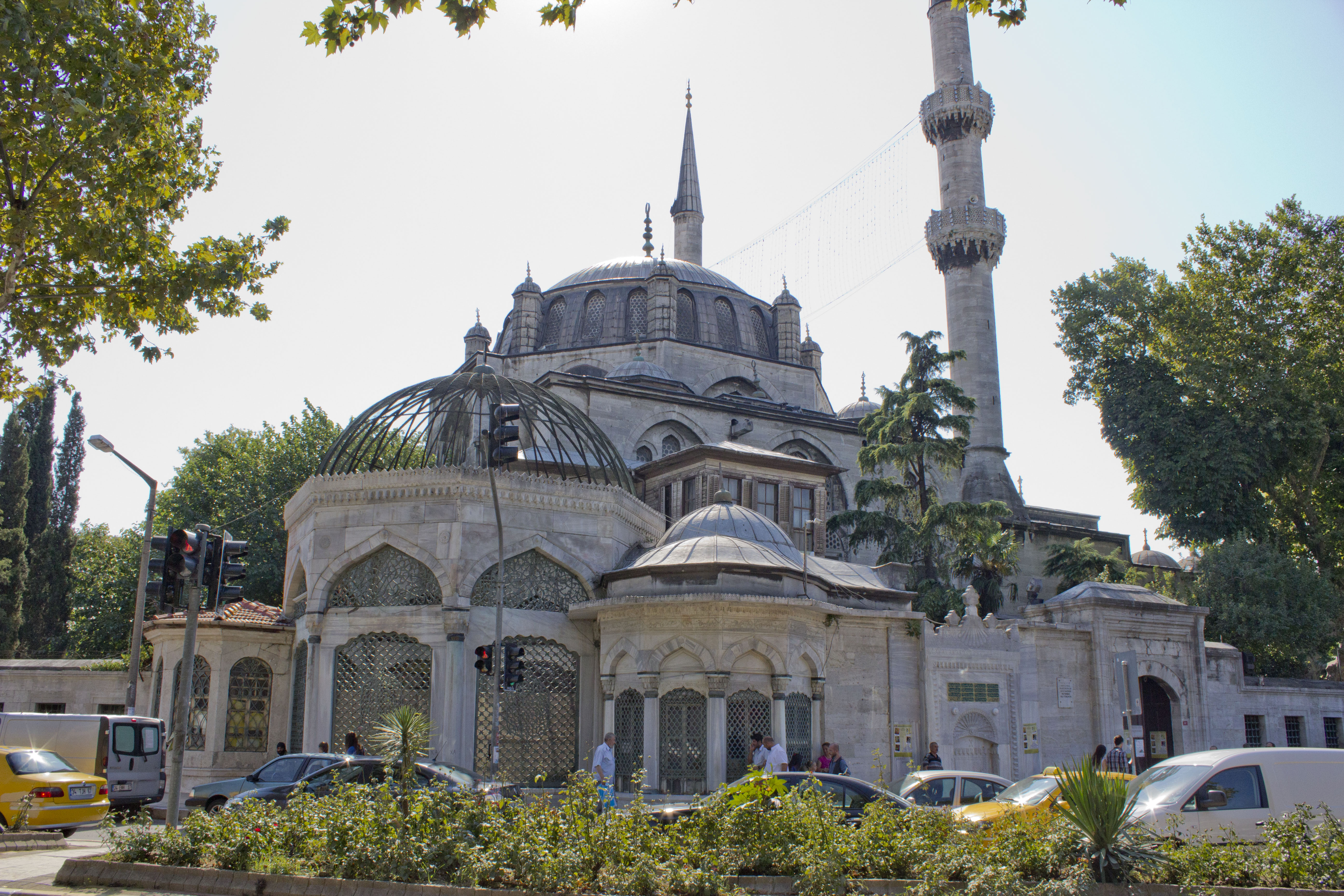
Complexe de la mosquée Yeni Valide à Üsküdar (1708–1711)
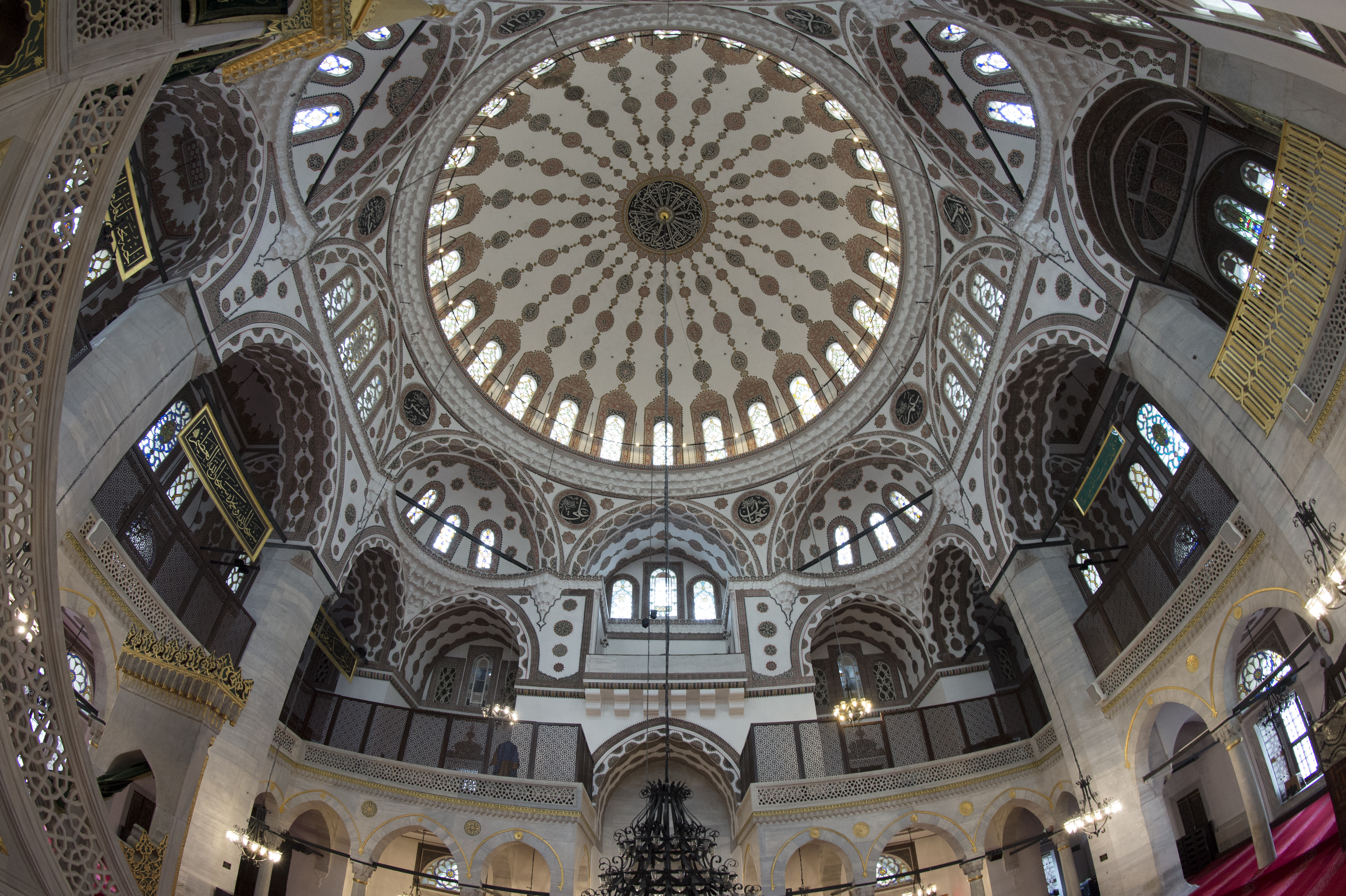
Plafond de la mosquée Yeni Valide

## Période des tulipes et débutXVIIIesiècle
À partir du XVIIIe siècle, les influences européennes ont été introduites dans l'architecture ottomane alors que l'Empire ottoman lui-même devenait plus ouvert aux influences extérieures. Le terme « baroque » est parfois appliqué plus largement à l'art et à l'architecture ottomans du XVIIIe siècle, y compris la période des tulipes,. En termes plus spécifiques, cependant, la période postérieure au XVIIe siècle est marquée par plusieurs styles différents,. Le début du règne d'Ahmed III en 1703 a vu la cour royale revenir à Istanbul après une longue période de résidence à Edirne à la fin du XVIIe siècle. Ünver Rüstem déclare que les constructions des premières années du règne d'Ahmed III démontrent que le nouveau style "Tulip Period" existait déjà à ce moment-là. La période historique connue sous le nom de « période des tulipes » ou « ère des tulipes » est considérée comme ayant commencé en 1718, après le traité de Passarowitz, et a duré jusqu'aux révoltes de Patrona Halil de 1730, lorsque Ahmed III a été renversé. Le traité a officialisé les pertes territoriales ottomanes mais a également initié une période de paix. Il a inauguré une nouvelle ère d'échanges interculturels croissants et de curiosité entre l'Empire ottoman et l'Europe occidentale. La période a vu une influence significative du style rococo français (partie du style baroque plus large) qui a émergé à cette époque sous le règne de Louis XV. En 1720, une ambassade ottomane dirigée par Yirmisekiz Çelebi Mehmed Efendi fut envoyée à Paris et à son retour en 1721, elle rapporta des rapports et des illustrations du style baroque français qui fit forte impression à la cour du sultan,,,. En plus des influences européennes, la décoration de la période des tulipes a également été influencée par l'art et l'architecture safavides à l'est,.

### Architecture du palais d'Ahmed III

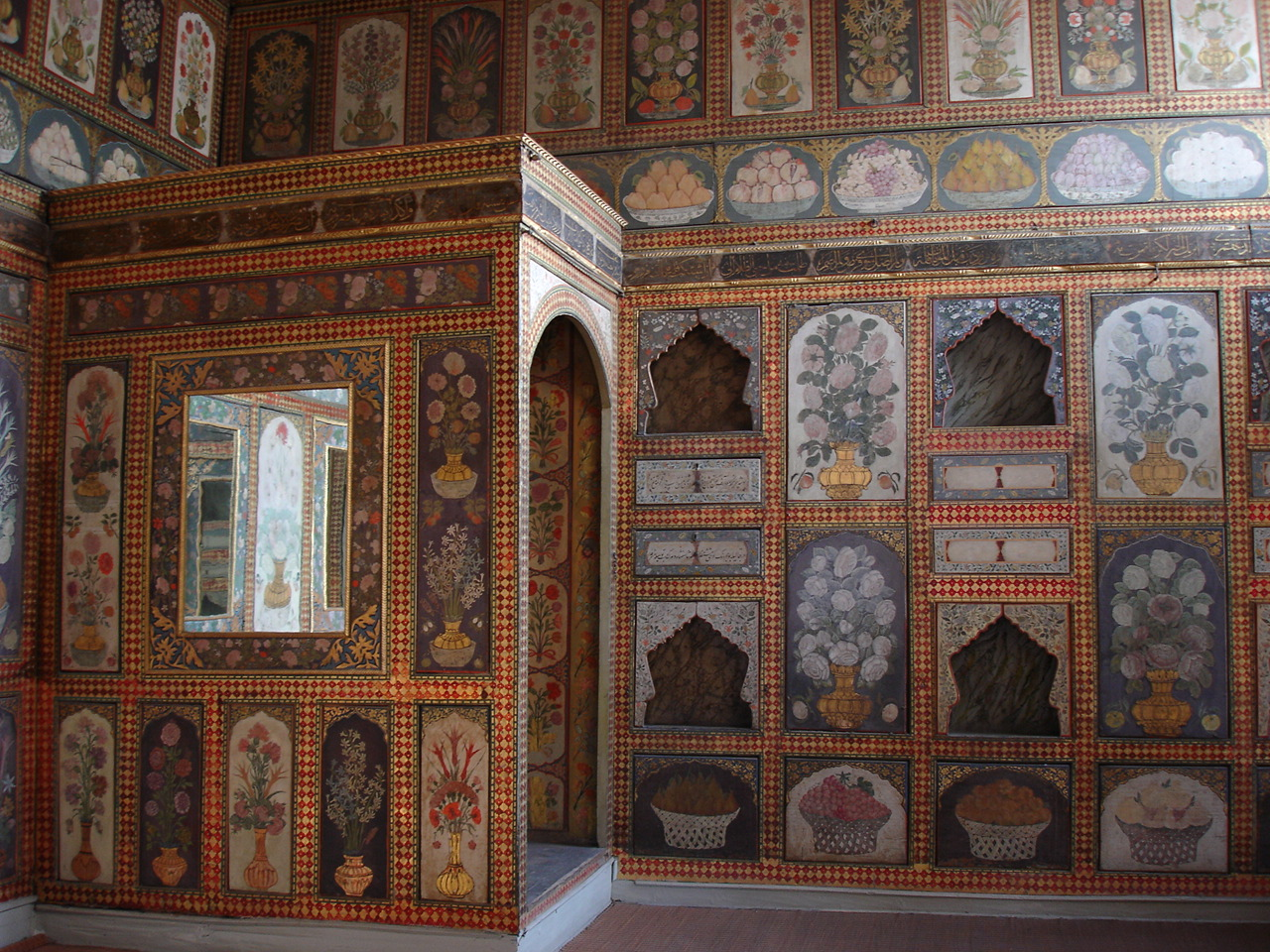
La salle des fruits du harem du palais de Topkapı (1705)

En 1705, peu de temps après le retour d'Ahmed III à la cour royale d'Istanbul, une nouvelle salle à manger fut ajoutée au harem du palais de Topkapi à côté de la chambre de Mourad III et de la chambre d'Ahmed Ier. Connue aujourd'hui sous le nom de "salle des fruits ", la pièce se distingue par son imagerie de vases à fleurs et de coupes de fruits peintes sur des panneaux de bois. Alors que les motifs floraux étaient bien établis dans l'art et la décoration ottomans avant cela, ces peintures se distinguaient des exemples précédents par leur naturalisme. Cela reflétait une influence des modes de représentation dans l'art européen contemporain. Ahmed III a également construit une bibliothèque dans la troisième cour du palais de Topkapı (à l'intérieur de l'école Enderun) qui a été achevée en 1719, juste avant l'ambassade de Yirmisekiz à Paris. Il est construit dans le style classique tardif, mais certains de ses détails préfigurent la fin du style classique, comme l'absence de pendentifs dans les angles des dômes et le style des fenêtres. La construction de structures de bibliothèques autonomes était elle-même une nouvelle tendance influencée par les idées européennes, car les Ottomans ne construisaient traditionnellement des bibliothèques que comme éléments secondaires attachés à des complexes religieux. La bibliothèque Köprülü construite en 1678 était la première du genre, tandis que d'autres premiers exemples datent du règne d'Ahmed III.

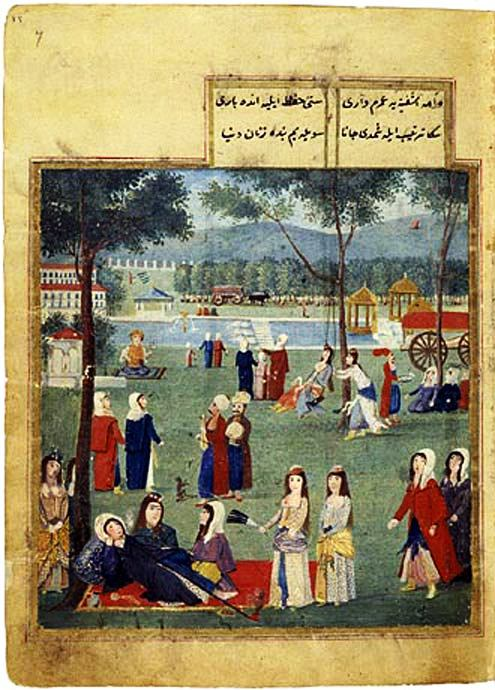
Illustration dans le Zenanname montrant des femmes aux jardins de Sadâbâd, avec le canal et les pavillons en arrière-plan

L'une des créations les plus importantes de la période des tulipes fut le palais Sadâbâd, un nouveau palais d'été conçu et construit par Damat Ibrahim Pacha en 1722-1723 pour Ahmed III. Il était situé à Kâğıthane, une zone rurale à la périphérie de la capitale avec de petites rivières qui se jettent dans l'entrée de la Corne d'Or. Le parc du palais comprenait un long canal bordé de marbre, le Cedval-i Sim, autour duquel se trouvaient des jardins, des pavillons et des appartements de palais dans un cadre paysager. Cette conception globale s'inspirait probablement des palais de plaisance français à la suite des rapports de Yirmisekiz sur Paris et Versailles. Le bâtiment principal du palais appartenant au sultan lui-même se composait d'un seul bloc, ce qui était peut- être la première fois qu'un palais ottoman fut conçu comme celui-ci, contrairement aux multiples pavillons et cours du palais de Topkapı. En plus de son propre palais, cependant, le sultan a encouragé les membres de sa cour à construire leurs propres pavillons séparés le long du canal. Les habitants d'Istanbul utilisaient également les environs comme terrain de loisirs pour des excursions et des pique-niques. Il s'agissait d'une nouvelle pratique dans la culture ottomane qui amenait le public à proximité de la demeure du souverain pour la première fois et elle a été notée par l'art et la littérature contemporains comme dans les poèmes de Nedîm et dans le Zenanname ("Livre des femmes") par Enderûnlu Fâzıl.
Durant les révoltes de Patrona Halil en 1730, les pavillons et les jardins des élites supérieures ont été détruits par des émeutiers mais le palais du sultan lui-même fut épargné. Celui-ci a été rénové par Selim III (1789–1807), reconstruit par Mahmoud II (1808–1839), avant d'être démoli par Abdülaziz (1861–1876) puis remplacé par le Palais Çağlayan. Des manoirs en bois ottomans ont continué à être construits sur les rives de la Corne d'Or et du Bosphore jusqu'au 20e siècle, bien qu'ils aient continué à être basés sur des modèles traditionnels d'architecture domestique ottomane.

### Fontaines et sebils d'époque des tulipes
Le point culminant du style de la période des tulipes est représenté par une série de fontaines monumentales autonomes qui ont été pour la plupart construites entre 1728 et 1732. L'eau a joué un rôle élargi dans l'architecture et le paysage urbain d'Istanbul pendant ladite période. Dans la première moitié du XVIIIe siècle, les infrastructures d'approvisionnement en eau d'Istanbul, y compris les aqueducs de la forêt de Belgrade, ont été rénovées et agrandies. En 1732, une importante structure de distribution d'eau, le taksim, a d'abord été construite sur ce qui est aujourd'hui la place Taksim. Les nouvelles fontaines étaient sans précédent dans l'architecture ottomane. Auparavant, les fontaines et les sebils n'existaient que comme éléments mineurs de grands complexes caritatifs ou comme shadirvans à l'intérieur des cours des mosquées. La fontaine Maidan, ou une fontaine autonome au centre d'une place de la ville, a été introduite pour la première fois à cette période. La première et la plus remarquable d'entre elles est la fontaine Ahmed III construite en 1728 à côté de Sainte-Sophie et devant la porte extérieure du palais de Topkapı. Elle se compose d'une structure carrée aux angles arrondis, surmontée d'un toit à cinq petits dômes et de très larges avant-toits en saillie sur les côtés de la structure. Chacune des quatre façades de la structure carrée comporte une fontaine murale, tandis que chacun des quatre angles arrondis est occupé par un sebil. L'eau était tirée d'une citerne à l'intérieur de la structure. Les murs extérieurs en pierre sont sculptés d'une très belle ornementation végétale et d'inscriptions calligraphiques. Des feuilles d'acanthe et d'autres motifs d'apparence baroque rococo sont sculptés sous les avant-toits en saillie du toit. La peinture a été appliquée pour mettre en évidence certains détails sculptés, une pratique devenue courante au XVIIIe siècle. Les courbes "S" et "C" de l'architecture baroque, qui devaient devenir populaires dans les années suivantes, font également une apparition précoce dans certains détails de la fontaine.
Une autre fontaine a été construite par Ahmed III la même année à Üsküdar, près de l'ancienne mosquée Mihrimah Sultan. Cette fontaine est une version légèrement simplifiée de la précédente et n'a pas les sebils d'angle, qui sont remplacés par des fontaines d'angle. Un exemple plus orné, cette fois construit par Mahmud Ier en 1732, est la fontaine de Tophane construite à côté de l'ancienne mosquée Kılıç Ali Pacha à Tophane. Plus au nord-est se trouve la fontaine Hekimoglu Ali Pacha, également construite en 1732, qui n'a que deux façades décorées avec des fontaines. D'autres exemples importants de fontaines et de sebils de la même année sont le Saliha Sultan Sebil dans le quartier d'Azapkapi et la fontaine Bereketzade située près de la tour de Galata.

Fontaines et sebiles de la période des tulipes
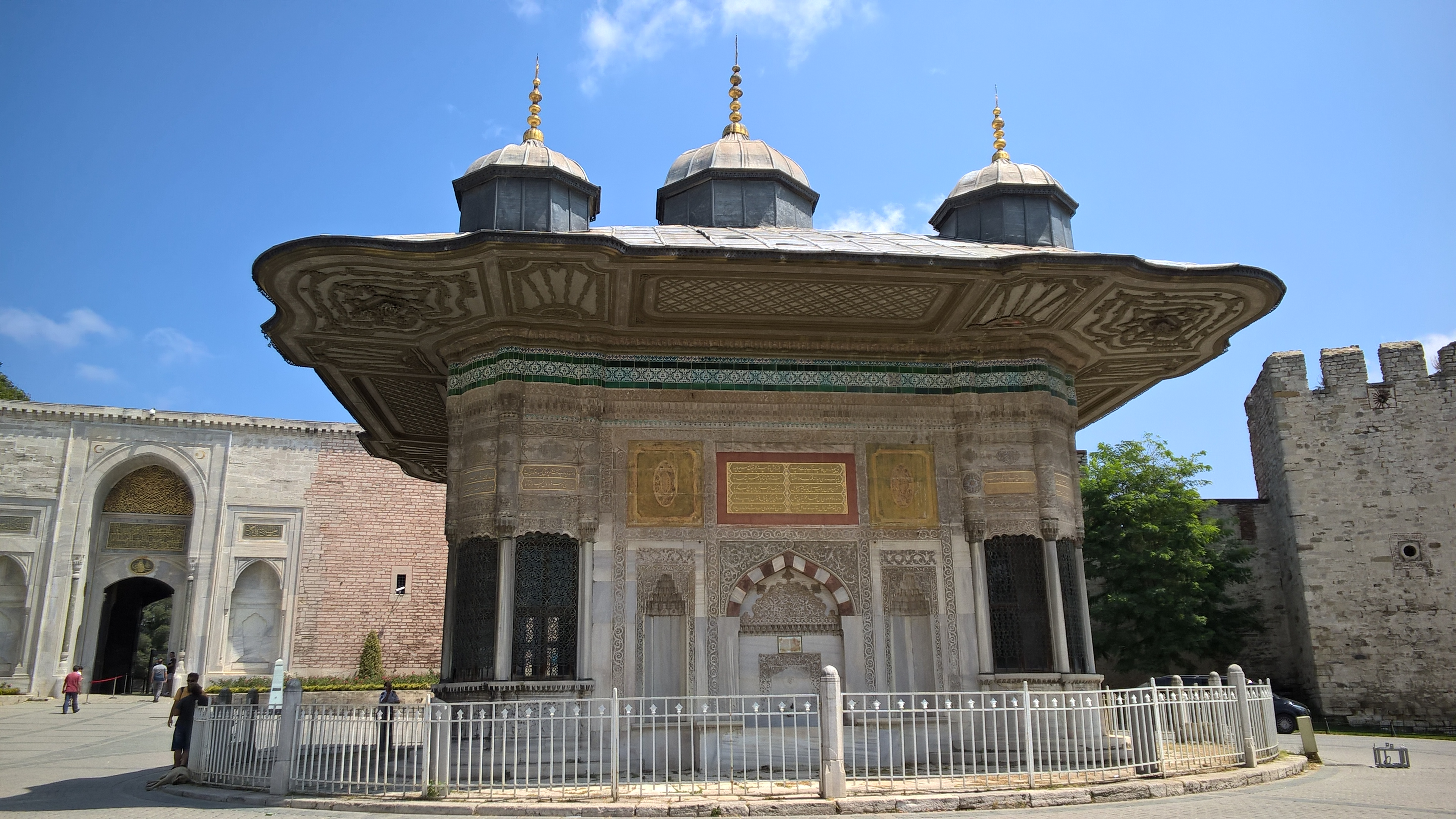
Fontaine Ahmed III près de Sainte-Sophie (1728)
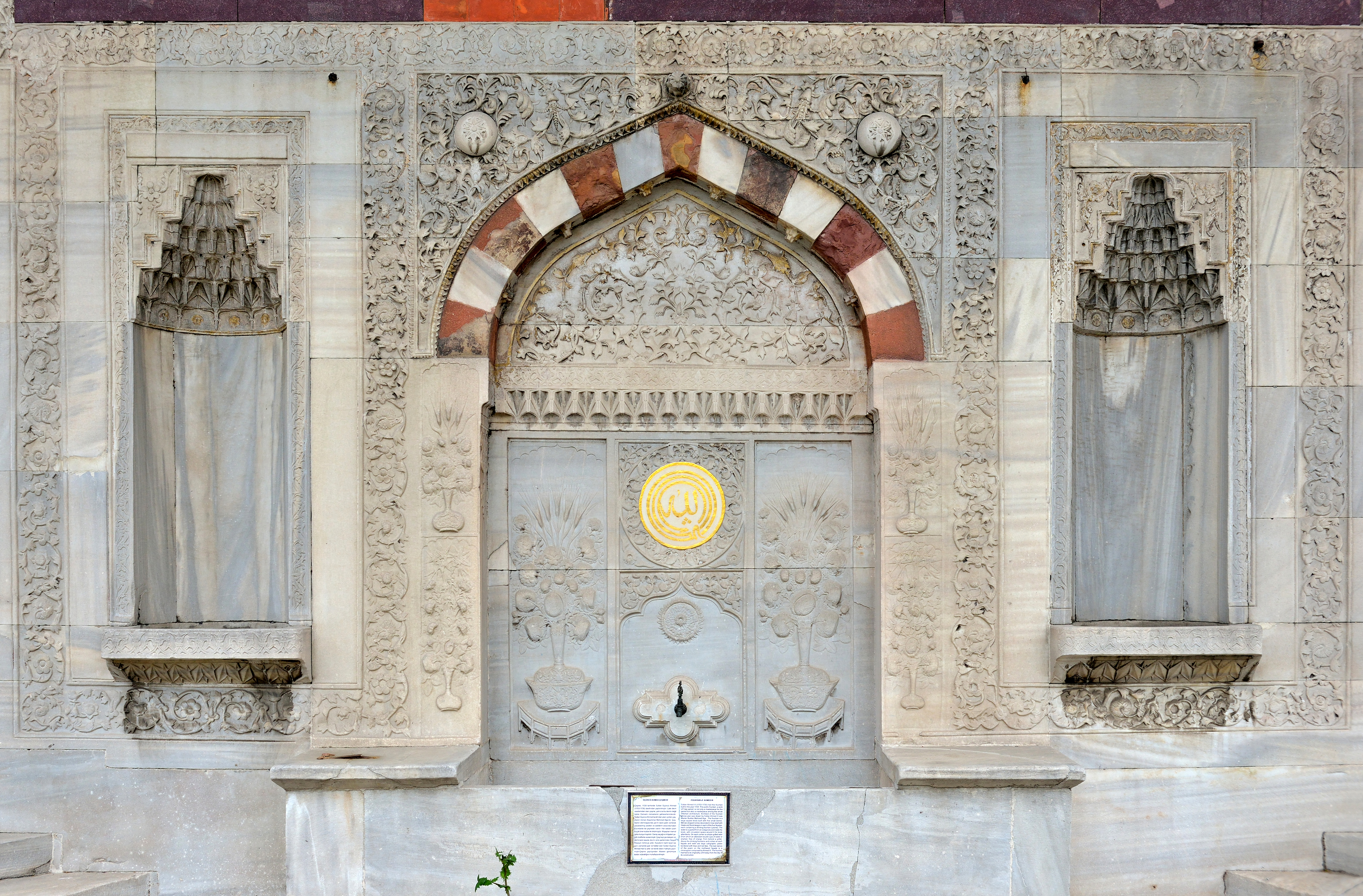
Détails de la fontaine Ahmed III
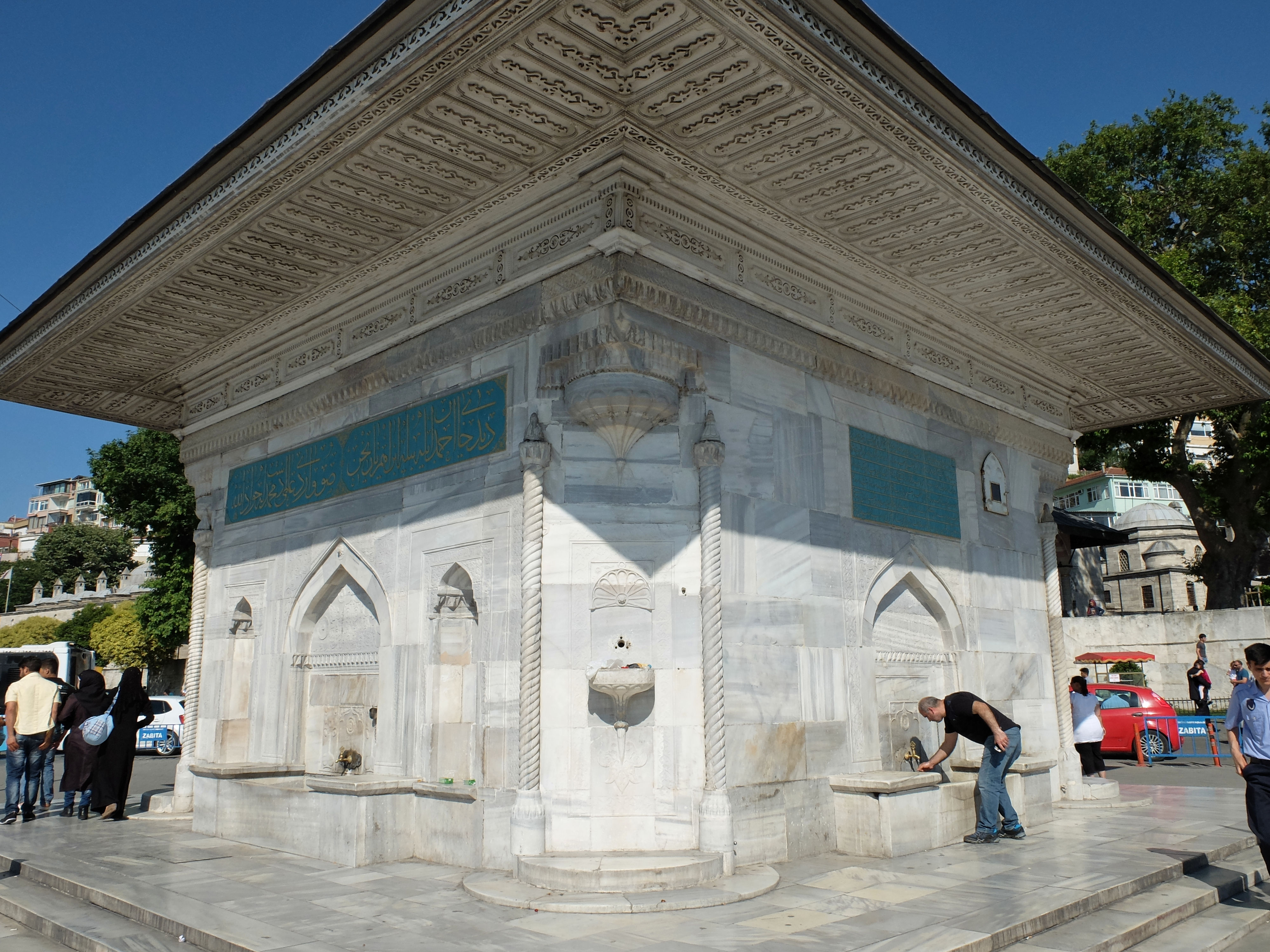
Fontaine Ahmed III à Üsküdar (1728)
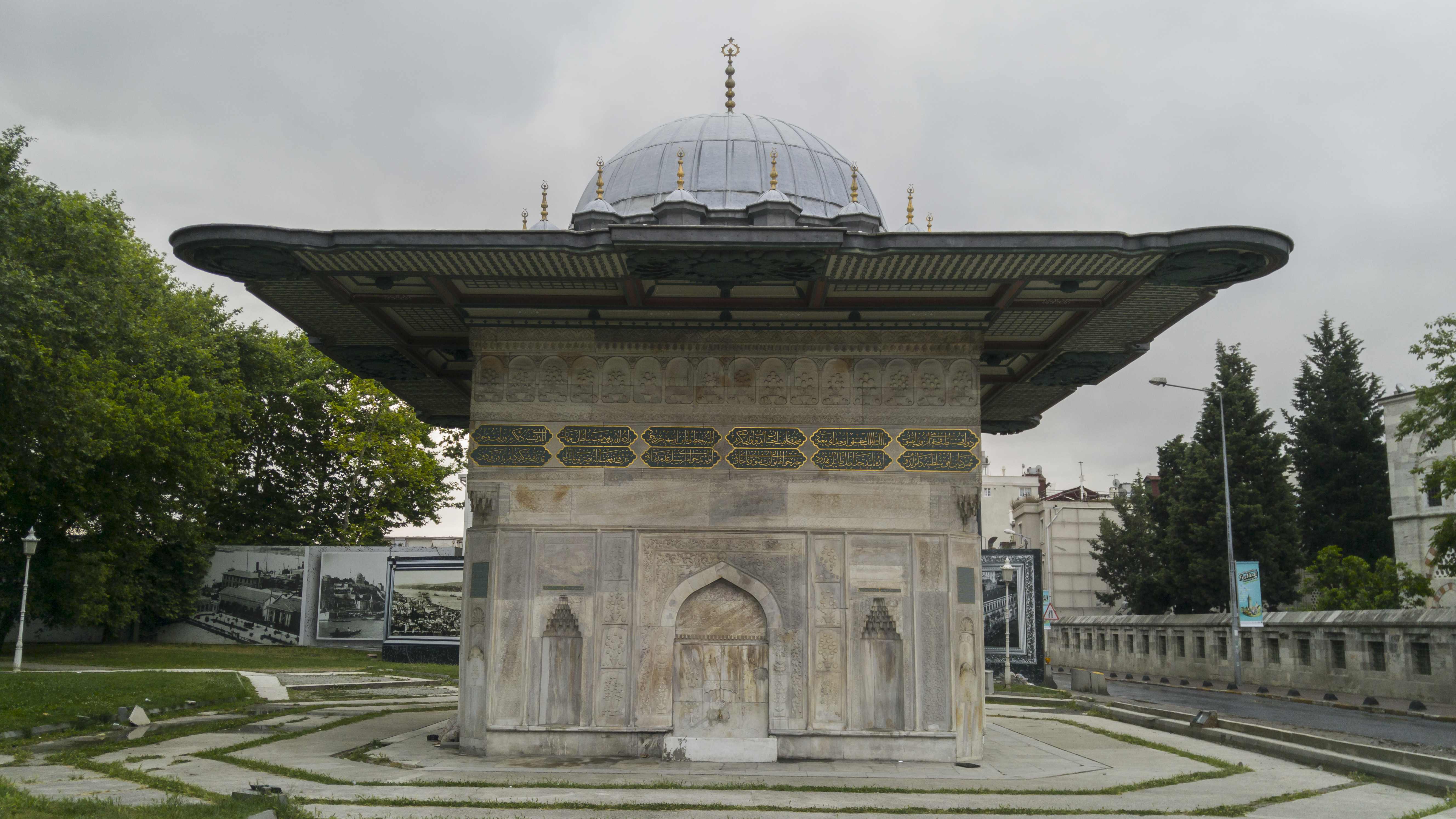
Fontaine Tophane de Mahmoud Ier (1732)
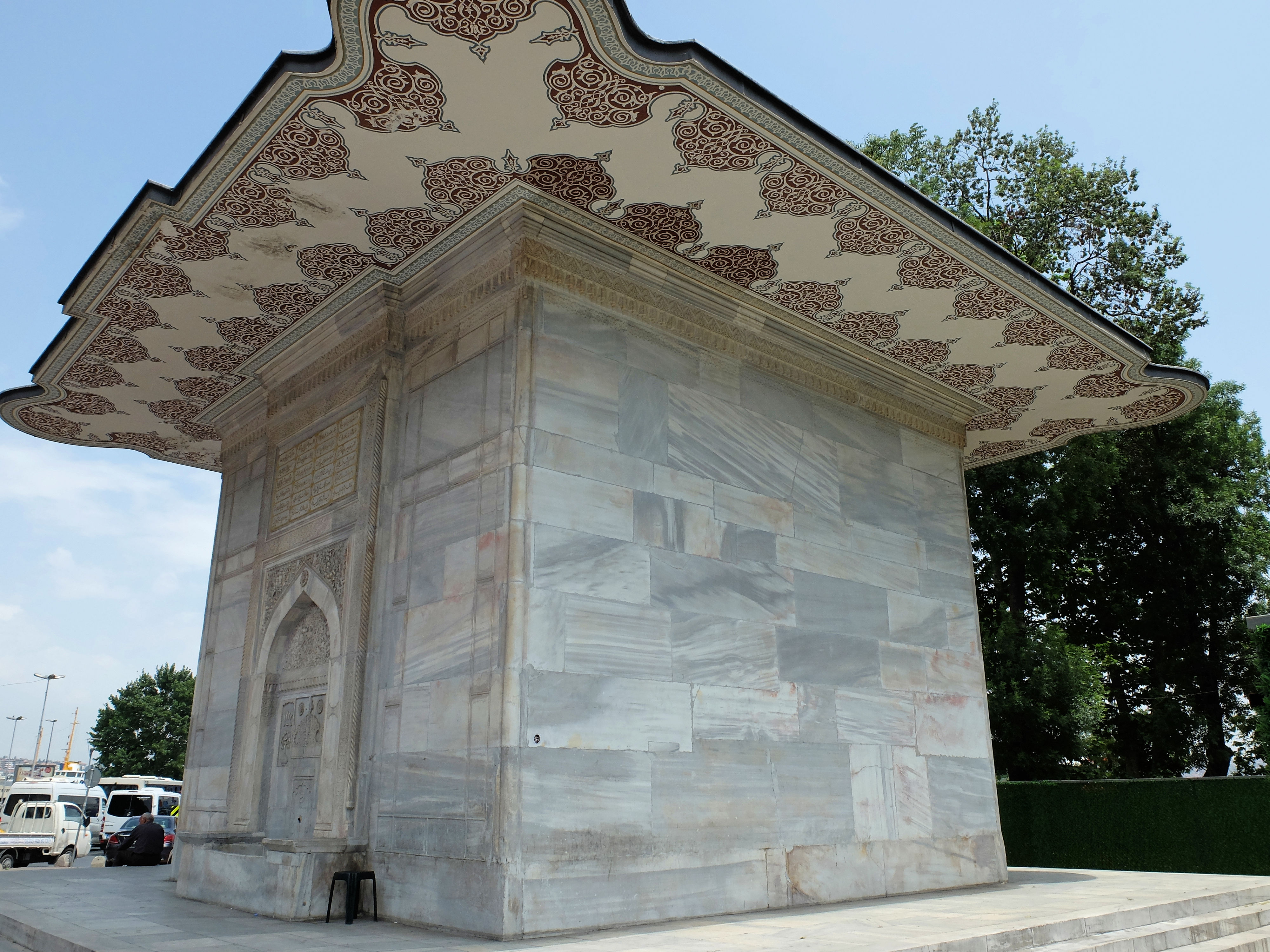
Fontaine Hekimoğlu Ali Pacha (1732)
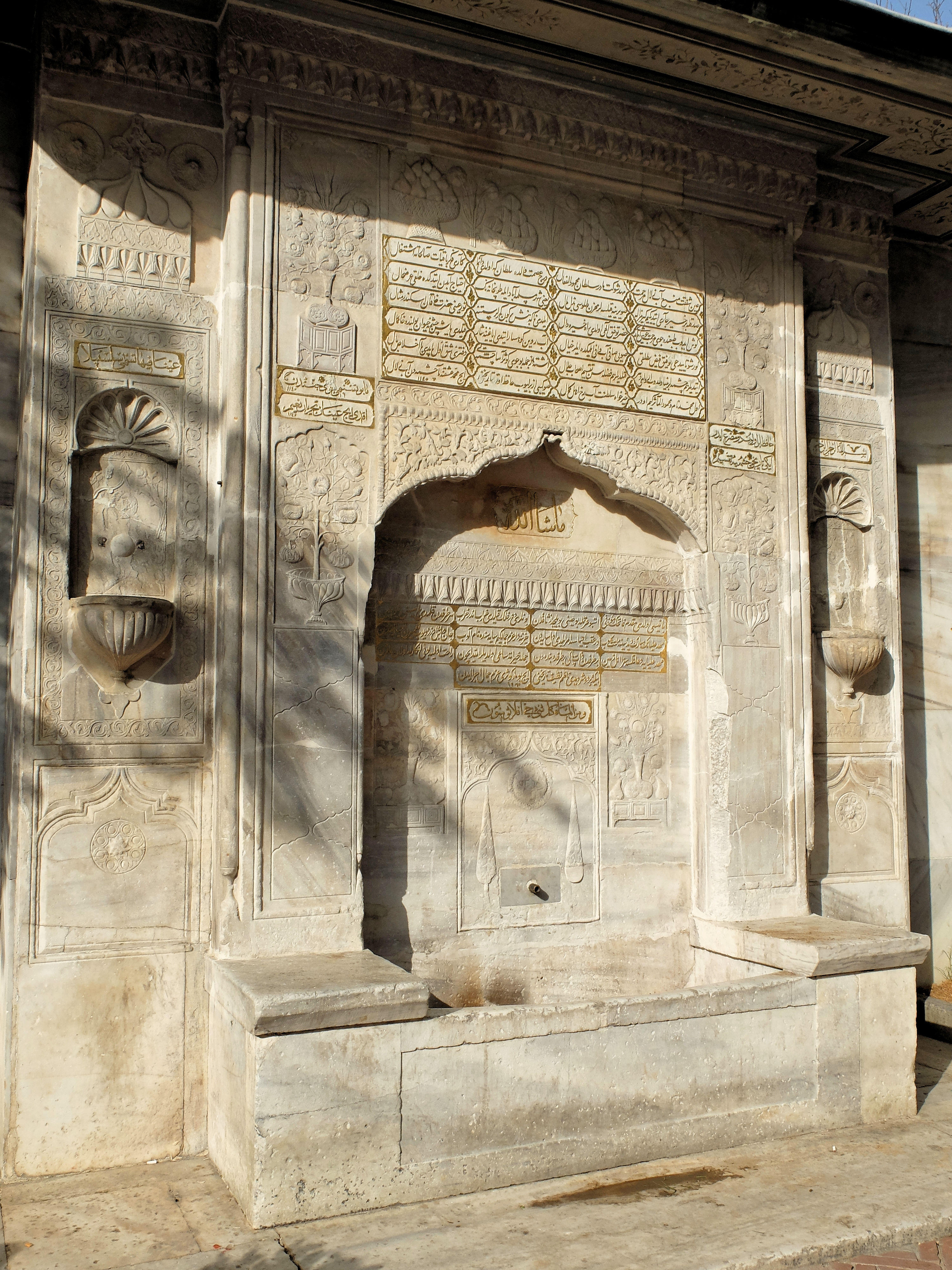
Fontaine Bereketsade (1732)
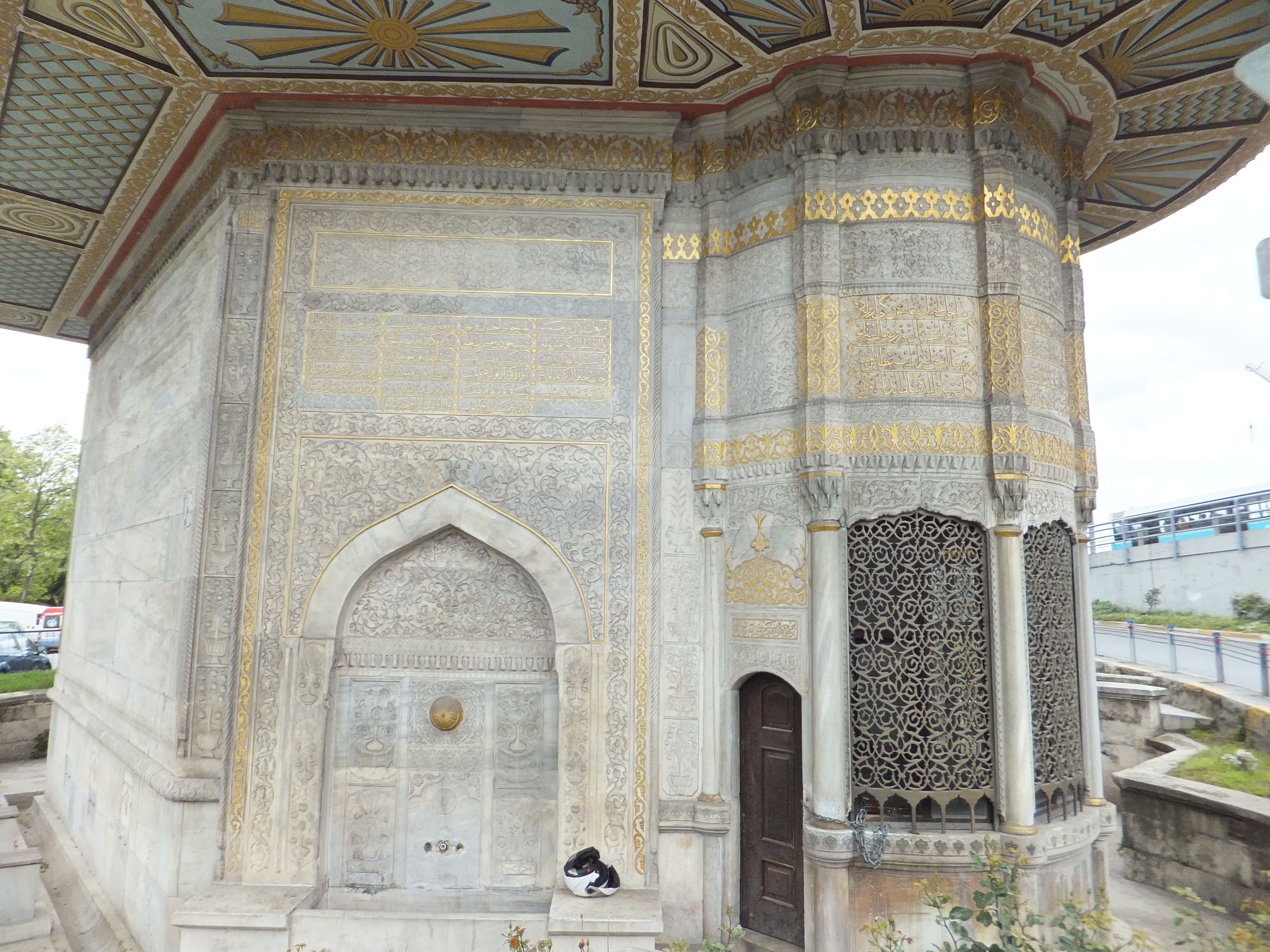
Saliha Sultan, Sebil et fontaine (1732)

### Ensembles religieux du début duXVIIIesiècle
Le complexe Damat Ibrahim Pacha, construit par le grand vizir d'Ahmed III en 1720 et situé près de la mosquée Şehzade, est l'un des complexes religieux les plus remarquables construits à cette époque. Il fonctionnait comme un darülhadis (école de hadiths) et comprend une bibliothèque, une petite mosquée et une salle de classe, des cellules étudiantes disposées autour d'une cour, un cimetière près de la rue et un sebil au coin de la rue. Le sebil présente certaines des meilleures ornementations de la période. Le même mécène a également construit la mosquée Ibrahim Pacha dans sa ville natale de Nevşehir en 1726. La mosquée est encore principalement de forme classique, à l'exception de certains détails tels que les contreforts inhabituellement minces autour de l'extérieur du dôme. Le style de la période des tulipes a également influencé l'architecture du complexe de la mosquée Rızvaniye (1721-1722), l'un des complexes religieux les plus célèbres d'Urfa, qui a été construit à côté de la piscine Balıklıgöl. Le complexe est connu pour le long portique décoratif qui s'étend le long de la piscine et s'ouvre sur la madrasa du complexe. Les détails appartenant le plus clairement à la période des tulipes sont la décoration florale de la porte de la mosquée et son mihrab.

Le dernier monument majeur de l'étape de la période des tulipes dans l'architecture ottomane est le complexe de la mosquée Hekimoğlu Ali Pacha achevé en 1734-1735 et parrainé par Hekimoğlu Ali Pacha. Cette mosquée reflète une forme classique globale et est très similaire à la mosquée voisine de Cerrah Pacha (fin du XVIe siècle), mais l'agencement flexible des différents composants du complexe autour d'un enclos de jardin est plus parlant des nouveaux changements dans les goûts. Par exemple, la porte principale du complexe est surmontée d'une bibliothèque, une caractéristique qui aurait été inhabituelle dans les périodes antérieures. Il possède également un sebil richement orné placé en coin de rue, à côté de la tombe du fondateur. L'intérieur de la mosquée est éclairé et décoré de carreaux des fours de Tekfursaray, qui étaient de moindre qualité que ceux de la période antérieure d'Iznik. Un groupe de carreaux est peint avec une illustration de la Grande Mosquée de La Mecque, élément décoratif dont il existe de nombreux exemples de cette époque. 

Complexes religieux du début du XVIIIème siècle
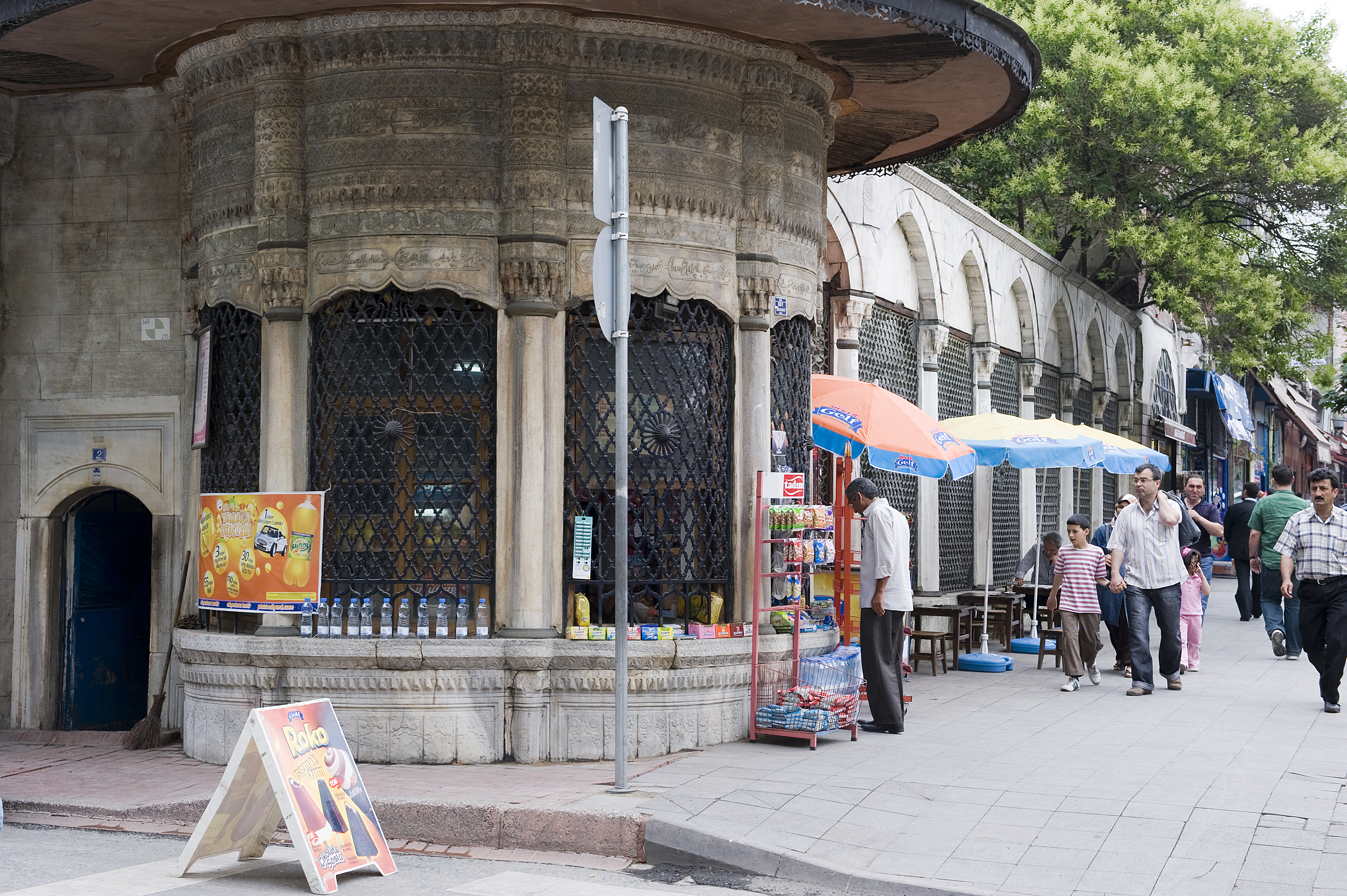
Sebil du complexe Damat Ibrahim Pacha à Istanbul (1720)
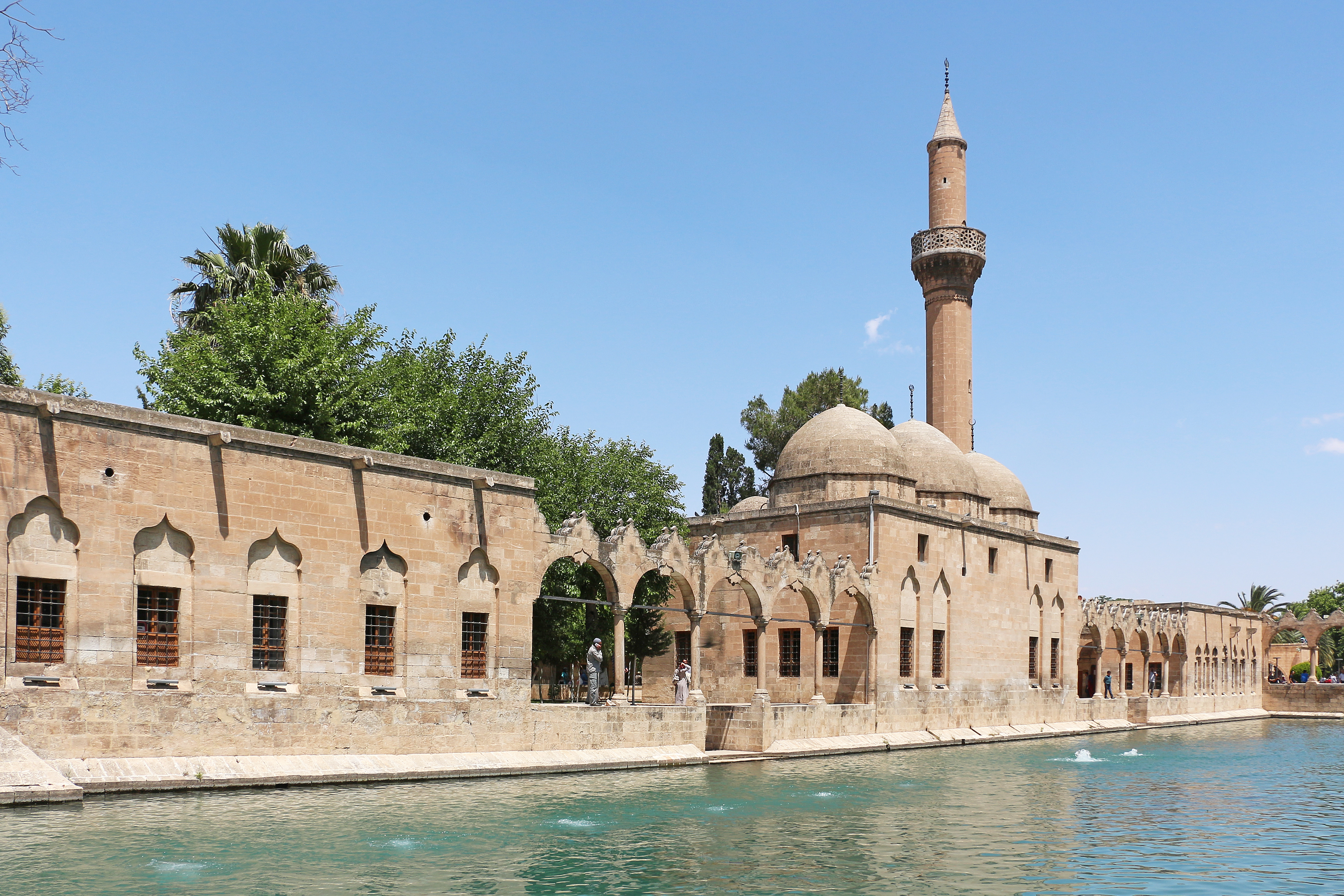
Complexe de la mosquée Rızvaniye à Urfa (1721–1722)
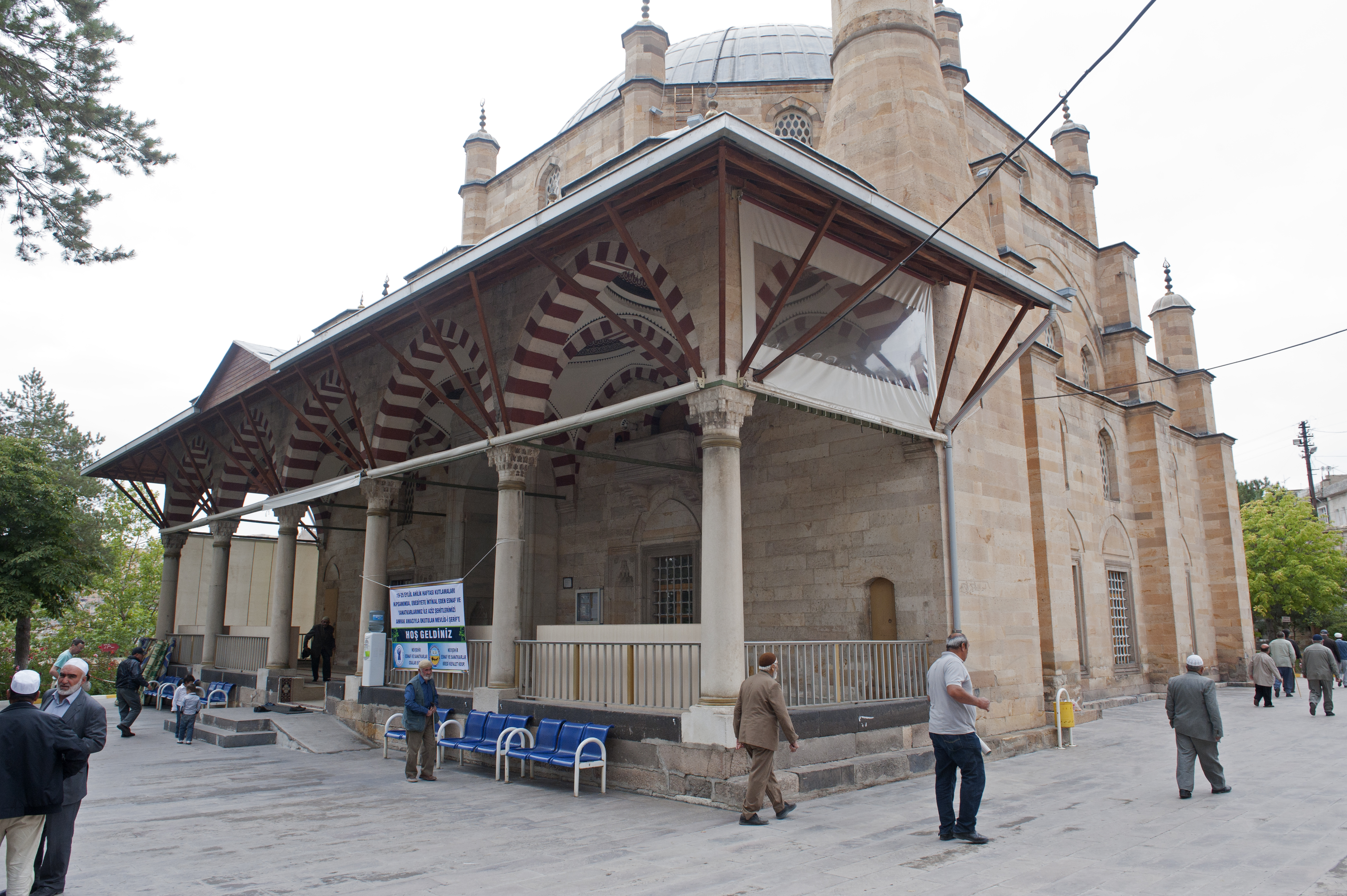
Mosquée Damat Ibrahim Pacha à Nevşehir (1726)
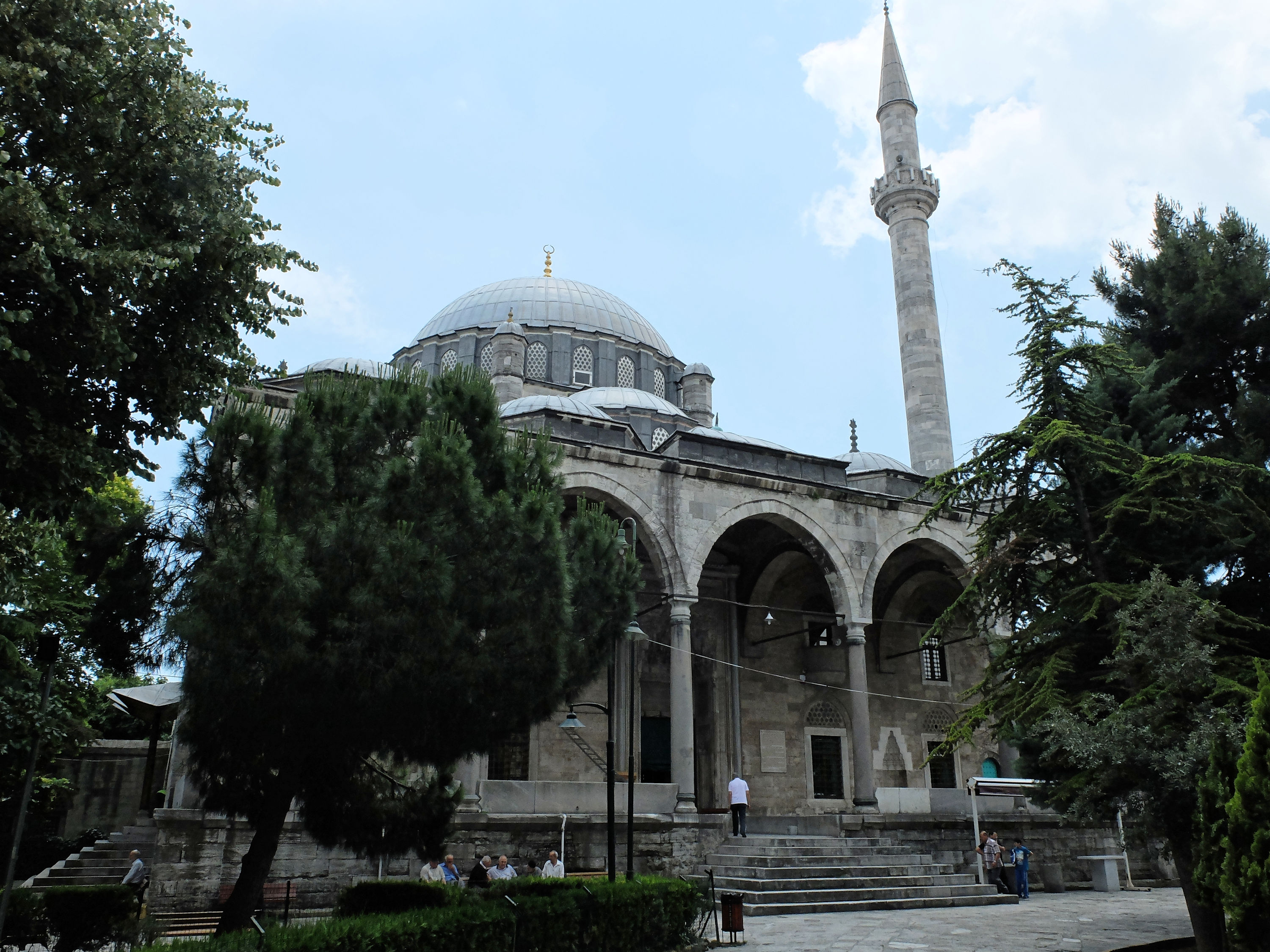
Mosquée Hekimoğlu Ali Pacha à Istanbul (1734)
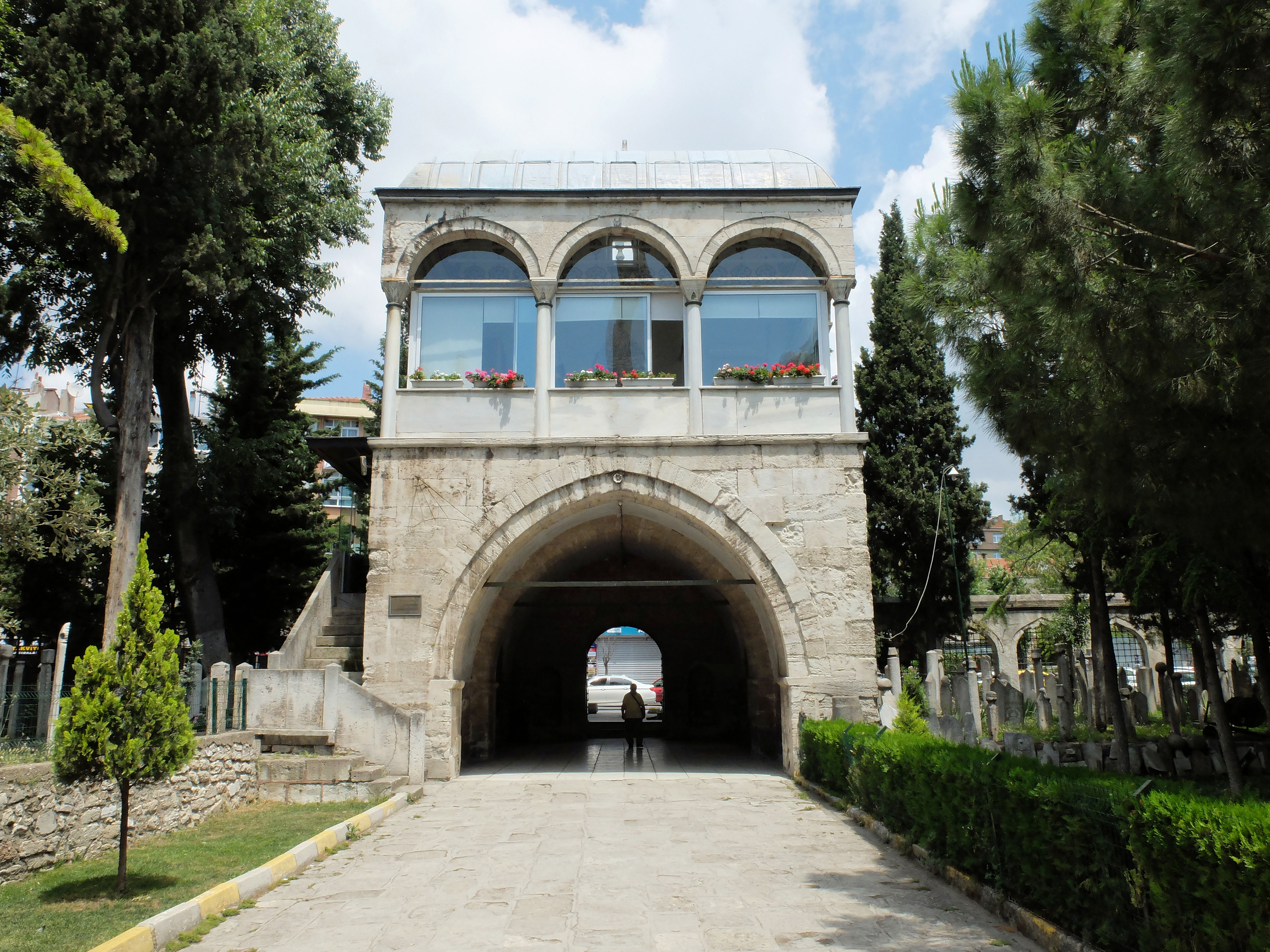
Bibliothèque construite au-dessus de la porte du complexe de la mosquée Hekimoğlu Ali Pacha
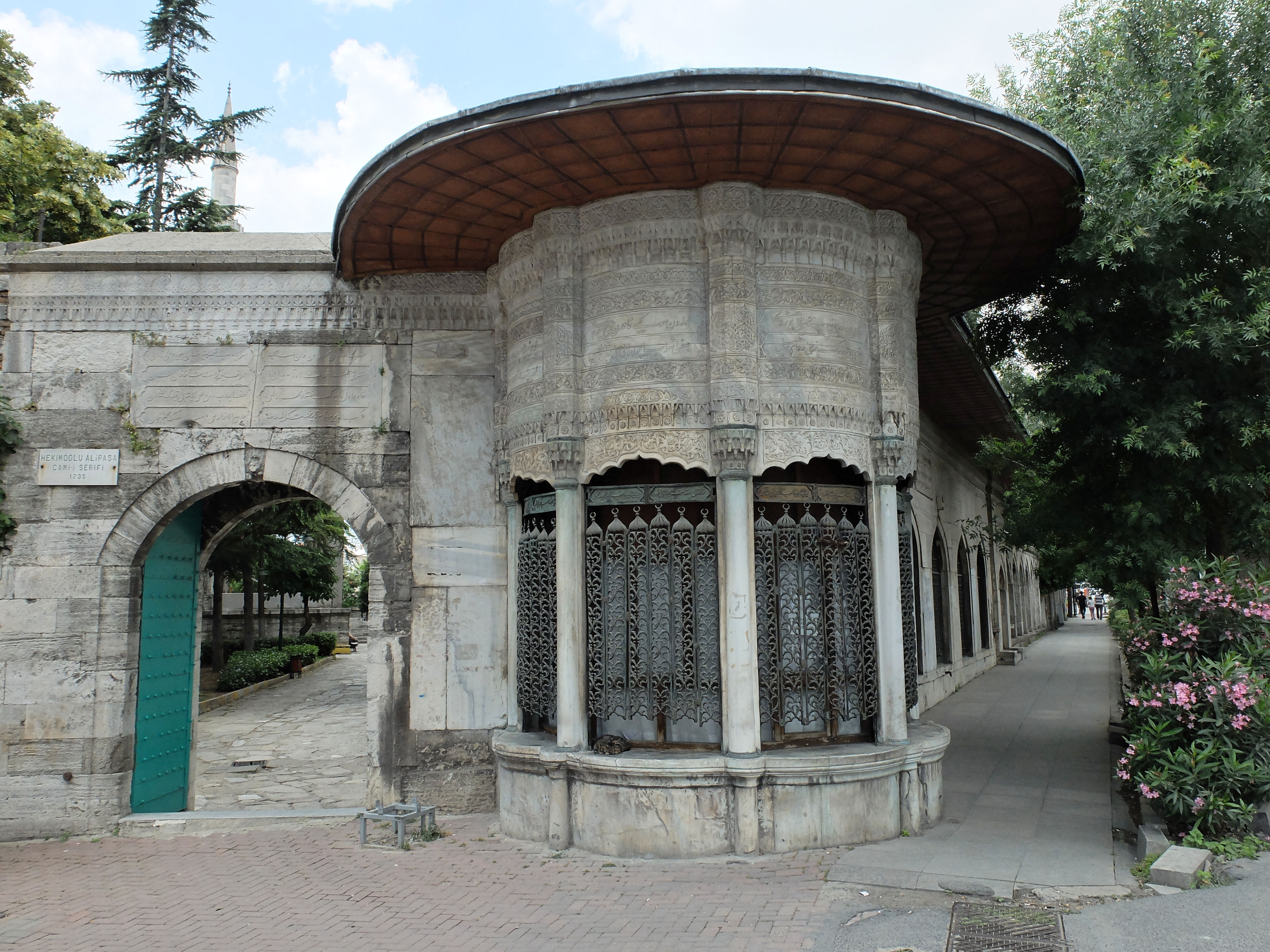
Sebil du complexe de la mosquée Hekimoğlu Ali Pacha
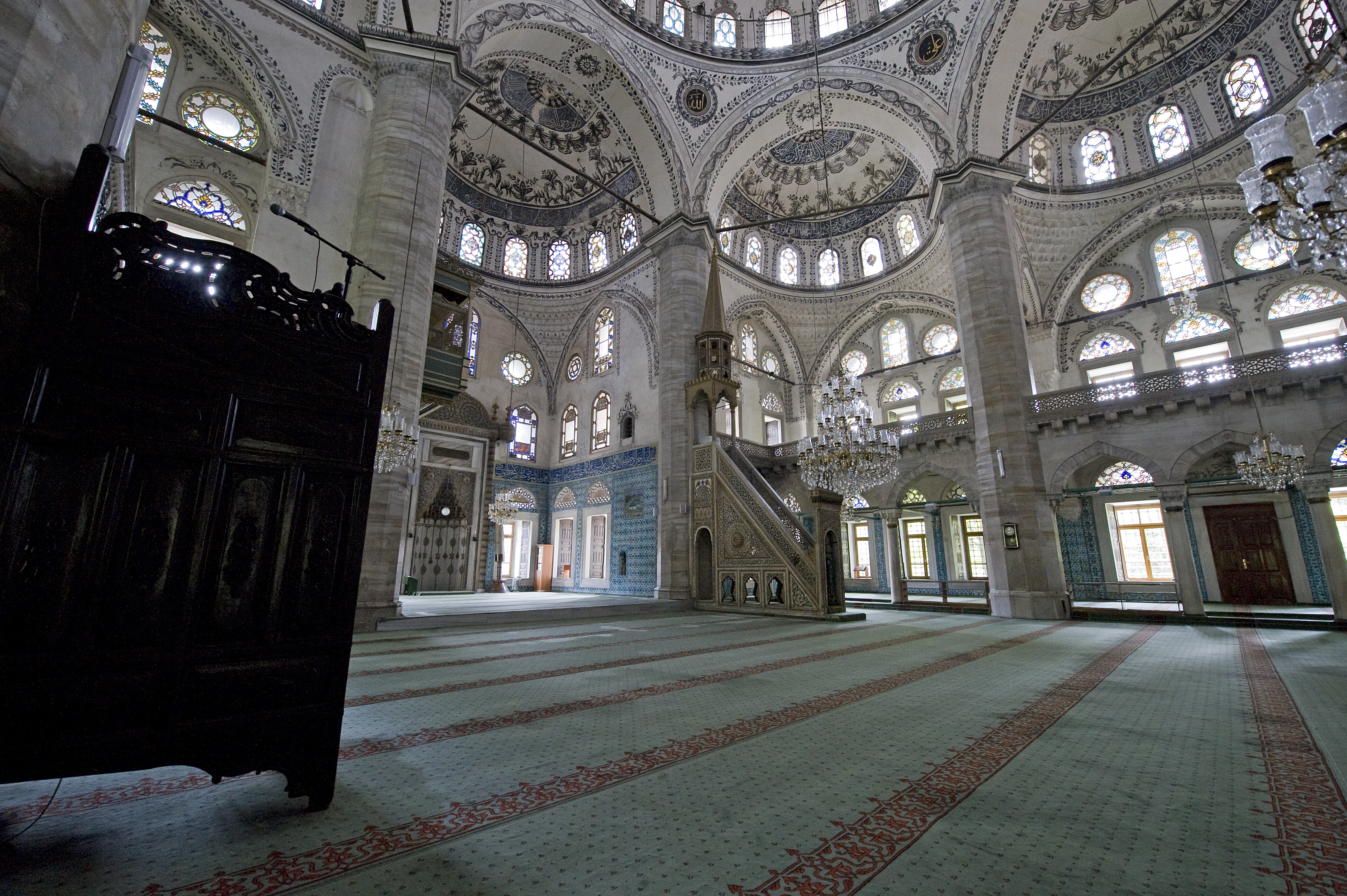
Intérieur de la mosquée Hekimoğlu Ali Pacha

## Période baroque
Au cours des années 1740, un nouveau style "baroque" ottoman ou turc a émergé dans sa pleine expression et a rapidement remplacé le style de la période des tulipes,. Ce changement a marqué la fin définitive du style classique. Les conditions politiques et culturelles qui ont conduit au baroque ottoman remontent en partie à la période des tulipes, lorsque la classe dirigeante ottomane s'est ouverte à l'influence occidentale. Après la période des tulipes, l'architecture ottomane a ouvertement imité l'architecture européenne, de sorte que les tendances architecturales et décoratives en Europe se sont reflétées dans l'Empire ottoman en même temps ou après un court délai. Les changements étaient particulièrement évidents dans l'ornementation et les détails des nouveaux bâtiments plutôt que dans leurs formes générales, bien que de nouveaux types de bâtiments aient également été introduits à partir d'influences européennes. Le terme "rococo turc", ou simplement "rococo",, est également utilisé pour décrire le baroque ottoman, ou des parties de celui-ci, en raison des similitudes et des influences du style rococo français en particulier, mais cette terminologie varie d'un auteur à l'autre.

### Premiers monuments baroques
Les premières structures à exposer le nouveau style baroque sont plusieurs fontaines et sebils construits par des mécènes de l'élite d'Istanbul en 1741-1742 : la fontaine de Nisançı Ahmed Pacha ajoutée au mur sud-ouest du cimetière de la mosquée Fatih, le Hacı Mehmet Emin Ağa Sebil près de Dolmabahçe, et le Sa'deddin Efendi Sebil au cimetière Karaca Ahmet à Üsküdar. Le Hamam Cağaloğlu de style baroque à Istanbul a également été construit la même année et a été parrainé par Mahmoud Ier, démontrant que même le sultan a promu ce style. Les revenus de ce hammam étaient destinés à la mosquée Ayasofya (Sainte-Sophie), où Mahmoud construit plusieurs nouvelles annexes et d'autres structures. Ces ajouts comprenaient une fontaine d'ablutions en forme de dôme en 1740–41, laquelle est décorée de motifs baroques tout en conservant dans l'ensemble une forme ottomane traditionnelle. Plus indicatif du nouveau style est l'imaret que Mahmud Ier a ajouté dans le coin nord-est de l'enceinte de Sainte-Sophie en 1743. L'imaret possède une porte baroque extravagante sculptée de volutes végétales en haut-relief et un fronton en col de cygne en spirale, flanqué de colonnes de marbre à chapiteaux corinthiens et surmonté de larges avant-toits. 

Monuments du début de la période baroque
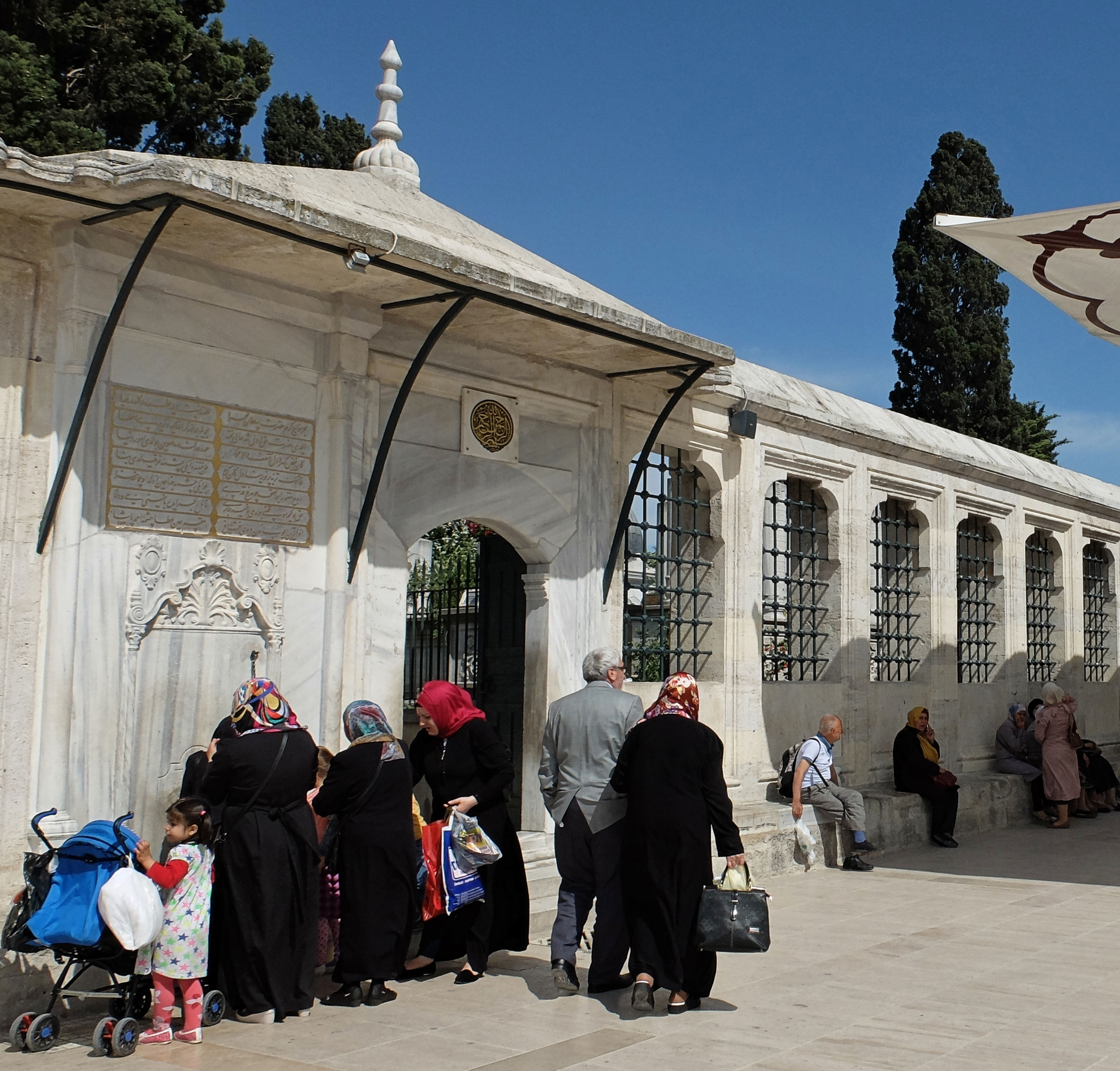
Entrée du cimetière de la mosquée Fatih, avec la fontaine de Nisançı Ahmed Pacha (1741-1742) à l'extrême gauche
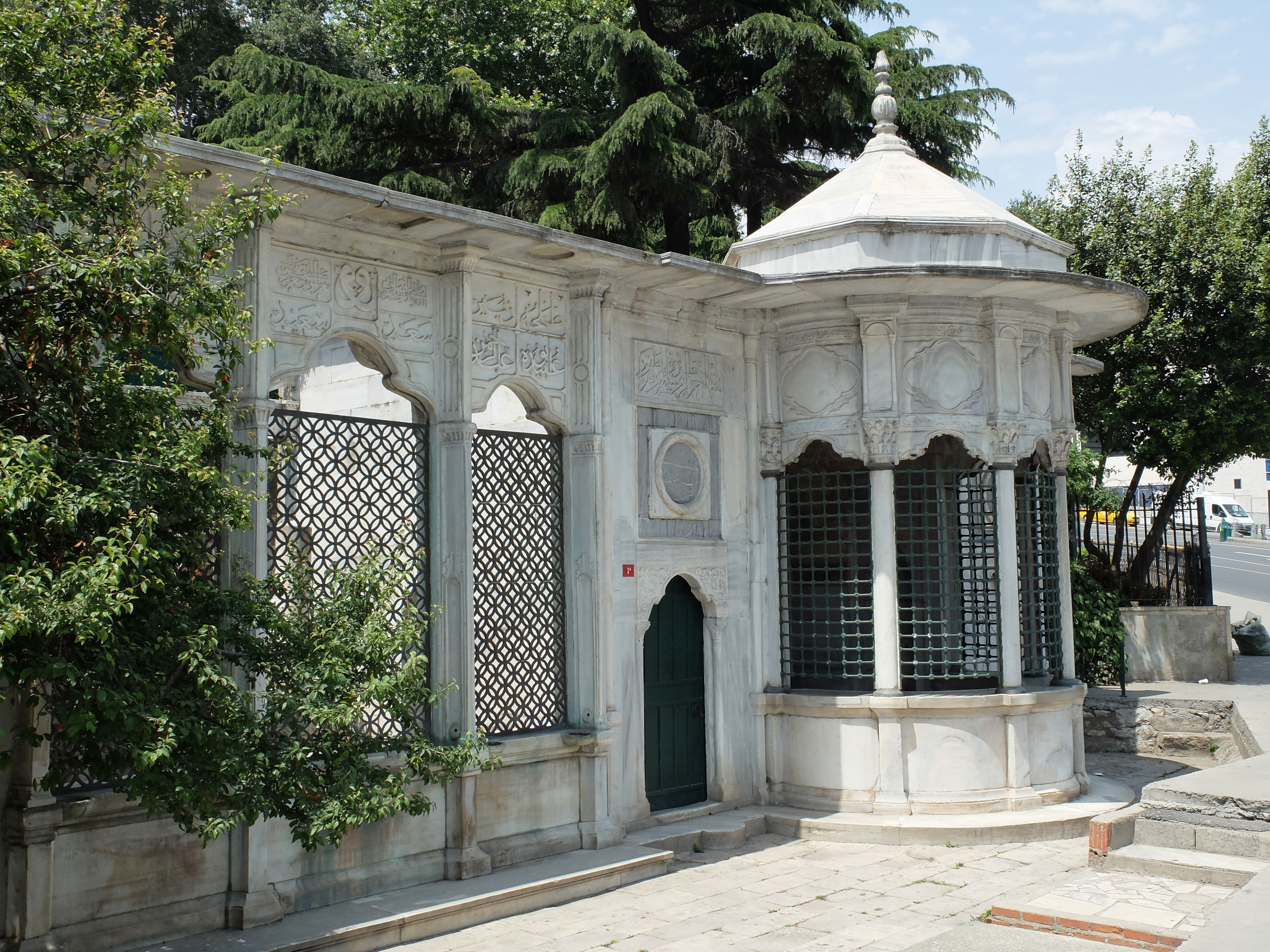
Hacı Mehmet Emin Ağa Sebil, Istanbul (1741-1742)
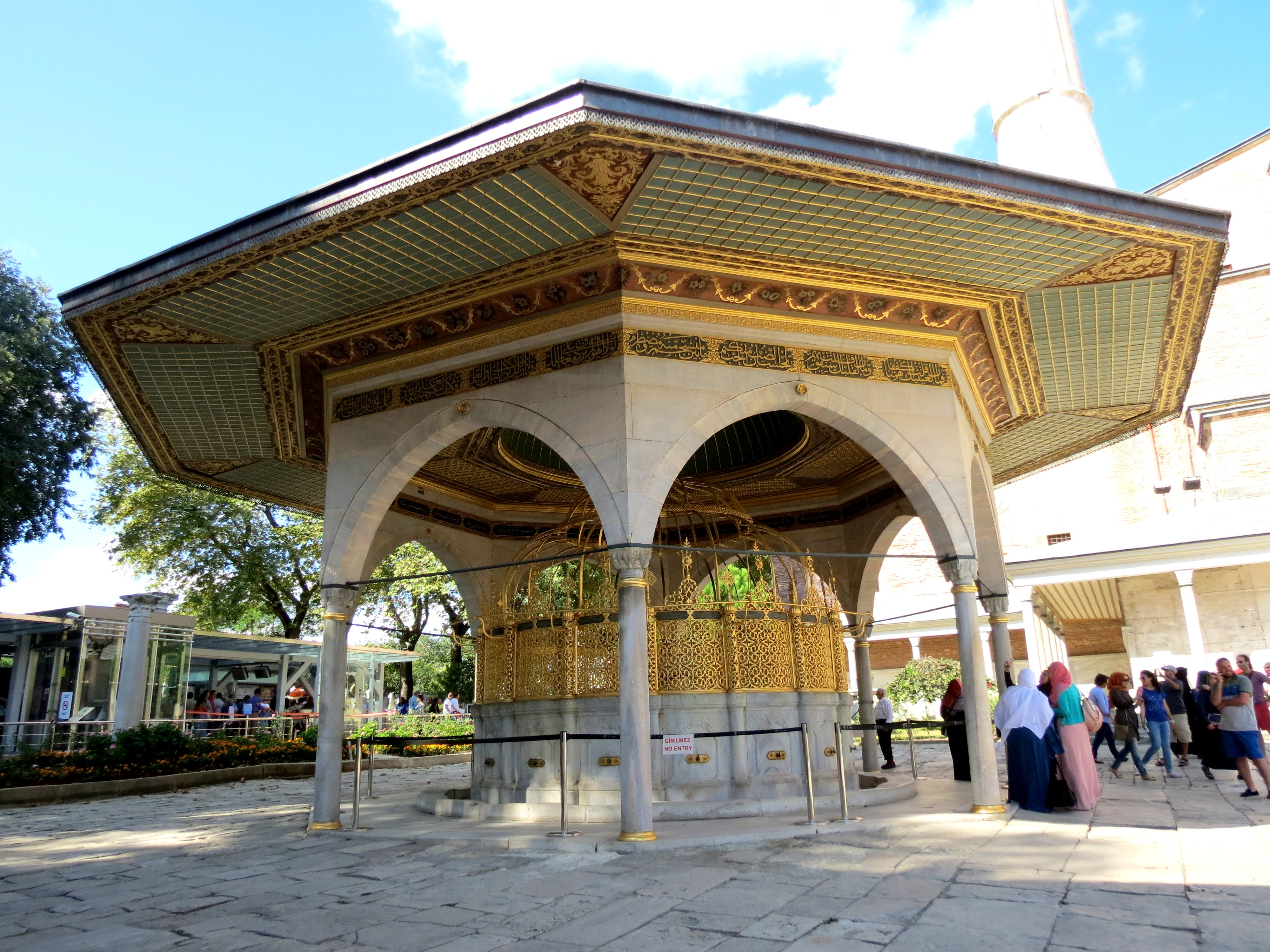
Fontaine de Mahmoud Ier à Sainte-Sophie, Istanbul (1740-1741)
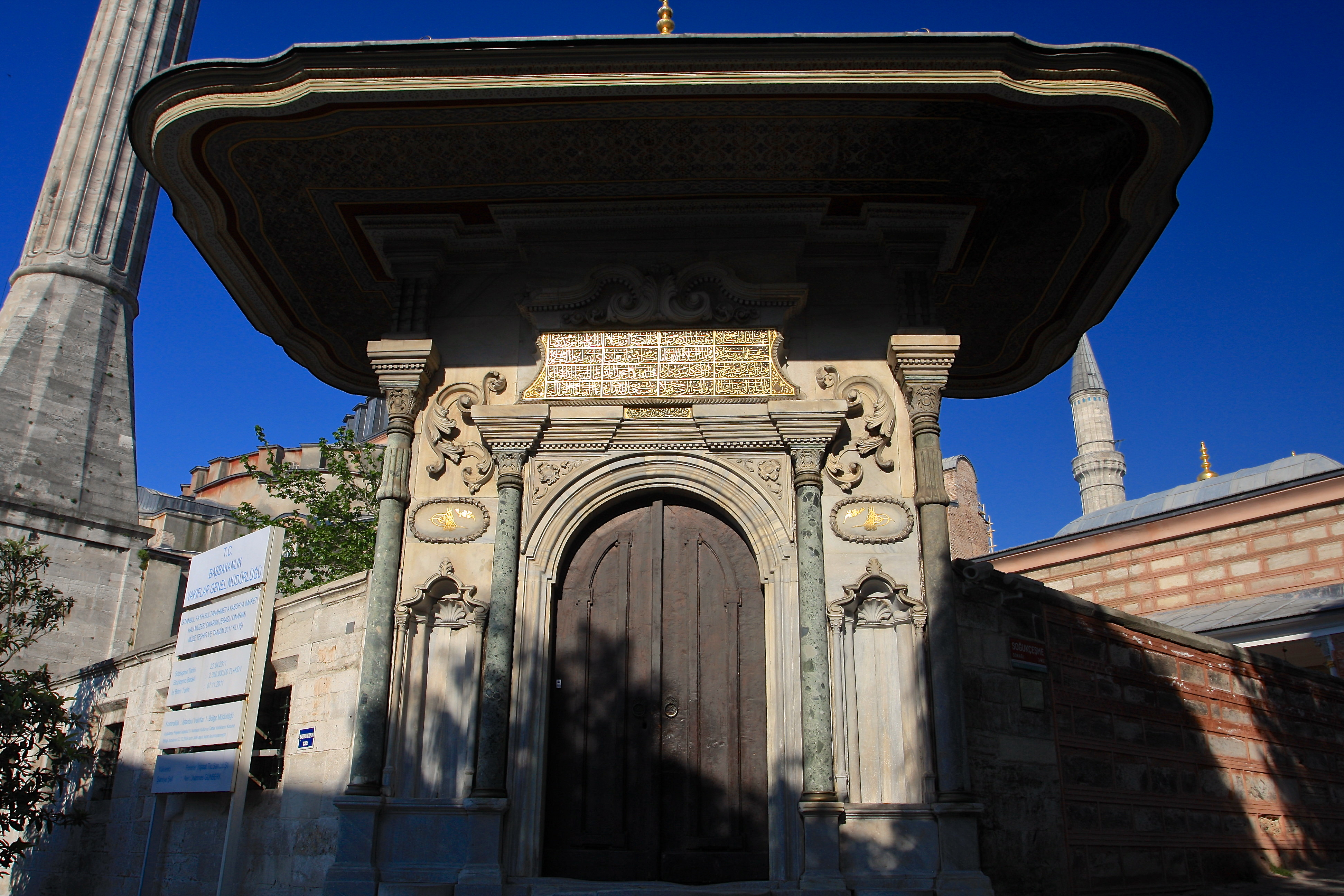
Porte de l'imaret de Sainte-Sophie, Istanbul (1743)
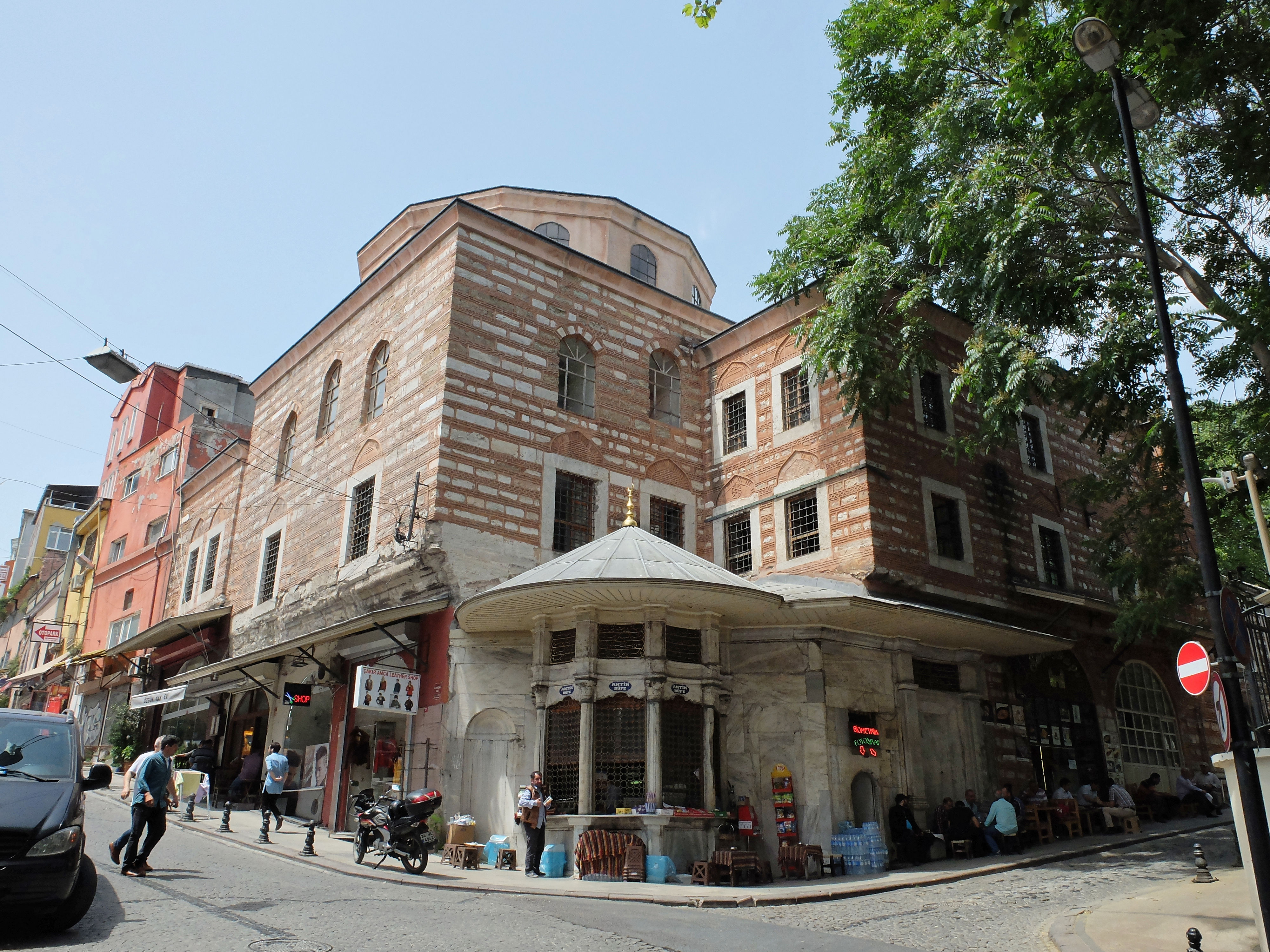
Mosquée Beşir Ağa et sebil, Istanbul (1745)
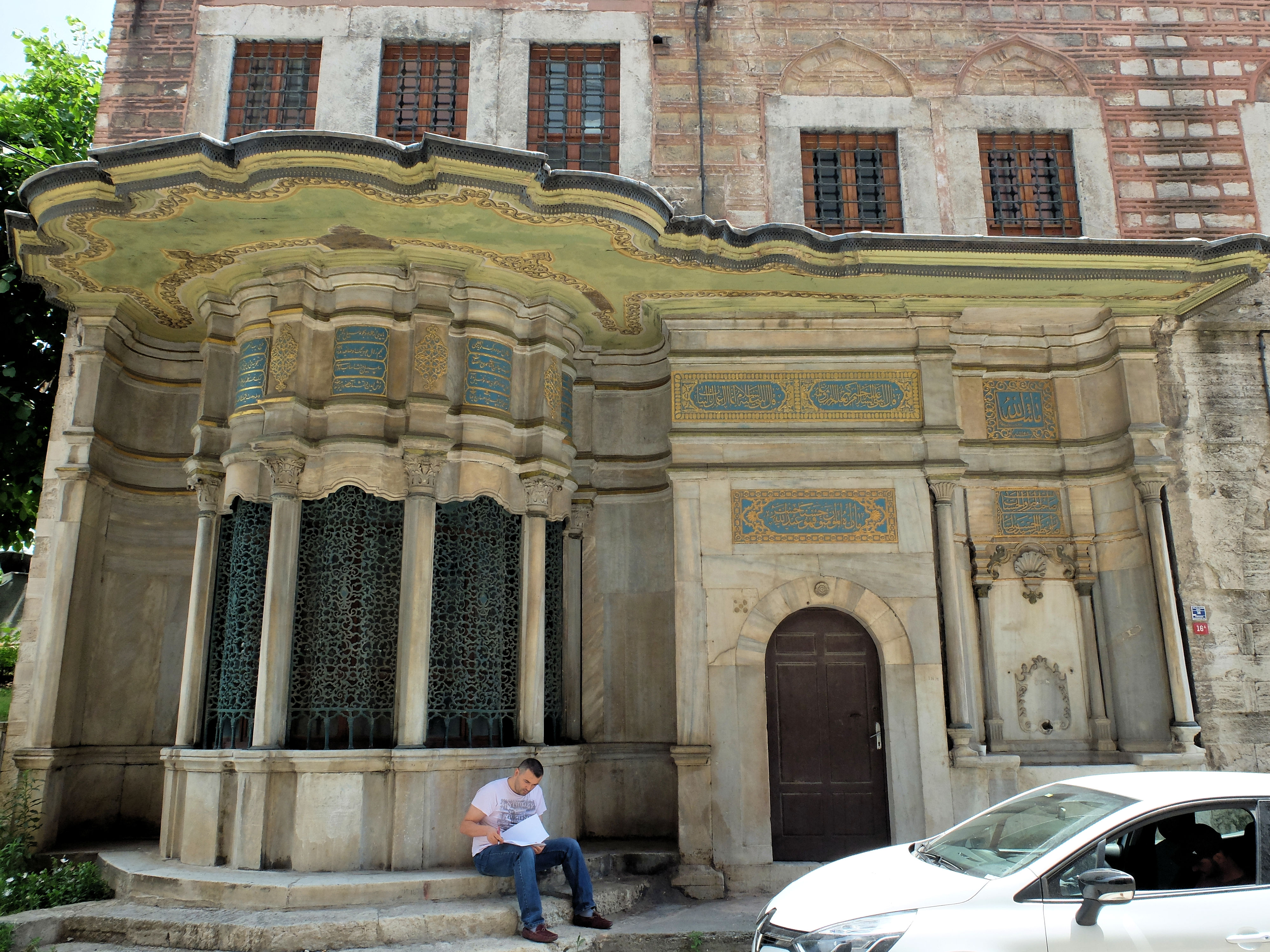
Sebil du complexe Seyyid Hasan Pacha, Istanbul (1745)

### Le complexe Nuruosmaniye

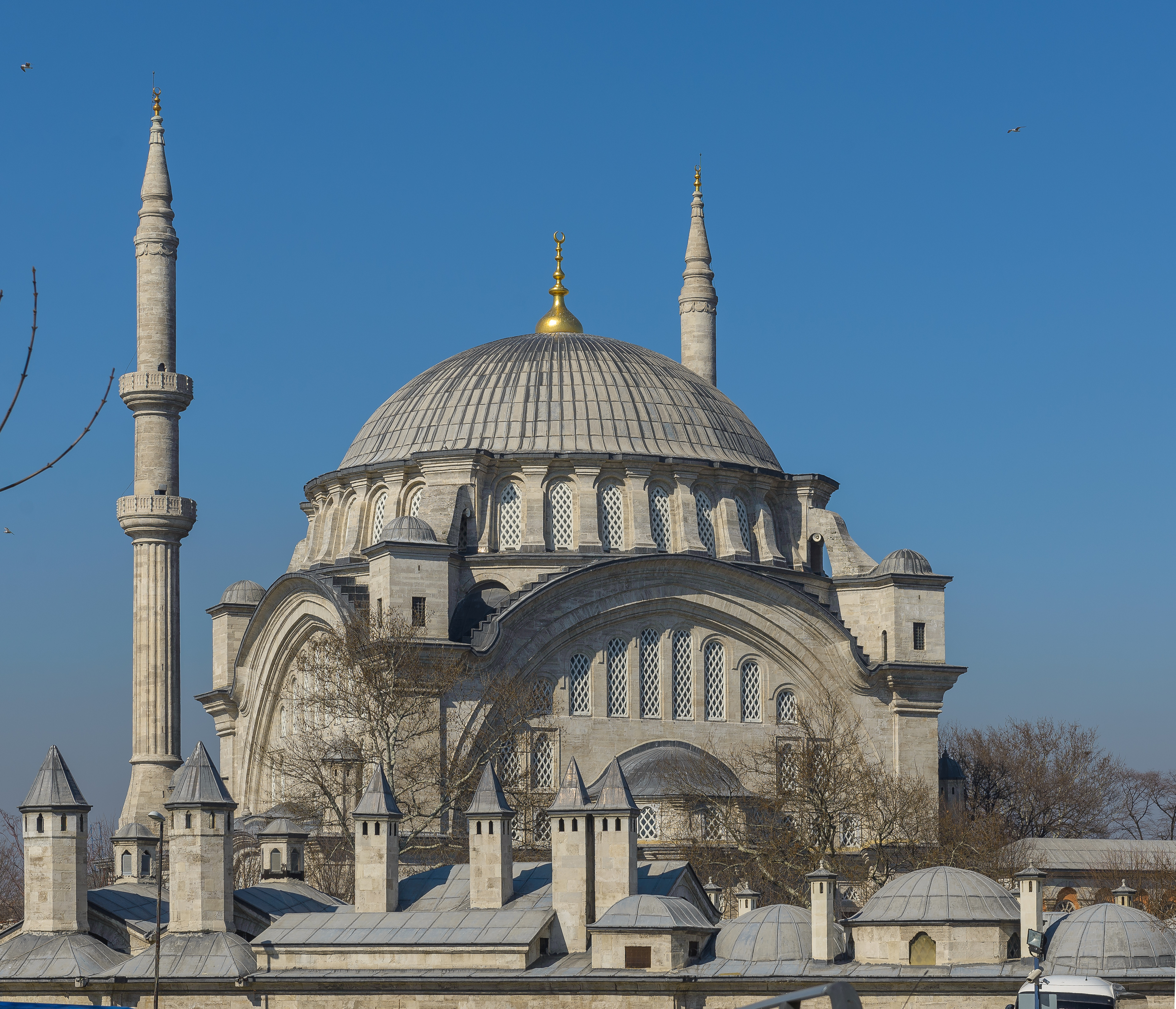
Mosquée Nuruosmaniye, Istanbul (achevée en 1755)

Le monument le plus important annonçant le nouveau style baroque ottoman est le complexe de la mosquée Nuruosmaniye, commencé par Mahmud Ier en octobre 1748 et achevé par son successeur, Osman III (auquel il est dédié), en décembre 1755. Kuban le décrit comme la "construction monumentale la plus importante après la mosquée Selimiye à Edirne", marquant l'intégration de la culture européenne dans l'architecture ottomane et le rejet du style ottoman classique. C'est aussi la première fois depuis la mosquée Sultan Ahmet (début XVIIe siècle) qu'un sultan ottoman construit son propre complexe de mosquées impériales à Istanbul, inaugurant ainsi le retour de cette tradition. Des sources historiques attestent que l'architecte responsable était un maître charpentier chrétien nommé Siméon ou Simon.
La mosquée se compose d'une salle de prière carrée surmontée d'un grand dôme unique avec de grands pendentifs. Le dôme est l'un des plus grands d'Istanbul, mesurant 25,75 mètres de diamètre. De l'extérieur, le dôme trône au-dessus de quatre immenses arches (une pour chaque côté de la place) percées de nombreuses fenêtres qui éclairent l'intérieur. Le précédent le plus proche de cette conception dans l'architecture ottomane classique est la mosquée Mihrimah Sultan dans le quartier d'Edirnekapi. L'abside en saillie qui contient le mihrab est également comparable à la mosquée Selimiye à Edirne. Les détails et la décoration de la mosquée sont résolument baroques. Les frontons incurvés au-dessus des arcs extérieurs ont des ornements concaves sur leurs bords, tandis que les fenêtres, les portes et les arcs de la mosquée ont des profils mixtes (c'est-à-dire une combinaison de différentes courbes) ou ronds au lieu de profils en arc brisé. La plupart des portails d'entrée ont des demi-voûtes pyramidales qui, au lieu des muqarnas traditionnels, sont sculptées de nombreuses rangées de frises en forme d'acanthe et d'autres motifs - une composition qui n'est ni de style ottoman ni européen. Encore plus inhabituelle est la forme de la cour de la mosquée, qui est semi-elliptique au lieu de la forme rectangulaire traditionnelle.  À l'intérieur, la salle de prière de la mosquée est flanquée de galeries symétriques à deux étages qui s'étendent à l'extérieur du périmètre principal de la salle. Les angles de ces galeries, de part et d'autre de la zone du mihrab, comprennent un espace pour les muezzins d'un côté et pour la loge du sultan de l'autre, supprimant ainsi la dikka (plateforme traditionnelle du muezzin ou müezzin mahfili en turc) au milieu de la mosquée. Cet agencement de galeries laisse l'espace central dégagé tout en dissimulant les piliers de support du dôme. La décoration en pierre de la mosquée établit également un nouveau style de chapiteaux qui caractérise le baroque ottoman: un vase ou une forme de cloche inversée, simple ou décorée, généralement avec de petites mais proéminentes volutes à ses coins, semblables aux chapiteaux ioniques.

Comme les fondations impériales antérieures, la mosquée formait le centre d'un complexe composé de plusieurs bâtiments dont une madrasa, un imaret, une bibliothèque, un tombeau royal, un sebil et une fontaine, en plus d'un pavillon impérial (Hünkâr Kasır), dont la plupart sont également Baroque. Le sebil et la fontaine qui flanquent la porte ouest du complexe ont des formes courbes et flamboyantes contrebalancées par les murs simples qui les entourent, ce que Goodwin appelle la « quintessence du style baroque » pour ces caractéristiques. La bibliothèque dans le coin nord-est se distingue par des courbes ondulantes et un intérieur à peu près elliptique. La tombe, qui abrite les restes de la reine consort Şehsuvar Sultan, présente des moulures ornées et des corniches concaves. À l'angle est de la mosquée se trouve une structure en forme de L qui se compose d'une rampe couverte menant à un pavillon impérial. Ce type de caractéristique est apparu pour la première fois au XVIIe siècle avec la mosquée Sultan Ahmet et a été illustré par le Hünkâr Kasrı de la nouvelle mosquée d'Eminönü. Au Nuruosmaniye, cependant, ce pavillon est plus détaillé, plus proéminent et plus nettement intégré au reste du complexe. Il a été utilisé comme salon privé ou zone de réception (selamlık) du sultan lors de la visite de la mosquée et lui donne un accès direct à sa loge privée à l'intérieur de la mosquée. Parceque ces pavillons impériaux étaient plus proches des yeux du public que le palais impérial, ils ont joué un rôle dans le renforcement de la présence publique du sultan et dans l'organisation de certaines cérémonies publiques. En conséquence, la construction de pavillons impériaux dans le cadre des mosquées impériales s'est alignée sur le changement culturel qui s'est produit au XVIIIe siècle autour des démonstrations officielles de pouvoir du sultan, et ces pavillons impériaux sont devenus de plus en plus importants dans les mosquées impériales ultérieures. 

Details du complexe Nuruosmaniye
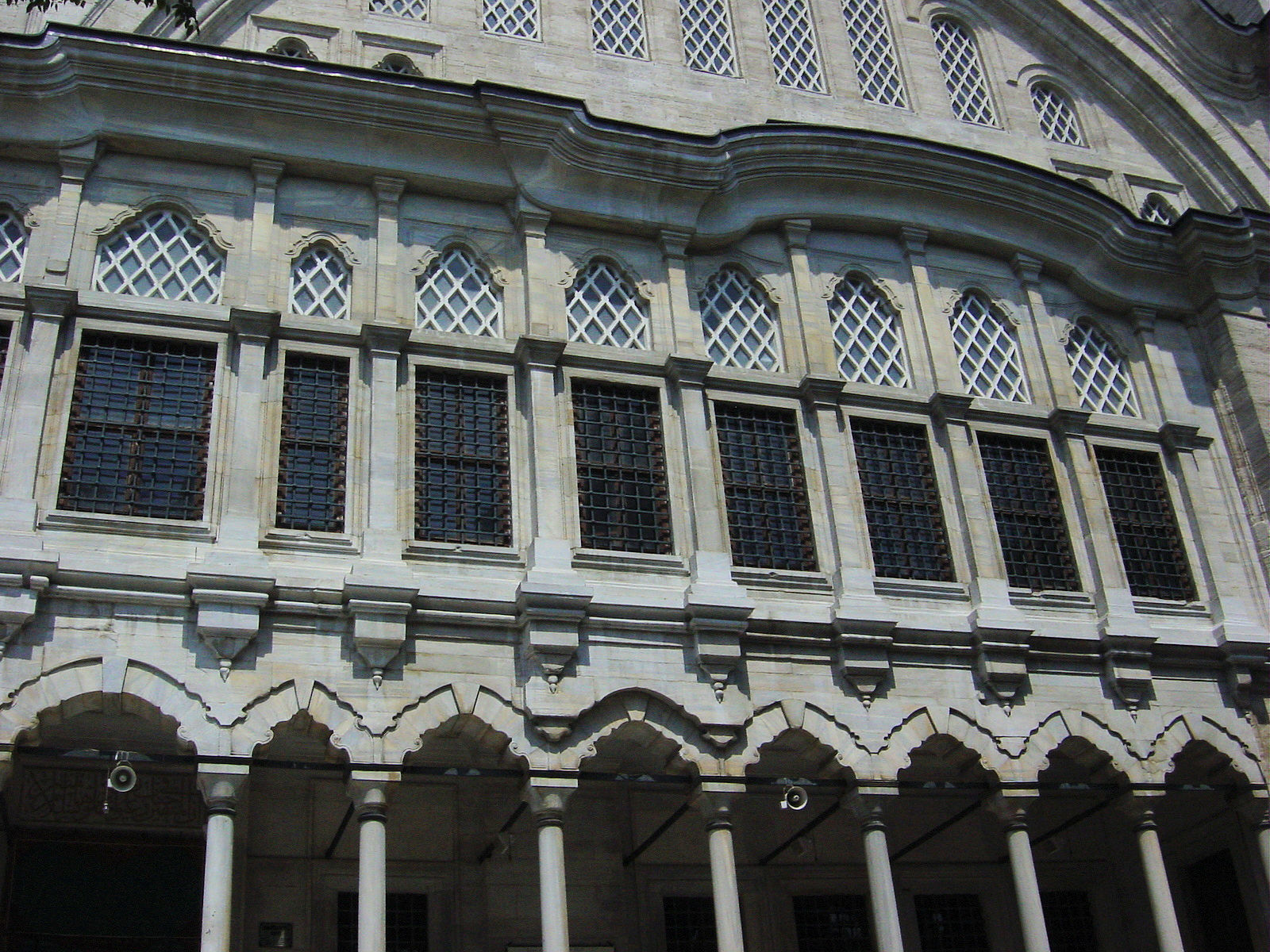
Arches mixtilignes du portique latéral et des fenêtres de la mosquée
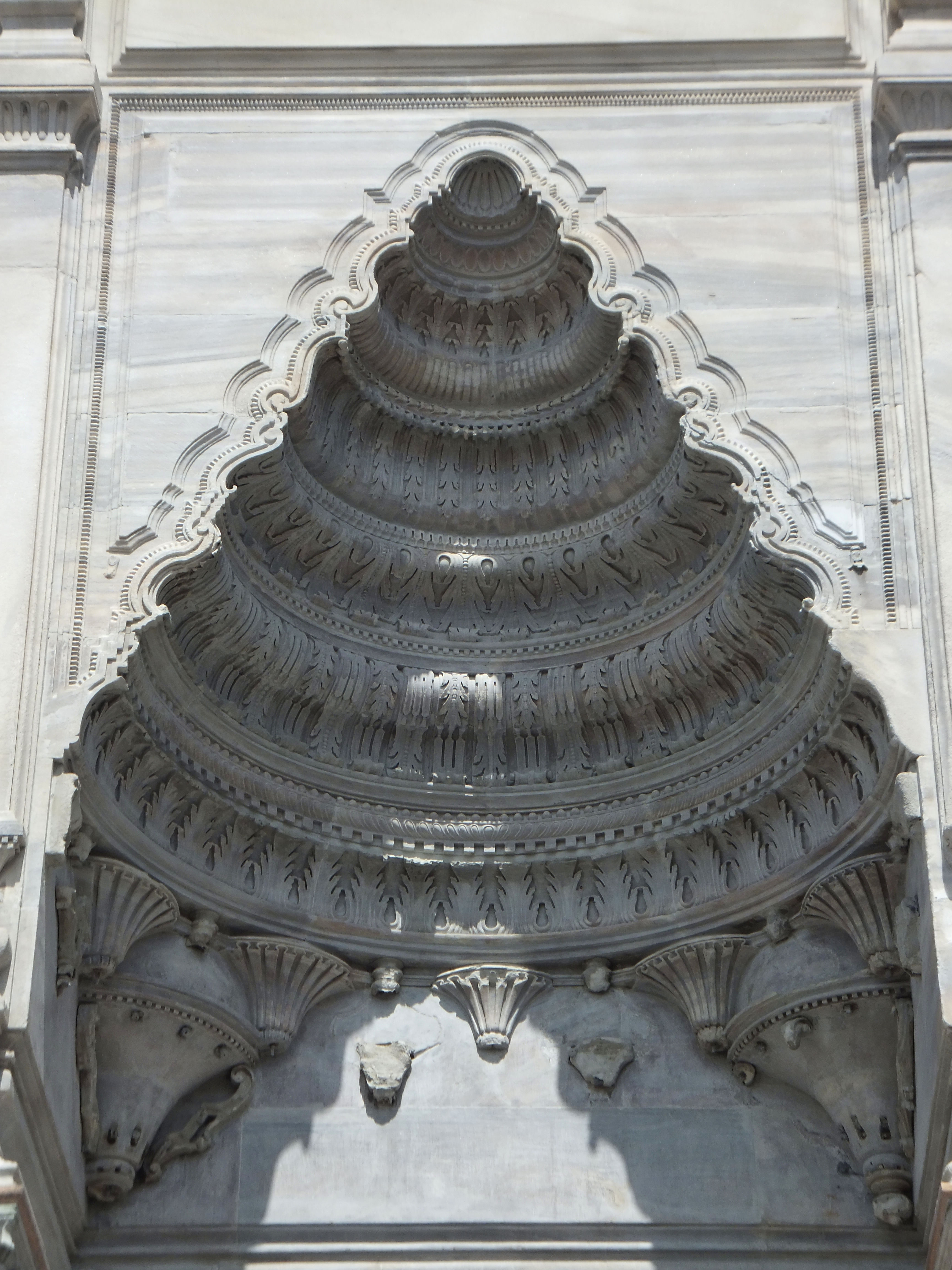
Demi-voûte au-dessus de l'une des entrées de la mosquée, avec des frises baroques remplaçant les muqarnas
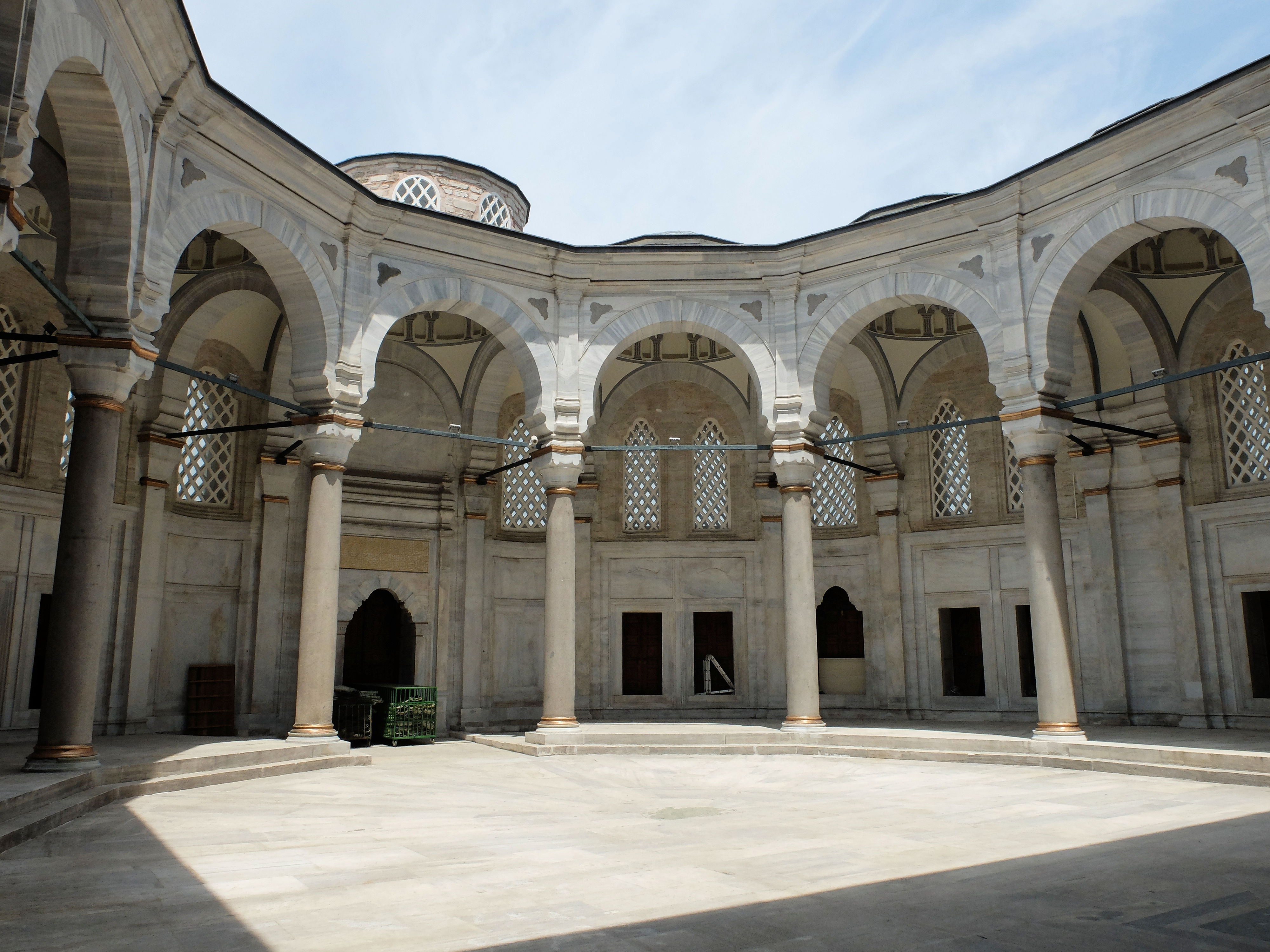
Cour de la mosquée
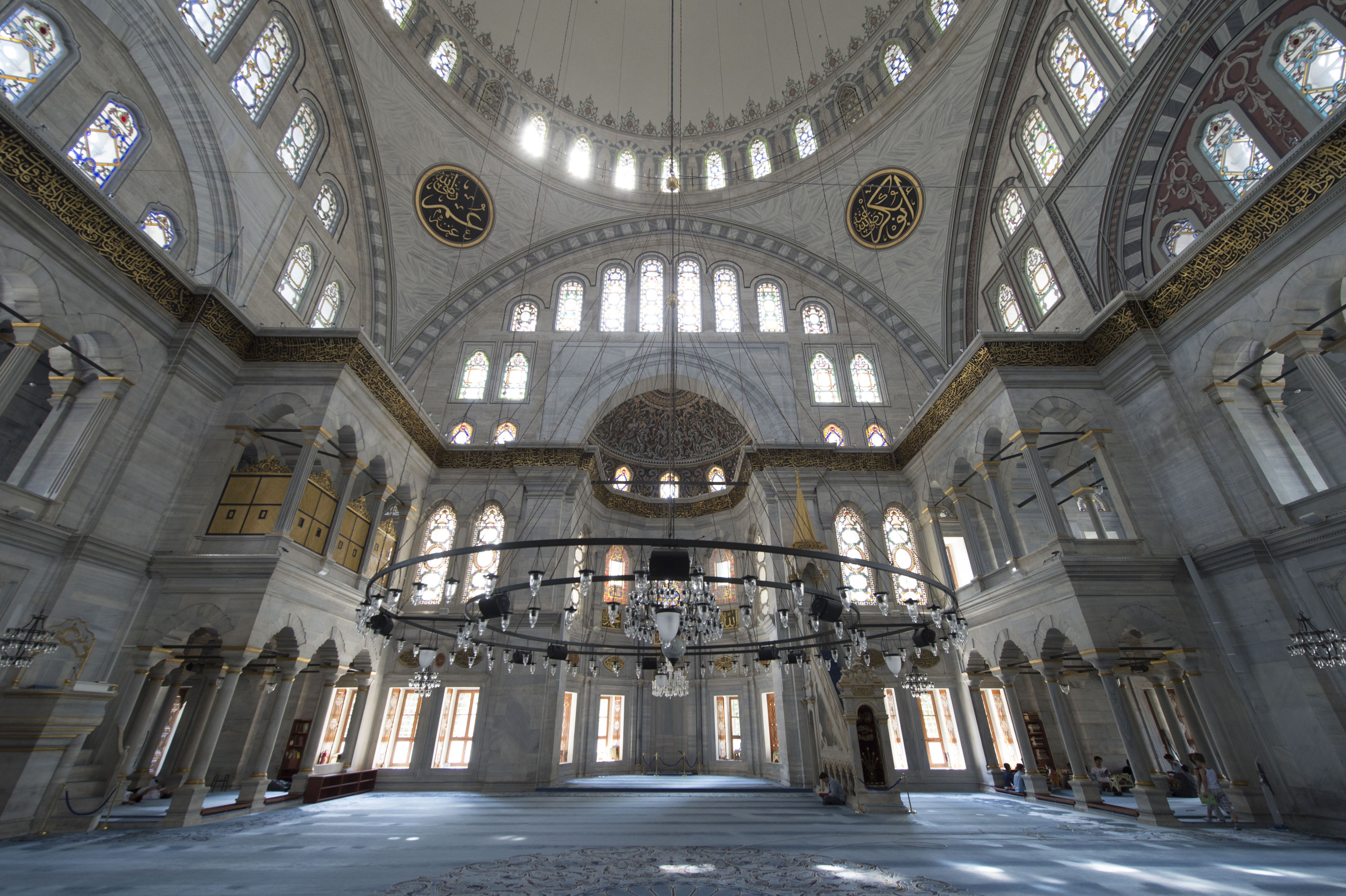
Intérieur de la mosquée
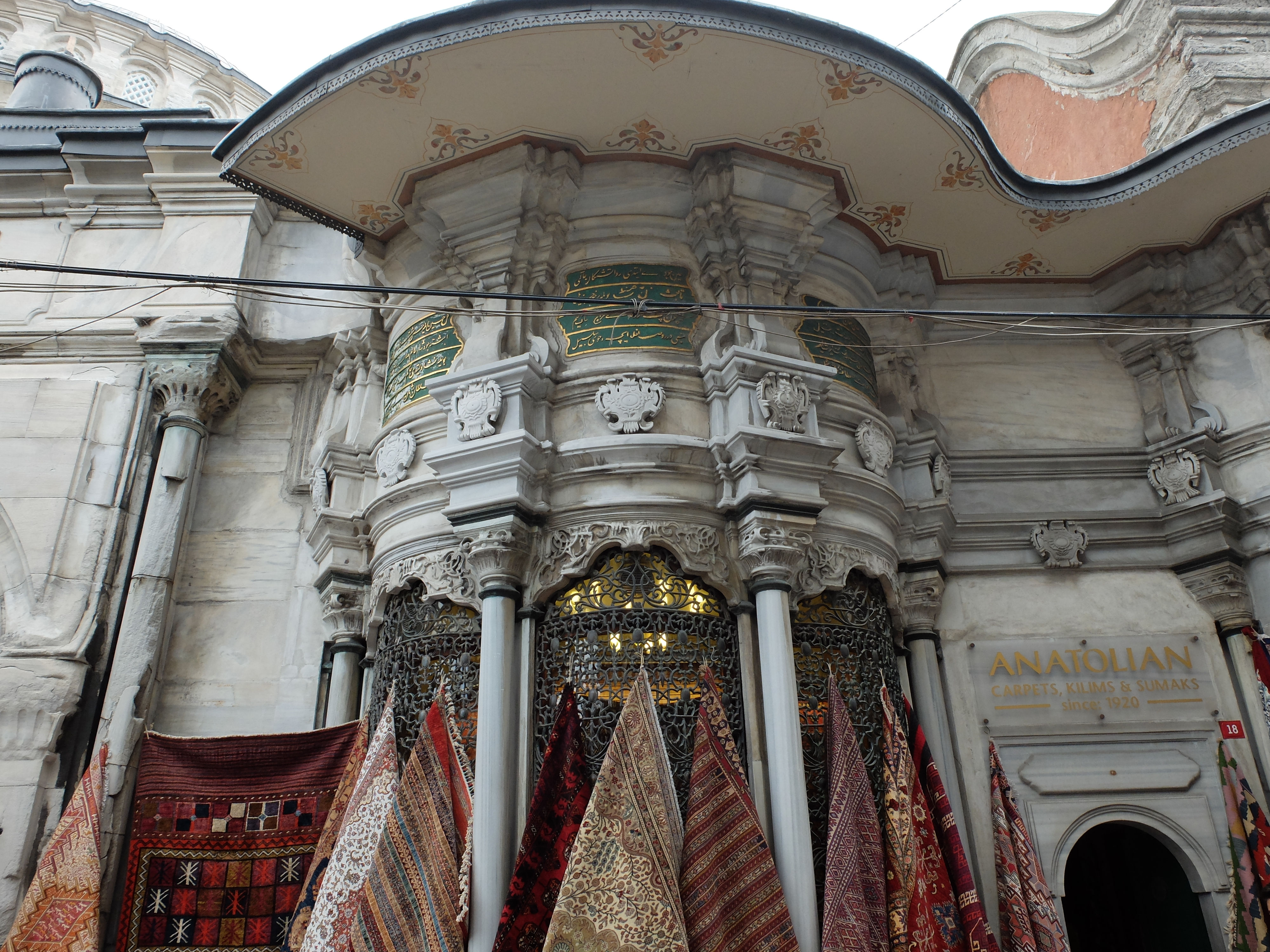
Sebil du complexe
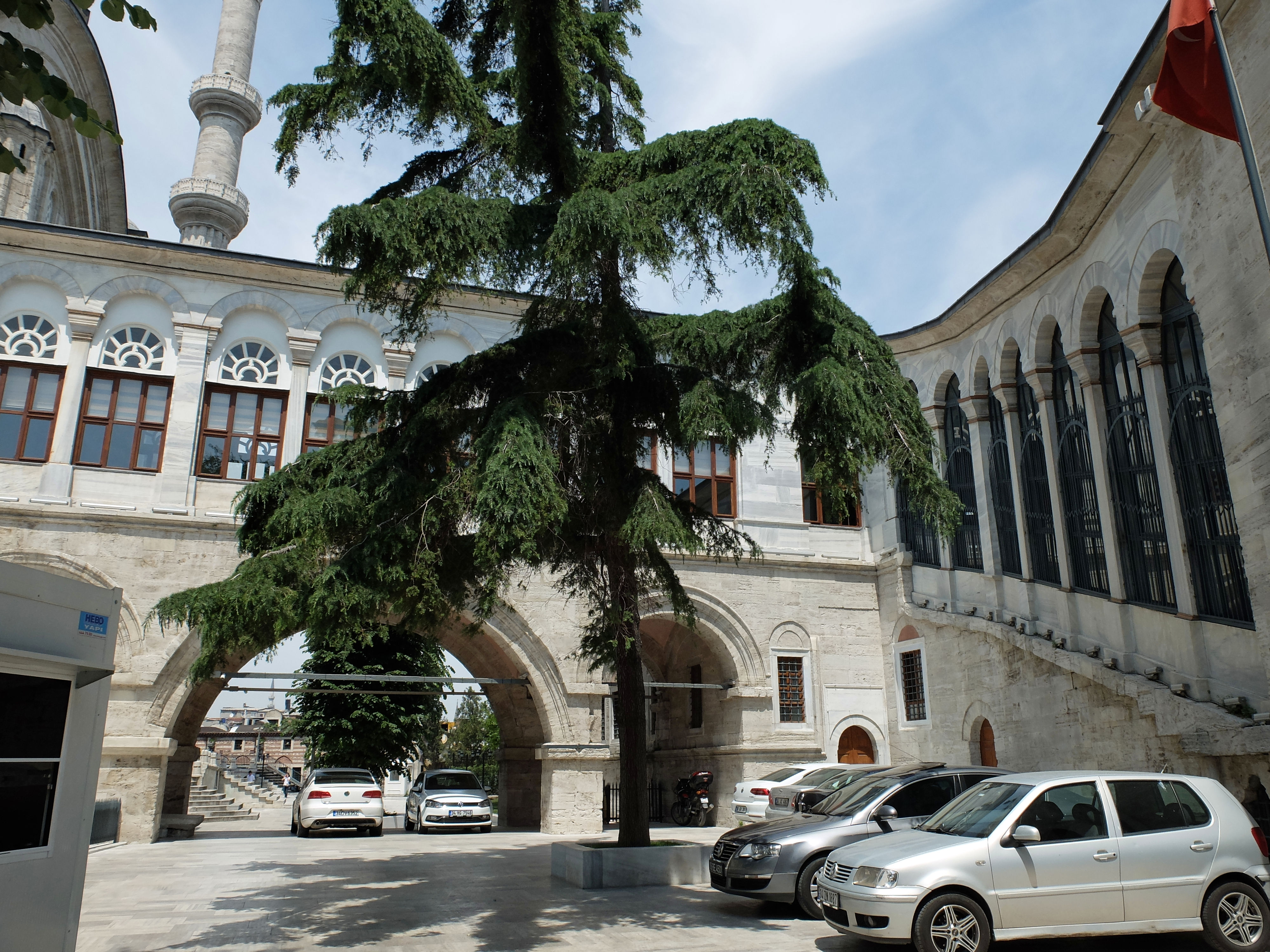
Pavillon impérial : une rampe à droite mène à un salon privé relié à la mosquée à gauche
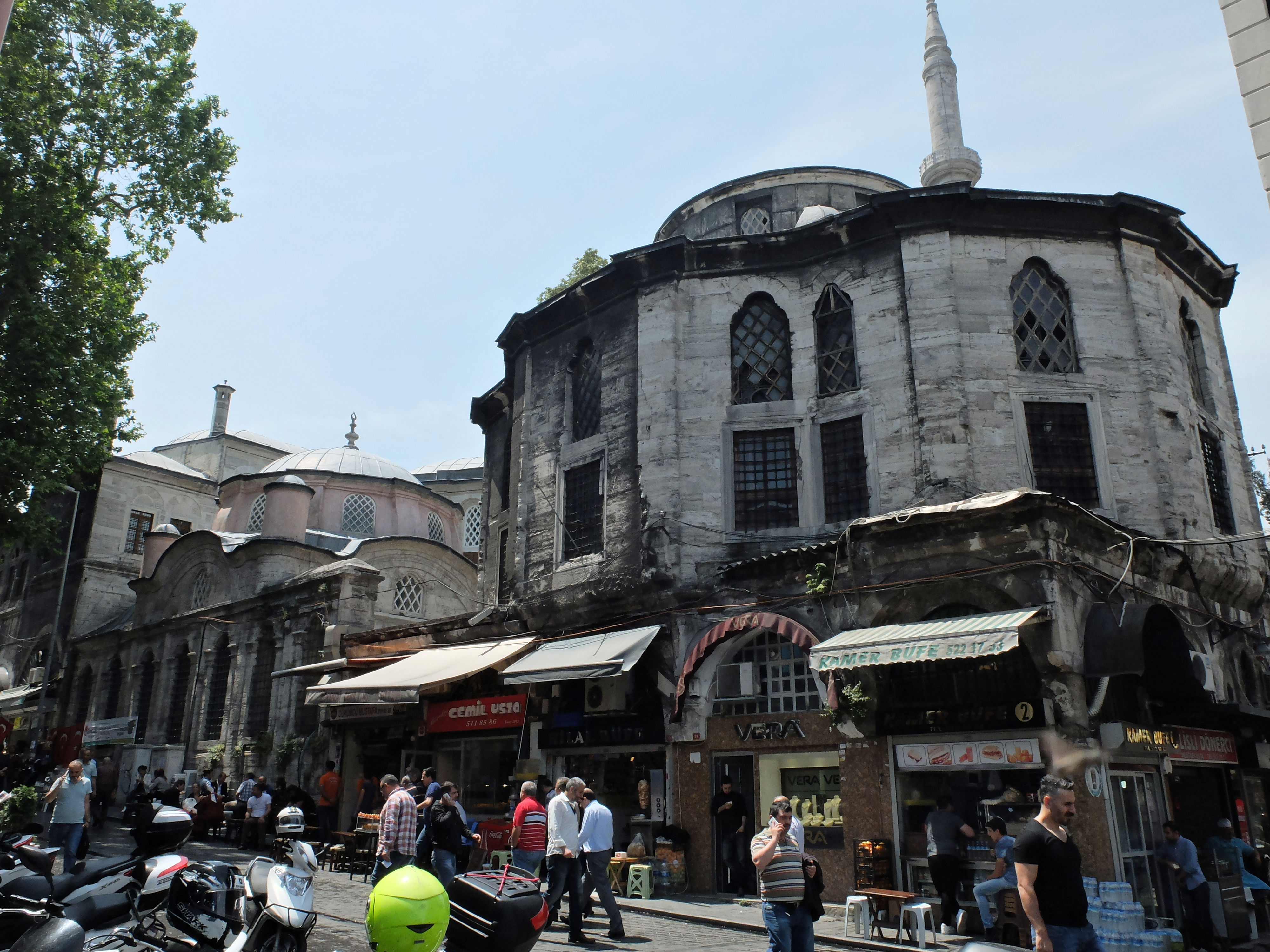
Le tombeau (à gauche) et la bibliothèque (à droite) du complexe

### Les règnes de Moustafa III et Abdülahmid Ier
Moustafa III (1757–1774), successeur d'Osman II et fils d'Ahmed III, s'est engagé dans de nombreuses activités de construction pendant son règne. Sa première fondation fut la mosquée Ayazma à Üsküdar en l'honneur de sa mère. La construction a commencé en 1757-1758 et s'est terminée en 1760-1761. Il s'agit essentiellement d'une version plus petite de la mosquée Nuruosmaniye, signalant l'importance de la Nuruosmaniye en tant que nouveau modèle à imiter. Il est richement décoré de pierres sculptées baroques, notamment dans le mihrab et le minbar. Bien que la mosquée soit plus petite que la Nuruosmaniye, elle est relativement grande pour ses proportions, renforçant son sens de la hauteur. Cette tendance à la hauteur s'est poursuivie dans les mosquées ultérieures telles que la mosquée Nusretiye. La mosquée Ayazma diffère des autres principalement par la disposition unique de sa façade frontale, qui se compose d'un portique à cinq arches bordé par un large escalier semi-circulaire. Cet arrangement est similaire à une autre mosquée contemporaine construite à Aydın en 1756, la mosquée Cihanoğlu. Ce dernier est également un exemple d'éléments baroques apparaissant en dehors d'Istanbul au milieu du siècle.
La propre mosquée impériale de Mustafa III a été construite au centre d'Istanbul et est connue sous le nom de mosquée Laleli. Sa construction a commencé en 1760 et s'est terminée en 1764. Son architecte était Mehmed Tahir Agha. En raison des souhaits personnels du sultan, sa forme est basée sur celle de la mosquée Selimiye à Edirne, consistant en un dôme principal soutenu par huit piliers et quatre demi-dômes d'angle, différant ainsi considérablement de la conception de Nuruosmaniye. Cependant, contrairement à la mosquée Selimiye, les piliers sont plus élancés et sont pour la plupart intégrés directement dans les murs. La cour de la mosquée est à nouveau rectangulaire, laissant la cour semi-elliptique de Nuruosmaniye comme une expérience qui n'a pas été répétée. La décoration est également résolument baroque, avec des chapiteaux de type ionique, des arcs ronds et mixtilignes, un mihrab similaire à celui de Nuruosmaniye et d'autres motifs baroques. Le résultat est une mosquée qui incorpore le style visuel du Nuruosmaniye d'une manière plus sobre et l'intègre plus étroitement à l'architecture ottomane traditionnelle.
Moustafa III a également reconstruit la mosquée Fatih après le tremblement de terre de 1766 qui l'a partiellement détruite. La nouvelle mosquée Fatih a été achevée en 1771 et elle n'a ni reproduit l'apparence du bâtiment d'origine du XVe siècle ni suivi le style baroque contemporain. Elle a été plutôt construite dans un style ottoman classique sur le modèle de la mosquée Şehzade du XVIe siècle construite par Sinan - dont la conception avait à son tour été répétée dans les grandes mosquées du XVIIe siècle comme la mosquée Sultan Ahmed et la Nouvelle Mosquée. Cela indique probablement que les constructeurs contemporains considéraient le nouveau style baroque comme inapproprié pour l'apparence d'une ancienne mosquée intégrée dans la mythologie de la conquête de la ville en 1453. En même temps, il montrait que l'architecture de Sinan était associée à l'âge d'or ottoman et apparaissait ainsi comme un modèle approprié à imiter, malgré l'anachronisme. En revanche, la tombe voisine de Mehmed II, reconstruite à la même époque, est de style entièrement baroque.

Architecture sous Moustafa III
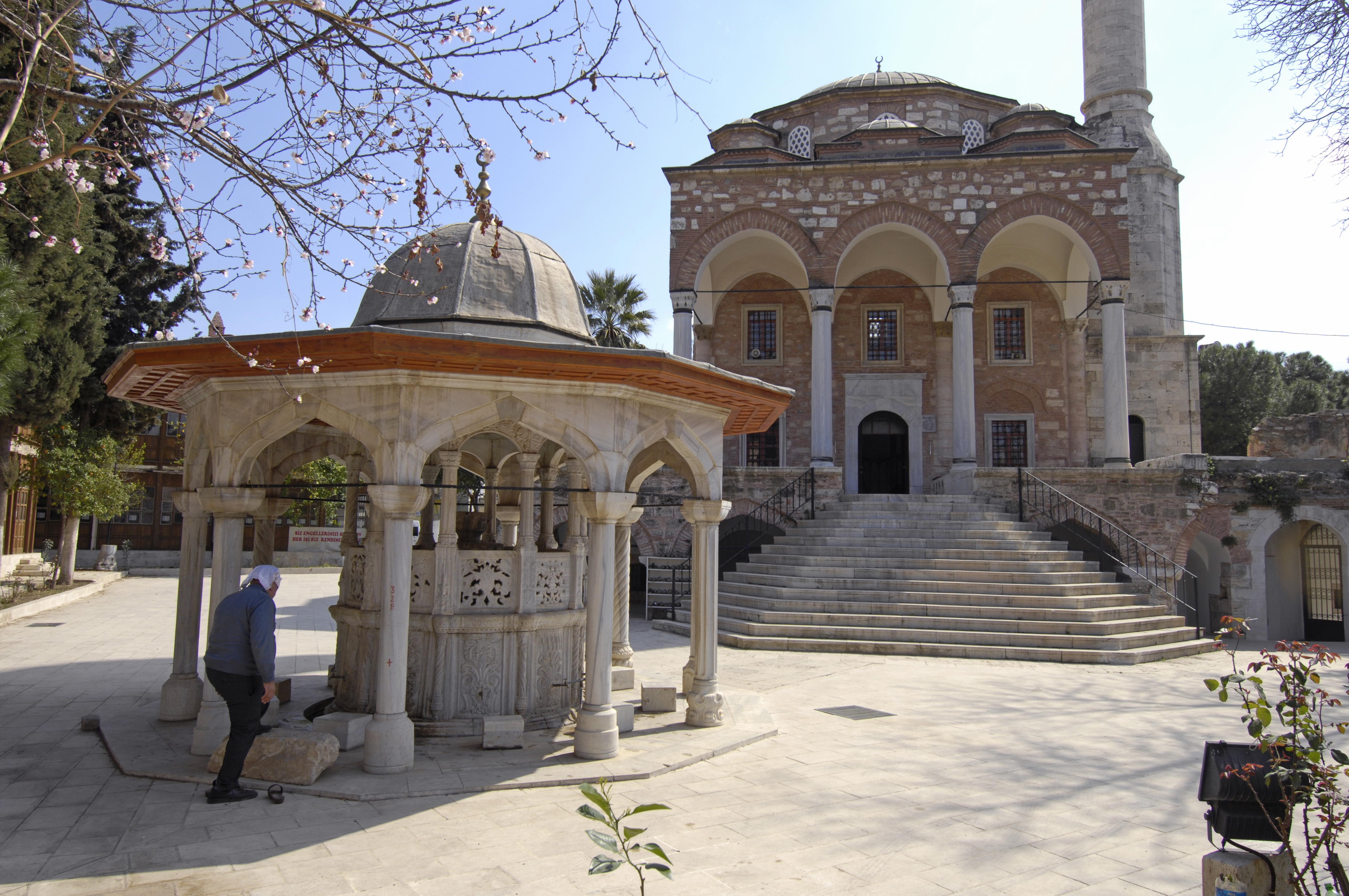
Mosquée Cihanoğlu à Aydın (1756)
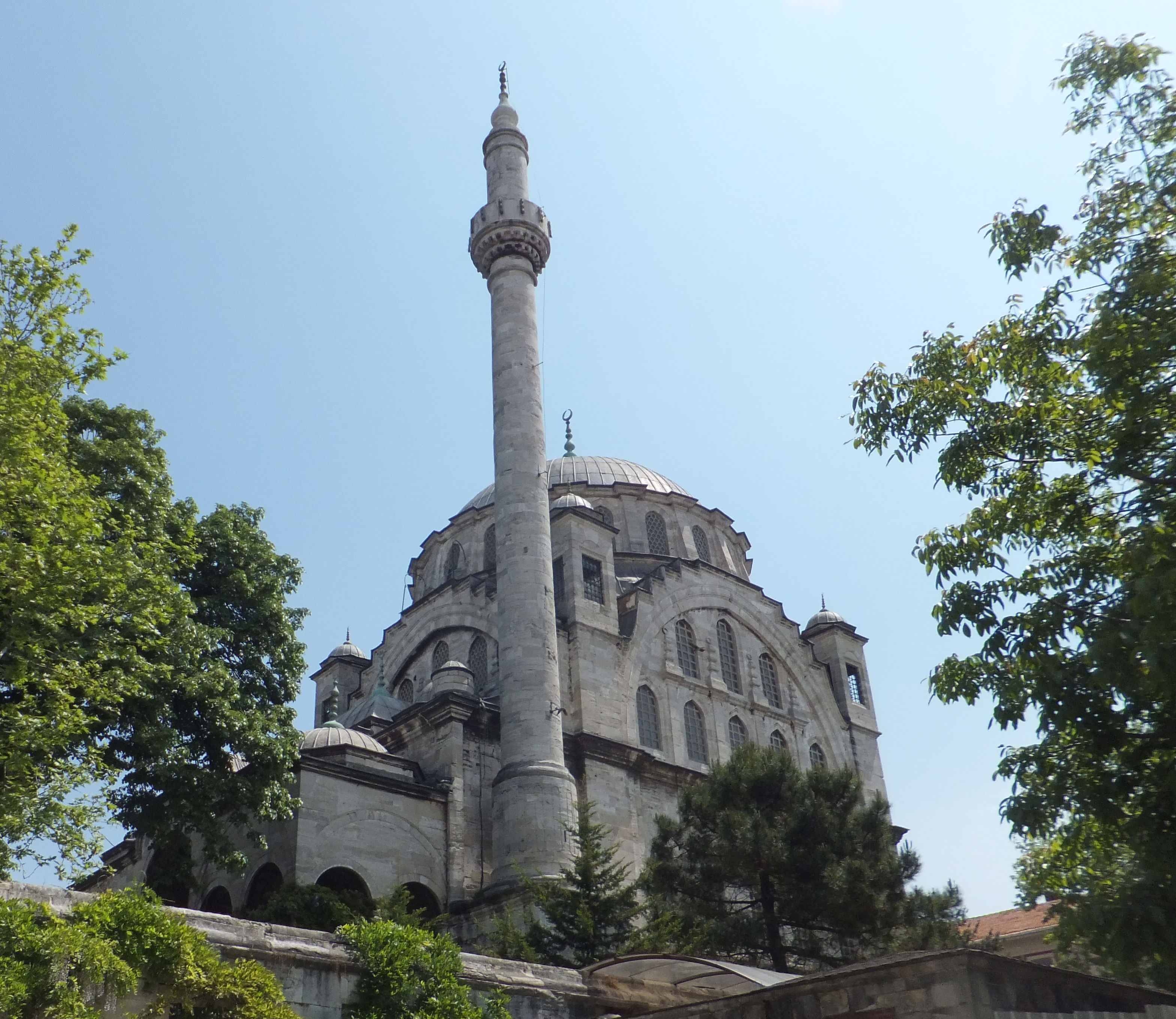
Mosquée Ayazma à Üsküdar (1760-1761)
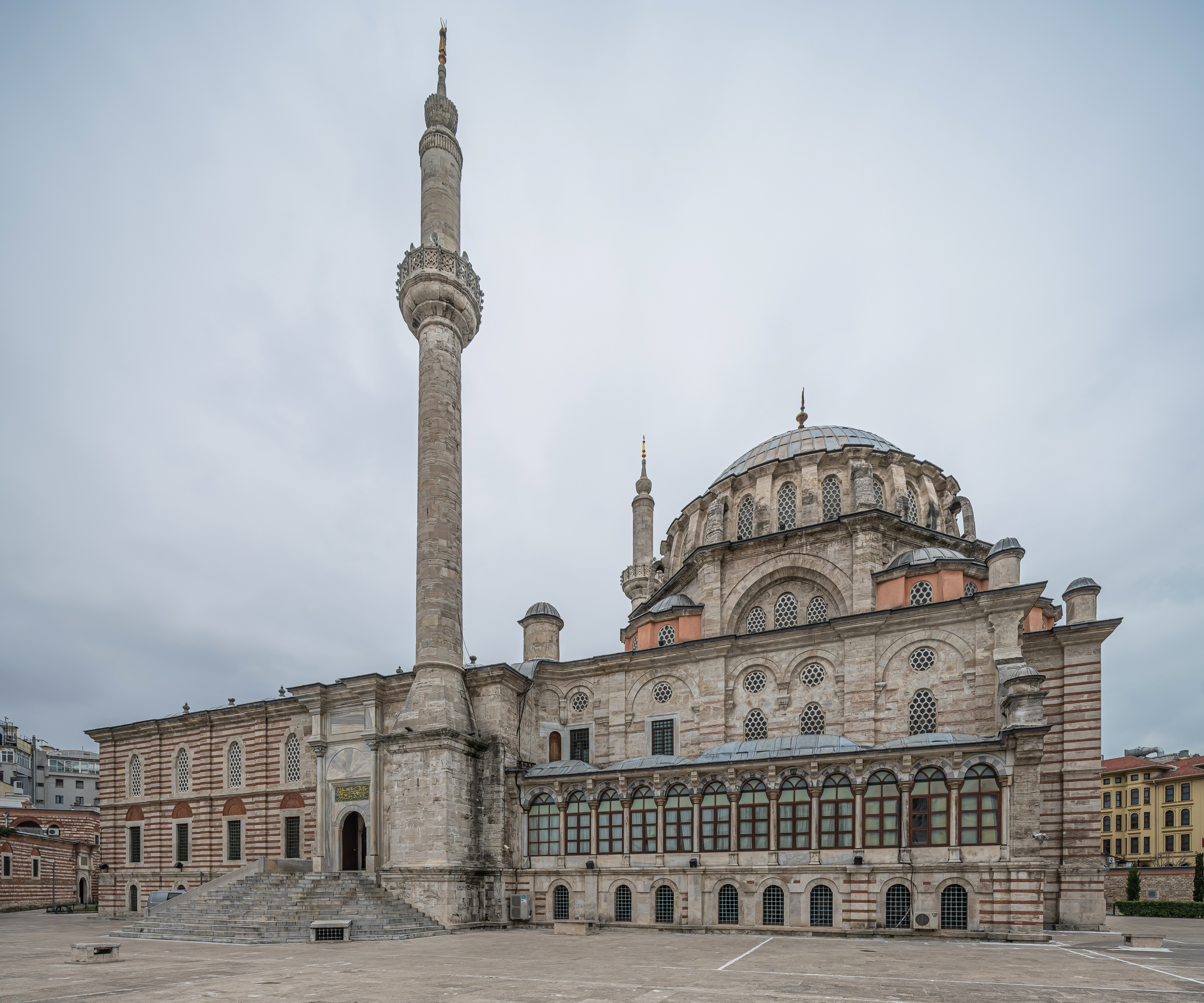
Mosquée Laleli à Istanbul (1760–1764)
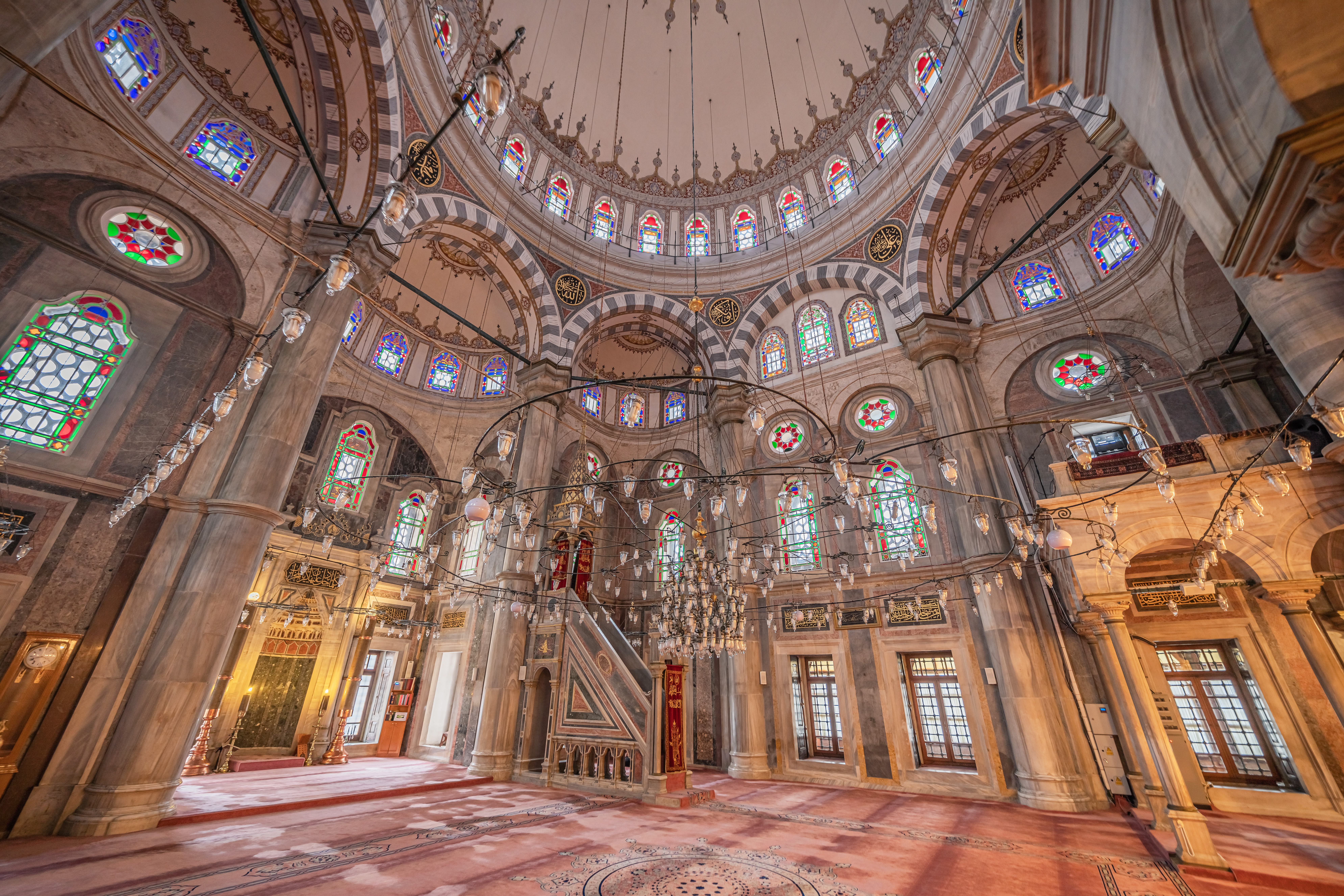
Intérieur de la mosquée Laleli à Istanbul (1760-1764)
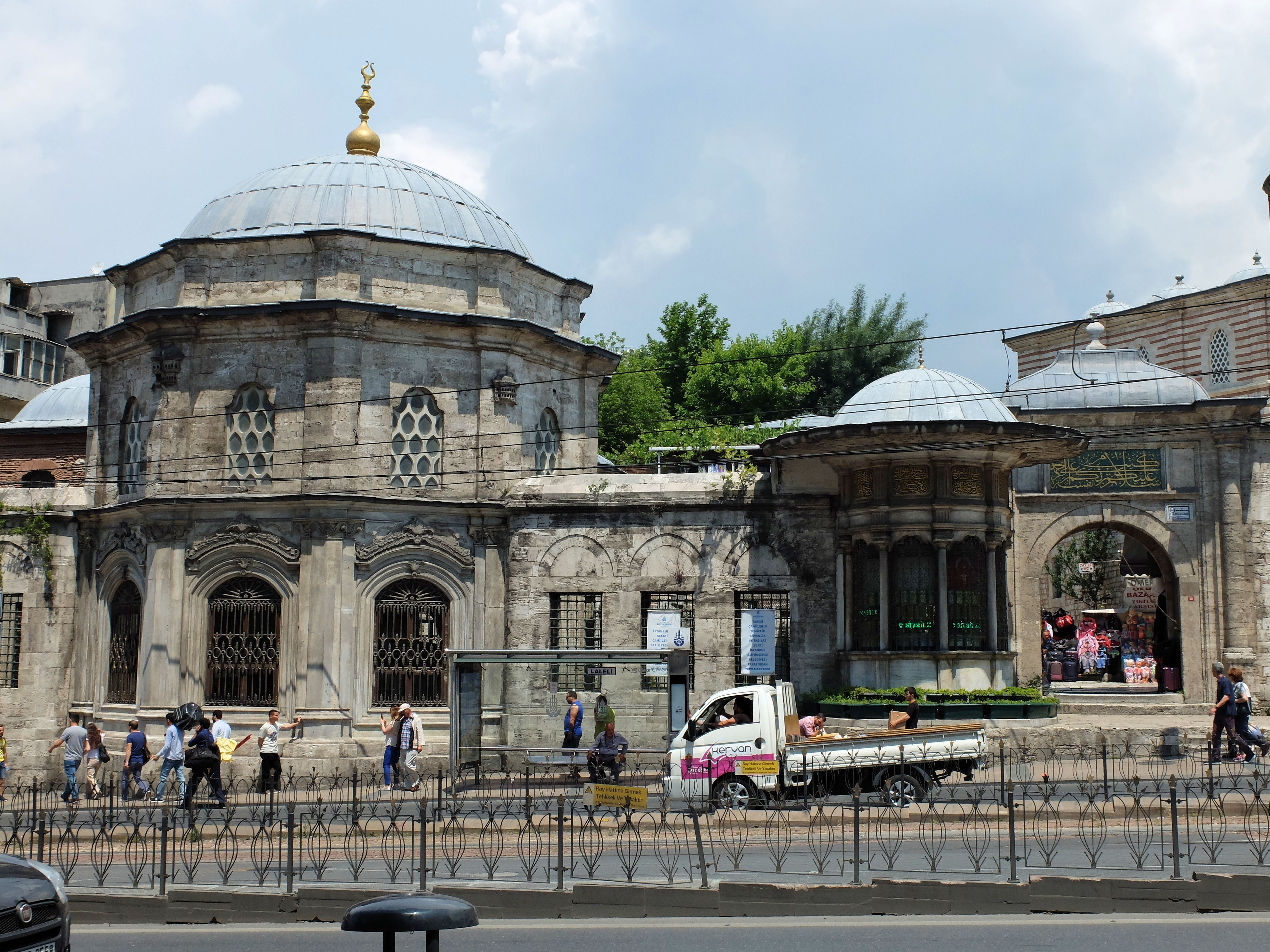
Tombe et Sebil du complexe de la mosquée Laleli
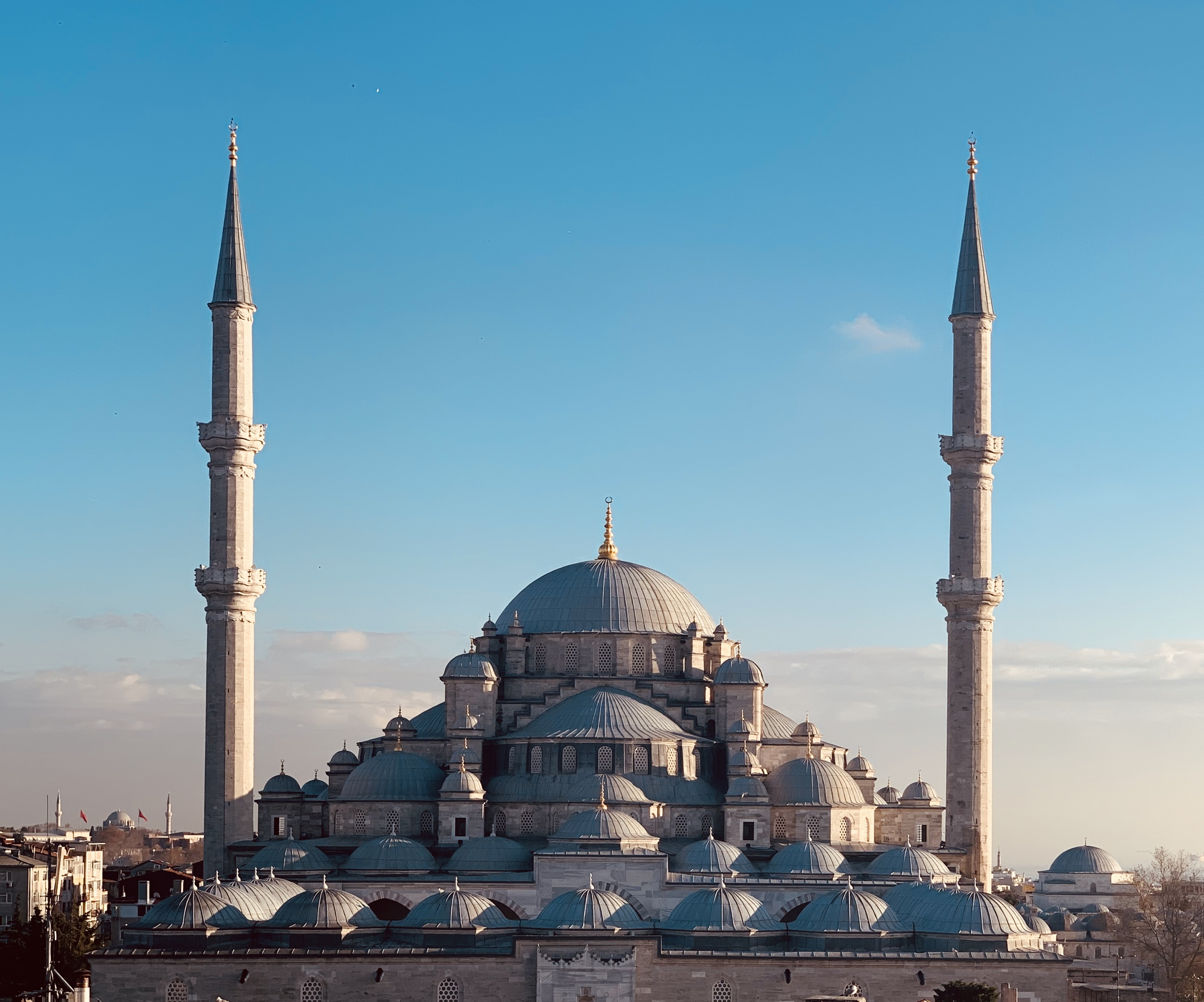
Mosquée Fatih à Istanbul, reconstruite par Moustafa III (achevée en 1771)
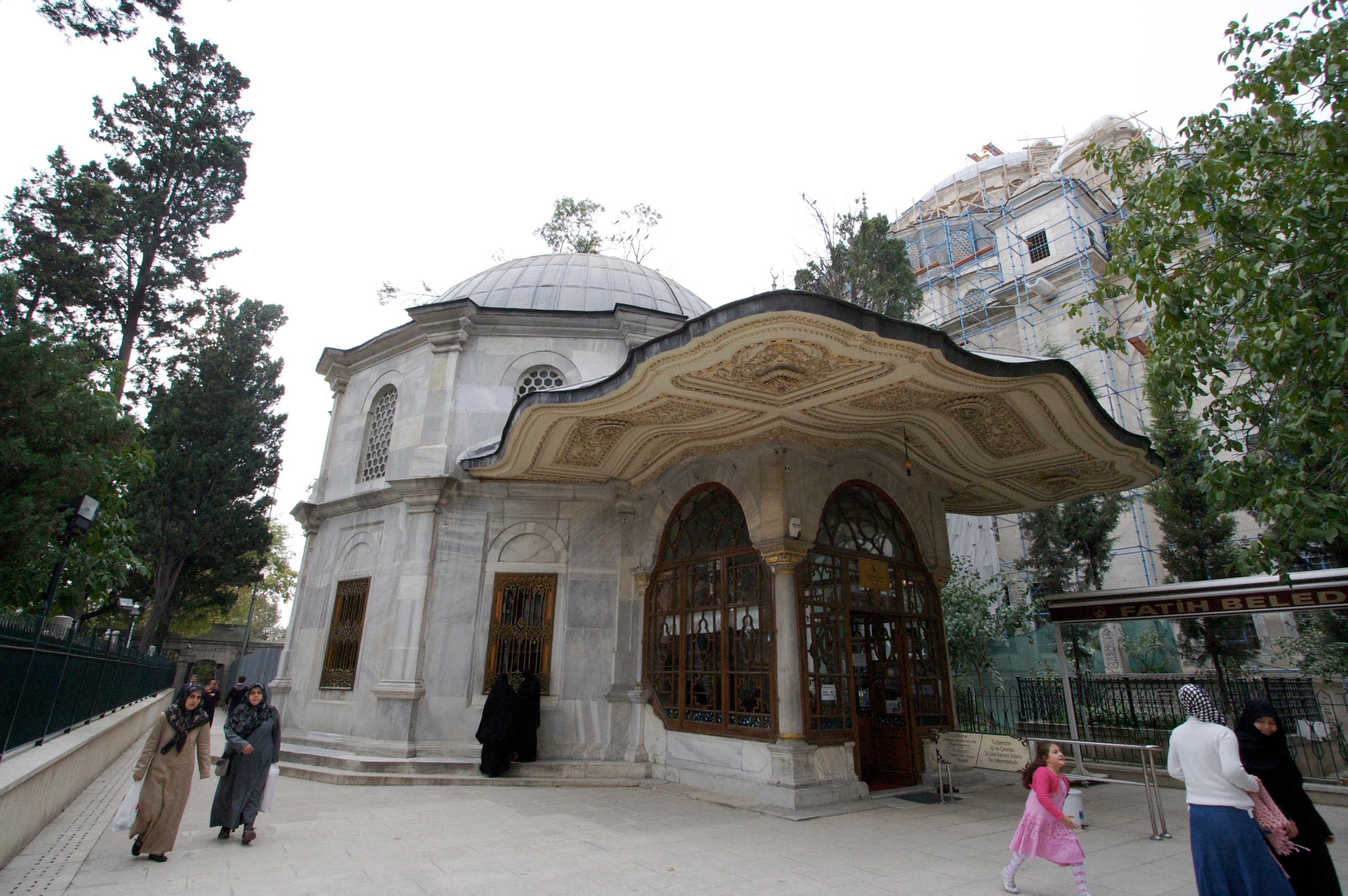
Tombeau reconstitué de Mehmed II derrière la mosquée Fatih (vers 1771)

Sous le règne d'Abdulhamid Ier (1774–1789), davantage d'architectes et d'artistes étrangers arrivèrent à Istanbul et le style baroque fut encore consolidé. Abdulhamid a construit la mosquée Beylerbeyi (1777–1778) et la mosquée Emirgan (1781–82), toutes deux situées dans la banlieue d'Istanbul sur les rives du Bosphore, bien que les deux aient été ensuite modifiées par Mahmoud II (1808–1839). La mosquée Beylerbeyi est remarquable pour être orientée vers l'eau : alors que certaines mosquées d'Istanbul avaient été construites au bord de l'eau auparavant, la mosquée Beylerbeyi est la première qui a été clairement conçue en orientant sa façade principale vers le rivage. La mosquée était destinée à servir d'espace de prière au sultan lorsqu'il résidait dans l'un de ses palais le long du Bosphore. La salle de prière est un espace traditionnel à dôme unique, mais la caractéristique la plus innovante et la plus influente de la mosquée est la large structure de pavillon à deux étages qui occupe sa façade avant, remplaçant la cour traditionnelle ou le portique d'entrée. Il s'agit d'une évolution des pavillons impériaux qui étaient attachés sur le côté ou à l'arrière des mosquées antérieures, assumant une fonction plus résidentielle en tant qu'appartement royal et faisant partie intégrante de l'apparence de la mosquée. Cette nouvelle configuration a été répétée dans la conception des mosquées impériales ultérieures.
Abdülhamid a construit sa tombe dans le cadre d'un complexe caritatif, le complexe Hamidiye, construit entre 1775 et 1780 dans le quartier d'Eminönü. Le complexe ne possède pas de mosquée monumentale mais seulement une petite mosquée (mescit). Ses principaux composants étaient plutôt une madrasa et un imaret, ainsi que la tombe elle-même et d'autres structures mineures. La conception du complexe se distinguait par son intégration complète dans le tissu urbain préexistant au lieu d'être isolé dans sa propre enceinte. En face de la tombe du sultan se trouvait un sebil orné, mais celui-ci a été déplacé près de la mosquée Zeynep Sultan après 1911, lorsque le complexe fut en partie démoli pour élargir la rue. Le sebil est considéré comme l'un des plus beaux exemples de sebils baroques. Sa surface montre un plus grand degré de sculpture tridimensionnelle, étant abondamment sculptée de volutes, de coquilles, de feuillages et d'autres moulures baroques. La décoration montre également une plus grande tendance rococo, comme des asymétries dans les détails des motifs. Ces tendances sont venues caractériser l'architecture baroque ottomane dans le dernier quart du XVIIIe siècle.

Architecture sous Abdülhamid Ier
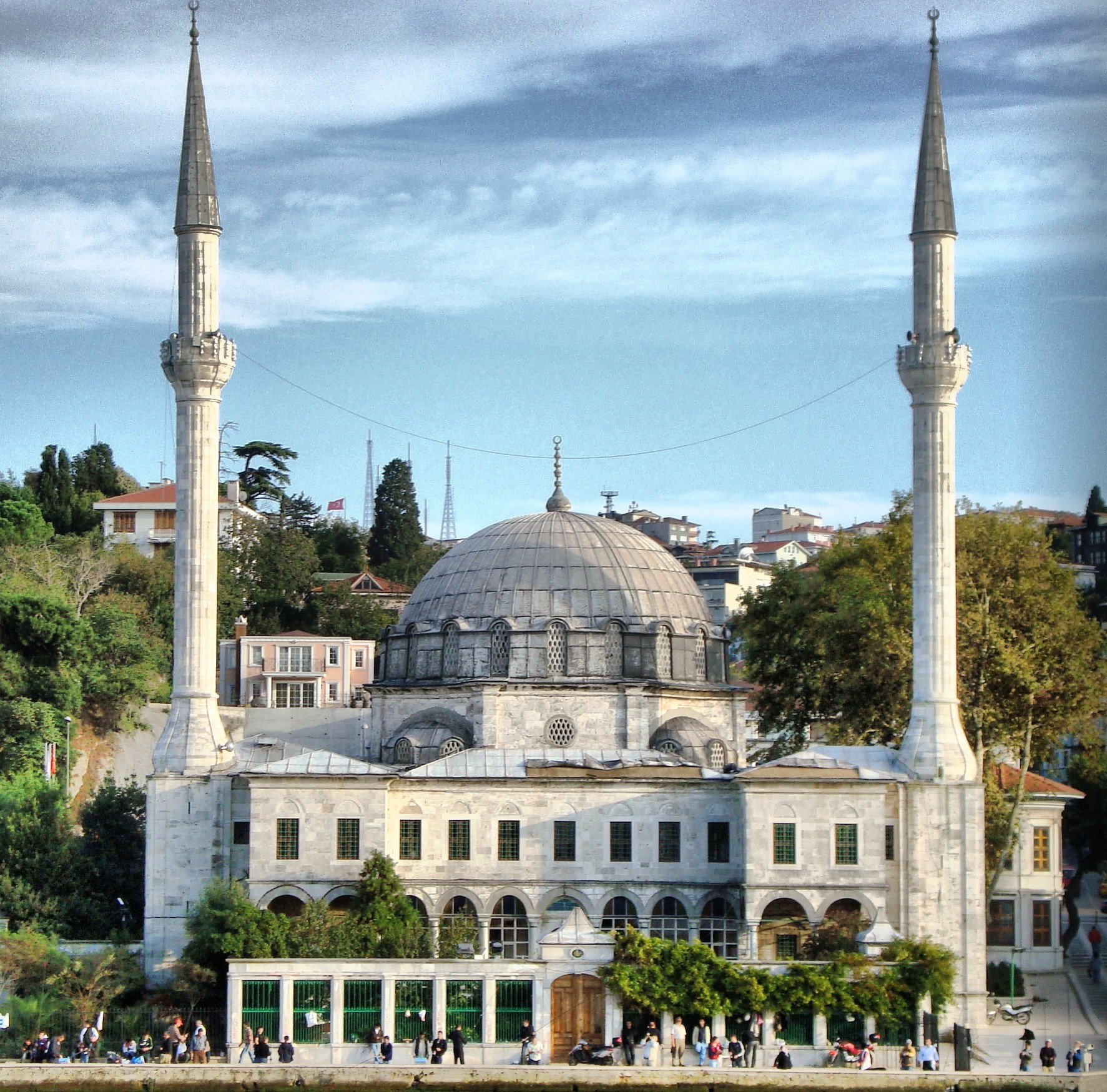
Mosquée Beylerbeyi sur le Bosphore, près d'Istanbul (vers 1778, avec des rénovations ultérieures)
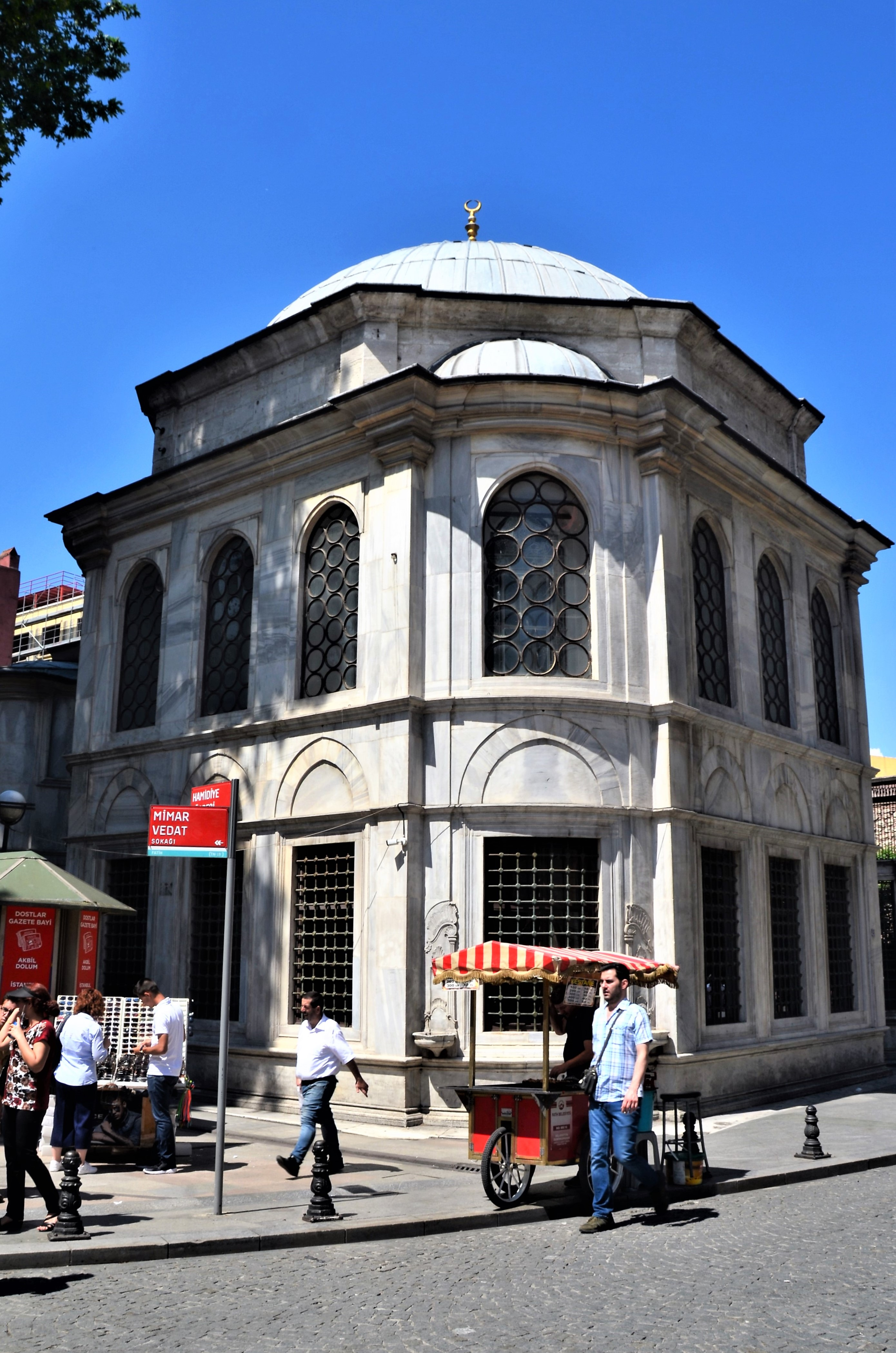
Tombe d'Abdülhamid Ier à Istanbul (vers 1780)
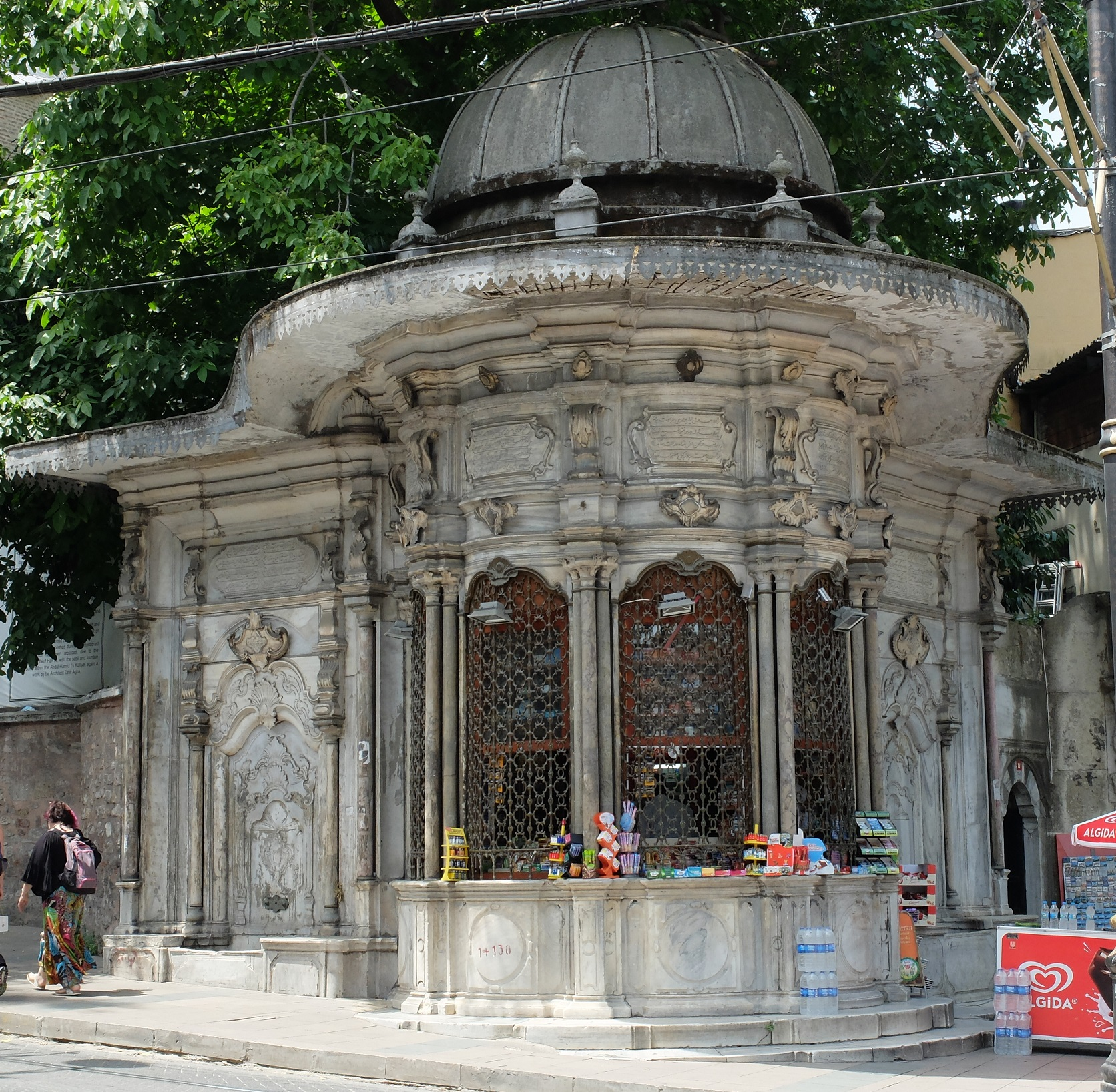
Sebil d'Abdülhamid Ier, Istanbul (vers 1780)

### Règne de Selim III
Selim III (1789-1807) était responsable de la reconstruction de la mosquée Eyüp Sultan entre 1798 et 1800. Cette mosquée est située à côté de la tombe d'Abu Ayyub al-Ansari, un important site religieux islamique dans le quartier d'Istanbul construit à l'origine par Mehmed II. La nouvelle mosquée a utilisé la tradition ottomane classique en suivant la conception octogonale du baldaquin, similaire à la mosquée Sokollu Mehmed Pacha dans le quartier d'Azapkapı, mais une grande partie de sa décoration est de style baroque contemporain. D'autres monuments baroques importants ont également été construits dans le quartier d'Eyüp à cette époque par la famille de Selim III. Avant la reconstruction de la mosquée, Mihrişah Sultan (la mère de Selim III), a construit un complexe caritatif à proximité dans un style baroque flamboyant. Sa construction a eu lieu entre 1792 et 1796. Il se compose d'un grand imaret (toujours en fonction aujourd'hui) et d'un mektep (école primaire), mais de la rue ses éléments les plus visibles sont le tombeau et le sebil. Cette configuration urbaine est similaire à l'ancien complexe Hamidiye. La façade du complexe, avec son sebil et sa tombe baroques exceptionnels, est l'une des conceptions de façade extérieure les plus remarquables de l'architecture baroque ottomane. Plus au sud, près de la mosquée Zal Mahmud Pacha du XVIe siècle, la tombe de Şah Sultan (sœur de Selim III) est un autre exemple important de tombe baroque de cette époque, construite en 1800–1801.

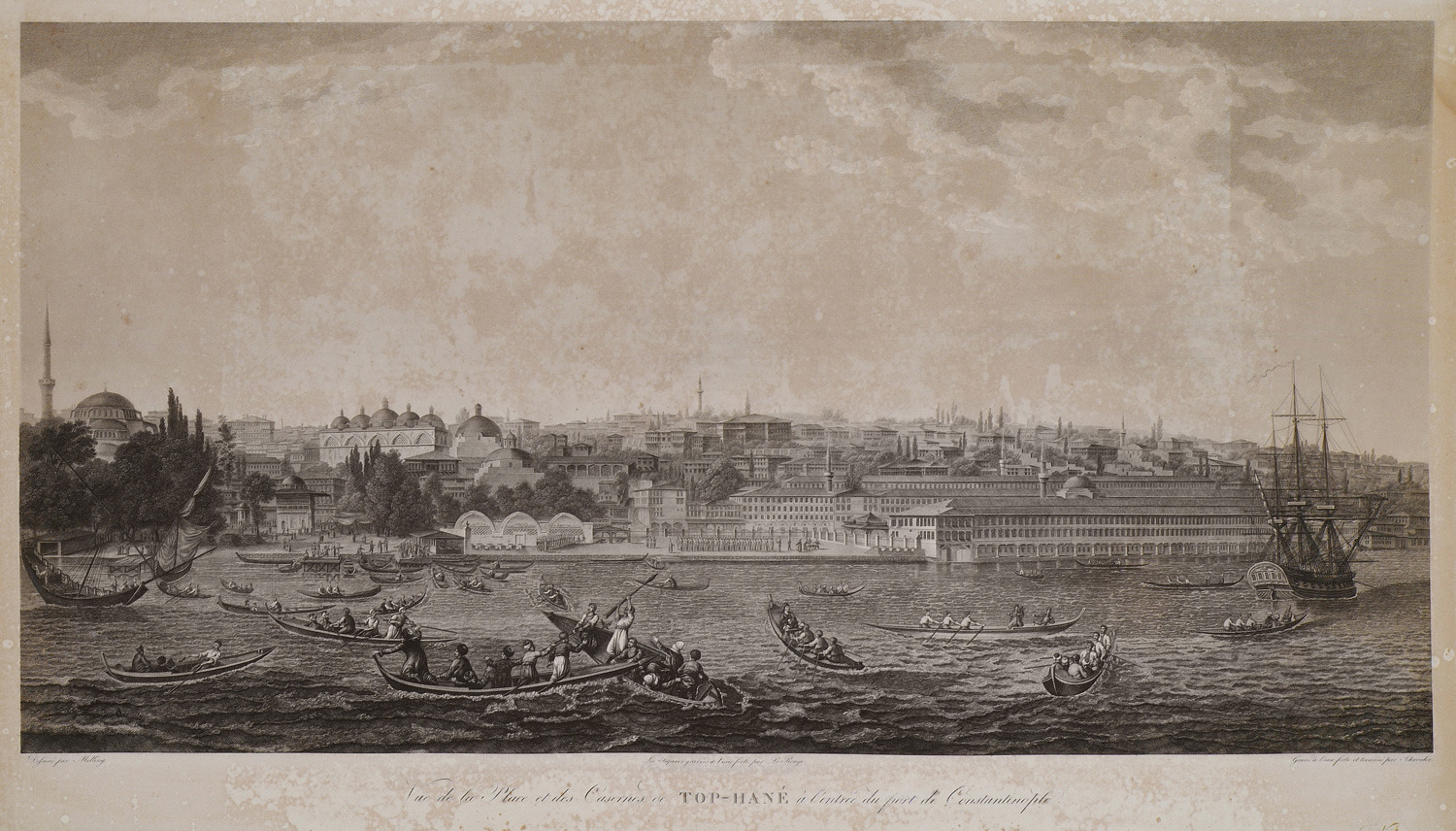
Caserne Tophane de Selim III (à droite), vue sur une gravure de 1819 par Melling

Selim III établit un nouveau type de construction d'inspiration occidentale dans l'architecture ottomane : la caserne. La première caserne de cette nouvelle tradition, la caserne Kalyoncu à Kasımpaşa, a été construite pour abriter des marins et comprenait une mosquée attenante. Elle fut commandée par l'amiral Cezayirli Hasan Pacha en 1783–84, sous Abdülhamid Ier. Cependant, c'est sous Selim III que les casernes monumentales ont proliféré et sont devenues des éléments très visibles du paysage urbain. La plupart de ces premières casernes étaient des bâtiments en bois qui ont ensuite été reconstruits au XIXe siècle. Ce nouveau type de bâtiment est né en conjonction avec les tentatives de réforme de Selim III, le Nizam-I Cedid ("Nouvel Ordre"), qui a notamment créé une nouvelle armée de style occidental. Selim III a construit une caserne pour son régiment "Nouvelle artillerie" à Tophane, près du site ultérieur de la mosquée Nusretiye. Celle-ci fut détruite par un incendie en 1823 et reconstruite par Mahmud II en 1824. La plus grande caserne de l'époque, la caserne Selimiye, fut construite dans le sud d'Üsküdar entre 1800 et 1803, mais fut incendiée par les janissaires révoltés en 1812. Ils ont été reconstruits en pierre par Mahmoud II entre 1825 et 1828 et agrandis jusqu'à leur forme actuelle par Abdulmecid entre 1842 et 1853.

La construction de la caserne Selimiye fut bientôt accompagnée de la construction du complexe voisin de la mosquée Selimiye entre 1801 et 1805. Trois hommes ont servi comme architectes en chef de la cour pendant cette période, mais l'architecte principal était peut-être Foti Kalfa, un maître charpentier chrétien. Le complexe comprenait une mosquée et ses dépendances habituelles comme un mektep et un hammam. Plus innovant, il comprenait également un éventail d'usines, de magasins et d'installations modernes telles qu'une imprimerie, tous agencés pour former le noyau d'un nouveau quartier avec un quadrillage régulier de rues. La mosquée est construite en pierre de haute qualité et dans un style entièrement baroque. Sa conception illustre le degré d'influence exercé par l'ancienne mosquée Beylerbeyi, car elle incorpore un large pavillon impérial qui s'étend sur sa façade avant. Cependant, la conception du pavillon impérial a été encore affinée : les deux ailes du pavillon sont surélevées sur une arcade de marbre et il y a un espace au milieu, entre les deux ailes, où un escalier et un portique d'entrée mènent à la mosquée, permettant d'obtenir une entrée plus monumentale. La salle de prière est à nouveau un espace à dôme unique, mais les galeries latérales qui sont généralement présentes à l'intérieur des mosquées antérieures ont dans ce cas été déplacées complètement à l'extérieur de la salle de prière, le long de l'extérieur du bâtiment. Le bâtiment se distingue également par une décoration en pierre de haute qualité, avec l'extérieur marqué par des moulures en pierre le long de ses nombreux bords et des clés de voûte sculptées pour ses arcs. 

Architecture sous Selim III
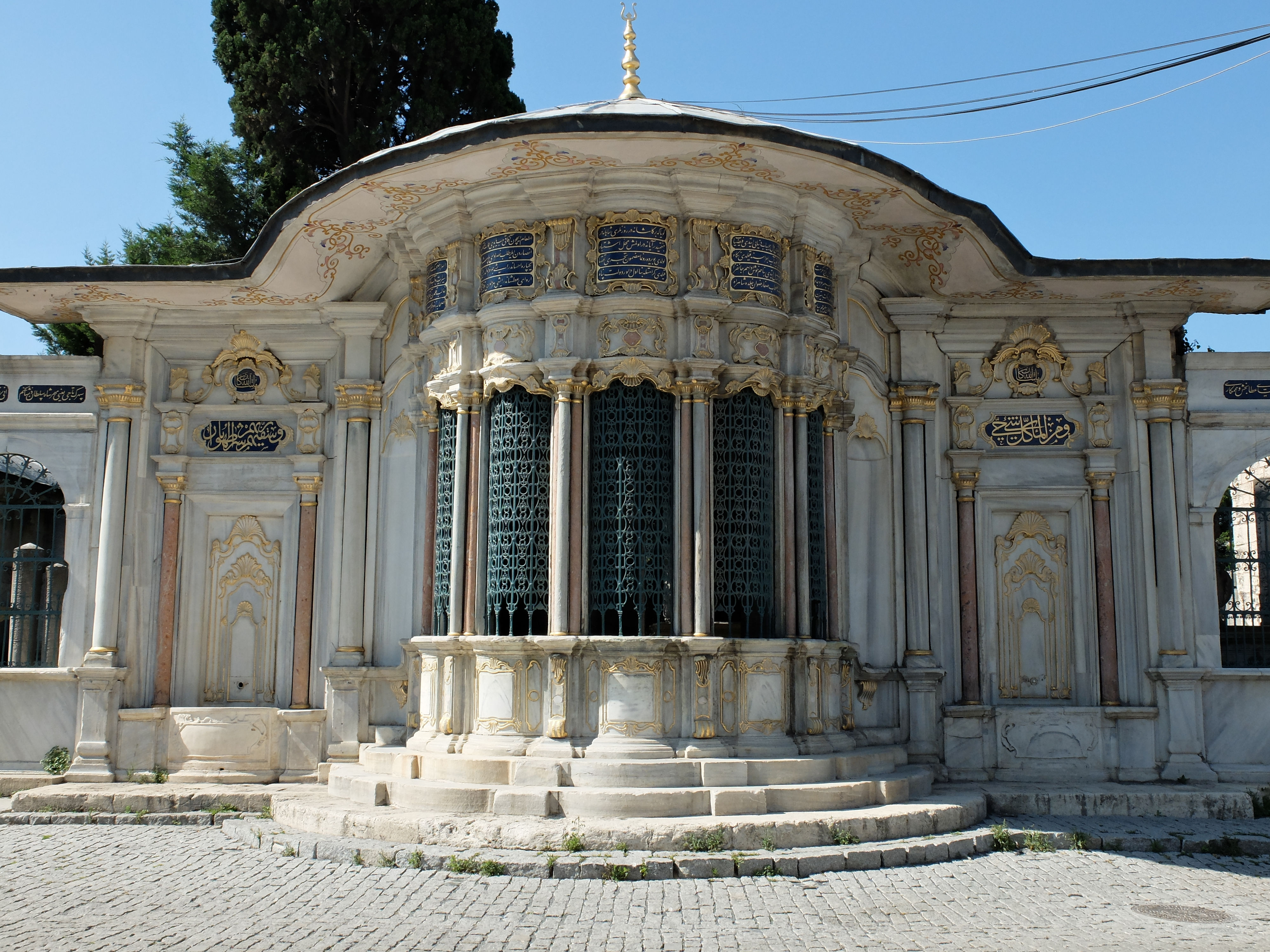
Sebil du complexe Mihrişah Sultan à Eyüp, Istanbul (1792–1796)
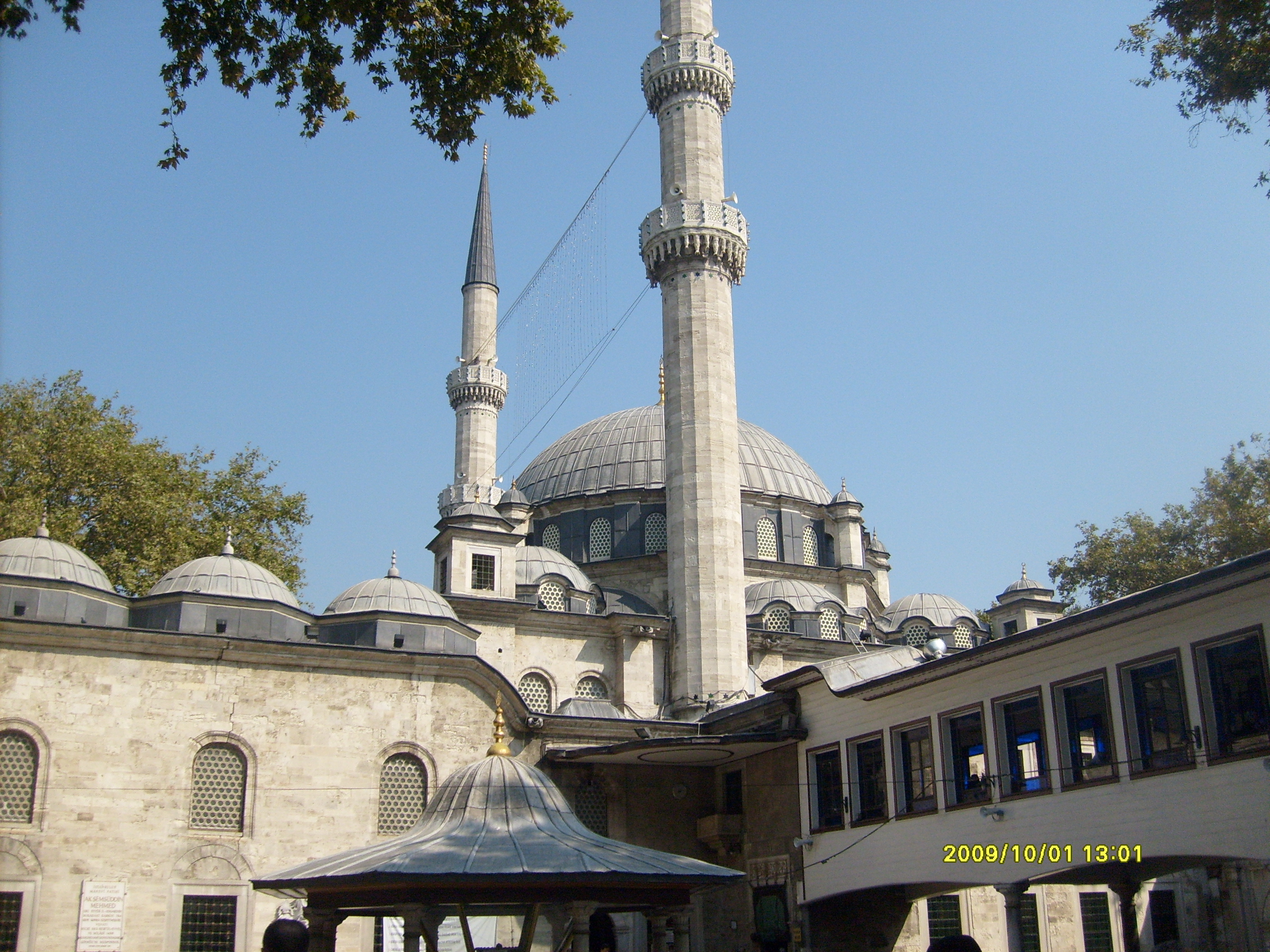
Mosquée Eyüp Sultan à Istanbul, reconstruite par Selim III (1798–1800)
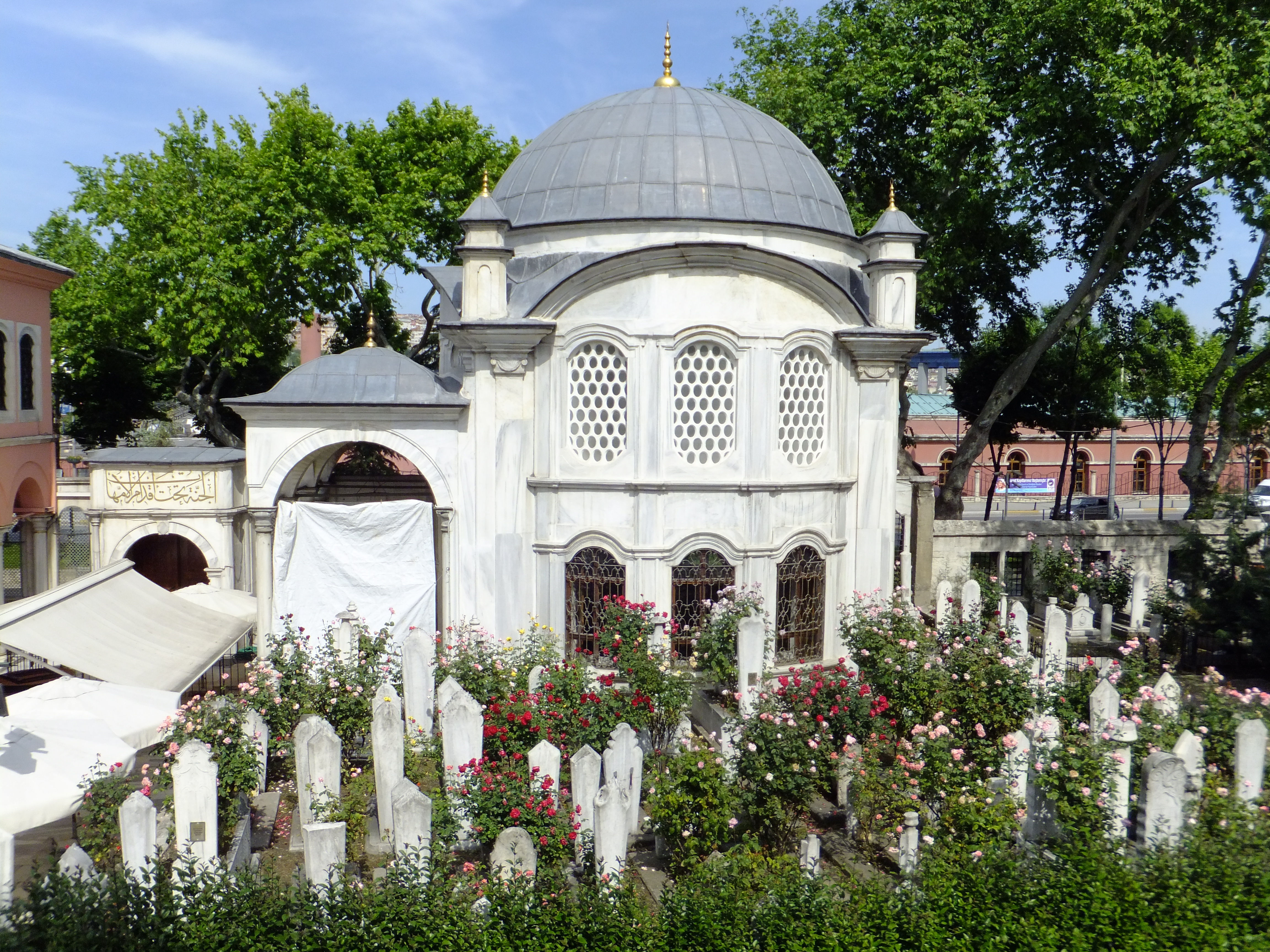
Tombe de Şah Sultan (fille de Moustapha III) à Eyüp, Istanbul (1800–1801)
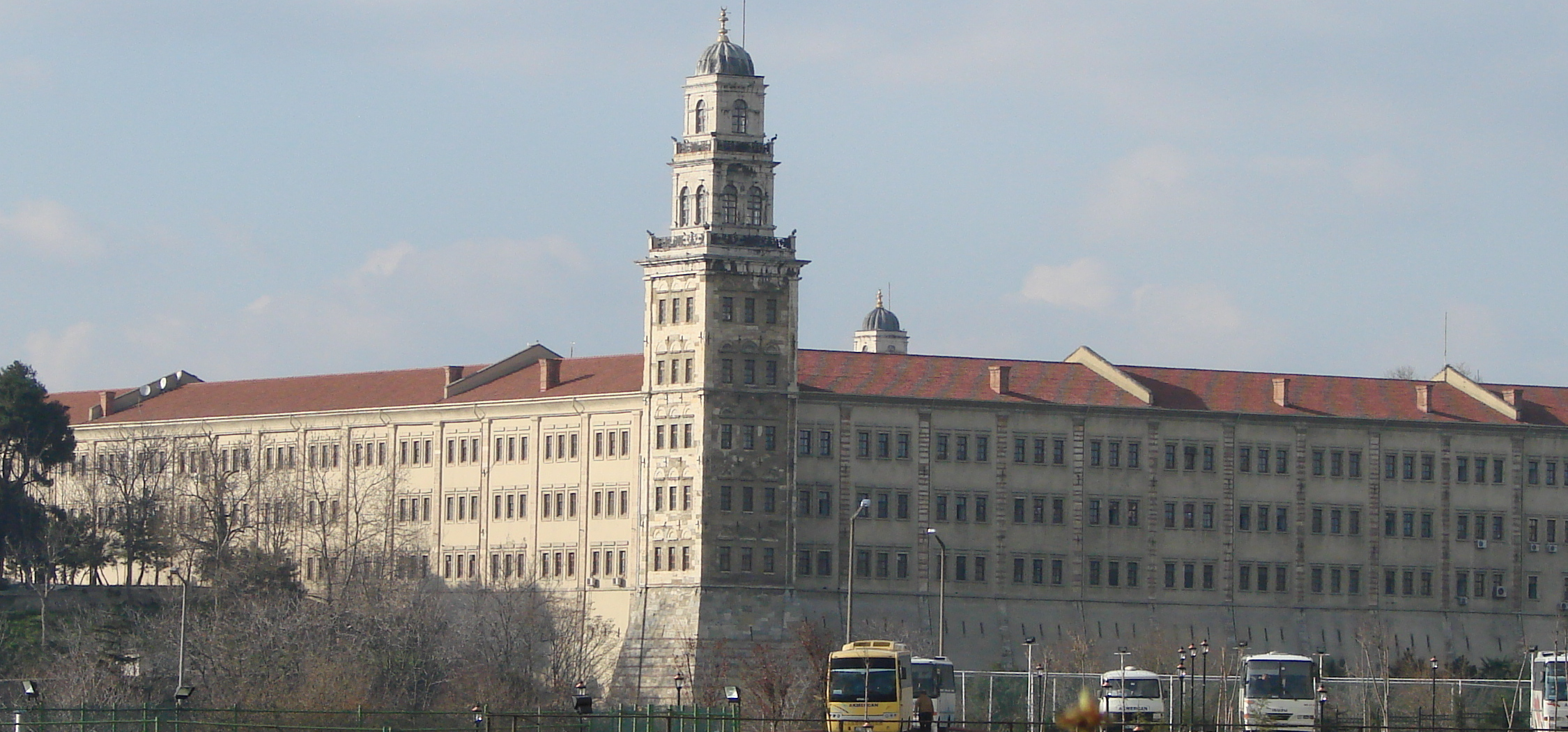
Caserne Selimiye à Üsküdar, construite à l'origine par Selim III (vers 1803) mais reconstruite par Mahmoud II
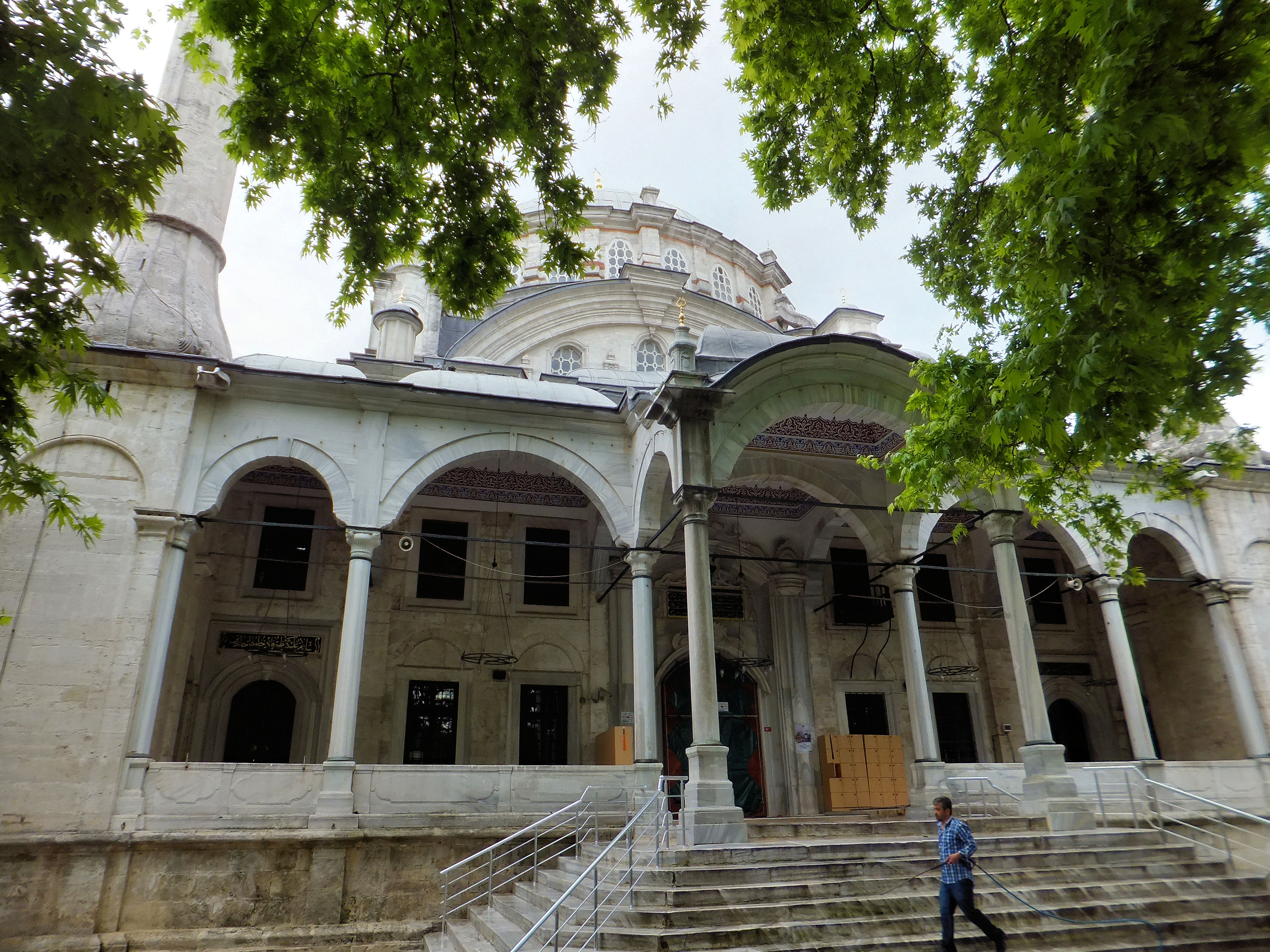
Mosquée Selimiye à Üsküdar, Istanbul (1801-1805) : vue de la façade avant et du portique d'entrée
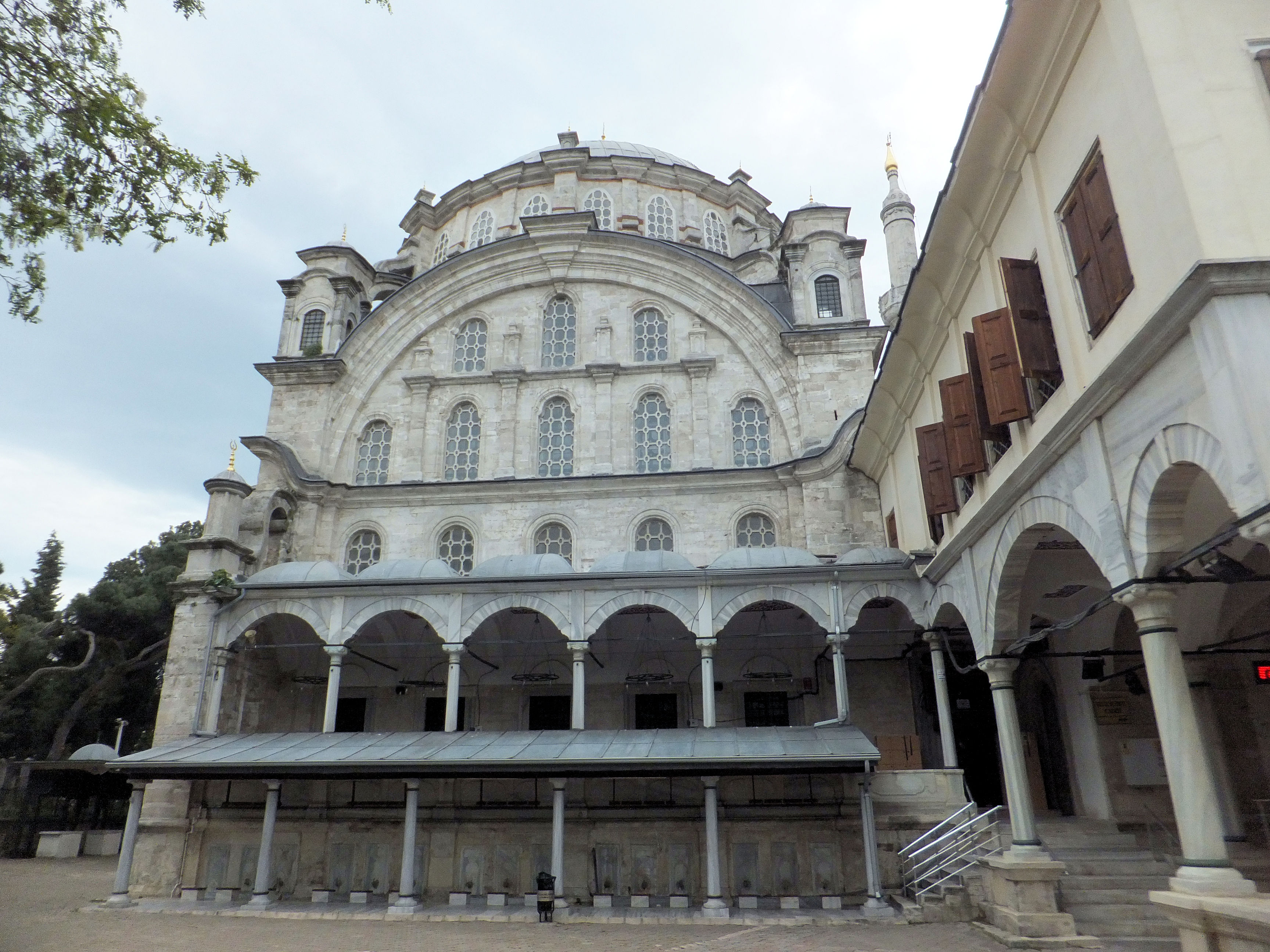
Mosquée Selimiye : vue latérale avec galerie extérieure et partie du pavillon impérial (à droite)
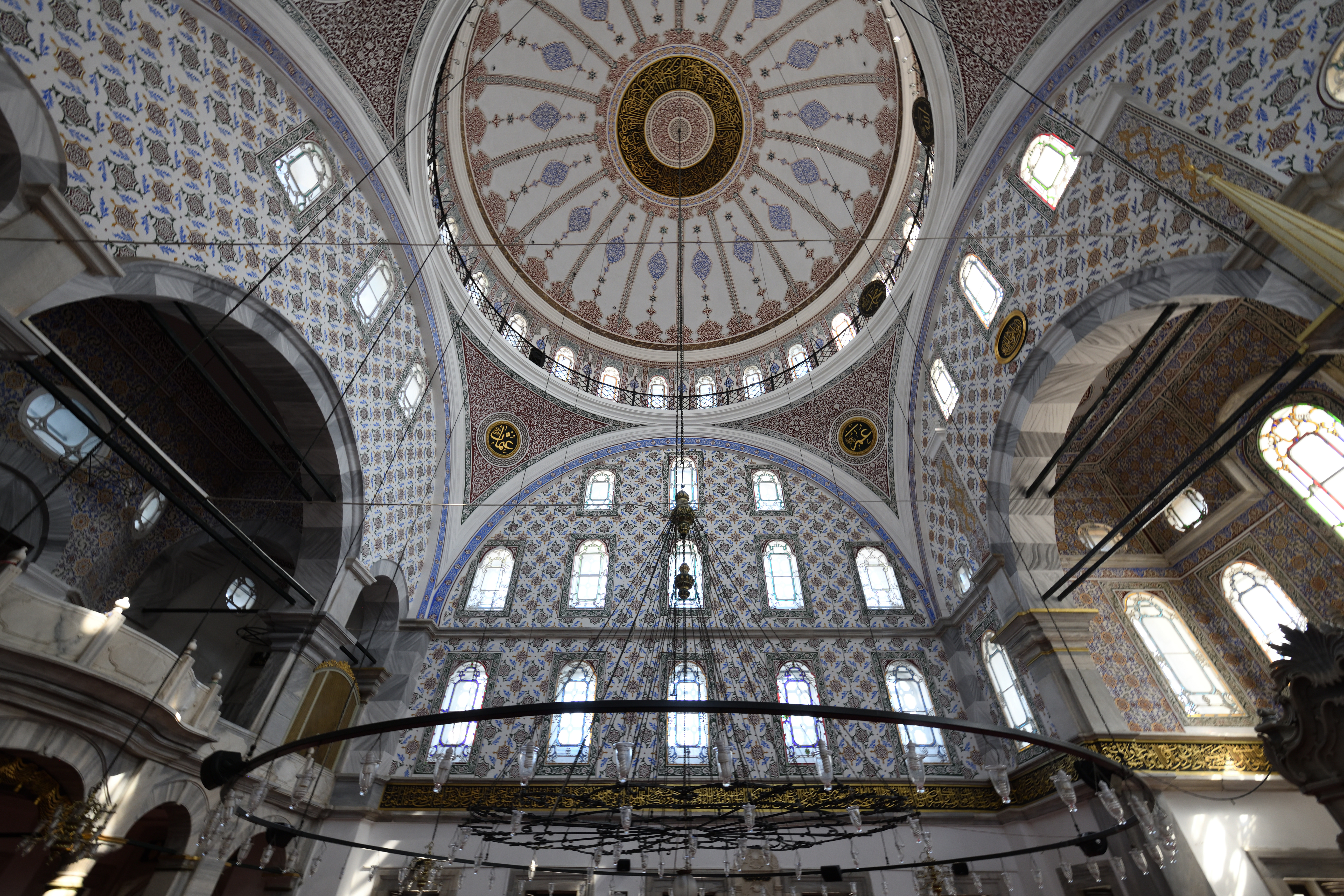
Intérieur de la mosquée Selimiye

### Architecture palatiale à l'époque baroque
Dans le palais de Topkapı, les sultans ottomans et leur famille ont continué à construire de nouvelles pièces ou à remodeler les anciennes tout au long du XVIIIe siècle, introduisant ainsi la décoration baroque et rococo. Quelques exemples incluent la section des Bains du Harem, probablement rénovée par Mahmoud Ier vers 1744, le Sofa Kiosk (Sofa Köşkü), restauré en style rococo par Mahmud I en 1752, la décoration de la salle impériale (Hünkâr Sofası), rénovée par Osman III ou Abdulhamid I, le kiosque d'Osman III achevé en 1754–55, et la décoration de la Salle du Conseil Impérial (Divan) redécorée dans un style baroque flamboyant par Selim III en 1792 et par Mahmoud II en 1819.
Comme aux siècles précédents, d'autres palais furent construits autour d'Istanbul par le sultan et sa famille. Auparavant, la configuration traditionnelle du palais ottoman consistait en différents bâtiments ou pavillons disposés en groupe, comme c'était le cas au palais de Topkapı, au palais d' Edirne, au palais Kavak ou Üsküdar (à Salacak), au palais Tersane, etc. Cependant, à un certain moment au cours du XVIIIe siècle, il y a eu une transition vers des palais constitués d'un seul bloc ou d'un seul grand bâtiment. Cette tendance a peut-être été popularisée par les sœurs de Selim III à la fin du XVIIIe siècle. Une de ses sœurs, Hadice Sultan (décédée en 1822), avait un grand palais côtier à Defterdarburnu (près d'Ortaköy) sur le Bopshore. Avec le palais de Beyhan et d'Esma Sultan sur la Corne d'Or, son palais a peut-être été l'un des premiers palais ottomans à se composer d'un seul bloc s'étendant le long du rivage. La plupart de ces palais n'ont pas survécu jusqu'à nos jours. Parmi les rares exemples survivants, la décoration baroque de cette période peut encore être vue dans le pavillon Aynalıkavak (mentionné ci-dessus), qui a été restauré par Selim III et Mahmoud II.
Au-delà d'Istanbul, les plus grands palais ont été construits par de puissantes familles locales, mais ils ont souvent été construits dans des styles régionaux qui ne suivaient pas les tendances de la capitale ottomane. Le palais Azm à Damas, par exemple, a été construit vers 1750 dans un style largement damascène. La famille Azm possédait également un grand palais à Hama. Dans l'est de l'Anatolie, près de l'actuel Doğubayazıt, le palais Ishak Pacha est une pièce d'architecture exceptionnelle qui mélange diverses traditions locales, notamment le turc seldjoukide, l'arménien et le géorgien. Il a été commencé au 17e siècle et généralement achevé en 1784.

Architecture palatiale du 18ème siècle
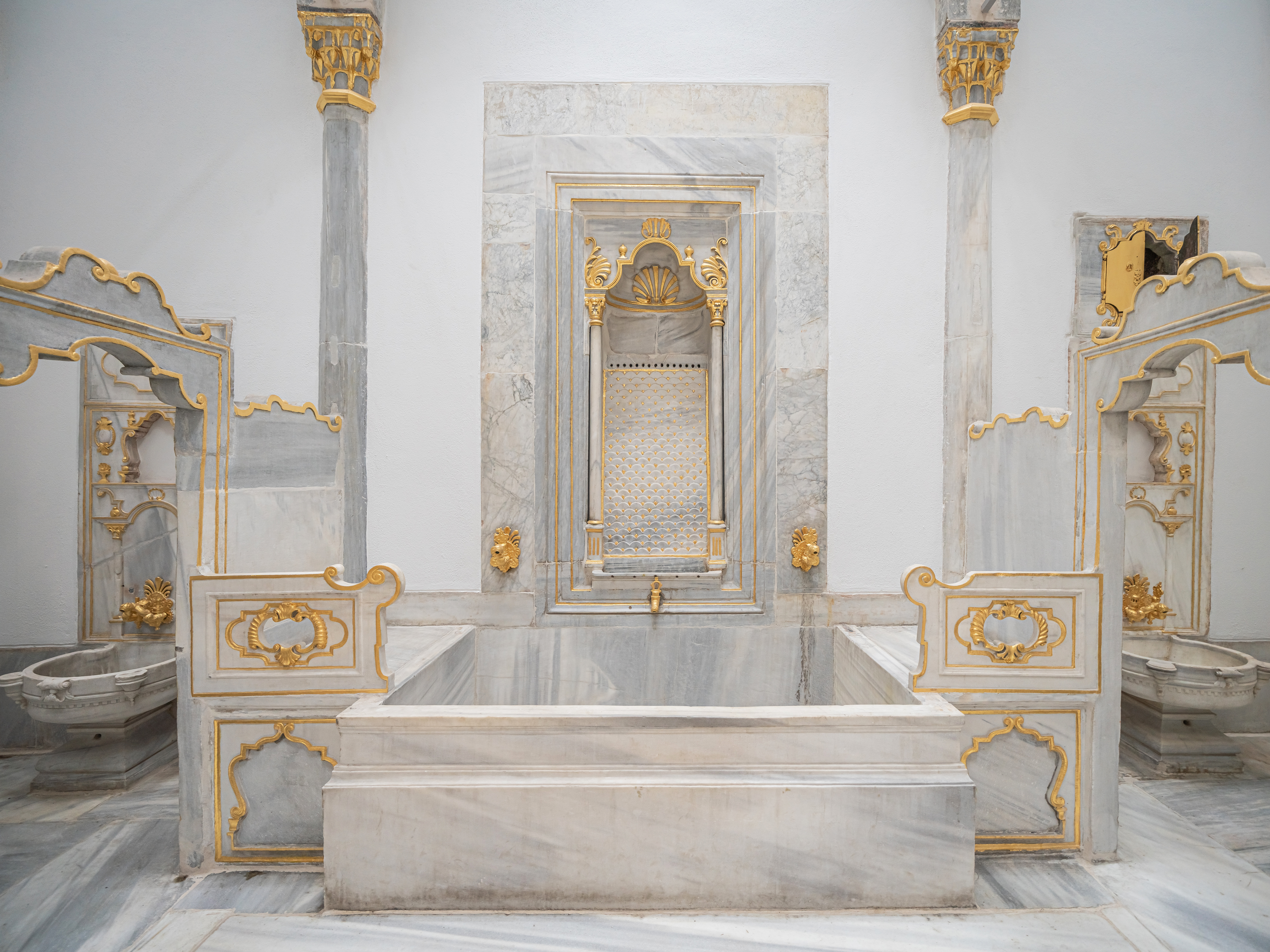
Bains du sultan et de la reine mère, palais de Topkapı, rénové vers 1744 par Mahmoud Ier
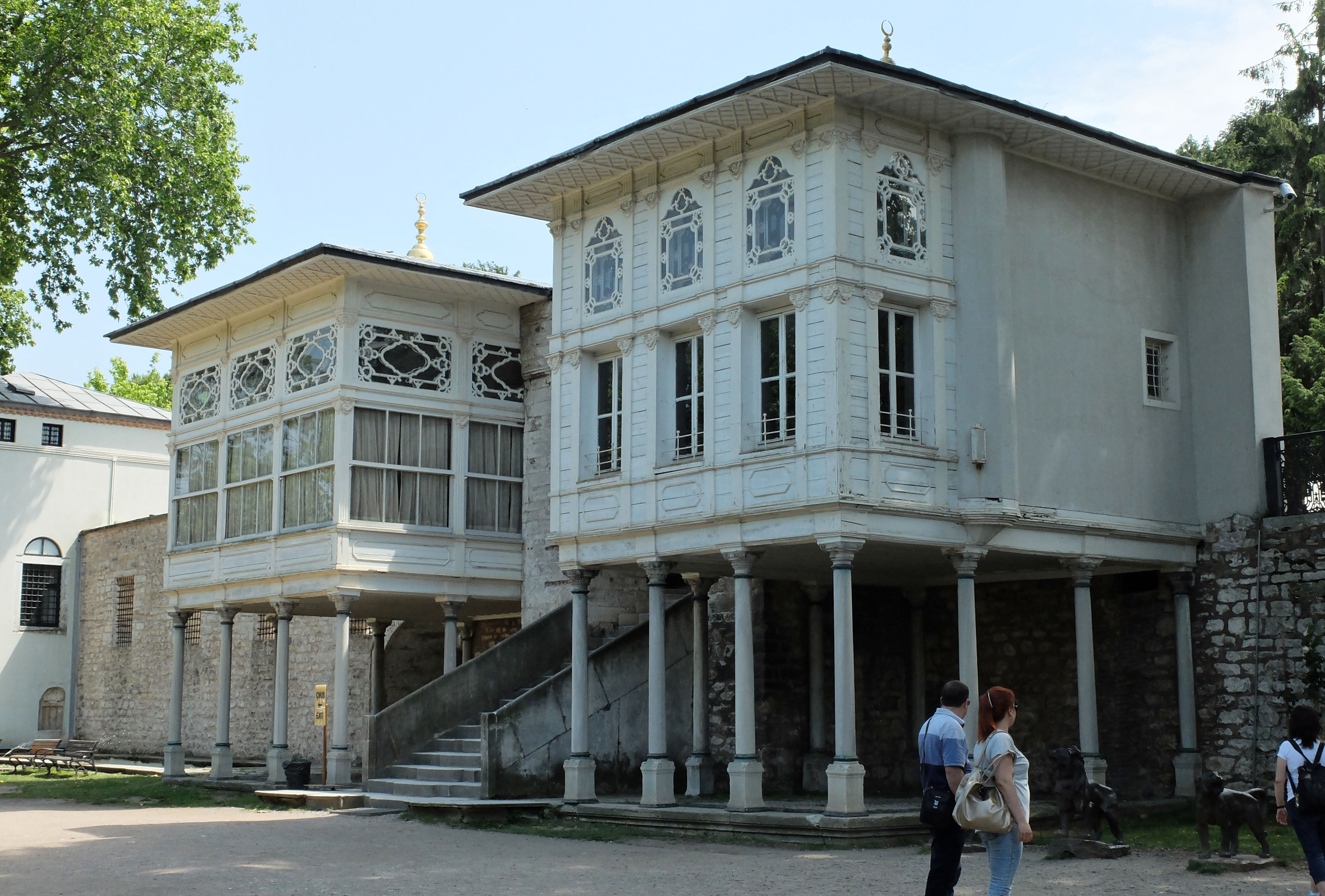
Canapé Kiosk, Palais de Topkapı, restauré par Mahmoud Ier en 1752
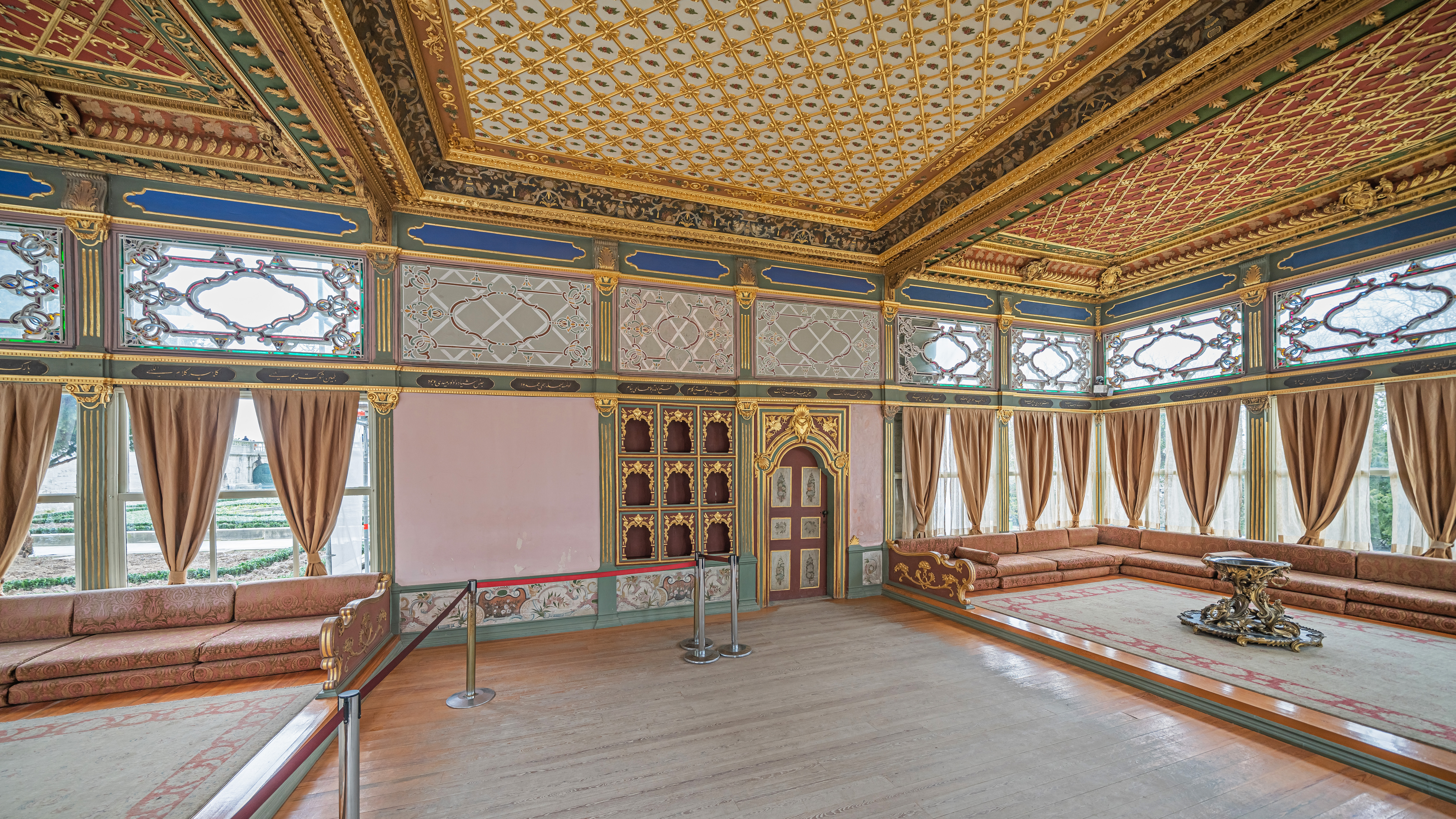
Intérieur du kiosque du canapé restauré par Mahmoud Ier en 1752
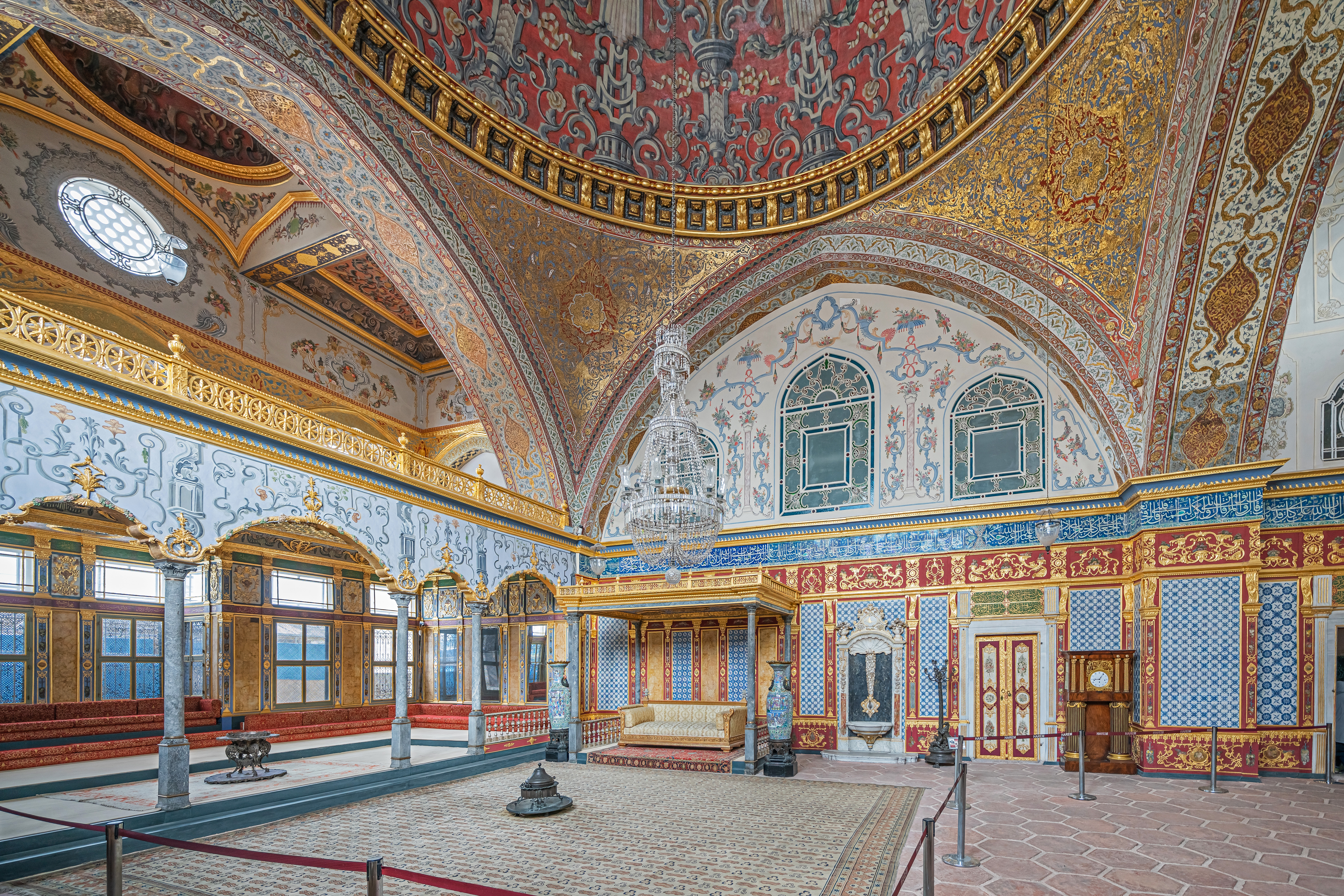
Décoration baroque de la salle impériale du harem du palais de Topkapı (XVIIIe siècle)
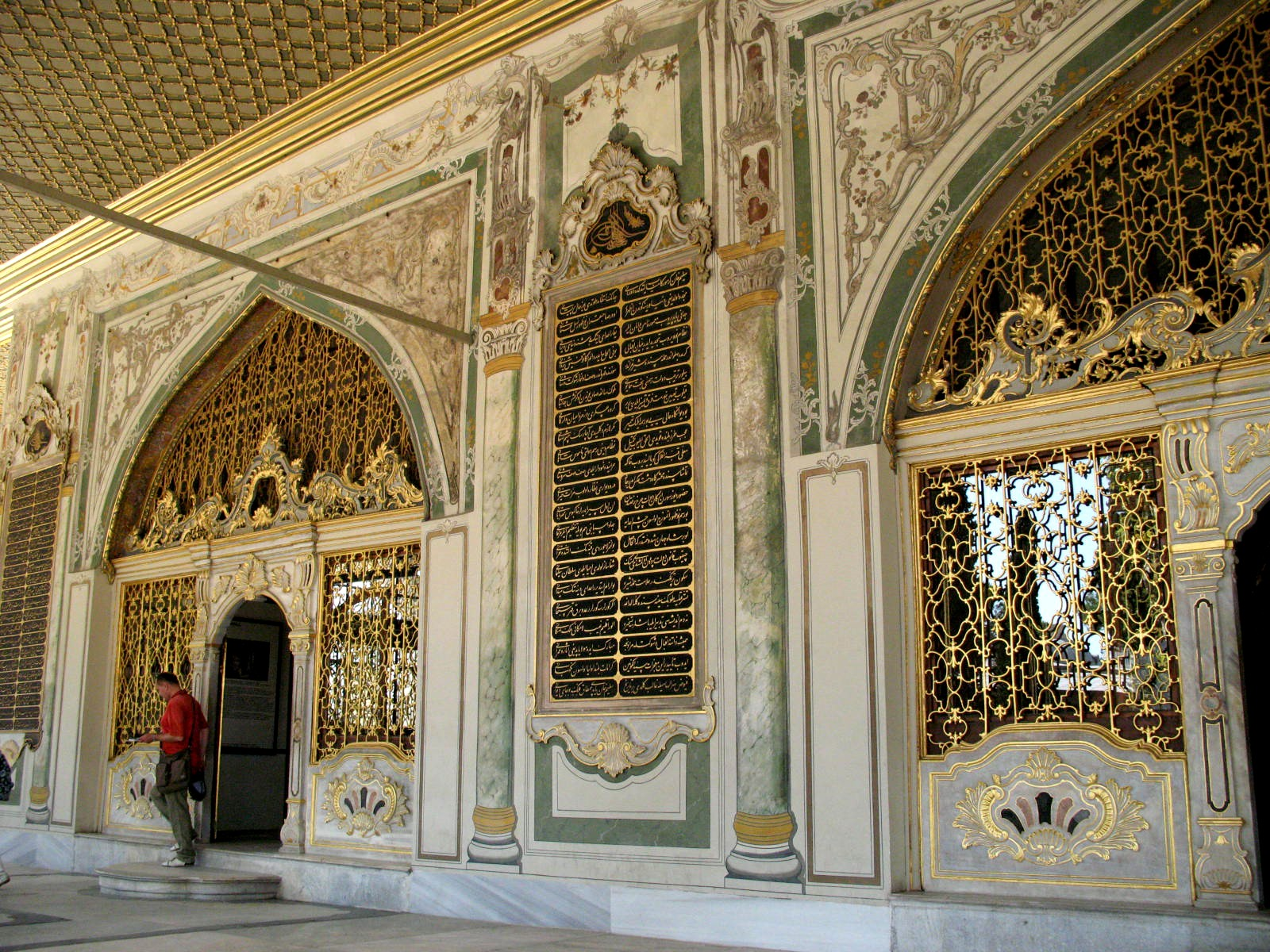
Décoration baroque à l'extérieur de la salle du Conseil impérial (Divan) du palais de Topkapı
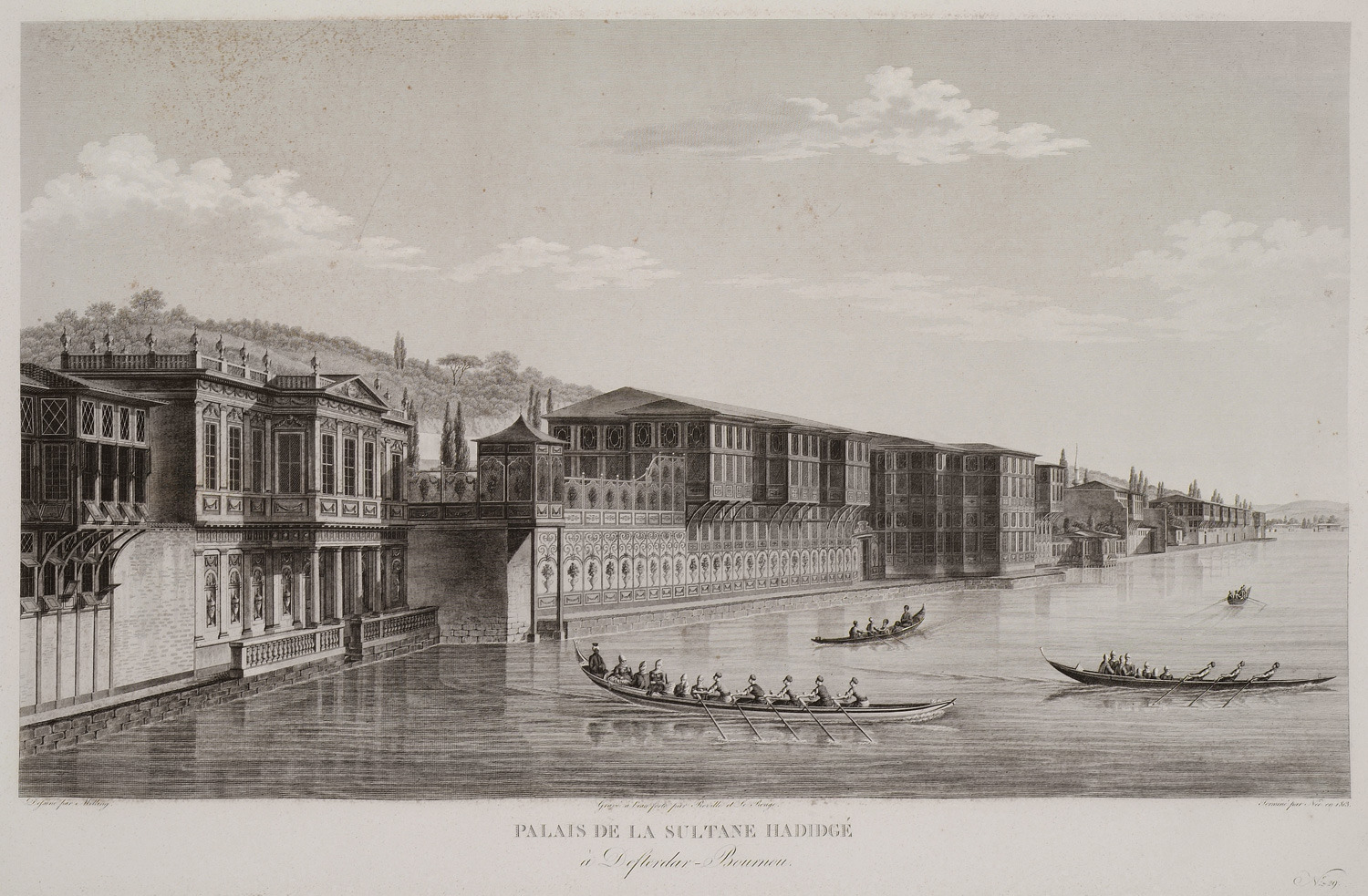
Gravure (par Melling ) du palais du sultan Hadice sur le Bosphore, Istanbul (XVIIIe siècle)
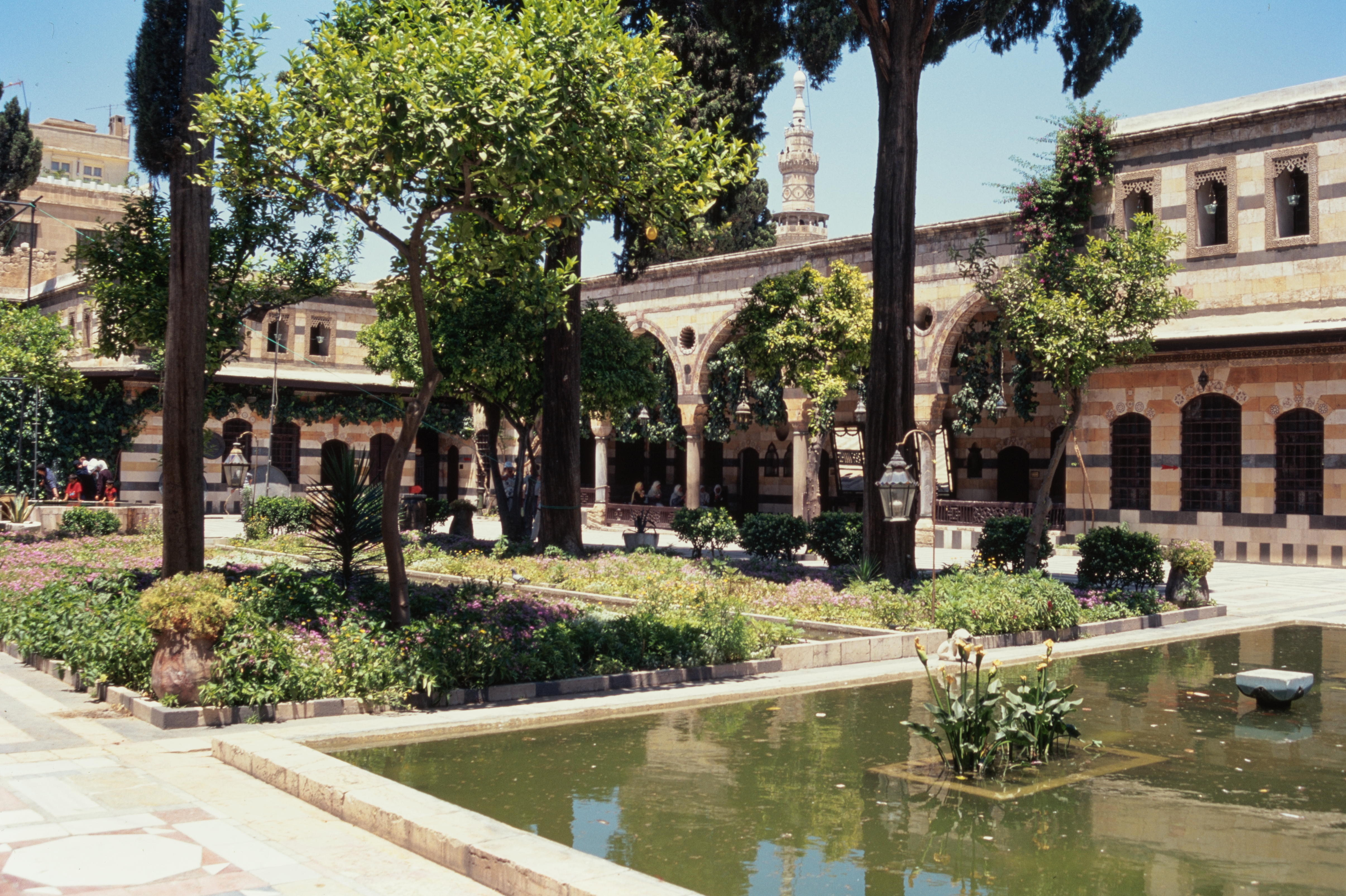
Palais Azm, Damas (vers 1750)
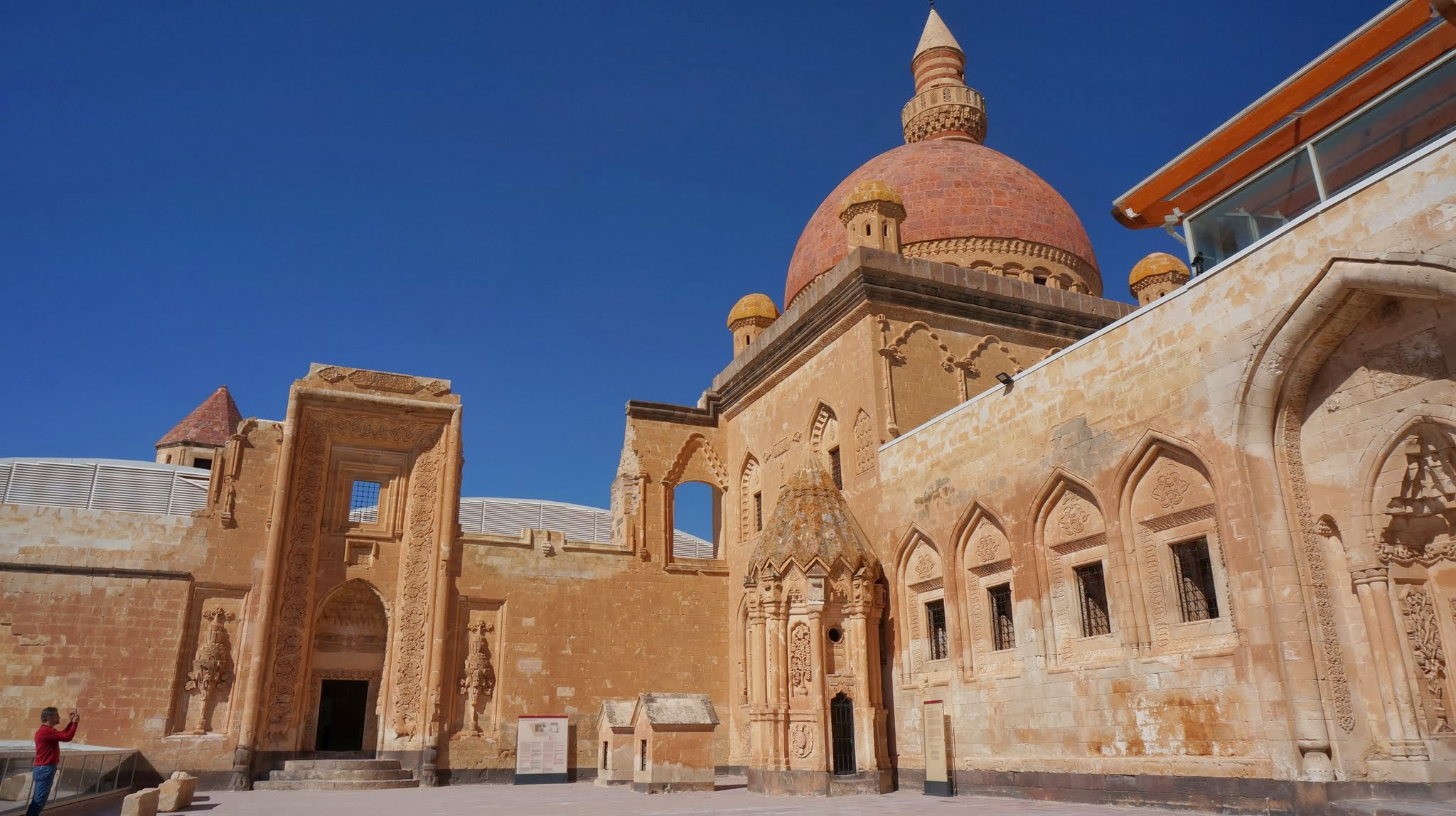
Palais Ishak Pacha, près de l'actuel Doğubayazıt (achevé vers 1784)

### Monuments du baroque tardif sous Mahmoud II
La tombe de Nakşidil Sultan (mère de Mahmoud II), construite en 1818 près du complexe de la mosquée Fatih à Istanbul, est l'une des plus belles tombes baroques ottomanes et l'un des meilleurs exemples de monuments baroques tardifs. Il intègre également une certaine influence du style Empire, qui a été introduit à Istanbul à cette époque. La tombe a été conçue par l'architecte arménien ottoman Krikor Balian.

La mosquée Nusretiye, la mosquée impériale de Mahmoud II, a été construite entre 1822 et 1826 à Tophane. Son nom commémore la "victoire" remportée par Mahmoud II en détruisant les janissaires en 1826, année de l'achèvement de la mosquée. Mahmoud II a également construit une nouvelle caserne d'artillerie et un terrain de parade près de la mosquée en même temps, remplaçant la caserne de Selim III qui avait été détruite par les janissaires, poursuivant ainsi l'association de Tophane avec l'âge des réformes initiées par Sélim III. La mosquée est la première grande œuvre impériale de Krikor Balian. Elle est parfois décrite comme appartenant au style Empire, mais est considérée par Godfrey Goodwin et Doğan Kuban comme l'une des dernières mosquées baroques. John Freely le décrit comme un mélange de styles baroque et empire, tandis qu'Ünver Rüstem décrit le style comme s'éloignant du baroque et vers une interprétation ottomane du néoclassicisme. Goodwin la décrit également comme la dernière d'une lignée de mosquées impériales qui a commencé avec la Nuruosmaniye. Malgré sa taille relativement petite, les hautes proportions de la mosquée créent une impression de hauteur, ce qui peut être le point culminant d'une tendance qui a commencé avec la mosquée Ayazma. De l'extérieur, les détails les plus remarquables de la mosquée sont l'extrême élancement de ses minarets et ses deux sebils rococo aux surfaces ondoyantes spectaculaires. 

Monuments baroques sous Mahmoud II
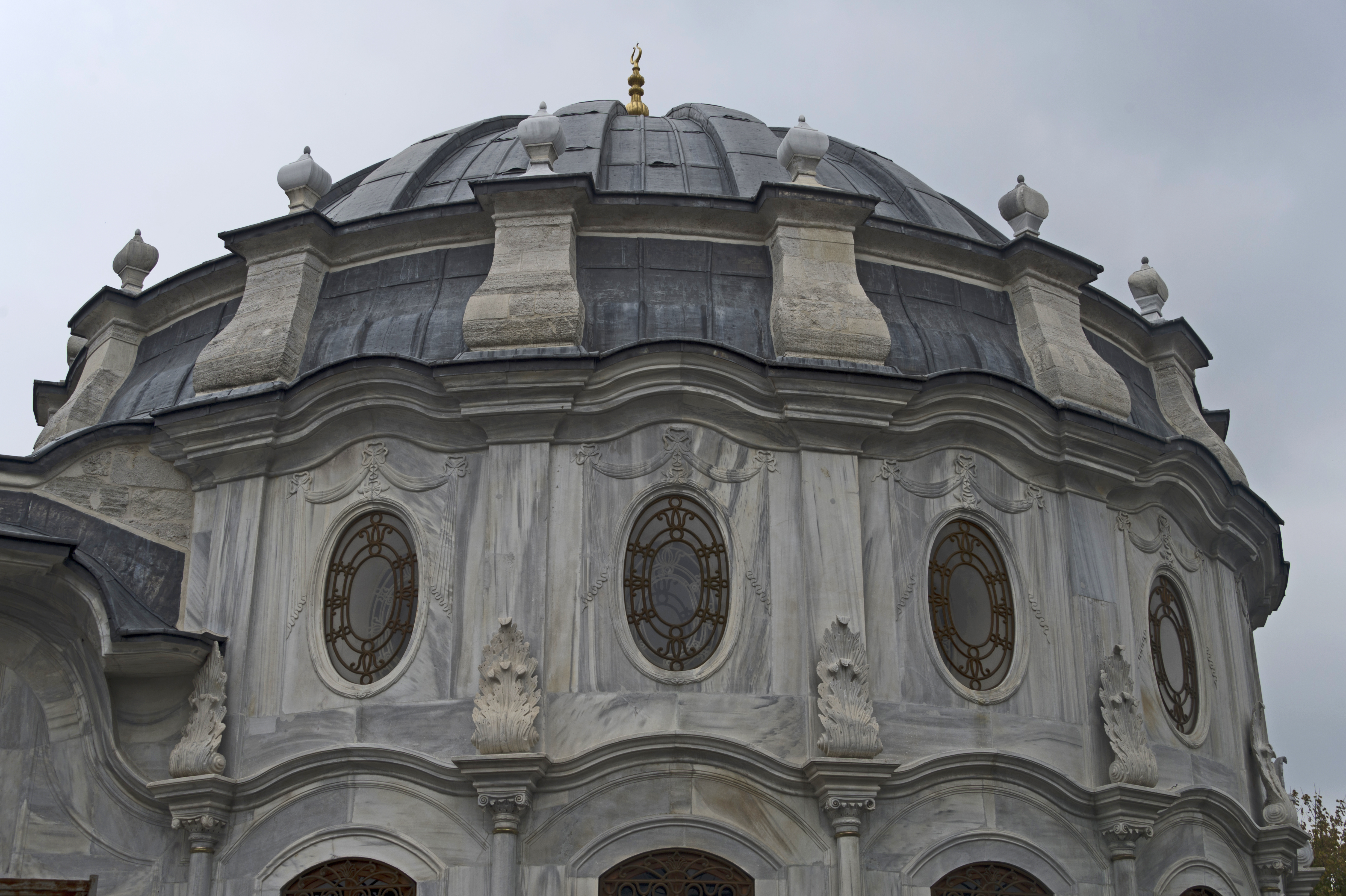
Tombeau de Nakşidil Sultan à Istanbul (1818)
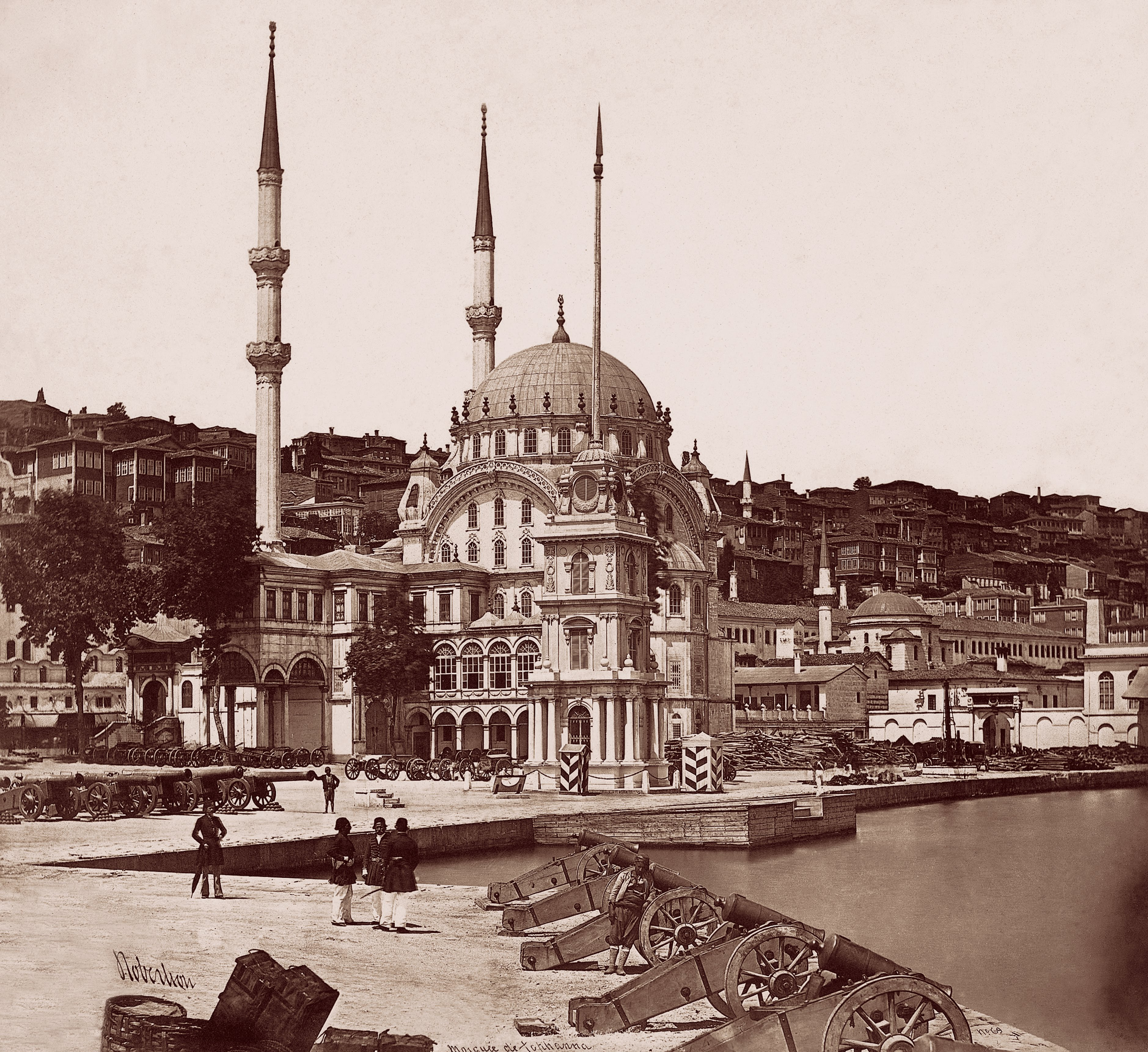
Mosquée Nusretiye à Tophane, Istanbul (1822–1824)
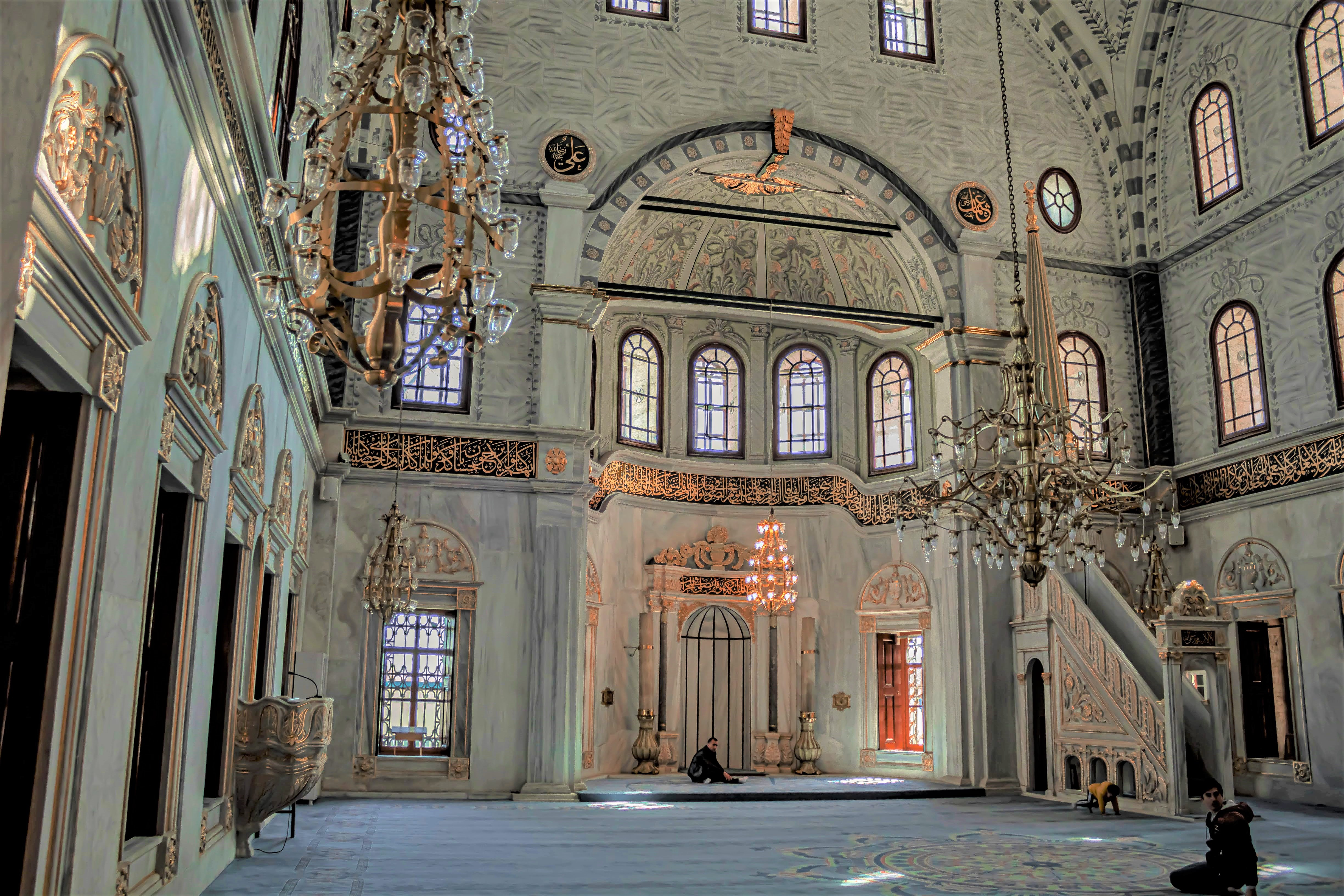
Intérieur de la mosquée Nusretiye
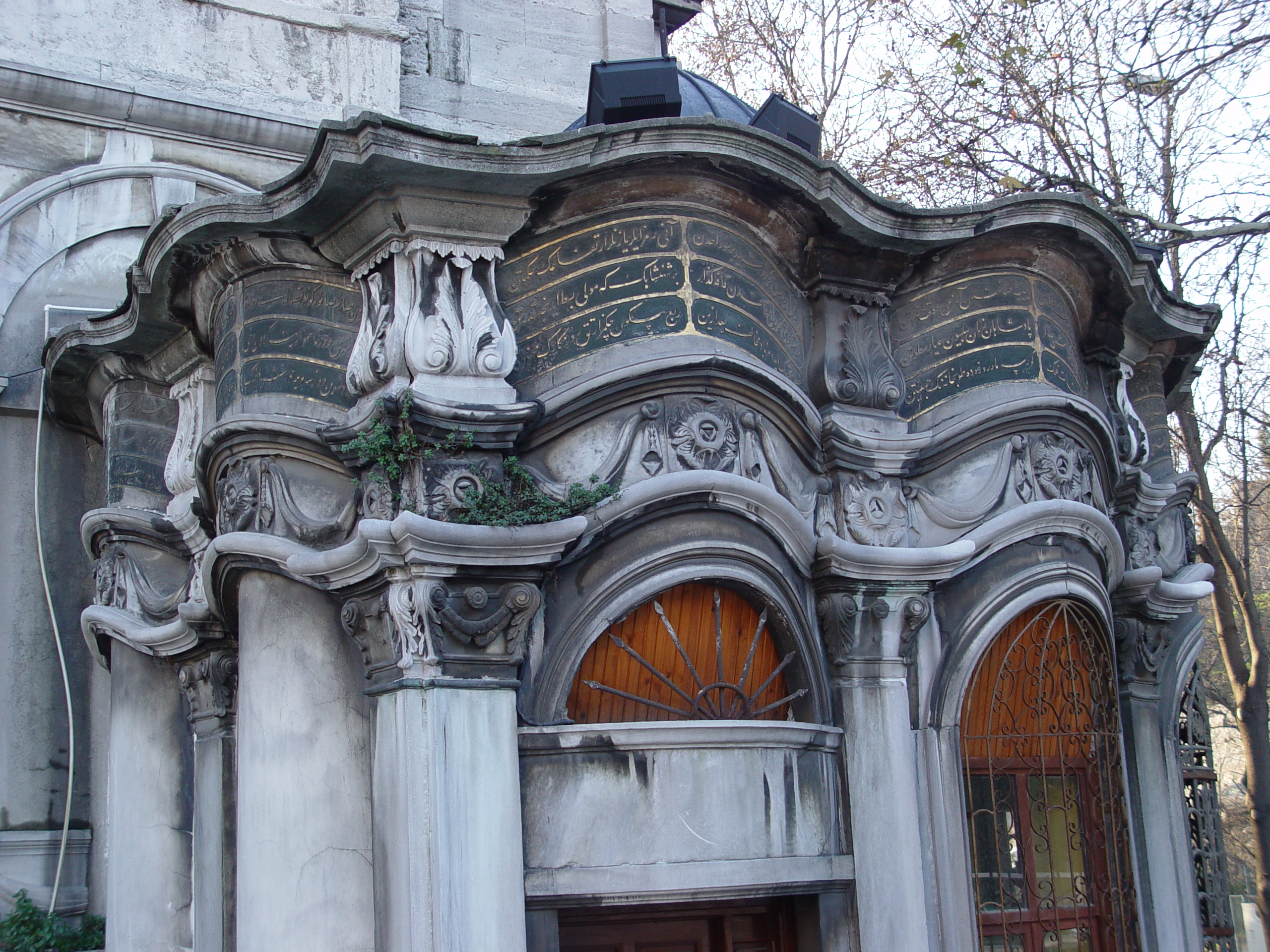
L'un des sebils de la mosquée Nusretiye
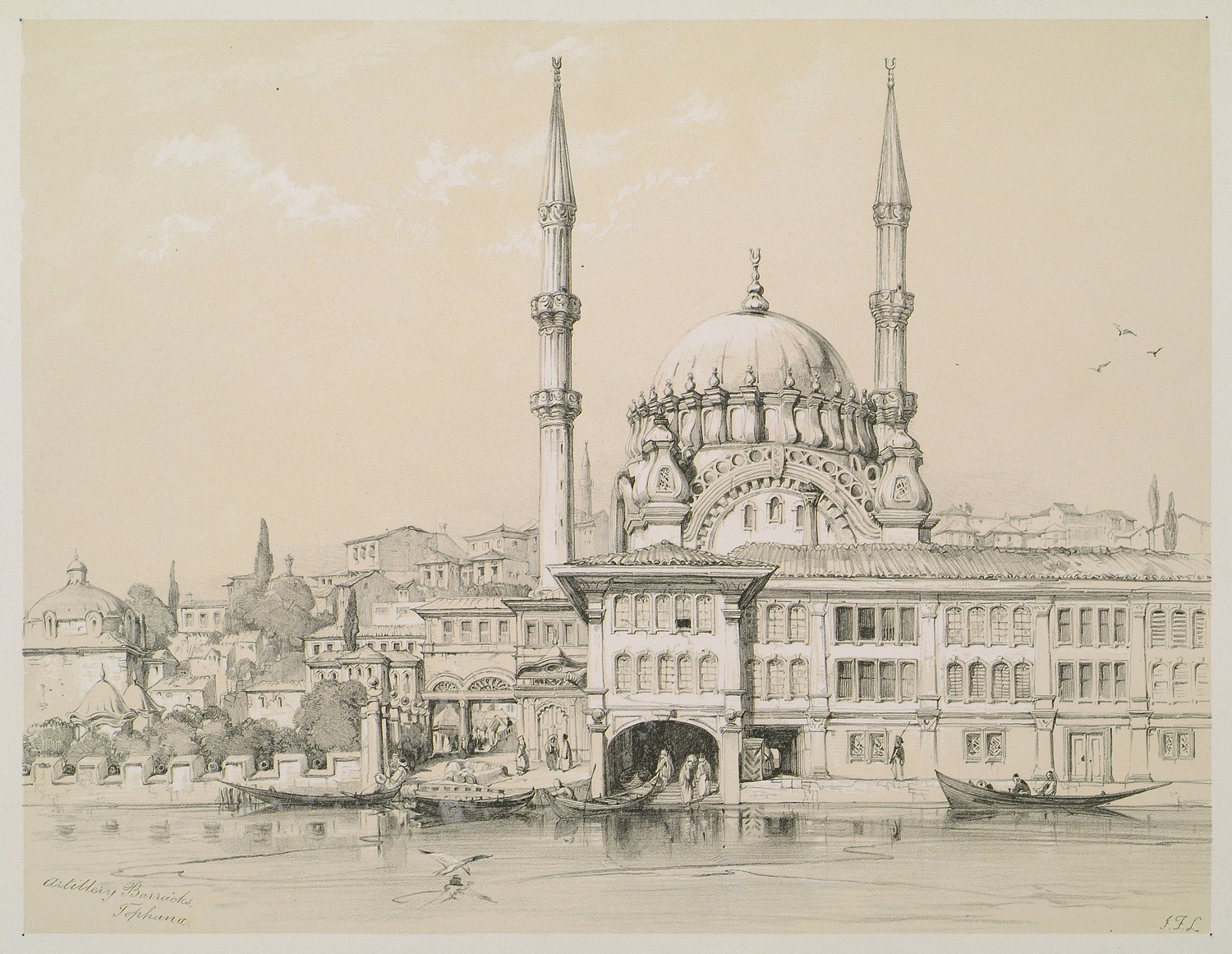
Illustration des années 1830 de la caserne Tophane construite par Mahmoud II (avec la mosquée Nusretiye derrière)

## Éclectisme duXIXesiècle et autres styles

### Style Empire
Sous le règne de Mahmoud II (1808–1839), le style Empire, un style néoclassique né en France sous Napoléon, a été introduit dans l'architecture ottomane. Cela a marqué une tendance à l'imitation de plus en plus directe des styles occidentaux, en particulier de la France. L'exemple le plus pur du style Empire à Istanbul est le Tombeau de Mahmud II (1840), un imposant monument octogonal conçu par Ohannes et Bogos Dadyan. D'autres exemples sont l'école Cevri Kalfa sur la rue Divanyolu, datée de 1819, et le complexe funéraire et bibliothèque de Hüsrev Pacha dans le quartier d'Eyüp, daté de 1839. La partie supérieure de la tour de justice ou tour du divan du palais de Topkapı a également été reconstruite dans sa forme actuelle sous Mahmoud II en 1820, en adoptant des éléments de la Renaissance et du palladianisme. Les motifs de style Empire, tels que les colonnettes et les chapiteaux composites, ont continué à être largement utilisés tout au long du XIXe siècle aux côtés d'autres styles.

La mosquée Hırka-i Şerif, construite entre 1847 et 1851 sous Abdülmecid I (1839-1861), est un édifice religieux unique dans l'architecture ottomane qui a été conçu pour abriter le Saint Manteau (Hırka-i Şerif), une relique du prophète Muhammad. (Un autre manteau et relique, le Hırka-i Saadet, est logé dans le palais de Topkapı.) En raison de cette fonction spéciale, la mosquée a un design inhabituel. Il a été construit et décoré dans un style purement Empire ou Néoclassique. Il est précédé d'un pavillon impérial avec une façade néoclassique sobre et des minarets élancés qui ressemblent à des colonnes corinthiennes. Cette section mène à une mosquée octogonale éclairée par de grandes fenêtres, avec un mihrab et un minbar en marbre gris foncé. La relique sacrée est conservée à l'intérieur d'un autre petit bâtiment octogonal directement derrière la mosquée. 

Style Empire
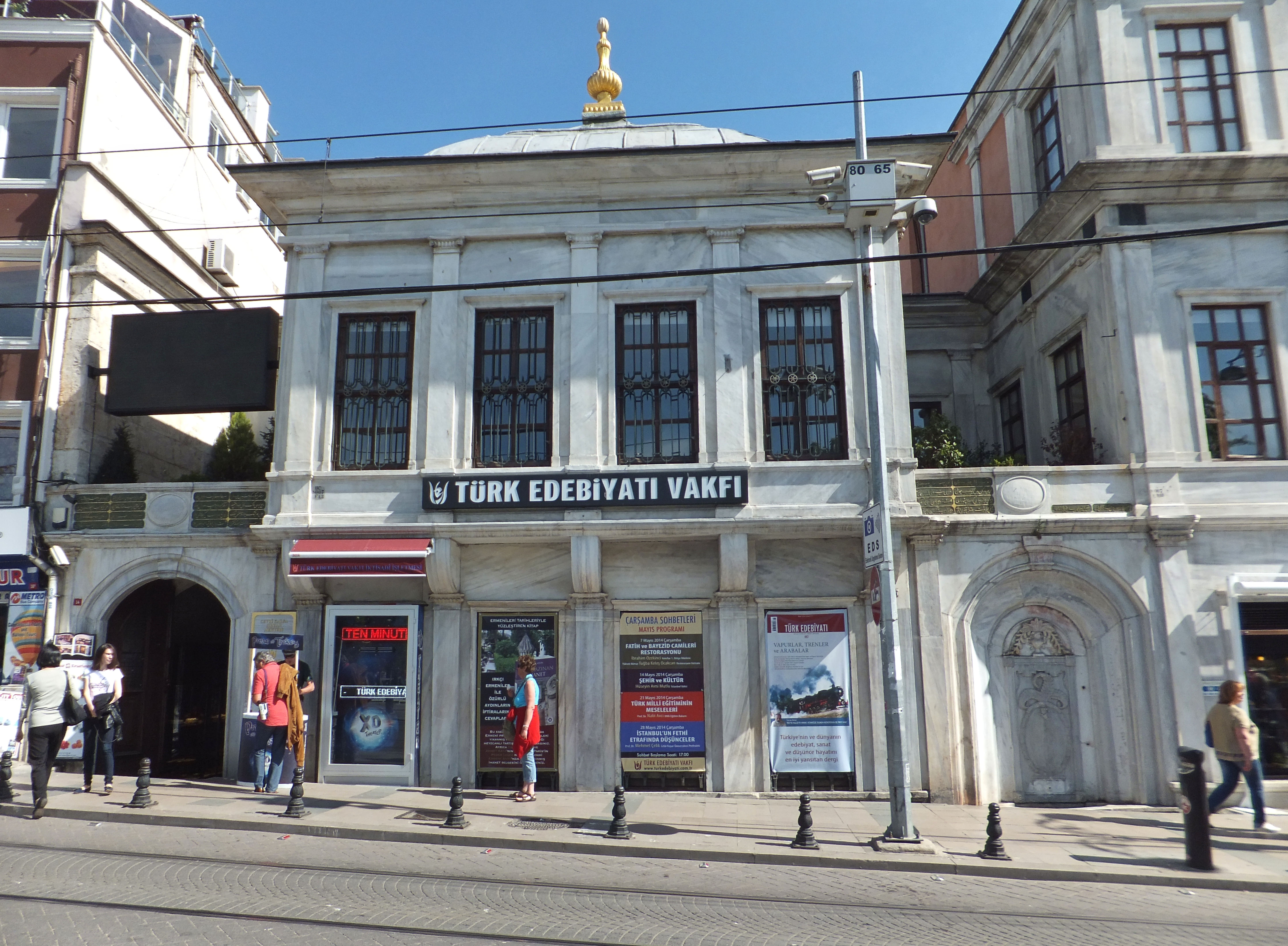
École Cevri Kalfa à Istanbul (1819)
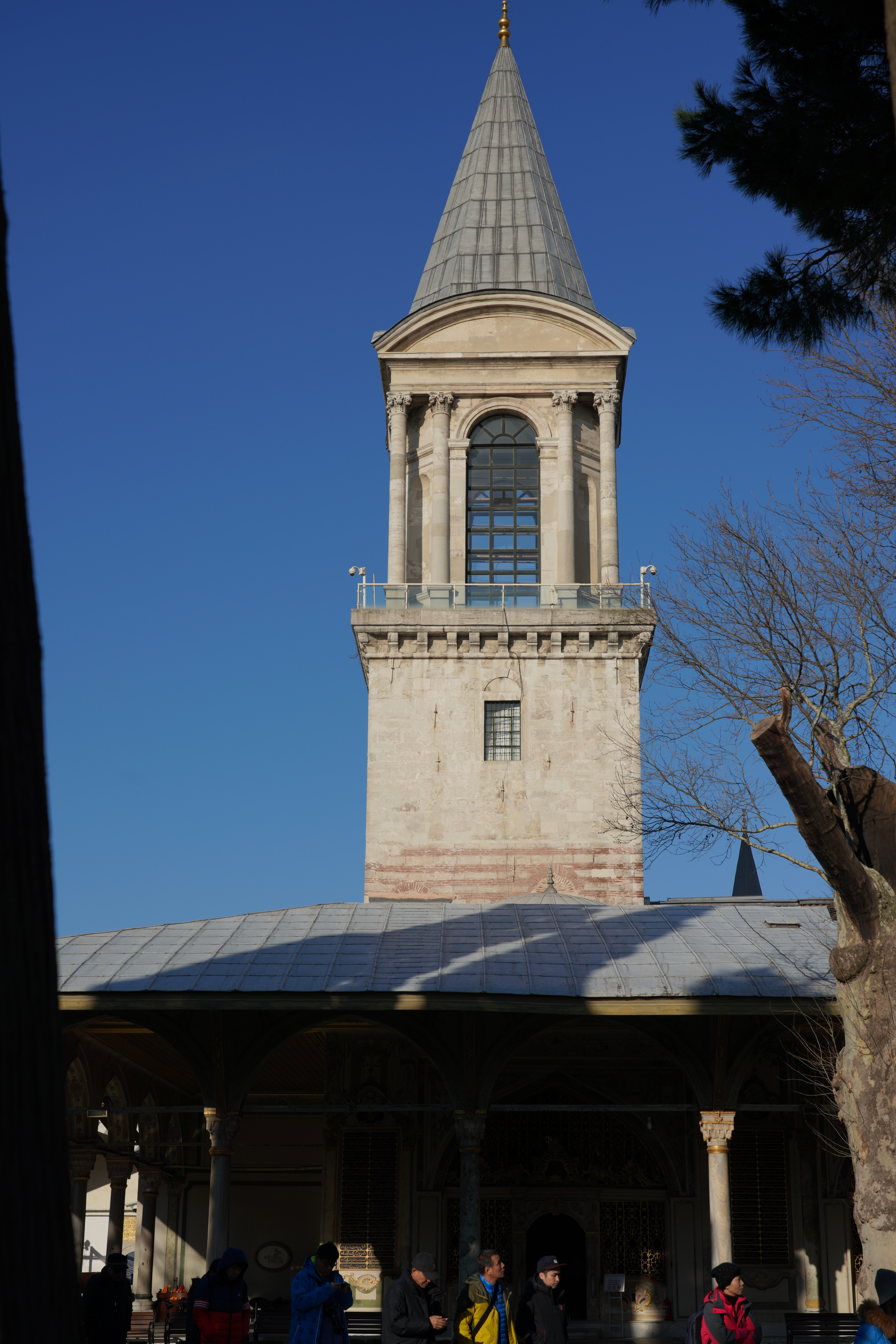
Tour de justice du palais de Topkapı (1820)
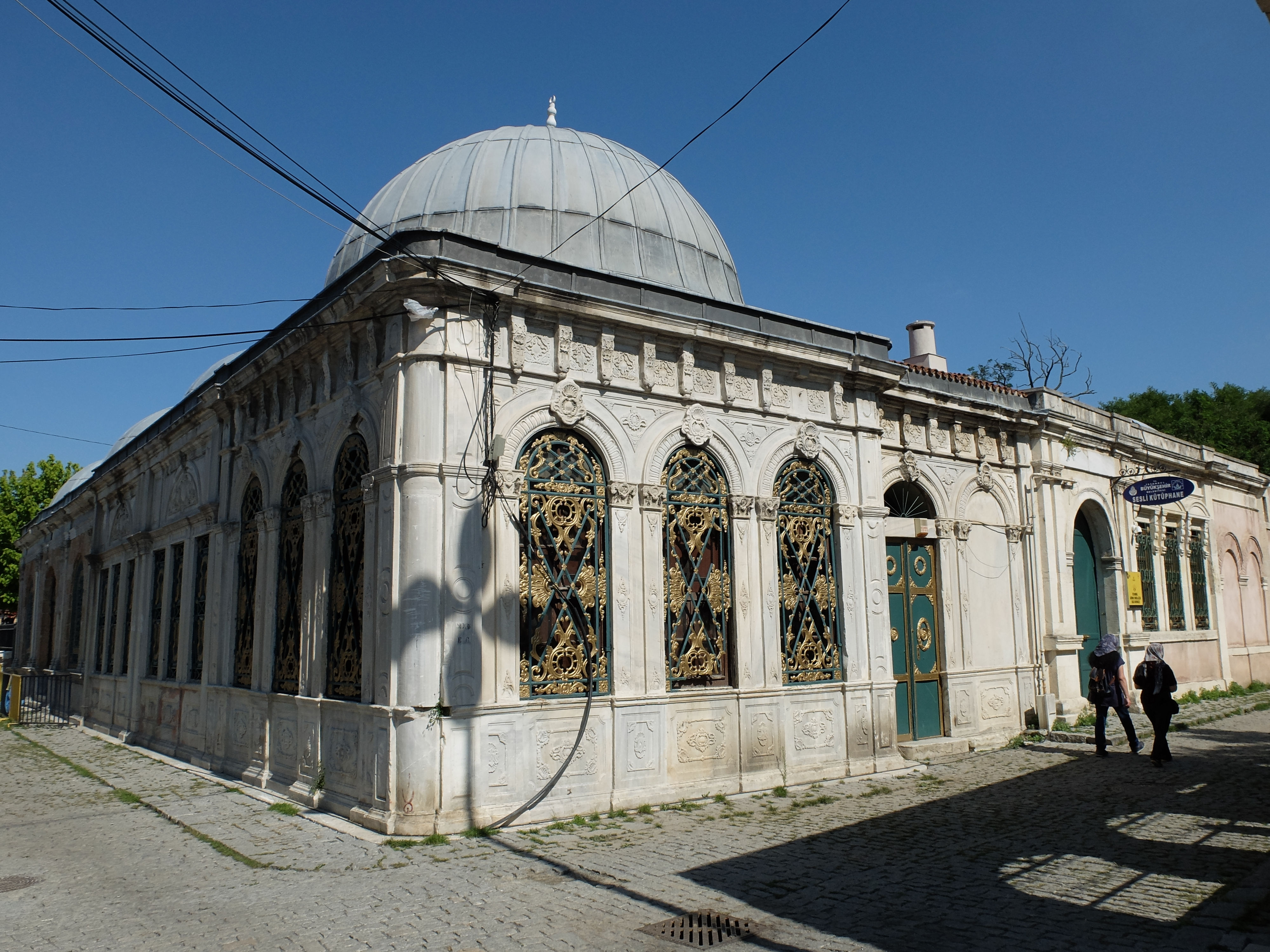
Tombe de Hüsrev Pacha à Eyüp, Istanbul (1839)
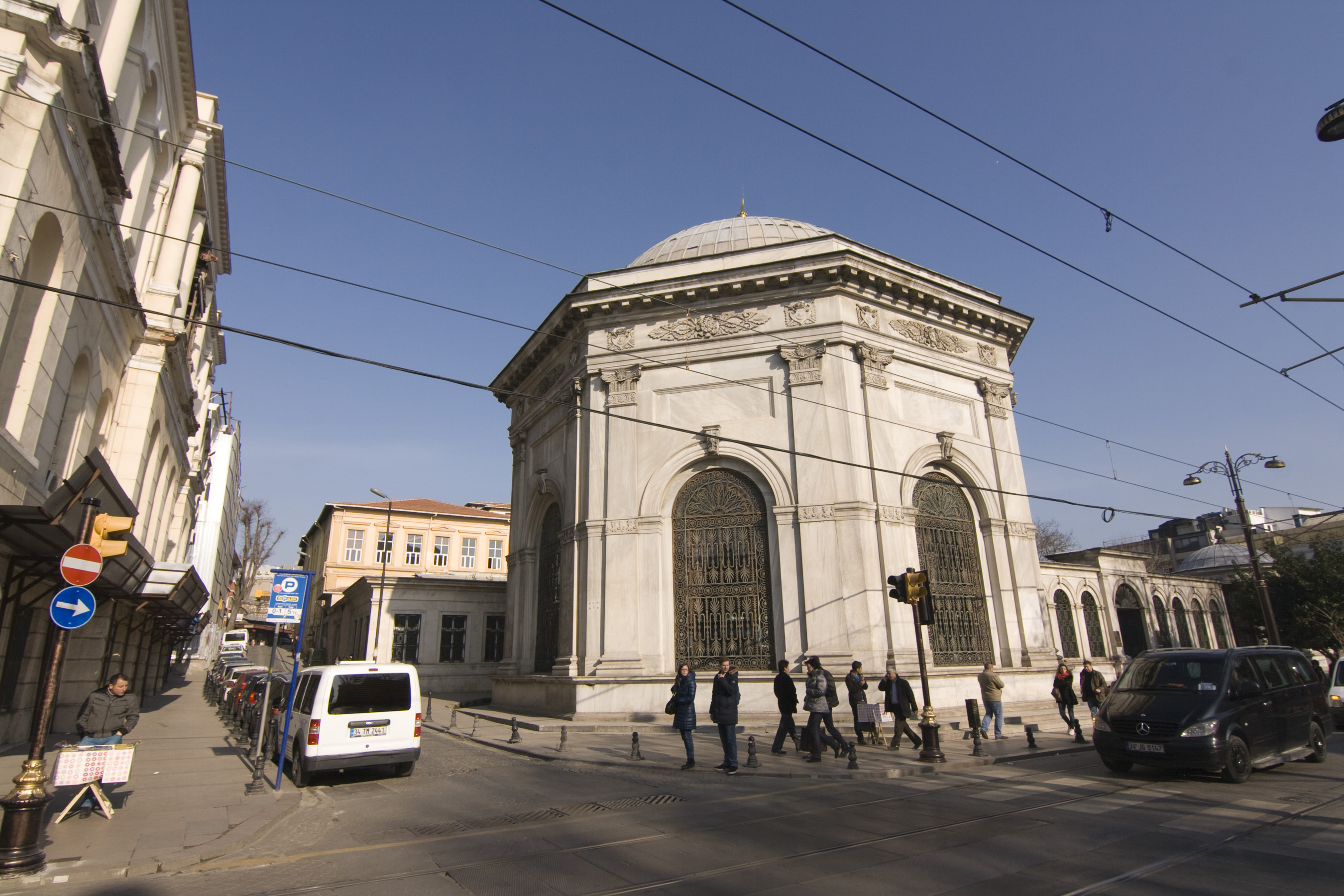
Tombe de Mahmoud II à Istanbul (1840)
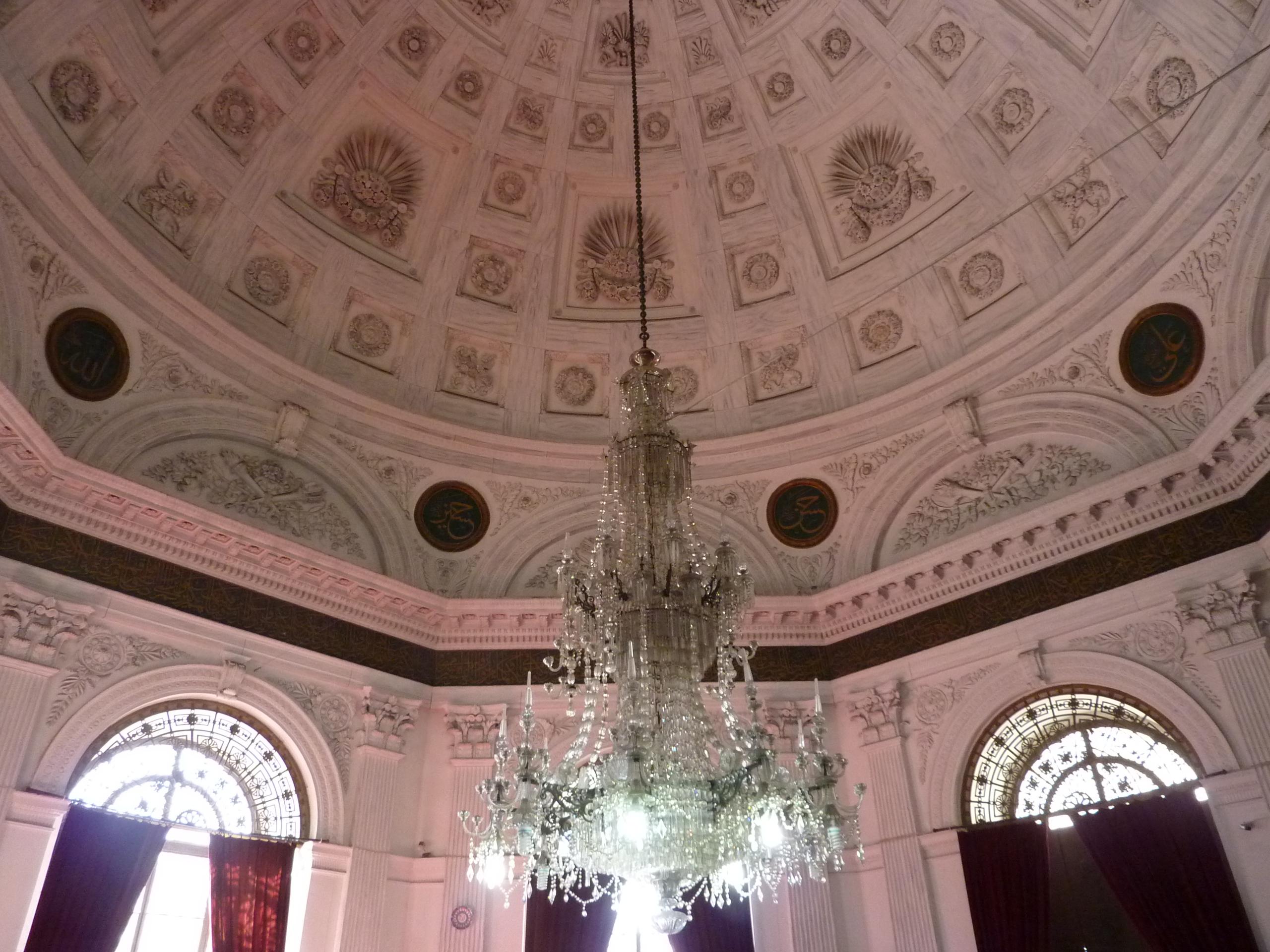
Intérieur du tombeau de Mahmoud II

### Éclectisme
Les réformes du Tanzimat ont commencé en 1839 sous Abdülmecid Ier et ont cherché à moderniser l'Empire ottoman en s'inspirant du monde occidental. Dans le domaine architectural, cette période a entraîné la domination des architectes européens et des architectes ottomans de formation européenne. Parmi ceux-ci, les Balians, une famille arménienne ottomane, ont réussi à dominer l'architecture impériale pendant une grande partie du siècle. Ils ont été rejoints par des architectes européens tels que les frères Fossati, William James Smith et Alexandre Vallaury. Après le début du XIXe siècle, l'architecture ottomane se caractérise par une architecture éclectique qui mélange ou emprunte de multiples styles. Les Balians, par exemple, combinaient couramment une architecture néoclassique ou Beaux-arts avec une décoration très éclectique. Au fur et à mesure que de plus en plus d'Européens arrivaient à Istanbul, les quartiers de Galata et Beyoğlu (ou Pera) prenaient des apparences très européennes.

#### Éclectisme dans l'architecture des palais
Le palais de Dolmabahçe a été construit pour le sultan Abdülmecit entre le 13 juin 1843 et le 7 juin 1856. La construction a été finie vers 1853 ou 1854, mais le sultan n'a pas emmenagé dans son palais jusqu'en 1856,. Il a remplacé le Palais Topkapı comme la résidence impériale officielle du sultan. Il a été construit sur un site qui était auparavant occupé par l'ancien palais de Beşiktaş et ses jardins le long du Bosphore, lesquels avaient été utilisés et agrandis par divers sultans depuis le XVIIe siècle jusqu'à sa démolition pour faire place au palais actuel. Le palais de Dolmabahçe a été conçu par Garabet Balian, bien que son fils Nikogos ait collaboré avec lui et ait pu concevoir la salle de cérémonie et les portes du palais. Le palais se compose principalement d'un seul bâtiment aux proportions monumentales. Ces caractéristiques représentaient un rejet radical de la conception traditionnelle des palais ottomans. Le style du palais est fondamentalement néoclassique mais se caractérise par une décoration très éclectique mêlant des motifs baroques à d'autres styles. Les portes monumentales qui mènent au parc du palais sont particulièrement ornées et se distinguent par une décoration très sculpturale et éclectique en pierre, marbre et plâtre. La décoration du palais va au-delà de l'éclectisme habituel observé dans l'architecture occidentale contemporaine, car elle mélange plusieurs styles différents dans le même bâtiment. Il manque donc un peu de cohérence et d'unité. Outre la conception d'inspiration européenne, l'organisation du palais reflétait toujours une division ottomane traditionnelle entre le selamlık (section officielle), qui occupe l'aile sud-ouest du palais, et le harem (section privée), qui occupe l'aile nord-est. Les deux ailes du palais sont séparées par la salle de cérémonie, une grande salle en forme de dôme. Les différentes sections du palais sont également centrées autour de halls cruciformes, autre caractéristique conservée de la tradition ottomane.

Palais Dolmabahçe (1843–1856)
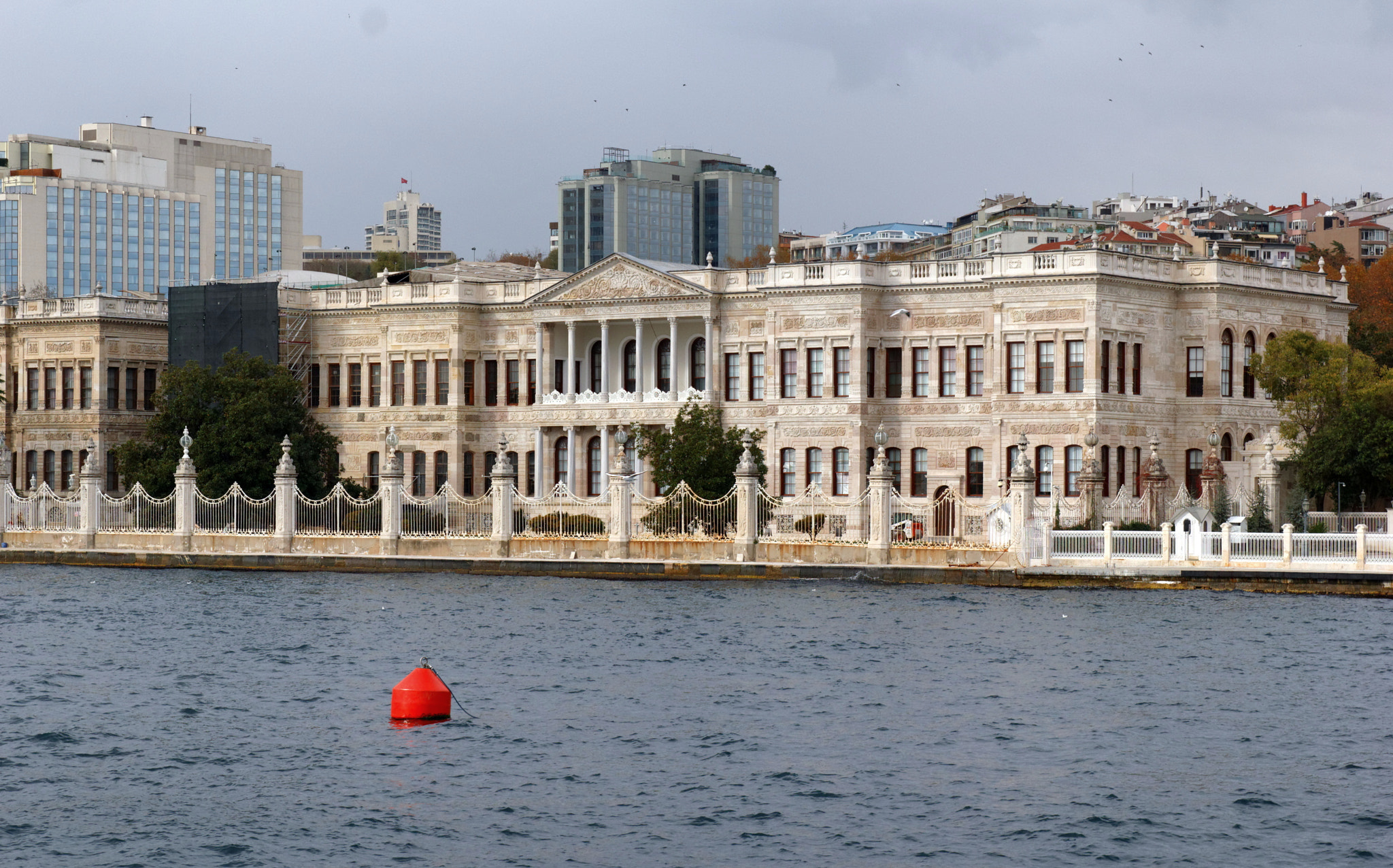
Vue du palais de Dolmabahçe depuis le Bosphore
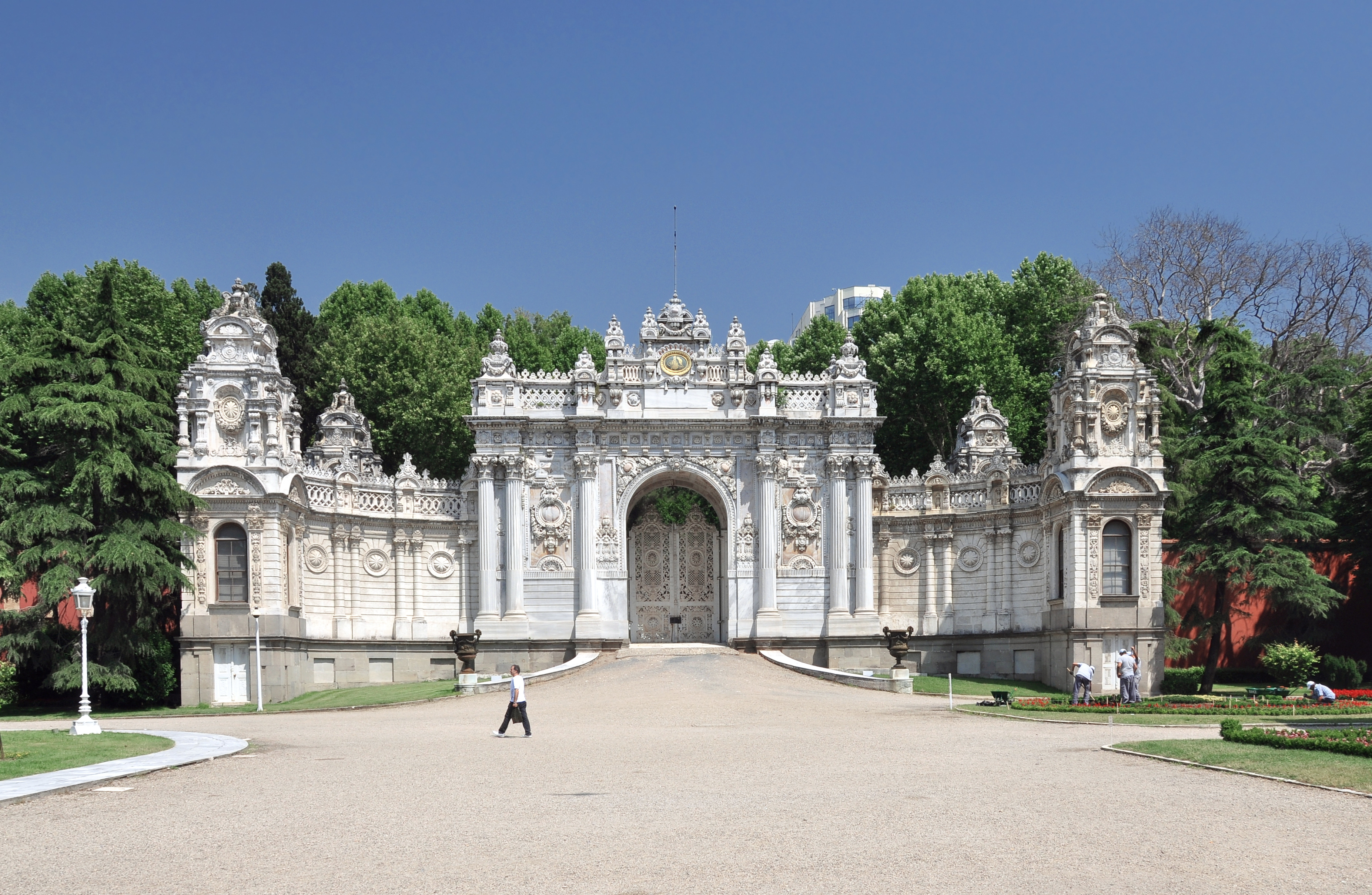
Porte du Trésor
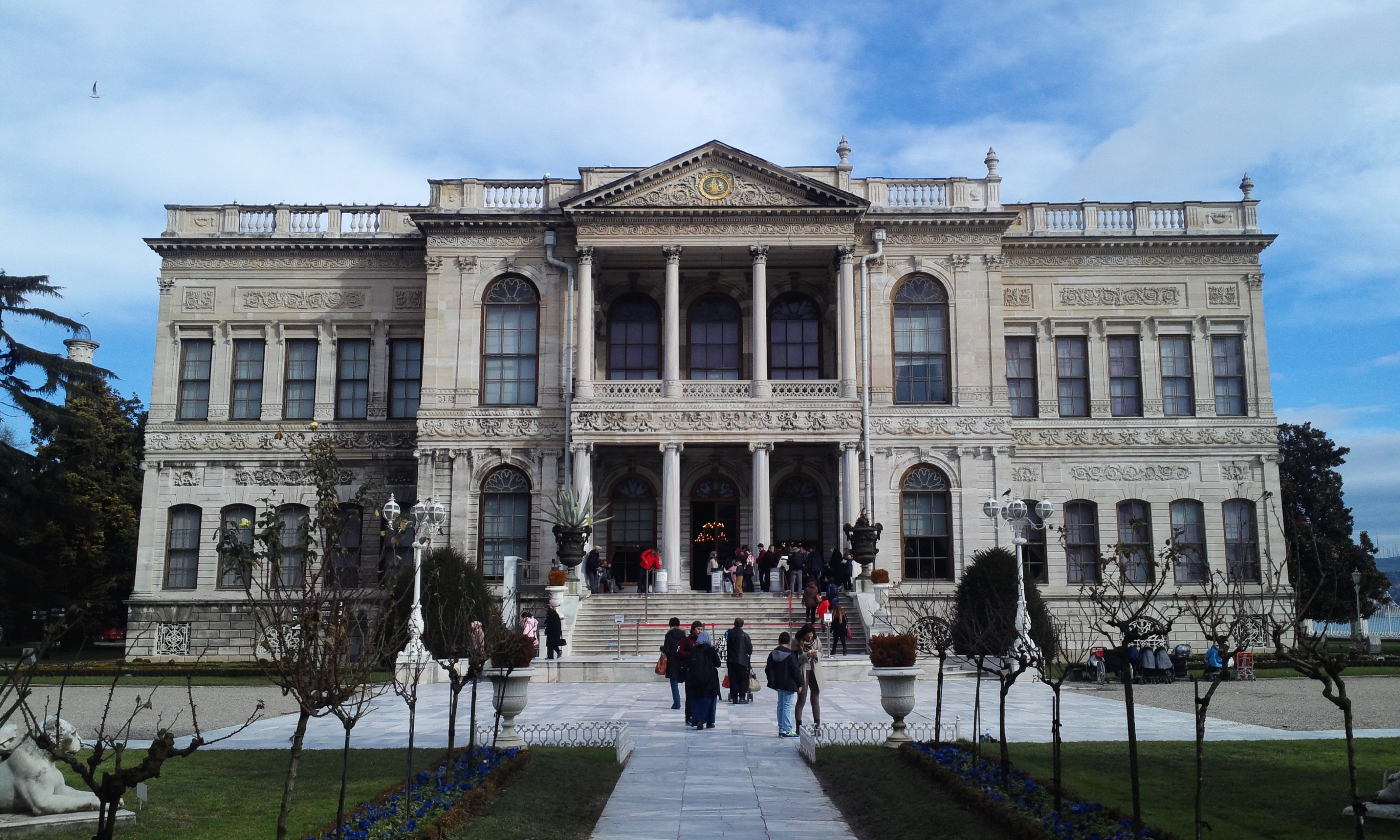
Façade extérieure du selamlık
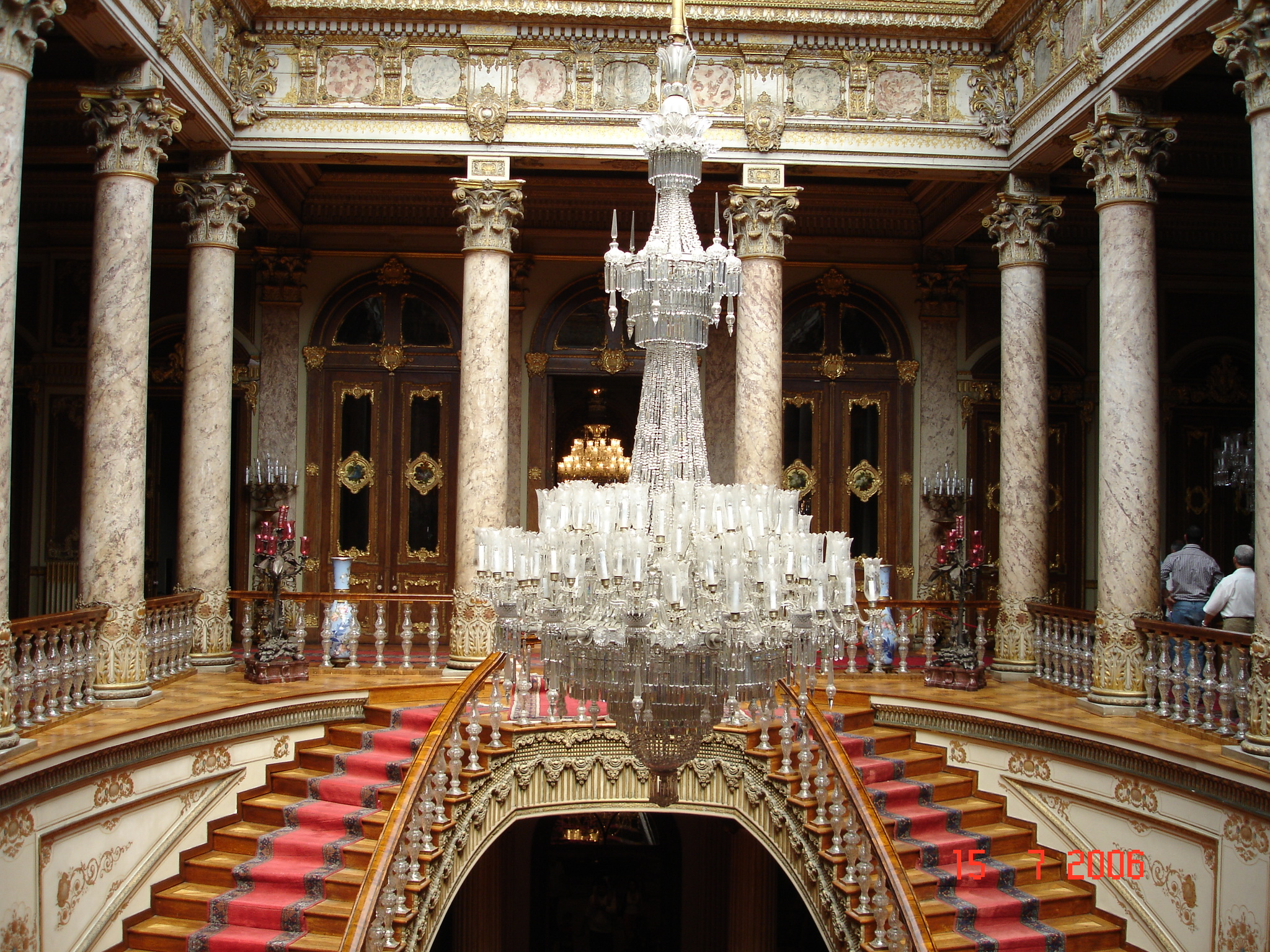
Escalier de cristal dans la section selamlik du palais
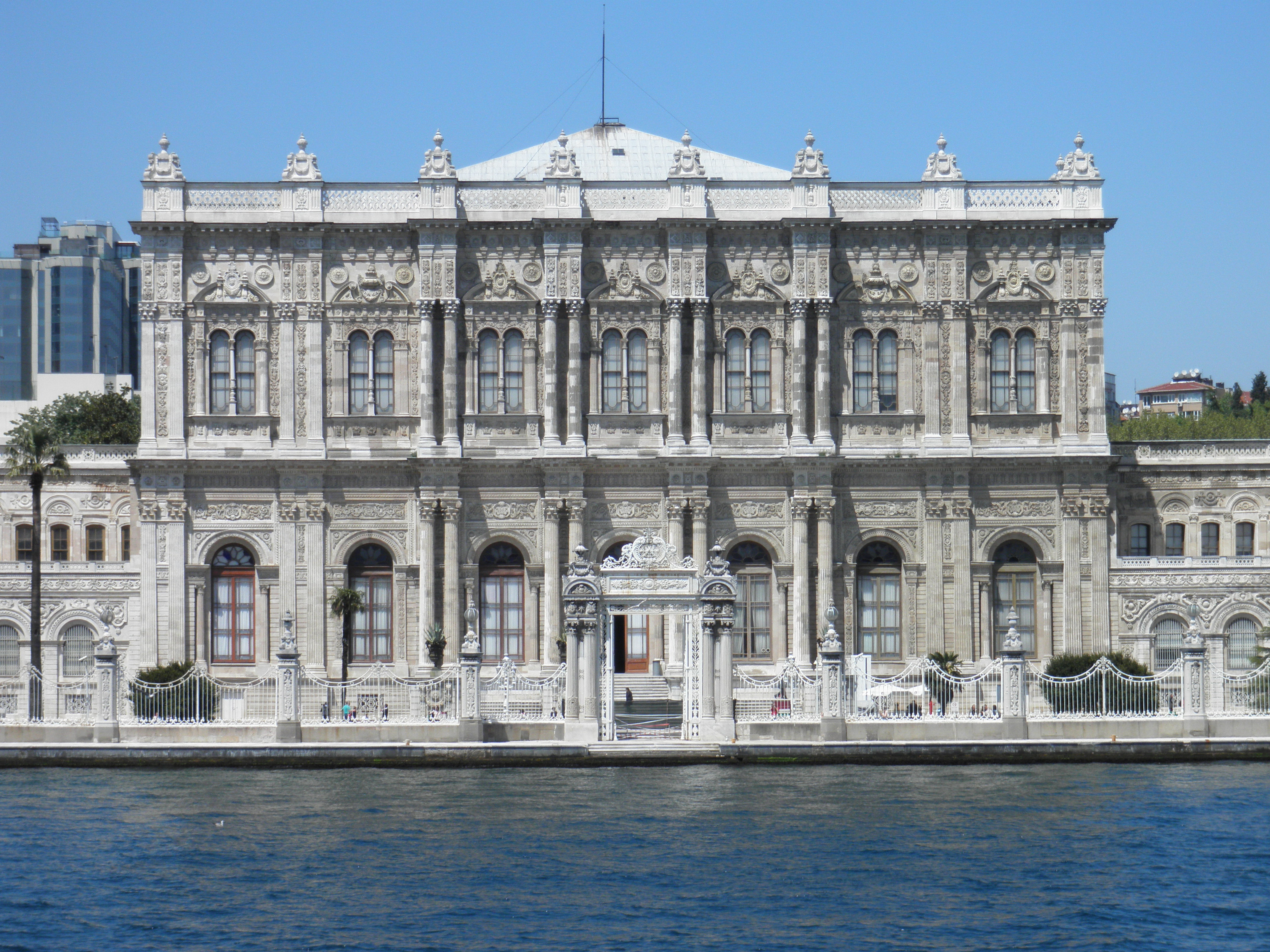
Façade extérieure de la salle des cérémonies
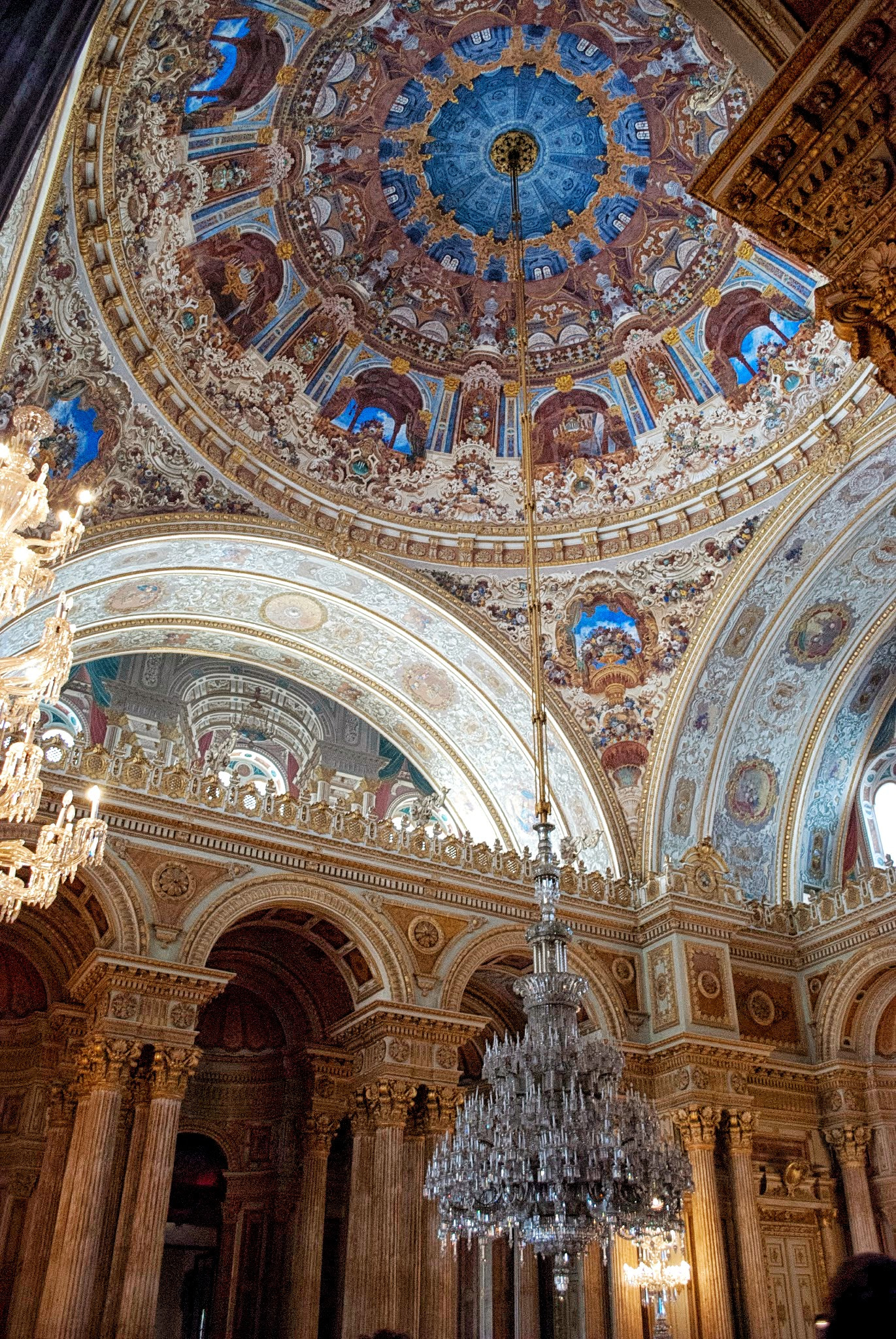
Intérieur de la salle de cérémonie

De nombreux autres palais, résidences et pavillons de plaisance ont été construits au XIXe siècle, la plupart dans la banlieue du Bosphore à Istanbul. Le petit pavillon Ihlamur à un étage, construit en 1849-1855, et le pavillon Küçüksu à deux étages légèrement plus grand, construit en 1856, ont tous deux été conçus par Nikogos Balian et présentent des façades très ornées. Ils étaient à l'origine utilisés comme pavillons de loisirs ou aires de repos et ne contenaient pas de chambres, bien que des chambres aient ensuite été ajoutées au pavillon Küçüksu lorsqu'il était utilisé pour loger des dignitaires étrangers. Le kiosque Mecidiye dans la quatrième cour du palais de Topkapı est une autre petite structure à un étage dans un style similaire, conçue par Sarkis Balian et construite en 1840. Le palais Beylerbeyi, le long de la rive du Bosphore, a été conçu par Sarkis Balian et son frère Agop Balian dans un style néoclassique avec une décoration intérieure éclectique et orientaliste. Il a été achevé en 1864-1865 et a remplacé une structure antérieure par Krikor Balian du règne de Mahmud II. Le palais était utilisé comme résidence d'été du sultan et comme palais des hôtes pour les dignitaires étrangers. Comme le palais de Dolmabahçe, son intérieur est divisé en sections selamlık et harem séparées par un grand hall central. Peu de temps après, le palais Çırağan a été commandé par le sultan Abdülalziz (1861–1876) et achevé en 1872. Nikogos ou Sarkis Balian était probablement responsable de la conception. Il a un aspect néoclassique sévère à l'exception de la décoration, qui est orientaliste et comprend des ajours sculptés dans les fenêtres. Le palais a été détruit par un incendie en 1910, ne laissant subsister que la façade en bord de mer qui a ensuite été intégrée à un hôtel en 1987.

Autres palais du XIXe siècle
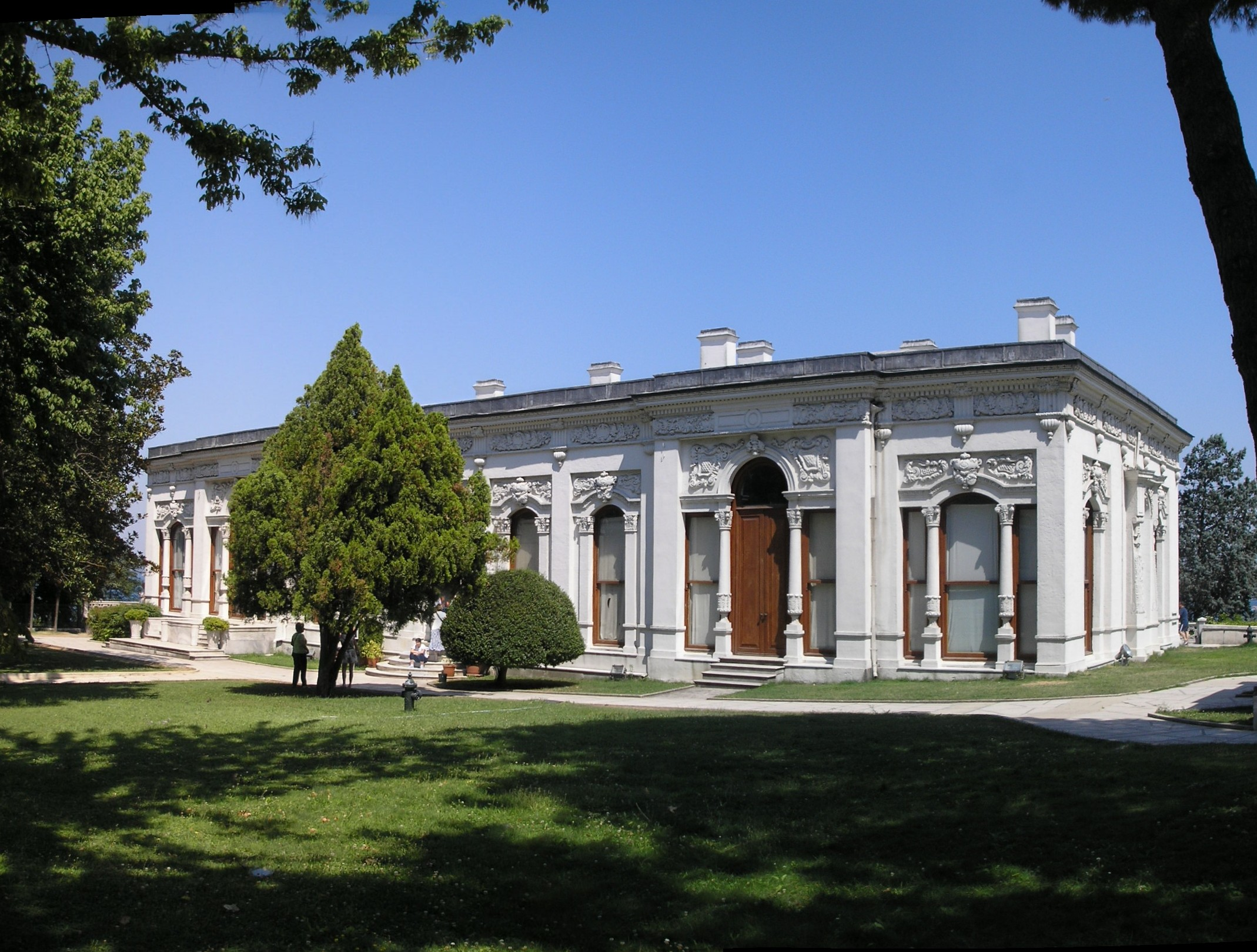
Kiosque Mecidiye au palais de Topkapı (1840)
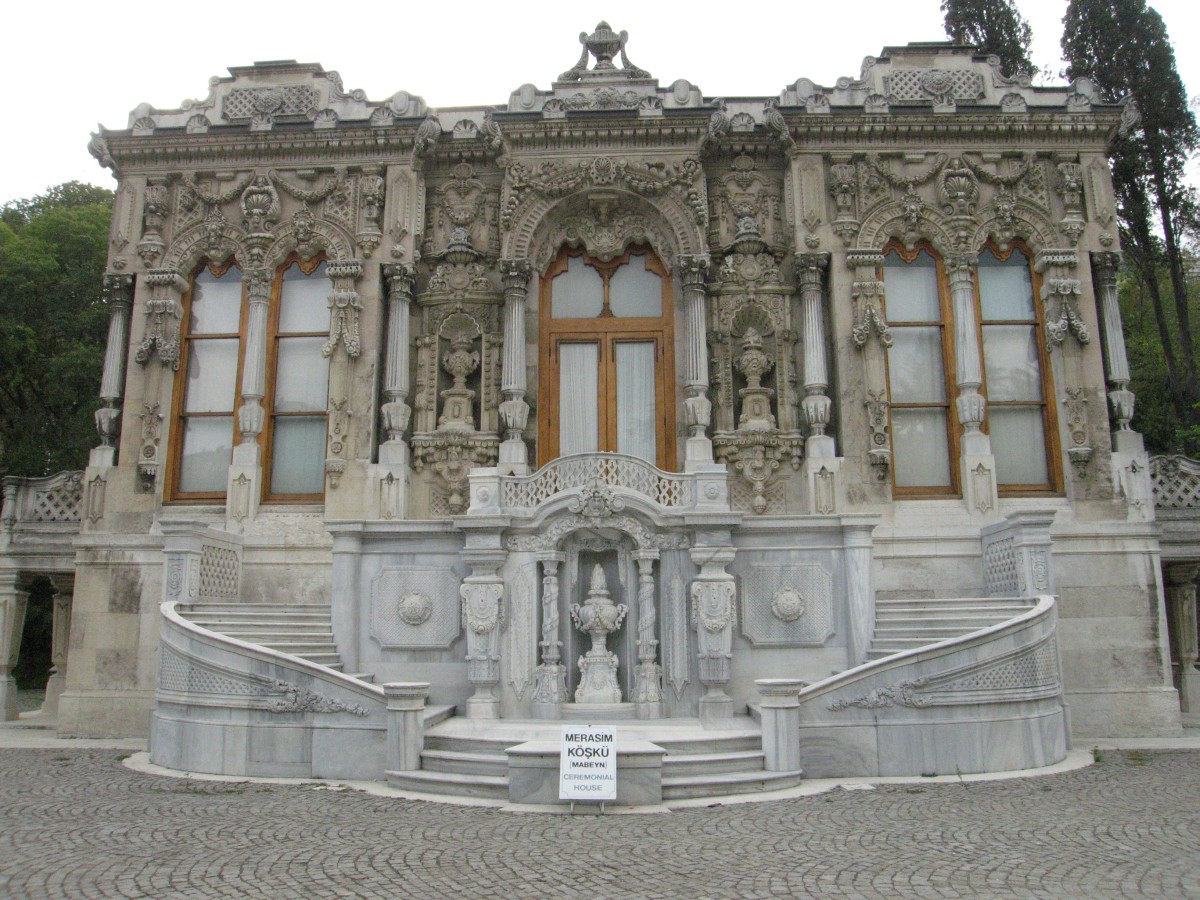
Pavillon Ihlamur, Istanbul (1849–1855)
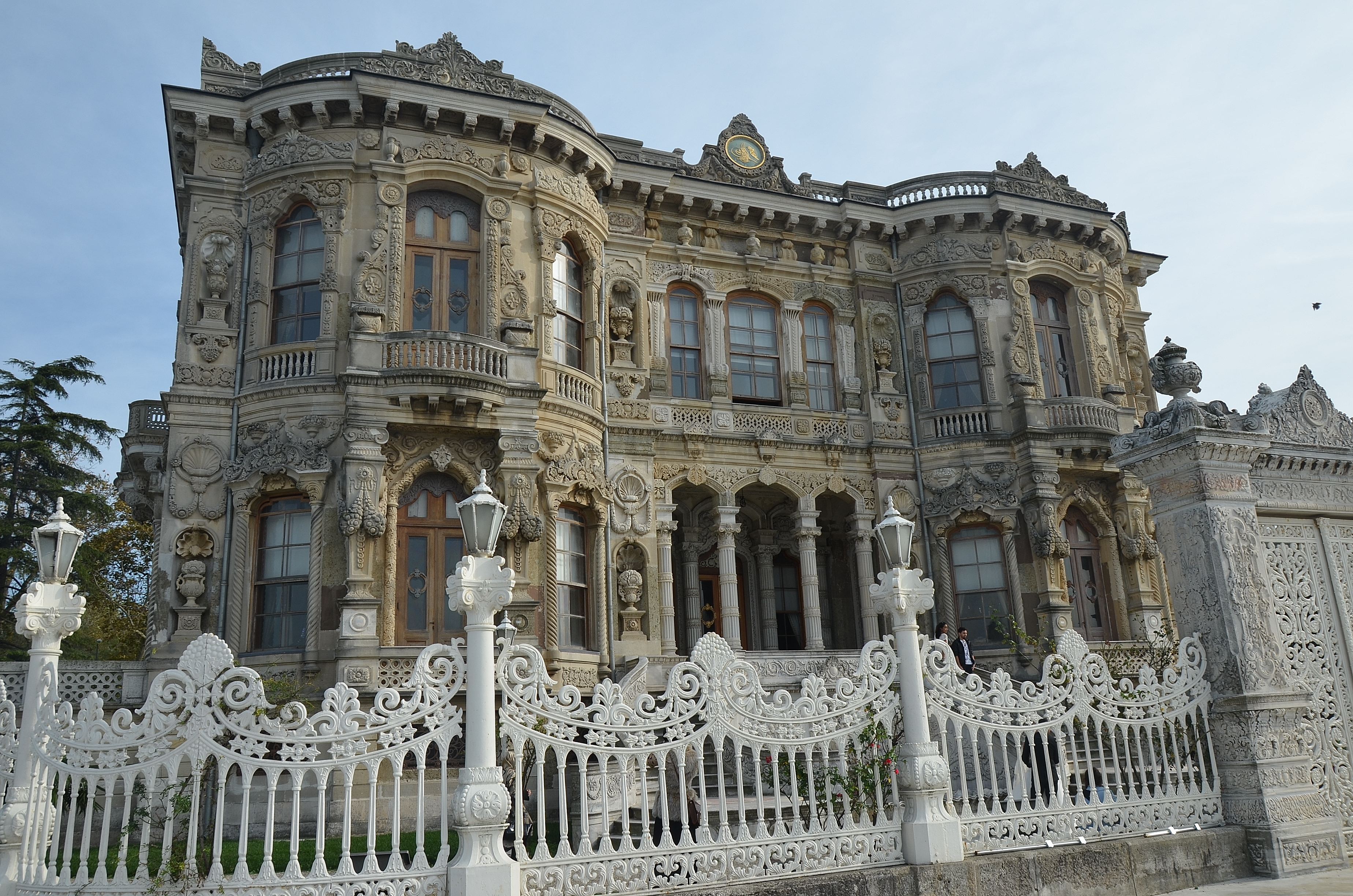
Pavillon Küçüksu, Istanbul (1856)
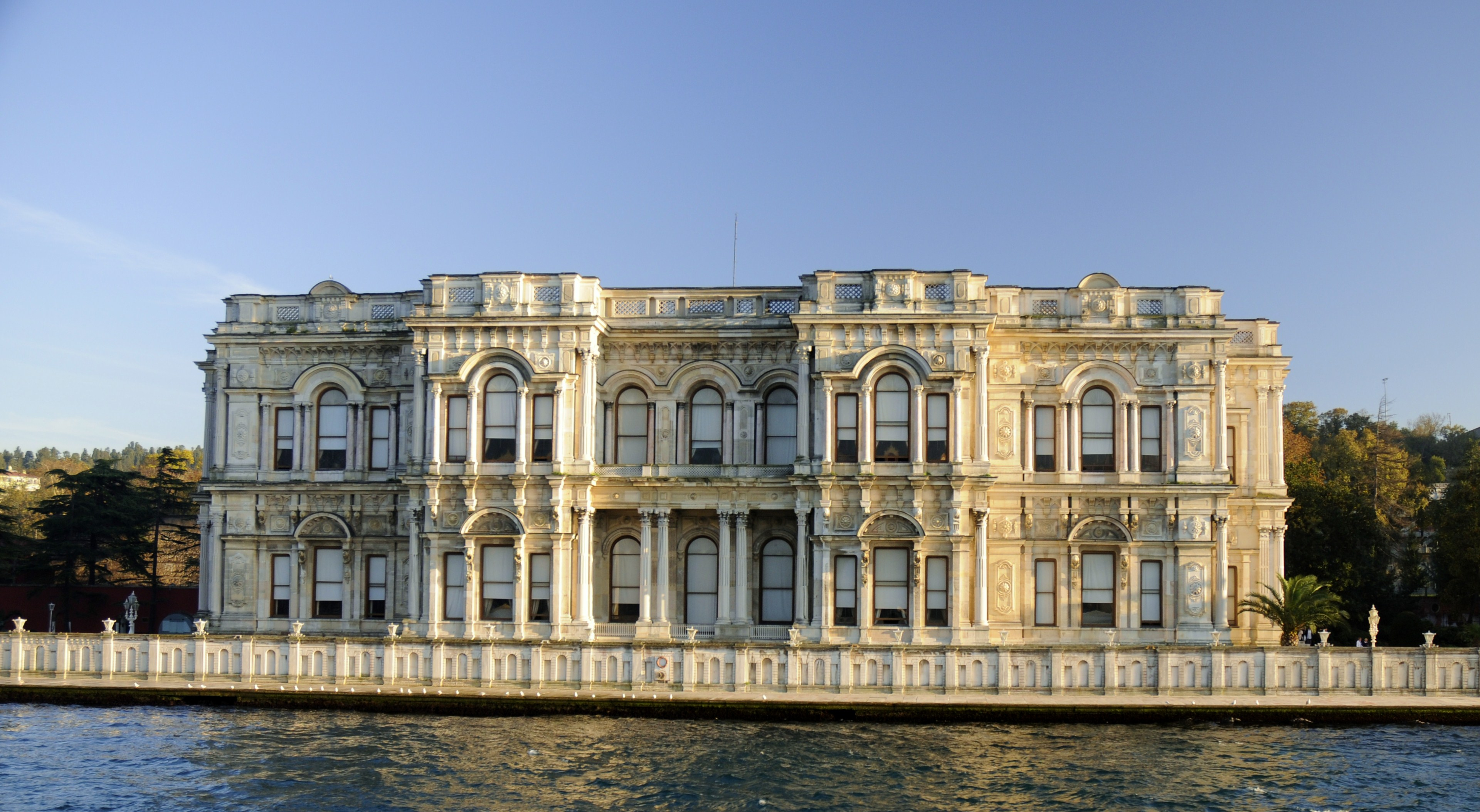
Palais Beylerbeyi, Istanbul (achevé 1864–1865)
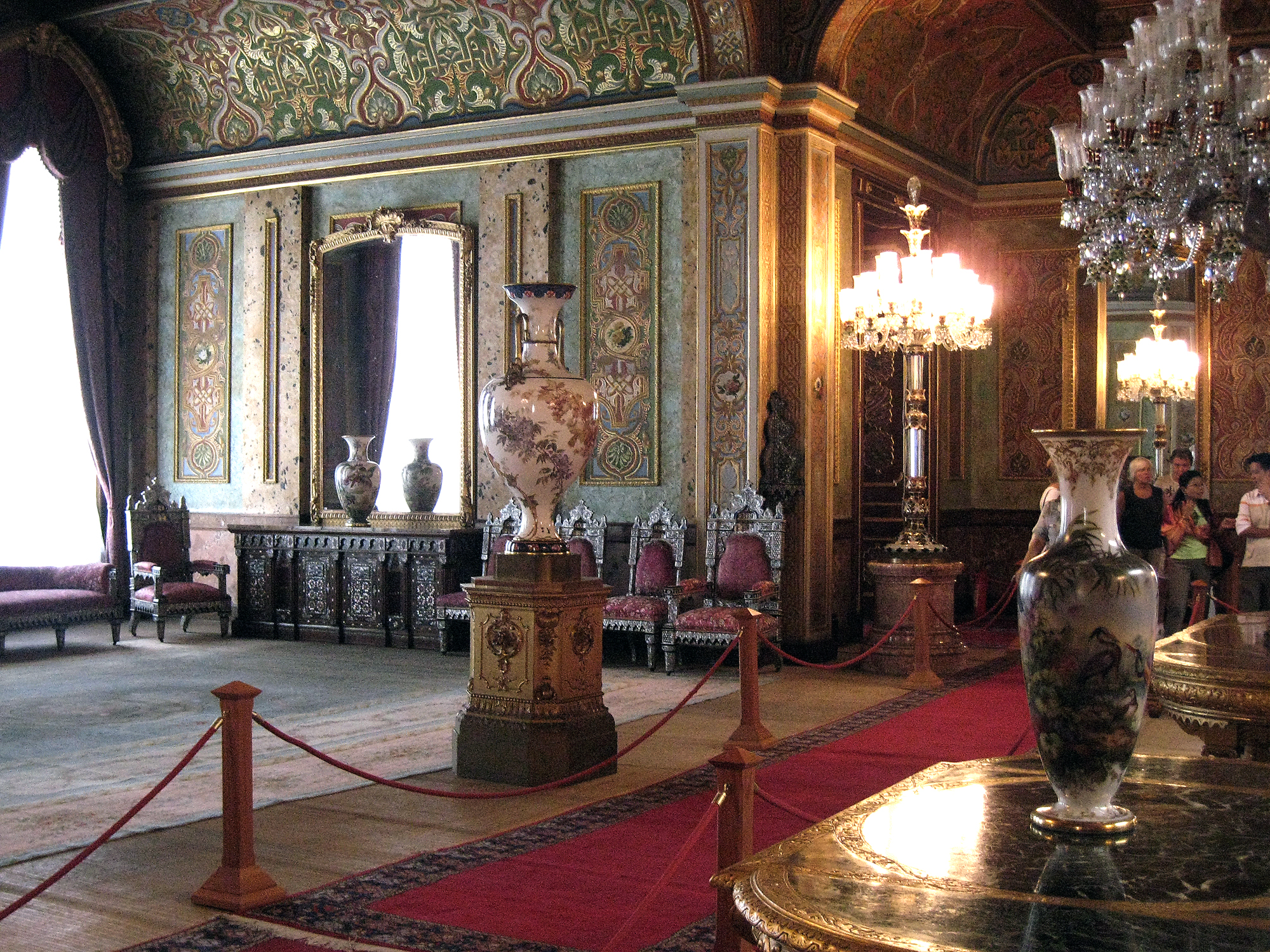
Intérieur du palais de Beylerbeyi
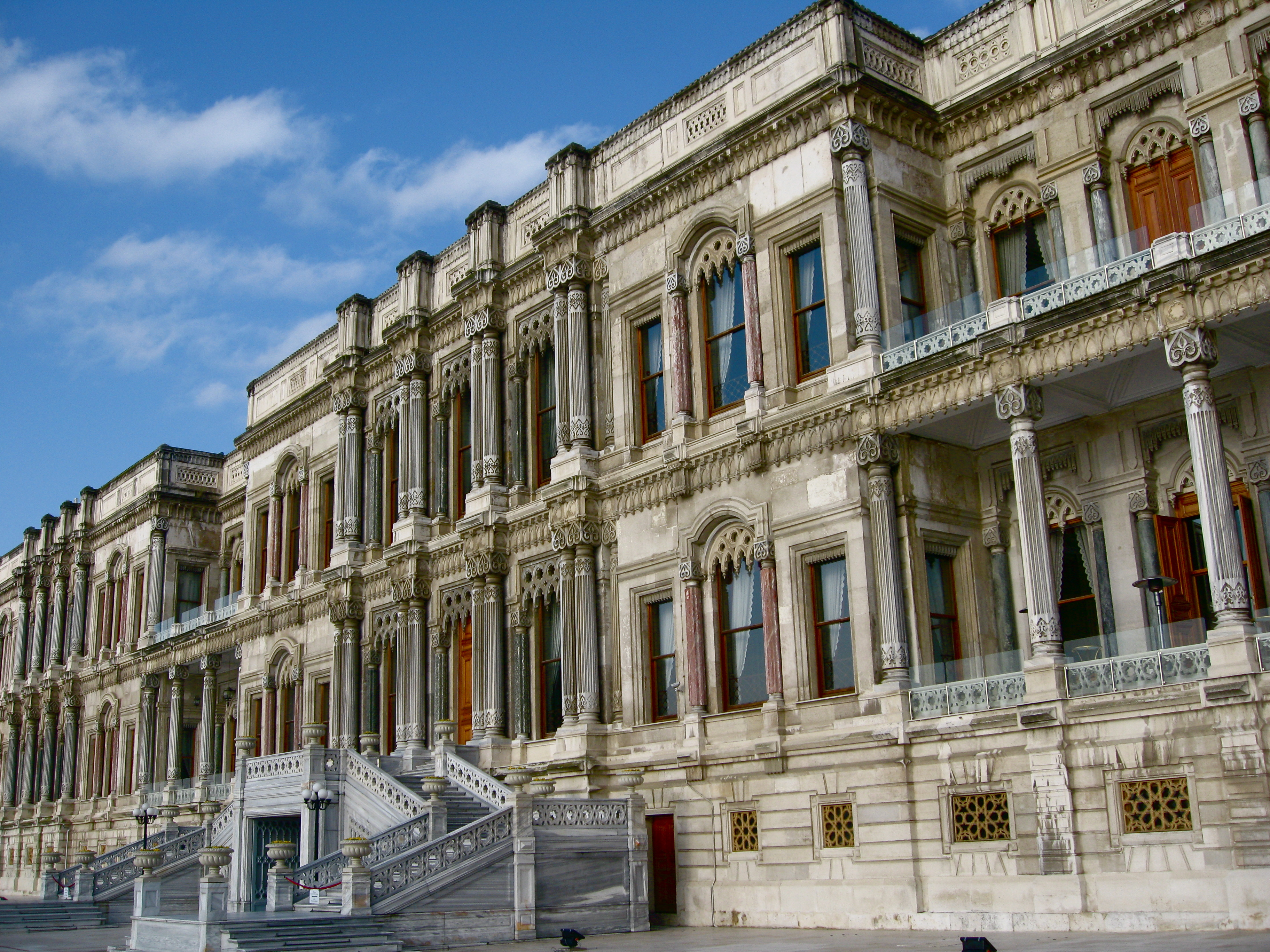
Palais Çırağan, Istanbul (1872)

L'une des dernières grandes créations impériales ottomanes a été le palais Yıldız, un vaste complexe architectural situé au milieu d'un grand parc boisé (parc Yıldız) sur une colline surplombant le Bosphore. La zone était un jardin privé des sultans depuis le 17e siècle et était connue sous le nom de jardin Çırağan pendant la période des tulipes. Selim III, Mahmoud II, Abdülmecid et Abdülaziz y ont chacun érigé divers pavillons, mais c'est Abdülhamid II (1876-1909) qui l'a transformé en palais impérial, résidence et siège du gouvernement. Après les énormes bâtiments constitués d'un seul bloc comme le palais Dolmabahçe, le palais de Yildiz est revenu à la tradition plus ancienne de créer de nombreuses structures différentes sans plan de site global. Contrairement au palais de Topkapı, les structures ne sont pas reliées entre elles autour de cours et ressemblent plutôt à une sorte de village rural de montagne. De plus, le palais et les jardins intérieurs étaient séparés du parc boisé adjacent qui était ouvert au public. Une partie du complexe du palais formait sa propre section de harem privée. La structure la plus imposante au centre du palais est le Büyük Mabeyn Köşk érigé par Abdülaziz et conçu par Agop et Sarkis Balian. Il a une disposition traditionnelle en divanhane typique des pavillons ottomans antérieurs et un design néoclassique avec une décoration orientaliste similaire au palais contemporain de Çırağan. Les nombreux bâtiments ultérieurs construits sous Abdülhamid II sont moins imposants et beaucoup d'entre eux ont été conçus par Raimondo D'Aronco dans un style Art nouveau. L'un des plus grands et des plus intéressants est le Şale ou Chalet Pavilion, ainsi appelé parce qu'il a été construit pour ressembler à un chalet de montagne suisse dans les Alpes. Le complexe du palais comprenait également un théâtre, une serre, des écuries et une mosquée officielle, la mosquée Hamidiye. Plusieurs autres pavillons se dressent dans le parc à l'extérieur de l'enceinte du palais privé, tels que le kiosque de Malte et le kiosque de Çadır, tous deux conçus par les Balians sous le sultan Abdülaziz. La mosquée, conçue par Sarkis Balian pour Abdülhamid II et datée de 1886, n'a aucune ressemblance avec la forme traditionnelle des mosquées ottomanes et ressemble plus à une église. Il est décoré de détails néo-gothiques et orientalistes, dont certains rappellent la décoration de l'ancien palais Çırağan et de la mosquée Pertevniyal Valide (voir ci-dessous). 

Le palais Yıldız
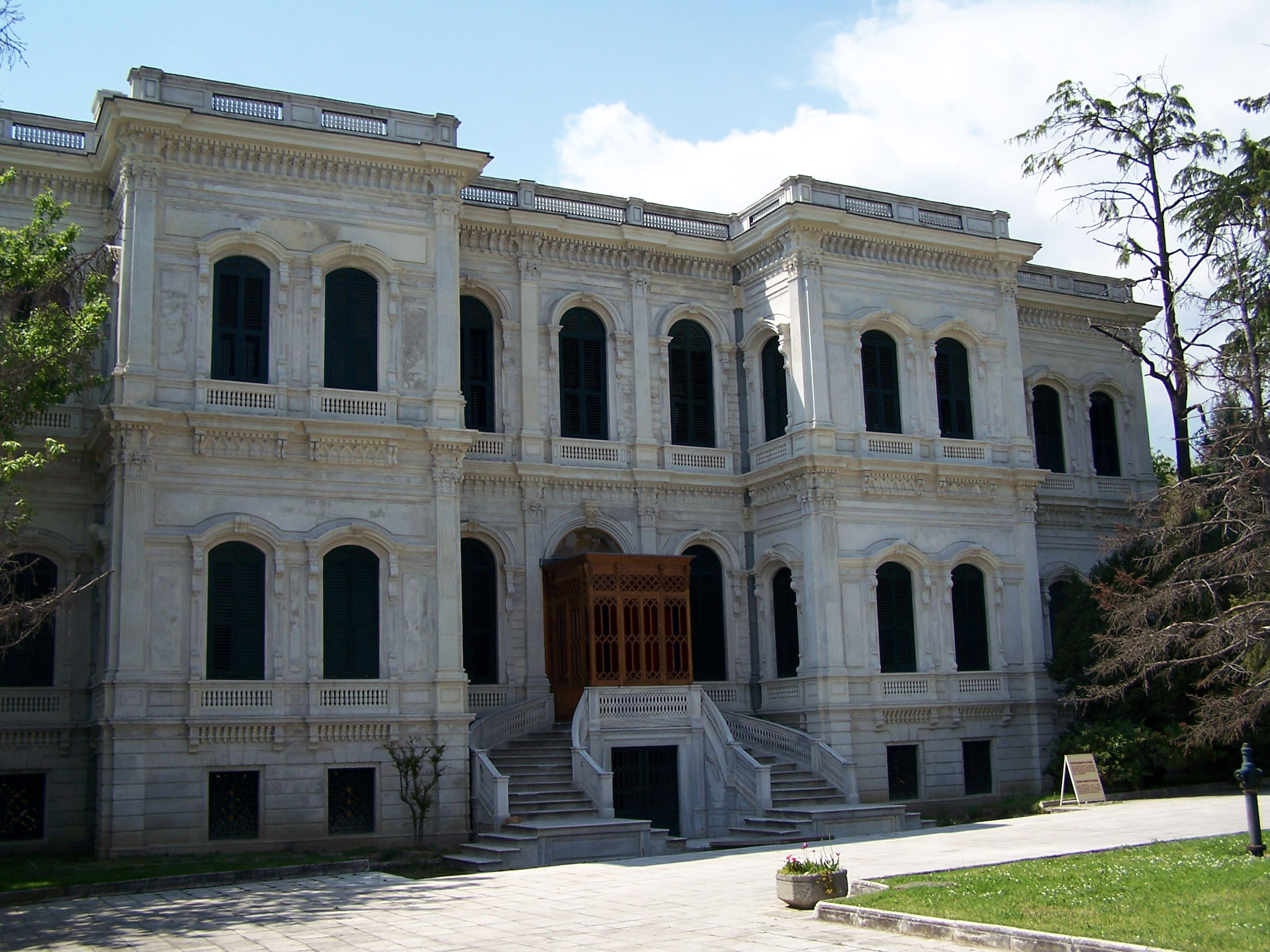
Büyük Mabeyn Köşkü, construit sous le règne d'Abdülaziz (1861–1876)
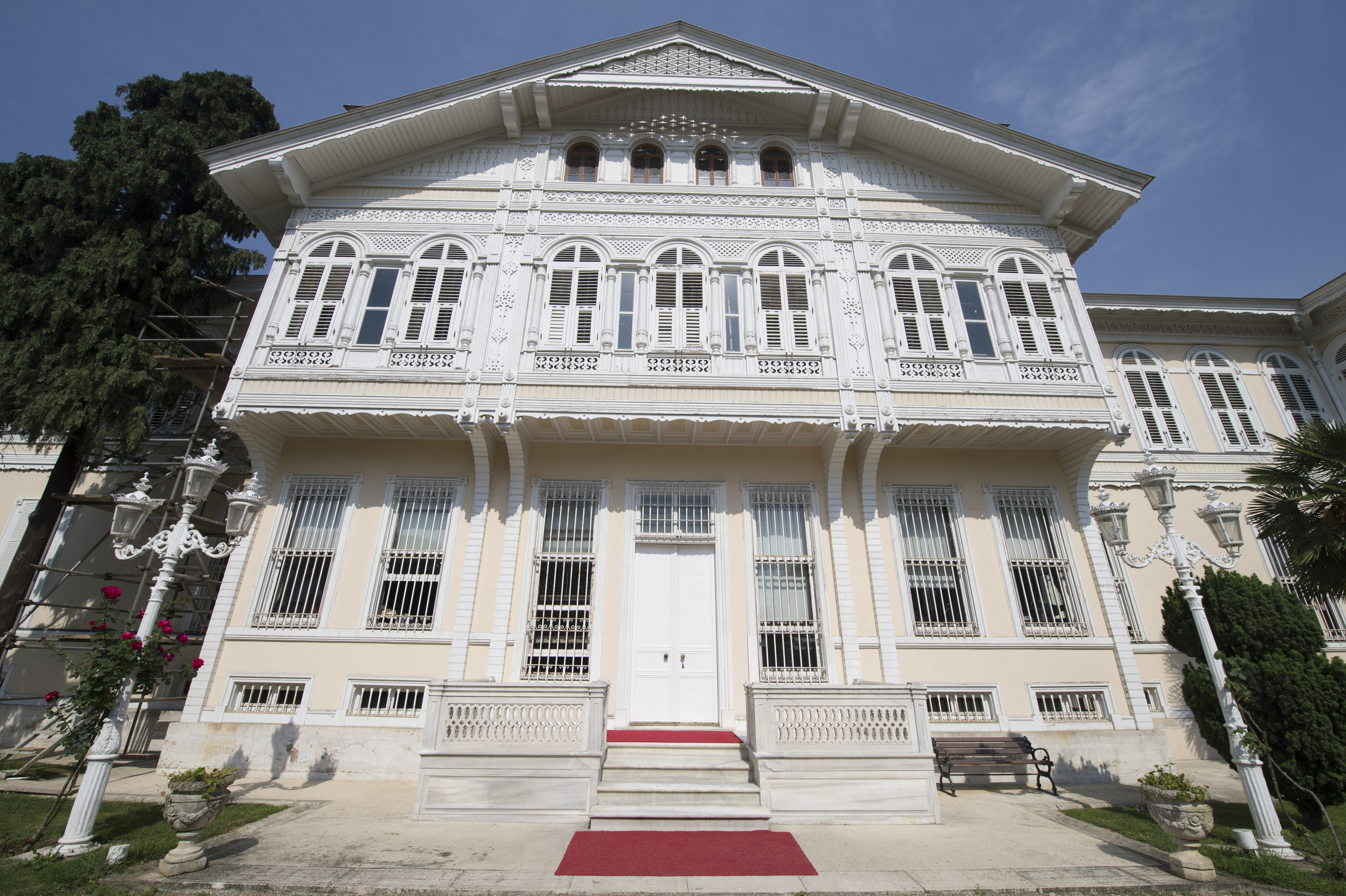
Chalet Pavillon, construit par Abdülhamid II (plusieurs phases de construction)
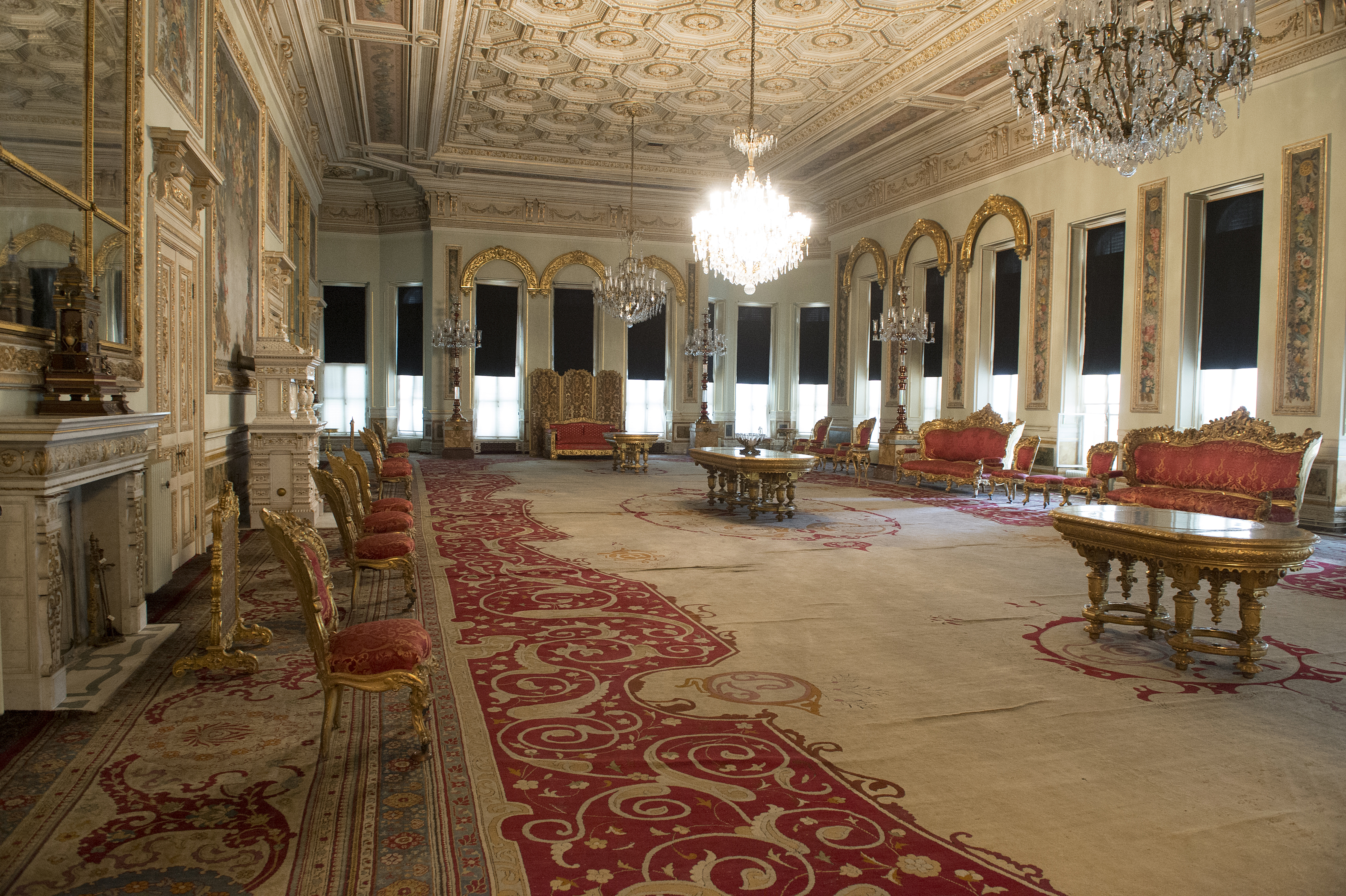
La salle "Nacre" à l'intérieur du Pavillon du Chalet
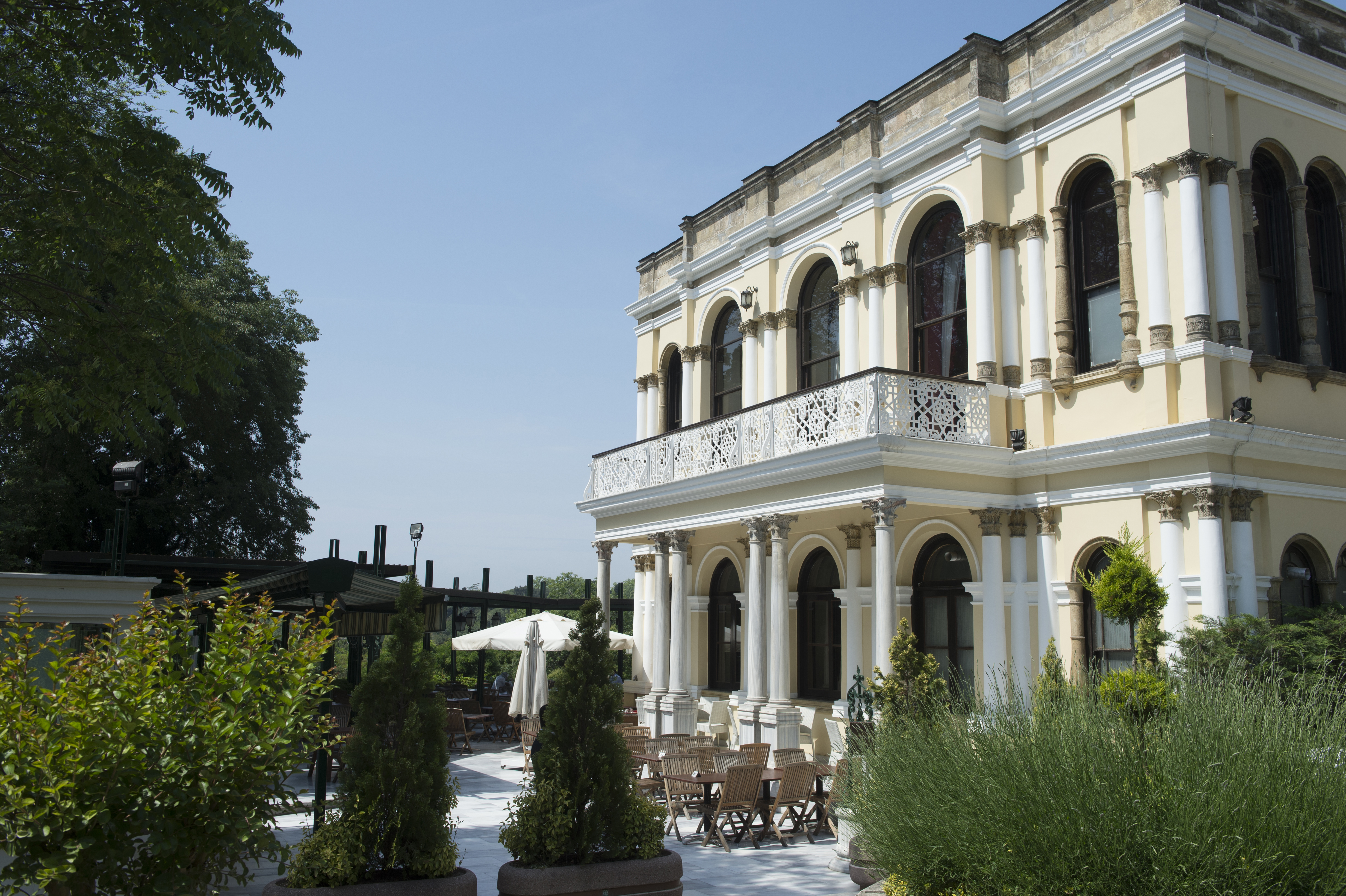
Kiosque de Malte dans le parc Yıldız
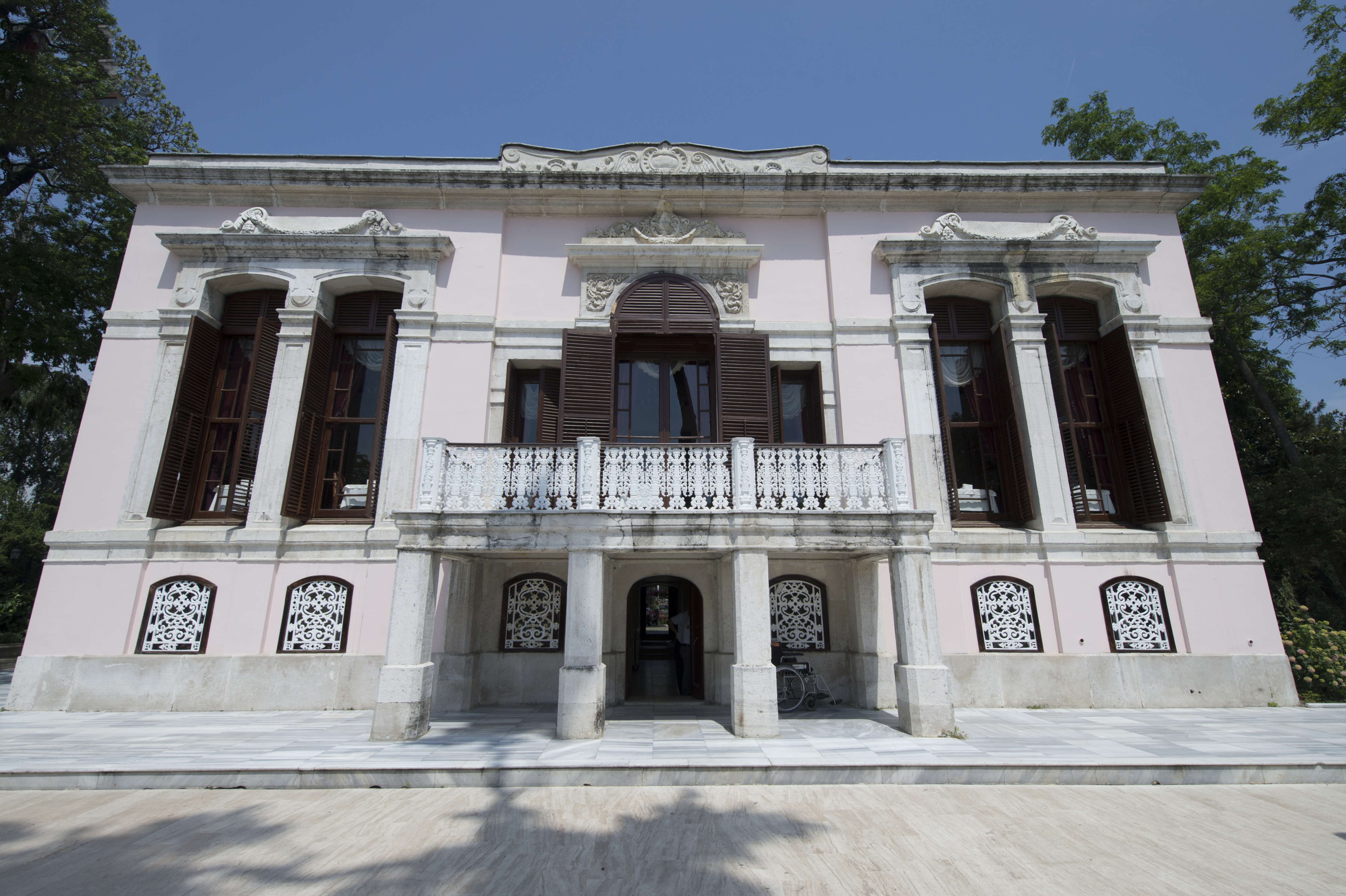
Kiosque Çadir dans le parc Yıldız
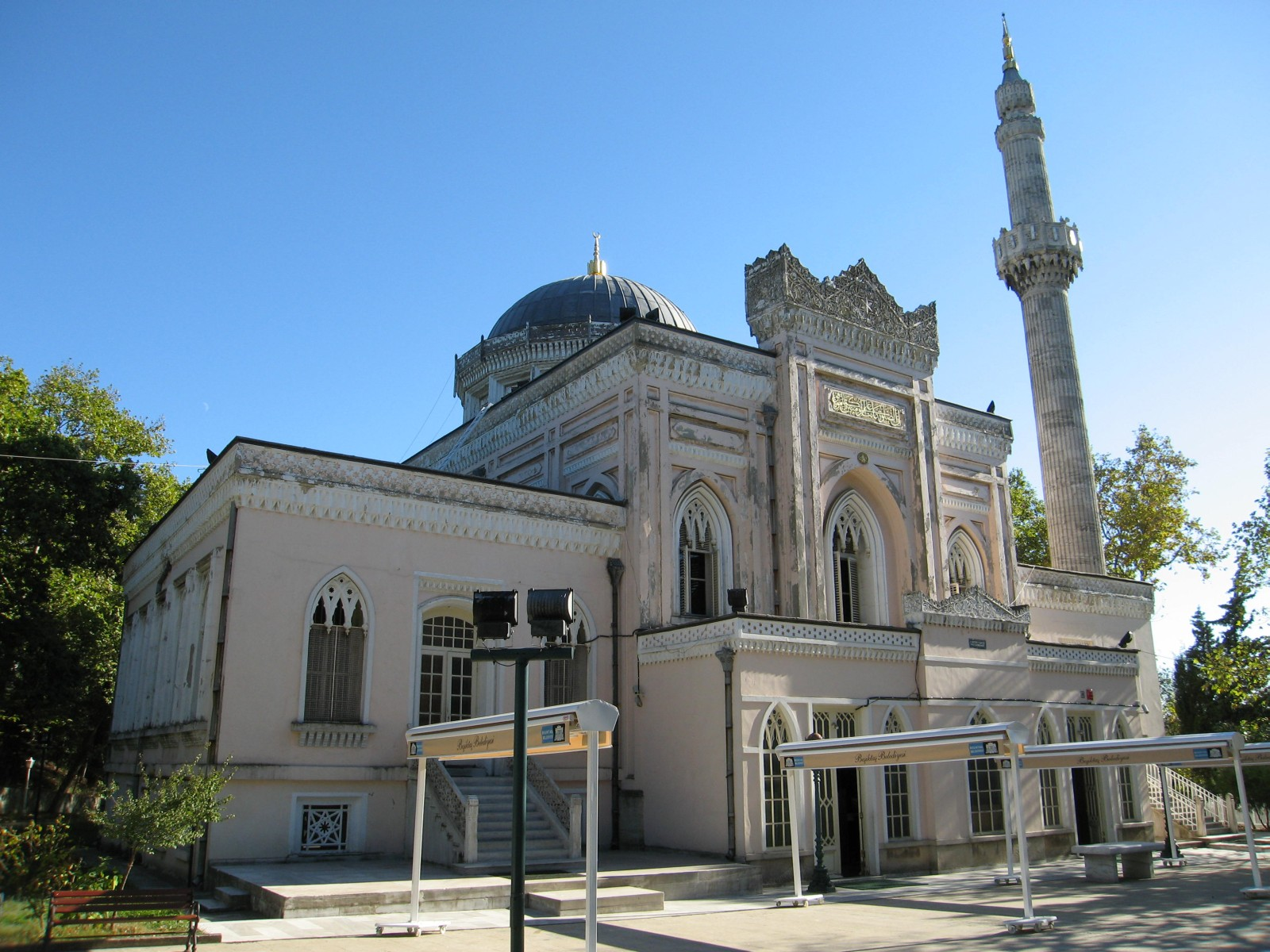
Mosquée Hamidiye (1886), la mosquée officielle du palais
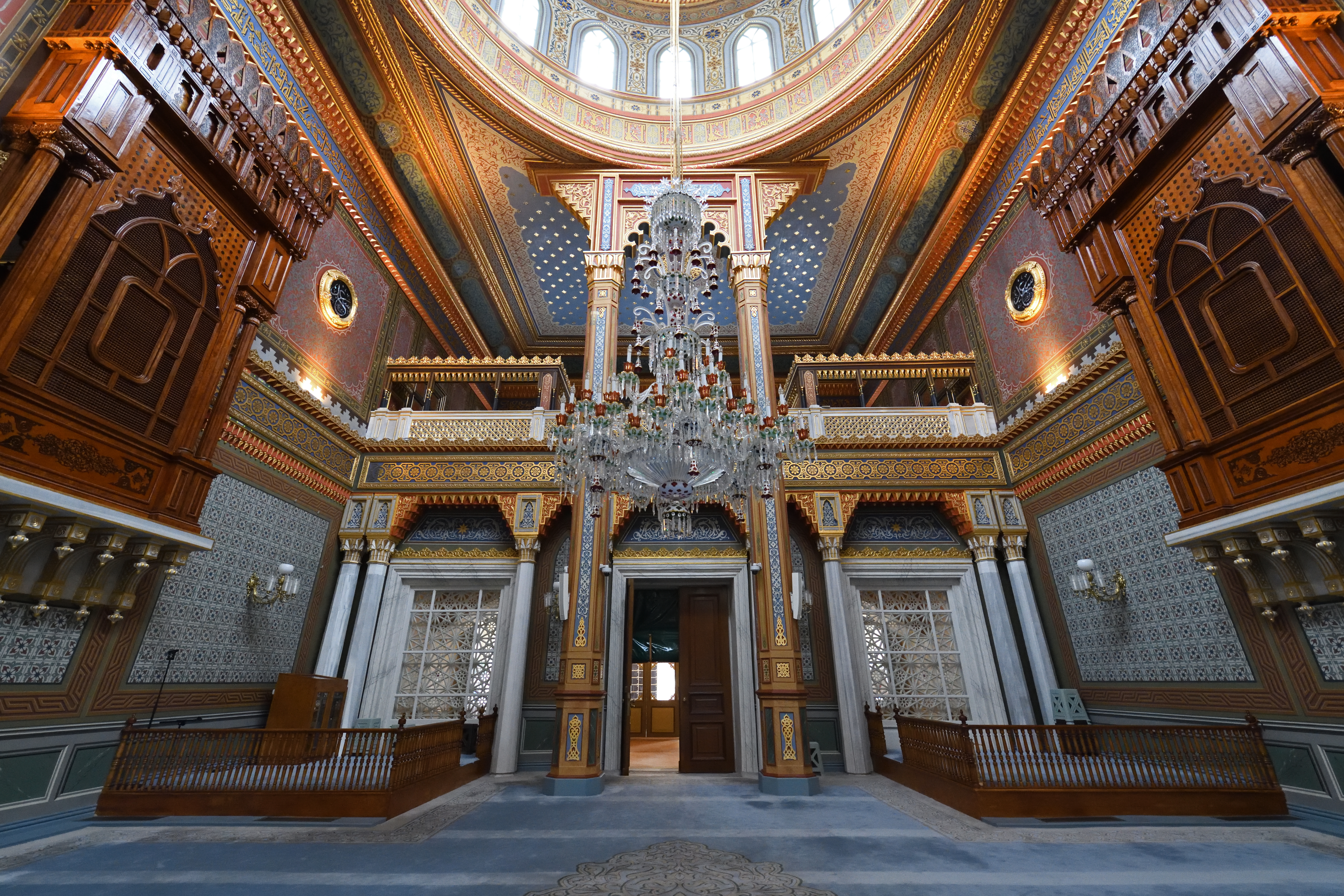
Intérieur de la mosquée Hamidiye : vue vers l'arrière et les balcons impériaux

#### Éclectisme dans l'architecture des mosquées
Après la mosquée Nusretiye, l'une des premières mosquées conçues par la famille Balian est la mosquée Küçuk Mecidiye à Istanbul, près de Yıldız, qui a été construite en 1848. Parallèlement à la construction du palais de Dolmabahçe, Garabet et Nikogos Balian ont également conçus la mosquée voisine de Dolmabahçe, commandée par Bezmi'alem Valide Sultan en 1853 mais terminée après sa mort par son fils Abdülmecit en 1855. La mosquée est de style néoclassique et se distingue par ses minarets qui sont en forme de colonnes corinthiennes jusqu'au niveau des balcons. Il s'agit d'un bâtiment à dôme unique devant un grand et imposant pavillon impérial. Les fenêtres supérieures de la mosquée sont disposées en forme de roue semi-circulaire sous les arcs qui soutiennent le dôme. La mosquée Ortaköy (ou mosquée Büyük Mecidiye), située plus au nord-est sur un petit promontoire le long de la rive du Bosphore, est d'une conception très similaire mais considérée comme plus réussie. La mosquée a de nouveau été conçue par Garabet Balian et son fils Nikogos et a été construite entre 1854 et 1856 - bien que Goodwin et Kuban citent 1853 comme l'année de construction. Les Balians ont probablement travaillé en équipe afin de produire autant d'œuvres en si peu de temps. La mosquée a une apparence baroque dans son utilisation de courbes fortes mais elle présente un mélange éclectique de styles, à l'exception du pavillon impérial en face qui est entièrement néoclassique. La mosquée est couverte de détails très ornés et sculpturaux qui rappellent le style de la salle de cérémonie et des portes du palais de Dolmabahçe.

La mosquée Pertevniyal Valide à Istanbul a été construite dans le quartier Aksaray d'Istanbul en 1871 en l'honneur de la mère d'Abdülaziz. Il est généralement attribué à l'architecte italien Montani Efendi ou à Agop Balian, bien qu'il soit possible que les deux aient été responsables de différents aspects de la conception. La mosquée est un mélange intense de styles comprenant les styles ottoman, gothique et Empire. Un changement notable par rapport aux mosquées précédentes est la diminution de la taille du pavillon impérial par rapport à la mosquée, inversant la tendance précédente des XVIIIe – XIXe siècles. L'utilisation de caractéristiques de renaissance ottomane dans cette mosquée est également une indication que les fondations d'un futur mouvement revivaliste ottoman étaient déjà posées à cette époque. Une autre mosquée de style éclectique de la même période est la mosquée Aziziye à Konya, construite en 1872. C'est la seule mosquée impériale construite en Anatolie à la fin de la période ottomane.  

Mosquées au style éclectique
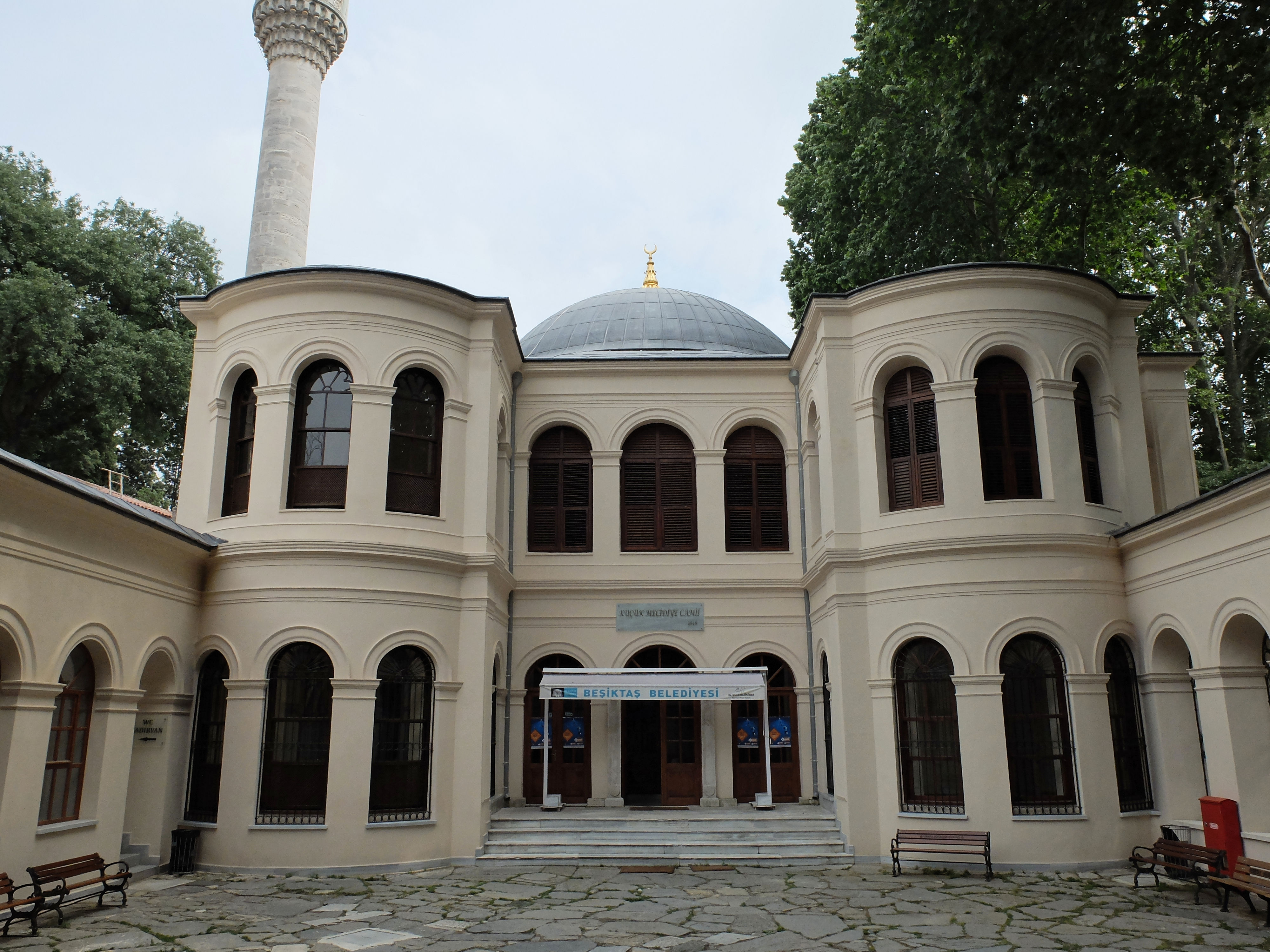
Mosquée Küçük Mecidiye, Istanbul (1848) : vue de face, face au pavillon impérial
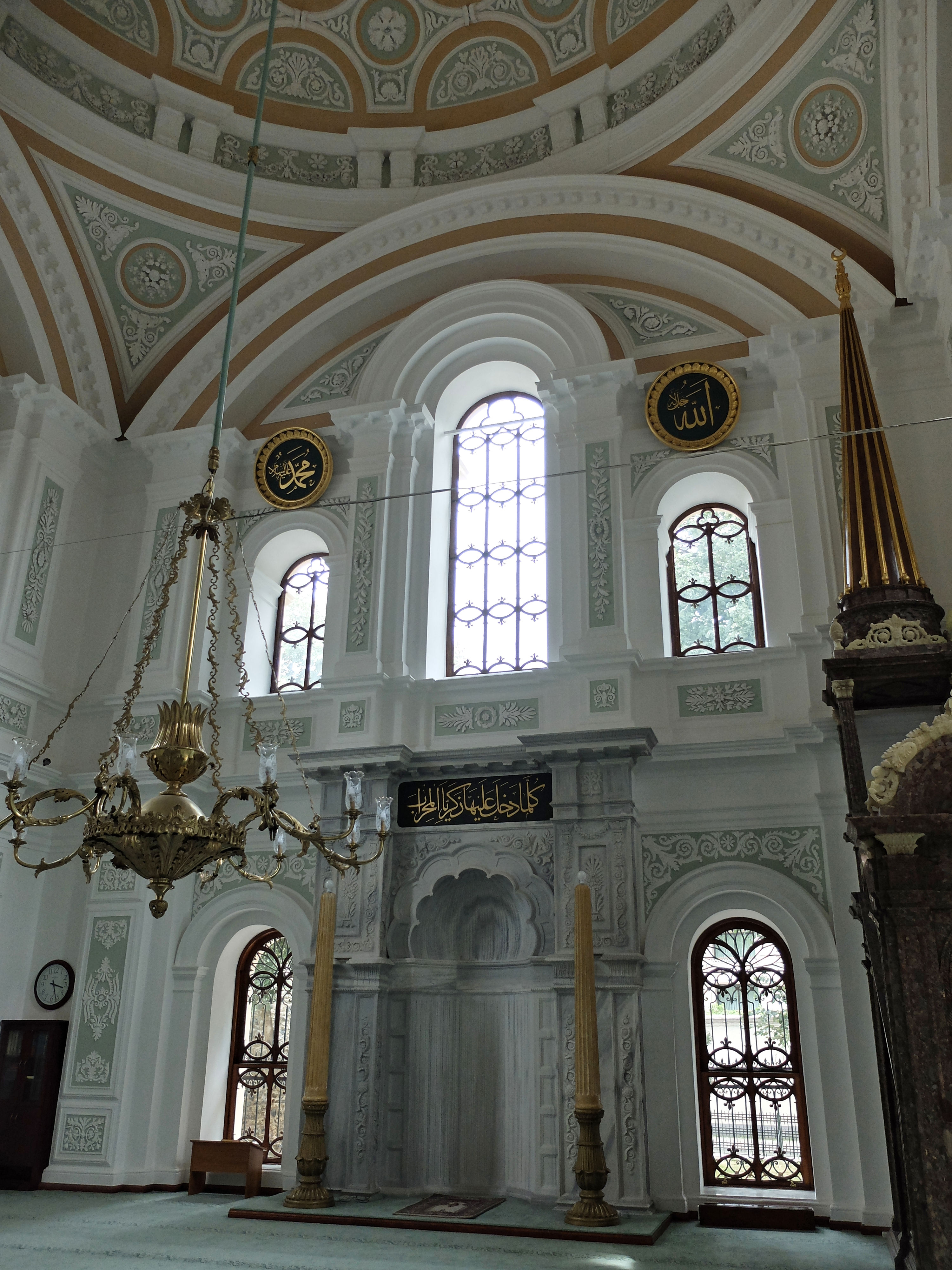
Intérieur de la mosquée Küçük Mecidiye
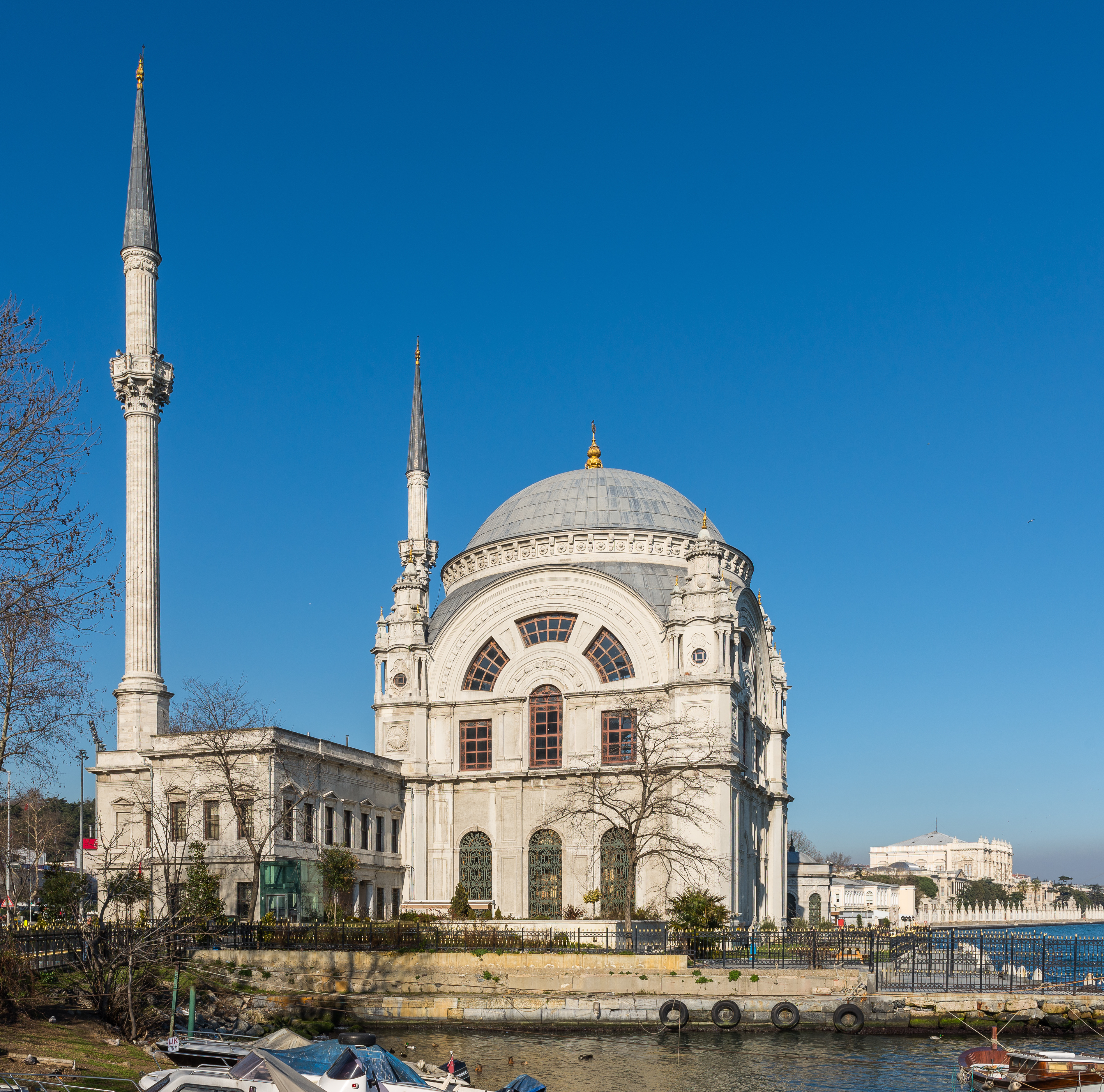
Mosquée Dolmabahçe, Istanbul (1853–1855), vue de l'eau
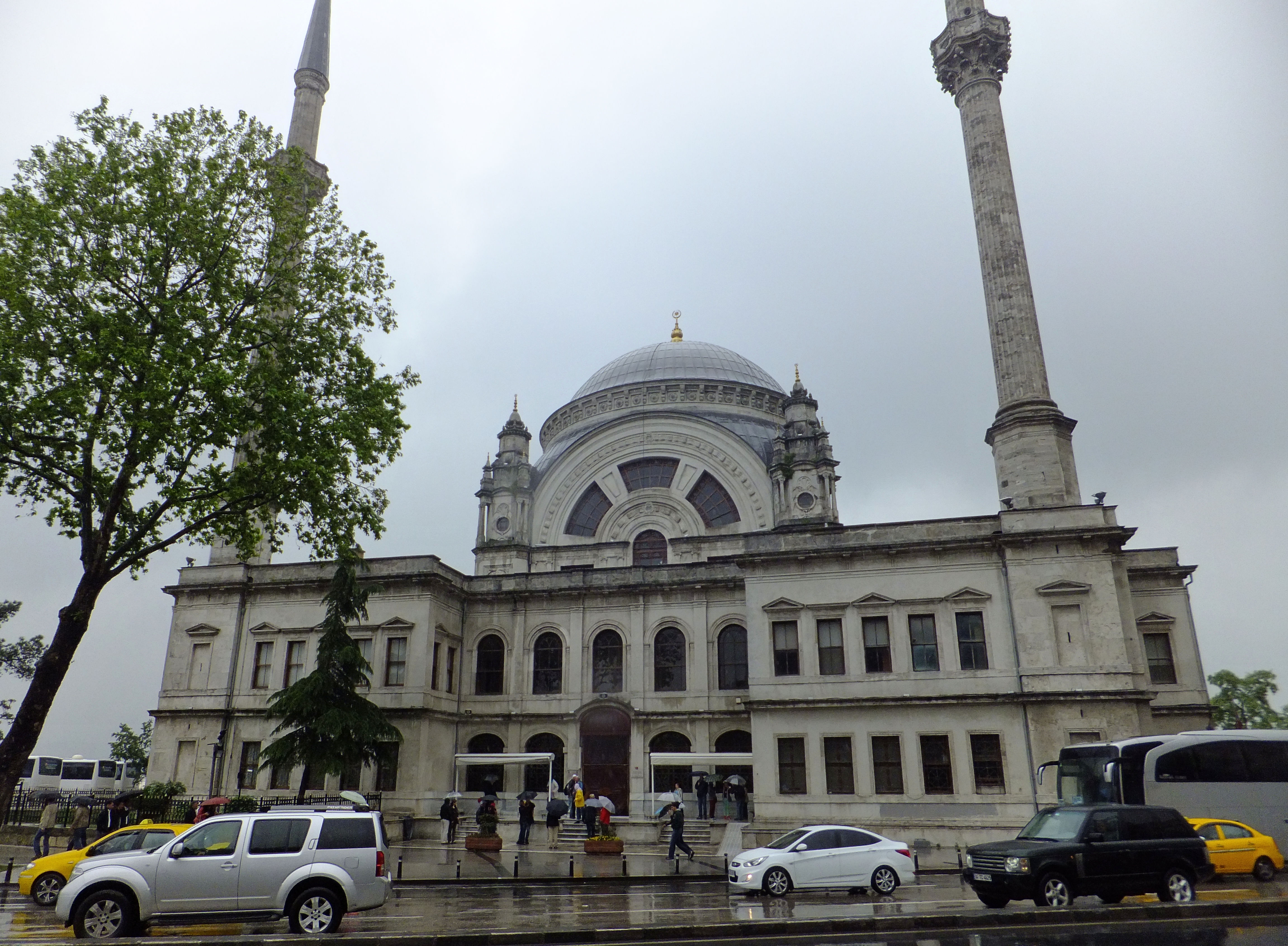
Vue de face de la mosquée de Dolmabahçe et de son pavillon impérial
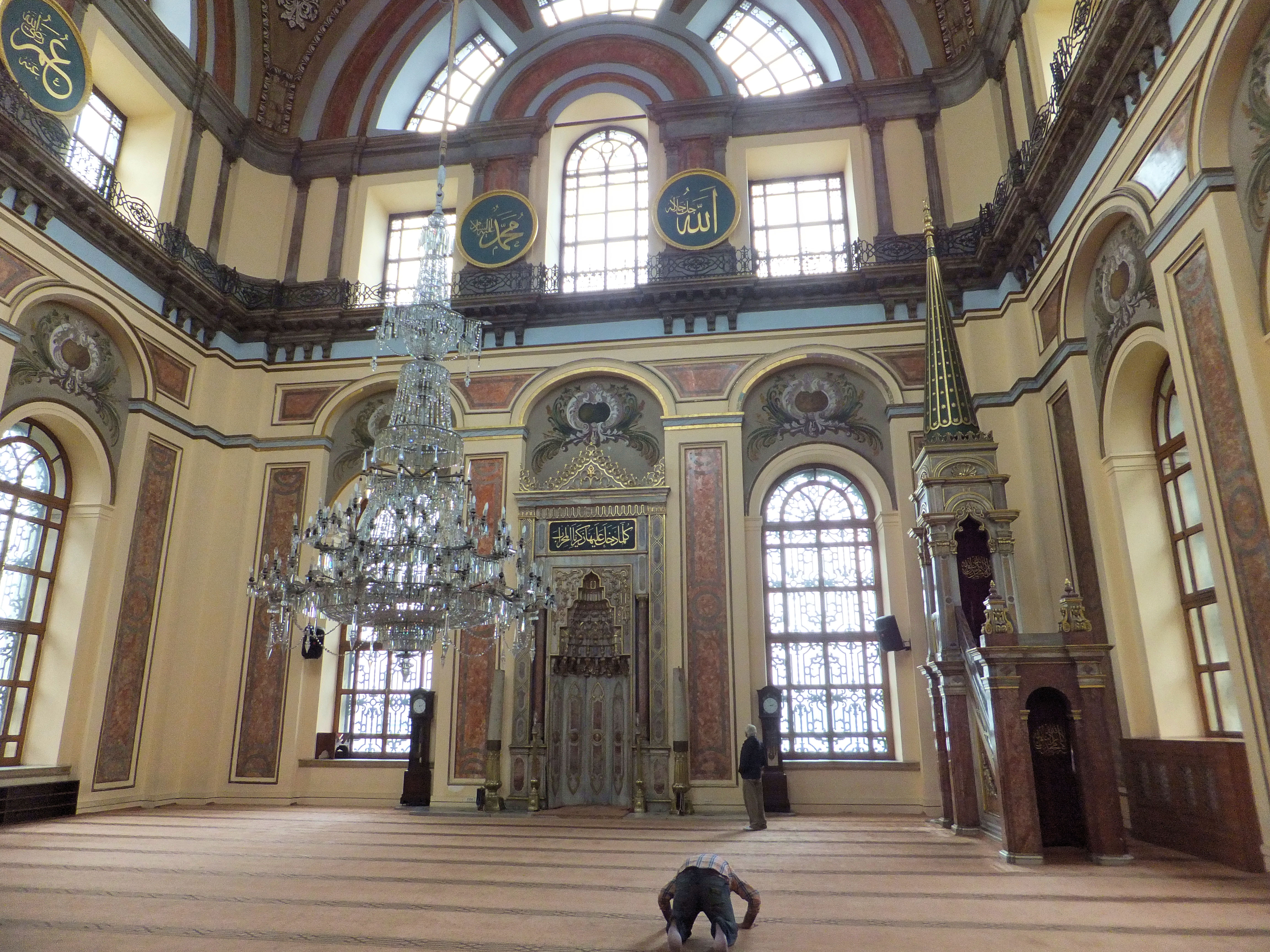
Intérieur de la mosquée de Dolmabahçe
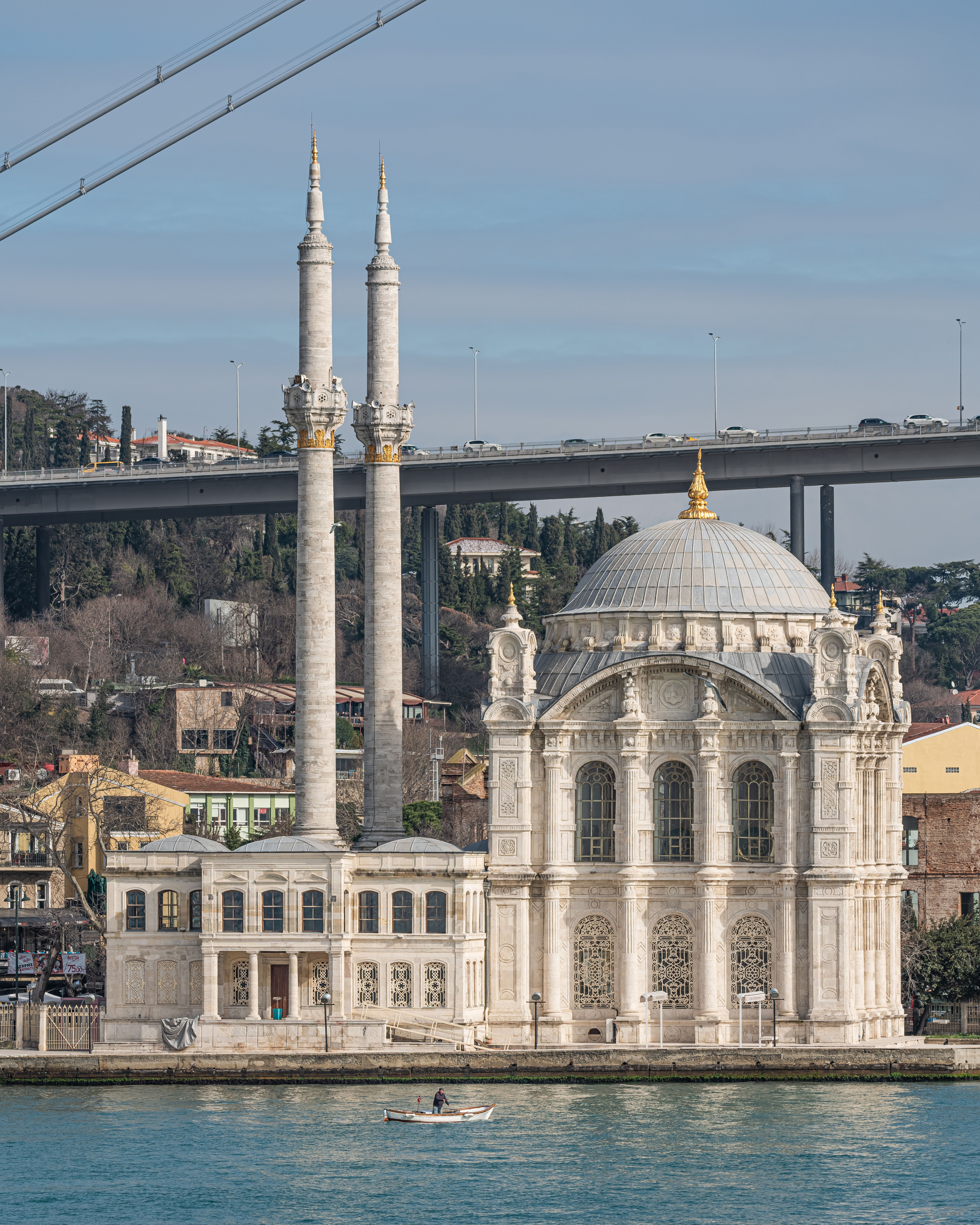
Mosquée d'Ortaköy, Istanbul (1854–1856)
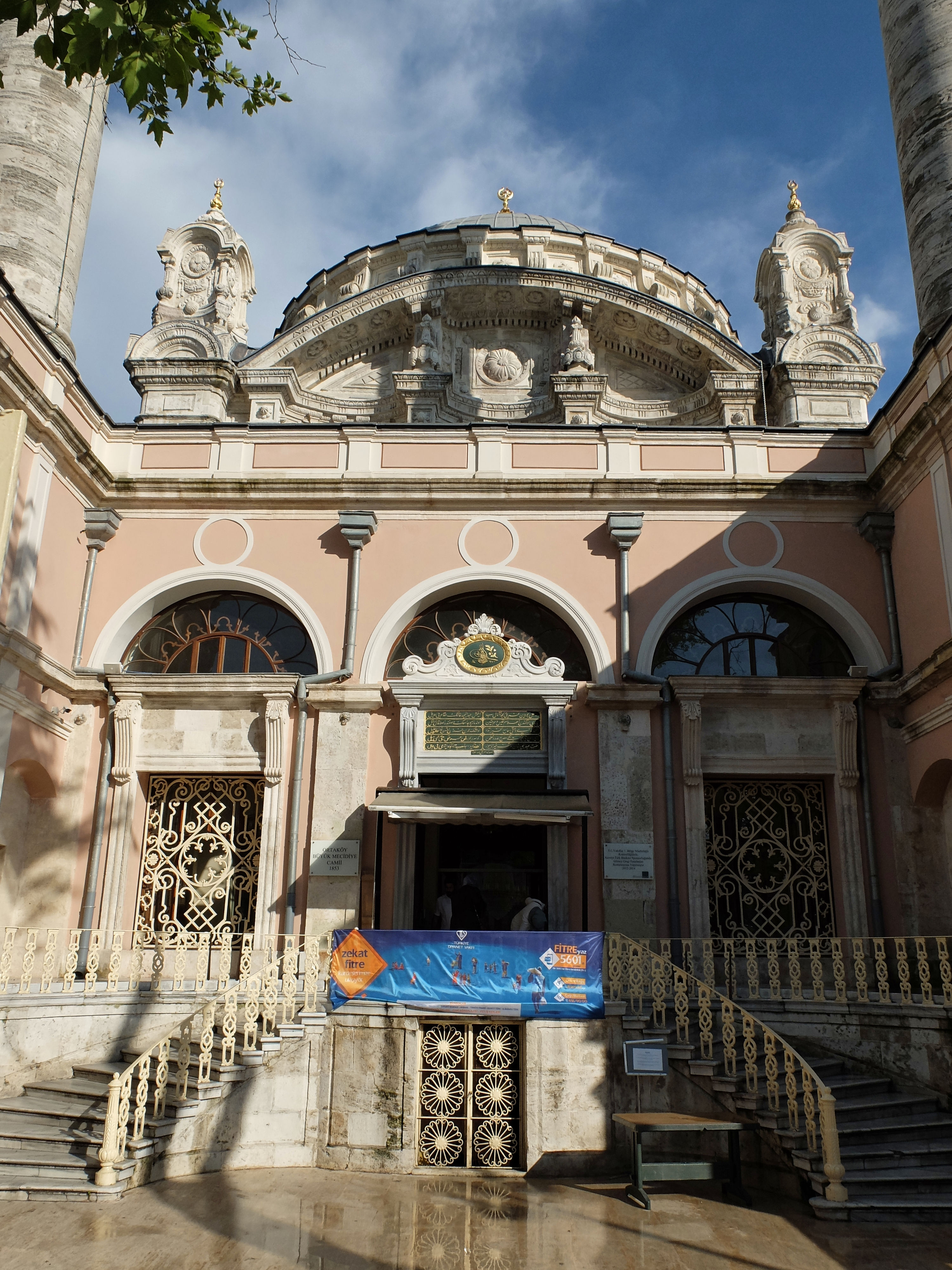
Entrée de la mosquée d'Ortaköy, entre les deux ailes du pavillon impérial
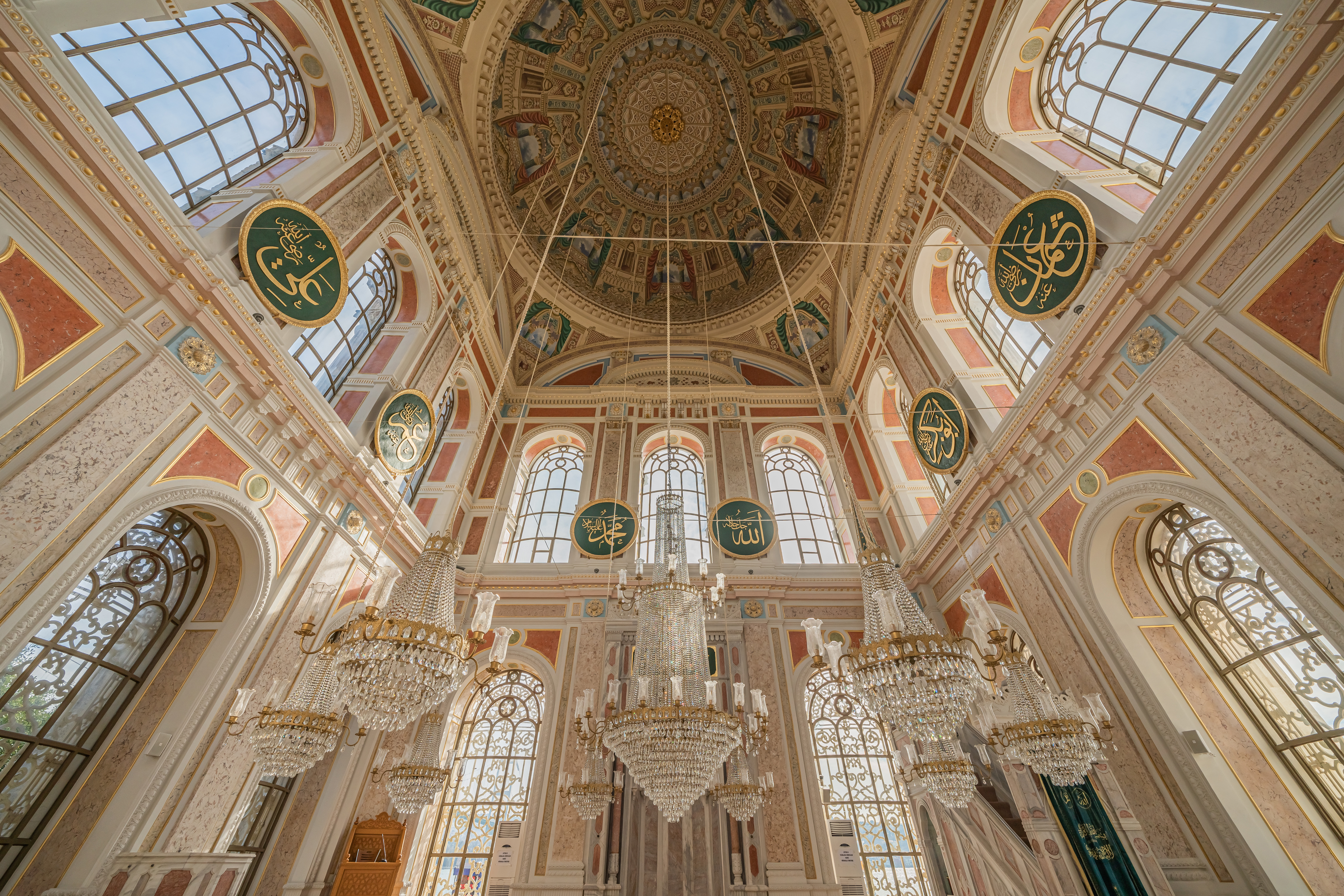
Intérieur de la mosquée d'Ortaköy
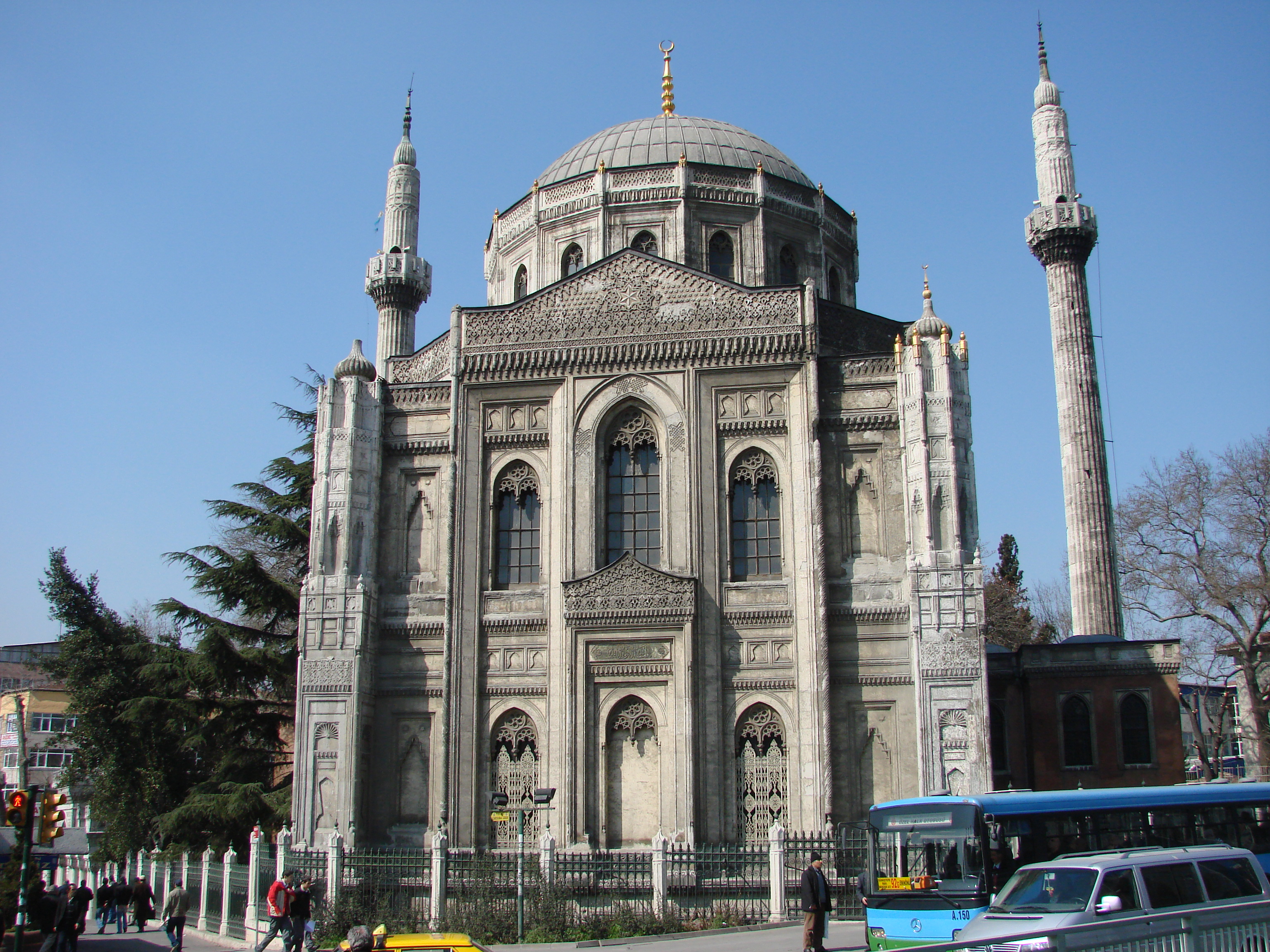
Mosquée Pertevnyal Valide, Istanbul (1871)
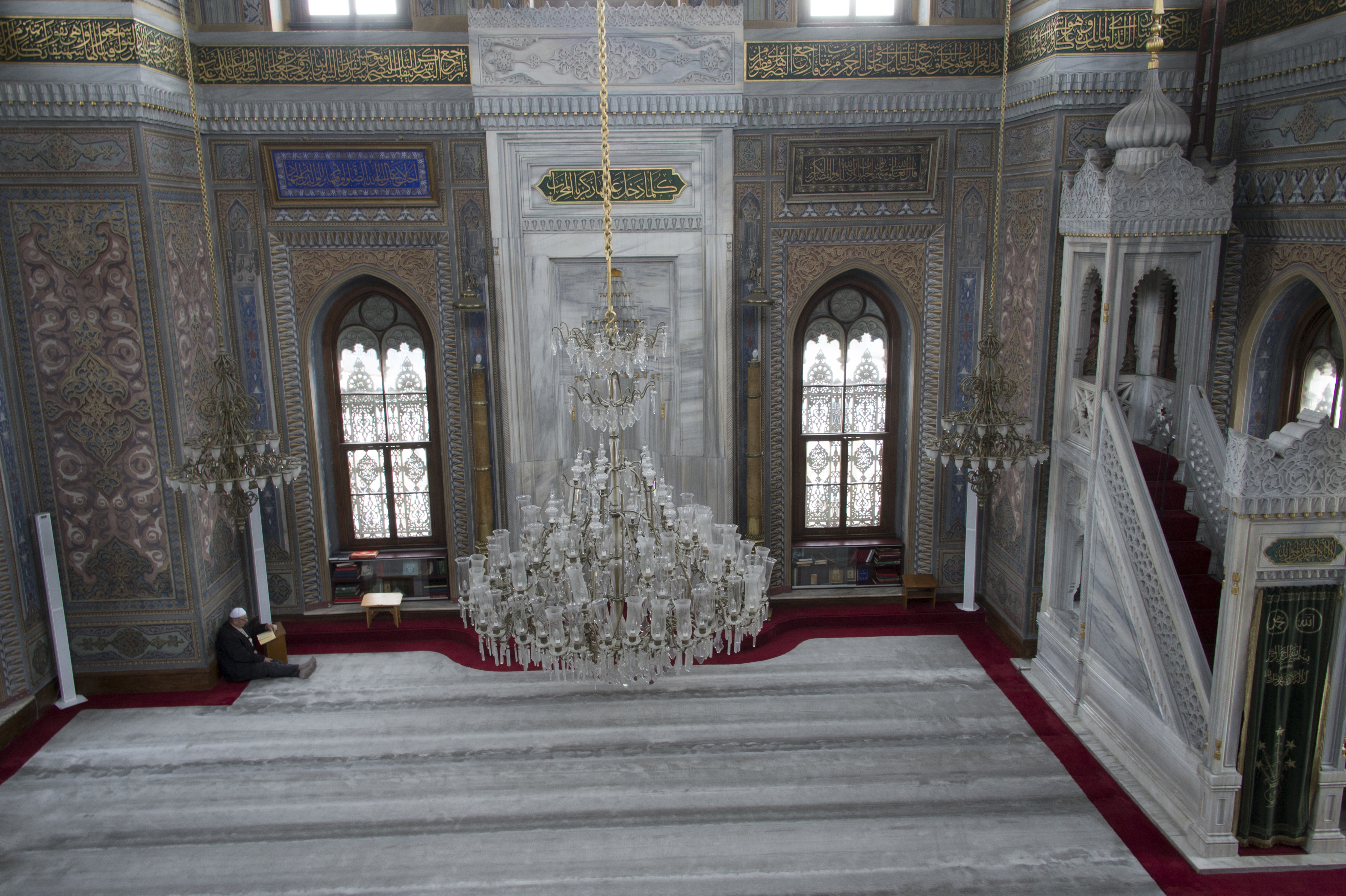
Intérieur de la mosquée Pertevniyal Valide
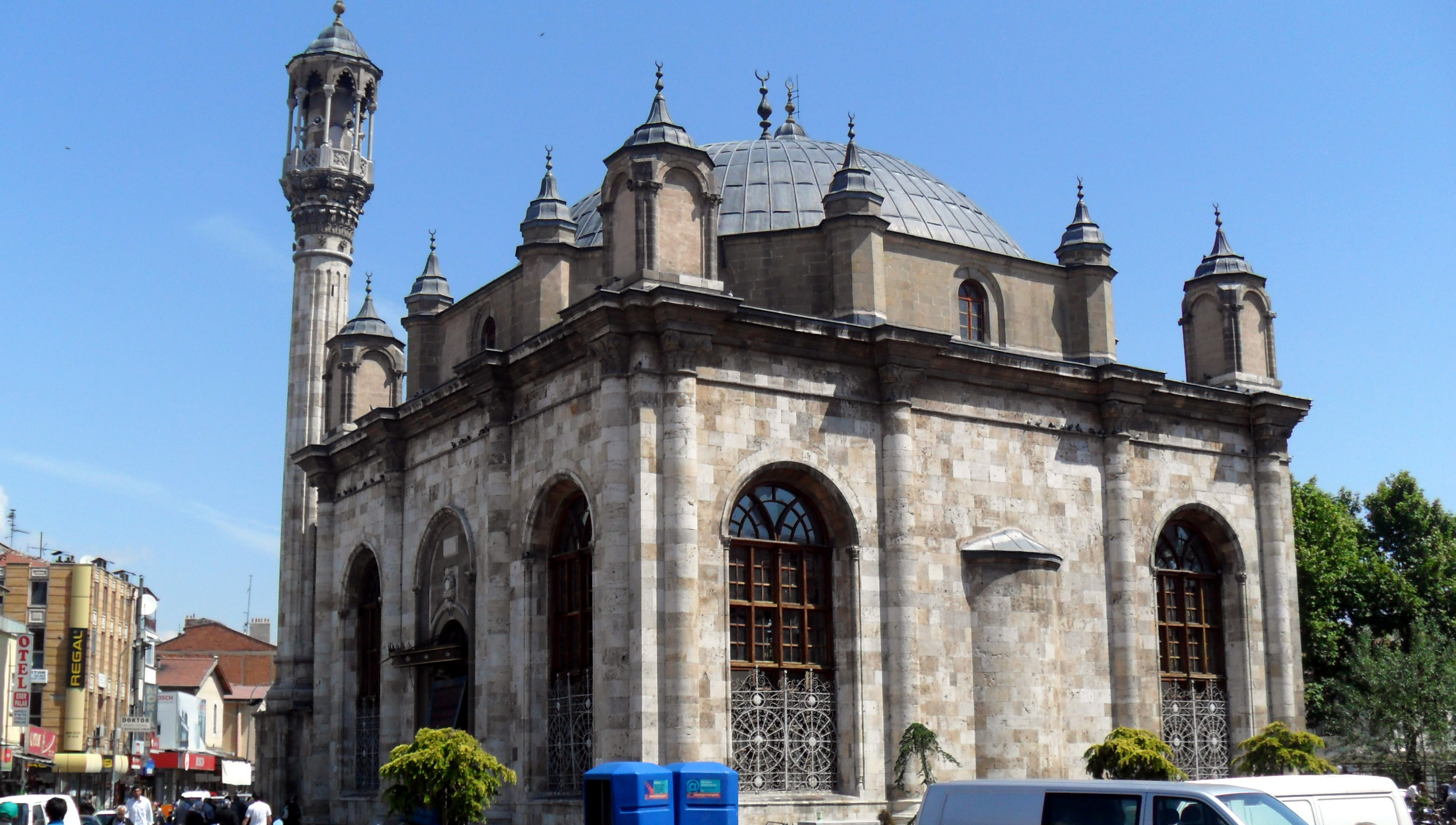
Mosquée Aziziye, Konya (1872)

#### Nouvelles églises et synagogues

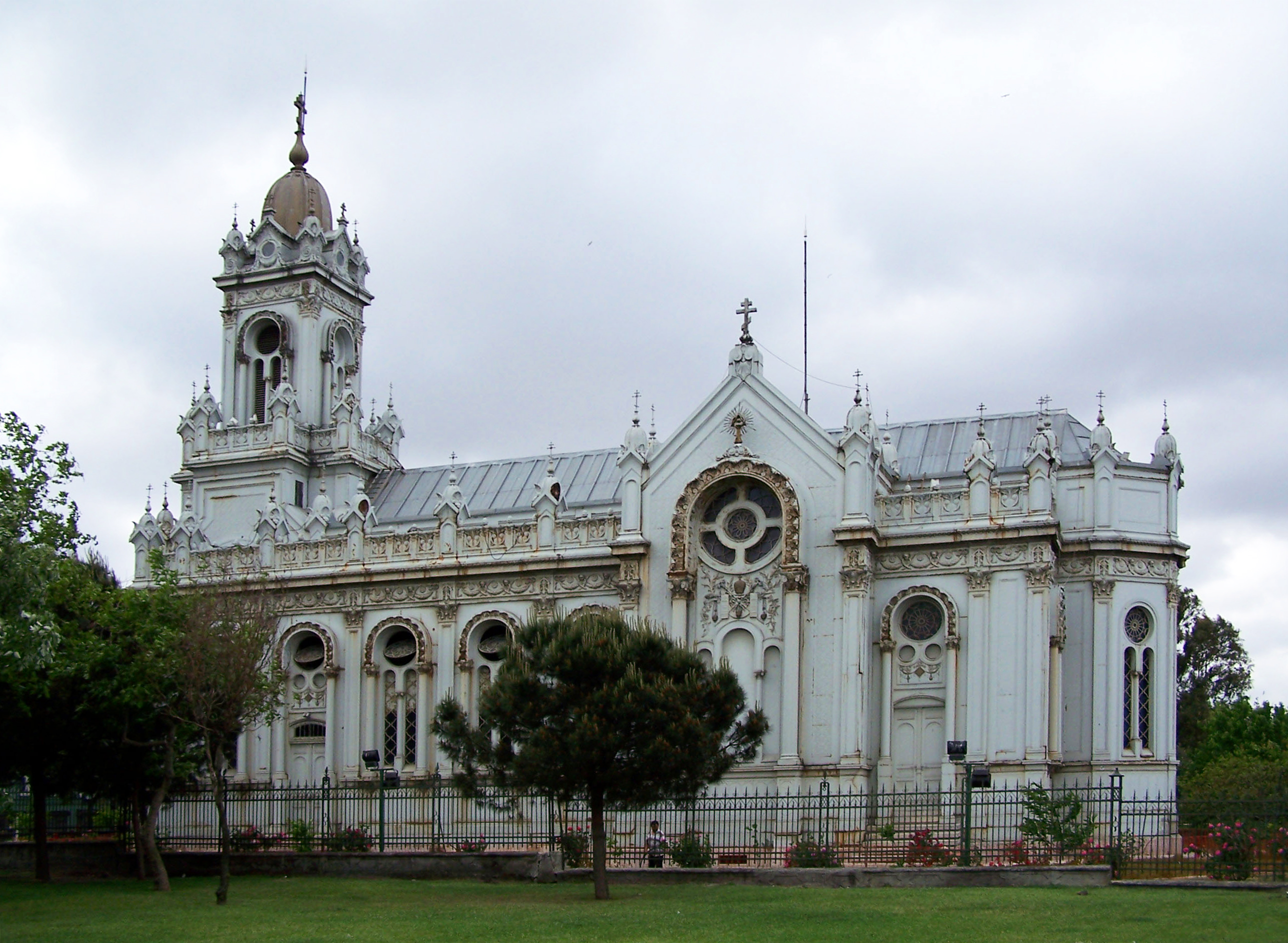
Église Stefan Sveti (1895–1898), le premier bâtiment en acier d'Istanbul

Les réformes du Tanzimat ont également accordé aux chrétiens et aux juifs le droit de construire librement de nouveaux centres de culte, ce qui a entraîné un mouvement important de construction, de rénovation et d'agrandissement d'églises et de synagogues. La plupart de ces nouvelles constructions suivaient le même éclectisme qui prévalait dans le reste de l'architecture ottomane du XIXe siècle. Parmi les exemples notables d'églises orthodoxes grecques se trouve l'église Hagia Triada, un bâtiment important près de la place Taksim à Beyoğlu qui a été construit par l'architecte Vasilaki Ioannidi en 1880. Un autre est l'église Hagia Kyriaki dans le quartier de Kumkapı, qui a été construit en 1895 par des architectes locaux pour la communauté grecque de Karaman. Hagia Kyriaki est l'une des rares églises modernes d'Istanbul construites dans la tradition byzantine, en utilisant une disposition en forme de dôme central. L'église Stefan Sveti (ou église Saint-Étienne des Bulgares) est une église orthodoxe bulgare construite entre 1895 et 1898 dans un style éclectique, située dans le quartier de Balat. C'était le premier bâtiment en acier d'Istanbul, conçu par l'architecte Hovsep Aznavu. Ses pièces étaient fabriquées à l'étranger puis assemblées à Istanbul. Parmi les exemples d'églises arméniennes du XIXe siècle, l'église Surp Asdvadzadzin à Beşiktaş (à ne pas confondre avec l'église patriarcale Surp Asdvadzadzin) a été construite en 1838 par Garabet Balian. Son style s'écartait de l'architecture arménienne traditionnelle d'Istanbul et reflétait plutôt le style néoclassique ou empire que les Balians utilisaient sous le règne de Mahmud II, y compris un dôme de style ottoman. L'église Surp Asdvadzadzin à Gaziantep (convertie plus tard en mosquée Kurtuluş) a été construite entre 1878 et 1893 dans un style éclectique qui fait référence aux styles européens ainsi qu'aux influences locales telles que la maçonnerie ablaq, démontrant que l'éclectisme était présent bien en dehors d'Istanbul. Plus tard, la plus grande et la plus célèbre église catholique d'Istanbul, l'église Saint-Antoine de Beyoğlu, a été construite entre 1906 et 1912 dans un style néo-gothique par l'architecte Giulio Mongeri.
En plus des lieux de culte, de nouveaux établissements d'enseignement et collèges associés aux églises ont été construits. À Fener, près de l'église patriarcale grecque orthodoxe, le Phanar Greek Orthodox College (ou Megalio Scholio en grec) a été construit en 1881 pour abriter un établissement d'enseignement grec beaucoup plus ancien. La structure est l'une des caractéristiques les plus dominantes de la ligne d'horizon dans ce secteur. L'architecte Konstantinos Dimandis l'a probablement conçu dans un esprit néo-byzantin.
Les synagogues de la communauté juive de longue date d'Istanbul étaient des structures relativement sans prétention et peu d'anciennes synagogues ont survécu aux tremblements de terre et aux incendies au cours des siècles. L'une des plus anciennes, la synagogue Ahrida à Balat, a été reconstruite dans sa forme actuelle en 1709 et reflète l'architecture de la période des tulipes, bien qu'elle ait été restaurée et réaménagée à nouveau au XIXe siècle,,. Parmi les exemples notables du XIXe siècle, citons la synagogue italienne, construite dans les années 1880 avec une façade néo-gothique, et la synagogue ashkénaze, inaugurée en 1900 avec une façade de style européen,,.

Eglises et synagogues du XIXe siècle
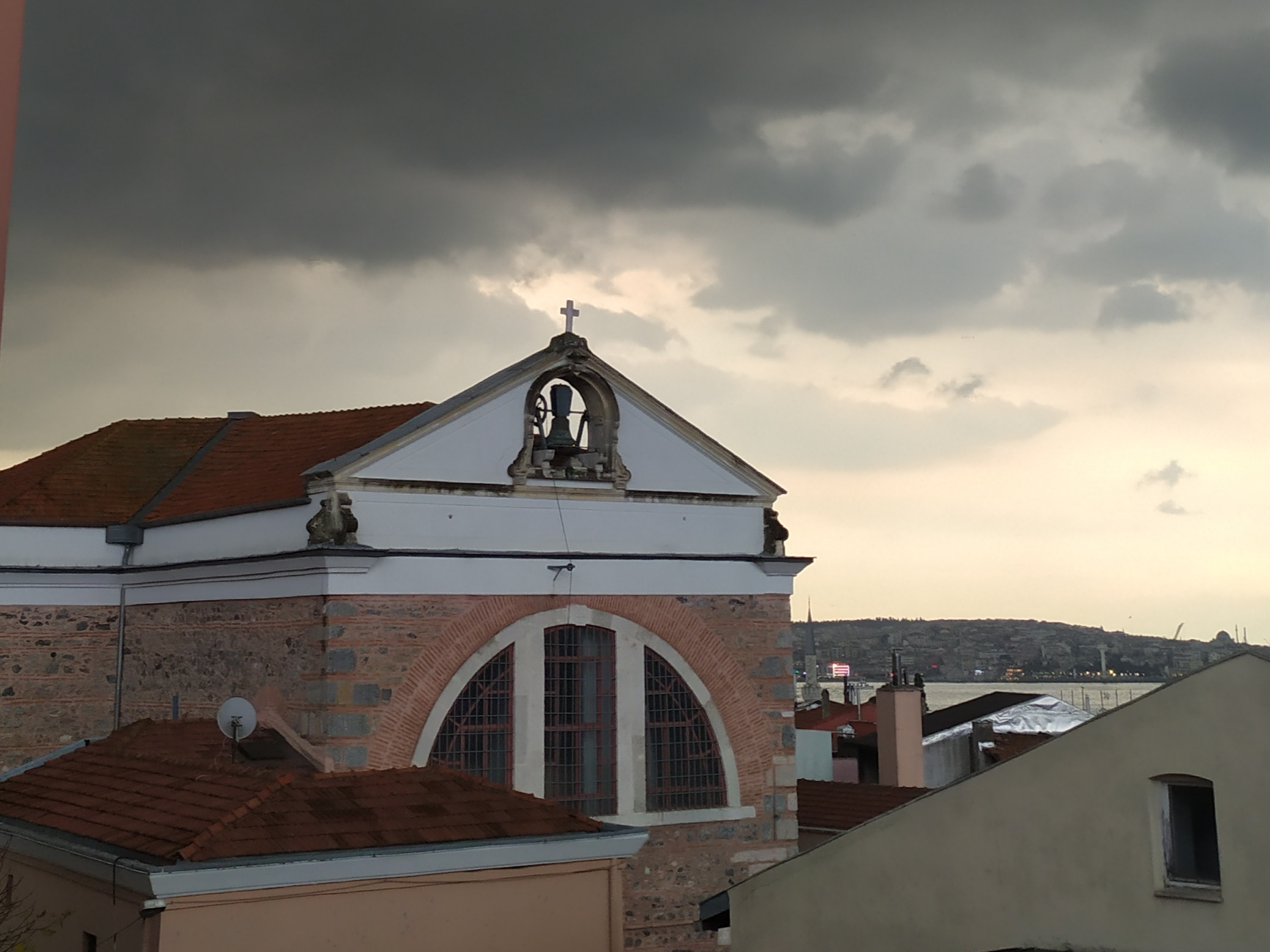
Église Surp Asdvadzadzin à Beşiktaş, Istanbul (1838)
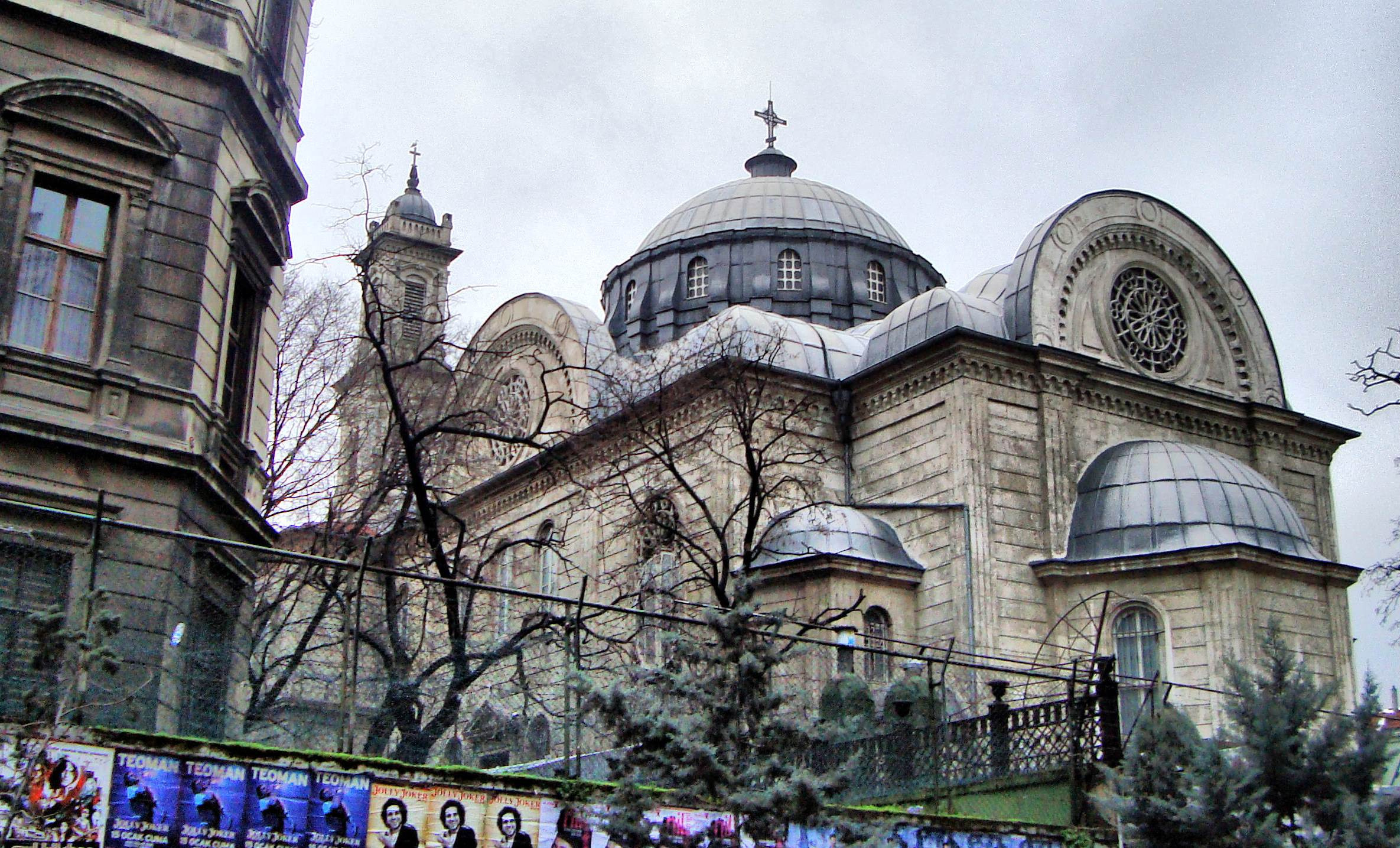
Église Hagia Triada à Beyoğlu, Istanbul (1880)
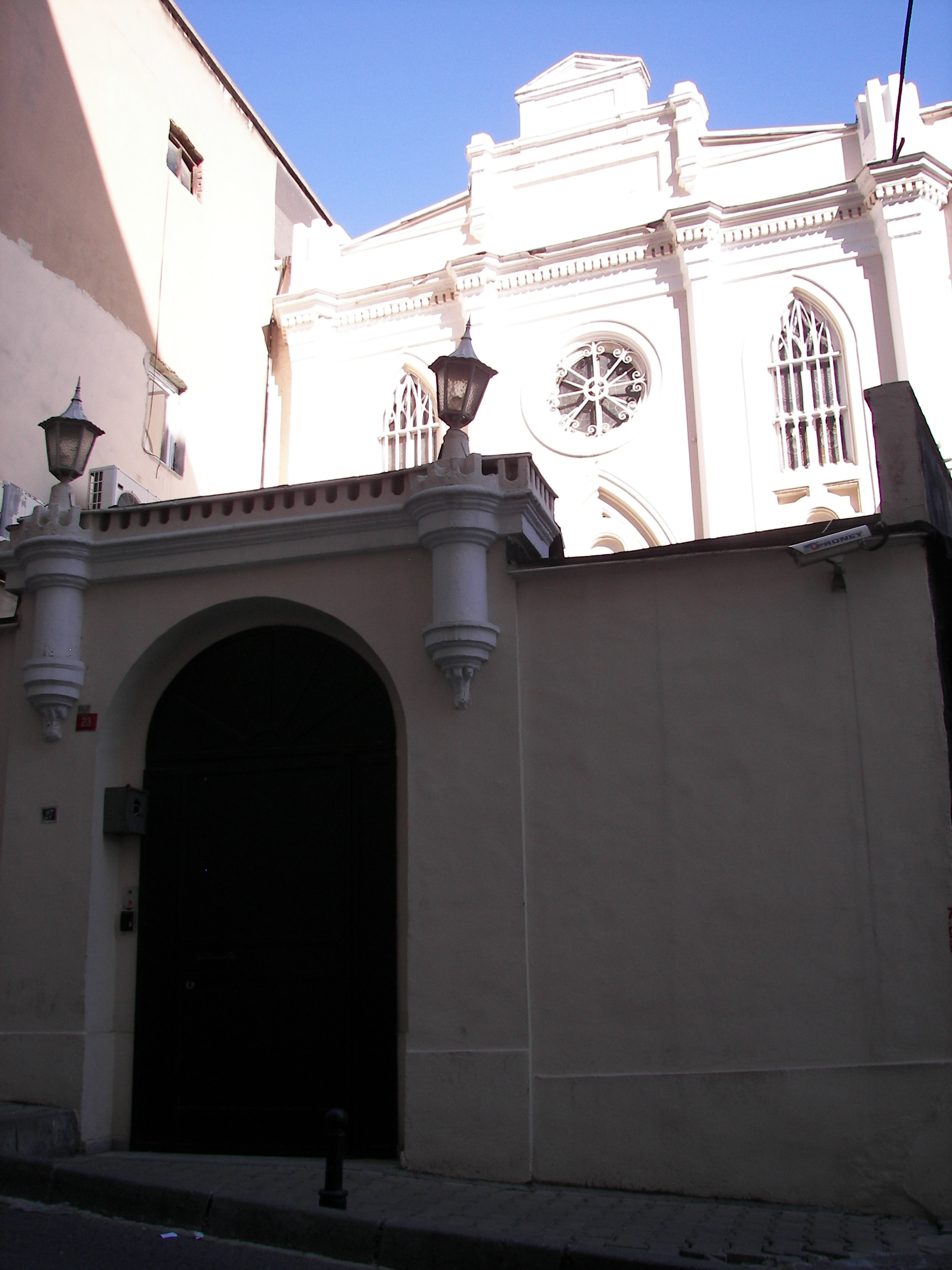
Synagogue italienne d'Istanbul (années 1880)
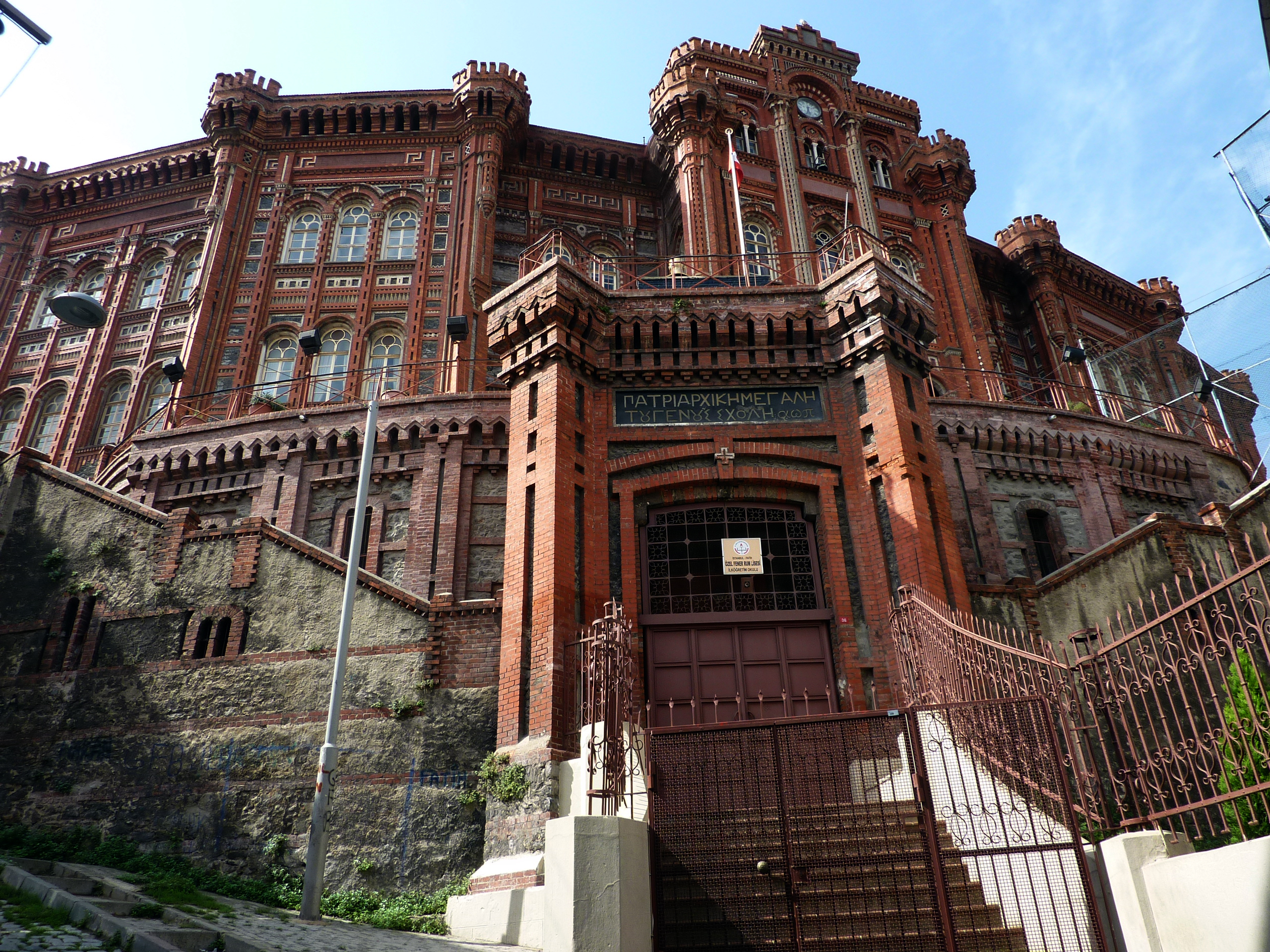
Bâtiment du Collège orthodoxe grec Phanar à Istanbul (1881)
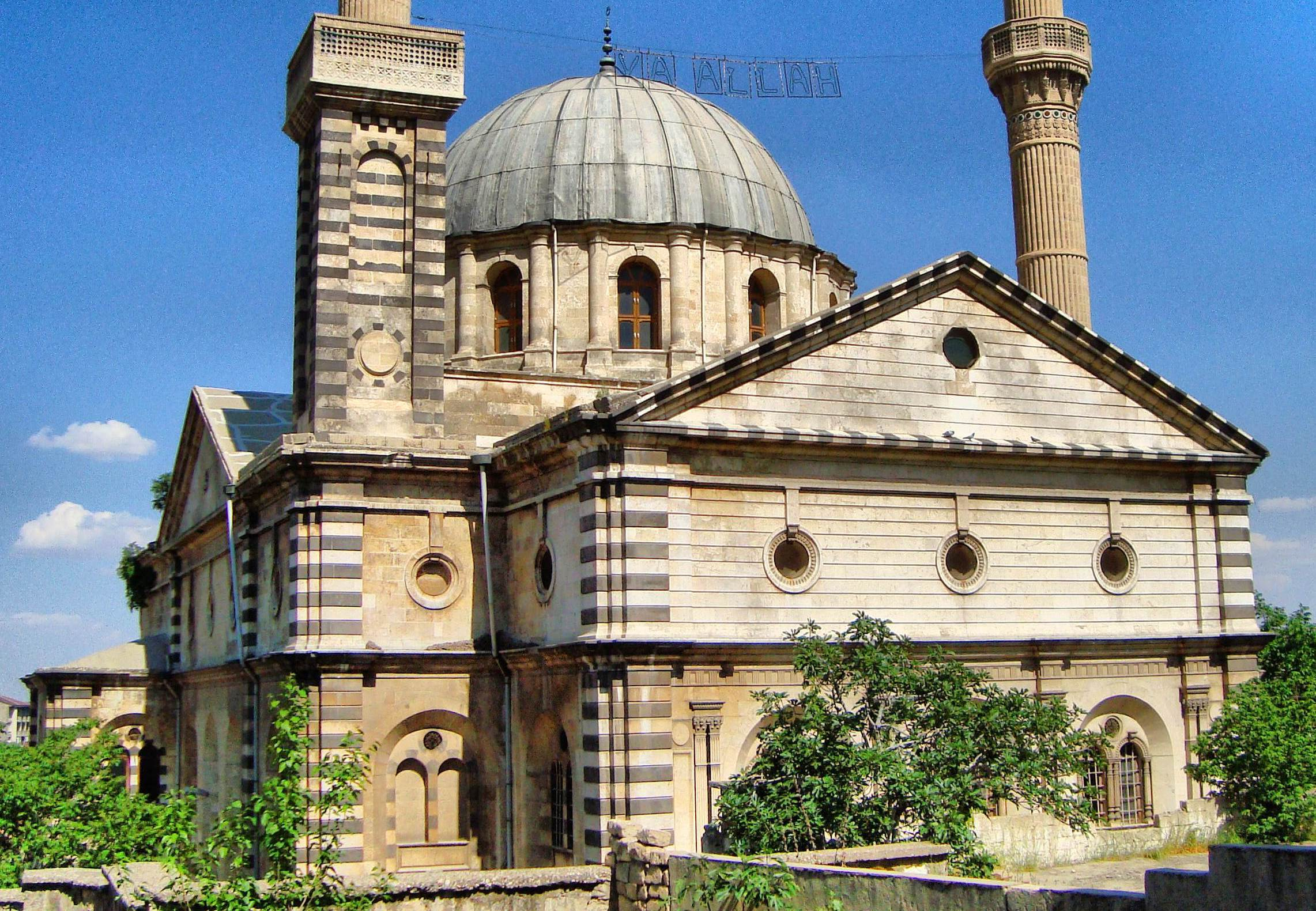
Église Surp Asdvadzadzin ( mosquée Kurtuluş aujourd'hui) à Gaziantep (1878–1893)
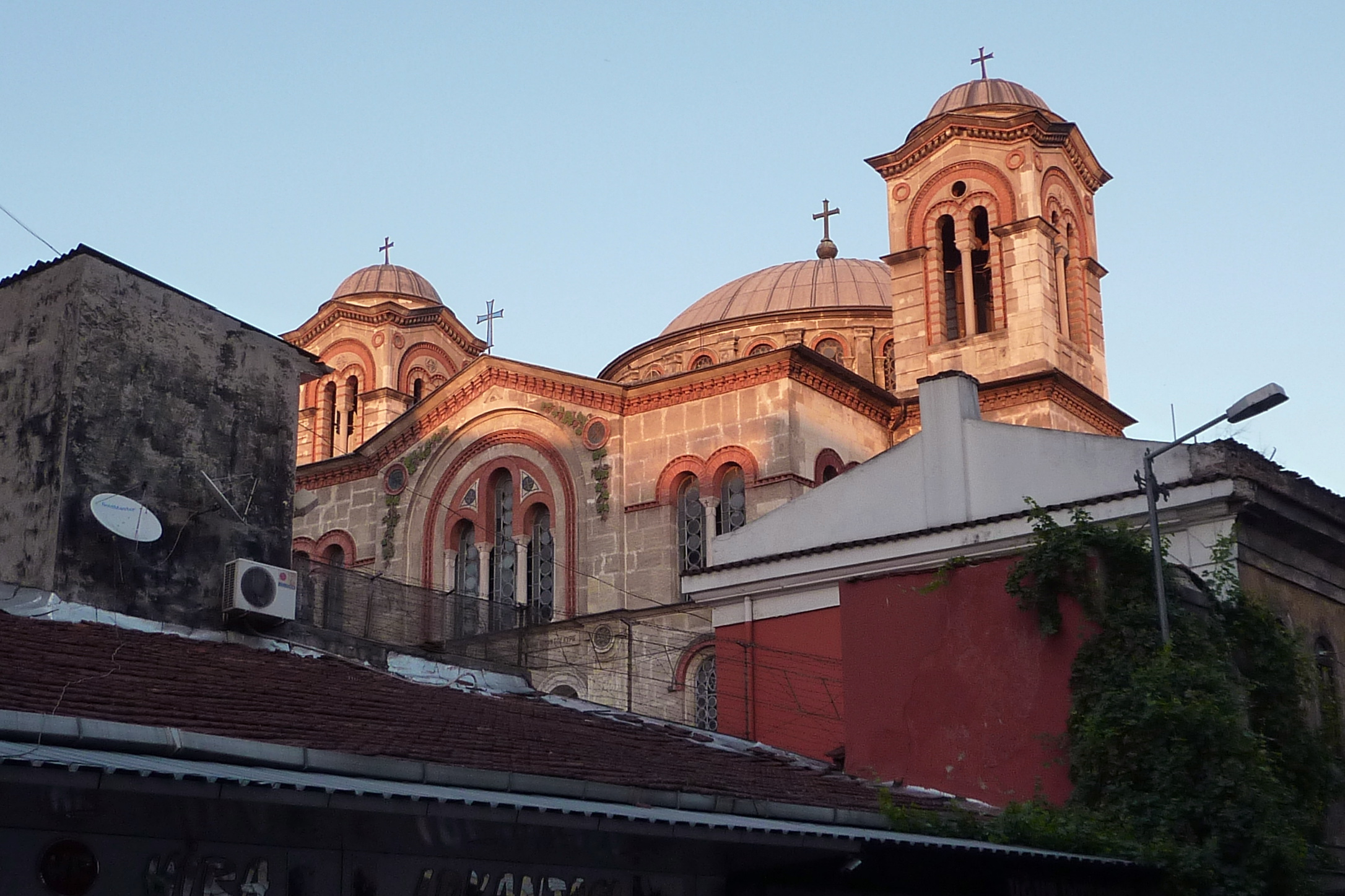
Église Hagia Kyriaki à Kumkapı, Istanbul (1895)
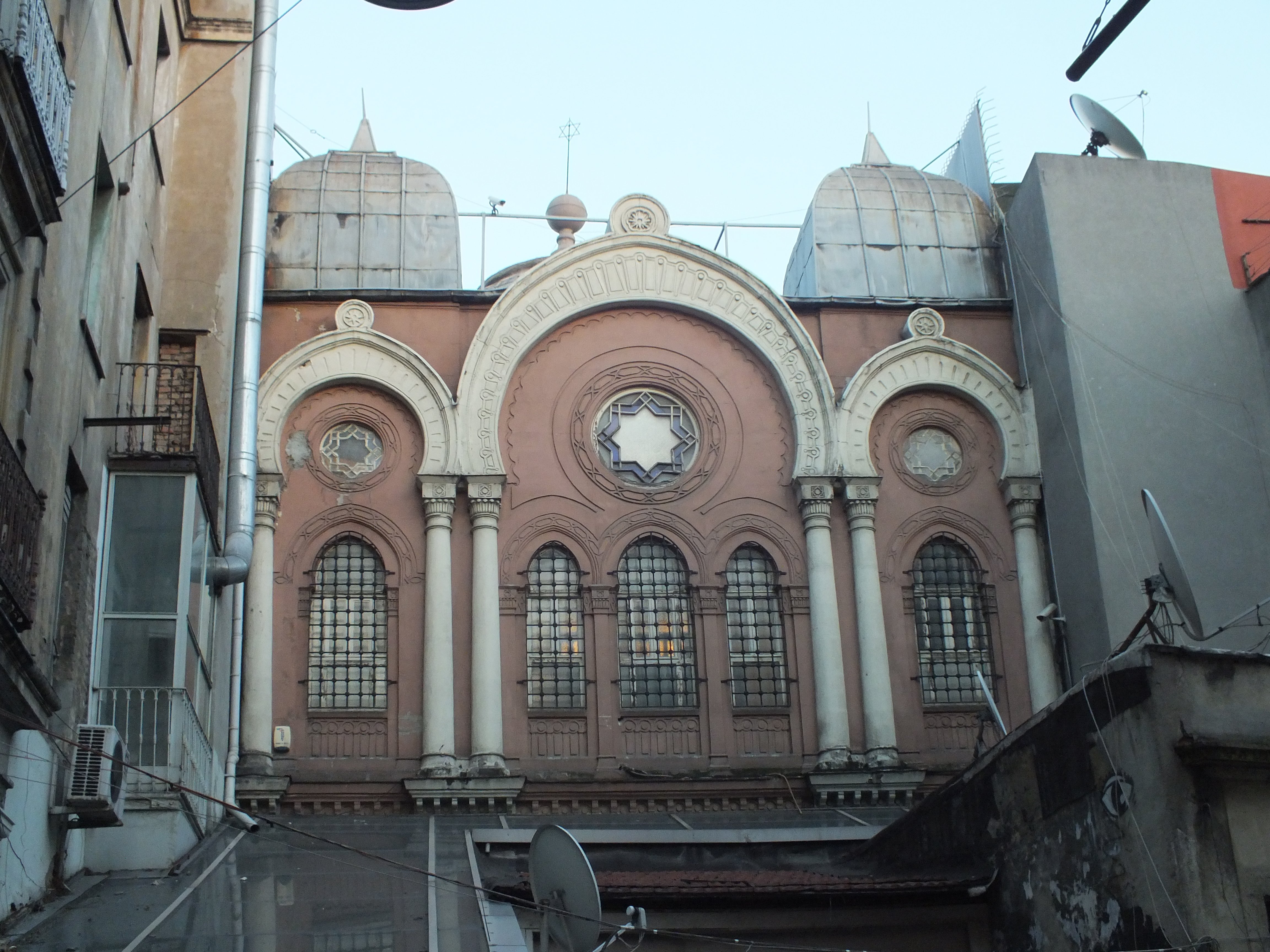
Synagogue ashkénaze à Istanbul (1900)
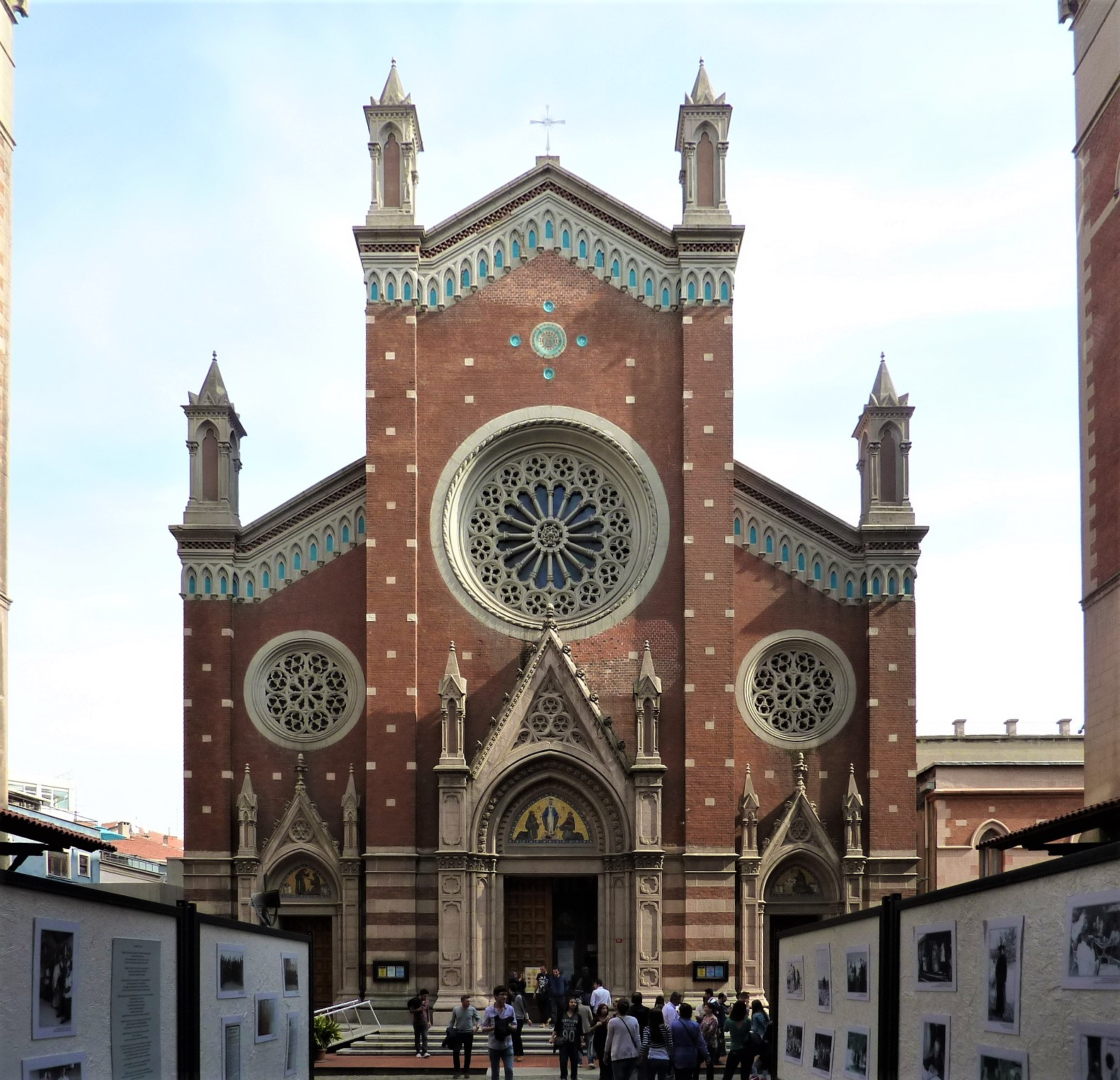
Église Saint-Antoine à Beyoğlu, Istanbul (1906-1912)

#### Nouveaux types de bâtiments
Parmi les nouveaux types de monuments introduits dans l'architecture ottomane à cette époque, les tours horloge ont pris de l'importance au cours du XIXe siècle. L'une des premières tours, et la première tour horloge ottomane dotée d'une cloche, était celle construite par Izzet Mehmed Pacha à Safranbolu en 1798. Entre 1835 et 1839, Mahmud II a érigé la plus ancienne tour horloge d'Istanbul, la tour de l'horloge de Tophane près de la mosquée Nusretiye, qui a été reconstruite sous une forme plus monumentale par Abdülmecit en 1848 ou 1849,. La tour de l'horloge la plus impressionnante d'Istanbul est la tour de l'horloge de Dolmabahçe (près du palais de Dolmabahçe), qui a été construite par Abdülhamid II en 1890–1894. Il mêle la décoration baroque tardive au style néoclassique et éclectique du XIXe siècle. Ces deux tours, ainsi que la tour de l'horloge de Yıldız (1890), la tour de l'horloge de Bursa (reconstruite en 1905), et bien d'autres, sont conçues avec une apparence à plusieurs niveaux. D'autres tours à travers l'empire variaient considérablement dans le style. La tour de l'horloge d'Adana (1882), contrairement aux exemples d'Istanbul, est une structure en brique sévère ressemblant aux tours médiévales italiennes de San Gimignano. D'autres tours ont été construites sous une forme ressemblant à un minaret, comme la tour de l'horloge de Çorum (1896). En 1901, le sultan Abdülhamid II (1876-1909) a encouragé la construction de tours d'horloge à travers l'empire pour la célébration du 25e anniversaire de son accession au trône,. La tour de l'horloge de Konak à Izmir en est un exemple construit cette année-là. Finalement, chaque ville ottomane importante fut équipée d'une tour de l'horloge.

Tours horloges ottomanes
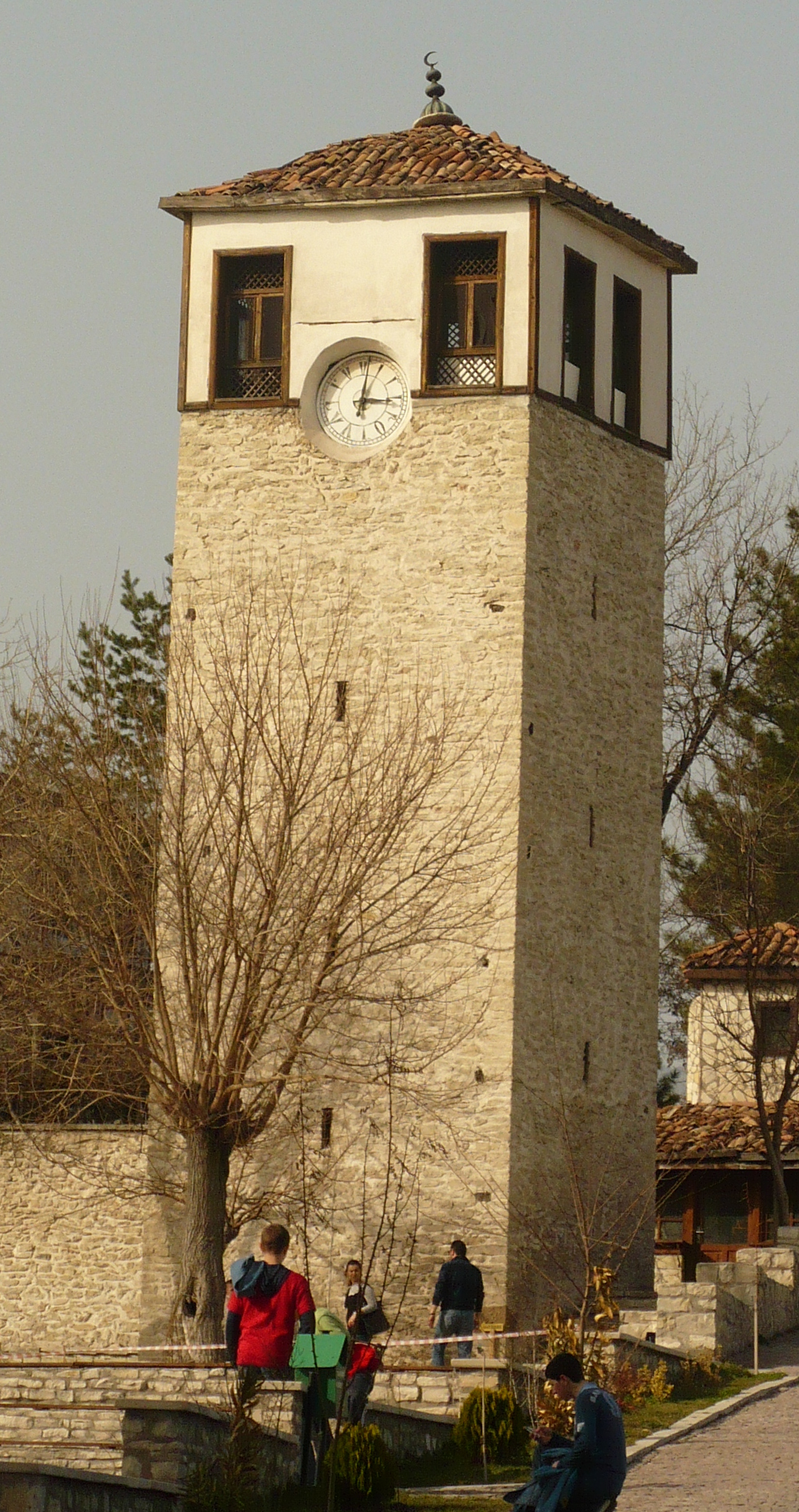
Tour de l'horloge de Safranbolu (1798)
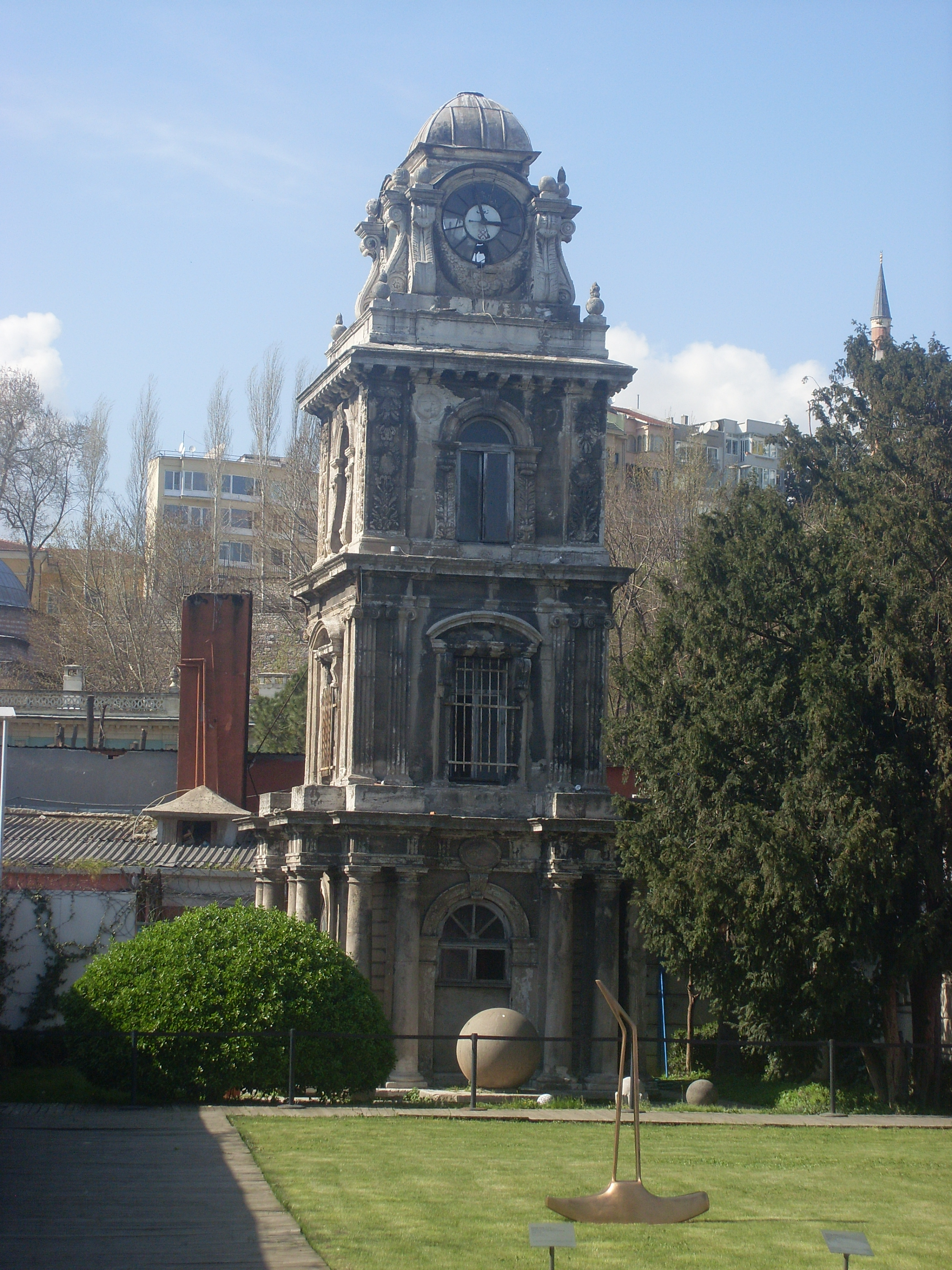
Tour de l'horloge de Tophane à Istanbul (vers 1848)
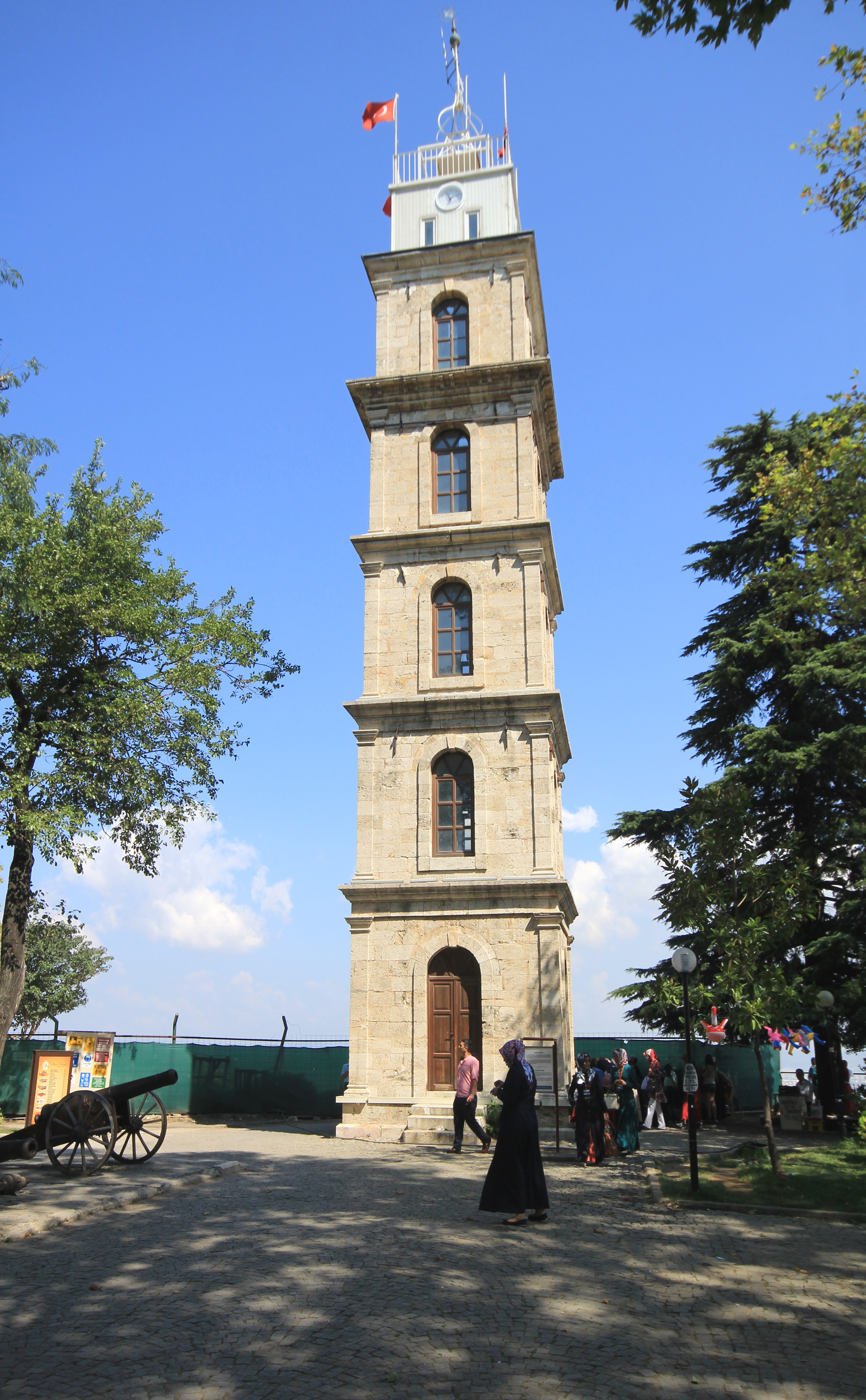
Tour de l'horloge de la citadelle de Bursa (construite pour la première fois par le sultan Abdülaziz mais reconstruite en 1905)
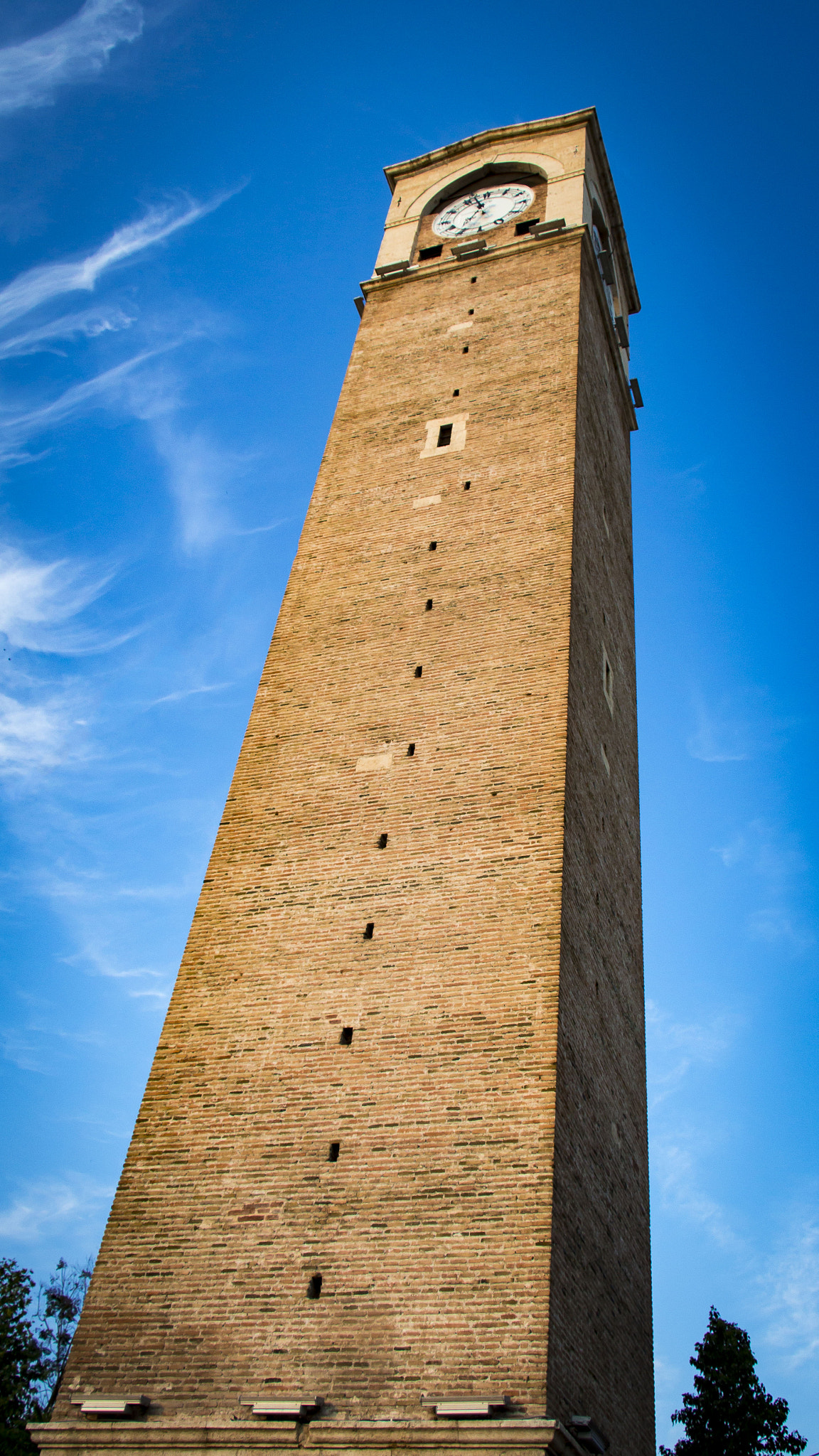
Tour de l'horloge d'Adana ou Büyük Saat (1882)
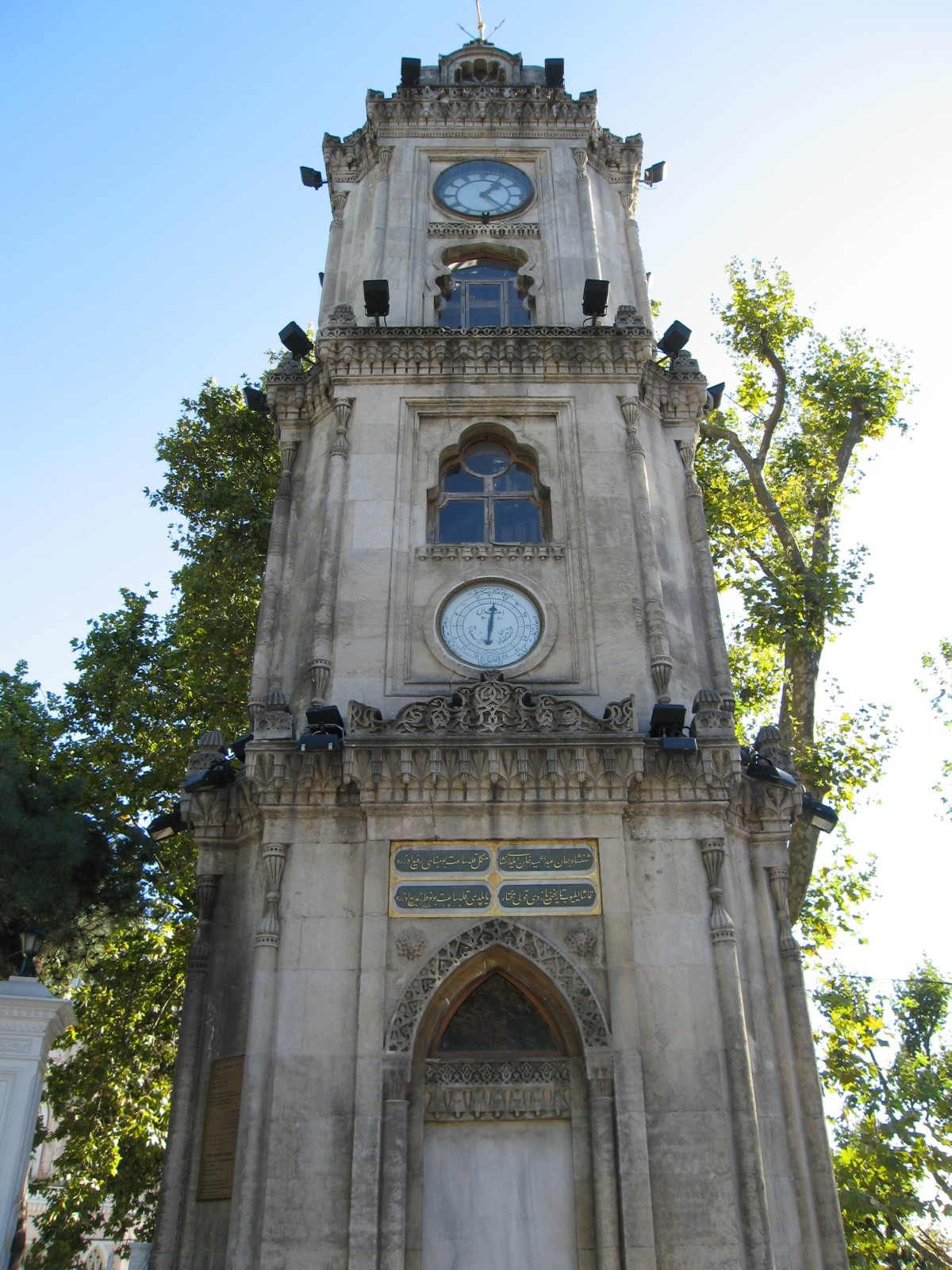
Tour de l'horloge de Yıldız à l'intérieur du palais de Yıldız (1890)
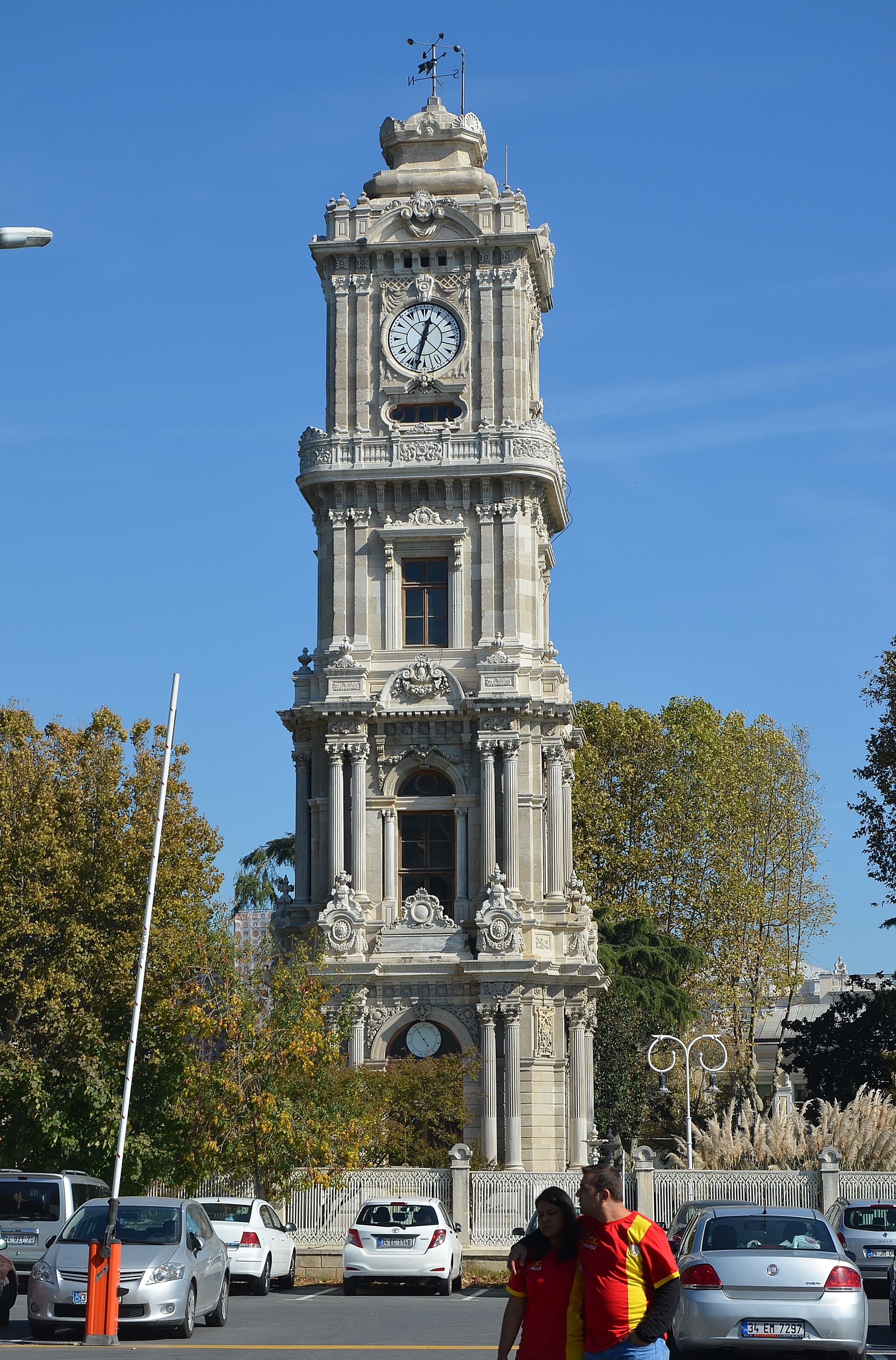
Tour de l'horloge de Dolmabahçe à Istanbul (1890–1894)
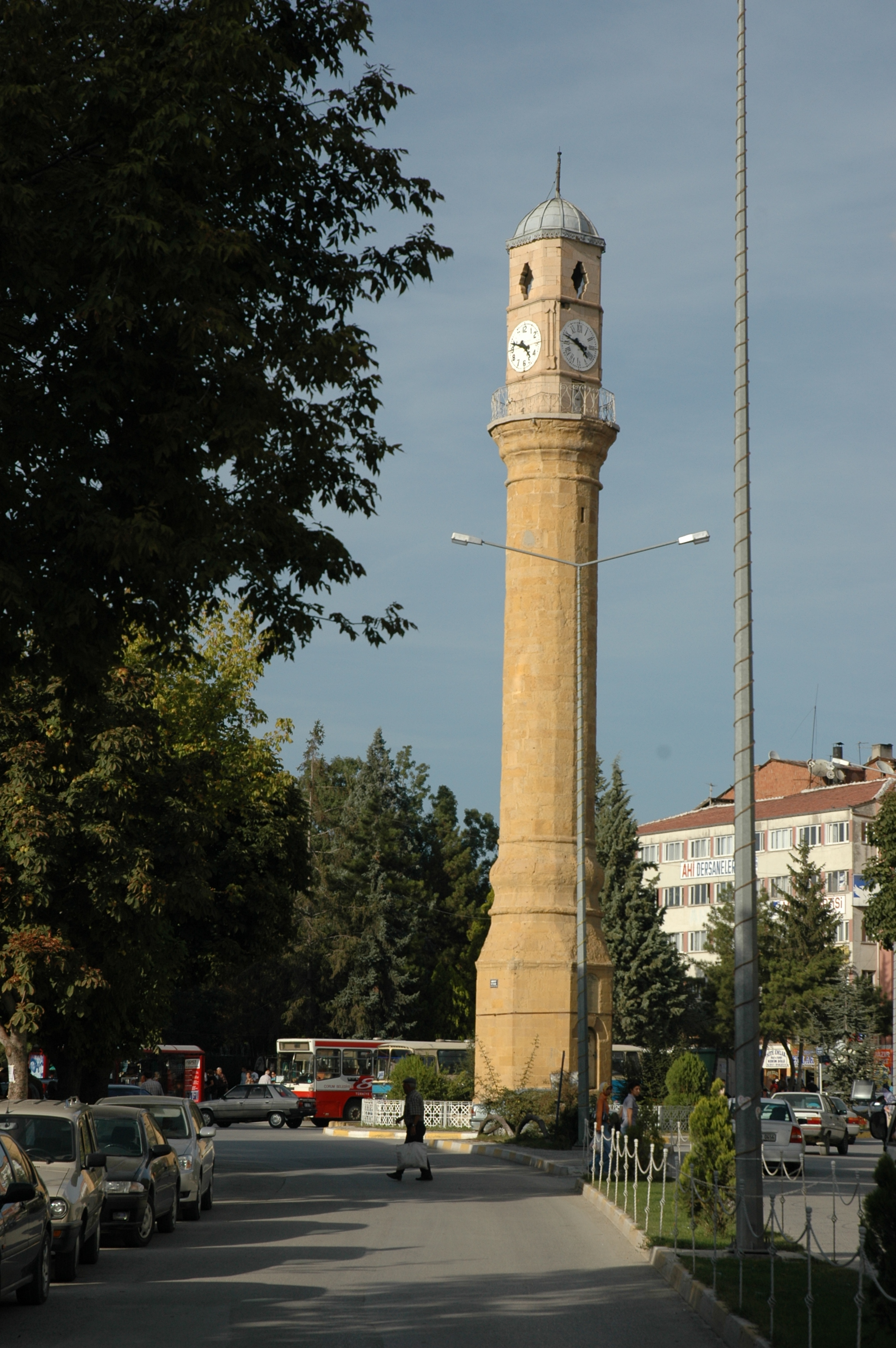
Tour de l'horloge de Çorum (1896)
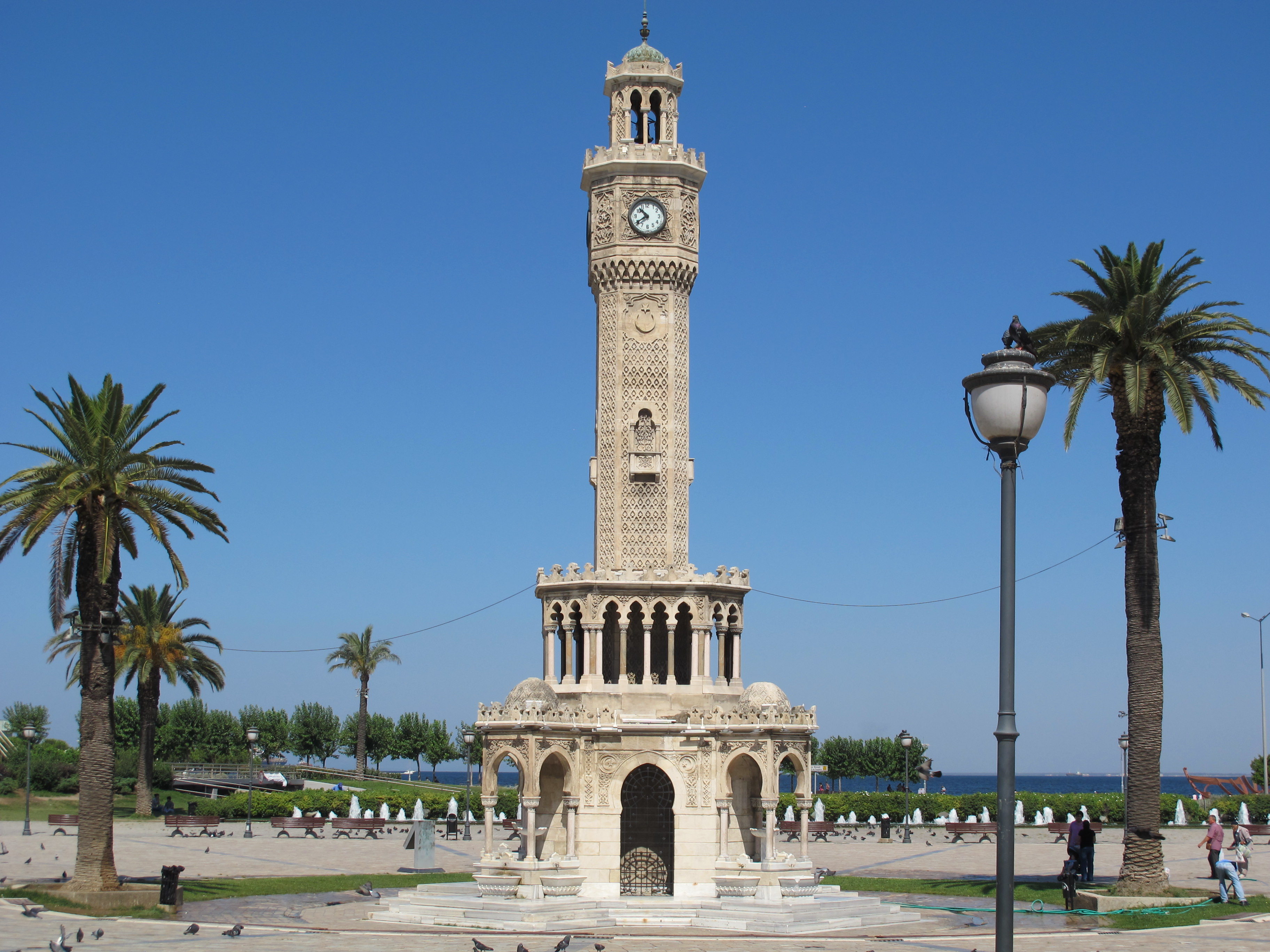
Tour de l'horloge de Konak à Izmir (1901)

Dans le quartier Beyoğlu d'Istanbul, des galeries marchandes à la parisienne sont apparues au XIXe siècle. Certaines arcades consistaient en une petite cour remplie de boutiques et entourées de bâtiments, comme par exemple le Hazzopulo Pasajı, commencé en 1850 et achevé en 1871,. D'autres étaient simplement construits comme un passage ou une ruelle (pasaj en turc) bordée de boutiques. Ils étaient généralement construits dans un style néoclassique avec une décoration de style baroque européen et étaient parfois recouverts d'un toit en verre. L'un des exemples les plus connus est le Çiçek Pasajı (« Passage des fleurs ») construit en 1876 dans le cadre d'un bâtiment appelé la Cité de Pera, qui contenait des boutiques au rez-de-chaussée et des appartements de luxe au-dessus. D'autres exemples bien connus incluent l'Avrupa Pasajı (1874), l'Atlas Pasajı (1877), le Halep Pasajı d'Alep (1880–1885) et le Suriye Pasajı (1908),,. D'autres types de bâtiments commerciaux apparus à la fin du XIXe siècle comprenaient des hôtels, tels que le Londra Hotel (1891) et le Pera Palace Hotel conçus par Alexandre Vallaury (1895), et des banques, comme le bâtiment de la Banque ottomane également conçu par Vallaury (1890). Ces nouveaux bâtiments étaient également concentrés dans le quartier de Beyoğlu et beaucoup ont été à nouveau conçus dans un style néoclassique, bien que l'éclectisme soit resté apparent dans les détails ou la décoration intérieure. 

Nouveaux centres commerciaux
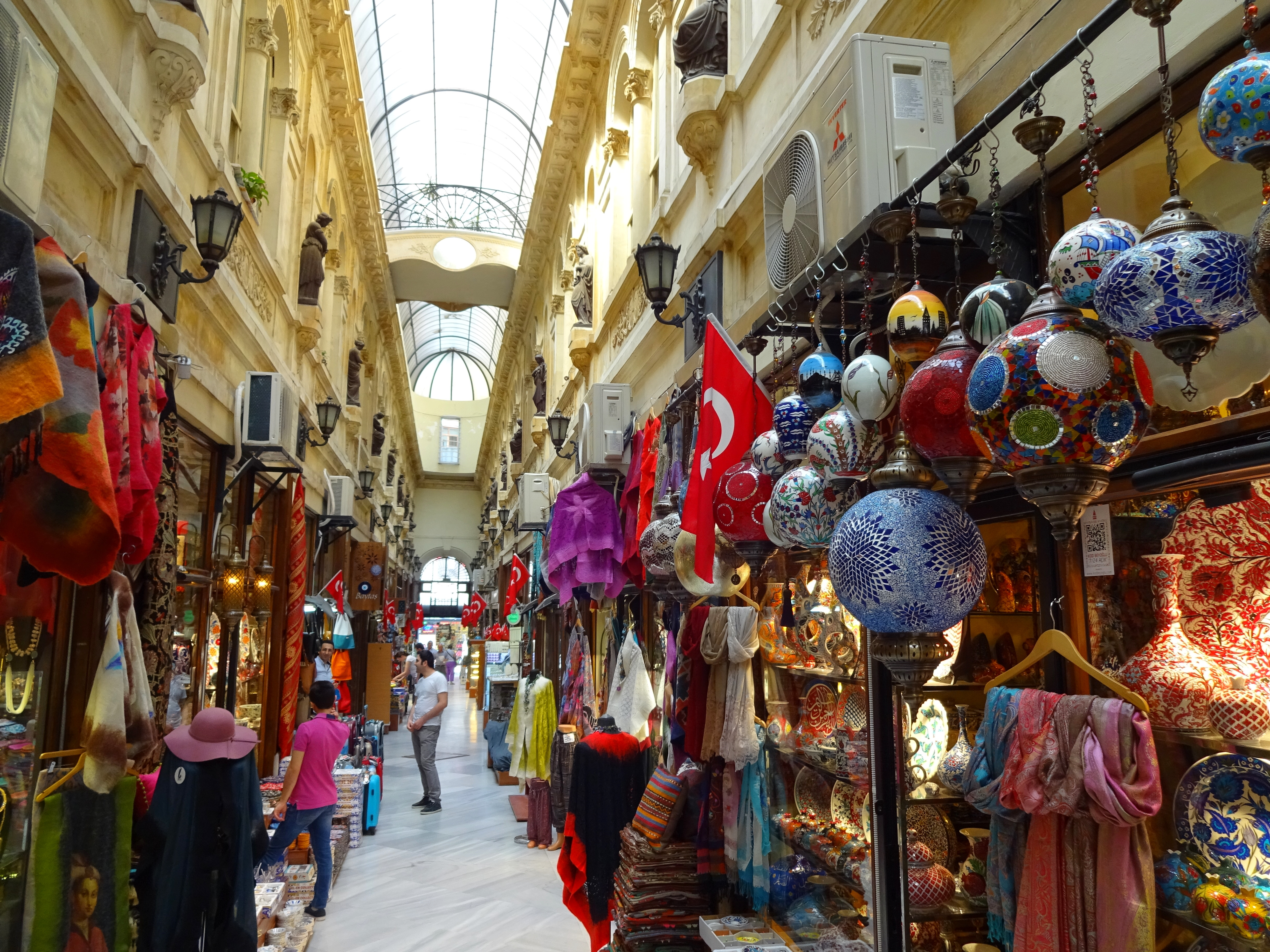
Galerie marchande d'Avrupa Pasajı (1874)
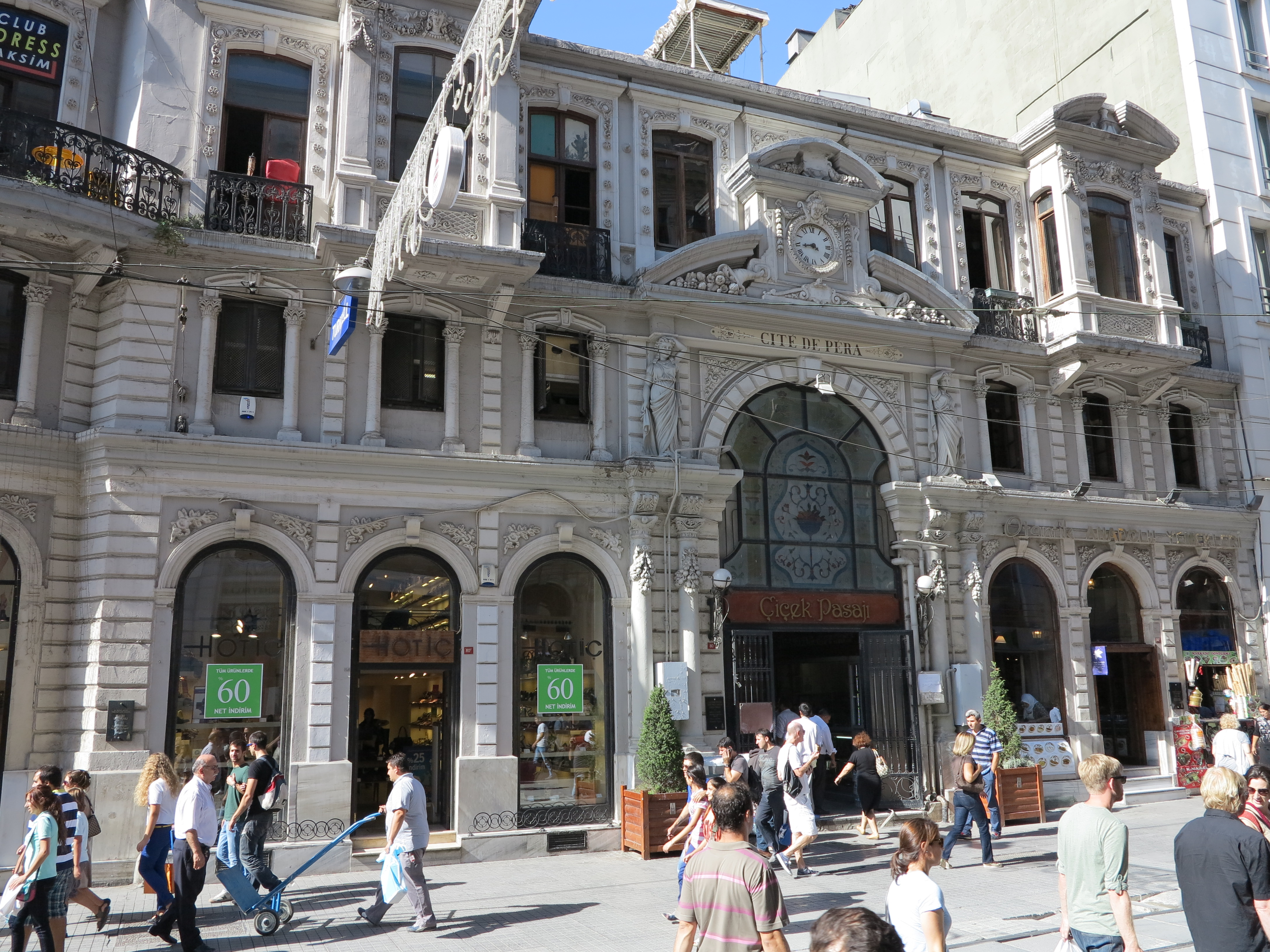
Bâtiment Cité de Pera et entrée du Çiçek Pasajı (1876)
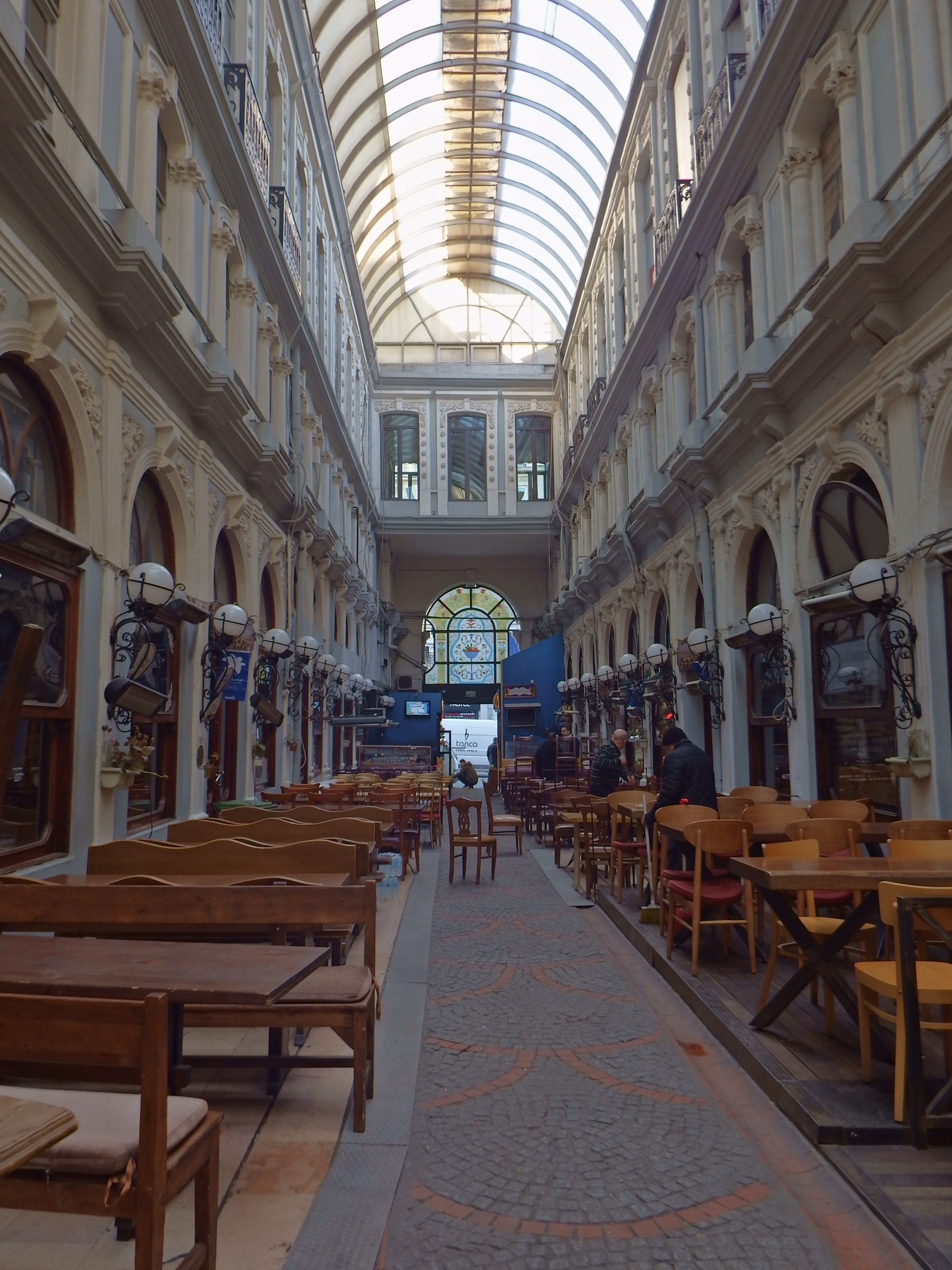
Intérieur de Çicek Pasajı
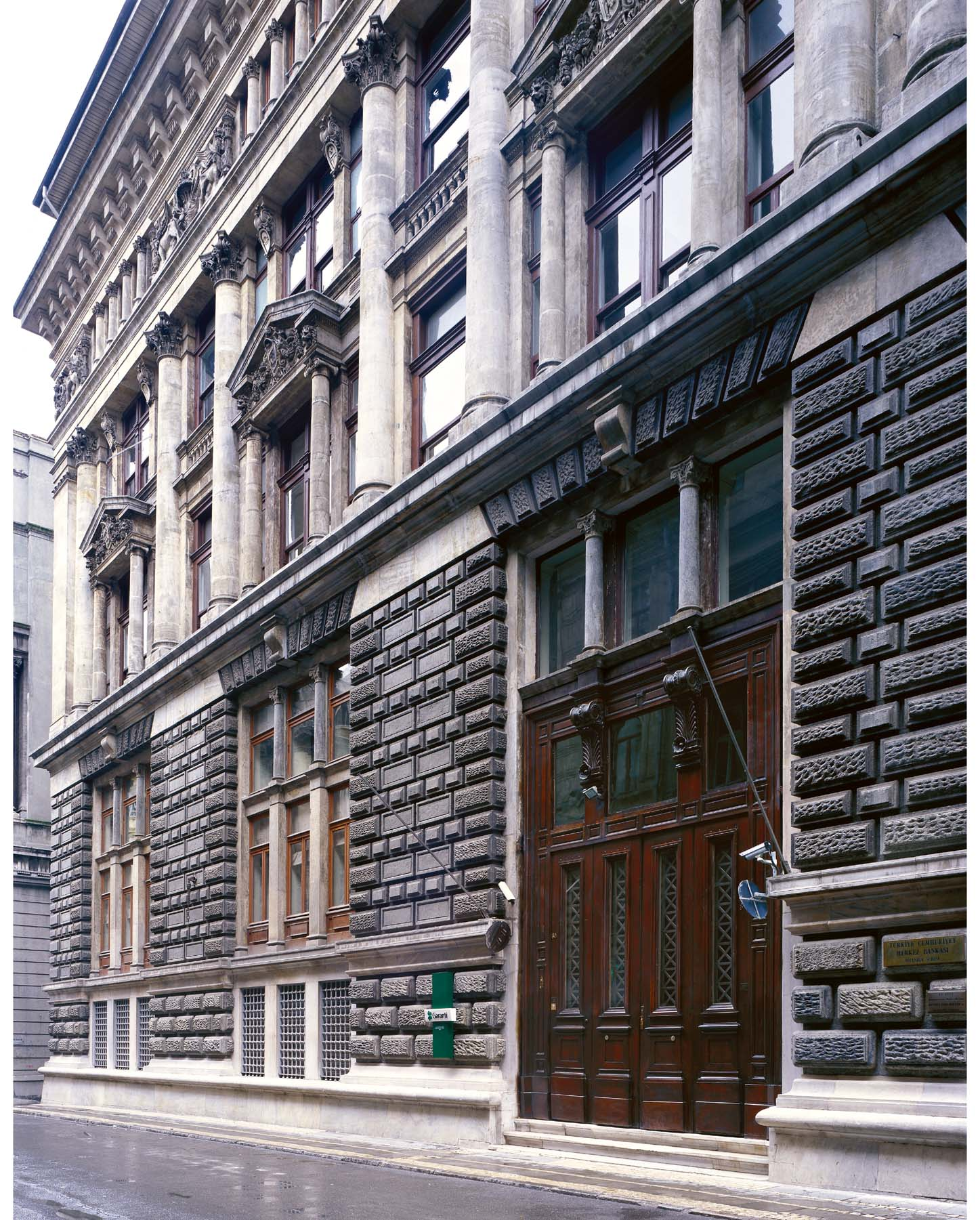
Bâtiment de la Banque ottomane à Galata, Istanbul (1890)
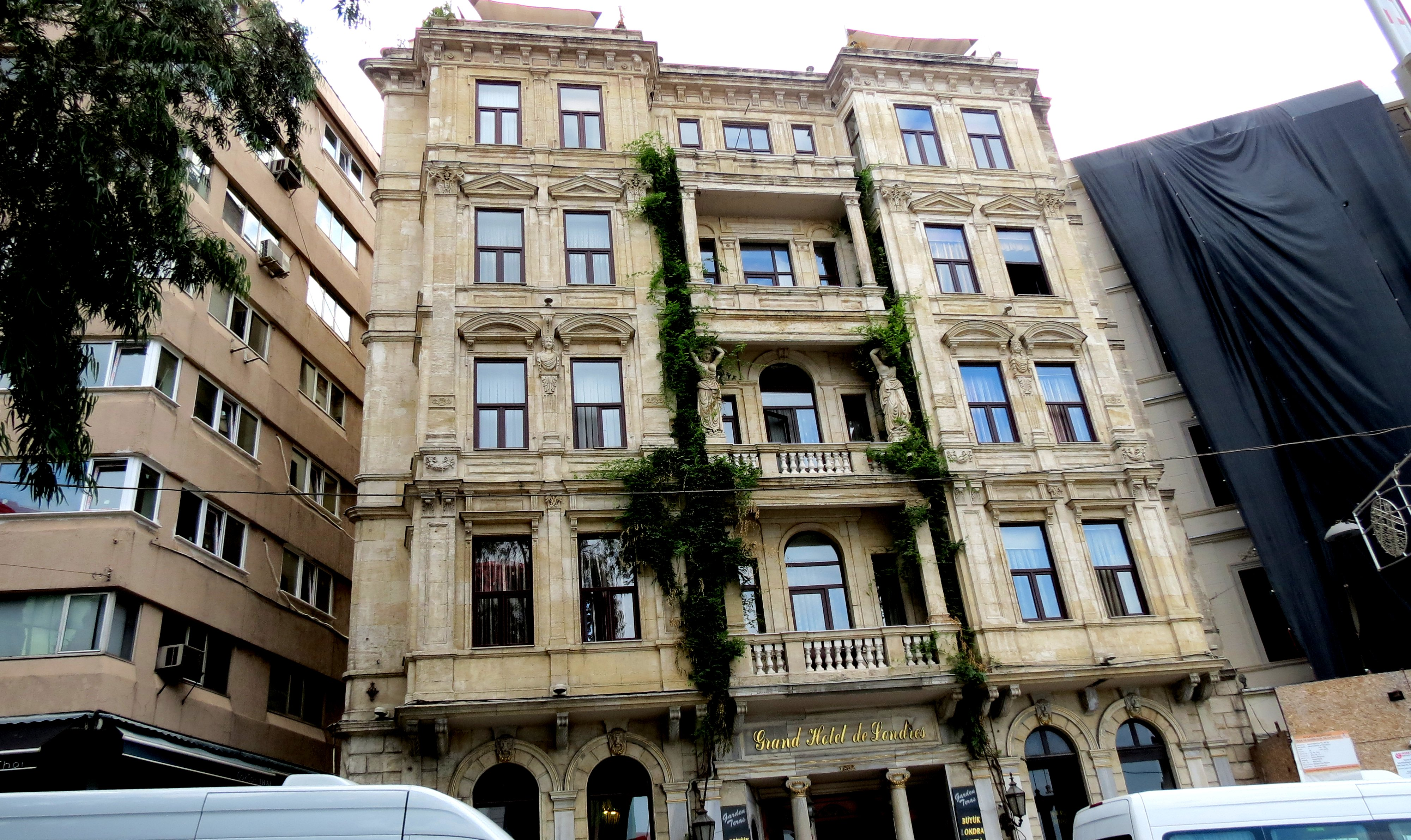
Hôtel Londra à Istanbul (1891)
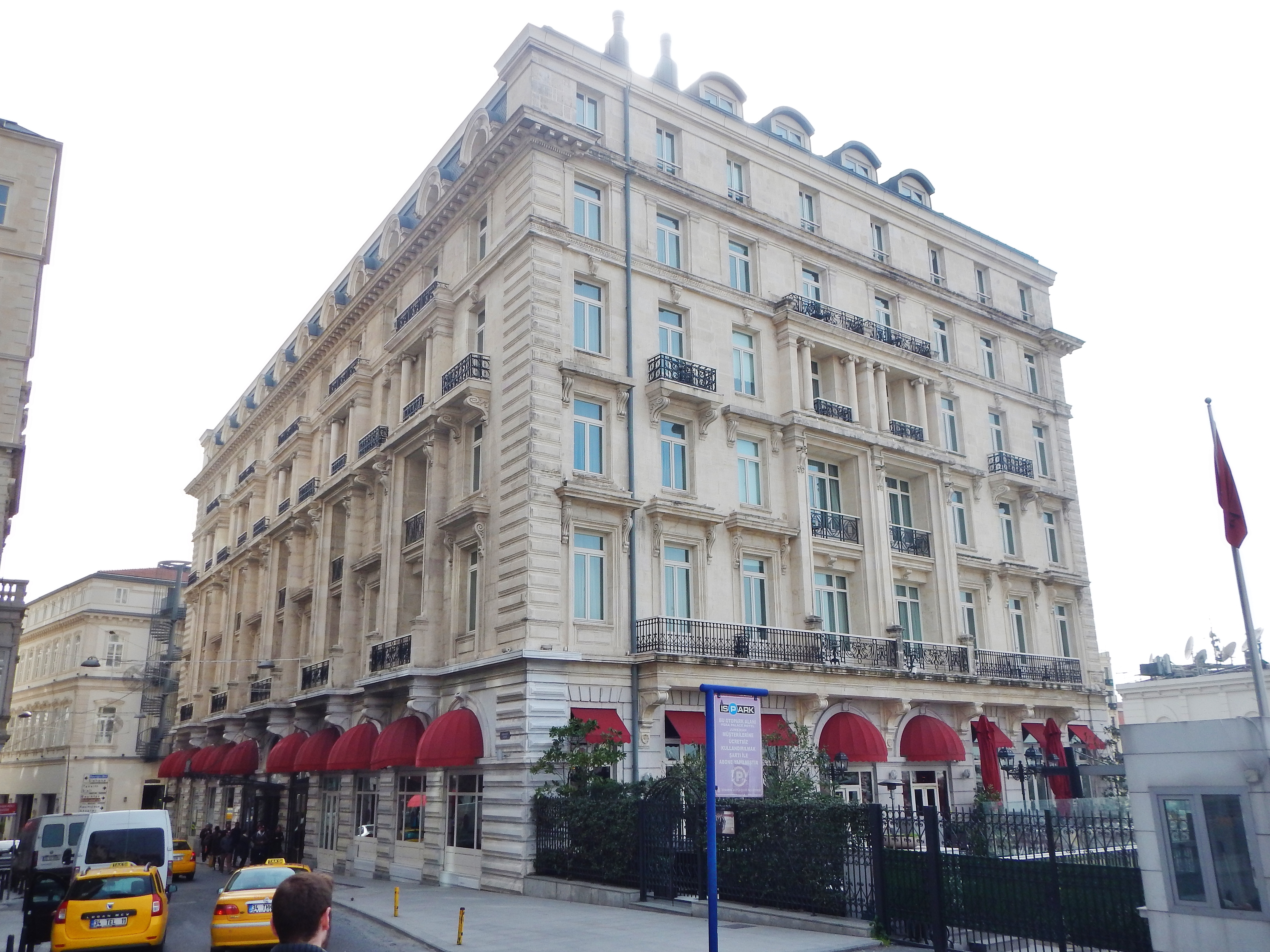
Hôtel Pera Palace à Istanbul (1895)
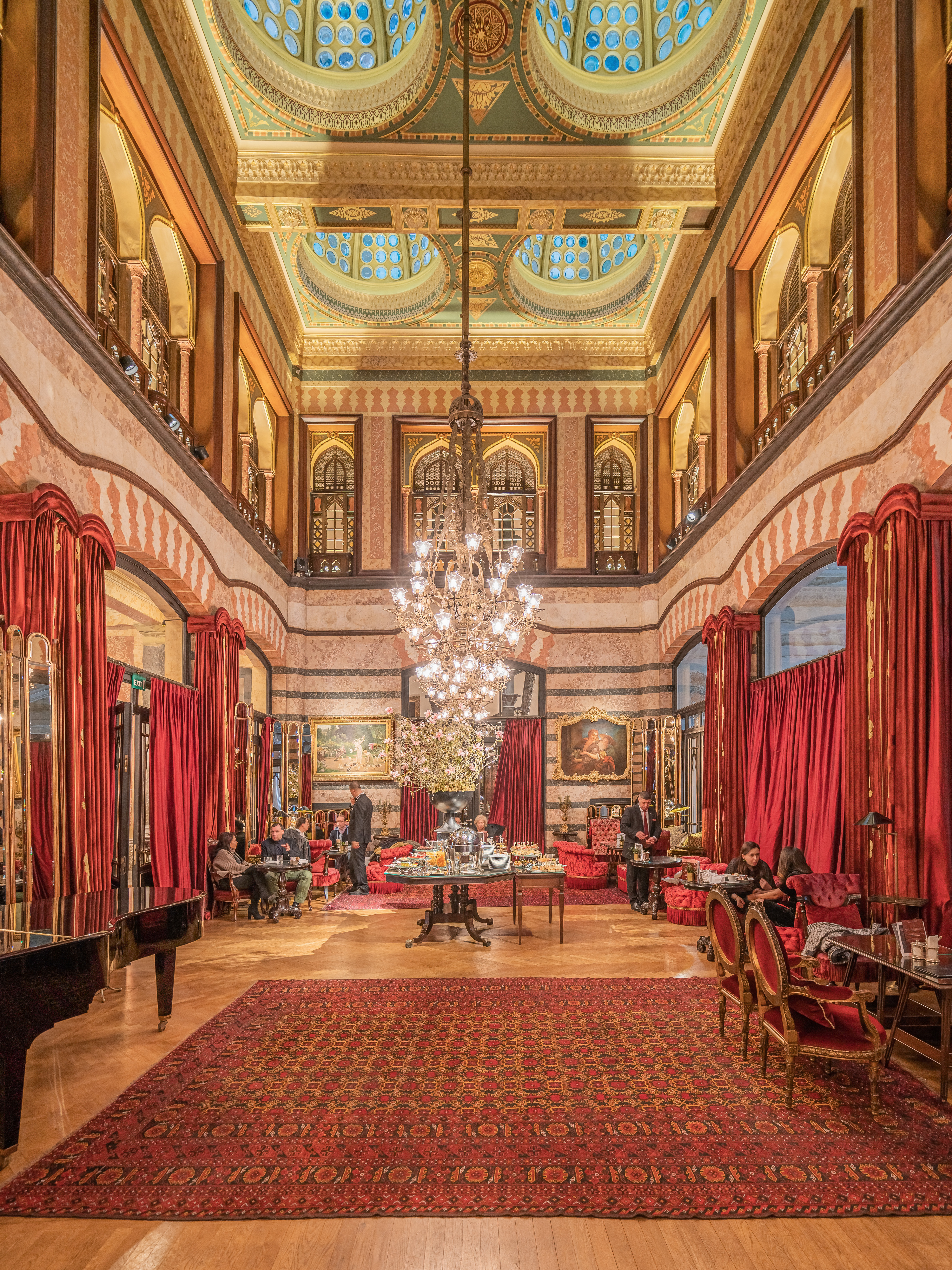
Intérieur de l'hôtel Pera Palace
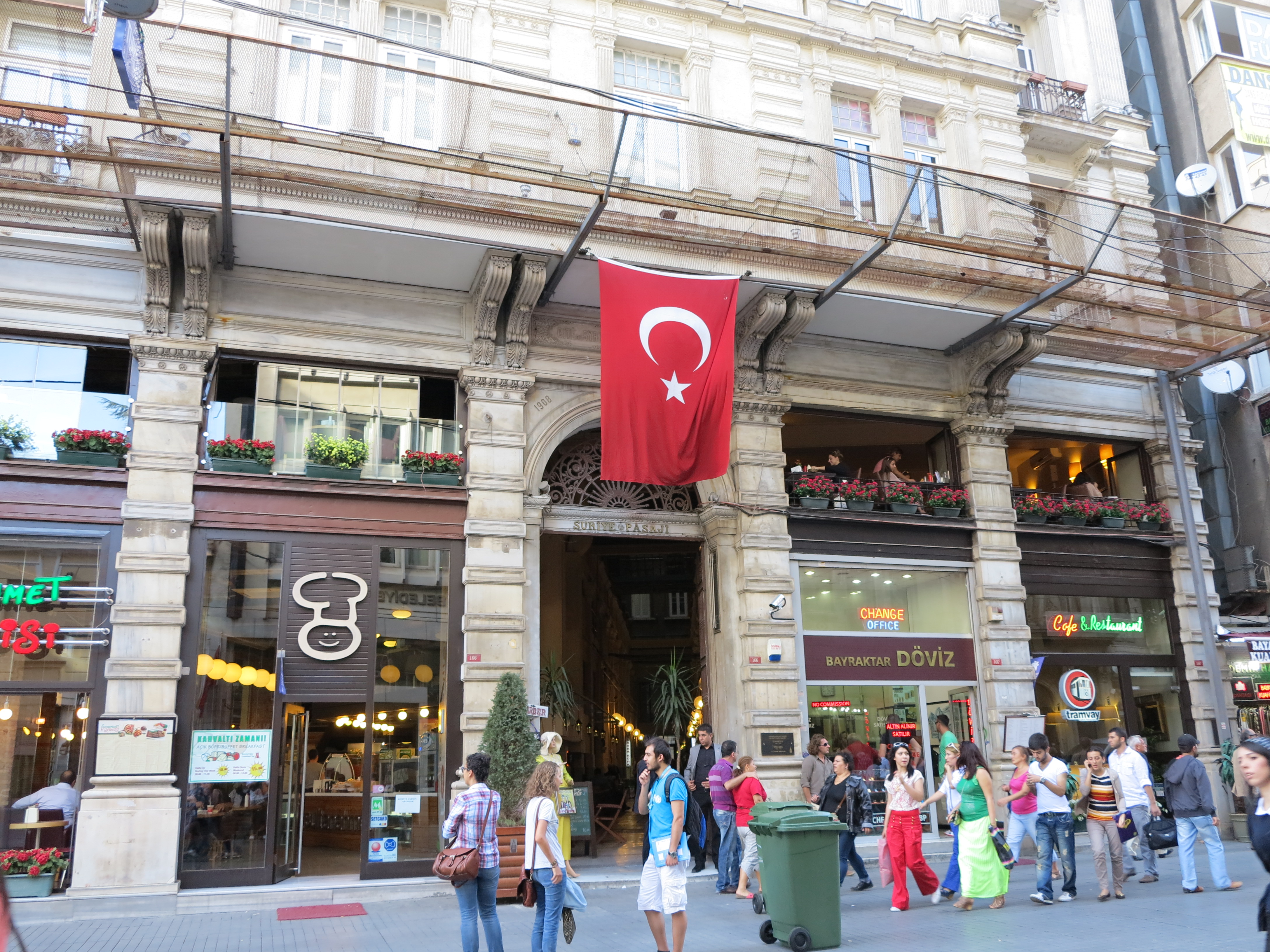
Entrée du Suriye Pasajı (1908)

La construction de gares était une caractéristique de la modernisation ottomane reflétant les nouveaux changements d'infrastructure au sein de l'empire. L'exemple le plus célèbre est la gare de Sirkeci, construite en 1888-1890 comme terminus de l'Orient Express. Il a été conçu dans un style orientaliste par l'architecte allemand August Jasmund. L'autre grande gare ferroviaire de l'époque était la gare de Haydarpaşa, construite pour la première fois en 1872 lorsque le chemin de fer vers Bagdad fut achevé. Le bâtiment d'origine était un mélange de styles néoclassique, baroque et orientaliste. Il a été reconstruit dans sa forme actuelle en 1906-1908 par les architectes allemands Otto Ritter et Helmet Cuno dans un style néo-Renaissance allemand. Les gares de Sirkeci et de Haydarpaşa ont été conçues avec une disposition en forme de U avec des plates-formes au centre. 

Stations ferroviaires
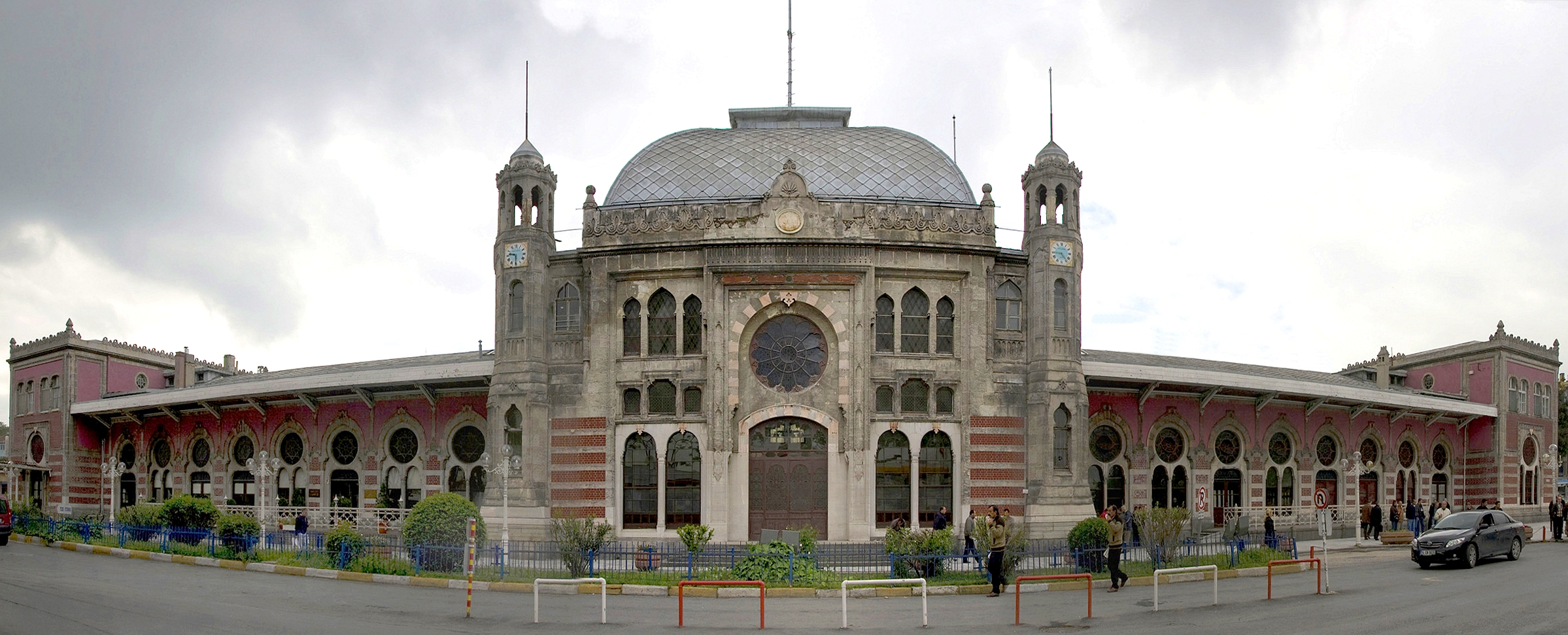
Extérieur de la gare de Sirkeci à Istanbul (1888–1890), conçu dans un style orientaliste
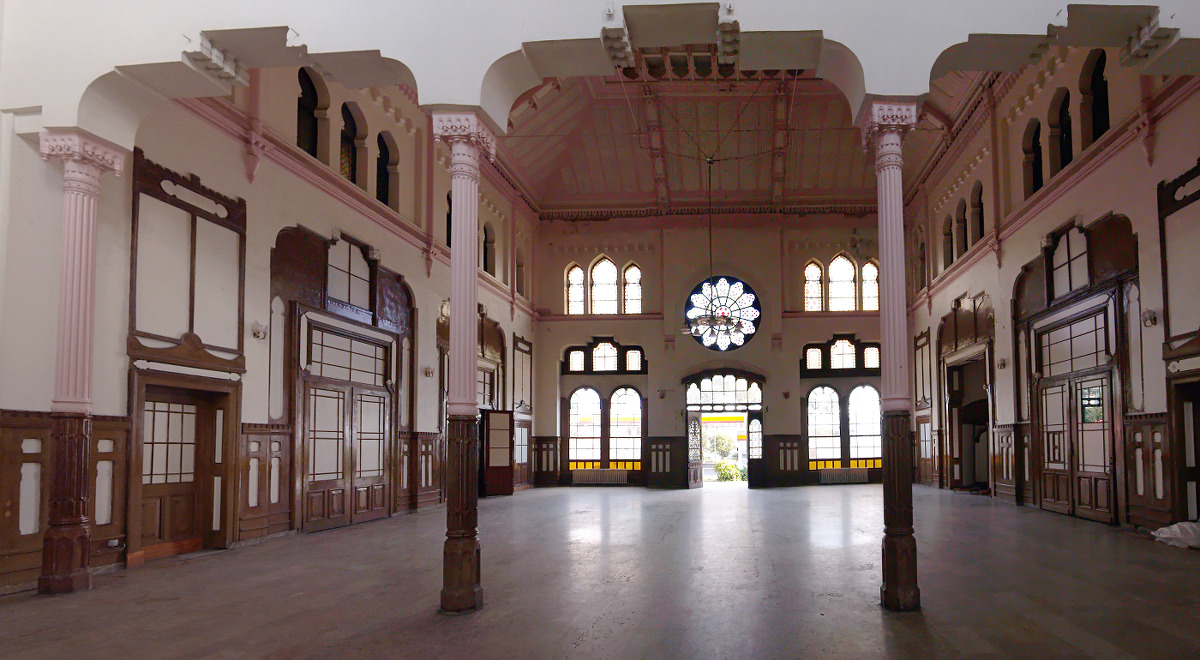
Hall intérieur de la gare de Sirkeci
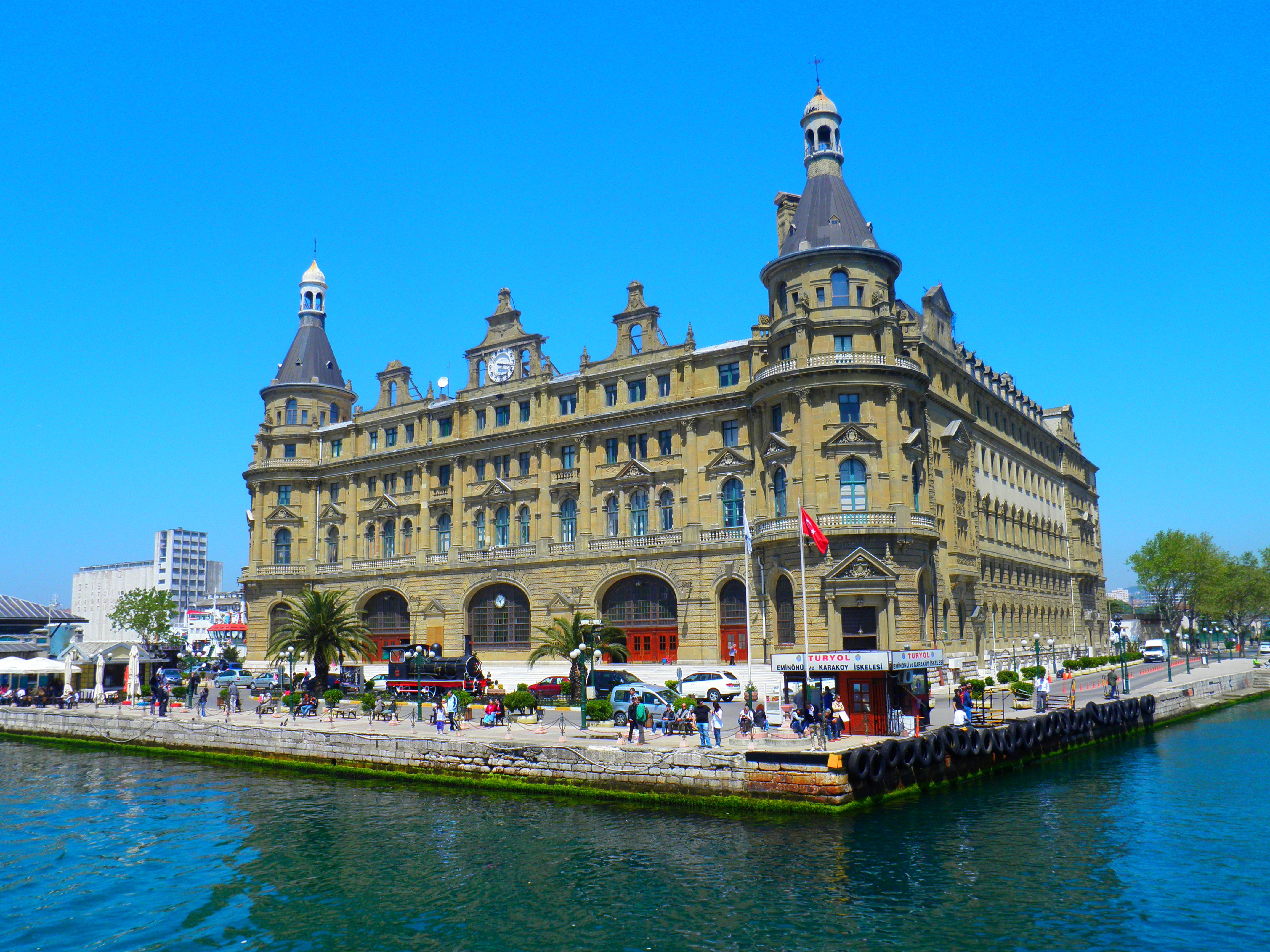
Gare de Haydarpaşa à Istanbul (reconstruite de 1906 à 1908)
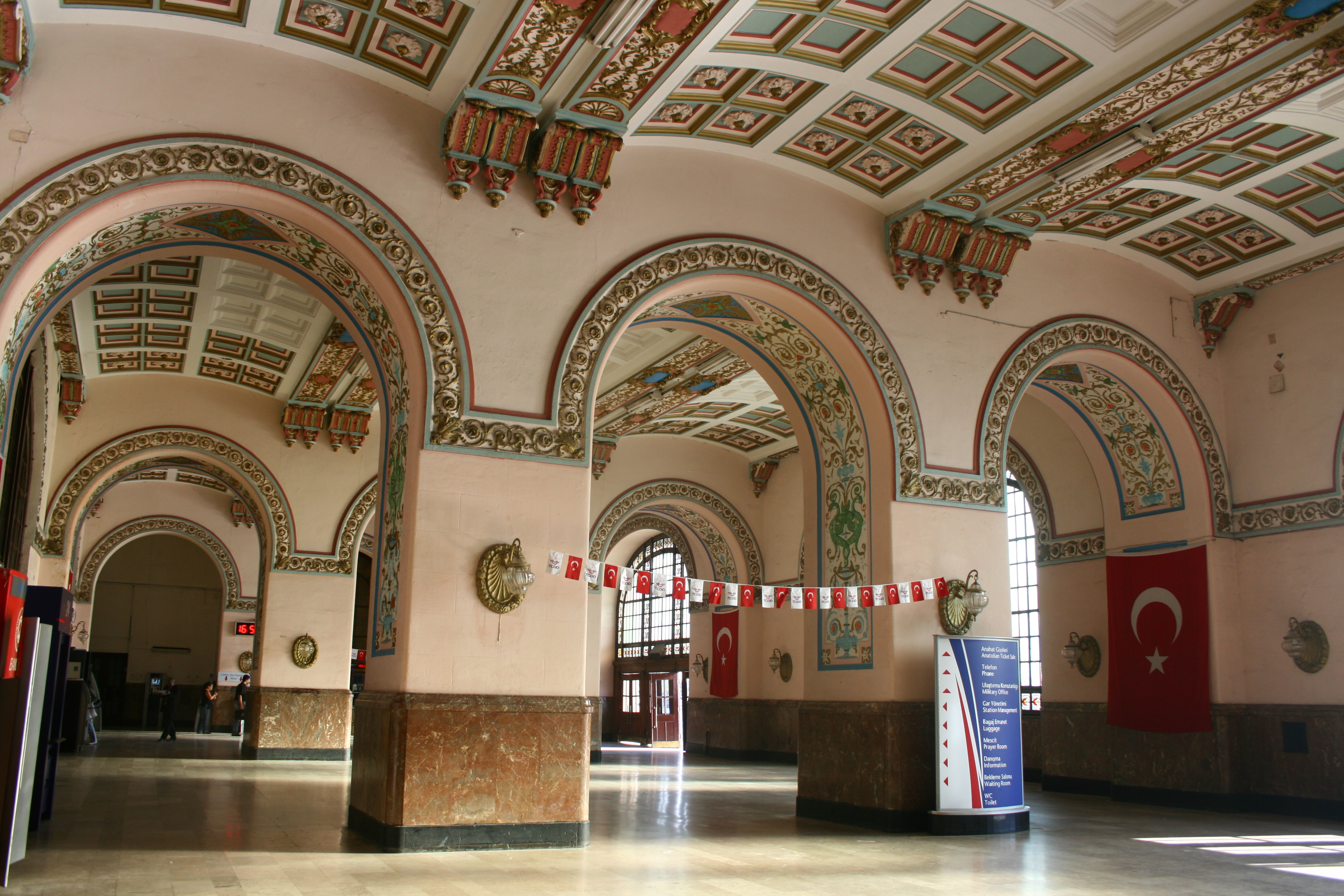
Hall intérieur de la gare de Haydarpaşa

### Tendances ultérieures: orientalisme et art nouveau
Une interprétation locale de la mode orientaliste est régulièrement apparue à la fin du XIXe siècle, initialement utilisée par des architectes européens tels que Vallaury. Cette tendance combinait des motifs "néo-ottomans" avec d'autres motifs de l'architecture islamique plus large. La gare de Sirkeci (1888–1890), par exemple, a été construite dans un style oriental, mais son apparence utilise davantage des styles d'architecture islamique non ottomans comme l'architecture mamelouke plutôt que des caractéristiques ottomanes. La tour de l'horloge emblématique d'Izmir (1901) a également été construite dans un style très orientalisant. Alexandre Vallaury, en collaboration avec Raimondo D'Aronco, a conçu l'École impériale de médecine de style néo-ottoman à Üsküdar, construite entre 1893 et 1903. Un autre bâtiment aux motifs néo-ottomans de Vallaury est le Bureau de Dettes publiques (maintenant servant d'Istanbul Erkek Lisesi), érigé à Istanbul en 1897. Les tendances orientalistes et revivalistes ottomanes de cette période, dont Vallaury était une figure majeure, ont finalement conduit au premier mouvement d'architecture nationale qui, aux côtés de l'Art nouveau, a dominé l'architecture des dernières années de l'Empire ottoman.

L'éclectisme et les importations européennes du XIXe siècle ont finalement conduit à l'introduction de l'Art nouveau, en particulier après l'arrivée de Raimondo D'Aronco à la fin du XIXe siècle. D'Aronco est venu à l'invitation du sultan Abdülhamid II et a servi comme architecte en chef de la cour entre 1896 et 1909. Istanbul est devenue un nouveau centre d'Art nouveau et une saveur locale du style s'est développée. Le nouveau style était le plus répandu dans les nouveaux immeubles d'appartements construits à Istanbul à l'époque. Les Escaliers Camondo à Galata, donnés à la ville par une famille juive locale en 1860, sont un des premiers exemples de l'Art Nouveau. L'immeuble Botter Apartment (1900–1901) sur la rue Istiklal et le tombeau de Sheikh Zafir à Yıldız (1905–1906) sont parmi les exemples les plus remarquables conçus par D'Aronco, en plus de certains de ses constructions au sein du palais Yıldız. La décoration Art nouveau était appliquée à une grande variété de matériaux, notamment la pierre, le bois, le stuc et le fer. Reflétant l'éclectisme continu du XIXe siècle, ils ont également été mélangés à d'autres styles tels que le néo-baroque, le néo-ottoman et l'Empire, de sorte que les bâtiments Art nouveau ne se distinguaient pas toujours des autres genres. Par exemple, la fontaine Hamidiye (1896–1901), érigée à l'origine à Tophane mais déplacée plus tard au parc Maçka, est une œuvre plus éclectique conçue par D'Aronco. 

Art Nouveau à Istanbul
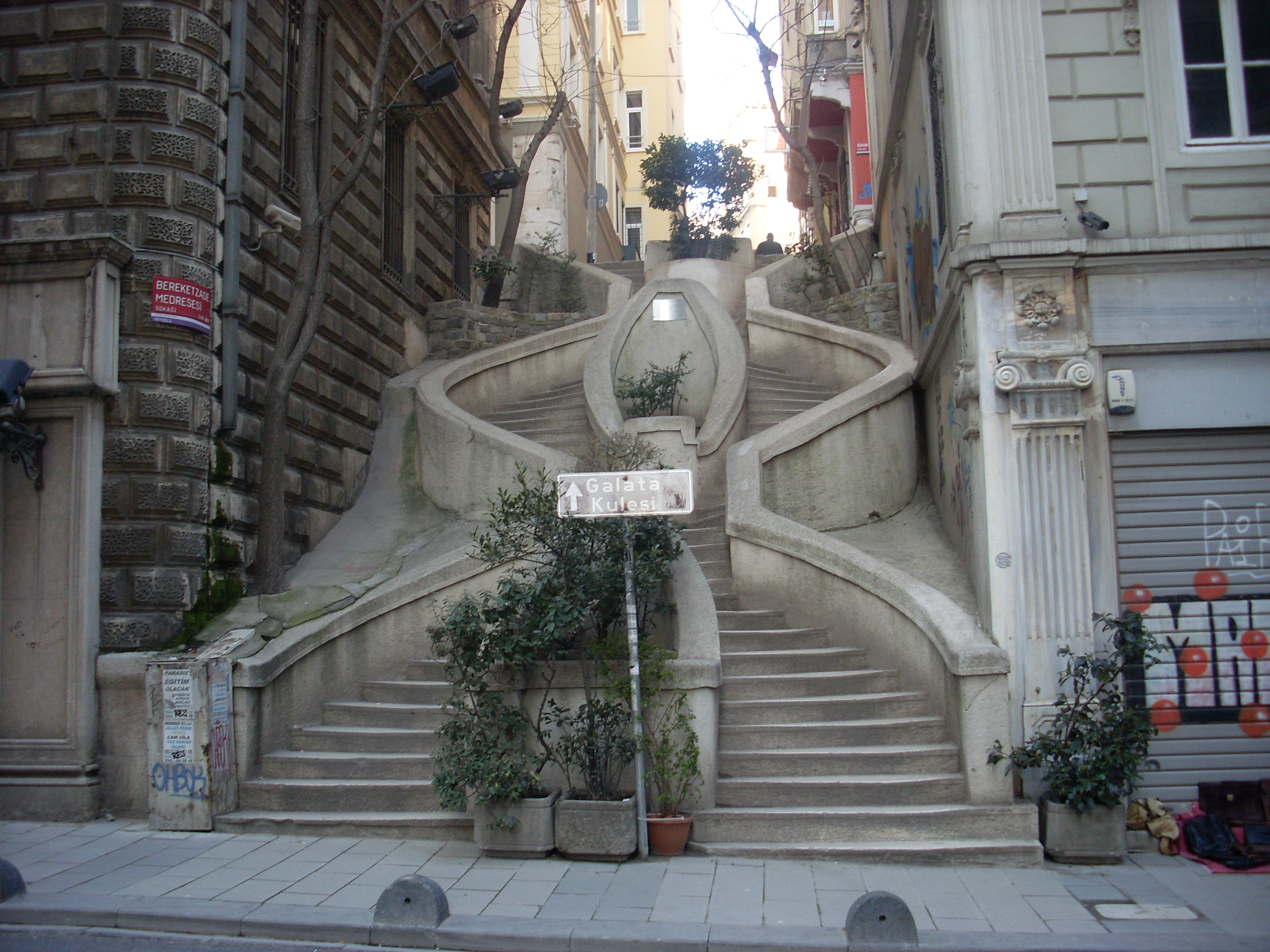
Escalier Camondo à Galata (vers 1860)
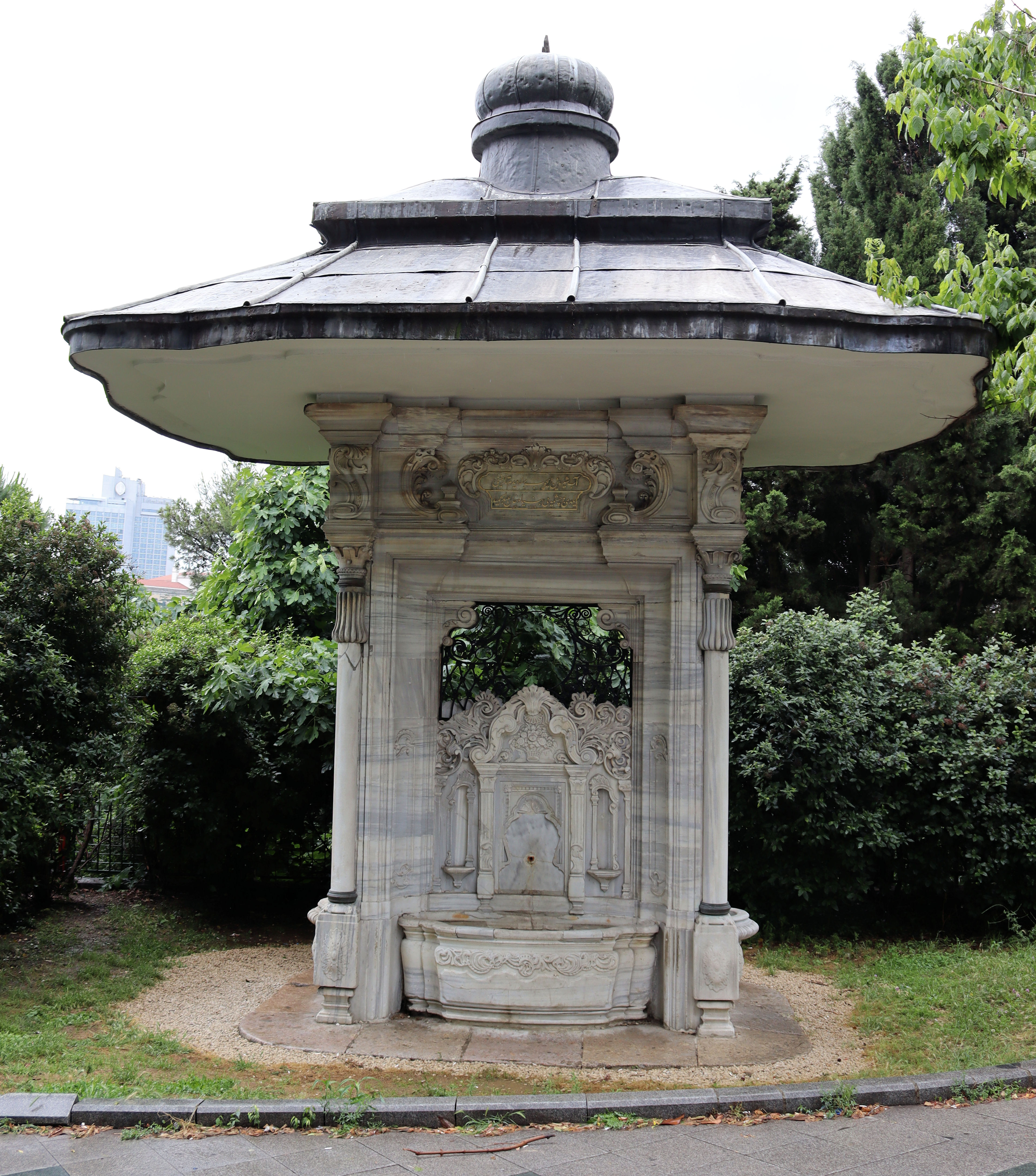
Fontaine d'Abdülhamid II (1896-1901), située aujourd'hui dans le parc Maçka
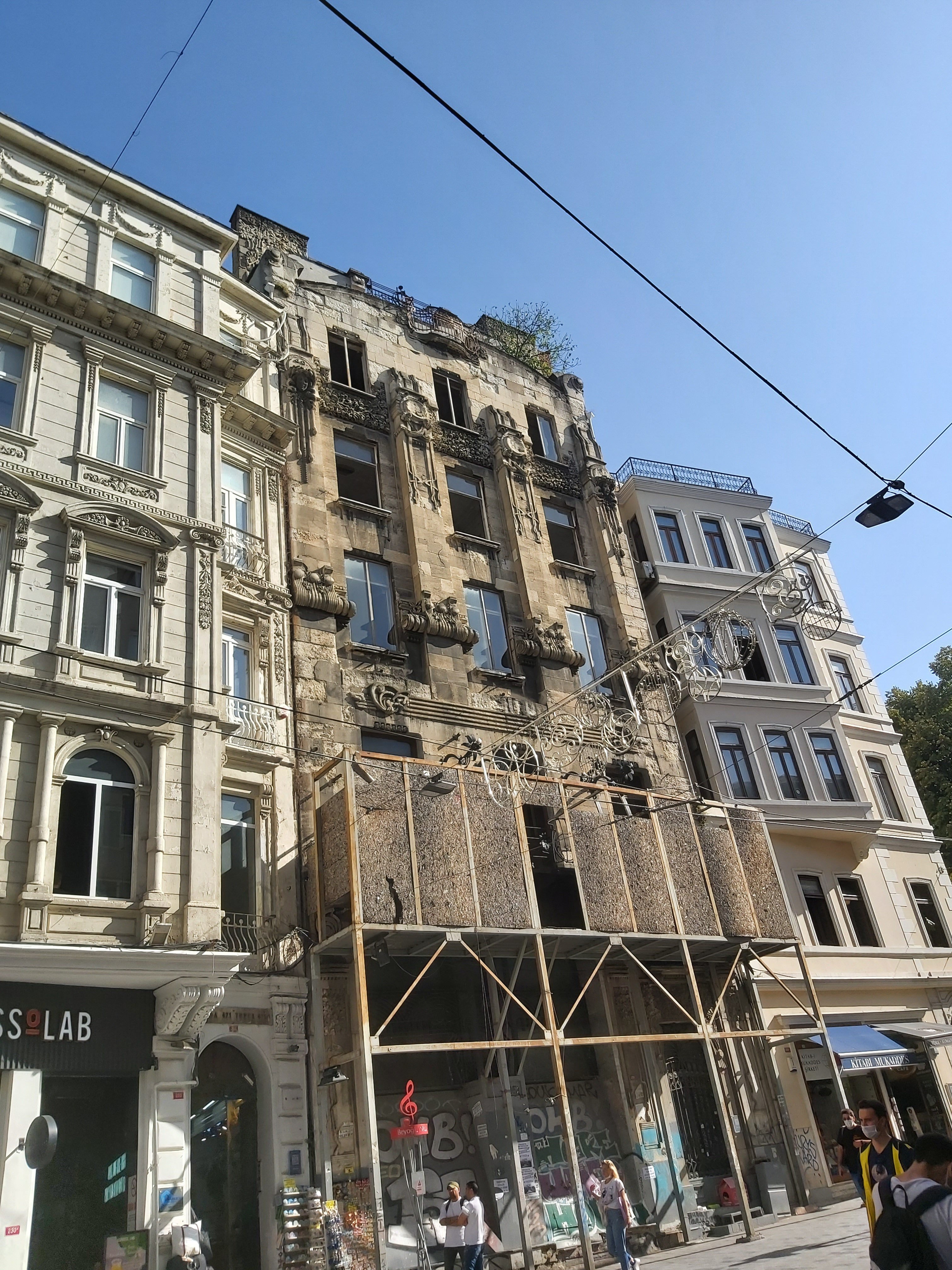
Appartement Botter sur la rue Istiklal, par Raimond D'Aronco (1900-1901)
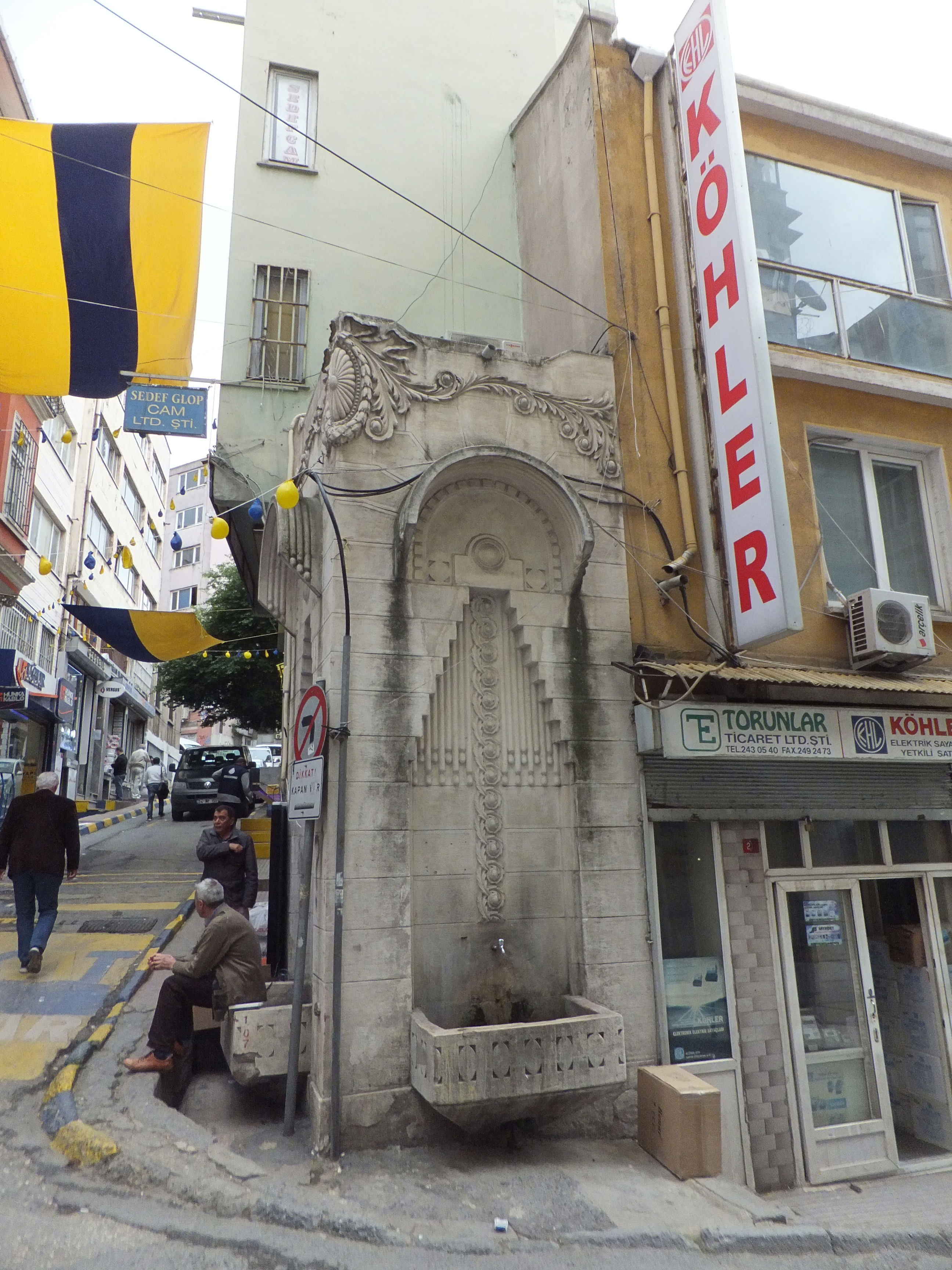
Fontaine Laleli à Galata (1905, architecte incertain)
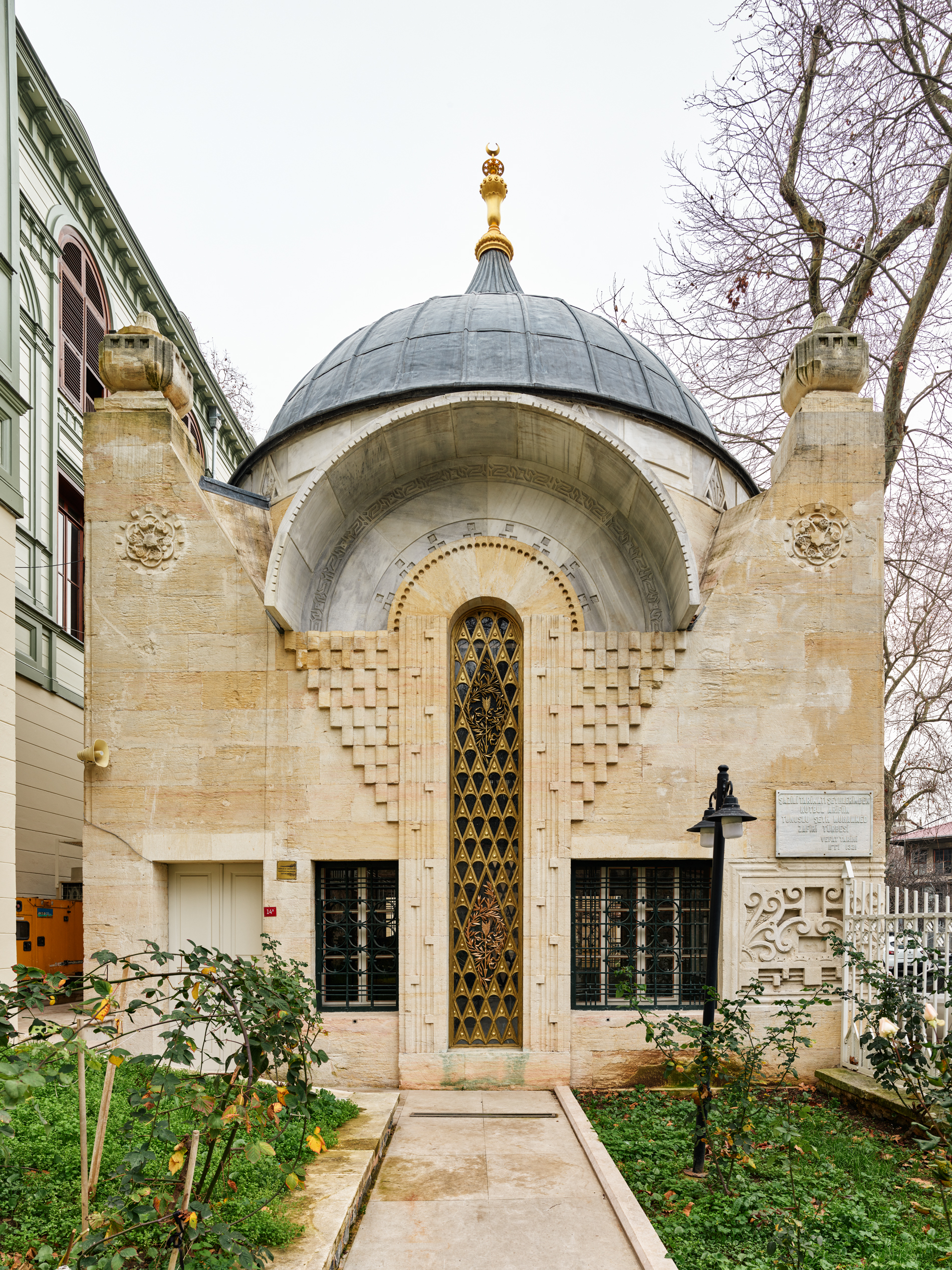
Tombeau de Cheikh Zafir, par Raimond D'Aronco (1905-1906)
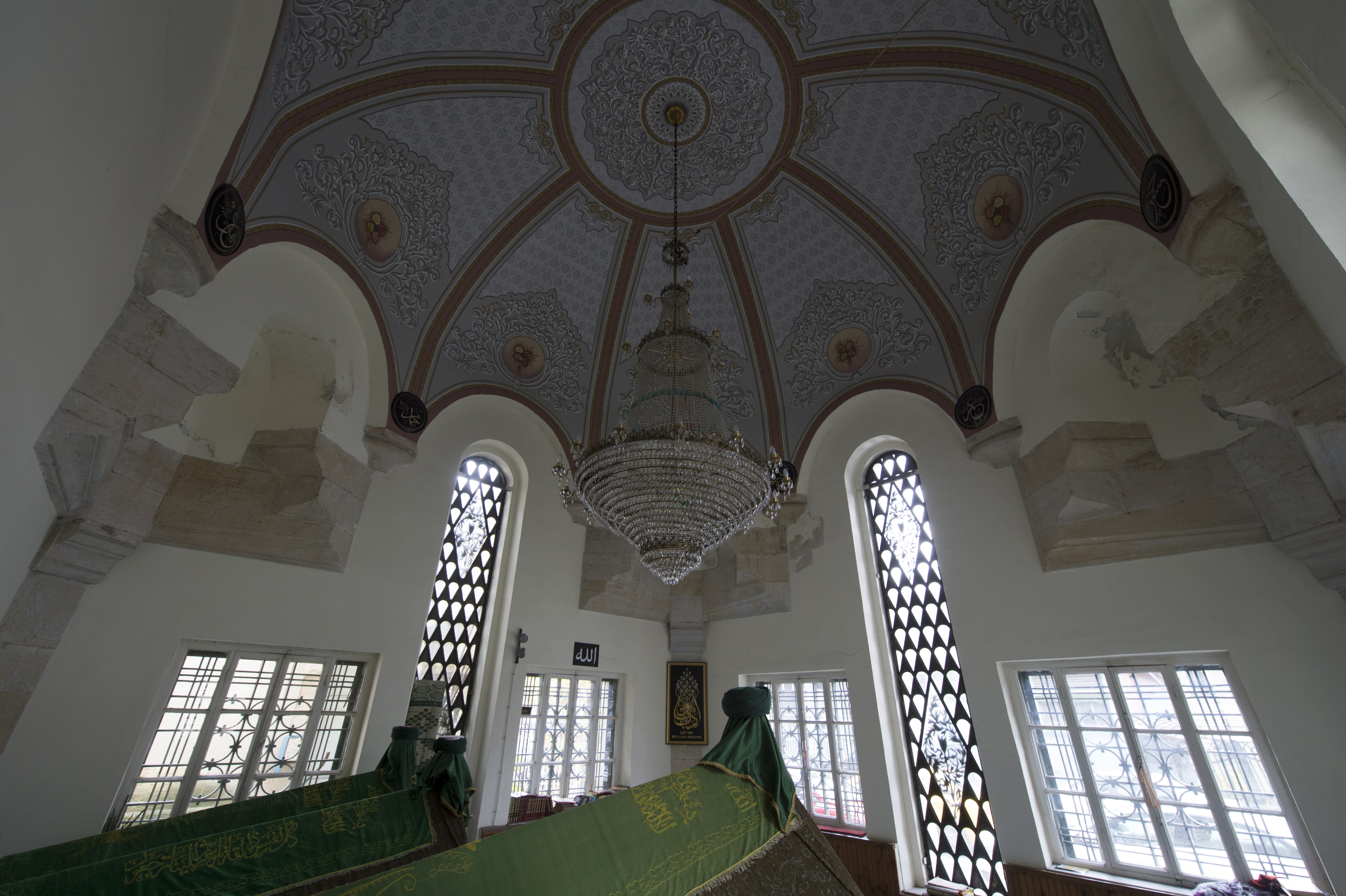
Intérieur du tombeau de Cheikh Zafir

## Renaissance architecturale nationale (début duXXesiècle)

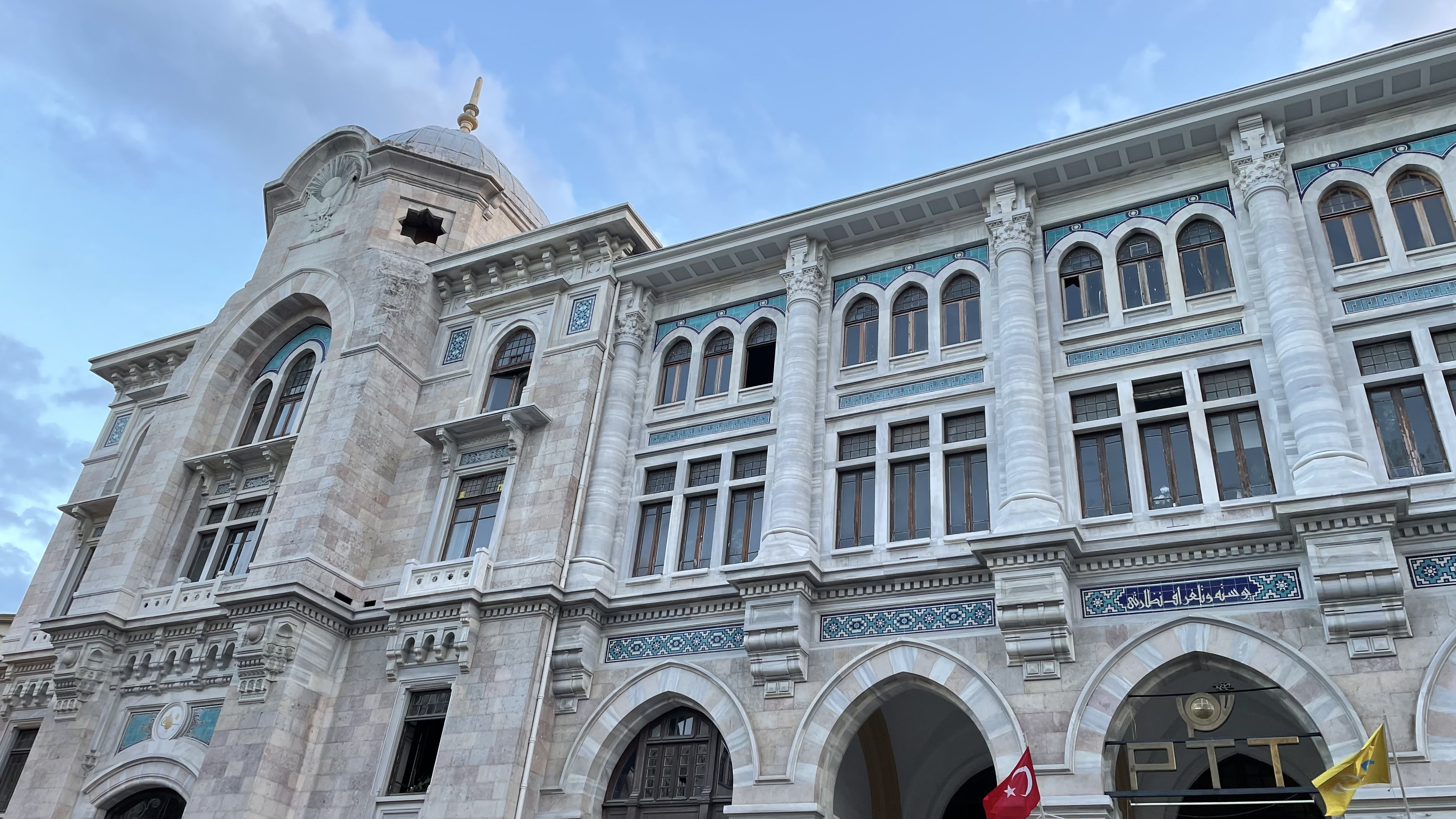
Grand bureau de poste de Sirkeci, Istanbul : l'un des premiers bâtiments néo-ottomans (1909)

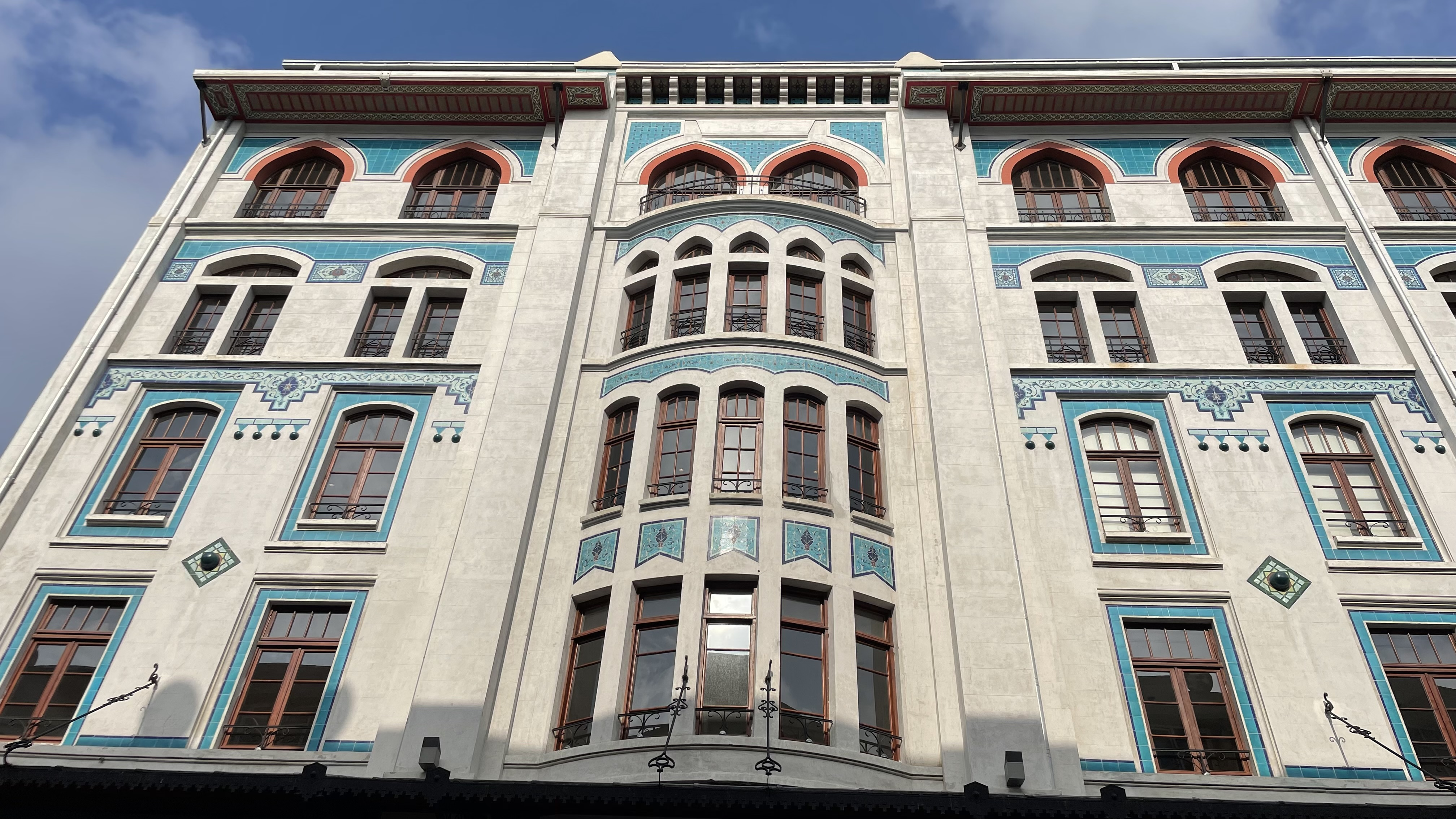
Liman Han à Sirkeci conçu par Vedat Tek

La dernière période de l'architecture dans l'Empire ottoman, développée après 1900 et notamment mise en œuvre après la prise du pouvoir par les Jeunes Turcs en 1908-1909, est ce qu'on appelait alors la "Renaissance architecturale nationale" et qui donna naissance au style reconnu depuis comme étant le premier mouvement architectural national de l'architecture turque. L'approche de cette période était un style néo-ottoman, une réaction aux influences des 200 années précédentes qui étaient considérées comme «étrangères », telles que l'architecture baroque et néoclassique, et visait à promouvoir le patriotisme et l'identité ottomans. Il s'agissait d'un style d'architecture entièrement nouveau, lié à l'architecture ottomane antérieure de la même manière que d'autres architectures revivalistes à peu près contemporaines liées à leurs inspirations stylistiques. De nouvelles institutions gérées par le gouvernement qui formaient des architectes et des ingénieurs, créées à la fin du XIXe siècle et davantage centralisées sous les jeunes Turcs, ont joué un rôle déterminant dans la diffusion de ce « style national ».
L'architecture néo-ottomane de cette période était basée sur des techniques et des matériaux de construction modernes tels que le béton armé, le fer, l'acier et souvent des toits en verre, et utilisait dans de nombreux cas ce qui était essentiellement une structure Beaux-Arts avec des motifs stylistiques extérieurs associés à l'original. architecture dont il s'inspire. La principale différence entre ce style et les tendances orientalistes / revivalistes précédentes dirigées par les architectes européens était une étude plus consciente de l'architecture ottomane passée et de l'architecture turque pré-ottomane en Anatolie à la recherche d'un style « turc » plus uniforme. Le nouveau style s'est concentré extérieurement sur des formes et des motifs considérés comme traditionnellement « ottomans », tels que des arcs en ogive, une décoration de tuiles ornées, de larges surplombs de toit avec des supports, des dômes sur des tours ou des coins, etc.. Il a également adapté ces éléments traditionnels pour des types de bâtiments plus modernes tels que les gares, les bureaux du gouvernement et d'autres bâtiments publics.
L'émergence de ce mouvement a également ramené les architectes turcs au premier plan de l'architecture ottomane. Les représentants les plus importants de cette période architecturale sont Vedat Tek (ou Vedat Bey) et Ahmed Kemaleddin Bey. L'un des exemples les plus anciens et les plus importants est le grand bureau de poste d' Istanbul à Sirkeci, achevé en 1909 et conçu par Vedat Tek. L'exemple le plus important des travaux de Kemaleddin Bey est le Vakıf Han, également à Sirkeci, commencé en 1914. Ces deux bâtiments, qui ont de grandes façades avec des dômes d'angle, sont parmi les plus beaux monuments du premier mouvement national d'architecture. Le style a également été utilisé pour les mosquées, dont la mosquée Bebek d'aspect traditionnel (1913) de Kemaleddin Bey est parmi les meilleurs exemples. D'autres exemples importants incluent les terminaux de ferry d'Istanbul construits entre 1913 et 1917, tels que le terminal de Besiktas par Ali Talat Bey (1913), le terminal de ferry de Haydarpaşa par Vedat Tek (1913), le terminal de Buyukada par Mihran Azarian (1915). Un autre exemple est la prison de Sultanahmet (1916-1917), aujourd'hui un hôtel Four Seasons. À Ankara, le premier bâtiment du style est le bâtiment qui abrite aujourd'hui le musée de la guerre d'indépendance et a servi de première maison à l'Assemblée nationale de la République turque en 1920. Il a été construit en 1917 par Ismail Hasif Bey comme siège local du Comité Union et Progrès des Jeunes Turcs.
À l'origine, ce style était destiné à promouvoir le patriotisme et l'identité de l'Empire ottoman historiquement multiethnique, mais à la fin de la Première Guerre mondiale et lors de la création de la République turque, il a été adopté par les nationalistes républicains turcs afin de promouvoir un nouveau patriotisme. Dans ce rôle, il a continué et influencé l'architecture ultérieure de la République de Turquie.

Premier mouvement architectural national de Turquie
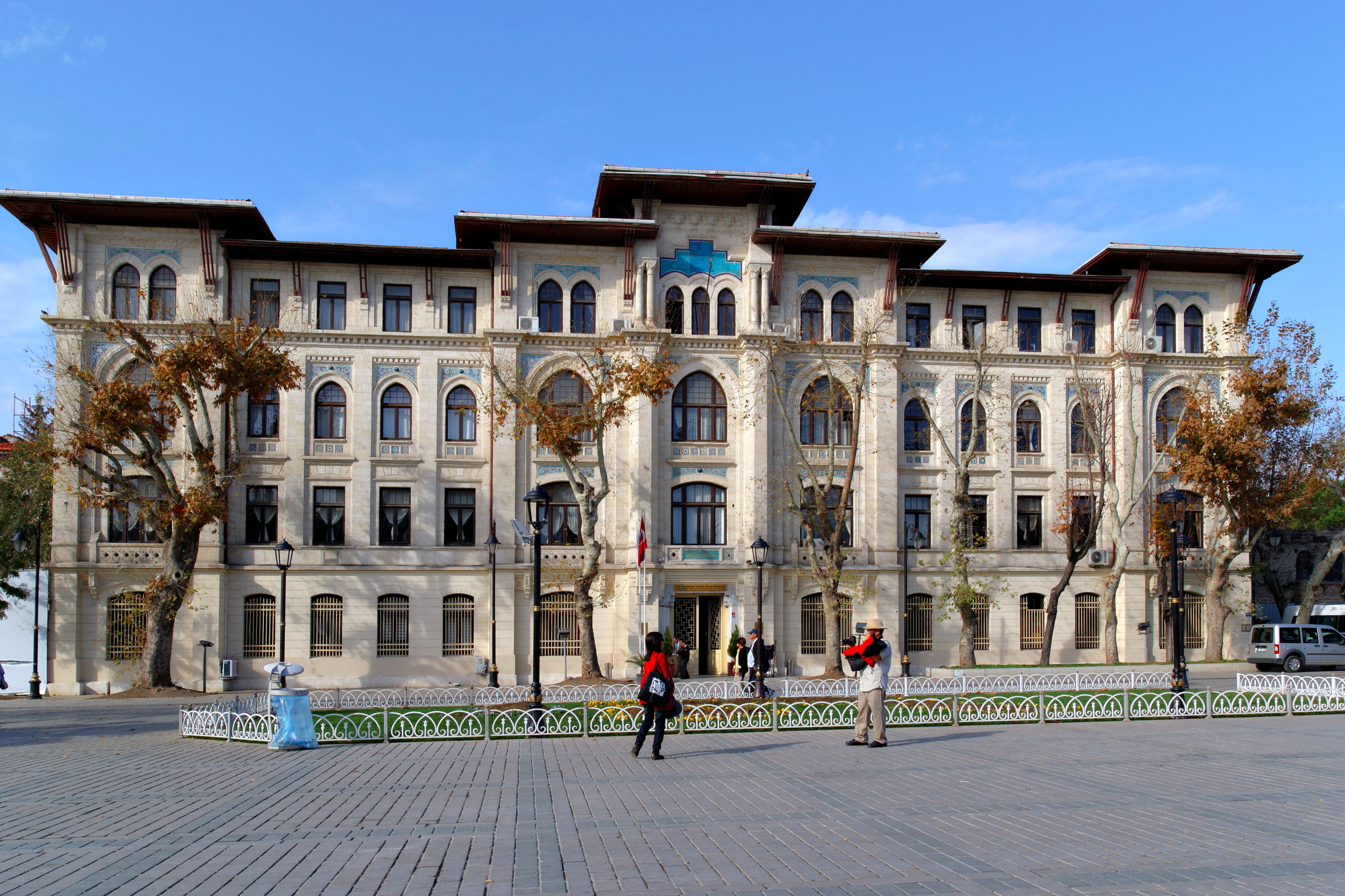
Bâtiment Defter-i Hakani à Sultanahmet, Istanbul, construit par Vedat Tek
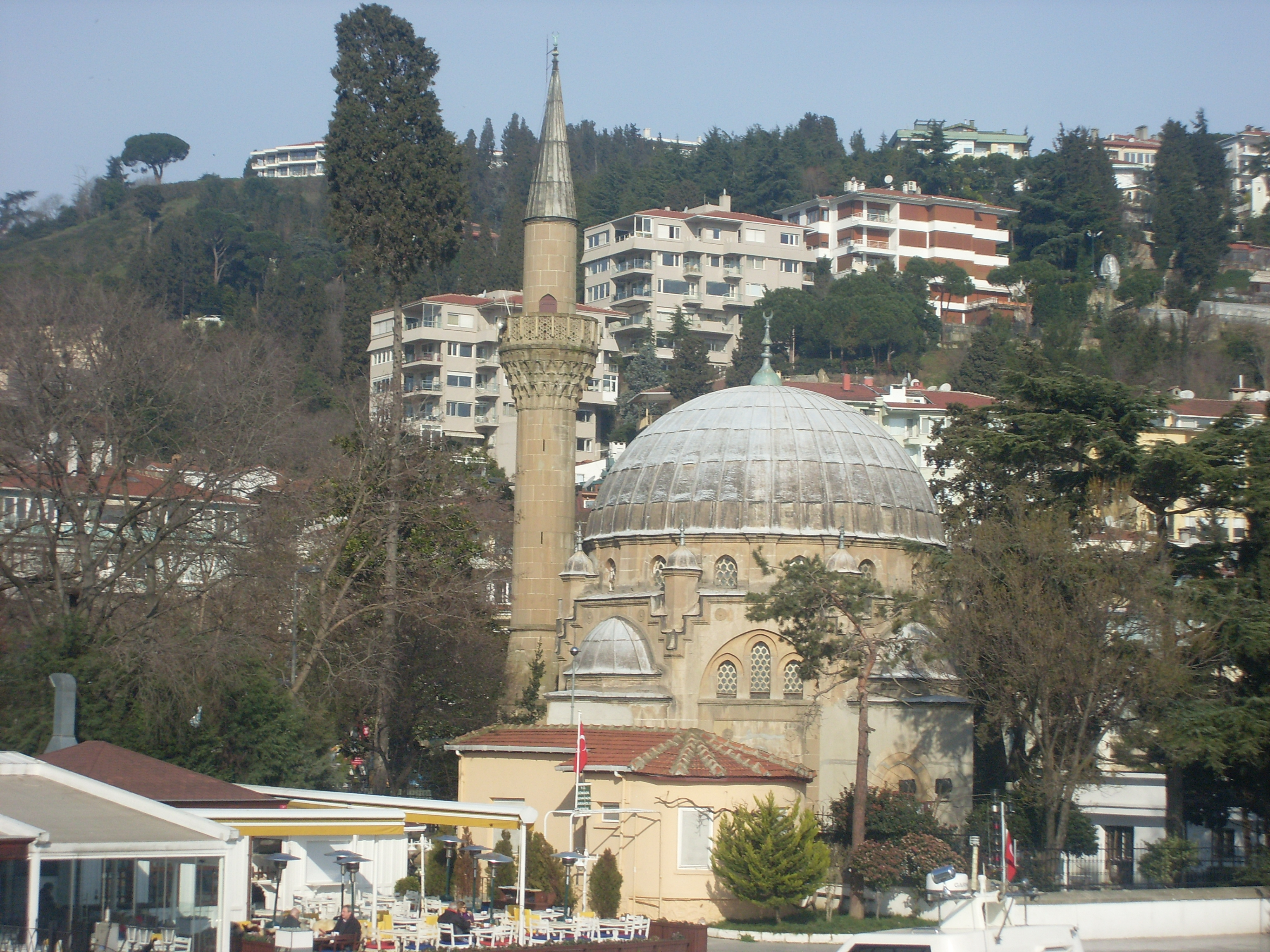
Mosquée Bebek à Bebek, Istanbul, conçue par Mimar Kemaleddin Bey (1913)
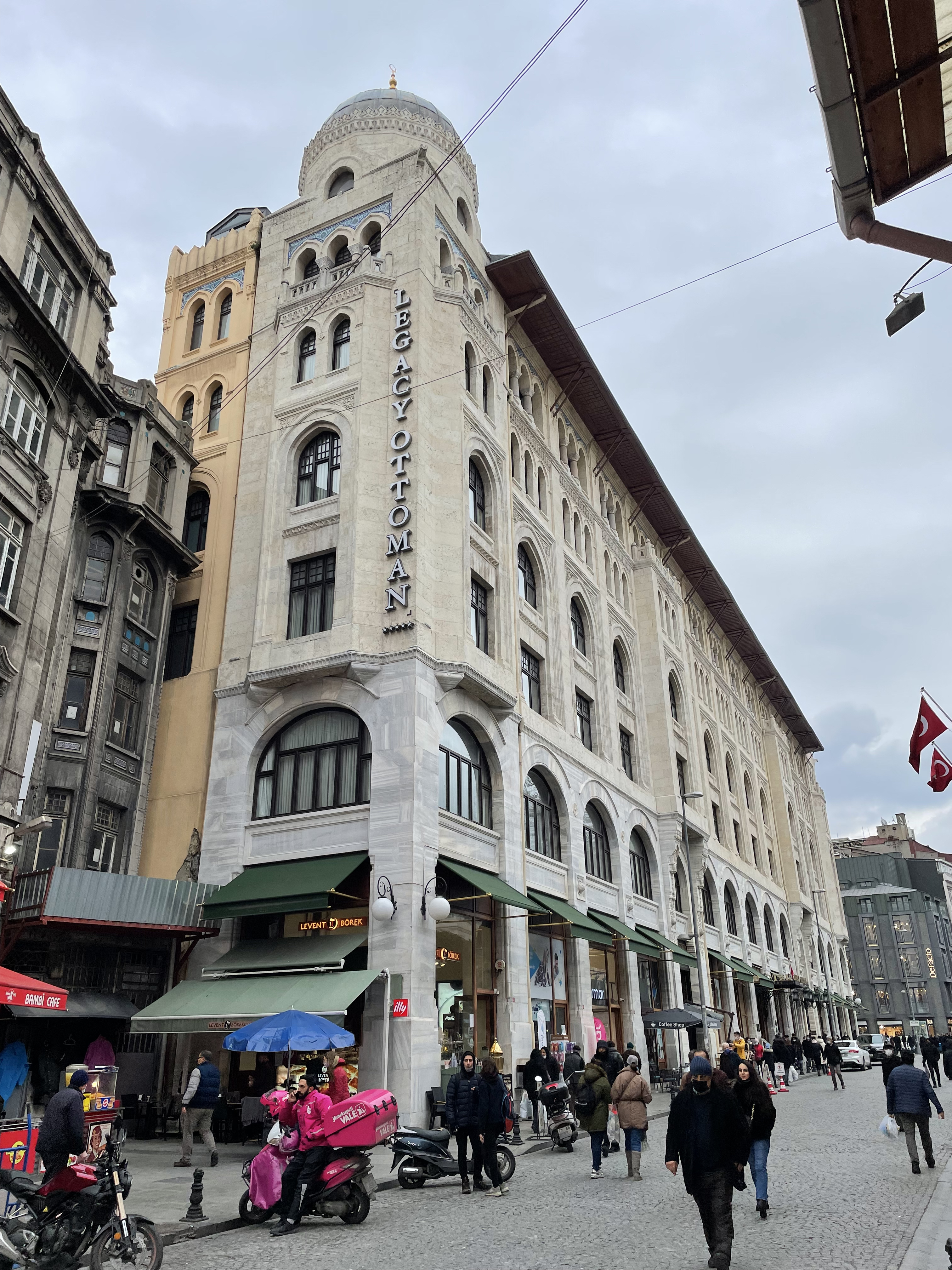
Le 4e Vakıf Han à Sirkeci, Istanbul, par Kemaleddin Bey (vers 1914)
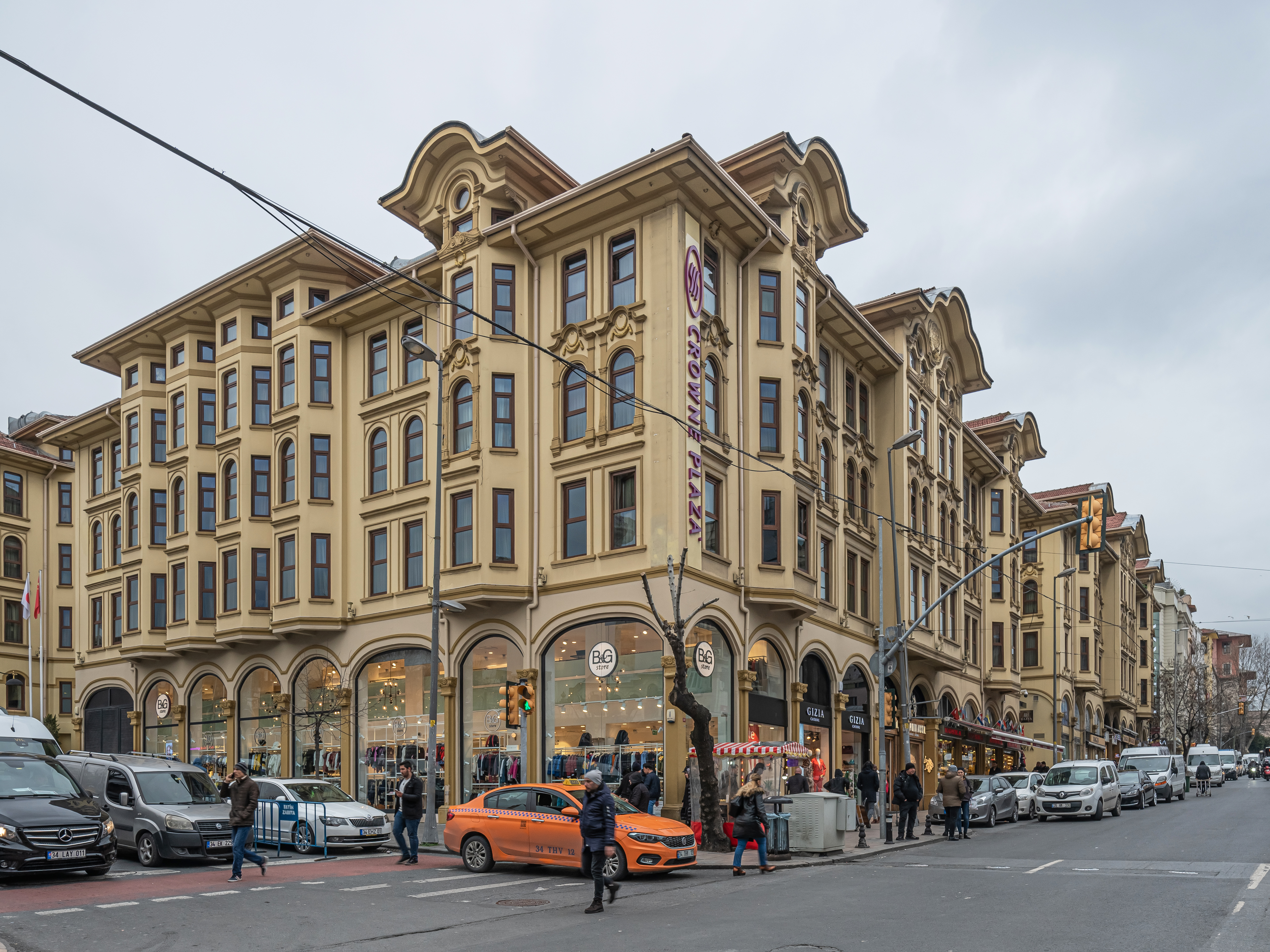
Appartements Tayyare à Laleli, Istanbul, par Mimar Kemaleddin (en) (1919-1922)
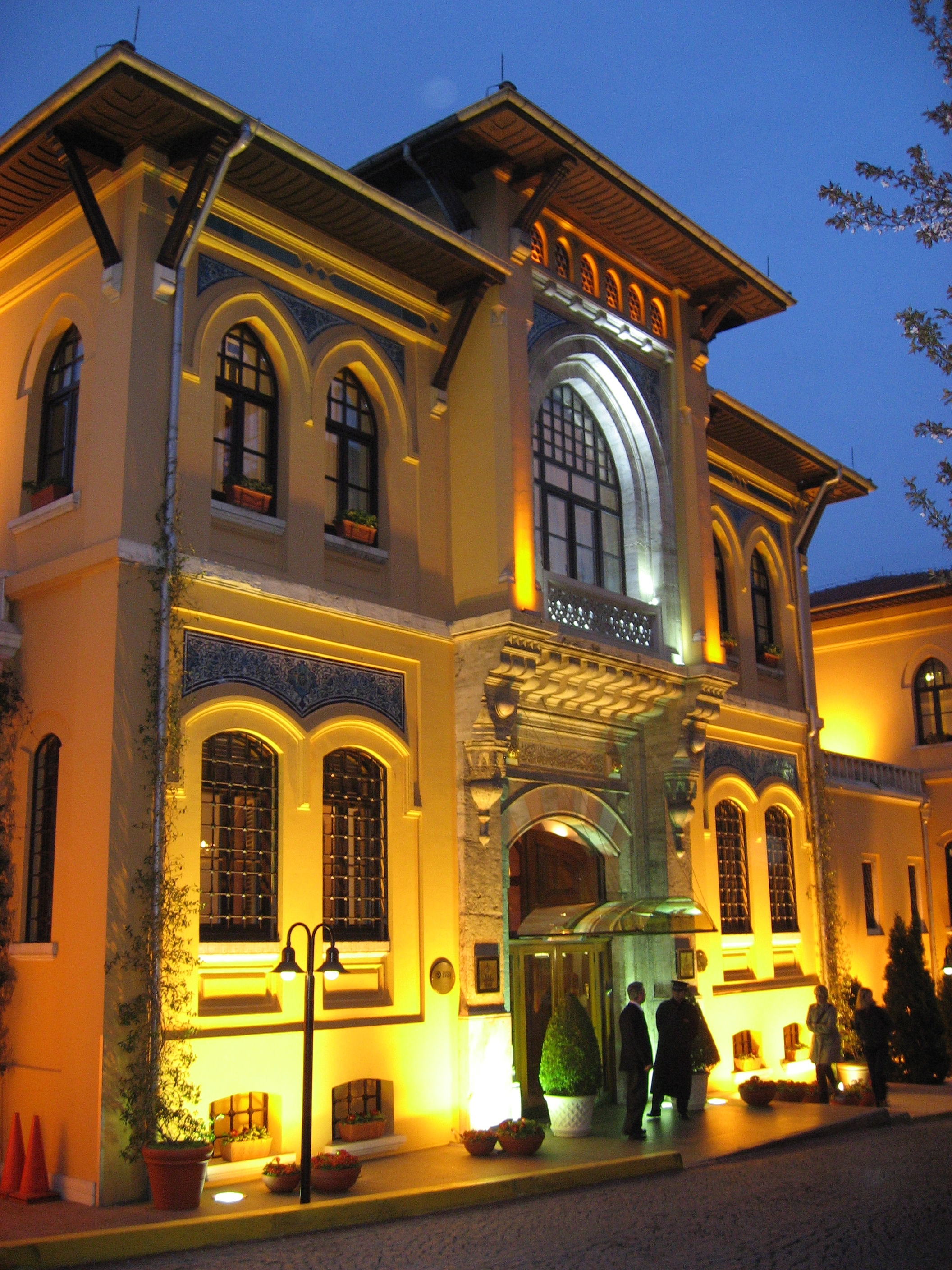
Prison de Sultanahmet (1916-1917)